# Portugal
Pour les articles homonymes, voir Portugal (homonymie).
Cet article possède un paronyme, voir Poortugaal.
République portugaise
(pt) República Portuguesa 
Le Portugal, en forme longue la République portugaise, en portugais : República Portuguesa, est un État transcontinental d'Europe du Sud-Ouest, dont le territoire continental est situé dans l'Ouest de la péninsule Ibérique, et dont le territoire insulaire est situé sur la plaque continentale africaine pour Madère, et à cheval sur les plaques européenne et nord-américaine pour les Açores. Délimité au nord et à l'est par l'Espagne, au sud par sa frontière maritime avec le Maroc, et les Canaries espagnoles,, et à l'ouest par l'océan Atlantique, ce pays est le plus occidental de l'Europe continentale. Fondé en 1143, c'est le plus vieil État-nation d'Europe et ses frontières terrestres internationales, établies au milieu du XIIIe siècle, sont parmi les plus anciennes encore en vigueur en Europe et dans le monde. Son expansion précoce dans l'Atlantique à partir du XVe siècle lui permet de posséder au XXIe siècle une zone d'exclusivité maritime de 1 727 408 km2, soit dix-huit fois sa superficie terrestre, classée troisième ZEE de l'Union européenne, cinquième d'Europe et vingtième du monde.
Le Portugal est constitué du Portugal continental, qualifié communément de Continente, et des archipels des Açores et de Madère, deux régions autonomes situées dans le nord de l'océan Atlantique, pour une superficie totale de 92 090 km2. Du fait de sa situation géographique, de son histoire et de sa position de tête de pont de l'Europe face à l'Amérique et à l'Afrique, le Portugal se conçoit depuis des siècles comme un trait d'union entre l'Europe et l'Atlantique Sud,,. Membre fondateur de l'OTAN, étroitement lié politiquement et militairement à l'ensemble des autres pays occidentaux, le Portugal est membre de l'Union européenne, de l’OCDE, de l'ONU, du conseil de l'Europe et de l’espace Schengen, et il est l'un des pays fondateurs de la zone euro. Dans le même temps, fort de son histoire atlantique et de son appartenance aux mondes ibériques, il est également membre de l'Organisation des États ibéro-américains (OEI) depuis 1949, et est l'un des États fondateurs en 1996 de la Communauté des pays de langue portugaise (CPLP). Le Portugal entretient des liens politiques, culturels et institutionnels privilégiés avec les PALOP et surtout avec le Brésil, avec lequel il a établi en 1971 le « Statut d'Égalité » (Estatuto de Igualdade (pt)). En même temps, il entretient d'importantes relations en Europe avec l'Espagne et la France, l'Allemagne, le Royaume-Uni et l'Italie, qui sont ses cinq plus importants partenaires culturels et commerciaux. Ce double ancrage est entretenu par le fait qu'après s'être définis pendant des siècles comme un peuple « à vocation atlantique », ne faisant pas vraiment partie intégrante de l'Europe, les Portugais ont choisi de se positionner à partir de 1974 comme un peuple « euro-atlantique », appartenant pleinement à la fois à l'Europe et aux mondes atlantiques, et placé au cœur de la lusophonie,,.
Fondé au XIIe siècle, le royaume de Portugal devient au XVe siècle l'une des principales puissances d'Europe occidentale, jouant un rôle majeur dans les Grandes découvertes et se constituant un vaste empire colonial en Afrique, en Asie, en Océanie, et en Amérique du Sud. La puissance du pays décline à partir du XVIIe siècle. La monarchie portugaise est renversée en 1910, à l'issue d'un soulèvement militaire qui contraint le roi Manuel II à l'exil. La Première République portugaise (en portugais : Primeira República) est le régime politique en vigueur au Portugal entre la fin de la monarchie constitutionnelle marquée par la révolution du 5 octobre 1910 et le coup d'État militaire du 28 mai 1926. Puis, pendant plus de quarante ans, le pays est soumis au régime autoritaire d'António de Oliveira Salazar, jusqu'à la révolution des Œillets de 1974 qui met fin à la dictature et restaure la démocratie dans le pays. L'économie du Portugal a alors connu un essor important. Il devient à la fin du XXe siècle un pays développé selon les standards européens, économiquement prospère, socialement et politiquement stable. Le Portugal est un pays en mutation économique et sociale, qui opère depuis 2015 un redressement économique rapide consécutif à la crise socio-économique et politique de 2009-2013,. Le Portugal doit relever le défi du renouvellement des générations, le pays a en effet la fécondité la plus faible d'Europe et une des plus faibles au monde, tombée en 2014 à seulement 1,23 enfant par femme. En 2022, le taux de natalité du pays est remonté à 1,43 enfant par femme.
Durant la dictature de 1926 à 1974 près d'un million et demi de Portugais sont partis travailler en dehors du pays pour fuir la pauvreté de la campagne et les guerres coloniales. Les fortes zones d'émigration portugaise sont le Brésil, les États-Unis, la France, le Luxembourg (14,5 % de la population totale du pays), la Suisse, l'Argentine, le Venezuela, le Canada, ainsi que la principauté d'Andorre (16 % de la population totale du pays). Avec plus de 30 millions de luso-descendants (descendants portugais) dans le monde, la diaspora portugaise est à l'heure actuelle l'une des principales diasporas européennes et mondiales.
Le tourisme, principalement balnéaire, est une ressource très importante, notamment en Algarve et dans la région de Lisbonne. Le climat subtropical de Madère et ses paysages singuliers en font une destination touristique appréciée. Le Portugal est l'un des pays les plus visités d'Europe avec 12,7 millions de touristes en 2019. Il est également un grand pays viticole, réputé notamment pour le vin de Porto. Le Portugal est par ailleurs le premier producteur mondial de liège.
Le Portugal rayonne enfin par son action sur la scène internationale, et par les grands évènements qu'il organise. Sa capitale, Lisbonne, est depuis 1996 le siège de la Communauté des pays de langue portugaise (CPLP). Elle a accueilli l'Exposition universelle sur le thème des océans en 1998. Elle accueille en outre depuis 2016 le Web summit, confirmant son statut de pôle européen de la tech. L'Union européenne y a établi les bureaux de l'Agence européenne pour la sécurité maritime et de l'Agence de l'UE sur les drogues. Plusieurs Portugais sont ou ont été récemment à la tête de grandes organisations internationales : José Manuel Durão Barroso a été président de la Commission européenne entre 2004 et 2014, António Guterres est le Secrétaire général des Nations unies depuis 2017, et António Costa est depuis 2024 le président de l'Union européenne. Entre 1999 et 2002, le Portugal a été l'un des principaux soutiens internationaux du Timor oriental dans son processus d'accession à l'indépendance. Célébrant les liens historiques et culturels les unissant, le Portugal a également obtenu, conjointement avec l'Espagne et le Maroc, l'organisation de la coupe du monde de football 2030, après avoir été l'hôte du championnat d'Europe en 2004.
En 2024, l'indice mondial du soft power établi par le cabinet de conseil Brand Finance plaçait le Portugal en 27e position dans l'indice d'influence mondial sur 193 pays, soit parmi les 15% de pays les plus influents au monde,. Ce bon classement ne doit rien au hasard. Pour des raisons historiques, et malgré ses ressources très limitées, le Portugal est un pays dont la politique étrangère a une vocation universelle,. Sous-tendu par son passé impérial, son champ d’action est très large,. La politique diplomatique habile et ambitieuse du Portugal est régulièrement saluée par les spécialistes en relations internationales et par la presse internationale. Cette politique est soutenue par un réseau diplomatique dense rapporté aux dimensions du pays, constitué de 134 représentations officielles (77 ambassades, 48 consulats et 9 postes consulaires ou missions permanentes) et de 226 consulats honoraires. La politique extérieure portugaise est basée sur trois principes stratégiques: intégration européenne, relations transatlantiques et lusophonie,,,.

## Histoire

### Préhistoire

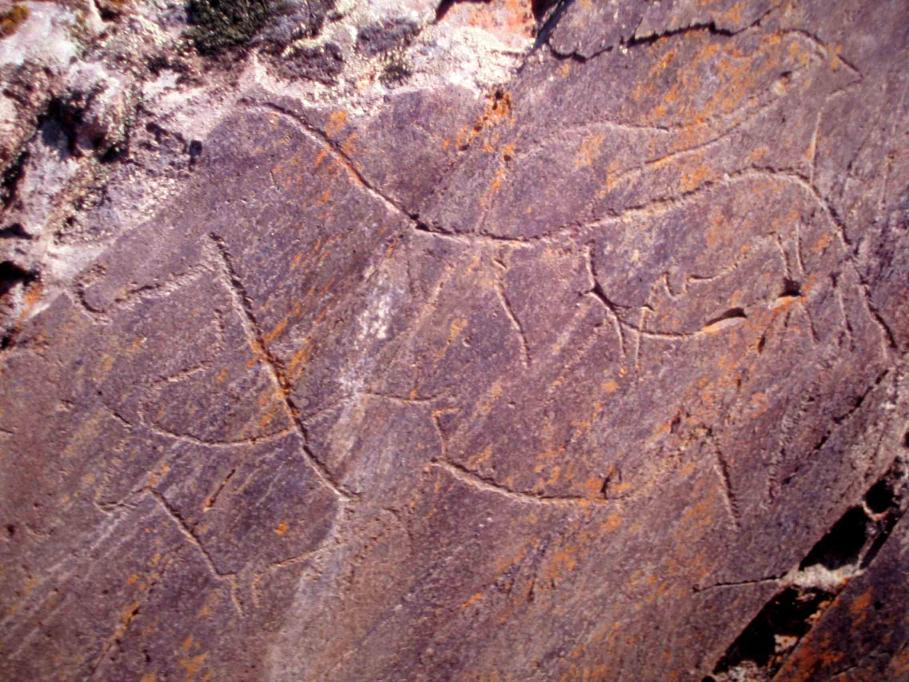
Une gravure rupestre de la vallée de Côa.

Les plus anciennes traces de présence humaine au Portugal datent du Paléolithique, et remontent à plus de 400 000 ans avant notre ère. Elles témoignent de l'existence de populations de chasseurs cueilleurs vivant principalement de cueillette. Entre 200 000 et 28 000 ans, le pays est habité par l'homme de Néandertal, nomade, qui perfectionne l'art de la chasse, et circule dans toute la péninsule. Les sites liés à sa présence au Portugal se concentrent entre l'Estrémadure et l'Alentejo, et au nord du Douro. Néandertal trouve l'un de ses ultimes refuges dans le territoire de l'actuel Portugal avant de s'amalgamer à homo sapiens, qui le supplante vers 40 000 ans avant notre ère. Durant le dernier maximum glaciaire (24 000 à 18 000 av. J.-C.), cette partie de la péninsule Ibérique joue un rôle déterminant de refuge pour les populations humaines,,,. Le développement des premières civilisation retrouvées au Portugal date du Paléolithique supérieur : peintures et gravures rupestres des grottes d'Escoural (Alentejo), de Mazouco (Tras-os-Montes) et surtout de Vale de Côa, datées entre 22 000 et 10 000 av. J.-C. La majorité de ces traces se trouvent au nord du Tage, et sont le fait de groupes de chasseurs-cueilleurs. Vers 10 000 av. J.-C., les Ibères peuplent l'intérieur des terres de la péninsule, qui prend dès lors le nom de « péninsule Ibérique ». L'Asturien (7500-4000 av. J.-C.), culture épipaléolithique ou mésolithique caractérisée par la consommation de mollusques, la richesse de son industrie lithique, et l'utilisation d'un pic spécifique, le pico arredondado, s'étend depuis la Cantabrie jusqu'à l'actuelle province du Minho, au nord du Portugal,,.

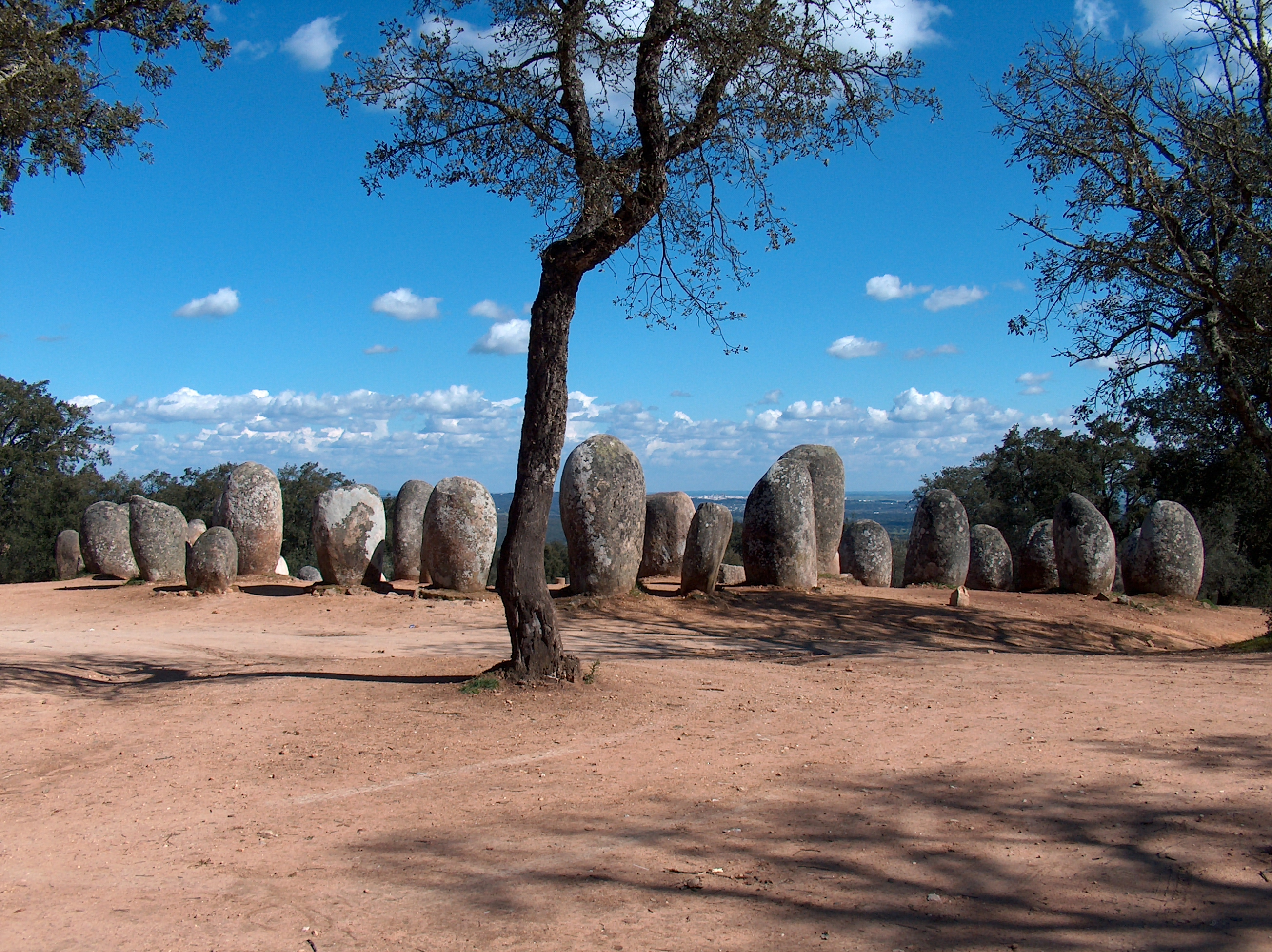
Le cromlech des Almendres.

Les premiers agriculteurs arrivent dans le sud du Portugal au VIe millénaire av. J.-C.. Des économies agricoles, cohabitant avec des chasseurs-cueilleurs, sont établies le long des zones côtières de l'Estrémadure et de l'ouest de l'Algarve vers 5 500 av. J.-C. De là, l'agriculture s'étend à l'intérieur et au nord, où sa présence est attestée vers 5 100 av. J.-C.. Entre 4 000 et 2 000 av. J.-C., le Portugal et la Galice voient se développer une culture mégalithique originale par rapport au reste de la péninsule, caractérisée par son architecture funéraire et rituelle particulière, ses pierres gravées de symboles, et par la pratique de l'inhumation collective. On trouve dans tout le pays des milliers de traces et sites monumentaux de cette culture propre à l'ouest péninsulaire, avec une concentration particulière dans l'Alentejo. Parmi les sites les plus connus, on peut citer le cromlech des Almendres près d'Évora, plus important complexe mégalithique de toute la péninsule Ibérique, et parmi les plus importants d'Europe, non seulement en raison de sa taille, mais aussi pour son état de conservation. On peut aussi citer les cromlech de Vale Maria do Meio ou de Portela de Mogos, ainsi que le dolmen de Zambujeiro. De nombreux éléments et sites de cette culture mégalithique ont continué à être utilisés dans les siècles suivants, servant aux rituels de fertilité ou intégrés aux lieux de cultes des religions postérieures, jusqu'à l'ère chrétienne, par exemple avec les antas capelas, les « chapelles dolmens »,.

### Antiquité pré-romaine et romaine

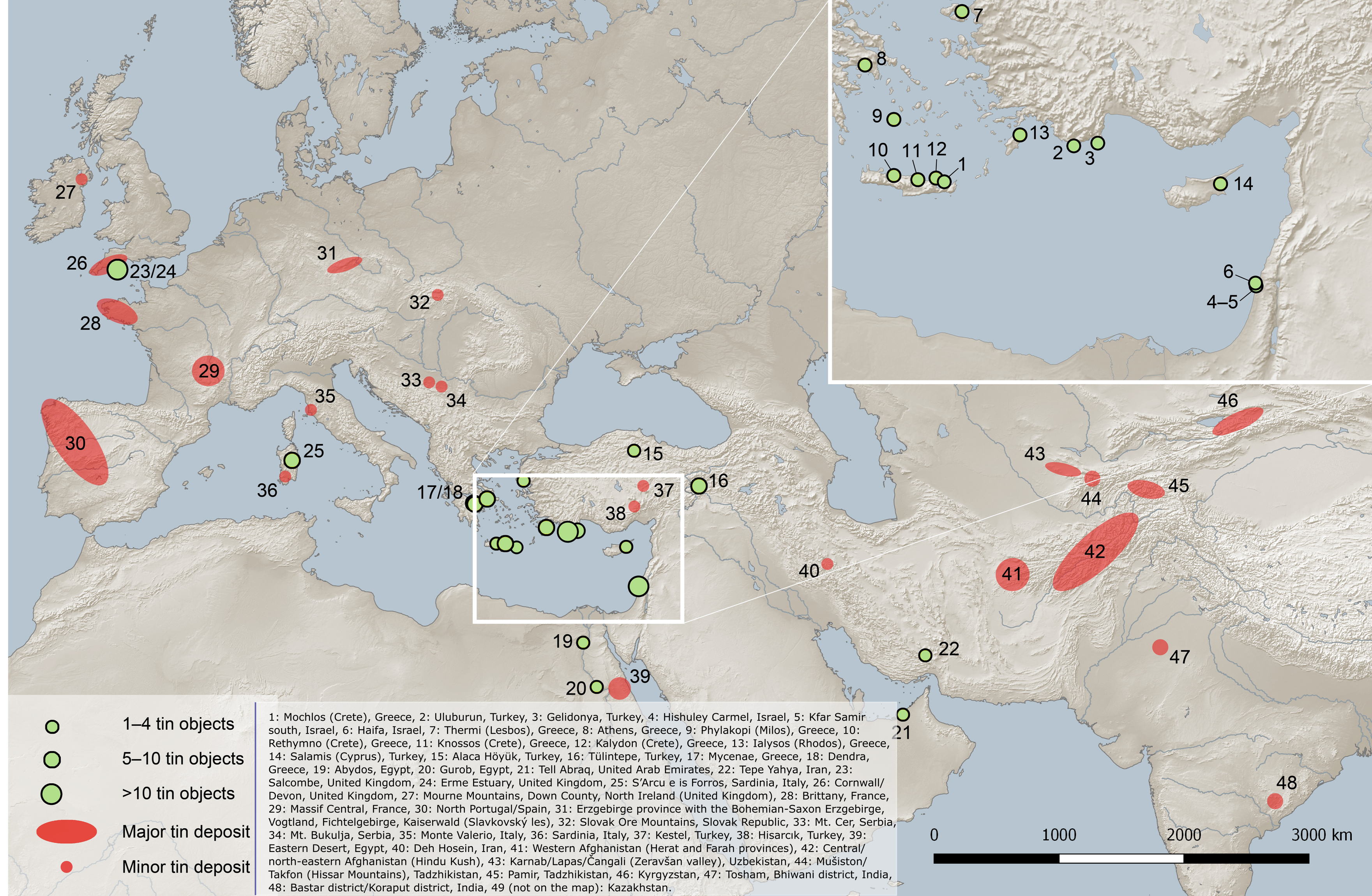
Carte de l'Eurasie montrant les gisements majeurs et mineurs d'étain en Europe à l'âge du bronze, avec les gisements dans le Nord-ouest de la péninsule Ibérique.

L'âge du bronze (2 300–800 av. J. -C.) voit l'établissement de contacts maritimes au nord entre le littoral atlantique et celui de la Bretagne, et des îles Britanniques, alors que le sud du pays entretient des liens commerciaux avec la Méditerranée : des Grecs et des Phéniciens venus de l'actuel Liban, ainsi que leurs descendants carthaginois, y installent de petits comptoirs commerciaux semi-permanents. Le moteur de ce commerce est la richesse de la péninsule en métaux : or, argent, fer, cuivre et étain ; ainsi que le salage du poisson de l'Atlantique, réputé dans l'ensemble du bassin méditerranéen. Disposant de plus grands gisements européens de l'Antiquité, l'ouest de la péninsule Ibérique supplante pour plusieurs siècles la Gaule et l'Italie comme fournisseur principal d'étain du monde grec antique,. De véritables routes de l'étain structurent alors les échanges des peuples de l'ouest péninsulaire, et les relient au reste de la péninsule, à l'Europe du Nord et au Bassin méditerranéen,. Le transport des métaux se fait en articulant transports par voie terrestre avec des chevaux de bât et par voies fluviales en Hispanie méridionale. Un âne ou un mulet peuvent transporter entre 80 et 150 kg, ce qui, pour l’étain, permet de fabriquer jusqu’à 1500 kg de bronze. Les Phéniciens introduisent la culture du vin et de l'huile d'olive dans la péninsule, y développent la pratique de la pêche. Certains historiens ont avancé qu'ils auraient fondé Lisbonne autour de l'an 1 000 av. J.-C.,,. Les Grecs s'établissent sur le site d'Abul, près d'Alcácer do Sal, et diffusent leur culture, contribuant à la légende qui veut qu'Ulysse ait donné son nom à Lisbonne (Olissipona en grec),,. 

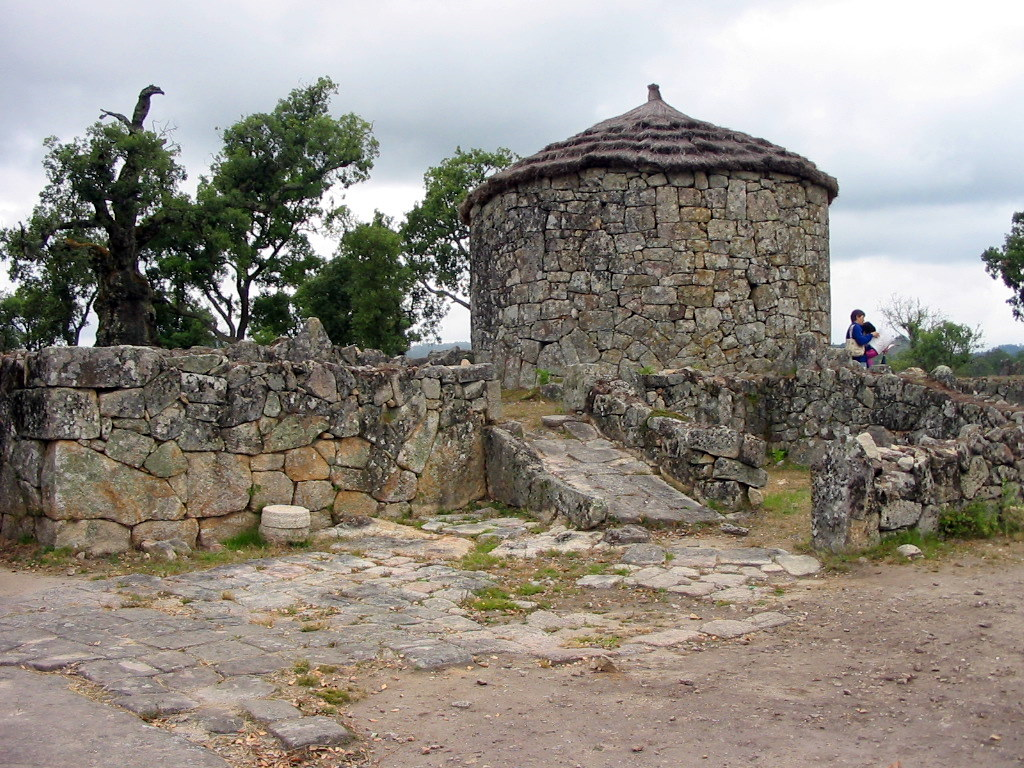
La Citânia de Briteiros, dans la province du Minho, est le site de l'âge du fer le mieux conservé du Portugal.

Dès l'âge du bronze, puis tout au long de l'âge du fer, des groupes indo-européens s'établissent dans la région, et se mêlent aux populations locales. Cette période, qui s'achève avec l'arrivée de Celtes entre les VIIIe et Ve siècles, aboutit à la formation d'une multitude de peuples. Occupant le centre et l'ouest de la péninsule, et regroupés en petits noyaux de population isolés, ces peuples développent à partir de l'âge du bronze final (IXe siècle av. J.-C.) une civilisation castrale originale, articulée autour d'agglomérations fortifiées, les castros. Ces agglomérations, édifiées en hauteur, sont composés d'habitations circulaires, et assises sur l'agriculture et l'élevage. Dans ces localités, composées en moyenne de 150 habitations, chaque maison est défendue par une enceinte, comme on peut en voir dans la Citânia de Briteiros. On trouve aussi dans ces regroupements un édifice funéraire. Comme ils maîtrisent le fer, le travail de la terre devient plus efficace, les cueillettes augmentent, améliorant par la même les conditions de vie et la démographie. Cette civilisation des castros est commune à la quasi totalité peuples présents à l'époque dans l'ouest péninsulaire, avec la présence de sites archéologiques dans tout le Portugal.

Populations et langues de l'ouest de la péninsule Ibérique vers 300 av. J.-C., avant les conquêtes carthaginoises dans le sud-est de la péninsule consécutives à la Première Guerre punique.

Après plusieurs siècles de gestation, on voit s'affirmer dans le pays trois grands ensembles ethnoculturels, qui nous sont connus par les sources grecques, romaines, et l'archéologie. Les Lusitaniens, autochtones pré-celtiques, occupent le centre du territoire actuel du Portugal et les provinces espagnoles du León et l'Estrémadure espagnole. Organisés en tribus, ils parlent leur propre langue, et s'étendent peu à peu vers le centre-est de la péninsule. Leurs tactiques de combats, leur équipement et leurs qualités de soldats leur valent d'être considérés par les auteurs grecs tels que Strabon comme des combattants hors-normes, et leur réputation vaut à leur pays de devenir à partir du IVe siècle av. J.-C. un des grands foyers de recrutement du mercenariat en Méditerranée. Considérés comme le principal substrat de peuplement antique du Portugal, ce sont eux qui donnent leur nom à la Lusitanie, encore étroitement associé au Portugal, à l'identité et à la langue portugaises. Au Nord du pays, au-dessus du Douro, commence la Gallaecia, le pays des Gallaïques, peuple du massif galicien aux influences celtiques plus marquées. Enfin, au sud du pays, dans l'Estrémadure portugaise, l'Alentejo et l'Algarve actuels, se déploient les Turduli, les Celtici, les Turdéans et les Conii, peuples celtibères de l'aire du Tartessos, civilisation commerciale brillante tournée vers la Méditerranée, qui développe un alphabet propre, l'écriture du Sud-Ouest, et qui se maintient de façon résiduelle jusqu'au Ier siècle av. J.-C.

Migrations des tribus pré-romaines dans le territoire de l'actuel Portugal. En rose les Turduli, en marron les Celtici et en bleu les Lusitaniens.

Quoi qu'ils constituent trois ensembles distincts, nous savons par les sources écrites et archéologiques antiques que ces trois grands groupes sont inextricablement liés, avec des échanges commerciaux et socio-culturels constants. N'étant séparées par aucune frontière naturelle infranchissable, leurs trois aires de répartition sont mouvantes et poreuses. En fonction de la conjoncture, les peuples qui les constituent n'hésitent pas à migrer, établir des colonies, passer des alliances, se placer sous la protection les uns des autres et constituer des confédérations. Vers le Ve siècle par exemple, une branche du peuple Turduli, les Turduli Oppidani, voyage vers le nord en collaboration avec les Celtici, et finit par coloniser toute la côte de l'actuelle province portugaise de l'Estrémadure, depuis l'estuaire du Tage jusqu'au territoire des Bracari. Avant le milieu du IIIe siècle, ces Turduli Oppidani semblent devenir clients des Lusitaniens voisins, et membres de leur confédération, puis conjointement de Carthage à la fin du siècle, avant de repasser sous la suzeraineté des seuls Lusitaniens. C'est au titre de ces liens qu'ils subiront le plus gros des premières attaques romaines au IIe siècle av. J.-C. Outre l'influence que ces trois grands groupes exercent les uns sur les autres, nous savons que leurs cultures sont largement mâtinées d'influences phéniciennes, grecques et puniques, liées au échanges commerciaux et au mercenariat dans la Méditerranée.

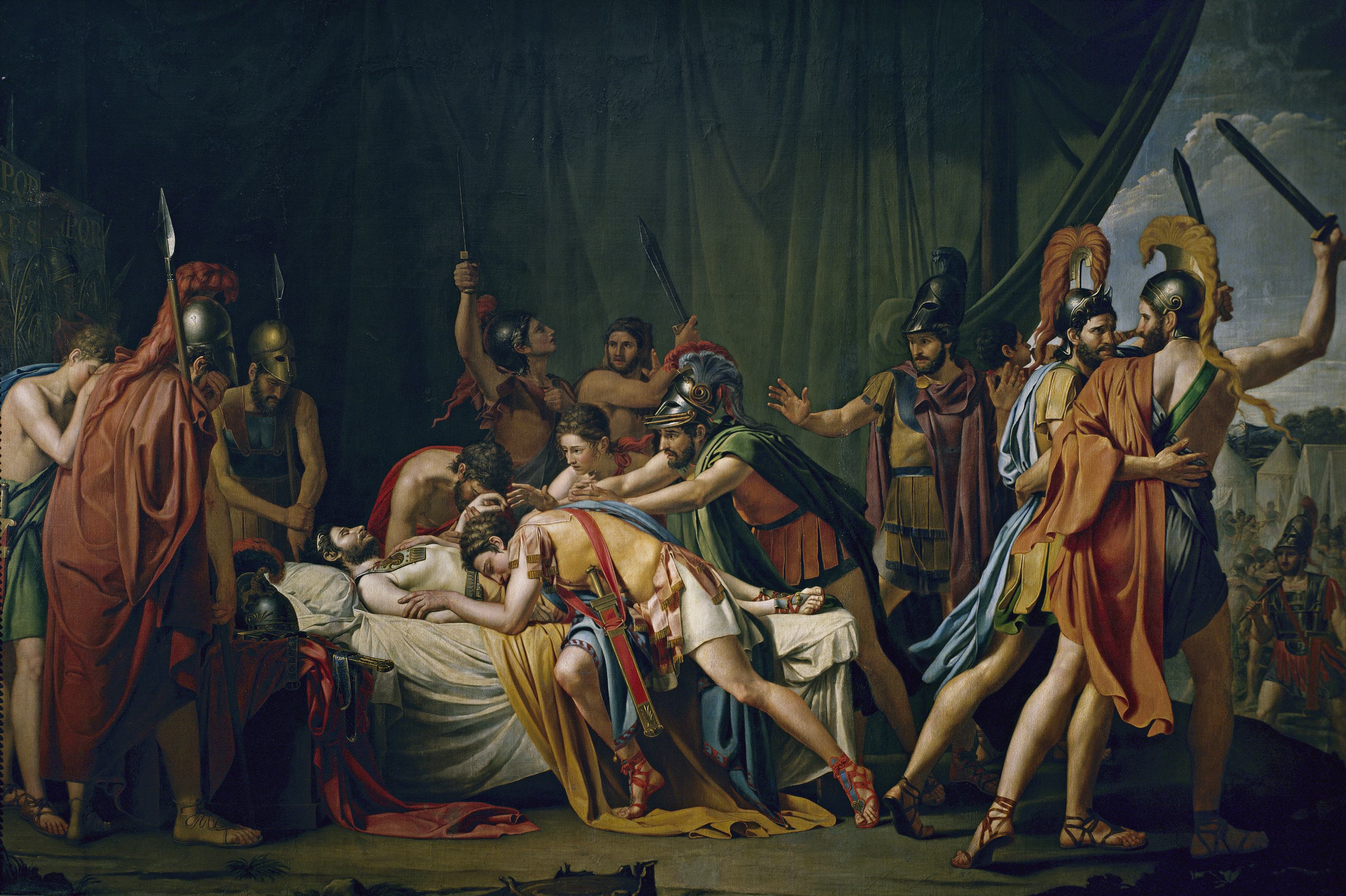
José de Madrazo, La mort de Viriate, chef militaire lusitanien, meneur de la résistance à l'invasion romaine, trahi et assassiné par ses émissaires soudoyés par les Romains.

L'influence de Rome, d'abord circonscrite au nord-est de la péninsule, au nord de l'Ebre, est ancienne, mais longtemps ténue dans la région. Ce sont les relations avec les Barcides puniques, établis au sud-est de l'Espagne, qui priment jusqu'au IIIe siècle av. J.-C. Ces derniers se sont installés dans la péninsule après la défaite de Carthage lors de la Première guerre punique pour s'emparer des mines d'or et d'argent du territoire. Très vite, les Puniques ont recours massivement aux mercenaires lusitaniens, qui constituent l'essentiel de leurs caetratii, leurs troupes d'infanterie légère, au sein des auxiliaires hispaniques carthaginois. Présents en grand nombre dans les armées d'Hannibal, ils contribuent activement aux victoires puniques au IIIe siècle av. J.-C. Le début de la conquête romaine, dans le prolongement de la Deuxième Guerre punique, constitue un bouleversement pour les populations de l'ouest péninsulaire. Ces dernières opposent une longue résistance militaire à l'envahisseur, qui ne vient à bout des Lusitaniens en 139 av. J.-C. que par une politique de soudoiement et trahisons, permettant l'assassinat du chef lusitanien Viriate. Même après leur soumission à Rome, les Lusitaniens affirmeront sans cesse leur particularisme et leur esprit de résistance, par exemple de 80 à 72 av. J.-C. lors de l'épisode de la révolte de Sertorius, un magistrat romain qui parvient à soulever le pays et tenir tête à Rome pendant plusieurs années dans le cadre des guerres civiles romaines. Comme les Puniques avant eux, les Romains recrutent de nombreux mercenaires lusitaniens comme auxiliaires hispaniques d'infanterie légère, en complément de leur infanterie lourde.

Principales voies de communication terrestres reliant la Lusitanie au reste de l'Ibérie romanisée vers 125.

L'intégration de la Lusitanie à l'Empire romain est déterminante dans la constitution de la culture portugaise ; les usages et la langue lusitaniens sont fortement latinisés. Le peuplement romain proprement dit commence au Ier siècle av. J.-C. après la conclusion de la paix entre les Lusitaniens et Jules César, en 48 av. J.-C., et après la constitution de la province romaine de Lusitanie par Auguste en 27 av. J.-C. La création de la province de Lusitanie donne pour la première fois au pays une unité administrative, politique et juridique, qui sera reprise systématiquement au fil des siècles suivants par les différents maîtres du pays, avec des variations territoriales, et sous-tendra l'émergence de l’État portugais moderne au XIIe siècle. Sous la domination romaine, de nombreuses colonies romaines sont fondées, tandis que de nombreux castros sont refondés sur le modèle urbain romain et élevés au rang de cités. L'exploitation minière du pays est renforcée, avec la mise en place d'une véritable industrie minière romaine exportant or, argent, cuivre, plomb, étain, cinabre et calamine. Pour permettre le mouvement des troupes et faciliter le commerce, les Romains créent un réseau de transport maritime et terrestre dense, associant ports et grandes voies pavées, souvent calqués sur des ports des chemins préexistants, qui structure le pays jusqu'à nos jours. Il est spécialement destiné à l'exportation maritime vers la Méditerranée des principales productions du pays : métaux, huile d'olive, vin, conserves de poisson.

L'empire romain au III.

Ce lien commercial à la Méditerranée favorise une arrivée précoce du christianisme dans la péninsule. Les premières communautés chrétiennes apparaissent dès le Ier siècle. Leur origine remonterait, selon la tradition, aux Apôtres eux-mêmes dont un groupe aurait abordé la province romaine d’Hispania dès l’an 40, soutenu par la présence de Marie : la Vierge leur serait apparue sur un pilier de jaspe vert à Saragosse. Les premières communautés chrétiennes se sont vraisemblablement organisées dans les villes du sud. Malgré cette évangélisation précoce, et malgré les progrès du christianisme, la religion païenne romaine et le culte impérial restent longtemps dominants. Par l'édit de Caracalla de 212, l'ensemble des habitants de la Lusitanie accède à la citoyenneté romaine. La province est réorganisée comme le reste de l'Empire dans le cadre des réformes de Dioclétien (284-305). Le découpage administratif et territorial de la Lusitanie est rationnalisé, la fiscalité normalisée, la bureaucratie romaine renforcée, les pouvoirs civil et militaires séparés. Les villes sont cerclées de solides murailles, et dotées de garnisons locales pus puissantes. En parallèle, dans la seconde moitié du IIIe siècle, le christianisme acquiert une diffusion véritablement plus large dans le pays. Son institutionnalisation comme religion officielle de l'Empire entre l'édit de Milan de 313 et la fin du IVe siècle l'impose définitivement à l'ensemble de la population. Mais sa pratique est très vite caractérisée en Lusitanie par des particularismes qui amènent une partie des fidèles à adopter au IVe siècle le priscillianisme, une hérésie d'inspiration gnostique, entremêlant certains aspects du polythéisme païen au christianisme, condamnée par Rome. Le mouvement, bien ancré dans le Nord du pays, est réprimé par le pouvoir impérial et combattu vigoureusement par le clergé catholique nicéen local jusqu'au VIe siècle. La position géographique de la Lusitanie, en périphérie occidentale de l'Empire, lui permet d'être longtemps épargnée par les guerres, les raids de pillage et les invasions par les peuples barbares qui désorganisent les autres provinces de l'Empire, notamment au niveau du Danube, en Orient et sur le Rhin.

### Conquête germanique: les royaumes suève et wisigoth

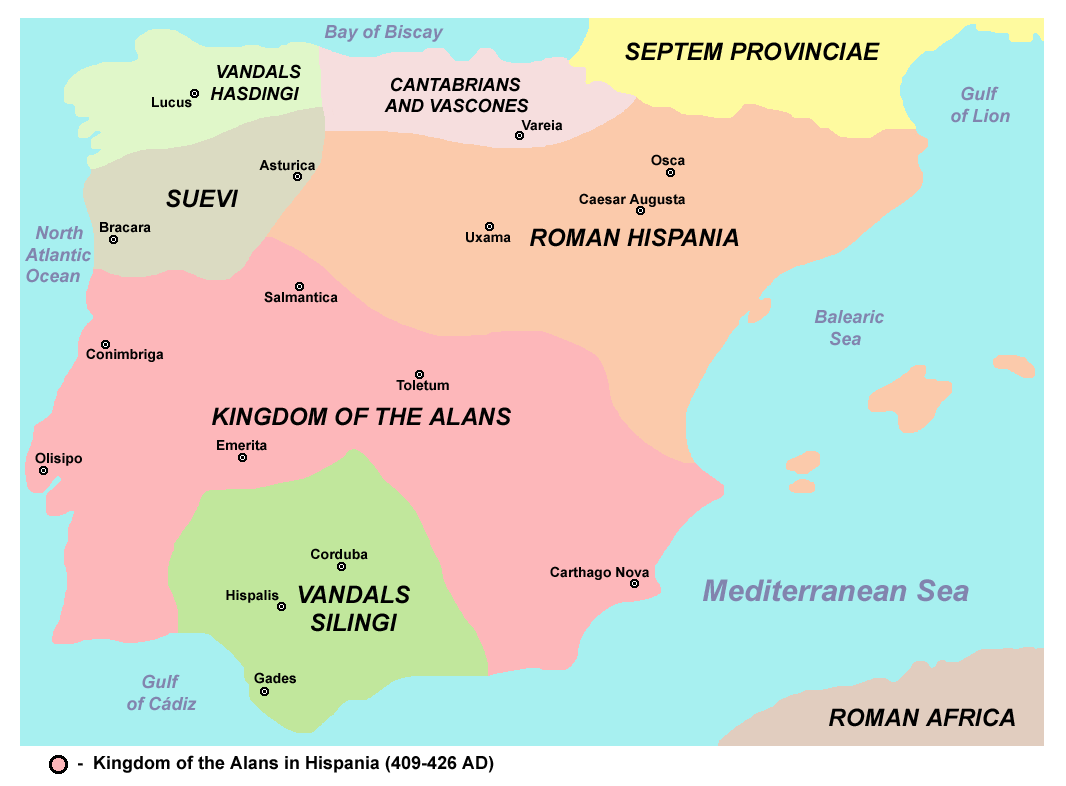
Le Royaume suève tel qu'établi par le partage de la péninsule en 411 et par le foedus de 418, au début du règne d'Herméric. Cette zone de domination suève originelle, centrée autour de Porto et Braga, correspond au berceau historique du futur comté de Portugal.

La situation de la Lusitanie romaine est bouleversée au début du Ve siècle par la rupture du limes romain du Rhin, en 406, qui entraîne le début des invasions barbares. En 409, plusieurs peuples germaniques, les Suèves, les Vandales (Silinges et Hasdingi) et leurs alliés, les Sarmates et les Alains envahissent la péninsule Ibérique. Après avoir mis à sac l'Hispanie pendant deux ans, ces peuples décident en 411 de se partager la péninsule. Menés par leur roi Herméric (411-438), les Suèves s'installent au nord-ouest de la péninsule, autour de la cité de Bracara Augusta, l'actuelle Braga, dans une région à cheval entre deux provinces romaines, qui embrasse le sud de la Gallaecia et le nord de la Lusitanie, considérée comme le berceau historique du Portugal. La politique pragmatique d'Herméric, qui bénéficie d'une grande longévité, permet aux Suèves de prendre l'ascendant sur leurs voisins germaniques, et de s'enraciner durablement.

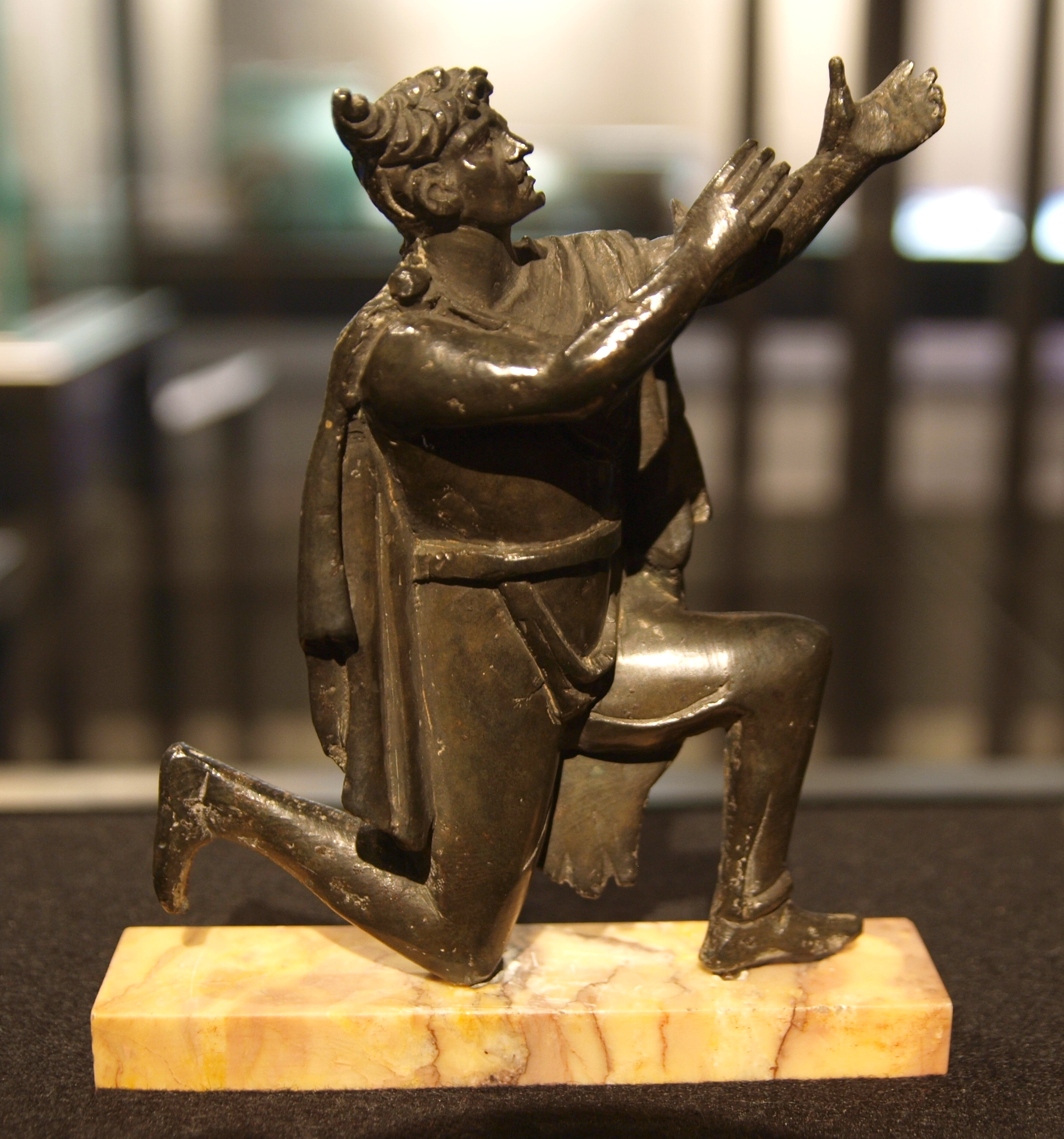
Figure en bronze romaine représentant un Suève, reconnaissable à sa tenue et à sa coiffure caractéristiques. Bibliothèque Nationale, Cabinet des Médailles Paris.

En 418, les Suèves parviennent à régulariser leur situation vis-à-vis de Rome en obtenant un fœdus, qui leur donne le statut de peuple fédéré de l'Empire, et légitime leur installation. En échange du droit de s'installer, avec des privilèges religieux, juridiques et des donations de terres, les Suèves doivent assurer la défense de la province au nom de Rome, le maintien de l'ordre, et assister l'administration romaine. De 418 à 430, les Suèves étendent leur domination à l'ensemble de la Gallaecia, d'où ils chassent les Vandales avec l'aide de l'armée romaine. En parallèle, par la médiation du clergé, ils parviennent à établir des accords avec les populations galaïco-romaines et luso-romaines locales, qui acceptent de se placer sous leur domination. Au fur et à mesure que l’État romain s'affaiblit, la royauté suève gagne en autonomie et s'affirme comme un véritable Royaume indépendant. Le Royaume suève est par exemple le premier royaume du haut Moyen Âge qui frappe monnaie pour signifier son existence. Pour renforcer leur puissance, ses rois s'allient avec les Bagaudes, des bandes armées de paysans sans terre, d'esclaves, de soldats déserteurs ou de brigands, actives dans l'Empire romain tardif. Pour affirmer leur spécificité par rapport à Rome et accentuer le décrochage de leur Royaume de l'autorité romaine, ils favorisent le clergé priscillianiste contre les évêques nicéens locaux.

L'expansion du Royaume suève sous le règne de Rechila (441-448), qui annexe la Lusitanie, et lance des raids sur la Bétique et la Carthaginoise.

Pendant vingt ans, les Suèves dominent la péninsule, lancent des raids sur les provinces romaines voisines, et étendent leur domination à toute la Lusitanie. En 448, lorsque le roi Rechila (441-448) meurt, il laisse le soin à son fils Réchiaire Ier (448-456) de poursuivre le renforcement et l'expansion du royaume. La conversion de ce dernier au catholicisme nicéen permet à la monarchie suève de se concilier momentanément les populations et le haut clergé local. Tout en renforçant ses assises, le roi reprend à son compte la politique de raids de ses prédécesseurs sur les provinces romaines voisines de Vasconie, Taraconaise et Bétique, pillant les grandes villes, et mettant des milliers de romains en esclavage. Mais après avoir défié l'Empire pendant huit ans, Réchiaire est battu et tué en 456 par les Wisigoths de Toulouse, établis dans le sud de la Gaule, qui interviennent pour rétablir l'ordre dans la péninsule au nom de Rome. S'ensuit une guerre civile d'une dizaine d'années, qui entraîne une partition en deux du royaume, et une progression de l'arianisme sous l'influence de missionnaires envoyés par les Wisigoths. Le Royaume suève se réunifie en 464 et se referme sur lui-même pendant plusieurs décennies, connues sous le nom de « période obscure ». La déposition en 476 de l'empereur Romulus Augustule, qui entraîne la fin de l'Empire romain d'Occident, fait des royaumes barbares les seuls dépositaires en Europe occidentale du pouvoir officiel et de la romanité.

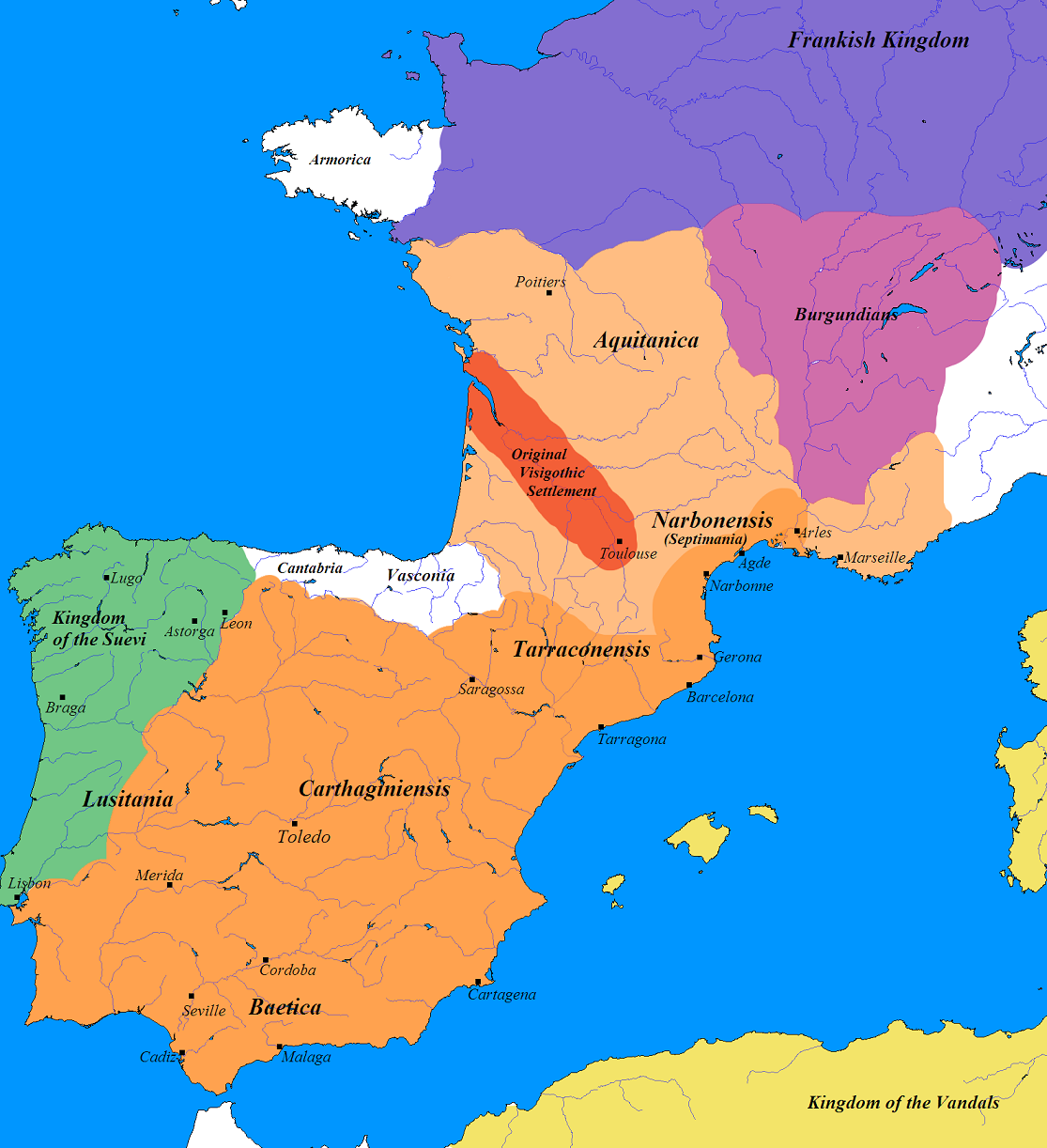
La péninsule Ibérique en 550, avec le Royaume suève en vert et le Royaume wisigoth en orange.

Le Royaume suève se rouvre au milieu du VIe siècle, pour entrer dans une phase de grand rayonnement culturel, économique et religieux. Ses deux villes principales sont alors sa capitale Braga, grand centre religieux, et Porto, son port de commerce fortifié. La conversion au catholicisme des rois Cararic (550-559, Théodemir (559-570) et de la noblesse suève leur permet de fusionner totalement avec les élites et populations catholiques locales. Mais à ce moment les Suèves ne sont plus seuls dans la péninsule. Après sa défaite contre les Francs à la bataille de Vouillé en 507 et la chute de sa première capitale Toulouse en 508, le Royaume wisigoth s'est rabattu en Hispanie, avec Tolède pour capitale. En 585, après plusieurs décennies de tensions, les Wisigoths parviennent à annexer le Royaume suève. Devenant la sixième province du Royaume wisigoth, l'ancien Royaume suève prend le statut de Duché, et est confié à une grande famille noble wisigothe. Pour s'assurer qu'elle accepte leur domination, les Wisigoths concèdent une grande indépendance à la noblesse locale.

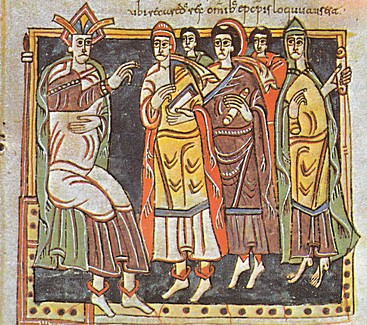
Le roi Récarède et plusieurs évêques lors du Troisième concile de Tolède, en 589, qui officialise la conversion des Wisigoths au catholicisme. Chronique d'Albelda, fol. 145, Bibliothèque de l’Escurial.

En soumettant le Royaume suève et sa capitale Braga en 584-585, et en annexant l'Espagne byzantine en 624, les rois wisigoths placent l'ensemble de la péninsule sous leur domination. Comme pour les Suèves en 560, leur conversion au catholicisme en 589 leur permet de fusionner avec les populations et les élites locales. Dans la seconde moitié du VIIe siècle siècle, les Wisigoths apparaissent comme l'une des principales forces d'Europe occidentale. Mais depuis la mort du dernier roi de la dynastie royale à la bataille de Vouillé, le Royaume est très instable politiquement. Les crises de succession se succèdent, avec des luttes de pouvoir violentes entre les grandes familles wisigothes. Plusieurs rois essayent sans y parvenir de transformer la monarchie élective en monarchie héréditaire. Les mauvaises récoltes et les famines de la fin du VIIe siècle, ainsi que les excès des persécutions des juifs ibériques, très nombreux, contribuent à fragiliser le pouvoir wisigoth. Plusieurs opposants au pouvoir wisigoths font alors appel aux Omeyyades musulmans qui viennent de conquérir l'Afrique du Nord pour les aider. Lors d'une crise l'opposant au pouvoir wisigoth de Tolède, le comte Julien, gouverneur de Ceuta décide d'aider les armées omeyyades à passer en Espagne. S'ensuivent plusieurs années de guerre, avec la bataille du Guadalete, véritable tournant dans la conquête du royaume par les troupes musulmanes.

### Conquête arabo-musulmane et période du Gharb Al-Andalus

La péninsule Ibérique au plus fort de l'avancée omeyyade.

La conquête musulmane de l'Hispanie par les Omeyyades se fait à partir du Maghreb. Après la victoire de Tariq ibn Ziyad sur les Wisigoths à la bataille du Guadalete en 711, les armées arabo-berbères, progressent rapidement dans la majeure partie de la péninsule Ibérique (à l'exception d'un réduit chrétien dans le Nord, qui se constitue en royaume des Asturies). L'occupation se fait sous l'autorité de Moussa Ibn Noçaïr, gouverneur omeyyade de l'Ifriqiya et général des troupes musulmanes. Dans la foulée de la conquête de la péninsule et de la Septimanie, les armées musulmanes remontent jusqu'à Narbonne en 719. L'ancienne Lusitanie romaine est alors intégrée dans le vaste empire omeyyade de Damas sous les noms d'al-Tagr al-Adna (Marche inférieure) et de Gharb al-Ândalus (Ouest d'al-Andalus). Très vite cependant, des tensions apparaissent entre les chefs berbères, arabes et Damas au sujet du partage du butin des vaincus,. Et des particularismes liés à l'histoire spécifique de la région émergent. En 756, la péninsule Ibérique passe sous le joug d'Abd al-Rahman Ier, qui crée et donne son indépendance à l'Émirat de Cordoue, élevé au statut de Califat de Cordoue en 929.

Royaumes des Taifas en 1037.

À la chute du Califat en 1031, l'Hispanie musulmane, qui se fragmente, est partagée entre 23 roitelets indépendants : c'est la période des Reyes de taïfas — muluk at tawaif en arabe. La plus grande partie de la Lusitanie relève alors de la Taïfa de Badajoz des Aftasides, et dans une moindre mesure, au sud, de la Taïfa de Séville des Abbadides, et des première et seconde Taïfas de Silves. Pris dans des jeux d'alliances et des guerres intestines, les gouverneurs de ces taïfas se proclament émirs et lient des relations diplomatiques avec les royaumes chrétiens. D'un point de vie socio-économique et culturel, cette période correspond à un âge d'or musulman en Lusitanie. L'émulation qui se crée entre les différentes taïfas entraîne une mise en valeur soignée du territoire : développement des villes, du commerce, de la navigation, des sciences, de la littérature, et particulièrement de la poésie de cour mozarabe. En revanche politiquement et militairement, les musulmans désunis et parfois en rivalité ont plus de difficultés à contenir l'avancée des chrétiens, qui jouent habilement de leurs dissensions. Cette période de fragmentation prend un terme avec l'invasion des Almoravides, venus du Maghreb al-Aqsa, à partir de 1086 à la suite de la bataille de Sagrajas, puis celle de leurs rivaux Almohades à partir de 1147 après la Deuxième période de taïfas. Du XIe au XIIIe siècle, les dynasties berbères almoravides et almohades dominent le sud de l'ancienne Lusitanie romaine.
D'un point de vue administratif, la Lusitanie musulmane est partagée en deux régions : Al-Tagr Al-Adna, ou la « Marche Inférieure », qui correspond approximativement aux actuelles régions Centre, de Lisbonne et du Ribatejo, et le Gharb Al-Andalus, qui correspond aux actuelles régions de l'Alentejo et de l'Algarve. Ces deux grandes régions sont elles-mêmes divisées en différents districts nommés Kura. À son apogée, le Gharb Al-Andalus est constitué de dix kuras, dont chacune possède une capitale. Les principales villes de l'époque sont Beja, Silves, Alcácer do Sal, Santarém, Lisbonne ou Coimbra. L'occupation musulmane se révèle particulièrement structurante au sud du Mondego, et surtout du Tage, dans les territoires directement sous influence andalouse et rechristianisés tardivement (vers 1249). Silves connaît un rayonnement culturel jusqu'au XIIIe siècle et Mertola joue un rôle économique par les échanges maritimes fluviaux.
La population musulmane de la province est constituée d'Arabes, de Berbères et d'Ibères convertis de force ou non à l'islam. Issus de prestigieuses familles, les Arabes sont essentiellement originaires du Yémen. Bien que minoritaires, ils constituent l'élite des armées et de l'administration musulmane. On les retrouve notamment dans les villes de Séville, Beja, Huelva jusqu'aux côtes d'Alentejo. Peu nombreux, et regroupés en fonction de leur tribu d'origine, ils forment un groupe solidaire jusqu'au IXe siècle. Les Berbères originaires des montagnes d'Afrique du Nord sont, quant à eux, essentiellement des nomades. Ils constituent la majorité des occupants venus de l'extérieur. D'abord installés dans le nord, ils sont chassés par le roi des Asturies Alphonse Ier et viennent s'installer dans le sud du Gharb, où ils surpassent rapidement en nombre les Arabes. Enfin, les Ibériques convertis à l'islam et nommés muwallads forment le groupe musulman majoritaire.

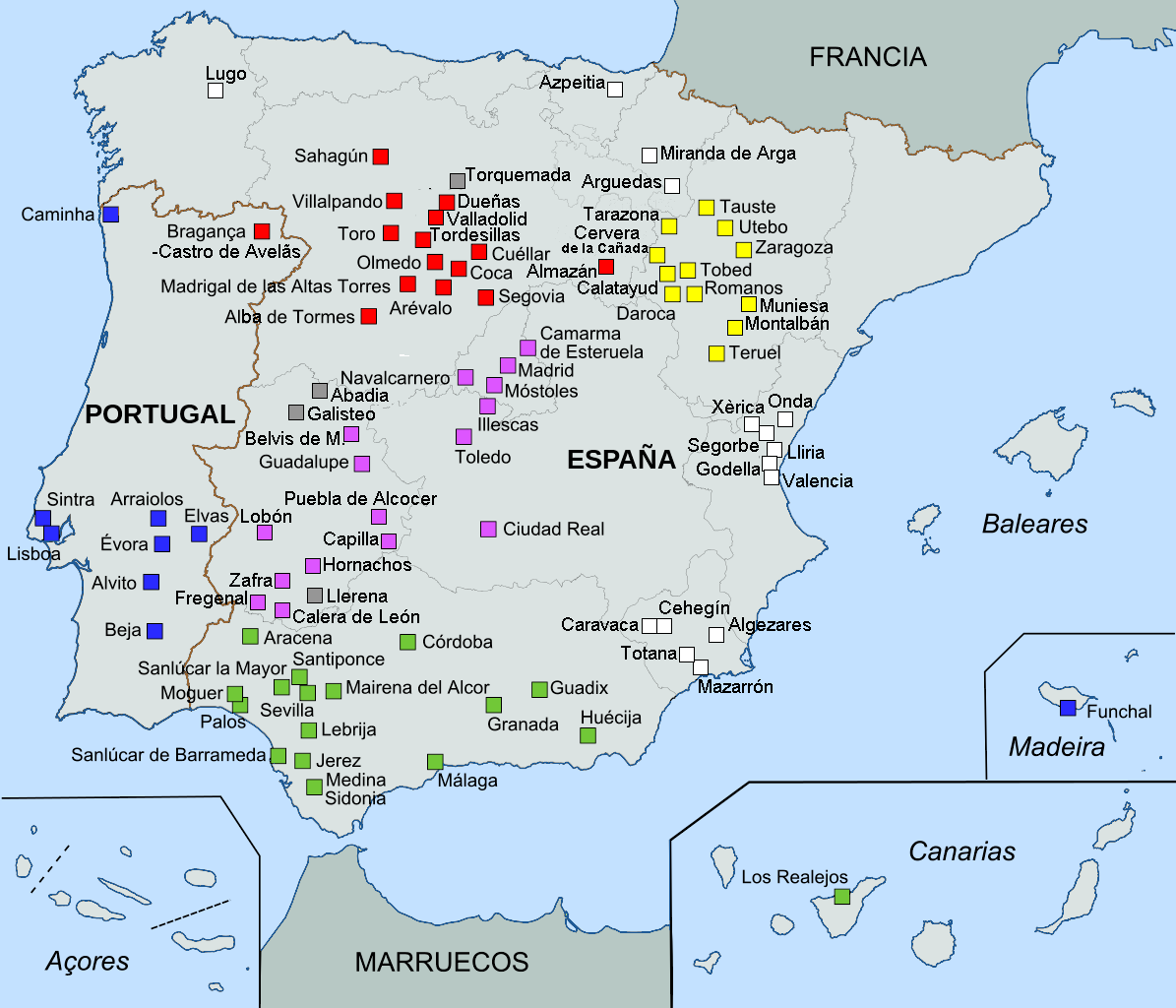
Localisation des œuvres mozarabes à travers la péninsule.

Au départ, la situation des chrétiens dépend de la manière dont leur ville s'est rendue aux conquérants arabo-berbères. Lorsqu'elle a capitulé pacifiquement comme à Mérida, Beja ou encore Évora, les nobles wisigoths sont autorisés à conserver leurs terres, si bien que certains documents attestent la présence de très riches propriétaires terriens wisigoths jusqu'au XIIe siècle et l'Église, elle aussi, peut conserver ses terres. En revanche si, comme à Séville, la ville s'est révoltée face à l'arrivée musulmane, les Arabes divisent les terrains des nobles et les réattribuent à un grand nombre de personnes comme aux serfs, favorisant ainsi les petites propriétés qui caractérisent par la suite certaines régions du Portugal. Ces derniers, opprimés durant le règne des rois wisigoths, jouissent d'une certaine indépendance dans l'exploitation de ces terres dans la mesure où leurs nouveaux maîtres ne souhaitent pas pratiquer eux-mêmes l'agriculture et donc laissent leurs subordonnés cultiver comme ils le souhaitent. La particularité du Gharb est le fait que la noblesse y a toujours été très indépendante, et cela bien avant l'arrivée arabe.
Les nouveaux conquérants, qui comptent plusieurs milliers de personnes (environ 16 000), s'installent d'une façon générale au sud du Mondego, et surtout du Tage, en particulier dans la région de l'Algarve. La période d'Al-Andalus laisse un héritage décisif dans la langue portugaise, mais aussi dans la topographie du Portugal et dans les domaines des arts, de l'urbanisme, de la propriété foncière, des sciences, des techniques et de l'agriculture,,. Dans ce dernier domaine, les apports essentiels touchent à l'irrigation, notamment dans la connaissance des calculs de pente et de débit d'eau, et à la culture d'espèces nouvelles, et plus spécifiquement, dans le cas portugais : les fruits (notamment les pommes, les poires et les figues en Algarve), la vigne car la consommation du vin s'est perpétuée chez les Andalous, les céréales dont le riz dans la vallée du Tage et en Alentejo, les légumes comme l'artichaut.
Tout au long de son existence, le Ghab al-Ândalus doit faire faire face à une pression militaire constante de la part de royaumes chrétiens sur sa frontière nord, qui le force à déployer une activité militaire permanente. En effet, dès le premier quart du VIIIe siècle, des militaires et des nobles germaniques réfugiés dans le Nord de la péninsule refondent une souveraineté chrétienne, le royaume des Asturies, et se lancent dans une longue guerre d'expansion territoriale vers le sud, la Reconquista, également appelée « Reconquête chrétienne ». Ce mouvement, qui englobe l'ensemble de la péninsule Ibérique, vise à faire repasser les terres ibériques perdues au profit des envahisseurs arabo-berbères sous souveraineté chrétienne.

### Reconquistaet naissance du comté de Portugal

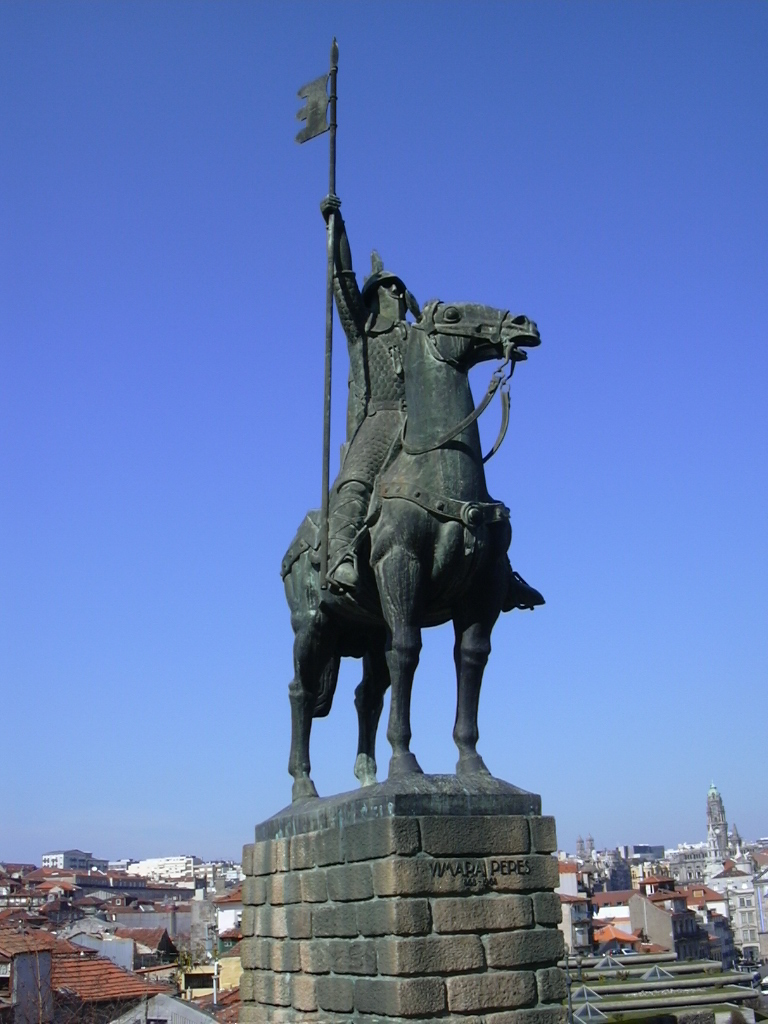
Statue de Vímara Peres (868-873), seigneur de guerre du Royaume des Asturies et premier comte de Portucale, à Porto.

Historiquement, la Reconquista commence avec la bataille de Covadonga, livrée en 718 ou 722, pendant laquelle l'élite wisigothe, réunie autour du roi Pélage (718-737), vainc une armée islamique et établit son autorité sur un réduit montagneux dans le nord de la péninsule, appelé royaume des Asturies. Pendant un siècle et demi, les rois des Asturies renforcent leurs positions et étendent doucement leur territoire. Sous le règne d'Alphonse III le Grand (866-910), profitant des désordres dans l'émirat de Cordoue, les croisés chrétiens des Asturies opèrent une percée rapide vers le sud-ouest. En 868, Porto ainsi que Braga sont conquises par le seigneur de guerre Vímara Peres (868-873). En récompense, ce dernier est placé à la tête de la région avec le titre de comte de Portugal. Son fief, qui constitue une marche du sud de la Galice, s'affirme rapidement comme un État féodal autonome et dynamique, organisé autour de sa métropole religieuse Braga, et de son port Porto. Son nom, « Portucale », ou « Terra portucalensis » (pays de Portucale), vient du nom latin d'un bourg voisin de Porto, Gale (devenue Vila Nova de Gaia), « Portucale ».

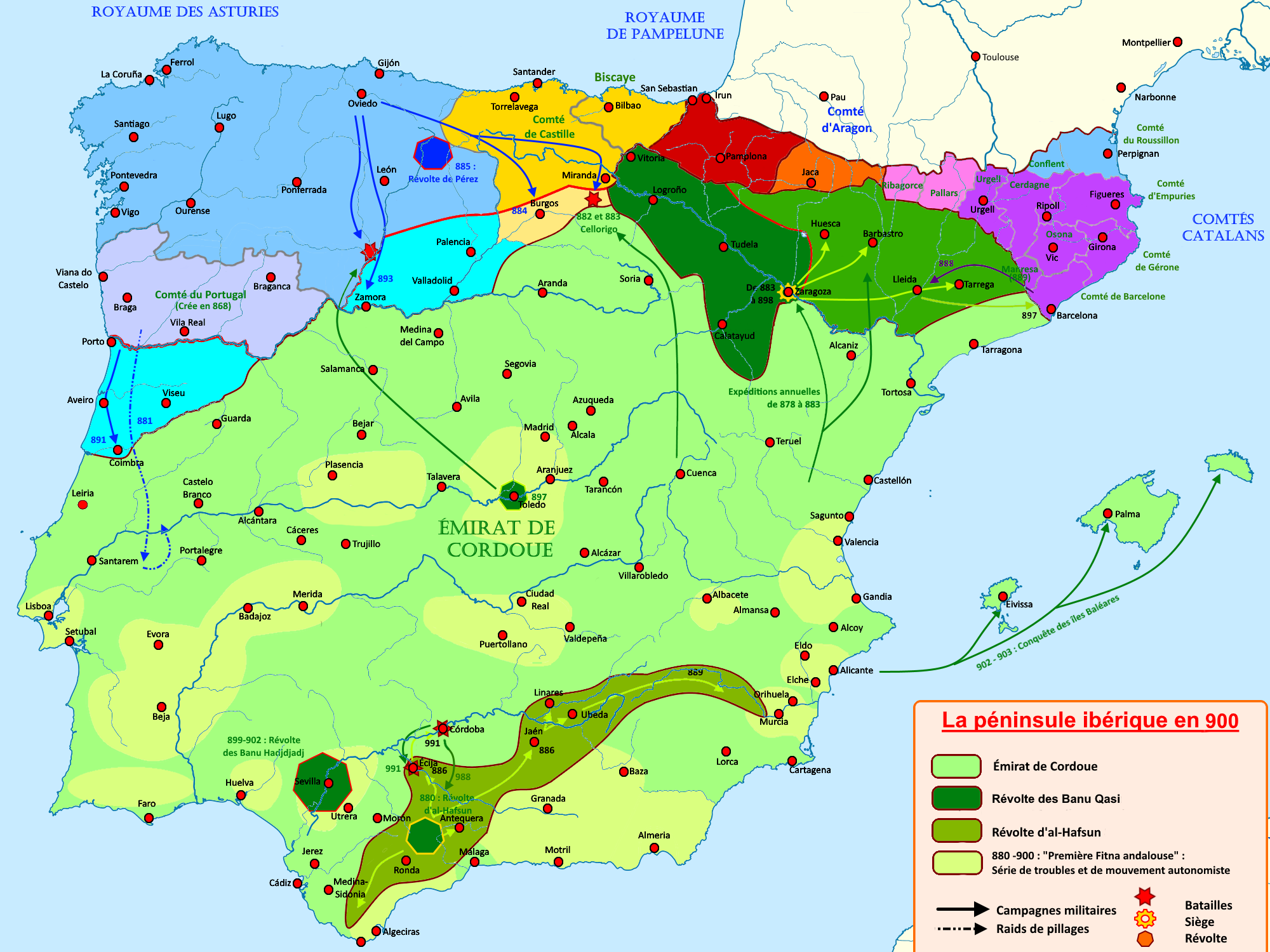
Le comté de Portugal de sa création et son attribution à Vímara Peres en 868 à l'an 900, avec la naissance de la marche militaire du comté de Coimbra.

Alors que le roi Alphonse III semble au sommet de sa gloire, des luttes de pouvoir avec ses fils amènent à la fragmentation du royaume des Asturies en trois entités indépendantes, le royaume de León et sa « marche de Castille » dominés par García Ier (875-914), le royaume de Galice et sa « marche portugaise » contrôlés par Ordoño II (876-924), et le royaume des Asturies, centré sur Oviedo, aux mains de Fruela (c. 877-925). Après deux décennies de luttes fratricides entre ces différents rois et leurs successeurs, le roi Ramire II de León (931-951) parvient en 931 à réunifier l'ensemble de ces territoires au sein du royaume de León, qui prend la suite du royaume des Asturies dans le mouvement de la Reconquista. Chacune des provinces du royaume, les Asturies, la Galice, le Portugal et la Castille, est dirigée par un comte. Au fil des conquêtes, ces différentes entités, qui s'agrandissent, essayent parfois de s'ériger elles-mêmes en royaumes, qui sont subdivisés à leur tour en comtés ou en duchés, pour refusionner à la faveur d'unions dynastiques ou de crises de succession au sein d'ensembles plus vastes.

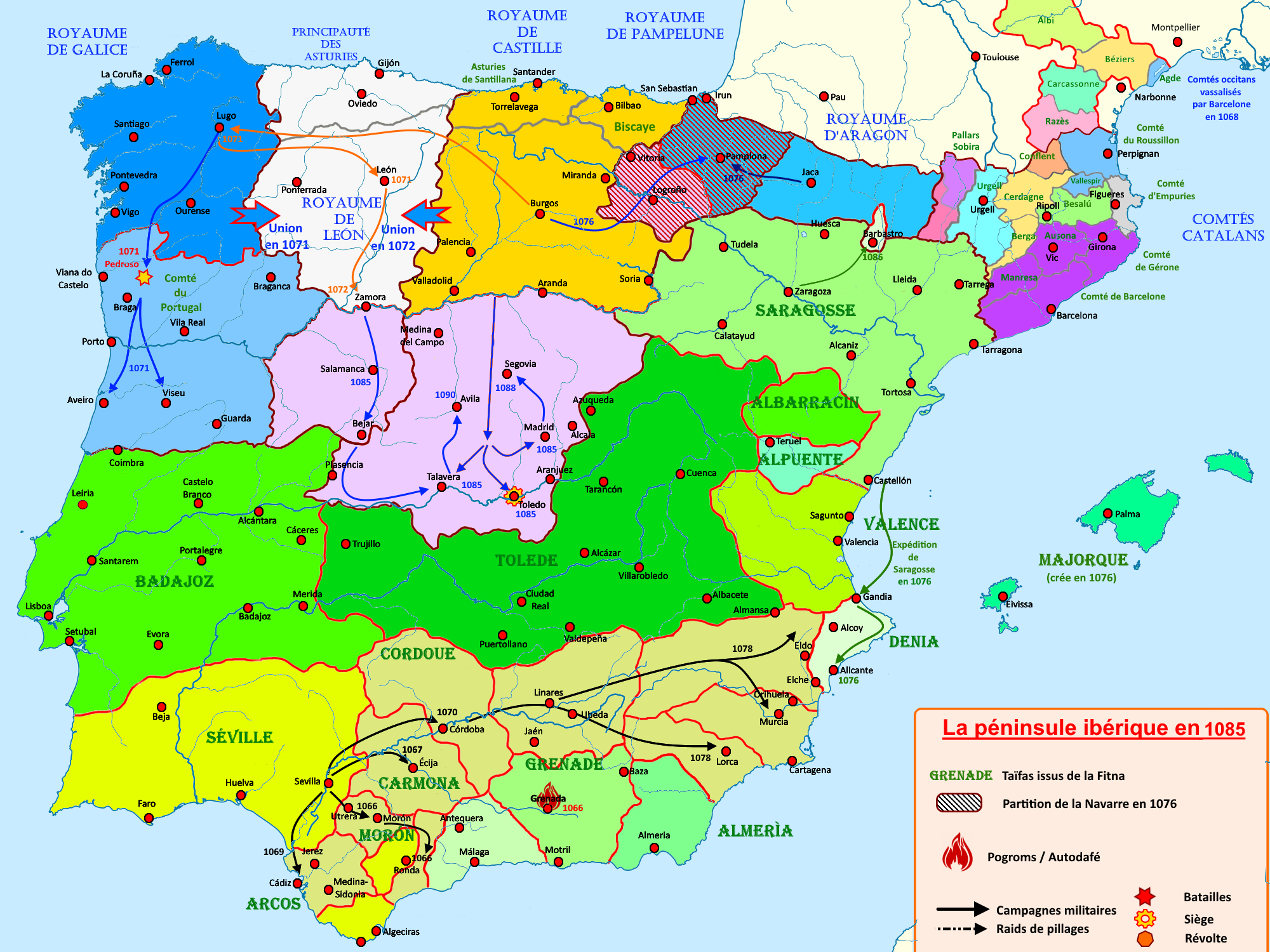
Le comté de Portugal en 1070, uni par alliance matrimoniale au comté de Coimbra, dont il a la charge militaire, au moment de la tentative de sécession du comte Nuno II Mendes (1064-1071).

Le Portugal participe pleinement de ce mouvement de décomposition et de recomposition. En 878, dix ans après la prise de Braga et Porto, les croisés asturiens menés par Hermenegildo Guterres font la conquête de Coimbra, une des cités les plus riches de Lusitanie. Un comté de Coimbra est institué en tant qu'unité militaire pour défendre les frontières des Asturies, au sud du Portugal. Cette marche militaire retombe momentanément mains des maures d'Almanzor en 987. Après sa reprise en 1064 par Ferdinand Ier de León, Galice et Castille (1035-1065), sa défense passe à la charge du comté de Portucale. À ce moment, le comté de Coimbra s'étend sur un vaste territoire, qui regroupe également les villes de Viseu, Lamego et Santa Maria da Feira. Pour s'assurer d'avoir la main sur la région et unir définitivement le comté de Coimbra à ses possessions, le comte de Portucale Nuno II Mendes (1050-1071) marie sa fille Loba au comte de Coimbra Sesnando Davides (1064-1071). Tout en agrandissant son territoire, Nuno II essaye d'acquérir une plus grande autonomie vis-à-vis de la Galice, avec le soutien des élites locales. Ce désir d'émancipation l'amène à affronter le roi Garcia II de Galice (1065-1090). Le 18 février 1071, lors de la Bataille de Pedroso,  près du Monastère de São Martinho de Tibães, il est vaincu et tué. C'est la fin de la première dynastie comtale portugaise. La crainte de voir le Portugal prendre son envol conduit le victorieux Garcia II à se faire proclamer roi de Galice et de Portugal. Pour briser tout désir d'émancipation, le comté de Portugal est ensuite intégré aux Couronnes de Galice et de León jusqu'à ce qu'il soit recréé par le roi Alphonse VI (1065-1109) un quart de siècle plus tard.

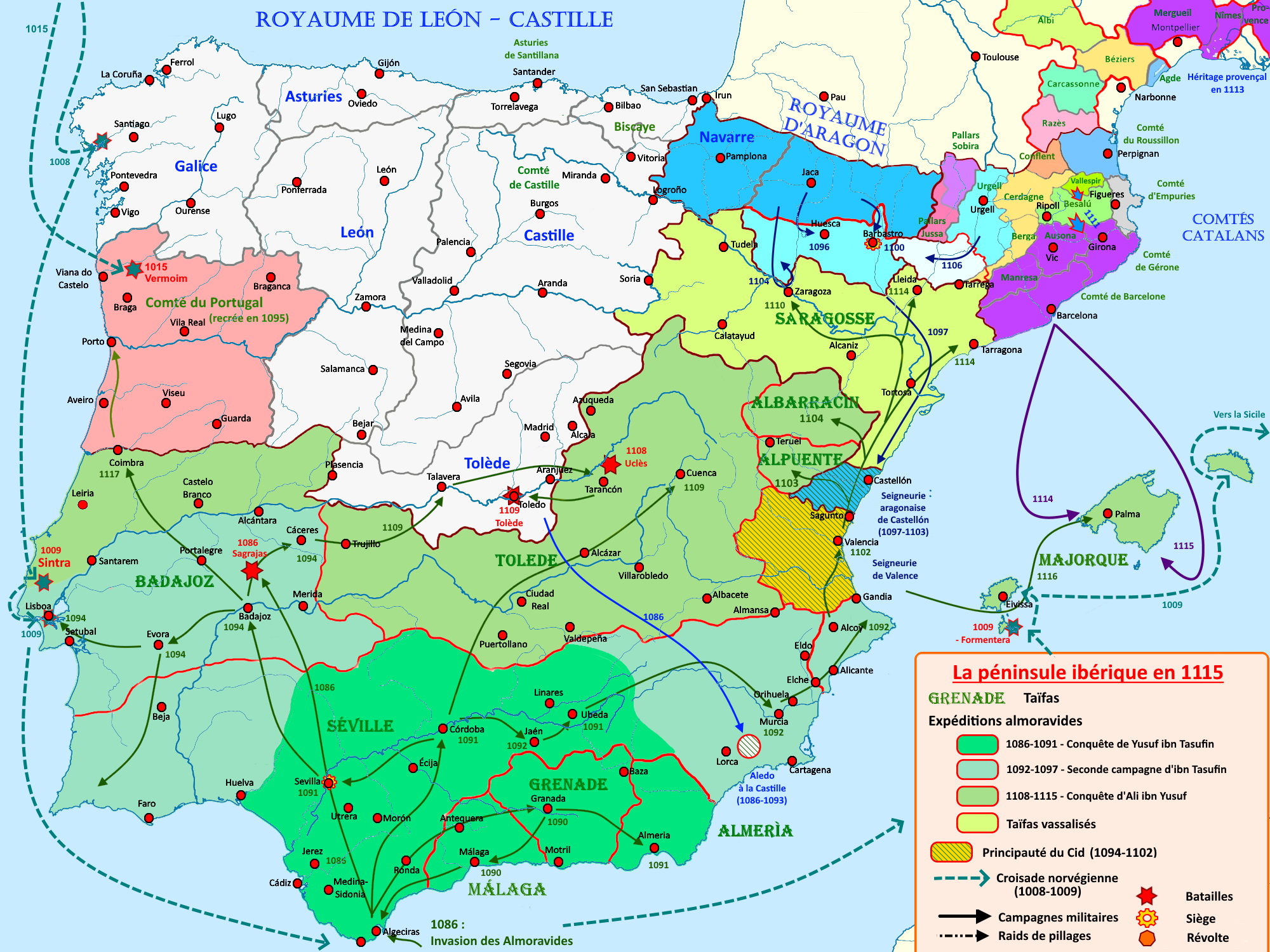
Situation des royaumes chrétiens dans la péninsule Ibérique après l'intervention des Almoravides entre 1085 et 1115.

Ce sont les besoins de la Reconquista qui amènent à la recréation du comté de Portugal. En 1086, les Almoravides débarquent dans la péninsule Ibérique à l'appel des royaumes de taïfa en guerre contre le roi Alphonse VI de León et Castille. Leur progression fulgurante leur permet d'ébranler les royaumes chrétiens à la bataille de Sagrajas, en 1093. Dans la foulée, ils décident d'intégrer dans leur Empire l'ensemble des taïfas du Gharb al-Ândalus. Pour conserver son trône, l'émir de Badajoz menacé s'allie alors avec le roi Alphonse VI de Leon. En échange de sa protection, il lui donne les villes de Sintra, Lisbonne et Santarém. Mais les deux alliés sont pris de vitesse. En 1094 les Almoravides s'emparent de Badajoz, exécutent l'émir avec son fils, et conquièrent Lisbonne ainsi que Sintra, tandis qu'Alphonse VI conserve Santarém. Ayant annexé chacun un morceau de la Taïfa de Badajoz, le Royaume de León et l'Empire almoravide se retrouvent alors face à face. La situation dans la péninsule Ibérique fait écho à une progression générale de l'islam dans le Bassin méditerranéen, qui mobilise très vite tous les États chrétiens de la région. En 1095, par son appel de Clermont, le pape Urbain II (1088-1099) lance la Première croisade pour libérer les Lieux saints des Fatimides chiites et surtout réagir à la menace que représentent les Turcs récemment convertis à l'islam. Avant lui déjà, la Réforme grégorienne avait appelé à s'unir pour lutter contre toutes les croyances païennes et hérétiques. C'est dans ce contexte de péril militaire, d'appel à l'unité chrétienne et de forte progression de l'islam qu'en 1095, Alphonse VI de Castille et de León annexe la Galice et le comté de Portugal, et réunifie l'ensemble du León. Marié à Constance de Bourgogne, il fait appel à sa belle-famille bourguignonne, de la Maison capétienne de Bourgogne, pour l'aider à repousser les Almoravides et reconquérir la péninsule.

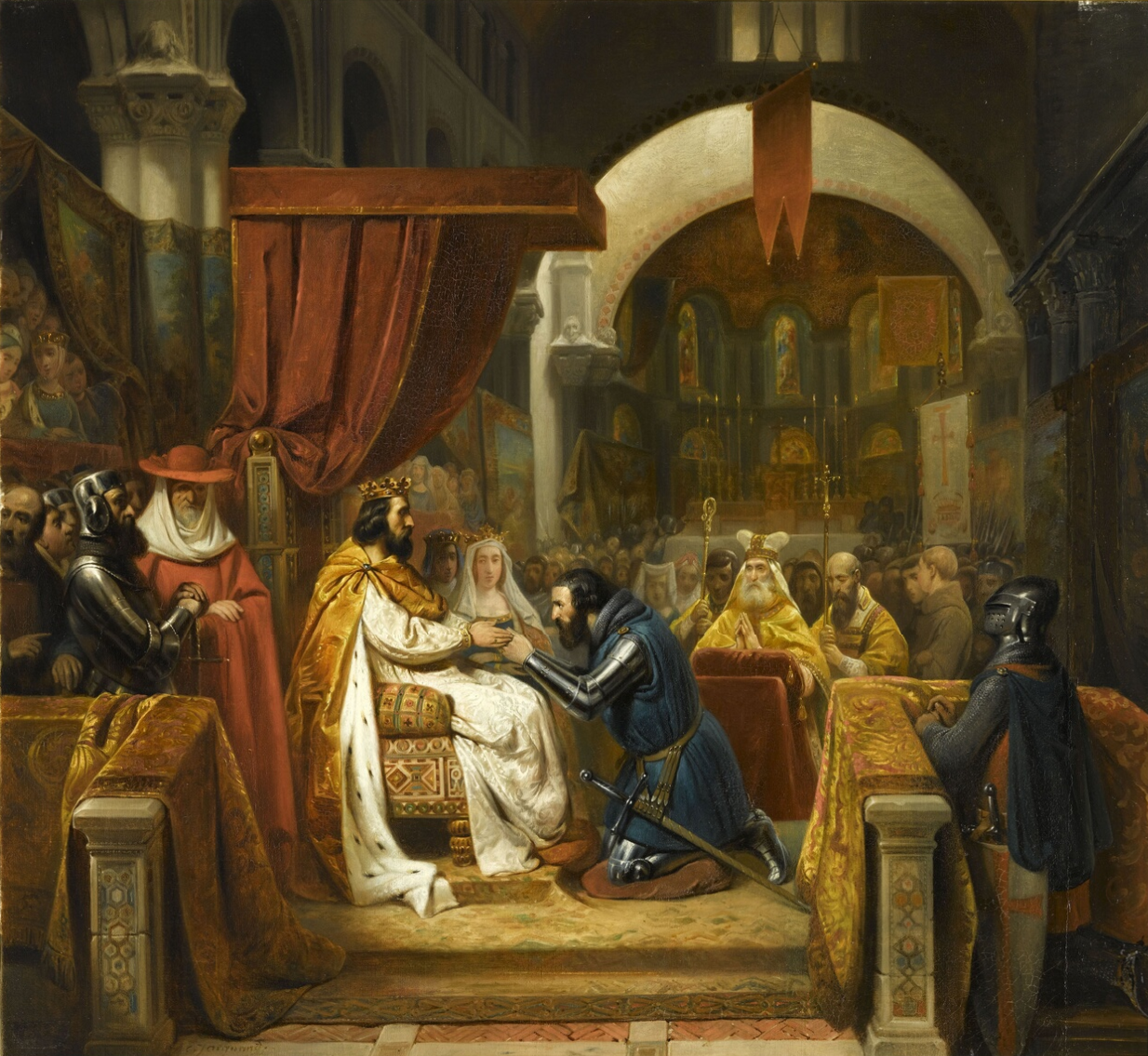
Henri de Bourgogne recevant l'investiture du comté de Portugal de la part d'Alphonse VI de Leon, en 1094. Peinture de Claude Jacquand, dit Claudius, 1841.

Immédiatement, Raymond et Henri de Bourgogne, princes de la famille royale de France, issus d'une noblesse en quête de terre et de prestige, répondent favorablement à l'appel du roi ibérique. Les deux hommes, qui arrivent avec des groupes de chevaliers, sont les petits-neveux d'Hugues de Cluny, l'une des personnalités les plus influentes de son temps . Leur famille, très puissante, gouverne de nombreuses villes dans le Royaume de France telles que Chalon, Auxerre, Autun, Nevers, Dijon, Mâcon ainsi que Semur-en-Auxois . En remerciement pour leur assistance, et pour consolider ses liens avec les autres monarchies européennes, Alphonse VI décide de nouer une alliance matrimoniale avec eux. À Raymond, l'aîné, il donne en mariage sa fille Urraque, ce qui en fait le futur roi de León et de Galice. À Henri, prince cadet, il donne la main de sa fille bâtarde, Thérèse de León et le Comté de Portugal en 1095. Le but du roi de León est alors de déléguer une partie de la défense de son vaste royaume à des princes puissants capables de l'assumer, et d'établir un équilibre entre eux qui le mette en position d'arbitre. C'est aussi d'organiser sa succession. Ce mariage et cette donation marquent la renaissance du comté de Portugal, et la naissance de la seconde dynastie comtale portugaise, la Maison de Bourgogne du Portugal (Casa de Borgonha).

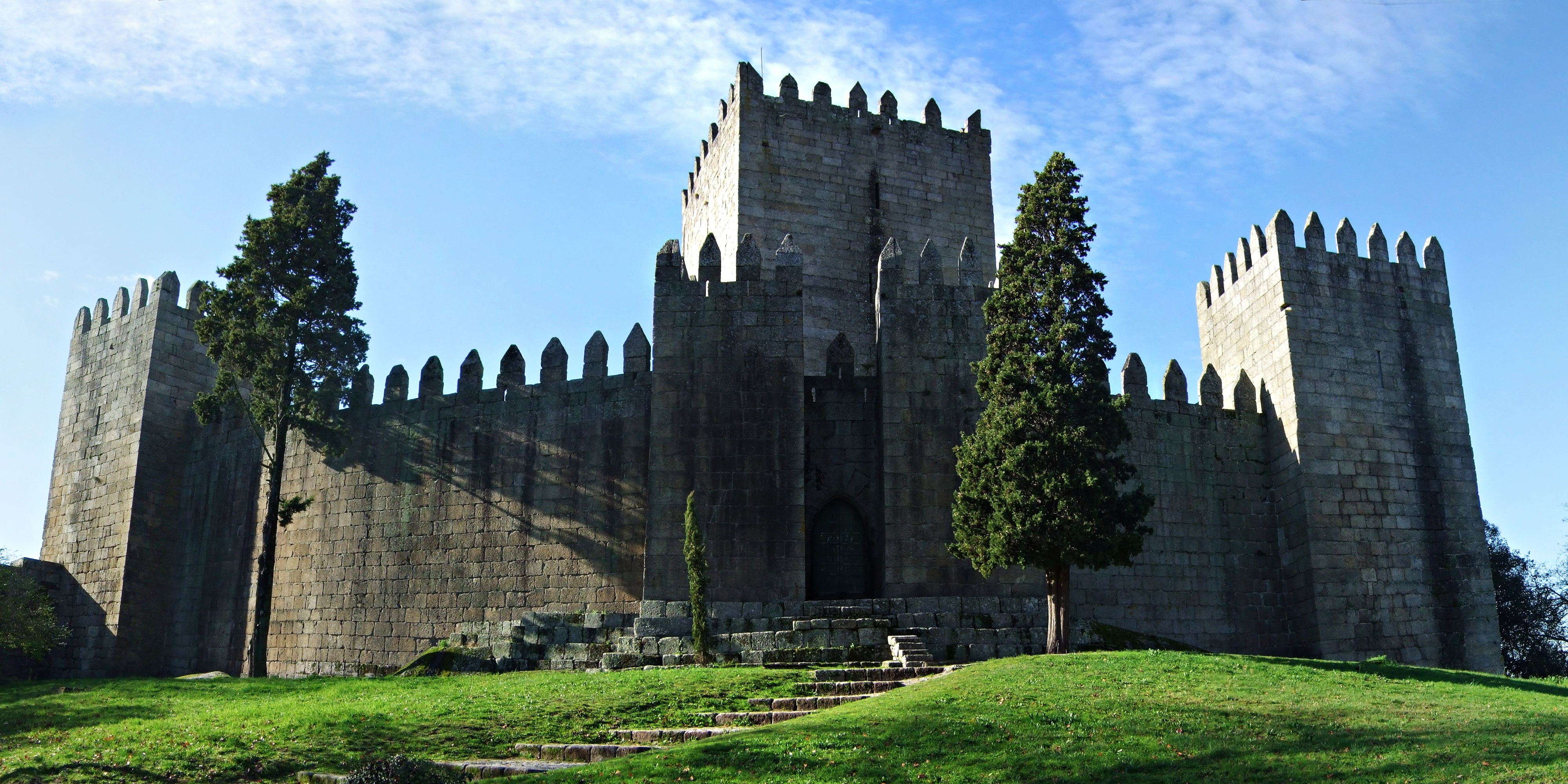
Le château de Guimarães, siège de la Cour comtale du Portugal, et de sa Curie. À Guimarães, première capitale du Portugal.

À peine nommé comte de Portugal, Henri installe sa cour près de Braga, dans la ville de Guimarães, considérée depuis comme « berceau » du Portugal. Installé dans ses domaines, celui-ci s'efforce immédiatement d'accroître son autonomie, et de doter son fief d'institutions souveraines conformes aux pratiques politiques locales. Pour gouverner, le comte se dote d'une Curie, organe consultatif, qu'il préside avec son épouse, et qui les conseille sur les sujets les plus divers. Conformément à la tradition en vigueur dans le Royaume de Léon, ce conseil intègre de grands officiers administratifs permanents. Parmi les plus importants, figurent le Maiordomus, sorte de « Maire du Palais » chargé de l'intendance comtale, l'Armiger (signifer ou vexillifer), qui seconde le comte sur les affaires militaires, et le Notator (ou Notarius), élevé à la dignité de Cancelarius, c'est-à-dire de « Chancelier », qui s'occupe de la mise en forme de tous les actes juridiques et législatifs. Outre ces trois grands officiers, on trouve aussi le Dapifer, qui se confond parfois avec le majordome. Enfin, le Conseil intègre divers magnats du comté, désignés comme des consiliarii, qui sont les conseillers les plus intimes du comte.

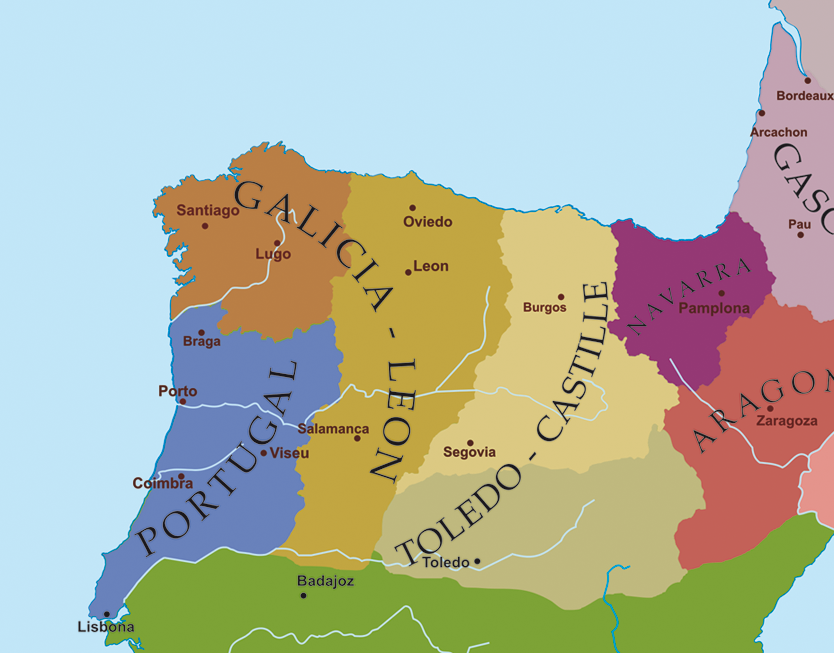
Carte politique du Nord-Ouest de la péninsule Ibérique à la fin du XIIe siècle, faisant apparaître les différentes composantes du Royaume de León.

Tout en construisant la base d'un appareil d'État indépendant, le comte Henri s'efforce de défendre et d'agrandir son domaine. Au moment où il en prend la tête, le comté de Portugal s'étend depuis le fleuve Minho au Nord jusqu'à Santarém et Évora au Sud. Autour de lui, des États s'étendent, se décomposent, s'effondrent et renaissent rapidement, des dynasties sont renversées ou établies au gré des combats et des révolutions de palais par des Seigneurs de guerre ou de Grands ministres. Sur sa frontière Nord, le vaste Royaume de León, dont il est vassal, est mis à mal par la progression almoravide. Sur sa frontière Sud, l'Empire almoravide domine militairement. Les Almoravides tiennent Lisbonne et Sintra depuis 1093-1094, et sont solidement établis sur la ligne du Tage. Mais ils sont contestés politiquement par les Andalous pour leur rigorisme religieux et leurs violences. Si les villes et les obstacles naturels servent de repères, les frontières sont mouvantes et susceptibles de changer très vite au gré des campagnes militaires. Dans ce contexte le Portugal a deux champs d'expansion potentiels. Très vite, Henri se met à échafauder des intrigues avec son cousin Raymond, pour se partager la partie chrétienne de la péninsule : mettre la main sur le royaume de Tolède, sur la Galice, et même se retourner contre leur suzerain Alphonse VI et prendre la tête du Royaume de León. Dans le même temps, il poursuit ses guerres contre les musulmans. En 1102, le comte de Portugal bat les Maures de Lamego à la bataille d'Arouca avec son connétable Egas Moniz, et il annexe la ville et ses dépendances. Pour étendre son champ d'action et ses réseaux, il noue également des alliances anti-musulmanes avec les rois d'Aragon, qui sont les grands rivaux des rois de León. Et il marie ses trois filles avec des seigneurs puissants : Urraca est mariée avec Bermude Perez de Trava, comte de Trastamare, Thérèse avec Sanche Nunez de Barbosa, et Sancha avec Ferdinand Mendes, seigneur de Bragance.
À ce moment, qu'ils soient chrétiens ou musulmans, les Ibériques de Galice et Lusitanie doivent compter avec les Croisés d'Europe du Nord, qui sont forcés de longer la côte ouest de la péninsule pour basculer vers la Méditerranée et se rendre en Terre Sainte. En 1108 et 1109, le roi Sigurd Ier de Norvège quitte son pays avec avec 60 navires et 5 000 hommes, dans le cadre de ce qui est connu sous le nom de « Croisade norvégienne ». Partis à l'automne 1107, les Norvégiens hivernent un an plus tard sur la côte galicienne avec l'autorisation d'un seigneur local mais, manquant de nourriture, ils pillent son château. Poursuivant leur route vers le Sud, ils remontent la Ribeira de Colares (pt), qui n'est pas encore ensablée à l'époque, puis pillent le château de Sintra ou de Colares, combattent les musulmans à Lisbonne et pillent ensuite Alcácer do Sal . Conscients du caractère versatile des Croisés, les Portugais utiliseront toujours leur aide avec une grande méfiance, en les encadrant strictement.
Pendant les années qui suivent, Henri multiplie les campagnes militaires, gagnant en expérience et étendant ses réseaux. Entré en conflit ouvert avec Alphonse VI, il repart vers 1108 en France recruter des mercenaires afin de le reverser et de prendre le trône de León. Mais la mort d'Alphonse VI en 1109 arrête ce projet. La fille du roi défunt, Urraque Ière (1109-1126), veuve de Raymond de Bourgogne mort en 1107, devient reine régente du León au nom de son fils Alphonse VII. Pour renforcer sa position intérieure et extérieure, son père a conditionné son accession au trône par un contrat de mariage avec le roi Alphonse Ier d'Aragon (1104-1134), afin que ce dernier lui serve de protecteur. Immédiatement, ce dernier place ses hommes aux postes clés du León, et il noue une alliance avec le comte Henri de Portugal. Les deux hommes s'engagent à agir ensemble contre les Almoravides, en s'accordant sur une division à mi-part des territoires conquis. Soudés par ce pacte, le 24 janvier 1110, Henri et Alphonse Ier infligent ensemble une défaite à l'émir de Saragosse, Al-Musta'in II, à la bataille de Valtierra, près de Tudela. Le rapprochement entre le comte de Portugal et le roi d'Aragon touche aussi aux intrigues au sein du Royaume de León.
À la mort d'Alphonse VI de Léon, deux partis se sont créés à la cour du royaume de Leon. D'un côté, un parti aragonais, qui souhaiterait que le roi consort Alphonse Ier d'Aragon prenne plus de pouvoir au sein du royaume, et unisse éventuellement les deux couronnes d'Aragon et de Léon. Ce parti est soutenu par le comte Henri, allié aux Aragonais, qui souhaiterait affaiblir le Léon, pour gagner en autonomie et étendre ses territoires à son détriment. En face, un parti nationaliste léonais, dominé par la reine-régente Urraque Ière, au nom de son fils Alphonse VII, qu'elle a eu avec Raymond de Bourgogne. Ce parti est soutenu par les Galiciens, les Castillans et les Léonais, qui craignent qu'une union des Couronnes de Léon et d'Aragon ne se fasse à leur détriment, et entraîne une perte de leur influence à la cour. Très vite, les deux partis s'opposent militairement. Le 26 octobre 1110, à la bataille de Candespina, les Portugais et les Aragonais battent les troupes léonaises, castillanes et galiciennes partisanes d'Urraque et d'Alphonse VII. Etant dans une situation critique, des nobles partisans d'Urraque et d'Alphonse VII prennent contact avec Henri et se mettent à négocier une paix séparée. Pour obtenir un retournement d'alliance du Portugal, les Léonais promettent au comte le commandement des armées du León, ainsi que les villes de Zamora, Astorga, le château de Ceia, et de nombreux autres avantages et territoires. Le comte accepte, et se proclame dès lors « comte de Portugal, Zamora e Astorga », comme on peut le voir sur un document signé à Sahagún en décembre 1111.
Entretemps, la victoire du Portugal à la bataille de Valtierra a décidé les musulmans à réagir. En 1111, les Almoravides lancent une campagne contre le Comté de Portugal pour reprendre des territoires de l'ouest de la péninsule Ibérique dont les chrétiens se sont emparés en 1093-1094. Les troupes du gouverneur de Séville, le général Syr ibn Abi Bakr, marchent vers les terres du comte Henri, dont la capitale est alors Coimbra. Syr ibn Abi Bakr avance vers Évora et la capture. Passant par Lisbonne et Sintra, Syr poursuit ensuite vers Santarém que ses troupes assiègent, mais la ville est fortement fortifiée. Après des efforts répétés pour passer ses murs, les Almoravides réussissent à prendre la ville d'assaut dans une attaque désespérée, tuant une grande partie de la garnison. Les survivants se rendent et sont faits prisonniers le 25 ou le 26 mai,,. Après la prise de Santarém, les Almoravides remontent jusqu'à Coimbra, où des forces du comte Henri stoppent leur avancée, et stabilisent la frontière.
La stabilisation du front avec les musulmans permet à Henri de poursuivre ses intrigues au sein des royaumes ibériques voisins. Liées par l'alliance établie en 1110, les troupes portugaises et léonaises assiègent Alphonse Ier d'Aragon, qui s'est replié dans le château de Penafiel dès qu'il a appris la trahison du comte Henri. Mais l'alliance luso-leonaise est fragile. Profitant de l'isolement du roi d'Aragon, et de la pression exercée sur lui, peu après avoir passé son pacte avec Henri, la reine Urraque s'est mise en pourparlers avec lui, pour éviter de devoir réellement céder Zamora aux Portugais. Décidé à prendre les Léonais et les Aragonais de vitesse, le comte Henri essaye de prendre le contrôle des territoires qui lui ont été promis, mais il meurt quelques mois plus tard de ses blessures, au siège d'Astorga le 22 mai 1112, laissant derrière lui le jeune prince Alphonse Henriques, son héritier, qui grandit dans des circonstances particulières. La légende du « Manda Deus que se cumpra isto! » veut qu'à l'article de la mort, le comte ait fait appeler son fils, et lui ait fait promettre de ne jamais perdre les terres conquises, d'être vaillant, de respecter ses conseillers, et le plus important, d'être juste et d'avoir toujours Dieu et le peuple de son côté.

### Du comté au duché puis au royaume de Portugal

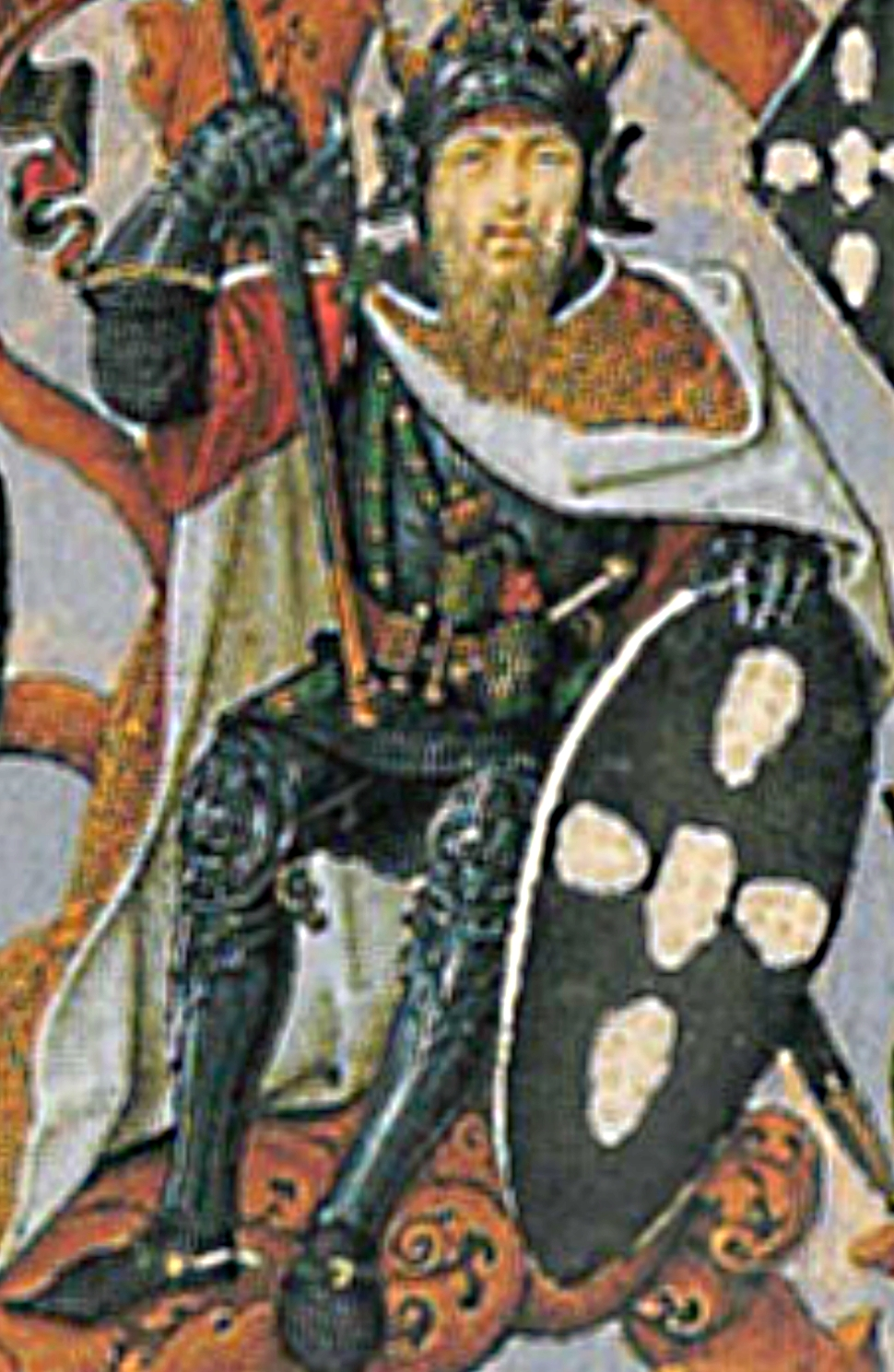
Afonso Henriques, premier roi de Portugal, considéré comme le Père de la nation portugaise.

La mort du comte Henri lors du siège d'Astorga ouvre une période déterminante dans la naissance du royaume de Portugal, dominée par la figure du prince héritier, Alphonse Henriques. Né à Guimarães en 1109, Alphonse devient orphelin de père à l'âge de trois ans, quand son père meurt lors du siège d'Astorga, le 22 mai 1112. Étant trop jeune pour prendre possession de son fief, il doit laisser sa mère Thérèse de León gouverner le comté en son nom jusqu'à ses treize ans, âge de la majorité pour les princes de l'époque. Pendant la régence, reprenant la politique d'autonomisation de son mari, Thérèse se proclame reine de Portugal, et parvient à faire reconnaître son titre par le pape Pascal II en 1116. Mais sa tentative d'émancipation tourne court. À peine proclamée reine, elle est attaquée et capturée par les Léonais et contrainte de réaffirmer sa vassalité envers sa demi-sœur, la reine Urraque Ire , qui règne également au nom de son fils mineur dans le royaume de León.
De son côté, faute de père pour le former, et sa mère étant aux affaires, Alphonse grandit en se liant aux élites locales et en s'imprégnant de la culture de la région. Nous savons que le jeune prince subit particulièrement l'influence de l'archevêque de Braga, et qu'il se lie étroitement à la noblesse militaire du comté et aux bourgeois de Guimarães. Cet entourage proche, qui l'influencera et le portera tout au long de son règne, préfigure les trois appuis principaux de la future monarchie portugaise : le haut clergé, la noblesse militaire et la bourgeoisie urbaine. Le lien de quasi compagnonnage que le jeune prince établit avec eux pose le principe de fonctionnement de la monarchie portugaise, celui de rois qui sont avant tout des chefs de guerre, tenant leur pouvoir de leur association avec leurs élites, et garants des privilèges et de l'indépendance de leur pays.

Le premier drapeau du Portugal.

Après avoir été armé chevalier en 1122, à l'âge de treize ans, Alphonse entre en conflit avec sa mère pour prendre possession de son comté. Deux partis se créent alors. D'un côté, un parti galaïco-portugais regroupé autour de Thérèse de León, soutenue par les Traba, une famille de la noblesse de Galice, et l'archevêque de Saint-Jacques-de-Compostelle, partisan d'une émancipation du Portugal intégrant la Galice et dominé par les puissantes élites galiciennes. De l'autre, un parti nationaliste portugais regroupé autour d'Alphonse, soutenu par la noblesse militaire portugaise, la bourgeoisie urbaine de Guimarães et l'archevêque de Braga, qui ne veut pas être soumis à la noblesse galicienne, et est partisan d'une émancipation du seul Portugal. En 1128, les deux partis s'affrontent à la bataille de São Mamede, où les troupes de Thérèse sont écrasées par celles d'Alphonse. Par sa victoire, ce dernier consacre son autorité sur le comté de Portugal et impose le projet du parti nationaliste portugais. Thérèse doit s'exiler en Galice.

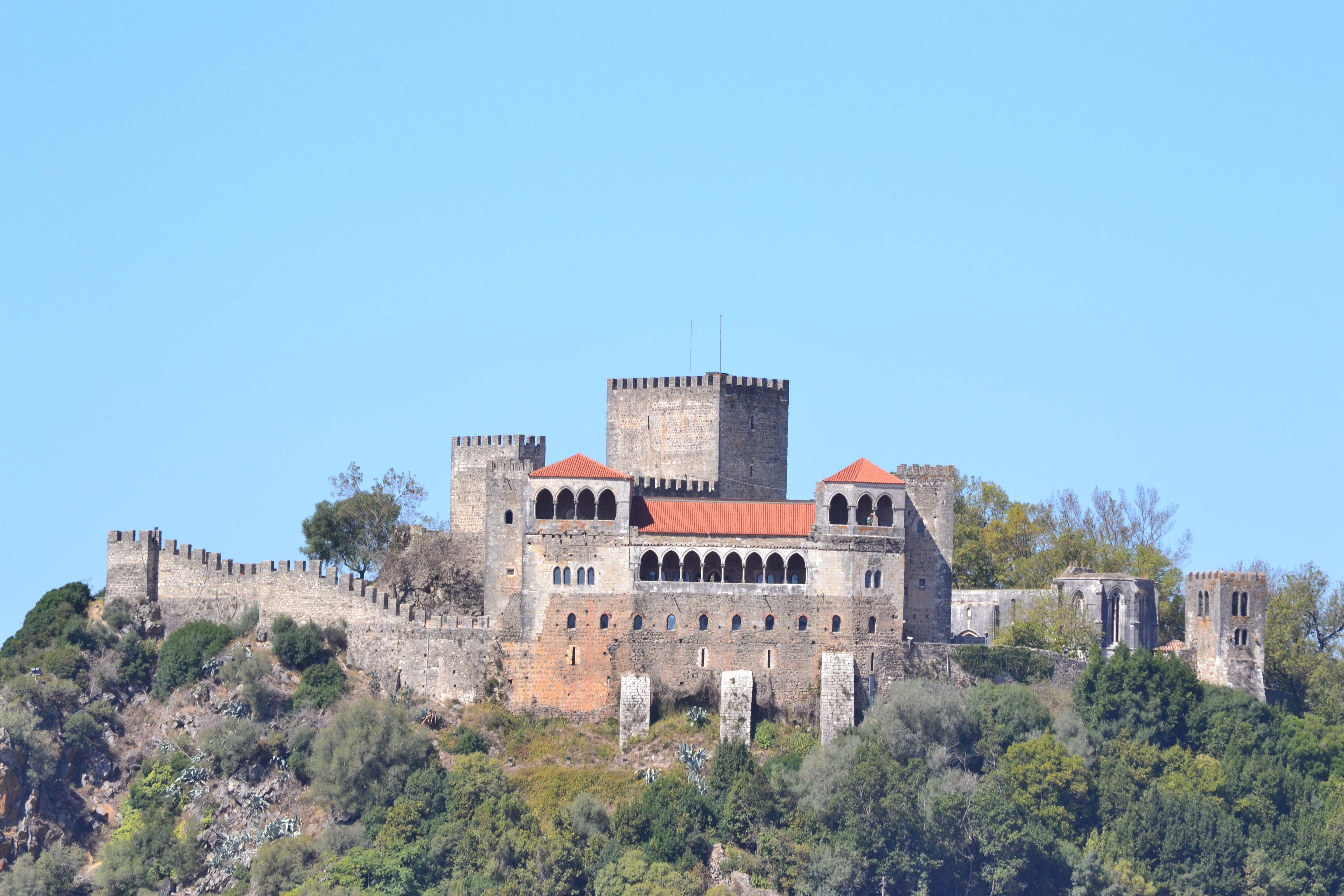
Le puissant château de Leiria, fondé en 1135 par Alphonse Ier, le premier roi du Portugal, afin de sécuriser l'Estrémadure portugaise, tout juste conquise sur les Almoravides.

Une fois installé à la tête de son fief, le jeune prince refuse de reconnaître la suzeraineté de son cousin Alphonse VII de León. Toujours porté par ses élites locales, il prend le titre de « Duc » (Dux) et se lance pendant plus de quarante ans dans des guerres quasiment constantes contre le León. Déterminé à imposer son indépendance, le duc de Portugal multiplie les attaques contre la Galice voisine. Les Portugais conquièrent plusieurs villes galiciennes, notamment Tui, Ourense, Toroño ainsi que Límia, lancent régulièrement des razzias et les raids de harcèlement, défiant constamment l'autorité du roi de León. Tout en menant ses guerres contre le León au nord, le souverain portugais poursuit son mouvement de Reconquista vers le sud contre les musulmans. En 1135, il fonde le puissant château de Leiria afin de verrouiller son avancée et de protéger le Portugal contre les attaques musulmanes. Dans les territoires annexés, il organise des recrutements, effectue des donation de terres à ses nobles, soldats et soutiens, octroie des chartes de privilèges aux villes conquises (forais), restaure les églises et les monastères et réforme l'administration de la justice .

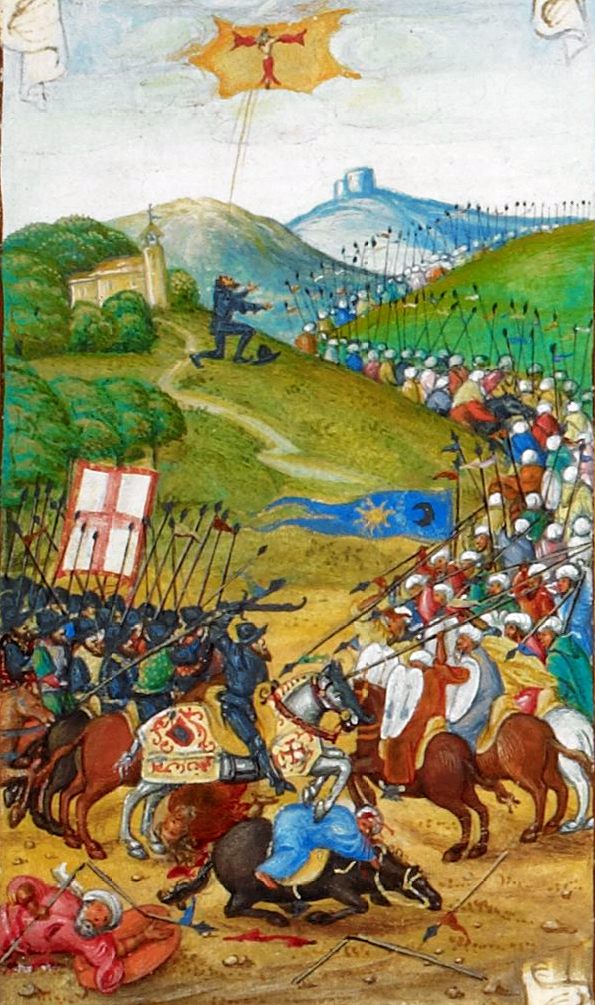
La bataille d'Ourique, du 25 juillet 1139, qui voit la victoire des troupes du comte Alphonse de Portugal sur celles du gouverneur almoravide de Cordoue Muhammad Az-Zubayr Ibn Umar.

Reprenant la stratégie diplomatique de sa mère, le comte s'efforce par une série de dons d'obtenir du Saint-Siège l'autonomie totale de l'Église de Portugal et la reconnaissance papale de son indépendance par rapport au roi de Léon. Suivant une vieille coutume germanique, en 1139, après une victoire éclatant sur les Almoravides lors de la bataille d'Ourique , le jeune prince est acclamé premier roi de Portugal par ses troupes, sous le nom d'Alphonse Ier. Les premiers documents officiels où il s'intitule roi (Rex) datent de l'année suivante, en 1140 ,. Selon la tradition, son Couronnement est formalisé par la Curie aux Cortes de Lamego quand il reçoit des mains de l'archevêque de Braga la couronne d'or et de pierreries de Portugal comme successeur des rois wisigoths. La reconnaissance de l'indépendance par le souverain castillo-léonais intervient en 1143 avec le traité de Zamora. À ce moment, Alphonse VII de León s'est proclamé l'empereur de toute la Péninsule Ibérique, et le fait d'avoir un roi vassal au Portugal est un élément qui valorise son titre,.

En 1146, pour consolider l'indépendance de son pays, Alphonse Ier épouse Mathilde de Savoie, et il fait d'importants dons à l'Église et fonde divers couvents. Profitant de l'effondrement de l'Empire almoravide, le roi portugais relance son offensive contre les Maures, et prend Santarém et Lisbonne en 1147. Les Portugais poussent leur avancée jusqu'en Alentejo avec la prise d'Alcácer do Sal en 1158, et d'Évora en 1165,,,,,,. Dans les régions dépeuplées reconquises, le roi installe des colons et invite les ordres religieux militaires comme les Templiers et les Hospitaliers à s'installer le long des frontières comme défenseurs contre les Maures. Pour assurer sa succession, le 15 août 1170, il arme chevalier son fils Sanche, qui devient son bras droit aussi bien du point de vue militaire qu'administratif, et est étroitement associé au pouvoir. Grâce à son habileté politique et militaire, Alphonse Ier a réussi là où d'autres comtés ont échoué, et a gagné son indépendance. À la fin de son règne, le Portugal a doublé sa superficie, et s'apprête à entrer dans la dernière phase de sa Reconquista.

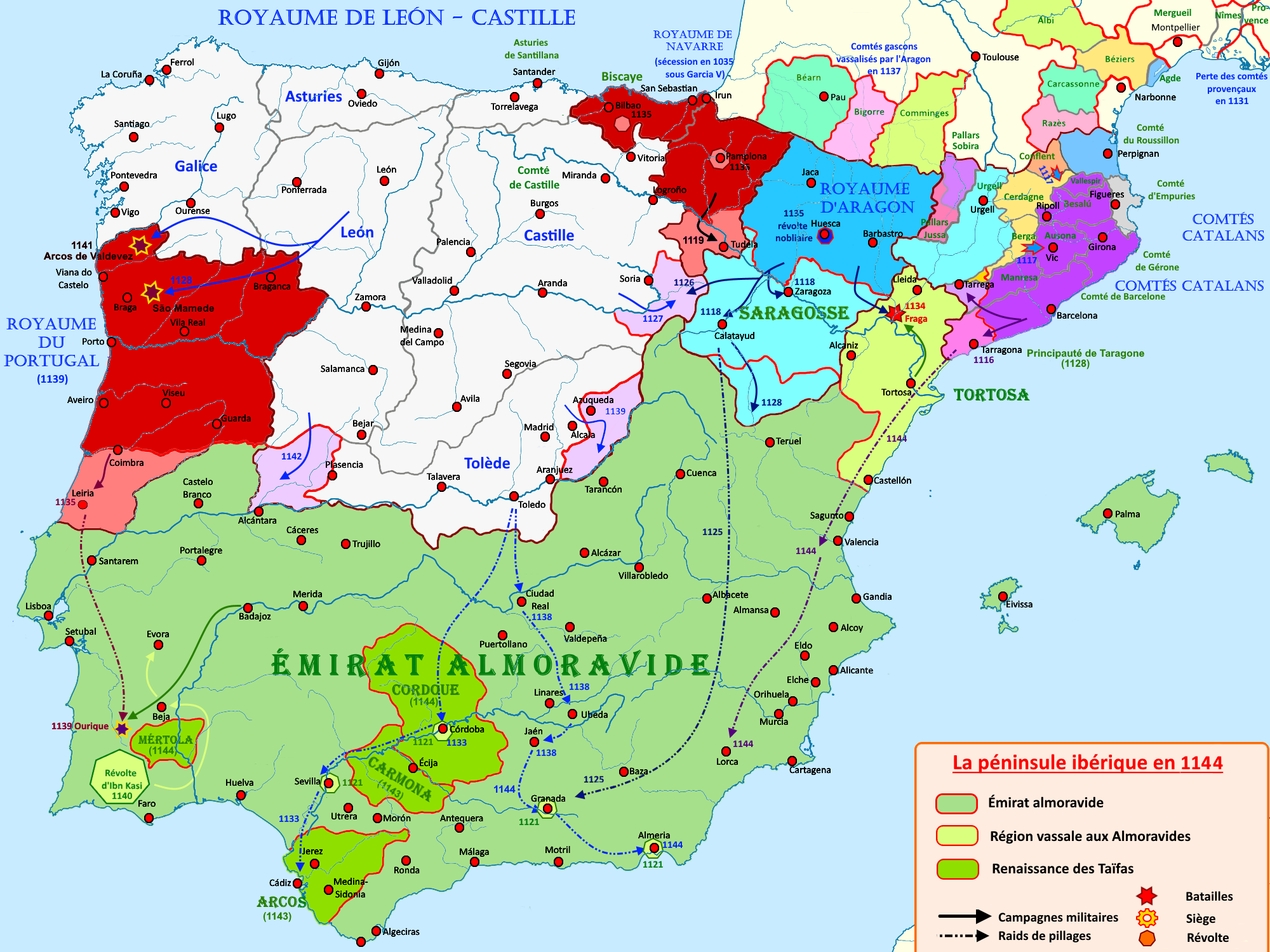
La fondation du royaume du Portugal en 1139.
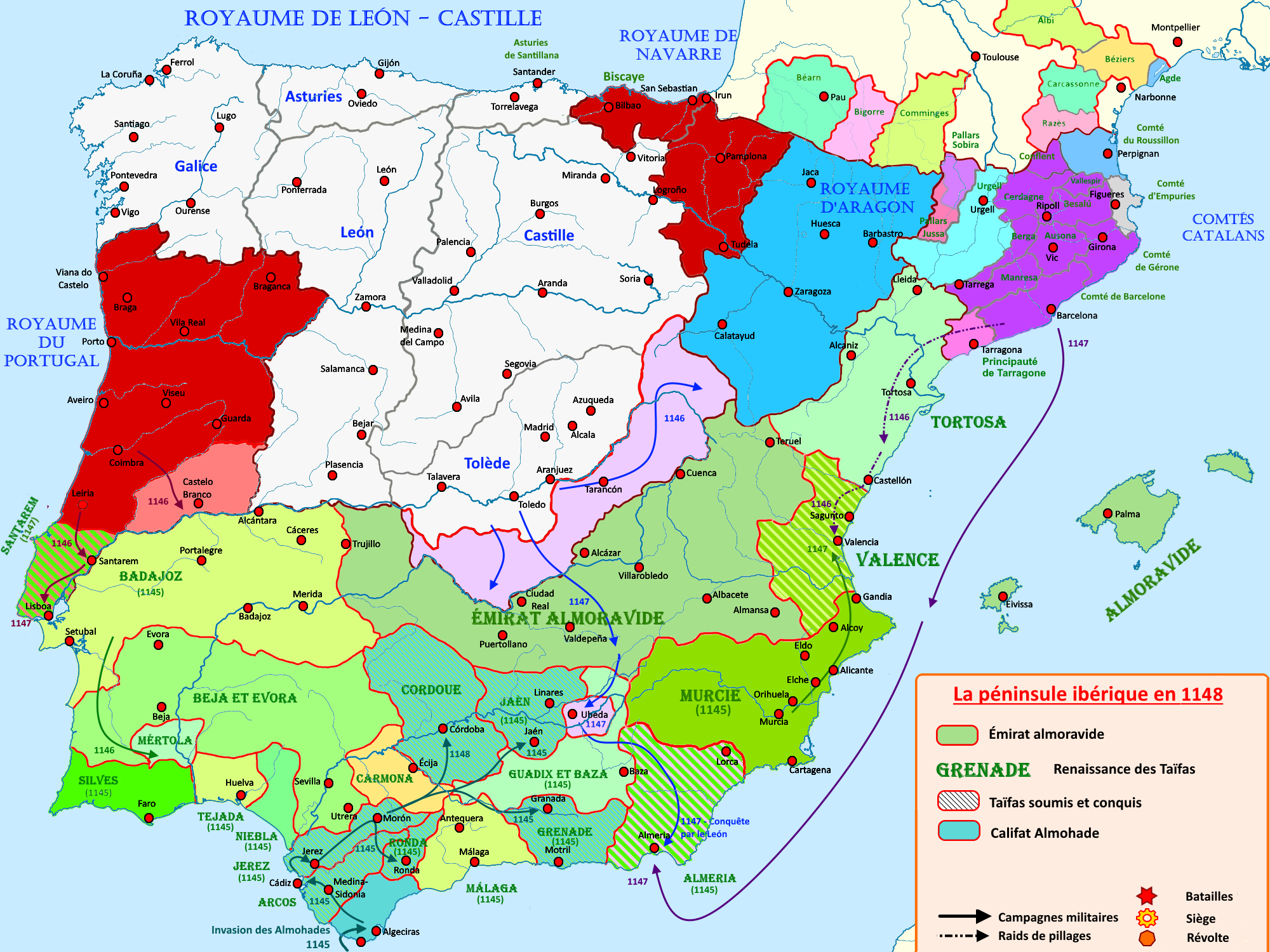
Le royaume du Portugal de 1144 à 1148.

### Fin de laReconquista, expulsion des pouvoirs maures et naissance des Cortes générales

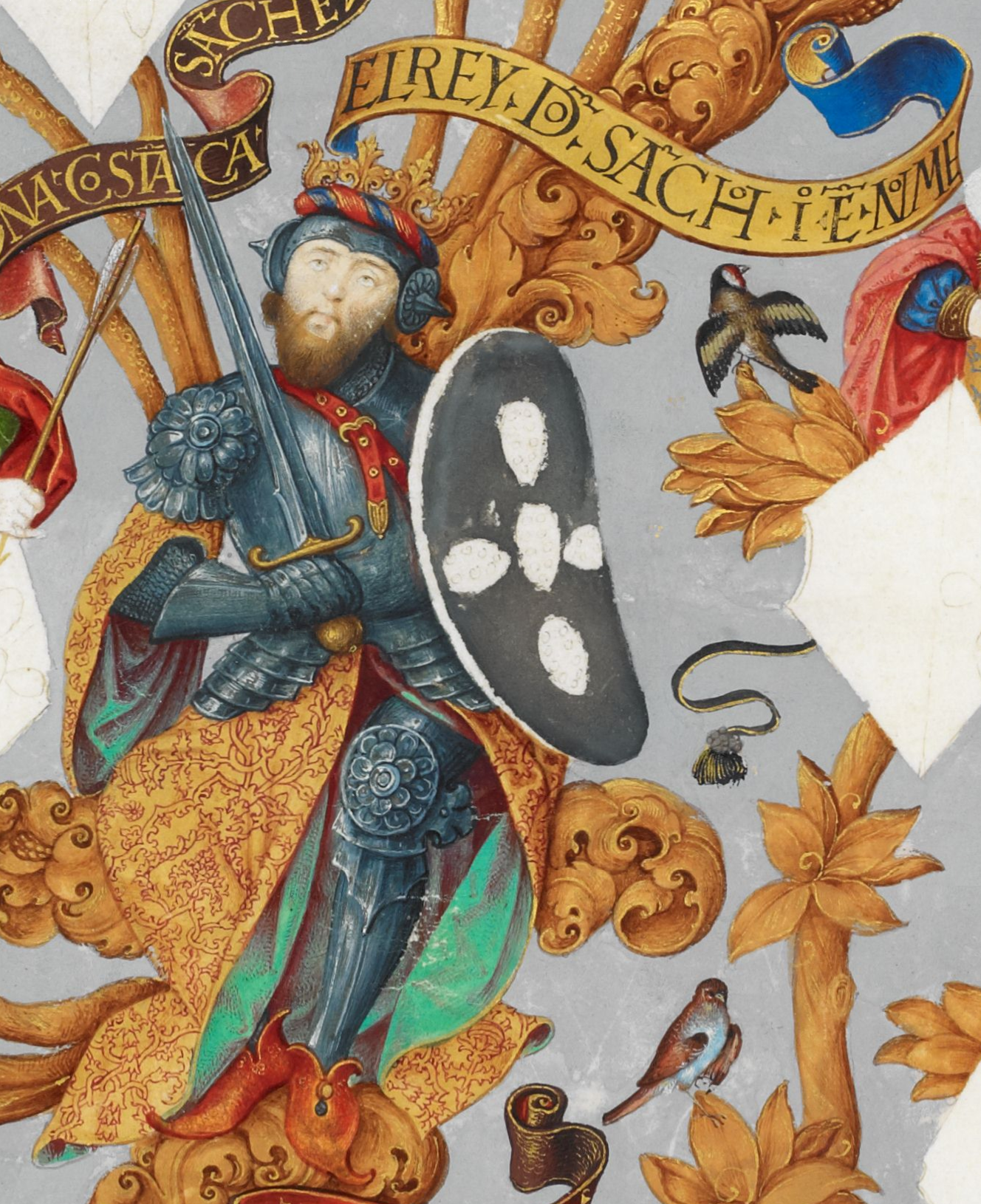
Sanche Ier de Portugal (1185-1211), dit « le Colonisateur », qui porte également le titre de « roi de Silves » de 1189 à 1191. Enluminure du XVIe siècle issue de la Généalogie des rois de Portugal.

Pendant le siècle qui suit, soutenus par les Templiers, les Hospitaliers, et par les Ordres militaires portugais de Santiago et d'Aviz, les rois portugais Sanche Ier (1185-1211), Alphonse II (1211-1223) et Sanche II (1223-1248) poursuivent leur Reconquista vers le Sud. Reprenant à son compte la politique de repeuplement et développement du royaume établie par son père, Sanche Ier fonde diverses villes, comme Guarda en 1199, dote ses Ordres Militaires de terres et de châteaux, particulièrement dans les plaines du Nord de l'Alentejo vulnérables aux contre-attaques des musulmans, et il repeuple les endroits retirés du royaume avec des émigrants de Flandre ainsi que de Bourgogne. Sous son règne, le pays se dote d'une monnaie d'or, le morabitin (morabitino), calquée sur le maravedi d'or almoravide,,. Le roi favorise également le développement des arts et de la littérature, notamment de la poésie, faisant du Portugal un des grands foyers culturels de la péninsule, et du portugais la principale langue de composition poétique de toutes les cours ibériques. Alors que la conquête de l'Algarve semble en voie d'être achevée dans les années 1180, l'intervention énergique des Almohades dans la région en 1190-1191 fait refluer un temps les Portugais vers le nord de l'Alentejo.

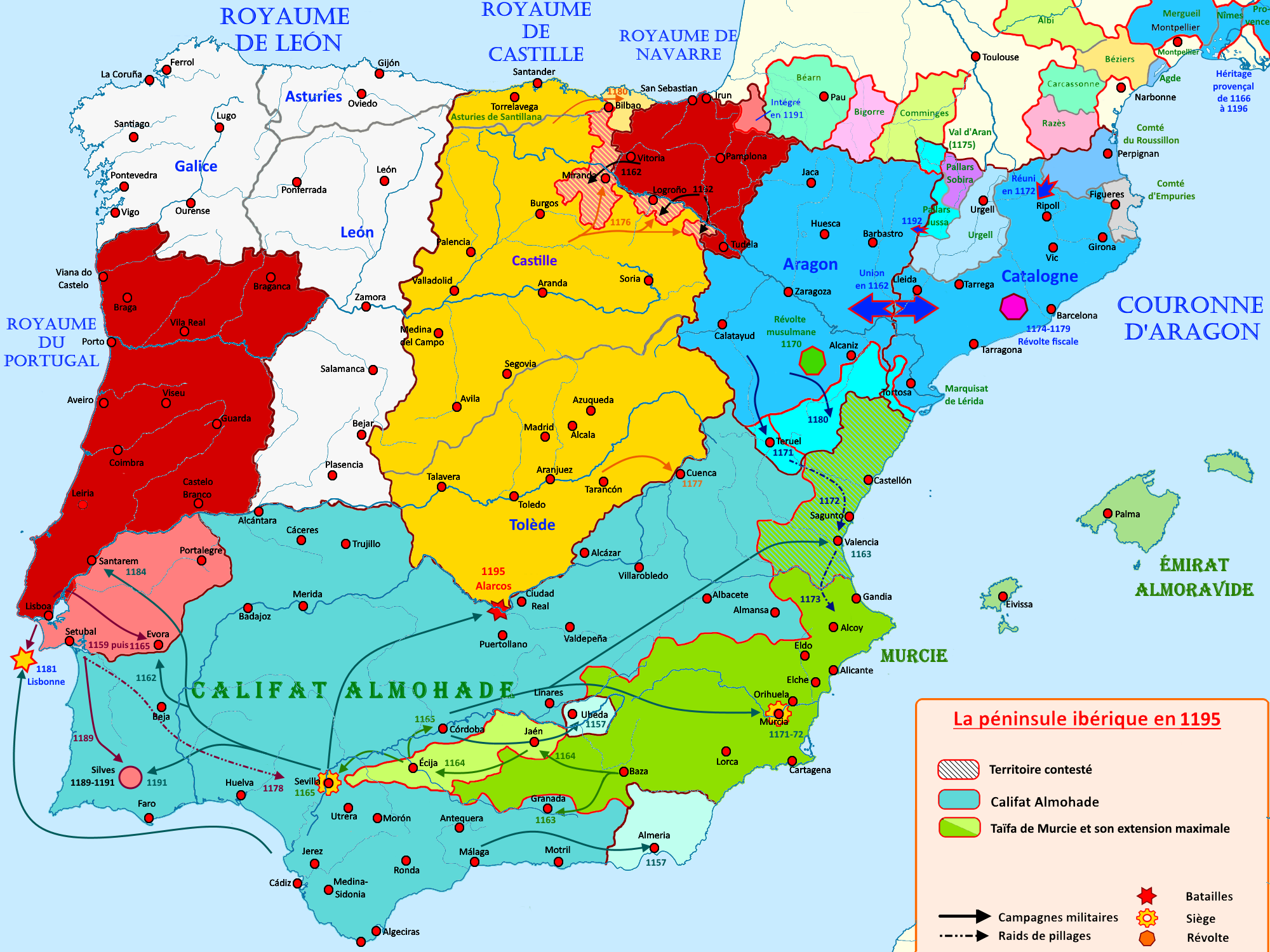
Le royaume de Portugal et la péninsule Ibérique de 1157 à 1195, avec les conquêtes de Sanche Ier, et la contre-attaque almohade du début des années 1190, qui fait refluer les Portugais jusqu'au nord de l'Alentejo.

Ce recul pousse le roi Alphonse II (1211-1223) à suspendre ses guerres d'expansion pour renforcer les moyens et l'autorité de la Couronne. Contrairement à ses prédécesseurs, le roi ne conteste pas les frontières avec le Royaume de León et ne cherche pas à s'étendre vers le sud. En revanche, il mène une politique de concentration du patrimoine royal, éparpillé par dotations diverses, ou rogné par les grands nobles et le clergé. Dès son arrivée au pouvoir en 1211, le roi se lance dans un conflit dur contre ses sœurs Mafalda, Thérèse et Sancha pour reprendre possession des châteaux stratégiques du centre du pays qui leur ont été donnés en pleine souveraineté par leur père — Montemor-o-Velho, Seia et Alenquer, avec leurs villes, gouvernance et revenus respectifs. Le conflit, qui dure jusqu'en 1216, est résolu grâce à la médiation du pape Innocent III. En échange de leur renonciation à leurs fiefs, les infantes sont amplement dédommagées. La garnison des châteaux est confiée aux Templiers, mais le roi exerce dorénavant lui-même les fonctions souveraines sur les terres disputées.

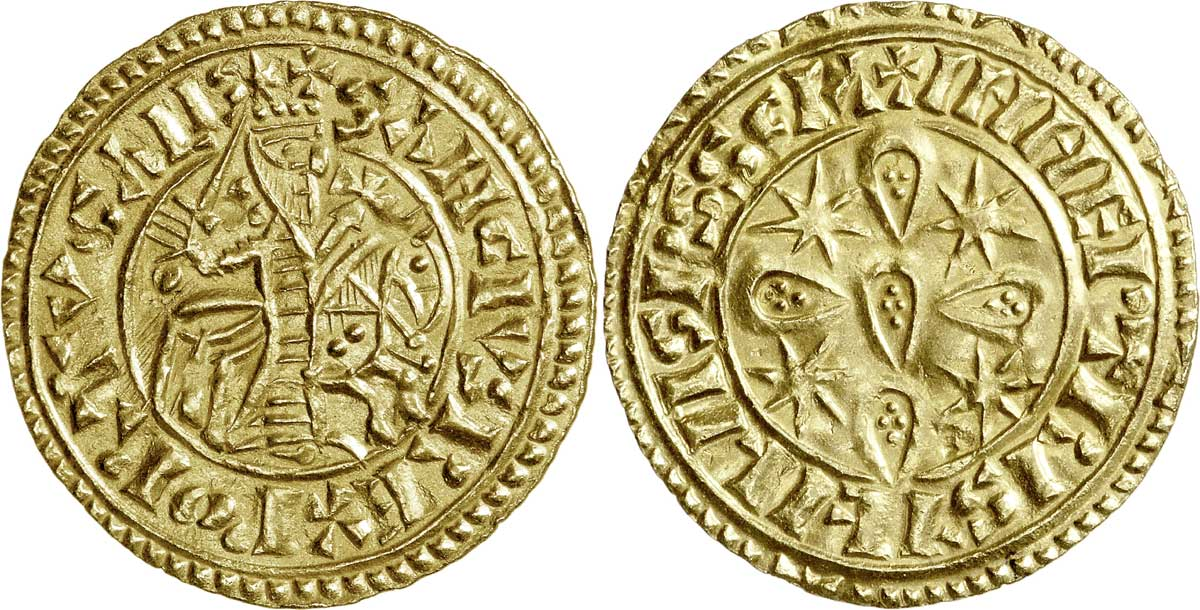
Morabitin en or, première monnaie d'or du Portugal, à l'effigie de Sanche I^{er} de Portugal. Description avers : Le roi à droite sur un cheval, couronné, tenant une épée de la main droite et une croix de la main gauche.

Une fois remis en pleine possession du domaine royal et du monopole de la souveraineté dynastique, le roi s'attaque aux privilèges du clergé et de la noblesse qui ont été accordés par son père ainsi que son grand-père. En 1220, il institue des « enquêtes » (inquirições) pour vérifier la nature des biens et récupérer tout ce qui a été pris illégalement à la Couronne. Ces enquêtes sont menées par des fonctionnaires royaux pour déterminer le statut juridique des domaines, la base des privilèges et l'immunité des propriétaires. Entre 1216 et 1221, les « confirmations » (confirmações) valident les dons ainsi que les privilèges accordés lors des règnes précédents, après analyse des documents justificatifs ou par faveur royale.
Parallèlement à ces contrôles sur le patrimoine nobiliaire, le roi s'attaque aux prérogatives et aux revenus de l'Eglise, qui avait été largement favorisée par Alphonse Ier afin d'obtenir la reconnaissance de l'indépendance du Portugal par le Pape, et s'était érigée en véritable « État dans l'État ». Considérant l'existence du Portugal bien consolidée, Alphonse II prend une série de dispositions pour miner le pouvoir ecclésiastique et ponctionner une partie des revenus et des propriétés de l'Église. Cette politique marque le début d'un long conflit diplomatique entre la papauté et le royaume, qui aboutit à l'excommunication du roi portugais par le pape Honorius III . Pour désamorcer la crise, Alphonse II promet de corriger ses erreurs envers l'Église, mais sans jamais faire de réels efforts pour infléchir sa politique,. Son but est alors de s'ériger en chef du catholicisme dans son pays. Tout en limitant l'indépendance et le pouvoir politiques de l'Eglise, le roi affiche une religiosité intense, et il poursuit une politique active de soutien aux ordres militaires et religieux portugais qui lui sont loyaux, par exemple en intensifiant les travaux sur l'immense abbaye d'Alcobaça, établie afin de repeupler et exploiter les territoires dépeuplés de la région de Leiria.
Le recul face aux Almohades est aussi l'occasion pour Alphonse II de réfléchir à son modèle de gouvernance et de travailler sur ses institutions. Dans les territoires qu'ils ont conquis, les Almohades font preuve d'une intolérance marquée à l'égard des chrétiens et des juifs, mais aussi des musulmans andalous, dont ils méprisent les pratiques soufies. Ce rigorisme leur aliène une partie de leurs soutiens potentiels, et pousse un grand nombre de juifs et de mozarabes à migrer vers le Portugal chrétien, plus tolérant, ou à aider les Portugais dans leur avancée. Ayant conscience de ce phénomène, quand la Papauté étend l'Inquisition catholique à la péninsule au début du XIIIe siècle, dans une logique de persécution des juifs et des musulmans, le souverain portugais préfère continuer à pratiquer une politique très tolérante vis-à-vis de ses communautés judaïques et mauresques, afin de conserver son avantage sur les Almohades et de sauvegarder la paix civile, mais aussi pour des raisons financières et technologiques, afin de conserver ses artisans, fonctionnaires, intellectuels et scientifiques juifs et musulmans. Cette politique, ébauchée des l'époque du comté, est pérennisée et institutionnalisée par une série de mesures légales de protection et tolérance vis-à-vis des minorités. Contrairement à ce qui se passe en Castille, l'Inquisition portugaise ne commence réellement à fonctionner qu'à partir du premier quart du XVIe siècle.
Cet esprit de concertation se manifeste aussi dans les institutions politiques. Pour refonder la légitimité politique de la Couronne, dans les premiers mois de son règne, en 1211, Alphonse II réunit à nouveau à Coimbra la Curie Royale (Cúria régia), organe gouvernemental et consultatif de l'ancien comté, qui n'avait plus été sollicité depuis que l'indépendance du Portugal avait été proclamée en 1143. Pour s'adapter aux dimensions nouvelles du pays, sa structure est réformée, ses rôles politique et délibératifs renforcés, et son architecture complexifiée, pour se constituer en véritable organe d'Etat. Une « Chancellerie Royale » (Chanceleria Régia) distincte de la Curie est créée dès 1211 pour s'occuper des questions juridiques et administratives relevant du roi, et placée sous l'autorité d'un « Grand-Chancelier » (Chanceler-Mor), Placé à la tête de son administration, et détenant le sceau royal, ce dernier devient très vite l'un des principaux auxiliaires du souverain, et l'un des personnages les plus influents du royaume,. Sous le règne de Sanche II (1223-1248), sont créées les charges de superjudex et d'autres magistrats mineurs, subordonnés au roi et aux grands officiers de la Curie, qui complètent sa structure. Très vite, la Curie est élevée au rang d'organe administratif suprême, compétent sur tous les sujets régaliens : administration de la justice, questions militaires, actes législatifs, octroi de privilèges, notamment les fors. Chargée de conseiller le roi à sa demande, elle est associée à la gouvernance royale, avec l'obligation pour ses membres de parapher les édits et décrets royaux pris par le roi en son Conseil. Comme assemblée souveraine, la Curie Royale fait aussi office de cour suprême de Justice, habilitée à s'exprimer sur les conflits touchant aux juridictions seigneuriales indépendantes, ou aux sentences des Juges des Conseils municipaux.
Mais c'est en matière politique et délibérative que les changements sont les plus marquants. En plus de ses rôles administratif et judiciaire, la Curie Royale est érigée en organe politique suprême du royaume, constituant, avec le roi qui la préside, le centre de la vie politique du pays. Lorsqu'elle délibère pour trouver des solutions aux problèmes affectant la vie de la nation, la Curie s'adjoint désormais collaboration des figures les plus importantes du pays : évêques, abbés, prieurs des couvents, hauts nobles détenteurs de charges publiques dirigeant des circonscriptions territoriales, qui sont convoqués aux sessions de ses assemblées délibératives. Par principe, les grands nobles administrant les territoires où sont réalisées les sessions participent aussi à ces assemblées. C'est le cas aux sessions de Coimbra de 1211, mais aussi aux Cortes de 1228 et 1229, auxquelles participent les membres de la plus haute noblesse locale (ricos-homens) et leurs vassaux, censés représenter les nobles de tout le pays. Ce format élargit inédit inaugure ce que l'on appelle les « Curies extraordinaires » (cúrias extraordinárias) ou « Curies plénières » (curias plenas) de la monarchie portugaise. Alors qu'interviennent ces changements institutionnels, visant à s'associer toutes les populations des territoires conquis, le front continue à bouger. 

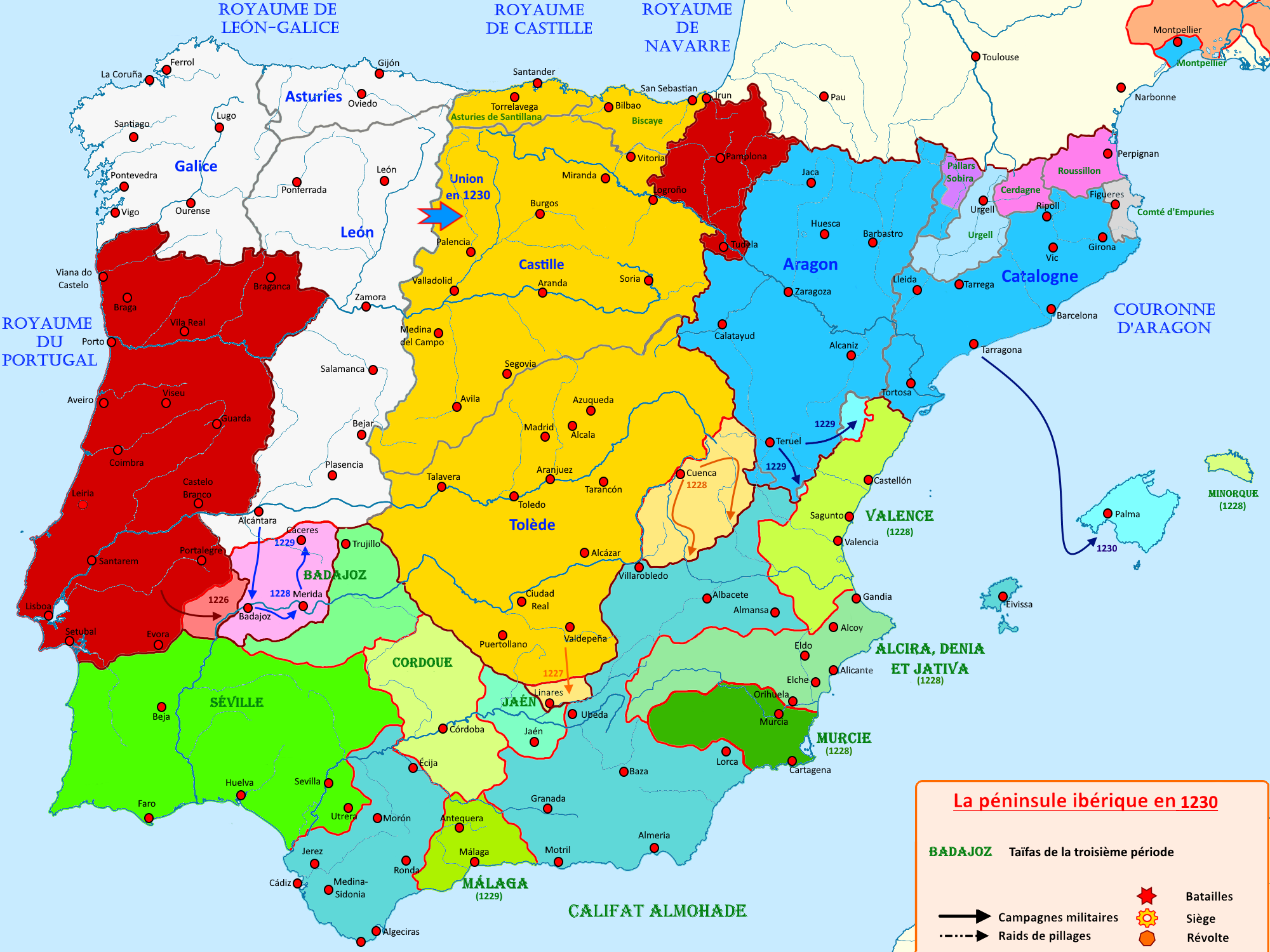
Le royaume du Portugal de 1224 à 1230.
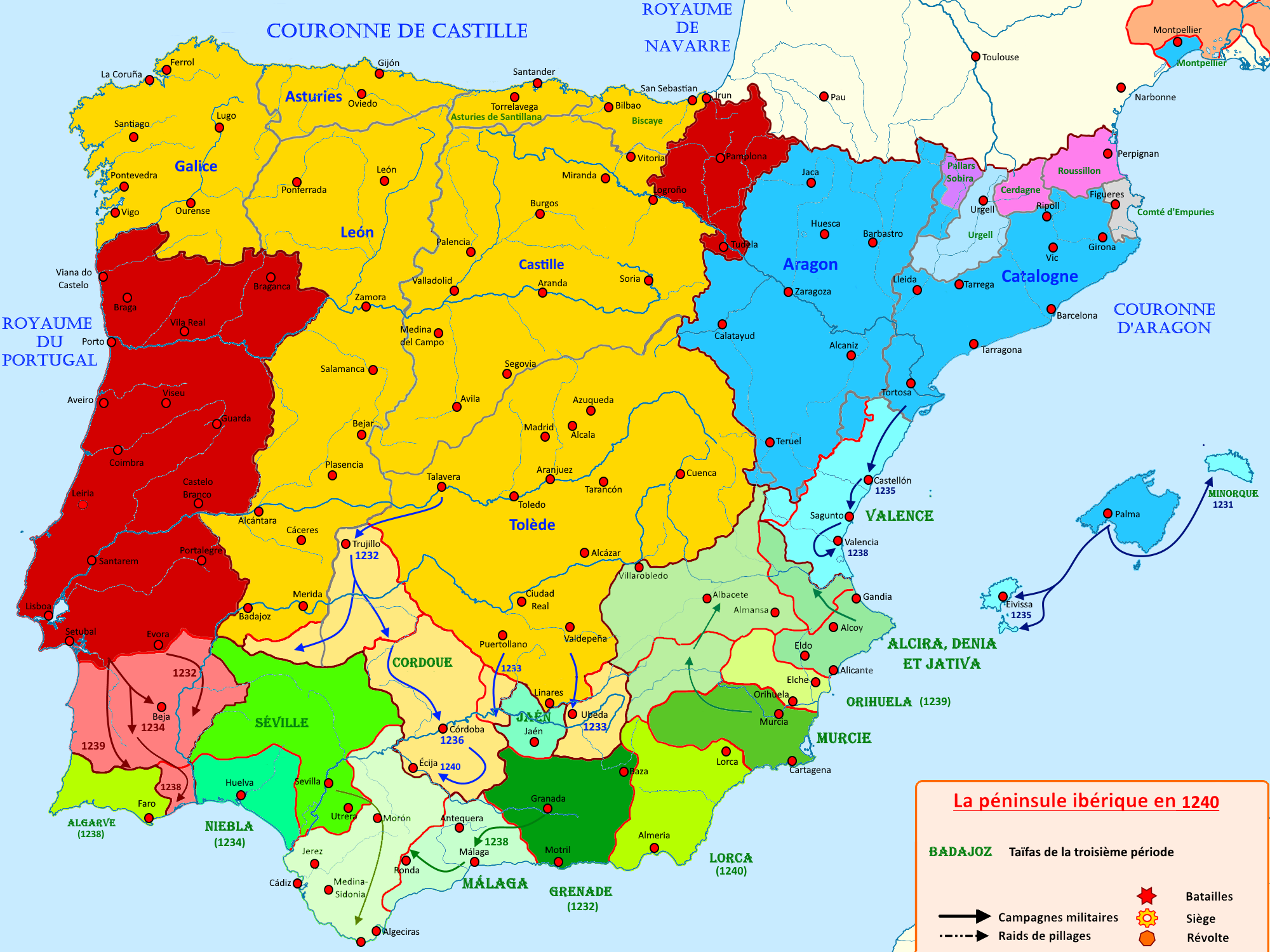
Le royaume du Portugal de 1230 à 1240.

La défaite écrasante infligée aux Almohades par les royaumes chrétiens coalisés de la péninsule Ibérique à la bataille de La Navas de Tolosa en 1212, qui provoque l'effondrement rapide de l'Empire almohade, ouvre la voie à la reconquête de l'Alentejo et de l'Algarve, perdus en 1191. Le 18 octobre 1217, la ville d'Alcácer do Sal est reconquise à l'initiative d'un groupe de nobles. Au printemps 1226, les Portugais assiègent Elvas pendant que les Léonais attaquent la ville voisine de Badajoz. En 1234, ils conquièrent Aljustrel et Alvito. Les ordres militaires ont un rôle décisif dans ces conquêtes. L'Église est étroitement associée à la reconquête du territoire. Arronches, prise en 1135, est placée sous la tutelle militaire du monastère de Santa Cruz de Coimbra, tandis que le château de Sesimbra est offert en récompense à l'Ordre de Santiago en 1236. En 1238, les Portugais prennent la ville portuaire d'Ayamonte et l'important port fluvial de Mértola, qui donne accès à la rive gauche du fleuve Guadiana, puis ils s'emparent de Tavira en 1242,. Alors que les rois portugais avaient du composer au Nord du Tage avec des seigneurs de guerre chrétiens puissants, et avec des pouvoirs locaux bien établis, la descente fulgurante des troupes portugaises dans l'Alentejo ravagé par les guerres permet au roi Sanche II (1223-1248) de démultiplier les dimensions du domaine royal en y annexant les terres abandonnées par les anciens rois des taïfas, et de disposer ainsi en propre de terres cultivables et de revenus agricoles considérables. En 1249, les souverains portugais achèvent la conquête du Gharb al-Ândalus, avec la reconquête de la taïfa de Silves, puis avec la prise de Faro par Alphonse III (1248-1279). Les derniers États du Gharb al-Ândalus sont annexés au royaume, mais pour des raisons de prestige, l'ancienne province musulmane conserve un statut honorifique à part, et les rois portugais prennent le titre de « roi de Portugal et de l'Algarve »,. Le Portugal est le premier royaume de la péninsule à achever sa Reconquista en tenant ses littoraux du sud, face au Maghreb,.

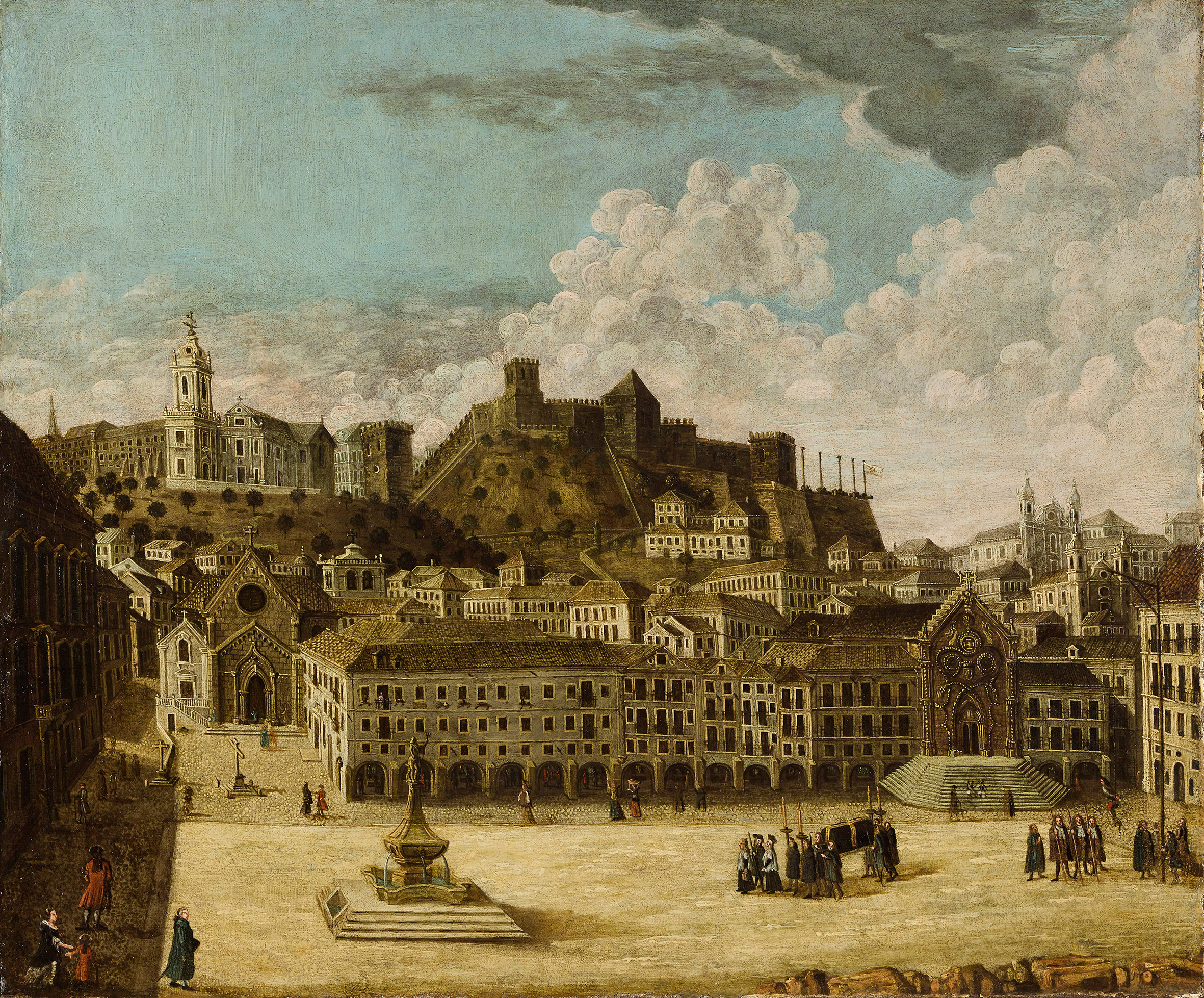
L'ancienne alcazaba musulmane dominant Lisbonne, rebaptisée « Château de Saint-Georges », qui devient à partir de 1255 le siège permanent du pouvoir royal portugais.

Avec la fin des guerres et la disparition du danger musulman, la figure du roi perd son caractère de chef de guerre itinérant, et le pouvoir royal entame la conversion de son modèle militaire en modèle civil,. La cour et les principales institutions sont transférées de Coimbra vers Lisbonne, qui offre une plus grande centralité, dispose d'élites dynamiques, ainsi que d'un port océanique, d'infrastructures modernes et de vastes bâtiments administratifs. Alphonse III s'installe avec sa Cour et son administration dans le palais de l'alcazaba musulmane qui domine la ville, qu'il rebaptise « château de Saint-Georges ». À partir de 1255, Lisbonne devient la capitale de facto du royaume,. C'est à cette époque qu'intervient une des plus grandes révolutions politiques et institutionnelles de l'histoire du pays. Les dernières campagnes militaires de la Reconquista et les mesures de réorganisation qui les suivent ont occasionné des dépenses importantes, qui pèsent sur le budget. En décembre 1253, l'annonce par la Couronne d'une nouvelle dévaluation de la monnaie provoque une réaction de mécontentement de la population. Face à cette réaction, le roi Alphonse III décide de convoquer une session de la Curie extraordinaire à Leiria, en faisant participer pour la première fois des représentants du peuple, aux côtés de ceux de la noblesse et du clergé, afin de pouvoir discuter avec eux de la situation budgétaire et économique du royaume.
Cette session, élargie aux non-nobles, marque la naissance des « Cortes » comme assemblées souveraines de la nation réunissant les représentants des trois ordres, convoquées par le roi. Lors de ces Cortes, qualifiées de « Cortes Générales » (Cortes Gerais), les participants peuvent poser des questions au souverain, l'interpeller sur les sujets les préoccupant, et exiger de lui des engagements pour avoir leur soutien politique, contrairement à ce qui était pratiqué au sein de la Curie, simple assemblée consultative, où n'étaient discutés que les sujets proposés par le monarque. Les Cortes de Leiria entraînent la fin de la Curie Royale, et marquent le début d'un « pacte politique » entre le monarque portugais et leurs sujets, fondant le pactisme portugais. À l'issue des Cortes de Leiria, Alphonse III s'engage à ne plus recourir à la dévaluation de la monnaie, en échange du droit de lever un impôt sur le revenu à l'échelle nationale, semblable à la moneda forera du Leon, le monetagium. Les Cortes de Leiria ouvrent la voie à l'une des premières limitations constitutionnelles écrites du monde, l'Instrumentum Super Factio Monete, formalisée par les cortes de Coimbra de 1261,, qui constitue une véritable « constitution fiscale » du royaume. Surtout, elles dotent le Portugal de sa seconde grande institution souveraine. Les Cortes, qui donnent au Portugal une culture proto-parlementaire, occupent un rôle central dans la vie politique du pays jusqu'au XIXe siècle, posant des vétos aux politiques gouvernementales, prenant des mesures constitutionnelles, validant systématiquement les intronisations des souverains, départageant les prétendants et légitimant les rois lors des crises de succession. Le Portugal étant doté de ses deux grandes institutions souveraines, le roi et les Cortes, commence alors la période de mise en ordre du pays et de construction de l’État monarchique portugais.

### Mise en ordre du royaume et construction de l’État portugais

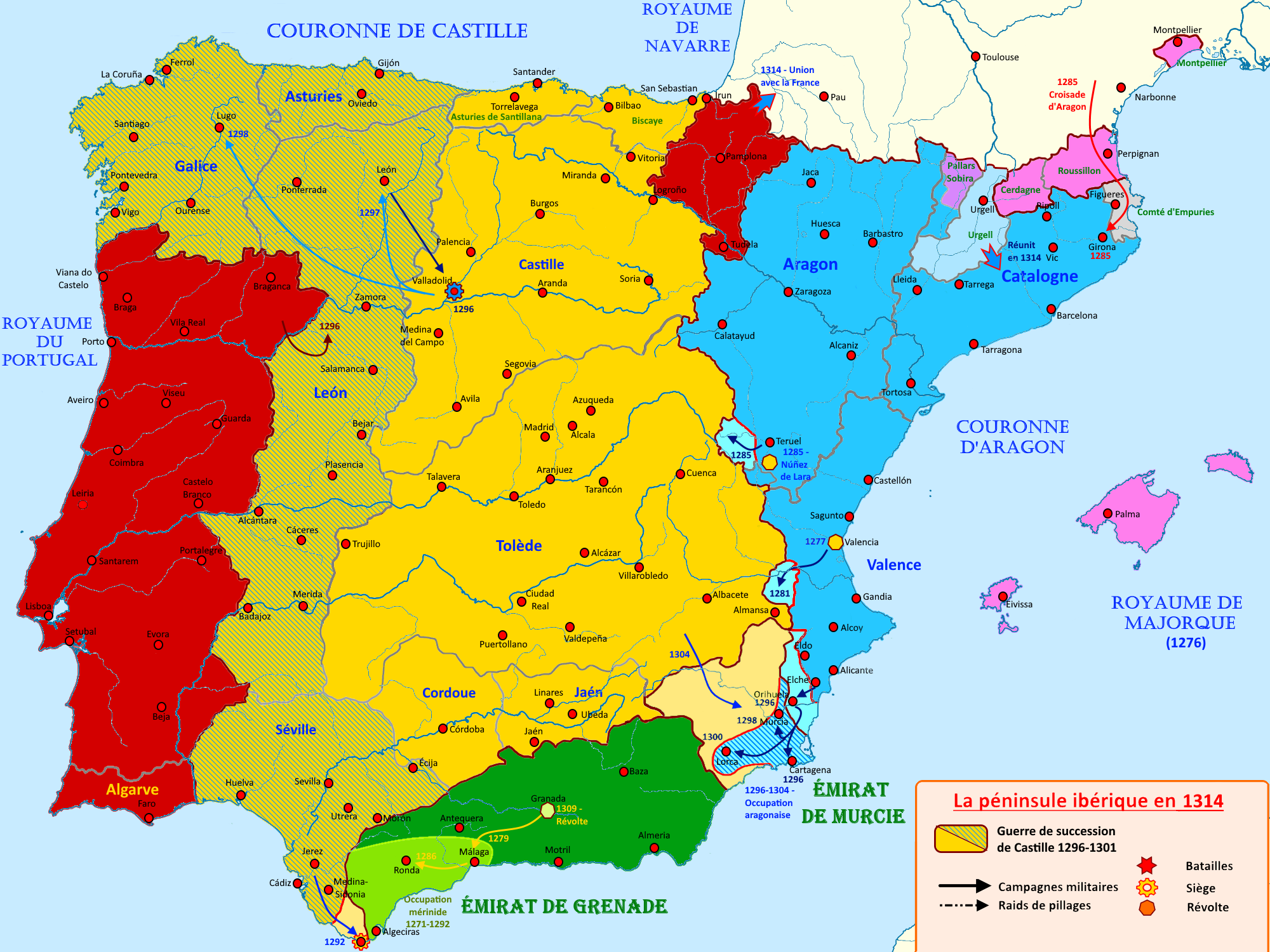
Le royaume de Portugal et les évolutions de la péninsule de 1275 à 1314.

S'il est aujourd'hui considéré comme un petit État, au moment où il achève sa Reconquista, le Royaume de Portugal se situe parmi les grands États de la péninsule Ibérique. Avec une superficie de 90 000 km², il a des dimensions semblables à celles du Royaume de León, très supérieures à celles du Royaume de Navarre ou du Royaume de Valence, qui ne font que 20 000 km² à leur apogée, et deux fois plus importantes que celles du Royaume d'Aragon ou du Royaume de Castille, qui ne font respectivement que 40 000 km² en 1230. Contrairement à la Galice, à la Navarre et même à la Castille, contraintes par les reliefs montagneux des Pyrénées, de la Meseta et du massif Galicien, le Portugal possède un territoire exploitable important, avec les vastes plaines agricoles du Centre et surtout de l'Alentejo, et il est bien doté en voies d'eau et en ressources forestières et minières. Ses frontières, solidement établies militairement, ne font plus l'objet que de disputes sporadiques avec la Castille, et son pouvoir royal, légitimé par cinq règnes successifs, peut s'appuyer pour gouverner sur la Chancellerie Royale (Chancelaria Régia), sur les Cortes, sur les officiers de la Maison Royale (Casa Real),  et sur une équipe administrative dévouée et compétente, constituée à la fois de fonctionnaires et de légistes catholiques formés au droit romain, mais aussi d'agents et conseillers juifs, mudéjars et mozarabes arabophones hérités des administrations précédentes, et protégés par la Couronne. Bien qu'en partie désorganisé par la Reconquista, le pays hérite d'un réseau urbain et routier dense, ainsi que des infrastructures économiques, portuaires et militaires modernes de la période andalouse, que les rois portugais ont soigneusement préservées au fil de leur avancée.

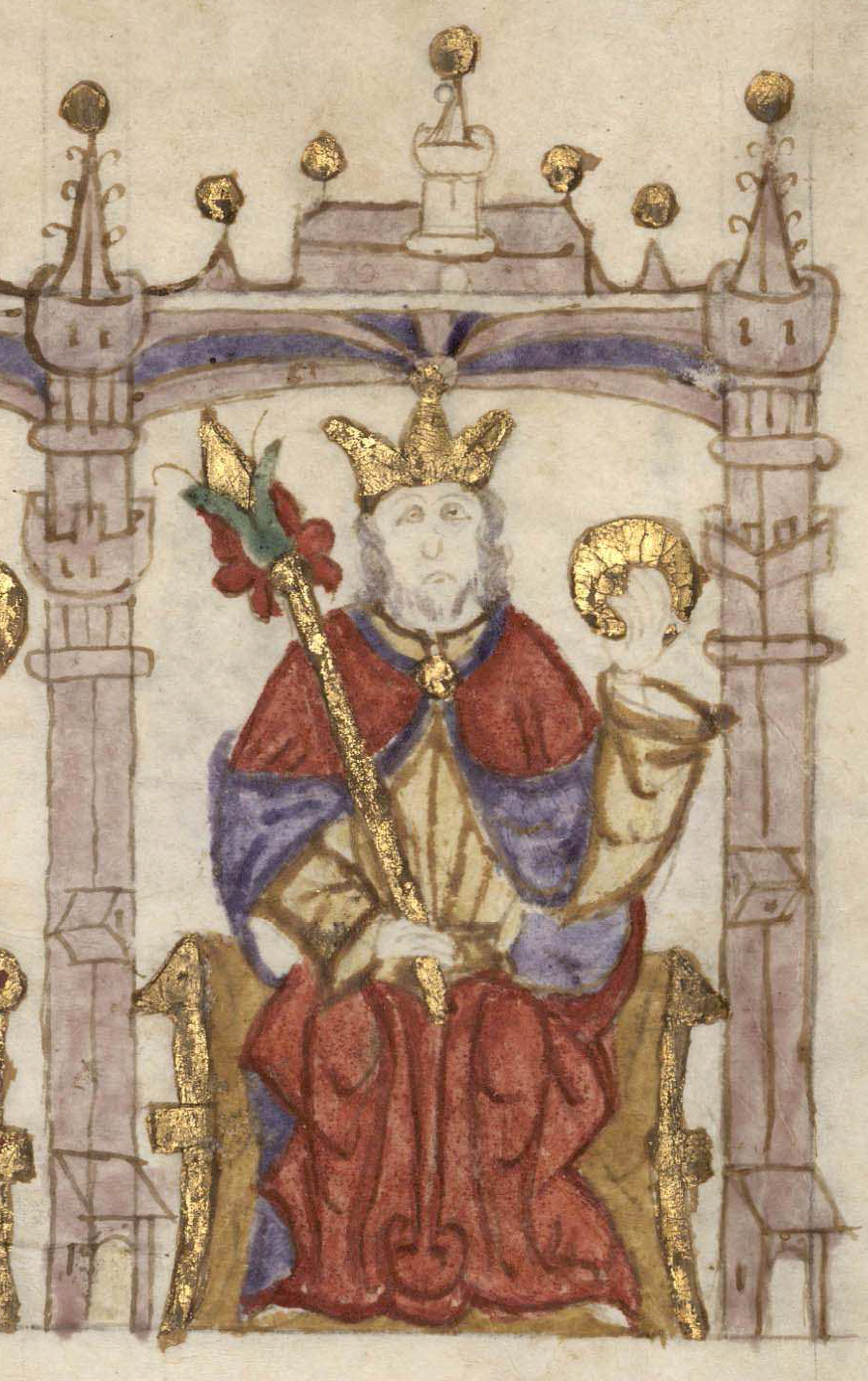
Le roi Denis Ier (1279-1320), considéré comme l'inventeur de l’État médiéval et moderne portugais. Crónicas de reyes (1312-1325). Biblioteca Nacional de España.

De 1249 à la fin du XIVe siècle, le Portugal fait l'objet d'une politique de réorganisation, de colonisation intérieure et de mise en valeur soutenue de la part de ses rois. Cette politique est institutionnalisée sous le règne de Denis Ier (1279-1325), premier roi libéré des contraintes de la Reconquista, qui constitue un règne charnière dans la construction de l’État portugais. Comme héritier du trône, Denis est très tôt formé par son père Alphonse III (1248-1279) pour diriger le Portugal. Premier monarque portugais véritablement lettré, ayant toujours signé de son nom complet, il est considéré comme l'un des plus habiles souverains du pays, en plus d'avoir été l'un des plus importants poètes troubadours portugais des XIIIe et XIVe siècles,.  Au moment où il arrive au pouvoir, le jeune roi, âgé de dix-huit ans, est à la tête d'un royaume constitué par la juxtaposition d'anciennes souverainetés indépendantes, qui ont conservé chacune leurs propres règles et lois. Le royaume possède une législation dense, mais qui manque d'unité. Ce manque d'unité se retrouve également en termes d'autorité politique. Pressés par les besoins de la Reconquista, ses prédécesseurs avaient laissé une grande autonomie à la haute noblesse terrienne et aux Conseils municipaux, et ils avaient installé un certain nombre de seigneurs de guerre un peu partout pour défendre et gérer le territoire, avec des pouvoirs considérables. 
Pour remettre de l'ordre dans la législation du pays, et affirmer sa prééminence sur les pouvoirs locaux et les seigneurs féodaux, Denis Ier publie le noyau d'un Code civil et criminel en se concentrant sur la protection des classes les moins favorisées contre les abus de pouvoir. Conçus comme un compromis entre la volonté royale et la tradition, ces « codes législatifs » sont en fait des compilations de lois et de droits coutumiers municipaux, soigneusement épurés, ordonnés, amendés et reformulés par les légistes de la Couronne. Ces compilations, qui fondent le droit médiéval et moderne portugais, servent de référent juridique au pays tout le XIVe siècle, et sont reprises XVe siècle dans le cadre du « Livre des lois et des règlements », et dans les « Ordonnances alphonsines », rédigées sous le règne d'Alphonse V,. Ayant pris en charge la codification des lois, Denis Ier encadre également l'application du droit commun en imposant des restrictions aux actions des « alvazis », les fonctionnaires des Conseils locaux. Dans le même mouvement, il impose un contrôle des procédures aux juristes : juges, procureurs et avocats, dans un processus qui fonde la juridiction territoriale de la Couronne, et consacre le rôle et l'importance croissante de Lisbonne comme capitale du pays.

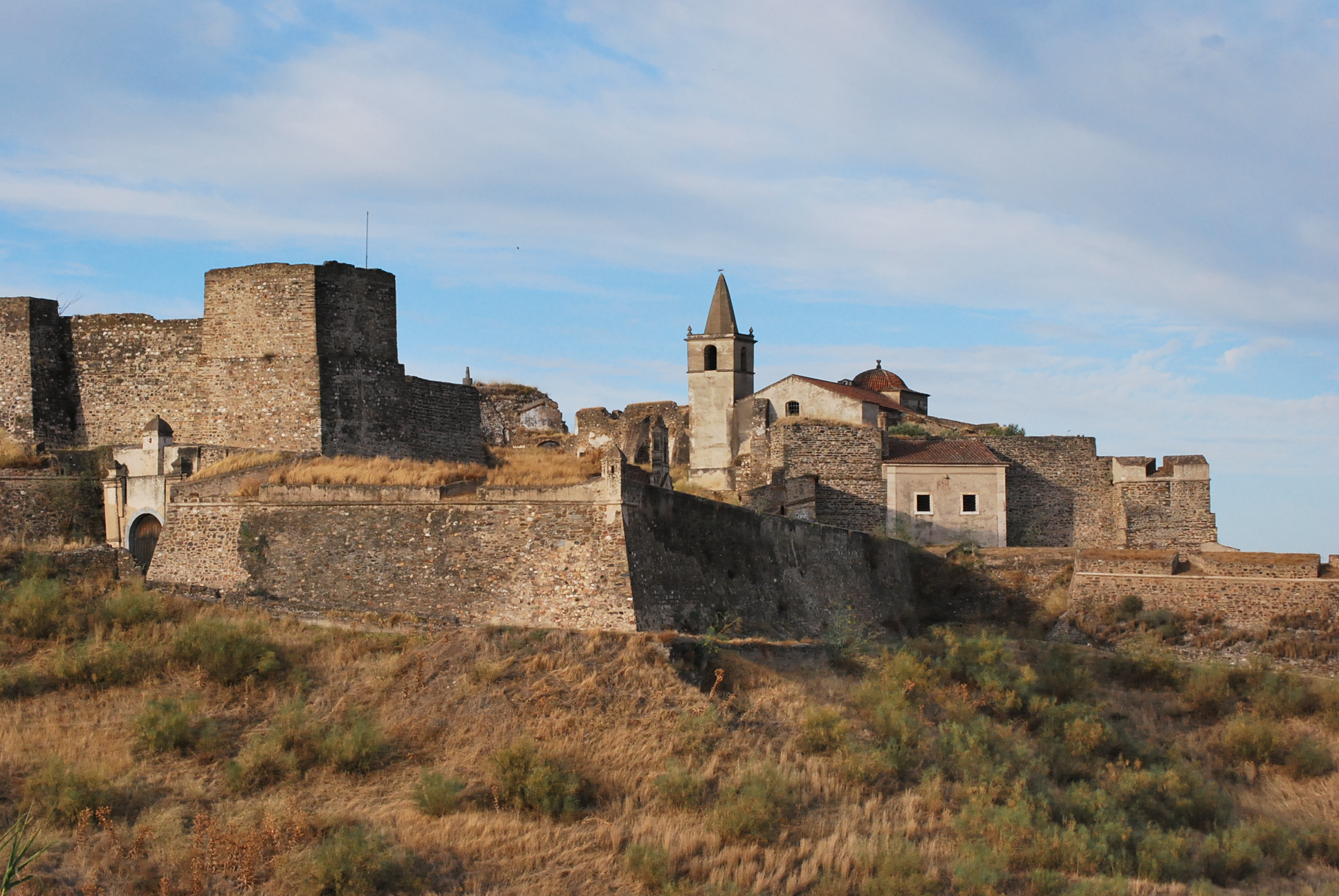
Forteresse de Juromenha, située sur le bord du fleuve Guadiana, à la frontière avec lla Castille, reprise aux Maures par Alphonse Ier en 1167, et maintenue en activité jusqu'à la période Moderne.

Tout en progressant politiquement sur son front intérieur, le roi affermit la position extérieure du Portugal dans la péninsule. À son arrivée au pouvoir, le pays est en litige avec la Castille à propos des frontières de l'Alentejo, que les Portugais ont conquis par une série de campagnes éclairs, en empiétant sur la zone d'influence de leur voisin. Lorsqu'une crise de succession éclate en 1296 en Castille, entre Ferdinand IV de Castille (1295-1312) et son oncle Jean de Castille (es), qui s'est proclamé roi, Denis Ier y voit tout de suite une opportunité de régler cette question. En échange du retrait de son soutien à l'usurpateur Jean, le roi portugais obtient de Ferdinand IV de Castille la reconnaissance de la souveraineté portugaise sur les bourgs de Serpa et Moura, sur les territoires situés au-delà du Guadiana, ainsi que la rectification de la frontière de Ribacoa. La frontière définitive entre le Portugal et la Castille est établie par le traité d'Alcañices, le 12 septembre 1297. Cette frontière, appelée la « Raia », constitue la plus ancienne frontière terrestre toujours en vigueur à ce jour. Une fois ce litige résolu, aucune autre guerre n'a lieu durant son règne, donnant l'image d'un roi très pacifique pour son époque . Et réalité cette paix durable est le produit d'une stratégie volontariste de sécurité et de prévention. En 1301, le roi établit une alliance formelle avec Ferdinand IV, qui est toujours aux prises avec son oncle, replié dans le León. Pour sécuriser sa frontière, il dote d'une garnison et entretient l'ensemble des châteaux repris aux musulmans des villes et villages frontaliers, posant la base de la ceinture de fer qui caractérise l'architecture défensive du pays jusqu'au XIXe siècle. Le seul territoire de Ribacoa, par exemple, intègre les châteaux d'Alfaiates, d'Almeida, Castelo Bom, Castelo Melhor, Castelo Mendo, Castelo Rodrigo, Monforte, Pinhel, Sabugal et Vilar Maior. Parmi les vastes terres constituant le domaine royal dans les régions du nord au sud, une partie importante du territoire méridional est placée sous le contrôle des puissants ordres militaires.

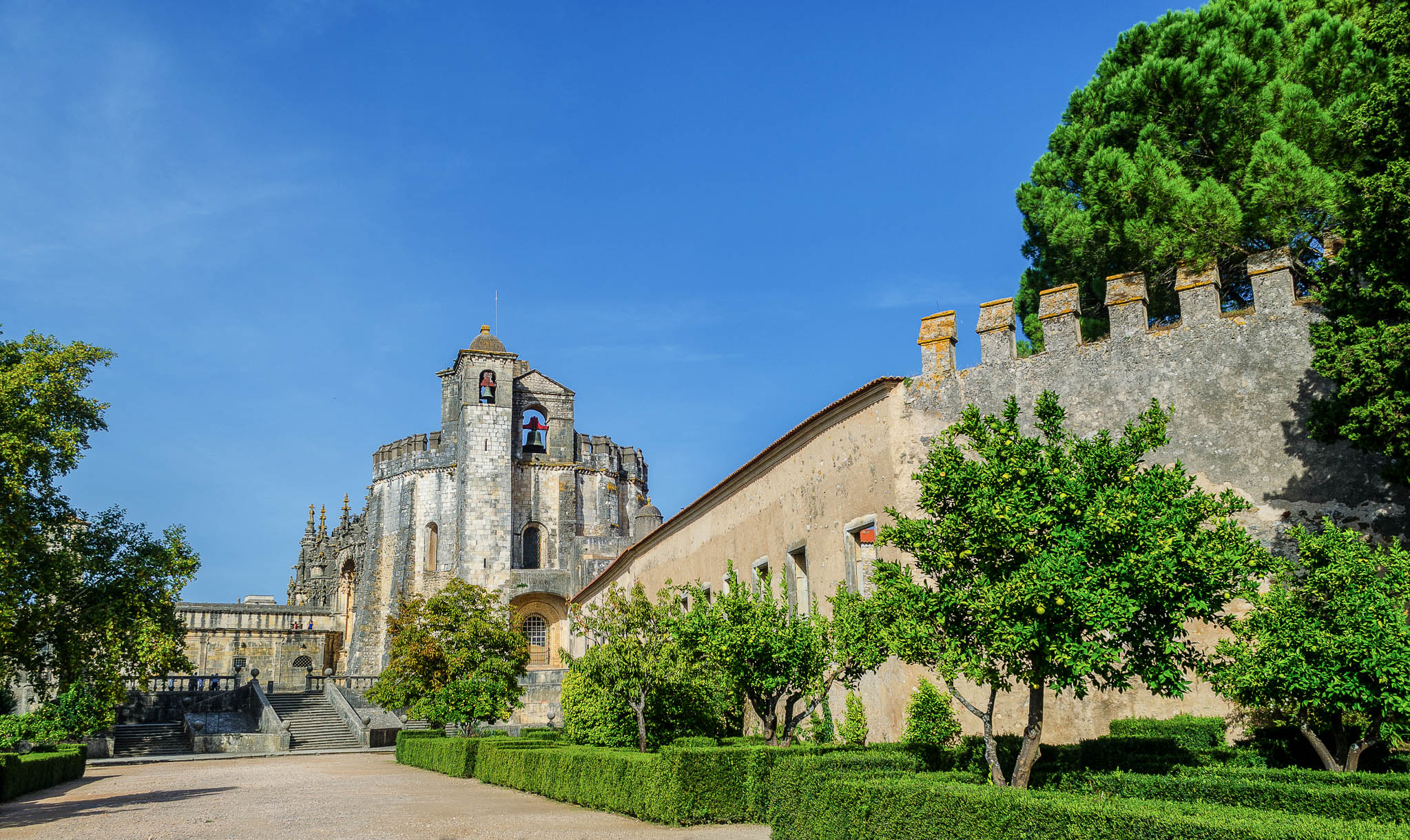
Le couvent de l'ordre du Christ, placé au coeur de la forteresse de Tomar, forteresse templière du XIIe siècle, inspirée du Temple de Jérusalem, qui devient au XIVe siècle le siège de l'ordre du Christ, héritier de la branche portugaise de l'ordre du Temple, qui récupère ses biens, et soutiendra activement les découvertes maritimes au XVe siècle.

Étant donnée l'importance du fait religieux dans la péninsule et l'Europe de l'époque, la construction de l’État monarchique portugais passe alors nécessairement par une définition des liens de la royauté avec l'Église catholique. Au moment où s'achève la Reconquista portugaise, l'Église catholique, portée par la Réforme grégorienne, est au sommet de sa puissance, et constitue un acteur politique et social incontournable. À force de luttes féroces, Rome est parvenue à imposer aux princes européens une conception théocratique du droit public soutenue par la faction des guelfes en Italie et dans l'Empire, qui a abouti au Grand Interrègne (1250-1273). Dans ce contexte, menant lui-même un processus de centralisation, le roi portugais a parfaitement conscience que l'Église peut constituer un allié de poids pour affirmer son autorité face à sa noblesse. Pour se concilier la Papauté, autonomiser son pays en matière religieuse et asseoir son autorité sur le clergé portugais, plutôt que de laisser la noblesse et le clergé s'entredéchirer comme l'avait fait Sanche II, le roi Denis signe un traité avec le pape Nicolas III, par lequel il promet de servir et protéger les intérêts de l'Église catholique et de Rome au Portugal,.  Par la signature du Concordat des Quarante Articles avec le pape Nicolas IV en 1289, le roi confirme son rôle de tuteur et protecteur des intérêts de l'Église dans son royaume. À ce titre, il est en mesure en 1319 de concéder l'asile aux Templiers, accusés d'hérésie par le roi de France Philippe IV le Bel (1285-1314) et condamnés à l'anéantissement par le pape Clément V, en créant pour eux l'Ordre du Christ,. Sa reconnaissance et son droit à hériter des biens ainsi que des propriétés des Templiers sont négociés avec le pape Jean XXII. Conçu comme une continuation directe de l'Ordre du Temple, l'Ordre du Christ devient rapidement une des principales organisations économiques et militaires du pays, et l'un des principaux instruments de pouvoir de la Couronne, à laquelle chevaliers du Christ sont totalement dévoués. Socialement, cet ordre permet à la Couronne de récupérer, d'encadrer et de se concilier la petite noblesse de chevalerie et les cadets désargentés de la haute noblesse, qui trouvent dans cette structure prestigieuse une source de revenus et de reconnaissance sociale.   

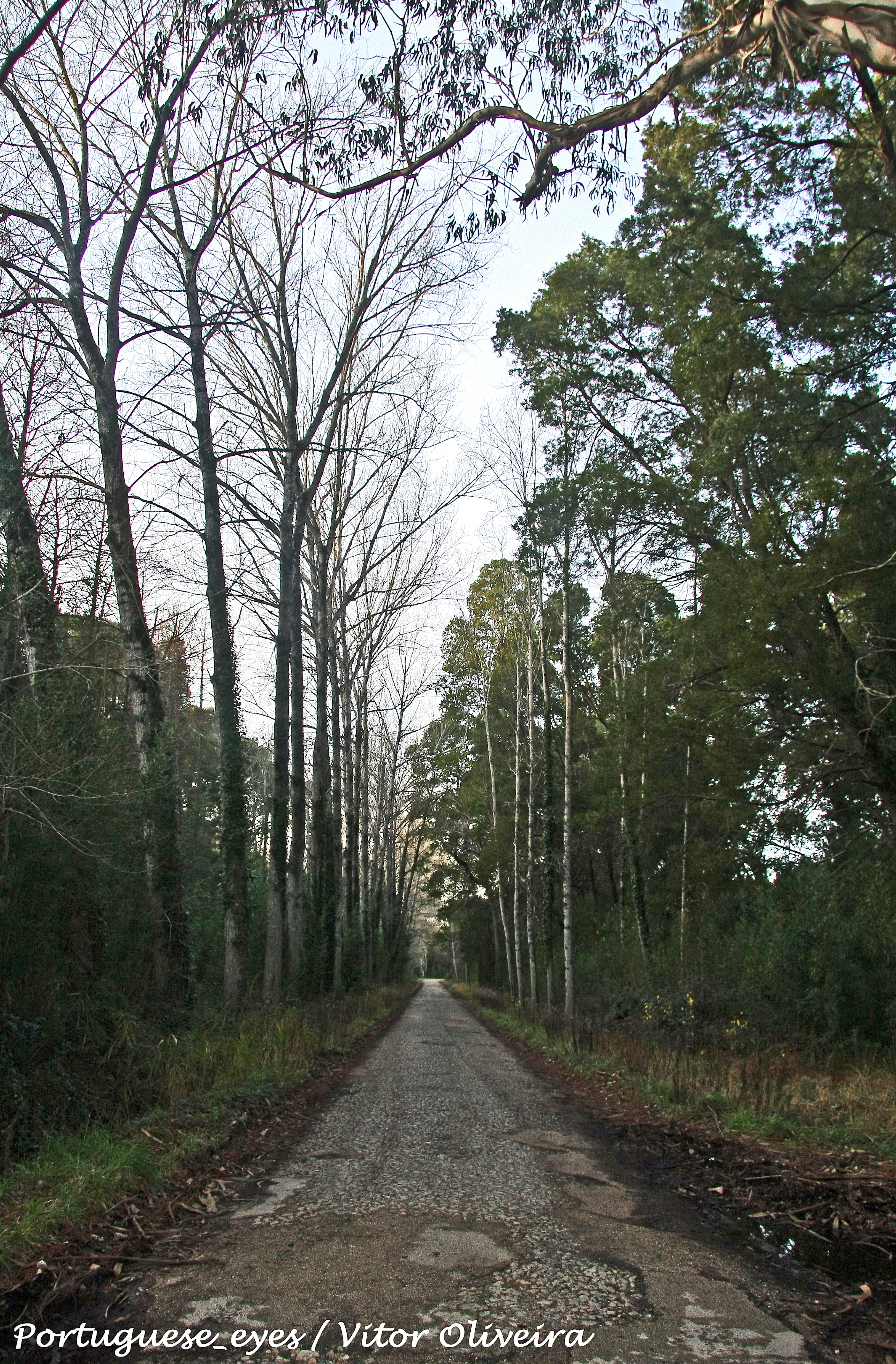
La pinède de Leiria, immense forêt de pins plantée sur ordre de Denis Ier pour empêcher l'avancée des sables côtiers et protéger les précieuses terres arables de l'Estrémadure, qui constitue une réserve de bois capitale pour la construction navale jusqu'au XIXe siècle.

Conscient de l'importance de densifier la toile commerciale du pays, et de favoriser le développement d'une bourgeoisie d'affaires, le roi encourage le développement des corporations urbaines et rurales, la fondation de communautés rurales diverses, la tenue de marchés et de foires commerciales, permettant la création de nombreuses villes. Pour favoriser les intérêts des marchands portugais, il crée un fonds appelé la « Bourse de Commerce » (Bolsa de Comércio), première forme documentée d'assurance maritime en Europe, approuvée le 10 mai 1293 ,. Cela permet la formation d'une marine marchande pour le commerce avec la Catalogne, la Bretagne, les pays nordiques et l'Angleterre, avec qui il signe un premier traité commercial en 1308. Conscient de la nécessité de sécuriser totalement ses littoraux, il dote sa marine de guerre d'une amirauté permanente, et obtient par contrat en 1317 les services du marin et marchand génois Manuel Pessanha comme amiral de sa flotte. Conformément aux termes du contrat, Pessanha et ses successeurs s'engagent à fournir vingt capitaines génois, considérés comme les meilleurs marins de l'époque, pour commander les galères du roi à Lisbonne, et former les capitaines portugais. Outre ces cadres de navigation, le roi fait venir des pays voisins des techniciens en navigation pour améliorer la qualité de ses navires, fondant ainsi la Marine royale portugaise. Parce qu'il est coupé d'accès terrestre au reste de l'Europe par la Castille, le Portugal conçoit dès cette époque la l'océan comme un espace de souveraineté et la maîtrise des mers comme un enjeu vital.
La construction de l’État monarchique portugais touche aussi au domaine de la culture, des Arts et des Lettres. Portée par la personnalité du roi, la cour portugaise devient dans la seconde moitié du XIIIe siècle l'un des grands foyers culturels et littéraires de la péninsule. Comme les rois musulmans avant lui, Denis Ier aime la littérature et écrit lui-même des livres sur des thèmes comme l'administration, la chasse, et surtout des ouvrages de poésie. Surnommé le « Roi Poète », il est considéré comme l'un des plus grands troubadours de son temps, avec 137 cantigas qui lui sont attribuées et qui appartiennent aux trois principaux genres du Lyrisme galaïco-portugais: 73 cantigas de amor, 51 cantigas de amigo et 10 cantigas de escarnio y maldecir. Ces œuvres sont conservées dans deux manuscrits du début du XVIe siècle, le « Cancioneiro Colocci-Brancuti » et le « Cancioneiro da Vaticana »,,,,. À ce moment, le gallaïco-portugais s'impose comme la grande langue de la production poétique de la péninsule, pratiquée dans les différentes cours espagnoles, par des rois aussi célèbres qu'Alphonse X de Castille (1252-1284). Ce prestige de la langue portugaise, dont s'est saisie la Couronne, devient très vite un outil politique. 
Pour faciliter le lien entre le peuple et les administrations et renforcer la centralisation systématique du pouvoir royal, Denis Ier promulgue un décret en 1290 élevant le portugais au rang de « langue officielle de l'État »,. Le portugais remplace désormais le latin comme langue des tribunaux et « des procédures juridiques ainsi que judiciaires » du royaume,,. Sous son impulsion, Lisbonne devient un centre de culture et d'apprentissage,. La première université du Portugal, « l'Estudo Geral », est fondée par la promulgation du « Scientiae thesaurus mirabilis » à Leiria le 3 mars 1290. Des cours sur les arts, le droit civil, le droit canonique et la médecine sont donnés et, le 15 février 1309, le roi accorde à l'université une charte, la « Magna Charta Privilegiorum ». L'université est déplacée plusieurs fois entre Lisbonne et Coimbra, pour finalement s'installer pour plus d'un siècle à Lisbonne en 1390 par ordre du roi Jean Ier. Le travail administratif soutenu du souverain n'en fait pas pour autant un homme coupé du terrain. Soucieux de son image, et d'établir un lien affectif direct et fort avec ses sujets, le roi voyage dans le pays tout au long de son règne, visitant les bourgs et essayant d'apporter des solutions aux problèmes rencontrés. Conformément à l'idéal du roi chrétien, avec l'aide de son épouse, la reine Elisabeth d'Aragon dite sainte Elisabeth (1271-1336), il essaye d'améliorer la vie des pauvres, et fonde diverses institutions de charité.
Tout au long du XIVe siècle, les successeurs de Denis Ier poursuivent le processus de centralisation et de construction de l’État monarchique, en mettant l'accent sur le renforcement de la Justice royale, développée en faveur de la roture, au détriment des justices féodales. En 1327, le roi Alphonse IV créé la fonction des « juges extérieurs » (juízes de fora), étendue à tout le royaume entre 1332 et 1340,. Ces magistrats royaux, envoyés depuis l'extérieur des localités, sont présentés comme garants d'indépendance et d'impartialité face aux abus des seigneurs locaux ou des juges municipaux jusqu'alors élus par les Conseils aux mains des élites urbaines,. Déterminé à imposer un monopole royal sur le pouvoir judiciaire, le roi interdit l'intervention des nobles dans la Justice, et il proscrit la vengeance privée, pratiquée par la noblesse, sous peine de mort,. Sous le règne suivant, pour accélérer les procédures de la justice royale, son fils Pierre Ier le Justicier interdit en 1361 la pratique de l'office d'avocat, sous peine de mort, et place les différentes parties directement face aux juges royaux, afin que ces derniers rendent leur sentence rapidement sans interférences extérieures. Cette mesure, qui vise directement les élites économiques ayant les moyens de recourir à des juristes professionnels, permet de mettre sur un pied d'égalité les différents protagonistes des procès, indépendamment de leurs moyens et de leur statut social. Les protestations des tribunaux lésés dans leurs prérogatives sont sans effet. En parallèle, les peines sont alourdies, et appliquées avec une extrême brutalité, sans distinction d'ordre ou de rang.

### Des interventions dans la péninsule Ibérique à la crise de 1383-1385

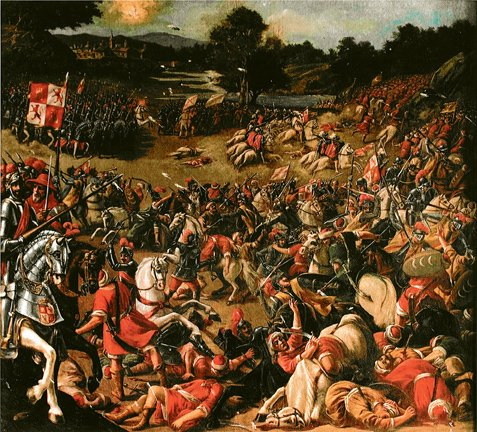
La bataille du Salado, du 30 octobre 1340, entre la coalition musulmane mérinido-nasrides et la coalition chrétienne castillano-portugaise, où l'aide portugaise, cruciale et permet une victoire terrestre décisive. Monastère royal de Santa María de Guadalupe.

Disposant d'un État remarquablement structuré, doté d'importants moyens financiers et militaires, les rois portugais s'investissent activement pendant le XIVe siècle dans les affaires de la péninsule. Après la disparition des dernières taïfas maures de Lusitanie, le Portugal continue à participer aux guerres de Reconquête de ses voisins, qu'il aide régulièrement. Les troupes et les navires de guerre portugais ont par exemple un rôle décisif lors de la Bataille du Río Salado, qui sécurise le golfe de Cadix et la mer des Juments en 1340,. En parallèle, les rois et les princes portugais n'hésitent pas à s'ingérer dans la vie politique des royaumes voisins, nouant des alliances matrimoniales avec les autres Etats de la péninsule, et déployant des stratégies diplomatiques complexes ponctuées de guerres, en concurrence avec les Rois de Castille et d'Aragon. Cette politique ibérique est rendue nécessaire par l'évolution de la situation dans le péninsule. Depuis que le Portugal a achevé sa Reconquista, la Castille et l'Aragon ont augmenté leur poids en constituant à leur profit deux vastes ensembles confédéraux absorbant les royaumes et principautés voisins. À l'est de la péninsule, la « Couronne d'Aragón » regroupe autour du Royaume d'Aragon les Principautés catalanes, le Royaume de Valence et le Royaume de Majorque. Au centre de la péninsule, la « Couronne de Castille » regroupe autour du Royaume de Castille les royaumes de León, de Murcie et de Navarre. Tout en menant cette politique d'absorption politique, la Castille et l'Aragon ont aussi augmenté leur poids en agrandissant leur territoire avec la poursuite de leur Reconquista.
De son côte, ayant achevé sa Reconquista et stabilisé ses frontières précocement, le Portugal a pris de l'avance dans la construction de son État monarchique et le développement de son modèle socio-économique particuliers, bonifiant les apports arabo-andalous et juifs, et favorisant les intérêts de la bourgeoisie urbaine et du peuple au détriment des grands féodaux. Ce modèle donne à la monarchie portugaise une assise et des moyens larges. Disposant d'un cadre politique stable, le pays connait une homogénéisation religieuse, culturelle et ethnique. Ce processus, très lent, qui s'étend sur plusieurs siècles, permet la constitution d'une identité politique et culturelle portugaise originale en contexte hispanique, qui intègre au substrat romano-lusitanien de nombreux apports germaniques, arabo-berbères et juifs. Seul grand royaume ibérique à être exclusivement tourné vers l'Atlantique, le Portugal développe en outre des liens commerciaux et politiques plus intenses que ses voisins avec les puissances d'Europe du Nord. Ces éléments font du Portugal une puissance singulière dans la péninsule, qui offre un contre-modèle aux monarchies féodales voisines, et cela se ressent dans sa politique ibérique. 
En 1328 et 1329, Lisbonne noue une alliance avec la Couronne d'Aragon et la Couronne de Castille. Très vite, la Castille devient à la fois le principal rival et le principal objet de convoitise du Portugal. Les mariages entre les dynasties royales des deux pays s'enchaînent, chacune espérant absorber l'autre. Parce qu'elles sont susceptibles de conduire à des fusions dynastiques, qui conditionnent des modèles d'États, et des systèmes socio-économiques, ces alliances matrimoniales cristallisent des enjeux politiques qui vont très au-delà des époux engagés, et mobilisent des partis puissants, et parfois des sociétés entières. Ainsi, sous le règne d'Alphonse IV, une série d'incidents matrimoniaux mêlant violences, adultères et enlèvements, sur fond de divergences idéologiques, amènent le Portugal à livrer une guerre à la Castille à partir de 1336. Le conflit, qui dure trois ans, ne s'achève qu'en 1339, grâce à l'intervention du Pape et du roi de France, avec la signature du traité de paix de Séville. Pour prendre la Castille à revers, Alphonse IV renouvelle en 1346 son alliance avec le roi d'Aragon, en organisant le mariage de l'infante Éléonore de Portugal avec Pierre IV d'Aragon (1336-1387). Profitant du développement des échanges maritimes avec l'Europe du Nord, un second accord commercial avec l'Angleterre est établi en 1353. La mort d'Alphonse XI de Castille, et les troubles provoqués par l'arrivée sur le trône de son fils Pierre Ier de Castille (1350-1366) bouleversent les relations sur la scène politique ibérique. 
À partir de 1351, le Portugal devient un point de repli essentiel pour les réfugiés de la Première guerre civile de Castille opposant les partisans de Pierre Ier de Castille (1350-1366) et de son demi-frère illégitime Henri II de Trastamare (1366-1367). Cette guerre civile implique indirectement le Portugal. En effet, derrière le conflit entre les deux demi-frères, se joue une lutte entre deux partis. D'un côté un parti reformateur, dominé par la reine douairiere Marie de Portugal, mère de Pierre Ier de Castille, et fille du roi de Portugal, qui travaille à établir en Castille un modèle de type portugais, où la royauté affirme son autorité en s'alliant a la bourgeoisie et le peuple au détriment de la noblesse. En face, le parti conservateur nobiliaire, dominé par la mère d'Henri de Trastamare, Leonor de Guzmán, qui cherche à rétablir le pouvoir et les prérogatives de la haute noblesse terrienne, mis à mal par les Cortes de Valladolid de 1351. 
Pour ne pas envenimer la situation, le roi Alphonse IV de Portugal s'efforce de ne pas intervenir directement, et il essaye de désamorcer la rébellion contre sa fille et son petit-fils en mariant son fils, le prince héritier Pierre, à Constance de Castille, une noble d'une famille influente du parti conservateur castillan. Mais cette politique prudente de reconciliation n'est pas du goût de tous. Parmi les exilés castillans au Portugal, figurent de nombreux nobles habitués aux intrigues de cour, qui tôt créent leur propre faction au sein de la cour portugaise, et essayent de faire intervenir le pouvoir portugais militairement dans le conflit, et notamment le prince héritier Pierre, pour servir leurs propres intérêts. C'est dans ce contexte que s'inscrit le célèbre épisode des amours du prince Pierre et d'Inès de Castro, princesse castillane assassinée en 1355 sur ordre du roi d'Alphonse IV de Portugal pour éviter que son fils ne s'engage dans la guerre en Castille, puis vengée, exhumée et proclamée reine à titre posthume par ce dernier après son arrivée au pouvoir, lors d'une macabre cérémonie de Couronnement. Alors que son père le roi Alphonse IV avait eu le souci de mener une politique de neutralité et d'apaisement prudente par rapport au conflit qui déchire la Castille, après son arrivée au pouvoir, Pierre Ier de Portugal prend le parti de soutenir ouvertement son neveu Pierre Ier de Castille, dans la guerre civile qui l'oppose à son demi-frère. 
Les premiers signes de crise structurelle apparaissent un peu avant le milieu du XIVe siècle. En 1343, une crise frumentaire secoue le royaume, proportionnellement surpeuplé. Au milieu du XIVe siècle, la Grande peste décime le Portugal, provoquant la mort de 50% de sa population. Cette crise est l'occasion pour la Couronne portugaise de poursuivre et intensifier ses réformes. Sous le règne de Ferdinand Ier, la loi des sesmarias (pt) promulguée en 1375 réorganise la propriété foncière, avec des redistributions massives des terres non-exploitées aux paysans s'engageant à les mettre en culture,. Elle impose aussi aux vagabonds, aux mendiants, et à tous les désœuvrés dans les villes, de servir dans les labours. Ce processus, qui optimise la production céréalière du pays, renforce à la fois la petite propriété libre, les regroupements en latifundium et le développement du salariat journalier agricole. En parallèle, le souverain portugais promulgue une série de mesures administratives, d'aide logistique et d'exemptions fiscales pour favoriser la construction navale et le commerce maritime. Ces mesures permettent aux ports portugais de poursuivre leur développement, et à Lisbonne de renforcer son rôle de grand carrefour maritime entre la Méditerranée et les mers du Nord. Portés par ces mesures, les marchands portugais s'aventurent sur tous les marchés internationaux, s'installent en France, en Angleterre, dans les Pays-Bas, et dans l'ensemble du Bassin Méditerranéen, tandis que de nombreux marchands génois, anglais et néerlandais s'établissent au Portugal pour faire du négoce. Le développement de ces réseau a des répercussions sur le positionnement international du Portugal, qui renforce encore son lien aux puissances d'Europe du Nord. En 1373, la Couronne portugaise établit notamment un traité d'alliance commerciale et militaire perpétuelle avec l'Angleterre, le traité de Londres, qui pose les bases de l'alliance anglo-portugaise.
Tout en s'ouvrant sur l'Atlantique nord, le Portugal poursuit ses guerres et ses intrigues sur l'échiquier politique ibérique. En 1369, la Première guerre civile de Castille s'achève avec la victoire d'Henri de Trastamarre, qui devient roi sous le nom d'Henri II de Castille. En apprenant la défaite et la mort de son cousin Pierre Ier de Castille, assassiné sans laisser d'héritier, Ferdinand Ier de Portugal revendique la couronne de Castille en tant qu'arrière-petit-fils de Sanche IV de Castille. Prenant la tête de ce qui reste du parti réformateur en Castille, le roi portugais est appuyé par des nobles issus de familles puissantes, et il a des soutiens en Galice ainsi qu'en Andalousie. Grâce aux efforts de sa sœur, Marie de Portugal, il noue également une alliance avec Pierre IV d'Aragon.  Fort de ces soutiens, le roi portugais se lance de 1369 à 1382 une longue série de trois guerres connues sous le nom de Guerres fernandines. Dans le cadre de ces campagnes, il signe en 1372 le Traité de Tagilde avec le prince anglais Jean de Gand, duc de Lancastre, par lequel les deux hommes s'accordent sur le partage de la Castille et de l'Aragon. Malgré les soutiens dont il dispose, le roi portugais n'arrive à aucun résultat décisif, et la Castille finit même par menacer le Portugal. Faute de parvenir à réunir les deux couronnes par la force, et n'ayant pas d'héritier mâle, le roi portugais malade propose un compromis au roi Jean Ier de Castille (1379-1390), consistant à lui donner la main sa fille Béatrice, alors âgée de dix ans, afin que leur premier enfant à naître, son futur petit-fils, élevé au Portugal, hérite de la Couronne portugaise, et permette par la fusion de deux dynasties d'amener la paix et de rapprocher les deux royaumes. Cette proposition est acceptée par le roi de Castille. Mais ce projet qui fait peser le risque d'une union des deux Couronnes dominée par la Castille sous la régence, avec d'importants changements politiques et socio-économiques, suscite une forte opposition au Portugal.
À la mort du roi en 1383, s'ouvre une grave crise politique qui oppose deux partis. D'un côté, le parti nationaliste, mené par le maître de l'ordre militaire d'Aviz, Jean, issu d'une branche bâtarde de la dynastie royale portugaise, qui veut que le Portugal conserve une dynastie régnante distincte de celle de la Castille, garante de son indépendance et de son modèle politique particulier. Ce parti est soutenu par petit peuple, la bourgeoisie urbaine et la petite noblesse militaire portugais, qui savent qu'ils doivent leurs privilèges et libertés à la protection de la Couronne portugaise. En face, le parti unioniste, mené par le roi Jean Ier de Castille et son épouse Béatrice, ainsi que par la reine-mère et la régente du royaume Éléonore Teles de Menezes (1383-1385), qui veut procéder à l'union des Couronnes du Portugal et de Castille. Ce parti est soutenu par la haute noblesse terrienne, qui souhaiterait adopter le modèle politique et social de la Castille qui lui est beaucoup plus favorable, et avoir un roi lointain, qui ne la gênerait pas pour dominer le pays. La rupture entre les deux partis est rapide. À la mort du roi Ferdinand, le 22 octobre 1383, la régence du royaume est confiée à sa veuve, la reine Éléonore Teles de Menezes, jusqu'à la majorité de sa fille Béatrice, conformément au traité de Salvaterra de Magos et au testament du monarque défunt,,. La régente, détestée du peuple, maintient au pouvoir ses proches, d'origine castillane, ce qui renforce l'opposition des nationalistes, qui exigent que le gouvernement ne comprenne que des membres portugais. Se faisant leur porte parole, le Maître d'Aviz écrit au monarque castillan, qu'il reconnaît roi consort par l'intermédiaire de son épouse, pour lui demander de le nommer régent en leur nom,,. Mais au lieu de lui déléguer le pouvoir, le roi de Castille adopte lui-même le titre et les armes du roi de Portugal, avec la reconnaissance de l'antipape Clément VII. Le coup d'Etat du monarque castillan, connu pour être un défenseur de l'aristocratie foncière, provoque la révolte de la population portugaise. Des émeutes qui éclatent dans les grandes villes. Les évènements s'enchaînent alors rapidement.

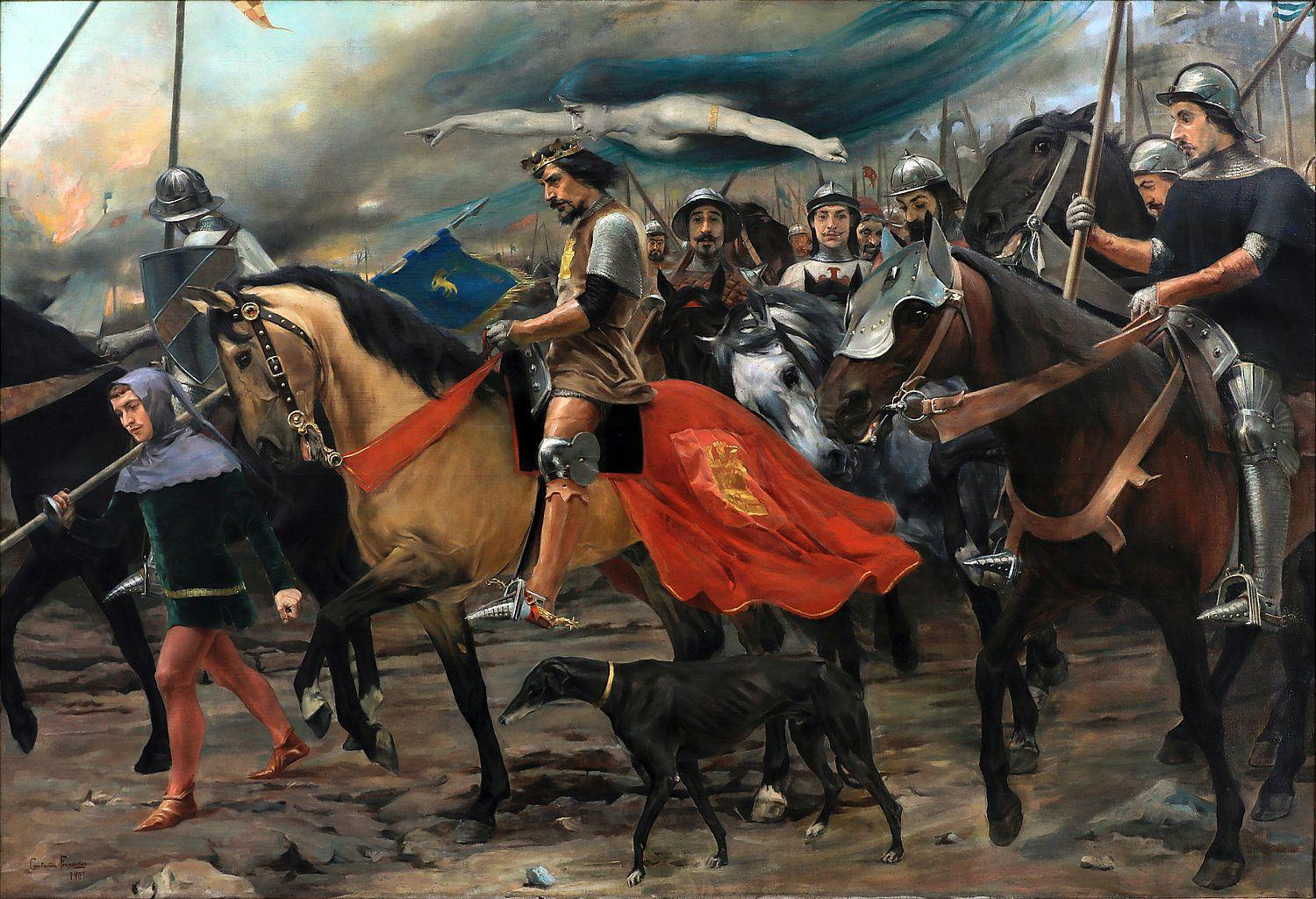
La peste obligeant les Castillans à lever le siège de Lisbonne. Par Constantino Fernandes, 1901. Museu de Lisboa.

Le 6 décembre 1383, Jean d'Aviz et ses partisans prennent le contrôle de Lisbonne et mettent en fuite la régente. Avec l'aide de Nuno Álvares Pereira, un chef militaire reconnu, le maître d'Aviz s’empare des villes de Lisbonne, Beja, Portalegre, Estremoz et Évora. En réaction, le roi Jean Ier de Castille envahit le Portugal, occupe Santarém, et assiège Lisbonne pendant quatre mois, sans succès. Le 6 avril 1384, les deux armées s'affrontent à la bataille des Atoleiros (littéralement « bataille des bourbiers »), gagnée par la faction d'Aviz. Battu, Jean de Castille se replie vers Lisbonne et pose à nouveau le siège devant la capitale ; avec sa marine, il bloque le port et prend le contrôle du Tage. Son objectif est de faire tomber le centre du pouvoir et de se faire couronner roi dans la cathédrale de Lisbonne. Pour briser le siège, très dur, Jean d'Aviz cherche des soutiens à l'étranger. À ce moment, la guerre de Cent Ans bat son plein entre Français et Anglais. La Castille étant l’alliée traditionnelle des Français, et le Portugal ayant établi un traité d'amitié perpétuelle avec Londres en 1373, il sollicite l’aide anglaise. En mai 1384, une ambassade est envoyée à la cour du roi Richard II d'Angleterre. Le régent Jean de Gand, duc de Lancastre, ancien allié du roi Ferdinand Ier, accepte d’envoyer des troupes au Portugal, afin de fragiliser la position de Jean de Castille, dont il vise le trône au nom de son épouse Constance de Castille, fille de Pierre le Cruel. Le 18 juin 1484, une escadre commandée par le capitaine Rui Perreira réussit à approvisionner à Lisbonne, au prix de très lourdes pertes : la quasi-totalité des bâtiments portugais sont coulés et Rui Pereira est mort au combat. Quelques semaines après, Almada, place forte de la rive sud du Tage, se rend aux Castillans. La situation s'aggrave pour les habitants de Lisbonne, mais le siège est également difficile pour la Castille, qui connaît des problèmes d’approvisionnement provoqués par les raids d'Álvares Pereira sur ses lignes de ravitaillement. À la fin de l’été, la peste noire frappe l’armée castillane, forçant Jean Ier à se retirer vers la Castille, le 3 septembre. Quelques semaines après, la flotte castillane abandonne le Tage.

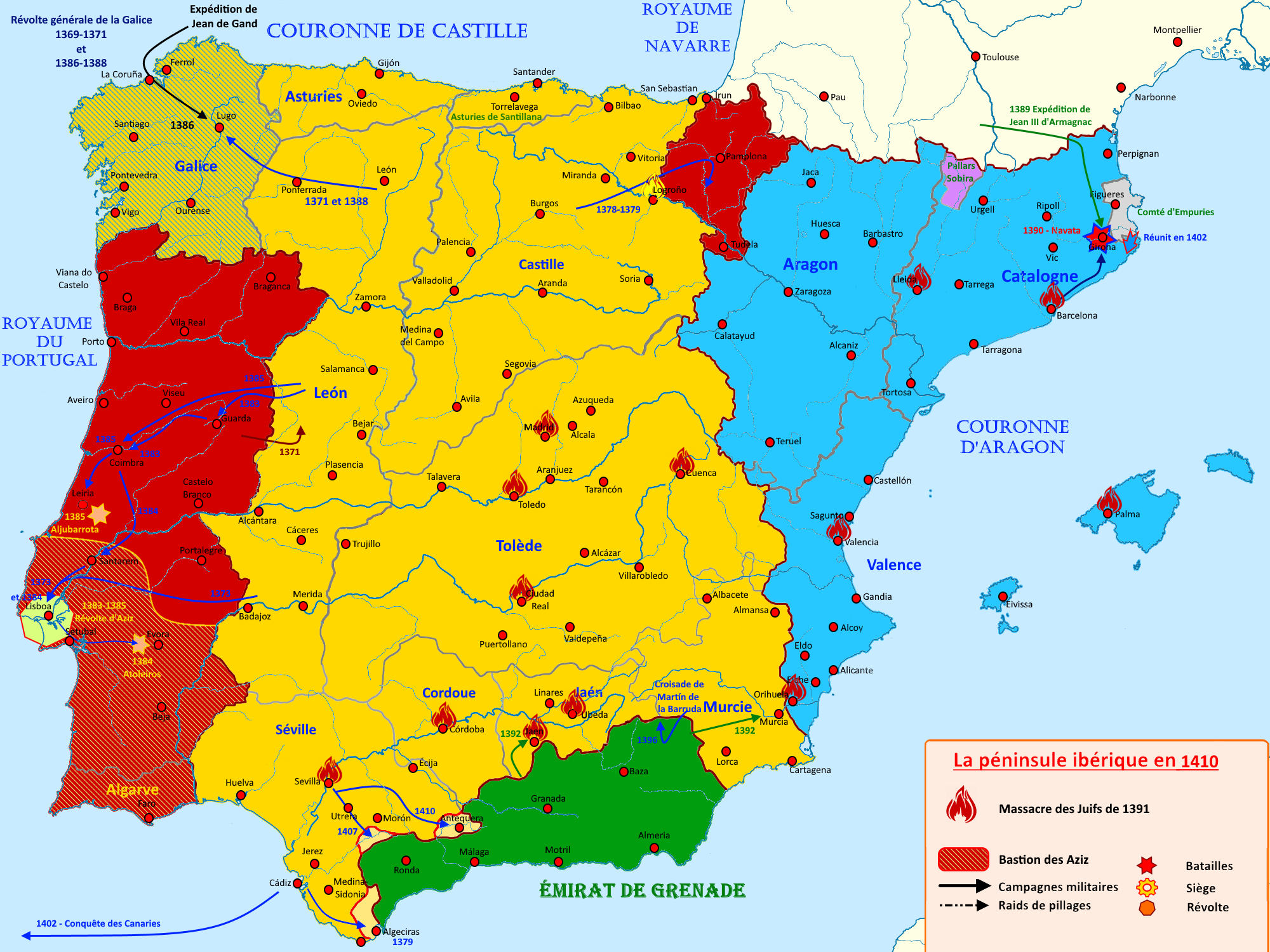
La guerre de succession du Portugal de 1383-1385

Le retrait castillan permet aux Portugais de reprendre l'initiative. À la fin de 1384 et au début de 1385, Nuno Álvares Pereira reprend nombre des villes qui avaient proclamé leur soutien à la princesse Béatrice et à Jean de Castille. À Pâques, les troupes anglaises arrivent au Portugal. Bien que peu nombreuses, environ 600 hommes, ce sont des soldats aguerris qui ont combattu en France, avec des unités d'archers équipés d'arcs long bow qui ont prouvé leur valeur contre les charges de cavalerie. Fort de ce soutien, Jean d'Aviz convoque les Cortes à Coimbra. Le 6 avril, il est proclamé roi de Portugal sous le nom de Jean Ier. Par un de ses premiers édits, le nouveau roi nomme Álvares Pereira connétable de Portugal et protecteur du royaume, avec autorité sur toutes ses forces armées. Le roi et le connétable partent pour le nord pour en finir avec les derniers foyers de résistance. Un corps expéditionnaire castillan, envoyé pour les stopper, est battu à Trancoso en mai. 

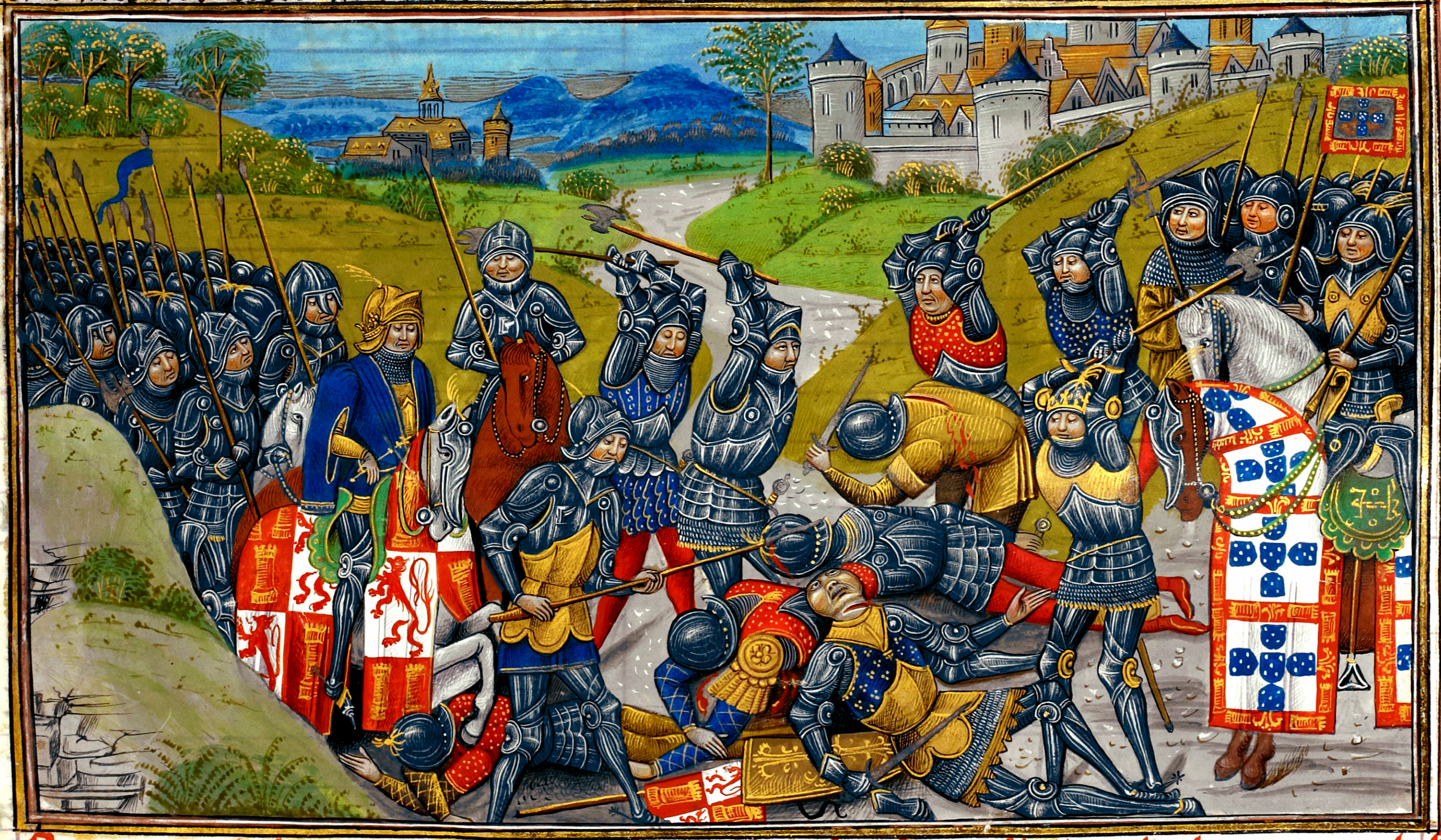
La bataille d'Aljubarrota, opposant le Portugal à la Castille le 14 août 1385, qui voit la victoire écrasante du parti nationaliste portugais, et qui constitue l'un des événements majeurs de l'histoire portugaise. British Library, Royal 14 E IV f. 204 recto.

Comprenant que seule une grande armée peut mettre fin à la rébellion, Jean Ier de Castille mobilise dans la seconde semaine de juin 1385 la majeur partie de ses forces, qu'il commande en personne, et entre au nord du Portugal accompagné de contingents de cavalerie français et navarrais. L'armée castillane compte alors 30 000 hommes contre 6 000 du côté portugais. Les Castillans se dirigent vers le sud, dans la direction de Lisbonne et de Santarém, les principales villes du royaume. Mais leur armée est lente car lourdement équipée. Ayant fait leur jonction à Tomar, et voulant à tout prix éviter un nouveau siège de Lisbonne, Jean Ier et son connétable décident d'attendre l’ennemi aux environs de Leiria, près du bourg d'Aljubarrota. La rencontre a lieu le 14 août. Pour mener la bataille, les chefs portugais établissent un schéma stratégique astucieux, proche de celui de la bataille de Crécy (1356), qui permet à la petite armée portugaise de résister aux grands contingents et aux charges de cavalerie lourde castillane. L’utilisation des archers anglais long bow sur les flancs et d'obstacles pour empêcher la progression des chevaux en constituent des éléments décisifs. Grâce à ce schéma, la bataille voit la victoire écrasante et décisive du parti nationaliste portugais. L’armée castillane est totalement anéantie.
La victoire du maître d'Aviz entraîne une véritable révolution politique et institutionnelle, qui parachève la construction de l’État monarchique portugais. À peine établi dans ses fonctions à Lisbonne, le nouveau roi prive les grands nobles ayant collaboré avec la Castille de leurs domaines et de leurs titres, qu'il redistribue à ses soutiens, issus de la bourgeoisie ou de la petite noblesse militaire, donnant naissance à une nouvelle haute noblesse, étroitement liée au service du roi, et insérée dans les ordres militaires. Le connétable Nuno Álvares Pereira, qui a eu un rôle décisif lors de la bataille d'Aljubarrota, est doté de vastes domaines fonciers, pris sur le domaine de la Couronne. Le traité de Windsor, signé en 1486, confirme et renforce l'aliance anglo-portugaise. Rompant avec la tradition de mariages princiers ibériques, en 1387, Jean Ier se marie avec la princesse anglaise Philippa, la fille du duc de Lancastre Jean de Gand, renforçant par des liens familiaux les termes du traité anglo-portugais. En 1394, il rachète les biens de la couronne engagés par ses prédécesseurs, limitant ainsi la puissance de son aristocratie. Sous l'influence de la reine Philippa, les hiérarchies des institutions nobiliaires sont remaniées et calquées sur celles de la noblesse anglaise. Solidement établi sur son trône, le roi réunit de moins en moins souvent les Cortes et reprend le processus de centralisation du pouvoir. Le 31 octobre 1411, le Portugal et la Castille signent le traité d'Ayllón, qui reconnaît l'indépendance portugaise,,. La crise achevée, s'ouvre alors la période des Grandes découvertes.

### Conquêtes et Découvertes

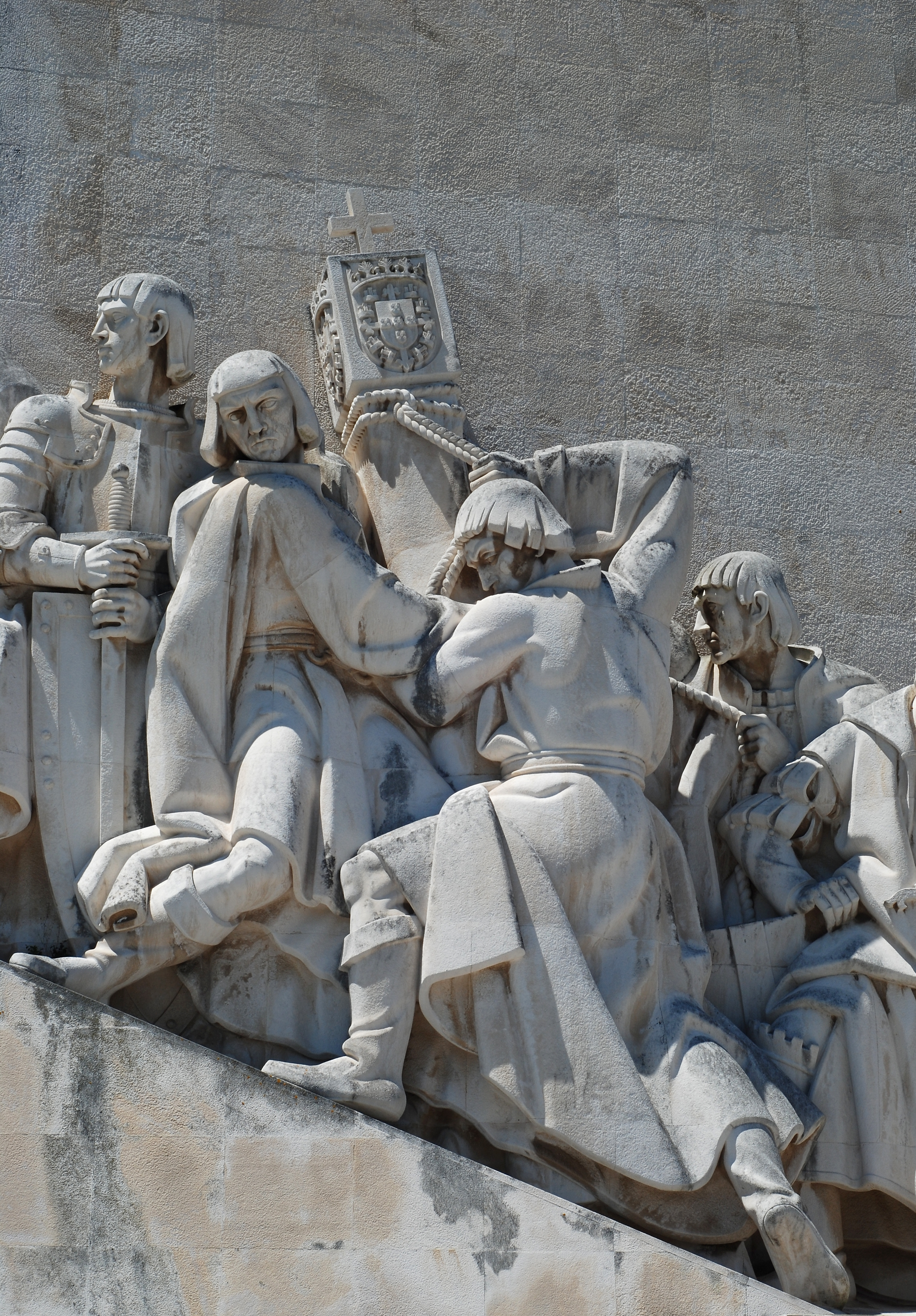
Le Monument des Découvertes, à Lisbonne, représentant des navigateurs portugais érigeant un padrão, borne de pierre frappée du blason du Portugal posée le long de la Route des Indes, et marquant la suzeraineté du Portugal sur les terres découvertes.

À l'issue de la crise de 1383-1385, les nouveaux rois de la Maison d'Aviz décident de tourner le dos aux affaires de la péninsule Ibérique, et de se lancer dans une ambitieuse politique d'exploration maritime et de conquêtes de territoires au-delà des mers : c'est la naissance de l'Empire et le temps des Découvertes, lancées par le prince Henri le Navigateur (1394-1460), et poursuivies par les rois Édouard Ier, Alphonse V et Jean II, que Camões immortalisera sous le nom de « Sublime Génération (pt) » (Ínclita Geração). Cette politique d'expansion ultramarine est une façon pour la nouvelle dynastie, issue d'une branche bâtarde, de se légitimer sur la scène politique ibérique, de canaliser les forces d'une noblesse militaire et de service nombreuse, et d'étendre les voies d'approvisionnement et les débouchés commerciaux du Portugal. Elle est aussi un moyen de porter un coup d'arrêt aux ambitions de la Castille au Maghreb et dans l'Atlantique, en y imposant une sphère d'influence portugaise.

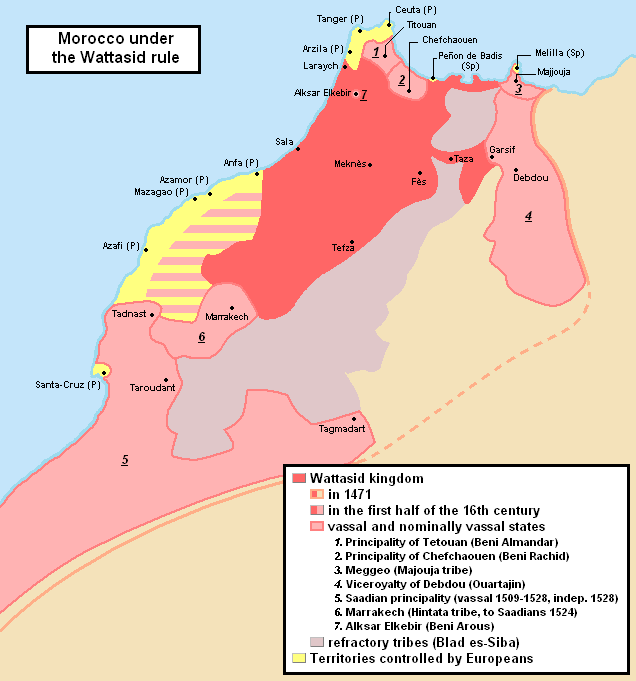
Le Maroc portugais, en jaune, à l'époque des Wattassides.

Le Portugal commence par entreprendre série de conquêtes au Maroc, qui lui permettent de verrouiller le détroit de Gibraltar, de se tailler un domaine en terres musulmanes et de reprendre le flambeau de la Reconquista. Ceuta est conquise en 1415, Tanger et Assilah en 1471. Ces conquêtes posent les fondations du Maroc portugais, qui devient pour un siècle le principal champ d'action des fidalgos, la haute noblesse militaire du pays. En parallèle, depuis Sagres, où il établit un centre de navigation de pointe doté d'ingénieurs, de cartographes, de cosmographes et de scientifiques, le prince Henri Le Navigateur se lance dans l'exploration de l'Atlantique en vue de trouver une route maritime vers les Indes contournant le continent africain. Cette politique d'exploration est rendue possible grâce aux moyens financiers, techniques et humains de l'Ordre du Christ, dont il est le Grand Maître, et dont la croix patée est arborée sur les voiles de tous les navires portugais.
Pour mener leurs expéditions, les Portugais conçoivent un navire révolutionnaire, la caravelle, qui associe un faible tirant d'eau, une coque à fond plat et à hauts bords avec un gréement souple à voiles latines, lui permettant de pratiquer la navigation océanique et côtière, et de naviguer par vents contraires. Grâce à ce navire, les navigateurs portugais progressent rapidement le long du littoral africain. Le cap Boujdour est doublé en 1434 par Gil Eanes, l'île d'Arguin est atteinte par Gonçalo de Sintra en 1445. Une forteresse est établie à Arguin dans la foulée, afin de tenir la région, de faire du commerce avec les populations locales, de détourner les flux du réseau caravanier musulman, et d'offrir une escale sécurisée aux navires. Progressivement, tous les archipels de l'Atlantique sont investis, colonisés et deviennent des escales dans ce mouvement d'expansion. En 1474, João Vaz Corte-Real et Alvaro Martins Homem auraient découvert le Groenland et Terre-Neuve.
Devenu roi, Jean II (1481-1495) centralise le pouvoir et continue de planifier de grandes expéditions. Jean II est le monarque de la Renaissance par excellence : il met fin à certains privilèges, oblige la noblesse à lui prêter serment, se débarrasse des traîtres. Ainsi, le duc Ferdinand II de Bragance, qui conspire avec les Rois catholiques, est arrêté et exécuté en 1483 ; en 1484, c'est le duc de Beja et de Viseu Diogo qu'il assassine lui-même pour les mêmes raisons. Le pouvoir et le domaine royal s'en trouvent agrandis, au prix de la haine de la grande noblesse. Ce ressentiment est d'autant plus vif que le roi délaisse la politique de conquêtes au Maroc et privilégie désormais la poursuite des découvertes de nouvelles terres et surtout de la Route des Indes.

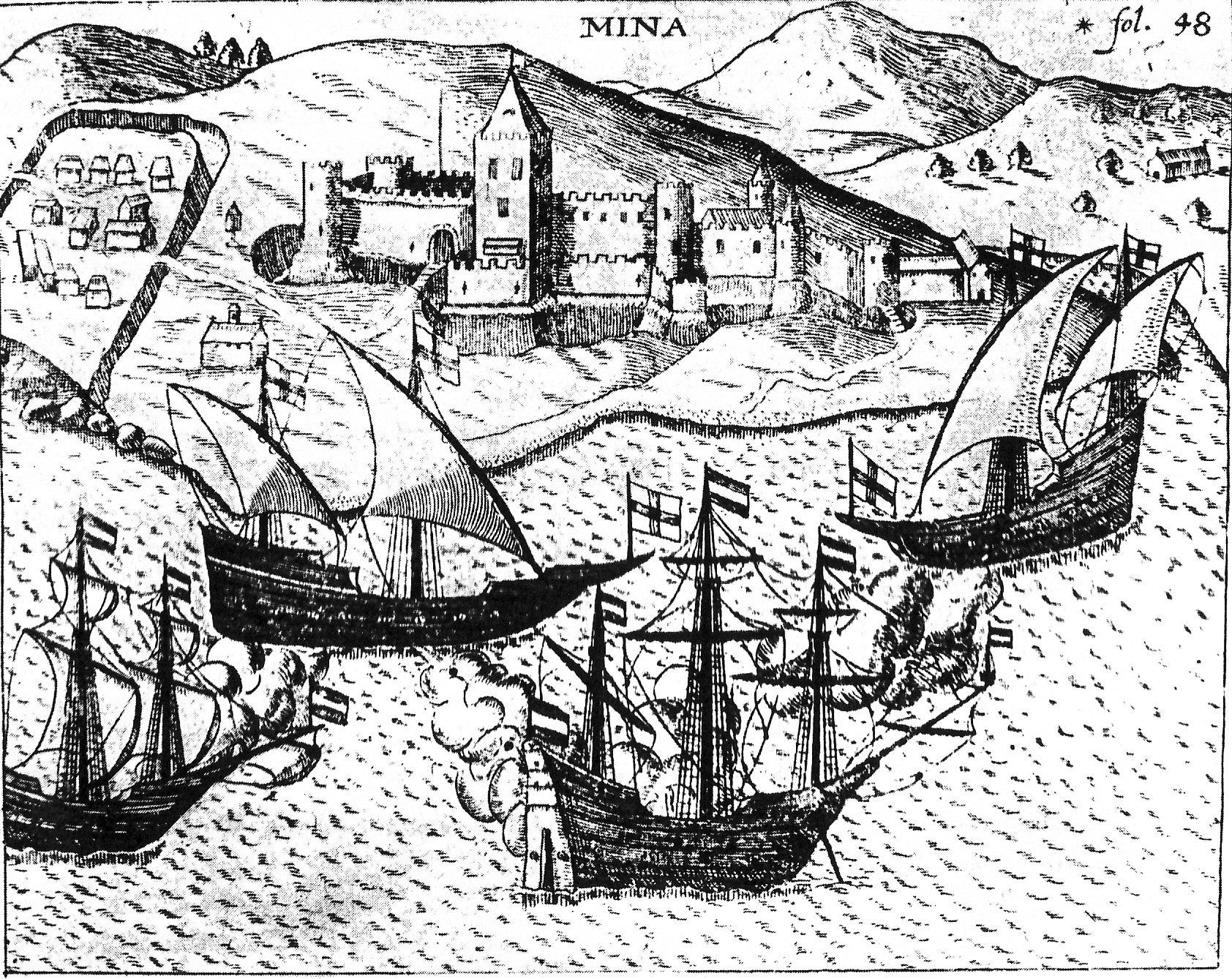
Le fort Saint-Georges-de-la-Mine (São Jorge da Mina), construit par les Portugais en 1482, sur la côte de l'actuel Ghana, qui constitue un important point d'approvisionnement en or et en esclaves de l'Empire portugais. Inscrit sur la liste du patrimoine mondial de l'Unesco.

La mission en est confiée à Diogo Cão, qui, en 1481, emporte le premier padrão, une borne de pierre revêtue des symboles du Portugal, qui marque à la fois la souveraineté portugaise sur les terres découvertes, et sert de repère aux navigateurs sur la Route des Indes. Cão remonte le fleuve Congo, débarque au royaume de Kongo, au Gabon, en Angola et en Afrique du Sud enfin, en 1486. Entretemps, une seconde forteresse est installée à Saint-Georges-de-la-Mine dans le golfe de Guinée en 1482, afin d'exploiter l'or de la région et de se fournir en produits tropicaux, en malaguette, et en esclaves. Le succès de l'établissement est immédiat. Les richesses débarquées à Lisbonne sont telles qu'elles entraînent la création de la Casa da Guiné, administration royale chargée de gérer les flottes et les flux commerciaux de l'Empire. Cette administration étend progressivement ses affaires sur l’ensemble de la Côte de l'Or, où elle fera construire le fort Santo Antonio d’Axim en 1503, puis celui d’Accra, et le fort São Sebastião de Shama. D'abord établi comme un comptoir commercial, le fort Saint-Georges-de-la-Mine devient rapidement la tête de pont portugaise de toute l’Afrique de l’Ouest.

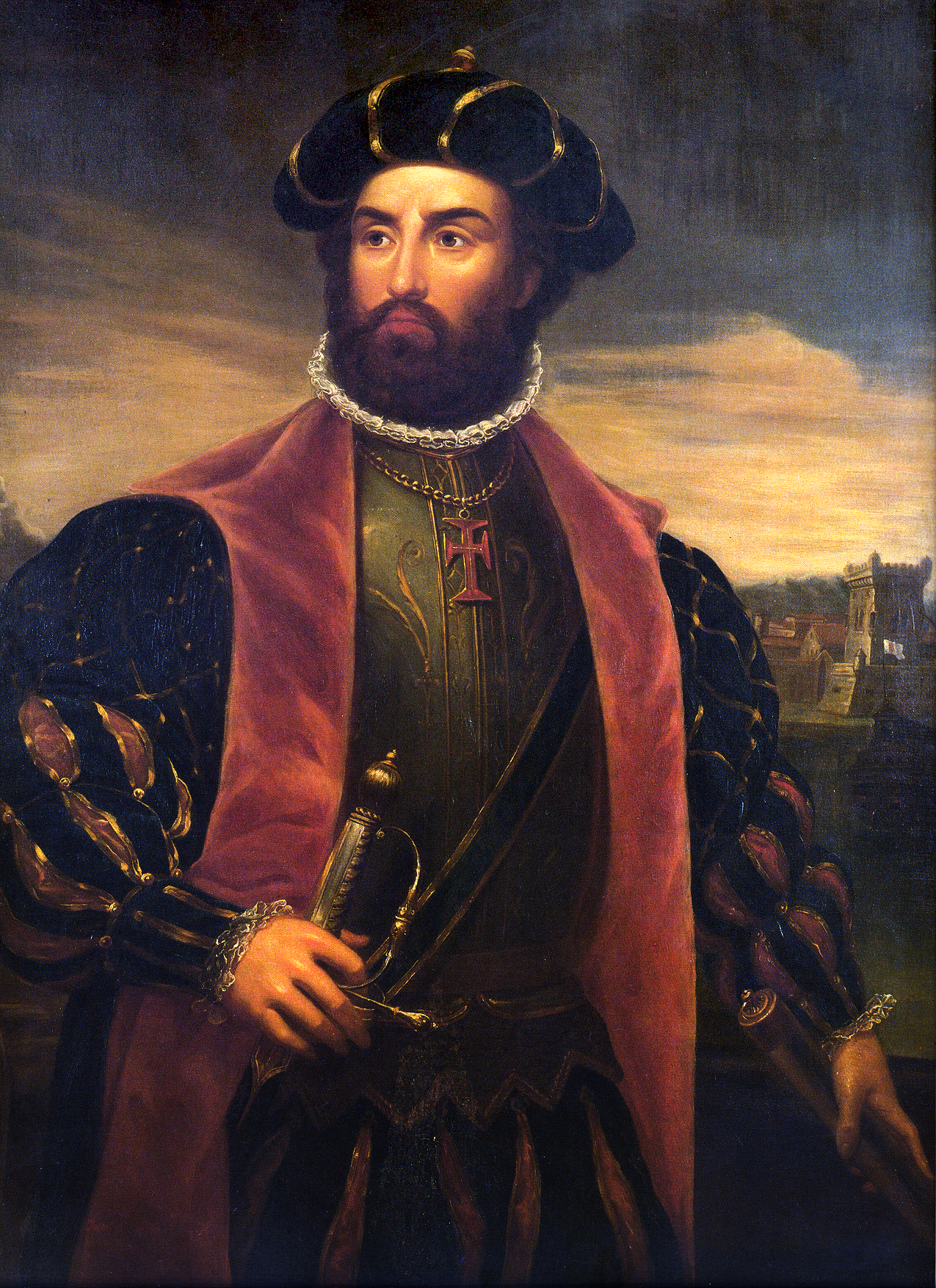
Vasco de Gama, membre de l'ordre de Sant'Iago de l'Épée, chargé de patrouilles maritimes dans l'Atlantique dans les années 1490.

Pour accélérer les Découvertes, depuis le règne d'Alphonse V (1438-1481), les coûteuses expéditions ne sont plus uniquement royales mais confiées également à des commerçants privés : en échange de la possibilité d'exploiter les terres découvertes, ces derniers doivent découvrir 500 km de côtes par an. Ces commerçants se financent par les bénéfices tirés des terres conquises et par l'activité de Saint-Georges-de-la-Mine, dans le golfe de Guinée, qui voit converger l'or de la région. Devenu une base navale permanente, cette forteresse permet aux rois portugais d'interdire aux navires étrangers l'accès aux eaux portugaises.
Le traité de Tolède (6 mars 1480) instaure un partage de l'Atlantique avec la Castille, lui abandonnant les découvertes à l'ouest des Canaries et assurant au Portugal le monopole en Afrique. Au large du Maroc, Madère devient un point d'escale essentiel. Le vin, la canne à sucre et l'élevage s'y développent grâce à l'arrivée de migrants et d'esclaves. Le Cap-Vert, les îles de São Tomé et de Principe fournissent du sucre et du bétail. Sao Tomé, occupée dès 1472, devient le laboratoire de la plantation sucrière esclavagiste avant son introduction dans le reste des colonies portugaises. Jean II passe une alliance avec le roi du Kongo pour enseigner la religion catholique. Le commerce avec les Africains rapporte aussi de l’ivoire et des fruits tropicaux.
C'est ensuite Bartolomeu Dias qui est envoyé en 1487. Emporté par une tempête, le 6 janvier 1488, il double le « cap des Tempêtes », qui est rebaptisé cap de Bonne Espérance par le roi pour cette occasion. Il atteint l'actuelle côte du Natal en Afrique du Sud et entre dans l'océan Indien, mais faute de vivres et de logistique, une mutinerie l'empêche d'aller plus loin.

Les voyages des explorateurs portugais sous les règnes de Jean II et Manuel Ier.

Dans le but de préparer le voyage vers les Indes, Jean II envoie en 1488 des agents par voie de terre. Ces émissaires, polyglottes, et préparés pour se fondre au sein des populations, sont chargés de recueillir des informations sur la navigation et les courants dans l’océan Indien, sur la configuration politique de l'Orient, et éventuellement de trouver une trace du mythique royaume du prêtre Jean. Les premiers à partir sont  Pedro de Montanoio et Pedro de Lisboa, qui mènent l'expédition. Ils sont rapidement suivis de Pêro da Covilhã et d'Afonso de Paiva, qui rapportent de précieux renseignements pour le voyage de Vasco de Gama.
Les espions portugais partent vers Jérusalem, accèdent au golfe Persique, à Aden à l'embouchure de la mer Rouge. Ils se séparent ensuite. Paiva part vers l'Abyssinie à la recherche du prêtre Jean. Covilhã part vers les Indes. Il passe par Calicut, puis Sofala, Madagascar, revient au Caire où il apprend la mort de son compagnon. Depuis le Caire, il envoie ses informations au roi et repart pour Ormuz. À l'issue d'un long voyage, qui le fait passer par la mer Rouge, il parvient finalement à la cour du négus chrétien d'Abyssinie, qu'il identifie au Prêtre Jean, s'y marie et y finit ses jours, richement doté par le souverain abyssin, qui comprend tout de suite l'intérêt d'une alliance avec les Portugais.

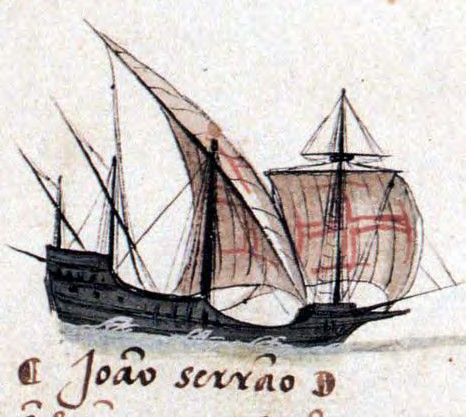
Représentation de « caravelle ronde » (caravela redonda), aussi connue sous le nom de « caravelle d'armada » (caravela de armada), modèle de caravelle renforcée et armée pour servir de navire de guerre, d'escorte ou de harcèlement dans le cadre des Armadas des Indes. João Serrão, Livro das Armadas), 4e Armada des Indes portugaises (Gama, 1502).

Pendant ce temps au Portugal, prenant en compte les observations de Bartolomeu Dias, le roi Jean II poursuit le perfectionnement de ses flottes et de son artillerie navale, en vue de faire aboutir les explorations maritimes lancées par son aïeul Henri Le Navigateur. Le roi fait construire des flottilles de caravelles spéciales plus lourdes et mieux armées, dites « caravelles rondes (en) » (caravelas redondas), ou « caravelles d'armada » (caravelas de armada), aux pièces standardisées interchangeables, aux voilures mixtes carrées et latines et à l'armature renforcée, aptes à tenir des voyages océaniques au long cours et les tempêtes du cap de Bonne Espérance, et à faire la guerre sur mer. Par leur souplesse, leur vitesse et leur armement, ces nouveaux modèles de caravelles, qui préfigurent certains aspects des galions, constituent dès leur création des navires de guerre, de harcèlement et d'escorte redoutables dans l'Atlantique.

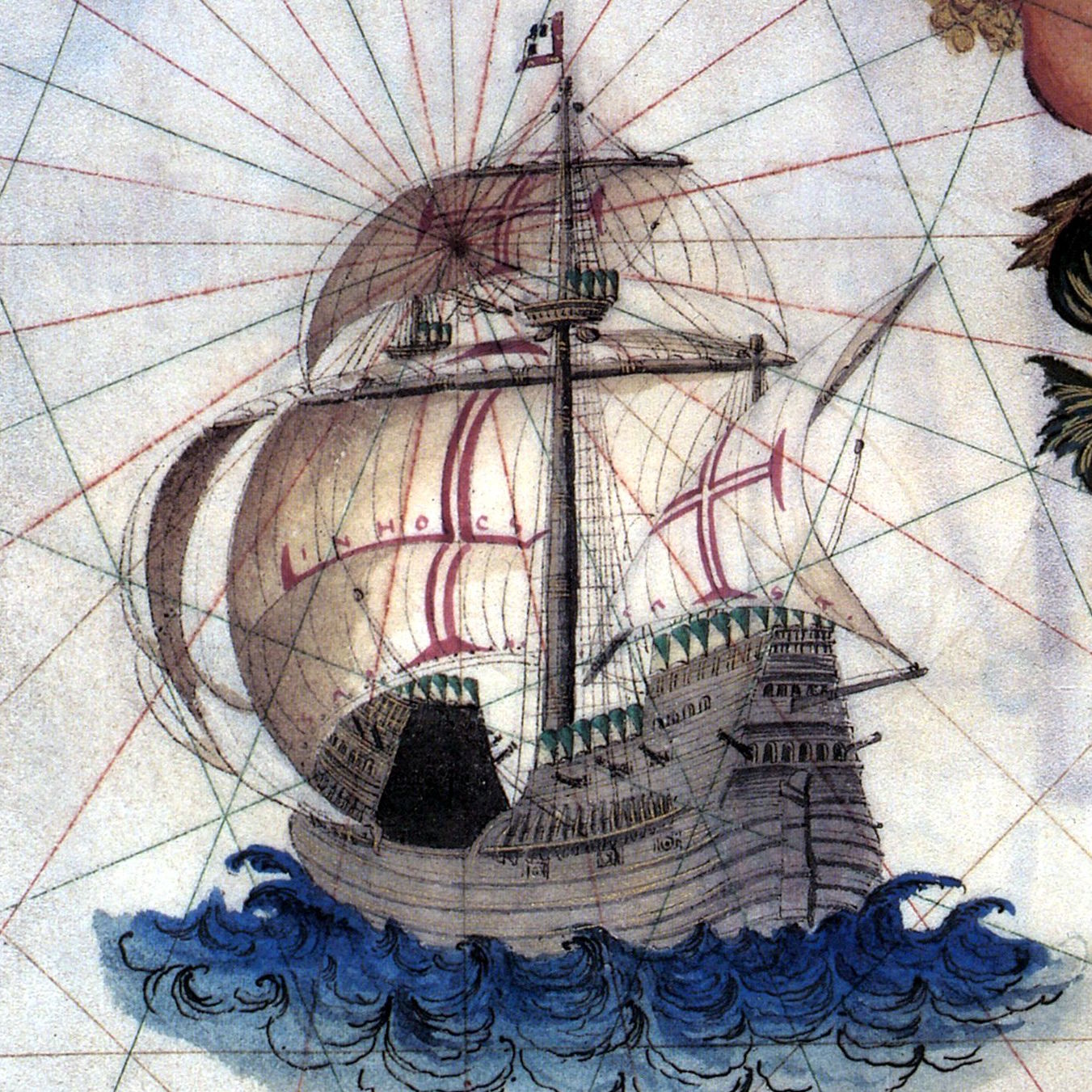
Représentation de caraque des Indes portugaise (Nau da Índia), imposant navire d'exploitation dont la version portugaise est conçue à la fin du XVe siècle, faisant office de forteresse navale et d'entrepôt flottant, destiné à prendre le relai des caravelles une fois la Route des Indes ouverte. Détail d'une carte réalisée en 1565 par Sebastião Lópes.

En parallèle, les Portugais s'emparent des caraques utilisées dans les mers du Nord et en Méditerranée, qu'ils remanient, pour élaborer leurs propres modèles de caraques des Indes (Nau da Índia). Parmi les changements apportés aux navires, le tonnage est augmenté, la coque renforcée, le bordage à clin systématisé, le gréement complexifié, le calfatage amélioré et les châteaux surélevés. Les navires sont dotés d'une artillerie navale spécifique, constituée de canons lourds en bronze, de pièces d'artillerie légère mobiles très souples (berços) et de lance-flammes (panelas de pólvora). Ces progrès permettent au Portugal de disposer dans la seconde moitie du XVe siècle d'immenses navires d'exploitation, sortes de forteresses navales et d'entrepôts flottants, capables de parcourir des dizaines de milliers de kilomètres, et de prendre le relai des caravelles une fois que sera ouverte la Route des Indes. Ces navires, essentiels dans la construction de l'Empire, permettent dès les années 1480, d'emporter aux quatre coins du monde des forteresses en kit, des centaines de canons lourds et légers, des milliers de soldats, des chevaux, des stocks massifs de ravitaillement et de munitions, et de ramener des tonnes de denrées précieuses.
Pendant la seconde moitié du XVe siècle, toute une génération de nobles fidalgos cadets se forme aux patrouilles sur mer, à la guerre de course et à la guerre navale, dans les structures des ordres militaires portugais, particulièrement l'ordre du Christ et l'ordre de Sant'Iago de l’Épée, qui possèdent de nombreuses commanderies maritimes,. Parmi ces nobles, on trouve de jeunes cadres prometteurs, comme Vasco de Gama ou Alphonse de Albuquerque, qui constituent des soutiens fondamentaux de l'expansion outremer,. Cette nouvelle chevalerie maritime est d'autant plus motivée que les soldes de capitaines et surtout les butins de guerre permettent à ces jeunes aristocrates désargentés se constituer d'immenses fortunes rapidement,.
Pendant ce temps là, les Rois catholiques prennent Grenade et mettent fin à la Reconquête espagnole en 1492. Cette victoire leur laisse les mains libres pour entreprendre des expéditions. Christophe Colomb embarque en leur nom pour atteindre les Indes par l'ouest. Jean II, à qui il s'était adresse auparavant, avait refusé de financer ce voyage, privilégiant la route découverte par Vasco de Gama et estimant, à juste titre, que Colomb se trompait dans ses calculs et ses projections. En 1493, Christophe Colomb revient d'Amérique et c'est à Lisbonne qu'il débarque en premier. Il annonce au roi que les terres découvertes lui appartiennent en vertu du traité d'Alcaçovas. Jean II les revendique donc auprès du pape Alexandre VI. Une bulle papale établit alors un partage des nouveaux mondes entre les deux puissances ibériques qui passe à 100 lieues à l'ouest du Cap-Vert. Jean II exige un autre accord : le 7 juin 1494, Espagnols et Portugais signent le traité de Tordesillas qui fixe la limite entre les zones portugaise et espagnole à 370 lieues. Ce nouvel accord permet au Brésil, qui n'a pas encore été officiellement découvert, mais qui est certainement déjà connu de Lisbonne, d'être dans la zone attribuée au Portugal. Alors qu'il est en train de préparer la dernière grande expédition vers les Indes, Jean II, très impopulaire auprès de la noblesse, meurt probablement empoisonné en 1495.

### L'État des Indes orientales et le Brésil

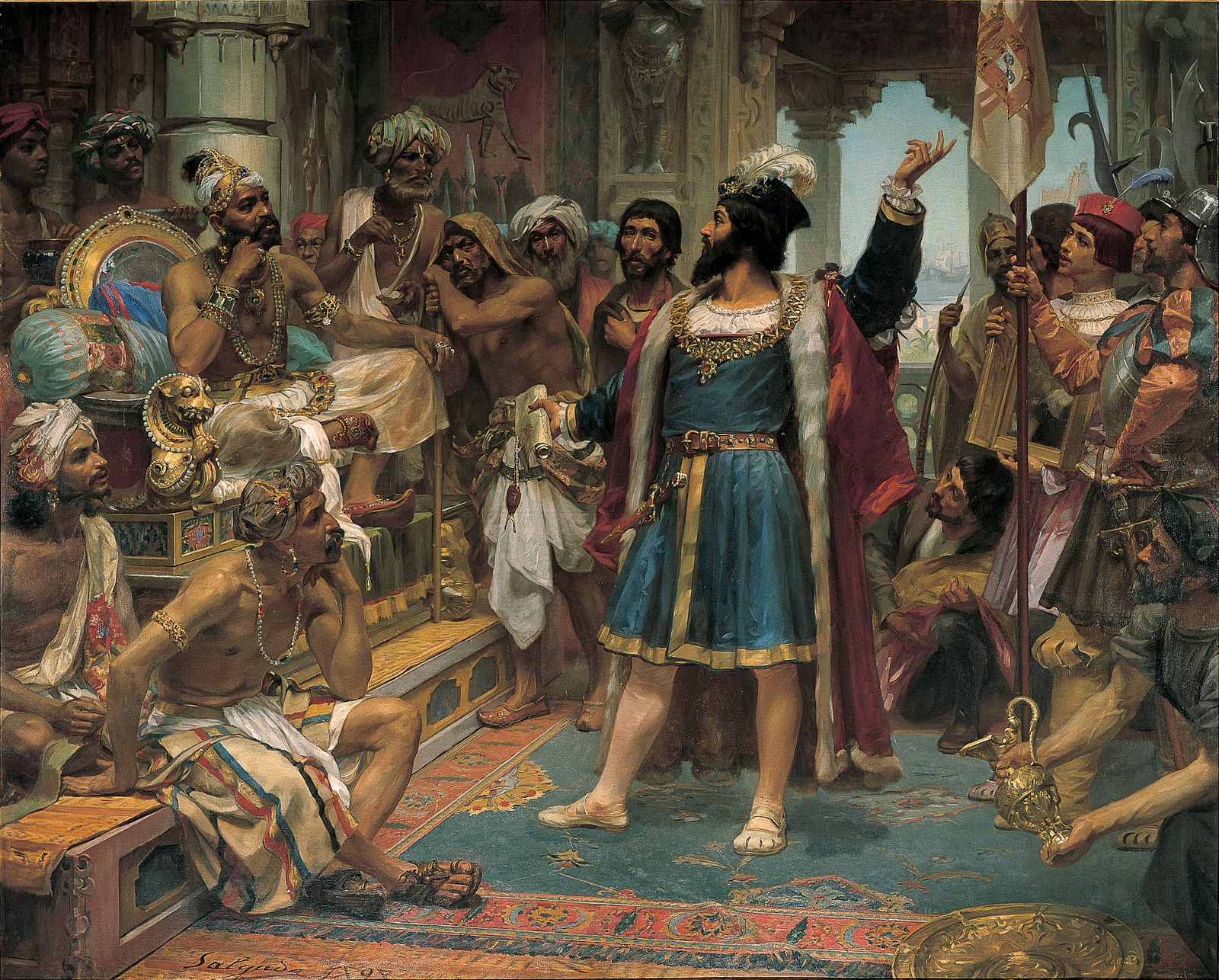
Vasco de Gama négociant des chargements d'épices et un éventuel traité d'alliance avec le Zamorin de Calicut en 1498, représenté par Veloso Salgado (1864-1945), pour la Sociedade de Geografia de Lisboa, 1898.

C'est le nouveau roi Manuel Ier (1495-1520) qui tire profit de la politique intelligente de Jean II. À peine arrivé sur le trône en 1495, le nouveau souverain reprend à son compte les préparatifs de l'expédition planifiée par son prédécesseur. Parti de Lisbonne le 8 juillet 1497, Vasco de Gama arrive aux Indes le 20 mai 1498, ouvrant la voie au commerce très fructueux des épices contrôlé jusque-là par les Vénitiens. Son voyage a été minutieusement préparé. Mais, à son arrivée à Calicut, il est mal accueilli par le Zamorin, le souverain du Royaume de Calicut, qui est étroitement lié aux commerçants arabes du Proche-Orient. Les Portugais identifient immédiatement les adversaires du Zamorin sur la côte indienne du Kerala, notamment le rajah de Cochin, qui les fournit en épices et en pierres précieuses. En 1499, une seconde expédition, commandée par Pedro Alvares Cabral est envoyée avec l'objectif de s'imposer, par la force si nécessaire. Le 22 avril 1500, pendant son trajet vers l'Inde, Cabral aborde au Brésil et en prend officiellement possession.

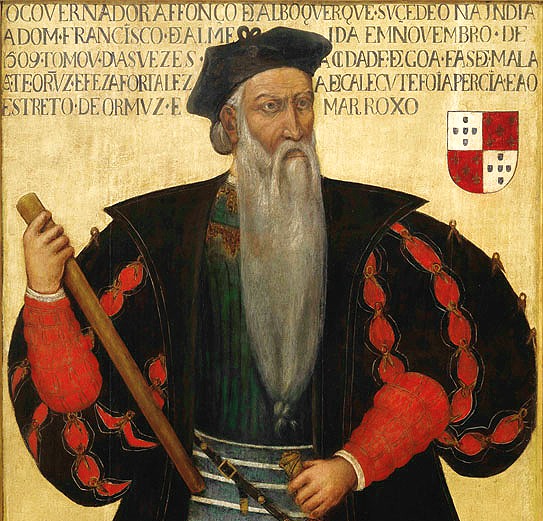
Portrait d'Alphonse de Albuquerque, second gouverneur de lEstado da India, et principal artisan des conquêtes ayant permis d'établir la domination des Portugais dans l'océan Indien.

Arrivé à Calicut, il reçoit meilleur accueil mais très vite les Portugais doivent affronter la concurrence des Arabes, soutenus par les Vénitiens, des Turcs et des Égyptiens. C'est la fin des voyages pacifiques, et le début de la « Croisade du Poivre » portugaise. Tirant parti des divisions entre les hindous et les musulmans de la région, les Portugais placent le sultanat de Kilwa et le royaume de Cochin sous protectorat, et ils commencent à construire à partir de 1502 des forteresses-factoreries dans tous les ports orientaux de la Route du Cap : à Sofala et Kilwa en Afrique de l'Est en 1502 et 1505, à Cochin puis à Cannanore dans le Kerala en 1505 et 1507. En 1505, ces premières forteresses sont dotées d'une administration permanente, et Lisbonne crée un poste de gouverneur et vice-roi des Indes pour organiser l'Empire et maintenir l'ordre dans l’océan Indien : Francisco de Almeida (1505-1509) en est le premier, suivi d'Afonso de Albuquerque (1509-1511). C'est la naissance de l'État portugais des Indes, l'Estado da India.

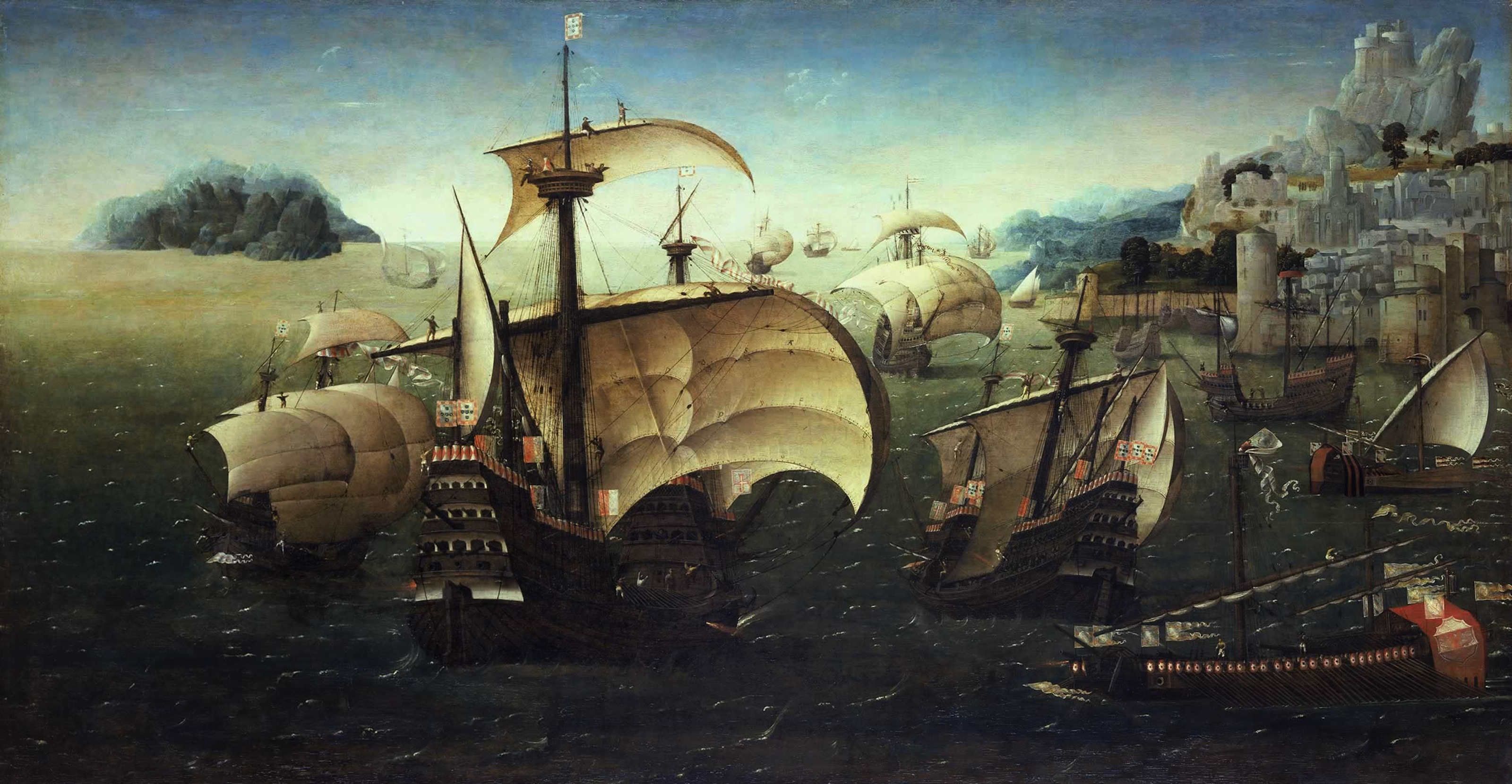
Caraques portugaises des Armadas des Indes, vers 1540. Ces puissants navires de guerre et de transport étaient considérés comme le symbole de la domination des Portugais en Orient.

Placés à la tête de puissantes armadas, ces deux chefs militaires sont chargés par Manuel Ier de détruire les flottes arabes, de finir de conquérir tous les points stratégiques de l'océan Indien, et d'y établir des forteresses pour verrouiller le commerce oriental. En 1509, à la bataille de Diu, Francisco de Almeida détruit l'immense flotte musulmane coalisée, formée par l'Égypte mamelouke, l'Empire ottoman, le Royaume de Calicut et Venise. Cette victoire, qui assure aux Portugais la maîtrise des mers, ouvre la voie aux conquêtes d'Alphonse d'Albuquerque. En prenant l'archipel de Socotra en 1507 et la métropole de Malacca en 1511, le gouverneur portugais s'assure le contrôle des accès à la mer Rouge et à l'Extrême-Orient. La conquête de Goa en deux temps, entre 1510 et 1515, lui permet d'étendre la domination portugais au centre de l'Inde occidentale, et de disposer d'un port en eaux profondes exceptionnel. Enfin, en conquérant Ormuz en 1515, il met sous tutelle le Royaume d'Ormuz, qui englobe l'Oman, et verrouille le commerce dans le golfe Persique.

La Carrière des Indes (Carreira da India), immense route maritime et commerciale reliant Lisbonne à Goa et Cochin, empruntée tous les ans par les Armadas des Indes (Armadas da India).

Ces conquêtes achèvent d'établir le monopole portugais sur les liaisons commerciales maritimes entre l'Europe et l'Orient, avec des conséquences majeures sur l'économie et la géopolitique mondiales. En effet, tous les ans, depuis 1497, les armadas (en) de la Carrière des Indes (Carreira da India) quittent Lisbonne pour l'Inde, où elles amènent des troupes fraîches et les instructions du roi, et d'où elles ramènent des tonnes d'épices (poivre, cannelle, clous de girofle), de métaux précieux (cuivre, or), de diamants, de soieries, plantes aromatiques, porcelaines, qui sont revendus a prix d'or à Lisbonne ou dans la factorerie portugaise d'Anvers (feitoria de Flandres), et font la fortune des rois portugais. Par contrecoup, en détournant l'ensemble des flux de commerce de l'océan Indien vers Lisbonne, et en entravant les approvisionnements du Proche-Orient et de la Méditerranée, les Portugais provoquent la ruine du commerce maritime arabe, un effondrement du commerce d'épices de Venise, et la chute du Sultanat Mamelouk du Caire en 1517. Surtout, les conquêtes d'Alphonse d'Albuquerque permettent aux Portugais de disposer d'assises territoriales fixes et d'organiser leur présence de façon pérenne en Orient, avec un État portugais des Indes très vite considéré par les Orientaux comme un acteur oriental à part entière, placé à la tête d'une véritable société luso-orientale, ayant ses logiques propres. Cette réalité luso-orientale émerge à la suite des conquêtes, sous l'autorité d'Albuquerque.

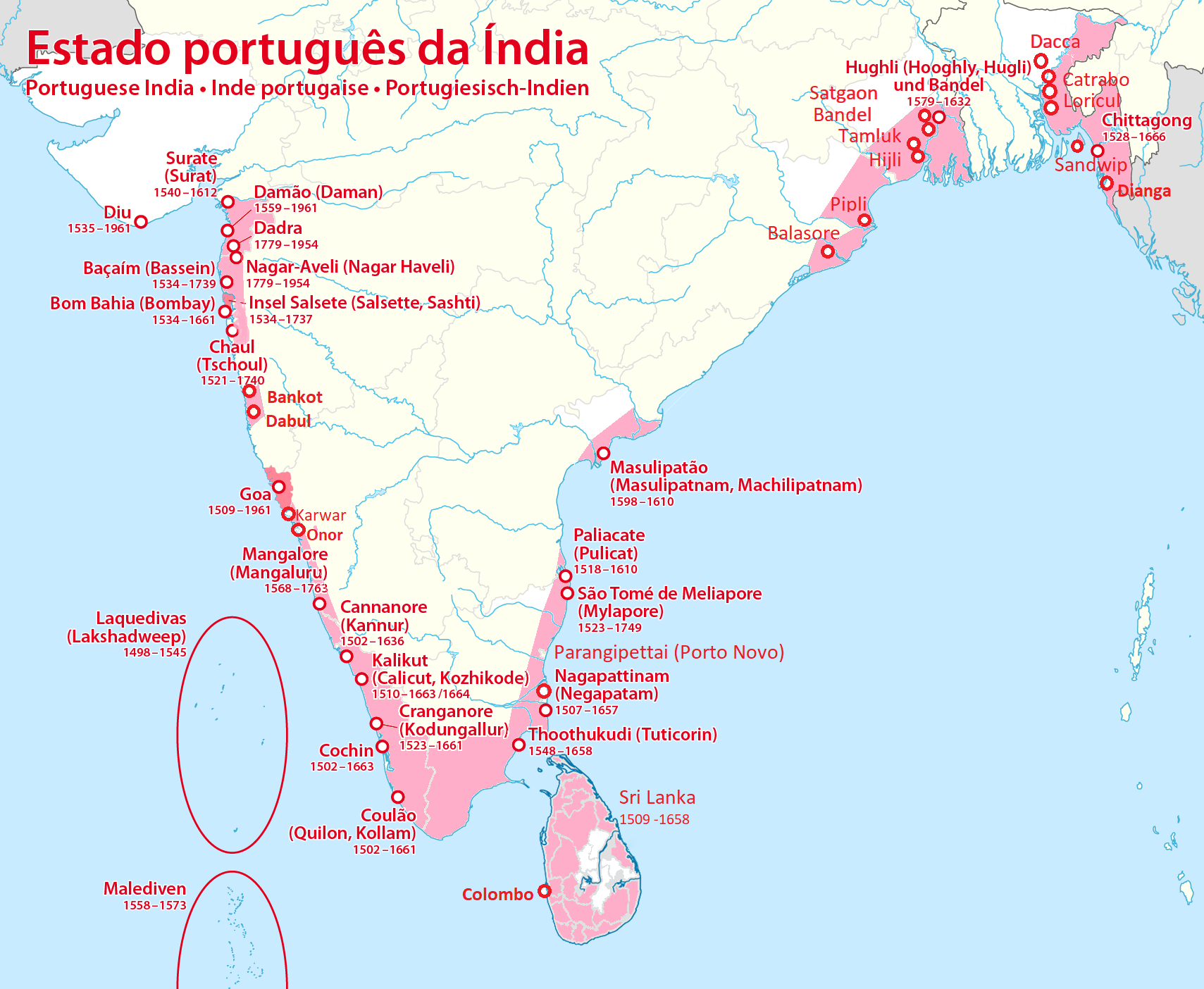
Zones sous la domination de lEstado da India sur le sous-continent Indien à son apogée, dans la seconde moitié du XVIe siècle.

Dès la fin des combats, des villes portugaises sont fondées dans les cités conquises, et peuplées de colons vétérans, les casados, qui constituent les milices de l'Empire. Pour assurer leur situation, ces hommes sont mariés avec des femmes indigènes converties, et dotés de terres confisquées aux anciens dignitaires musulmans. En échange d'une série de privilèges politiques, commerciaux et fiscaux, ils ont la mission de défendre les villes dans lesquelles ils vivent et d'assister la Couronne dans ses guerres. Dans chaque ville, les Portugais fondent des institutions locales calquées sur le modèle de la métropole, qui leur permettent de gérer leurs affaires et de fonctionner de façon autonome,. Fortes de leur domination des mers, les autorités portugaises lancent des flottes d'exploration depuis leurs possessions. Ces expéditions, organisées dès 1513, leur permettent d'étendre leur emprise sur Ceylan, les Moluques et Timor dans les années 1520 et 1530, et de pousser leur avancée et leurs réseaux de commerce jusqu'au Siam, en Chine et au Japon dans les années 1540 et 1550,.

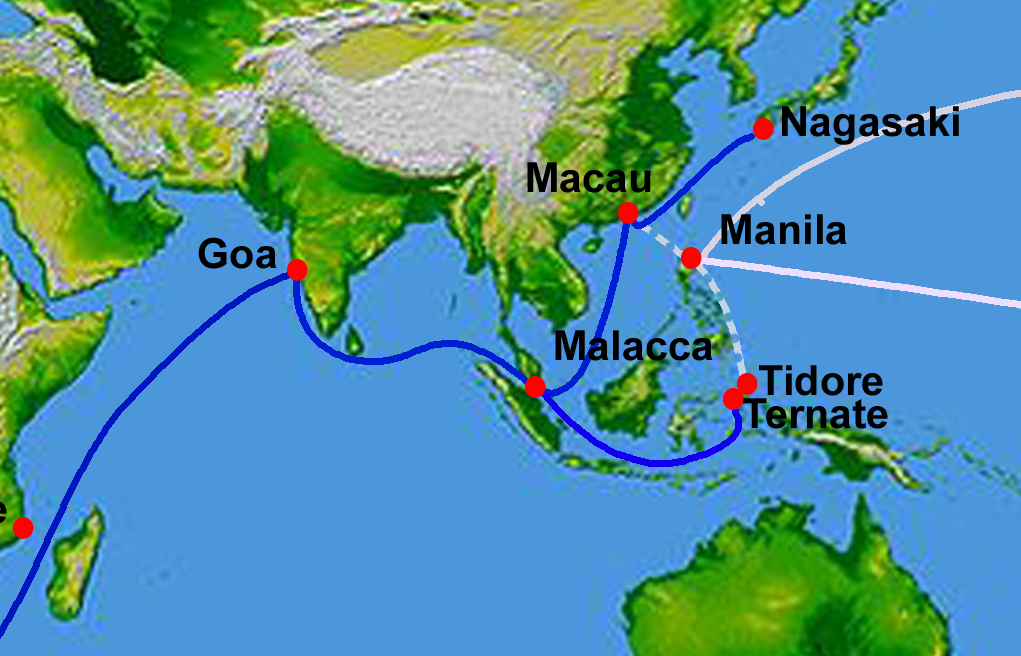
Principales ramifications du « Voyage du Japon » (Viagem do Japão), route commerciale maritime reliant Goa à Macao et Nagasaki via Malacca, à laquelle appartient l'axe commercial Macao-Nagasaki du « Grand Navire d'Amacon » (Nau do Trato).

Un commerce florissant se met en place avec le Japon à partir de 1542-1543, ouvrant l'époque du commerce Nanban, centré sur Nagasaki. En 1557, les Portugais obtiennent le droit de s'établir à Macao, dans le sud de la Chine. Ces positions leur permettent de disposer pendant la seconde moitié du XVIe siècle d'un quasi monopole sur le commerce entre le Japon et la Chine, articulé autour de la ligne commerciale du « Grand Navire d'Amacon » (Nau do Trato, ou Kurofune en japonais) qui transporte argent, porcelaines, soieries, et génère d'immenses fortunes. Cette ligne est elle-même un tronçon d'une ligne commerciale plus vaste, reliant Nagasaki et Macao à Goa via Malacca, appelée le « Voyage du Japon » (Viagem do Japão), qui assure les liaisons entre l'Inde et la Chine.

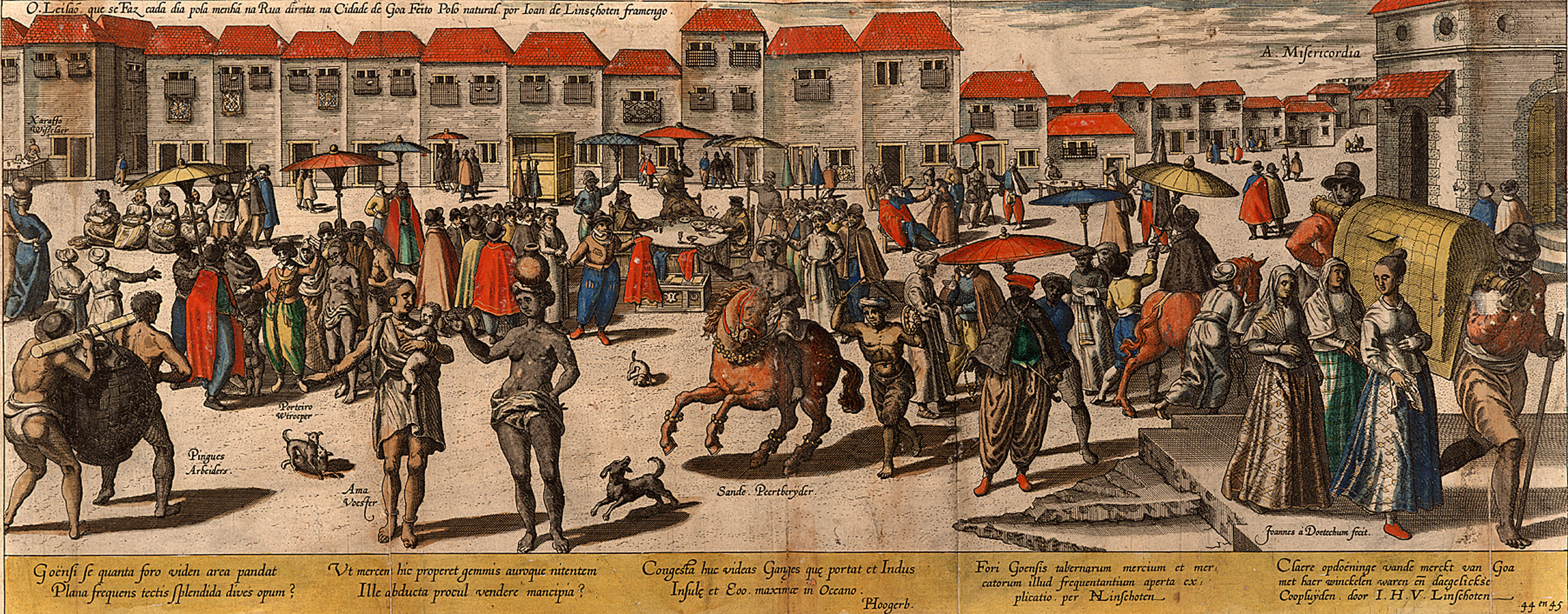
Vue de la Rue Droite (Rua Direita) de Goa, capitale de l'Estado da India, et siège de la vice-royauté portugaise des Indes, à la fin du XVIe siècle. La Rue Droite est l'un des grands axes commerciaux de la ville. Gravure tirée de la Descrição da viagem do navegante Jan Huygen van Linschoten às Índias Orientais portuguesas, 1579 - 1592, de Jan Huygen van Linschoten. Amsterdam, 1596.

À partir des villes conquises, des commerçants et de aventuriers partent à l'aventure, ou s'engagent comme mercenaires, et obtiennent des concessions dans les royaumes environnants : au Siam, dans les royaumes birmans, dans le Bengale, en Inde orientale ou dans la vallée du Zambèze. Progressivement, une multitude de colonies royales ou privées sont fondées un peu partout sur le pourtour de l'océan Indien et dans le Pacifique, et rattachées au réseau de la vice-royauté. Chacune de ces colonies possède des flottilles lui permettant de faire du commerce ou la guerre, n'hésitant pas à pratiquer la guerre course. Placée au cœur de l'océan Indien, et desservie par un arrière-pays riche en bois de teck et en fer, Goa devient la capitale de cet immense empire géré par l'Estado da India, et l'une des plus grandes villes d'Orient et du monde.

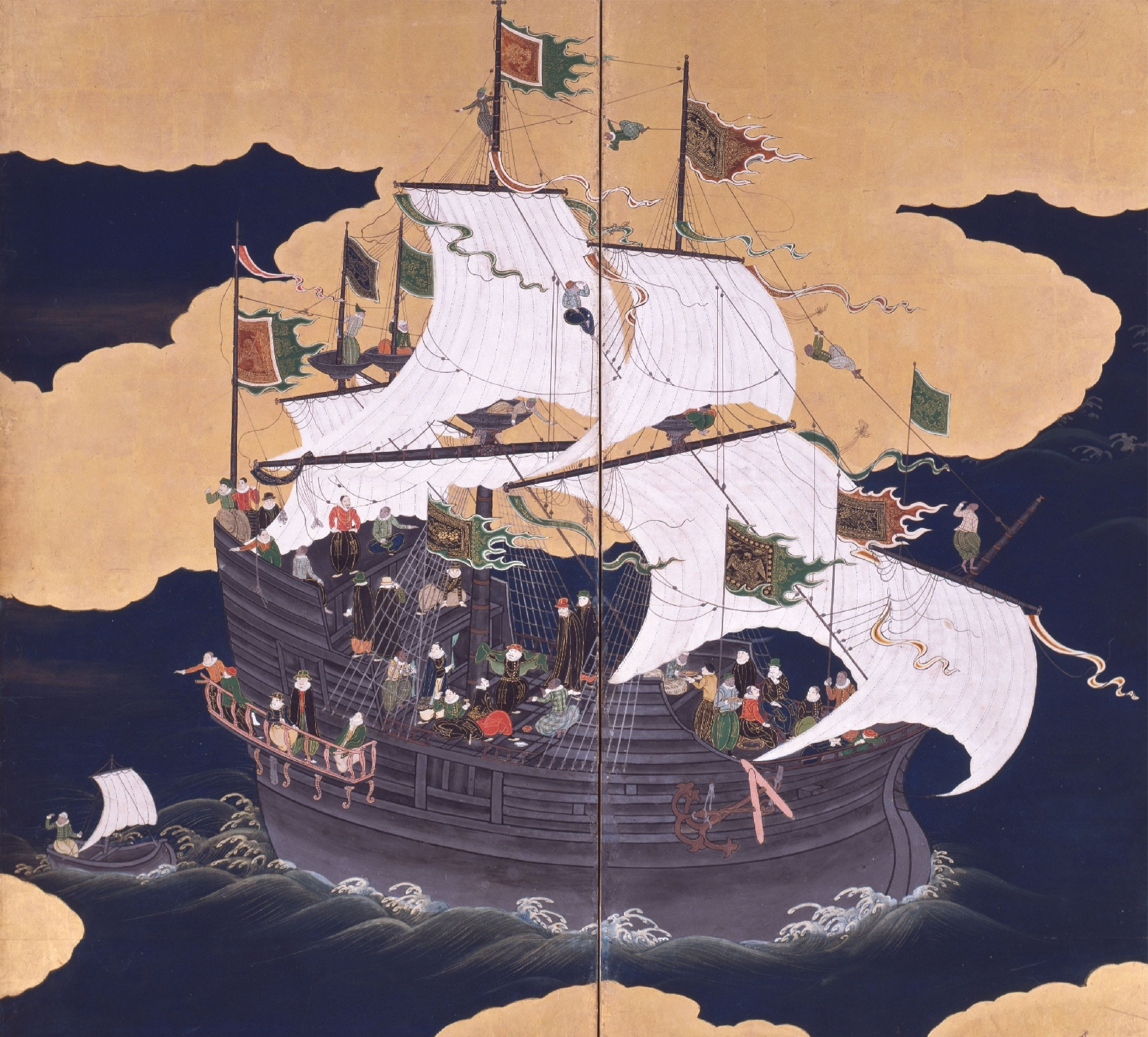
Caraque portugaise de la ligne commerciale du « Grand Navire d'Amacon » (Nau do Trato) reliant Macao à Nagasaki, dans la seconde moitié du XVIe siècle. Ces navires de guerre et de commerce impressionnants étaient surnommés les « Navires noirs » (Kurofune) par les Japonais. Détail d'un paravent Nanban, ramené du Japon par les Portugais, peinture du XVIe siècle, école Kanō.

Parallèlement à leur expansion en Orient, les Portugais poursuivent leur progression sur le pourtour de l'Atlantique. Pendant la première moitié du XVIe siècle, le Brésil est essentiellement une escale sur la Route des Indes, pour les armadas de la Carrière des Indes, et le pays n'a que peu d'intérêt en soi pour les Portugais. La découverte du Brésil permet toutefois aux commerçants portugais de s’approprier le pau-brasil, un bois de teinture et de construction très recherché. Le pays commence à faire l'objet d'attentions plus soutenues de la part de Lisbonne quand la concurrence espagnole et française essaye d'y prendre pied. On y envoie des colons, on crée des factoreries. Les Indiens du Brésil, puis de nombreux Africains, sont mis en esclavage pour la culture du sucre. En 1600, le Brésil est le premier producteur mondial de sucre et le principal fournisseur de ressources du Portugal. Au XVIIe siècle, les Bandeirantes découvrent également au sud de la colonie des mines d’or et de diamants qui sont exploitées grâce à une même main-d’œuvre servile. Les découvertes se poursuivent par ailleurs : en 1495, Pêro de Barcelos et João Fernandes Lavrador explorent les côtes du Canada et du Groenland (donnant son nom au Labrador). En 1500, Gaspar Corte-Real arrive à Terre-Neuve.

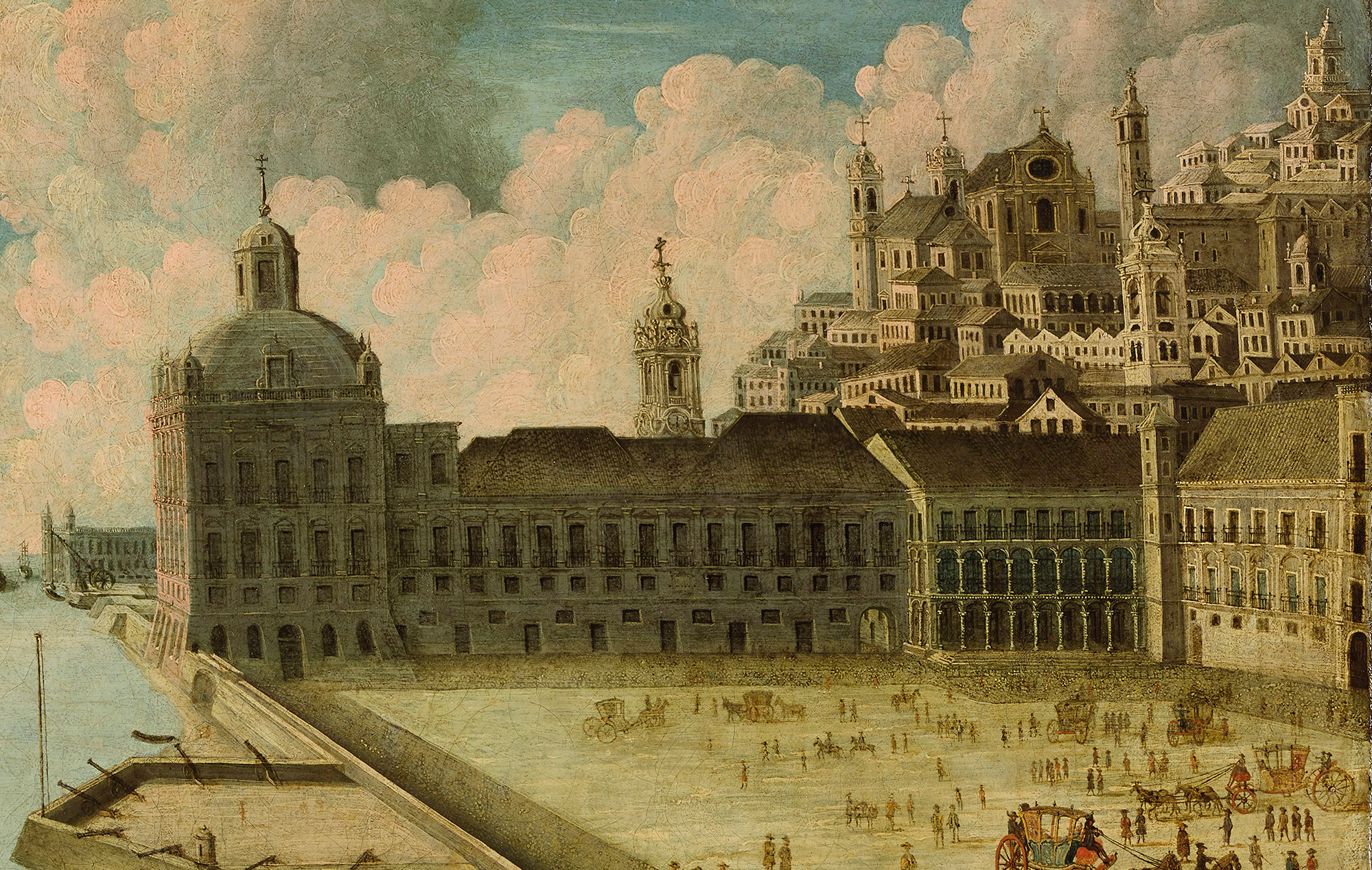
Sur les bords du Tage, à Lisbonne, le Palais de la Ribeira, siège de la Casa da India, organe administratif central chargé de la gestion de l'Empire portugais. L'arsenal de la Ribeira das Naus et les entrepôts impériaux se trouvent juste derrière.

C'est la naissance d'un véritable Empire global reposant sur un immense réseau mondial de forteresses et de factoreries, reliées par de puissantes armadas, et géré par une administration royale disposant de succursales aux quatre coins du monde. Placée au sommet de cet édifice administratif, la Casa da India établie à Lisbonne contrôle et vérifie les marchandises importées d'Orient, gère les recrutements des hommes, la logistique des armadas, la comptabilité de l'empire, et les relations commerciales avec les États alliés et vassaux. Les richesses venues des colonies (épices, or, pierres précieuses, sucre, etc.) affluent pendant les décennies suivantes, portant le pouvoir royal à son apogée. Porté par ses succès et ses moyens financiers, Manuel Ier réforme l'administration avec un nouveau code législatif afin de renforcer encore ce pouvoir, les ordonnances Manuelines de 1521. Mais contrairement à son prédécesseur, il sait aussi ménager la noblesse qui, grâce aux revenus tirés de l'Empire, finit par y trouver son compte. En 1555, le pays est considéré comme le plus riche d'Europe. C'est également une période de croissance démographique. Le Portugal compte environ 1,5 million d'habitants ; tout un peuple vit alors impliqué dans l'expansion outremer, et chaque année des milliers d'hommes embarquent dans les armadas vers les provinces de l'Empire.

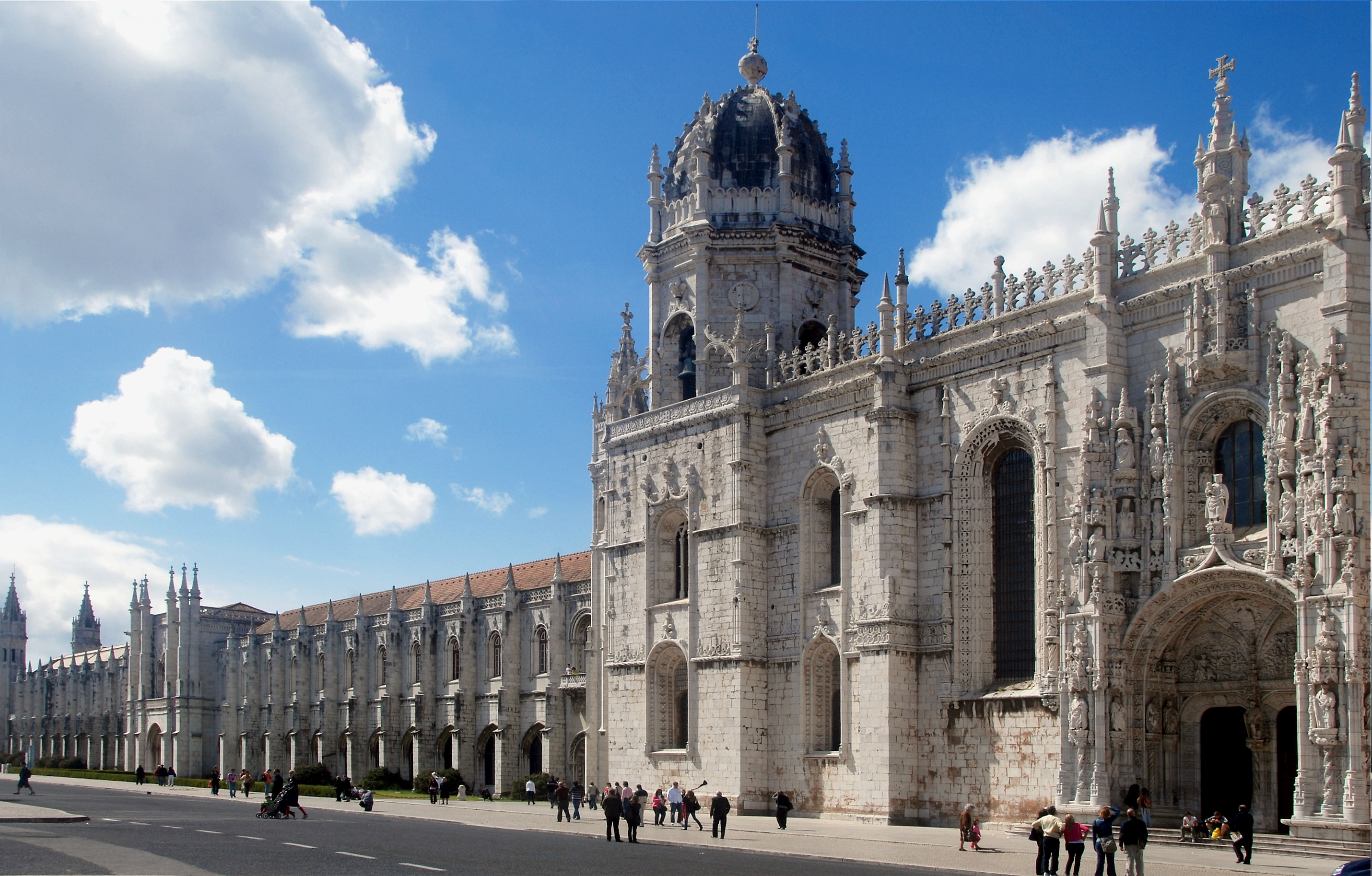
Monastère des Hiéronymites, de style manuélin, édifié sur ordre du roi Manuel Ier avec les richesses des Indes portugaises, sur la rive d'où Vasco de Gama est parti le 8 mai 1497.

Portée par l'afflux des richesses et par un souffle épique, la période Quinhentista, qui s'étend de 1481-1581, et qui correspond au pic de l'expansion portugaise en Afrique de l'Ouest et en Orient, est une période de foisonnement culturel, que beaucoup considèrent comme le Siècle d'Or portugais. Grâce aux revenus tirés de l'Empire, le roi Manuel Ier peut mener une politique de mécénat et de constructions ambitieuse, et entretenir une activité artistique soutenue. C'est la période des grands maîtres de la peinture portugaise, Francisco de Holanda, Jorge Afonso, Grão Vasco, le Maître de la Lourinhã ou Frei Carlos, qui produisent les premières théories de l'art portugaises et européennes, et animent des écoles de peinture prestigieuses installées dans toutes les grandes villes du pays. Partout dans le pays, on voit se multiplier de grandes constructions de la Renaissance portugaise, palais, couvents, églises. Le style manuélin, gothique flamboyant propre au pays, se propage sous l'influence de grands architectes, tels que Mateus Fernandes, les frères Diogo et Francisco de Arruda et les Français Diogo Boitaca ou Nicolau de Chanterene. Sont alors produits plusieurs des chefs-d'œuvre de l'architecture portugaise, comme le Monastère des Hyéronymites de Lisbonne, la Tour de Belém, la façade du Monastère de la Sainte-Croix de Coimbra, les Chapelles Imparfaites du Monastère de Batalha, ou l'église de Notre Dame du Pópulo (pt). En 1530, pour faire face à l'accroissement de la population de Lisbonne et à l'arrivée de nombreuses communautés marchandes, le roi Jean III fait construire le quartier du Bairro Alto, qui étend la ville au-delà de ses murailles médiévales (cerca fernandina), en organisant ce nouvel espace sur un plan orthogonal.

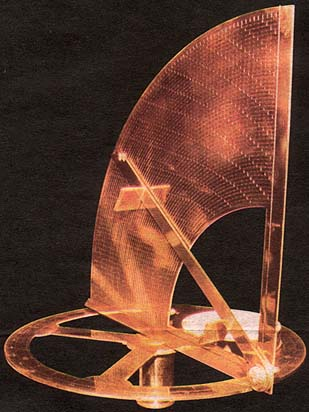
Reconstruction moderne d'un quadrant, instrument emblématique de la science nautique portugaise, conçu par le mathématicien et cosmographe Pedro Nunes, permettant déterminer avec précision la position astronomique des navires sur le globe terrestre.

Dans le domaine scientifique, la science nautique portugaise est alors une référence mondiale, qui pose les bases de la méthodologie des sciences modernes en ingénierie navale, astronomie, géographie et cartographie. Les travaux du cartographe et mathématicien Pedro Nunes, par exemple, bouleversent les représentations du monde, en produisant des concepts et des instruments astronomiques encore utilisés de nos jours. Tout en constituant des documents littéraires de premier ordre, les rapports très détaillés (relações) des explorateurs portugais sur les populations, la faune et la flore des terres découvertes posent les fondements de la tradition portugaise et européenne en ethnologie, en zoologie et en botanique, et font faire un bond aux savoirs en pharmacologie. Sollicitée par les guerres et les longues traversées océaniques, la médecine fait également d'importants progrès : études des poisons tropicaux et de leurs antidotes, rôles des vitamines contre certaines maladies comme le scorbut, renouvellement des normes d'hygiène en contexte médical, particulièrement dans l'hôpital de Goa ; avec des progrès décisifs dans les techniques de conservation des aliments, essentielles lors des voyages au long cours. À partir de 1498, un vaste réseau d'hôpitaux et d'orphelinats soutenu par les Saintes Maisons de la Miséricorde (Santa Casa da Misericordia) se développe dans le pays et l'Empire.

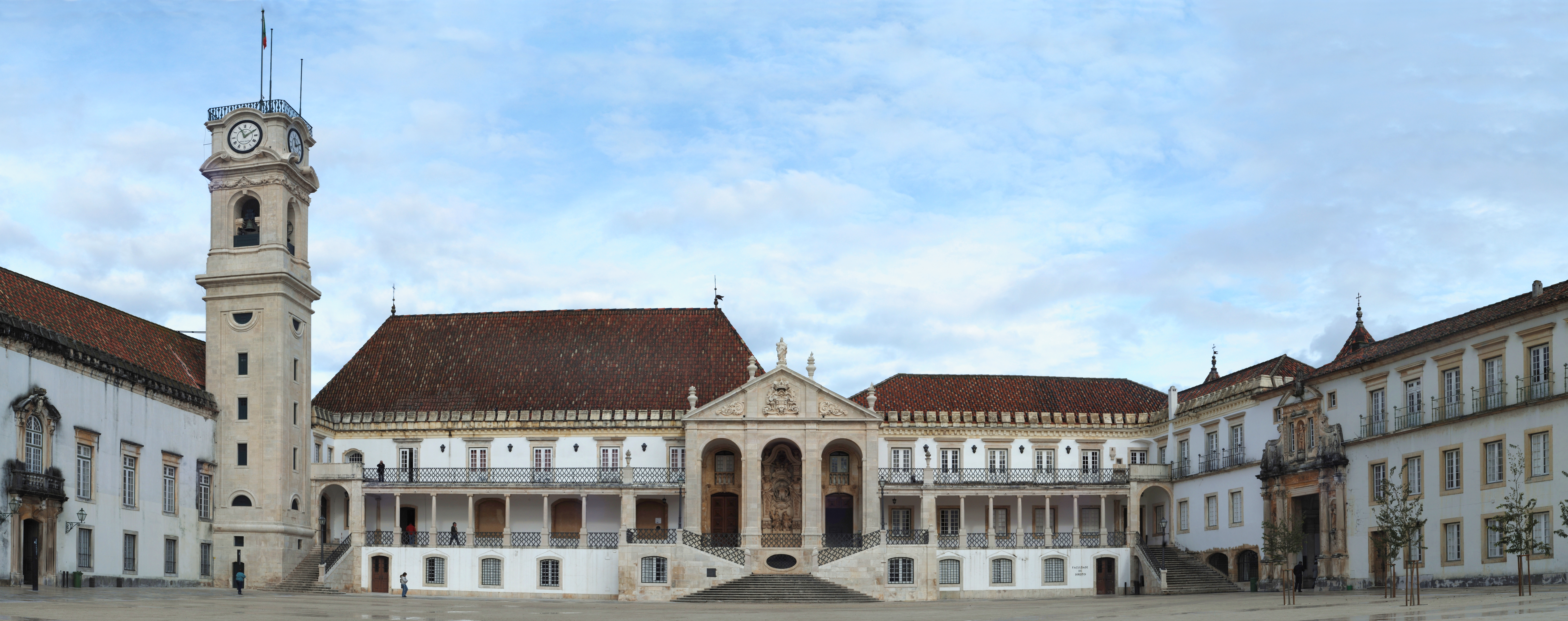
L'université de Coimbra, dotée de ses troisièmes statuts par Manuel Ier en 1503, et installée en 1537 dans le palais de l’Alcaçova, durant le règne de Jean III.

La diffusion des savoirs est favorisée par l'imprimerie, introduite dans le pays dans la seconde moitié du XVe siècle. En 1537, durant le règne de Jean III (1521-1557), l’université (Estudo Geral), établie à Lisbonne depuis 1390, est implantée définitivement dans le palais de l’Alcaçova de Coimbra, qui s'impose comme un grand pôle intellectuel et culturel européen. Pour favoriser l'entrée au Portugal des idées neuves circulant sur le continent, le roi crée des bourses pour que les étudiants portugais puissent étudier hors du pays. En parallèle, pour disposer d'enseignants de renom, il s'efforce de faire revenir les grands intellectuels portugais établis à l'étranger par une politique habile de nominations. L'érudit André de Gouveia, jusque-là actif à Paris, est nommé principal du Collège des Arts et des Humanités fondé en 1547. Reprenant la stratégie royale à son compte, ce dernier fait venir à son tour de nombreux professeurs de l'étranger, parmi lesquels Élie Vinet (théologie), Pedro Nunes (mathématiques), et Diogo de Teive (droit, grec ancien). En 1548, l'université compte 1 200 étudiants répartis sur sept collèges, dotés d'une riche bibliothèque, qui constitue le noyau de l'actuelle bibliothèque Joanina. Parmi eux, se trouvent plusieurs futurs grands noms de la littérature portugaise, comme Antonio Ferreira, ou Luis de Camões. Un peu plus tard, l'université comptera aussi parmi ses étudiants le philosophe portugais Uriel da Costa, qui sera l'une des principales influences de Spinoza. Soutenue par la Couronne, et stimulée par ce bouillonnement intellectuel, la littérature se développe aussi avec les œuvres de Gil Vicente, João de Barros, Sá de Miranda, Damião de Góis, Luis de Camões ou Fernão Mendes Pinto, qui comptent parmi les classiques de la littérature portugaise et mondiale.

### Union ibérique

Portrait du roi Sébastien Ier de Portugal (1554-1578), vers 1571-1574, par Cristóvão de Morais. Musée National d'Art Ancien, Lisbonne.

Alors que le Portugal semble à son apogée, et tire d'immenses richesses de son empire, c'est de l'Empire lui-même que vient la crise qui secoue le pays dans le dernier quart du xvıe siècle. En 1576, le jeune roi Sébastien Ier (1557-1578) est sollicité par l'ancien sultan détrôné du Maroc Muhammad al-Mutawakkil (1574-1576), afin qu'il l'aide à récupérer son trône perdu lors d'une crise de succession. Voyant là l'occasion de placer l'ensemble du Maroc sous protectorat, et contrecarrer la progression ottomane dans la Méditerranée, le roi accepte et lève une immense armée. En 1578, le souverain portugais prend la tête de l'expédition, mais, le 4 août 1578, la bataille des Trois Rois tourne au carnage, avec des milliers de morts et de nombreux de prisonniers. Une centaine de rescapés rentrent à Lisbonne. Sébastien Ier y trouve la mort et son corps n'est pas retrouvé. Une partie importante de la noblesse militaire qui a accompagné le roi est morte au combat ou prisonnière en attente de rançon. C'est un désastre militaire, économique et politique : la défaite marque la fin de la dynastie d'Aviz et d'une époque glorieuse, chantée dans Les Lusiades par le poète Luís de Camões, disparu également à cette époque. Quatre siècles d'une indépendance chèrement acquise sont alors remis en cause.

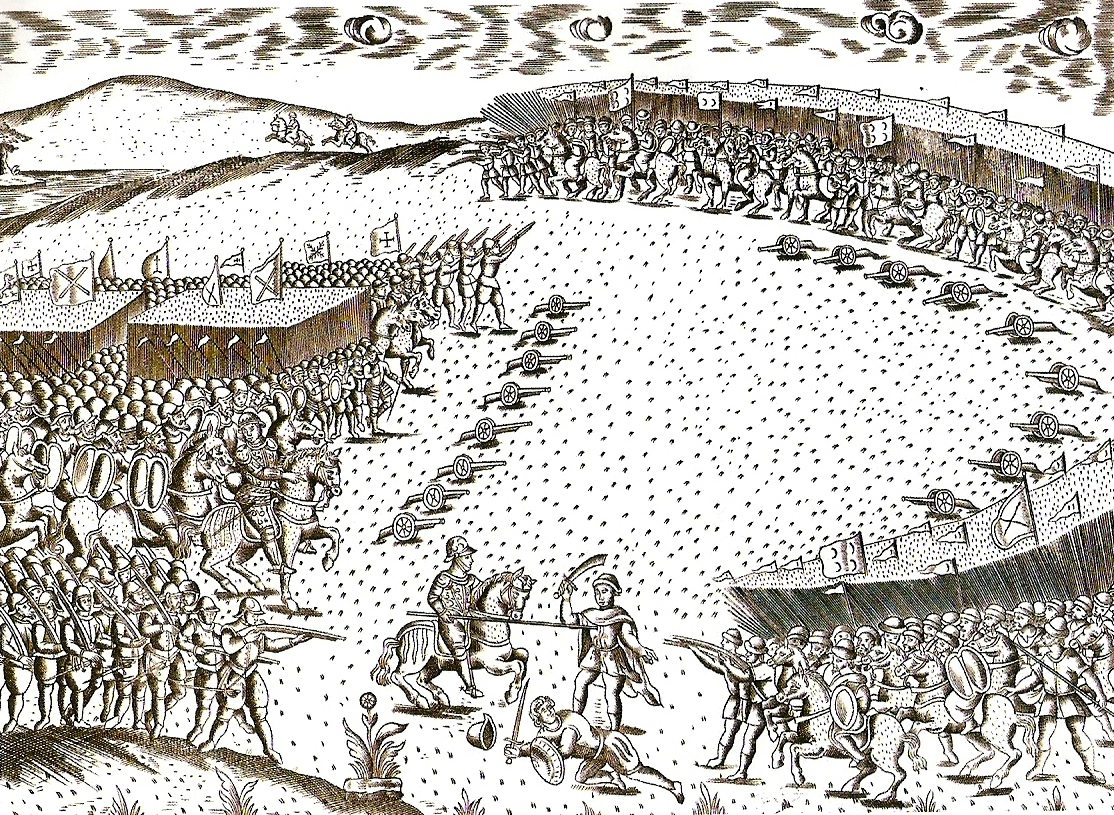
La bataille des Trois Rois, le 4 août 1578, bataille décisive ayant mis fin au projet d'invasion du Maroc du roi portugais Sébastien Ier. Musée du Forte de la Ponta da Bandeira, Lagos, Portugal. Par Miguel Leitão de Andrade, dans sa Miscelânea (1629).

Outre la crise politique et économique, c'est une crise morale que connaît le pays : une Couronne endettée, des milliers de morts et des prisonniers dont il faut payer la rançon minent le pays. C'est dans cette atmosphère que nait et prospère un mouvement messianique puissant, évoquant le retour du jeune roi : le sébastianisme. Ce mouvement est nourri par les stances prophétiques du prophète populaire Bandarra, écrites dans les années 1530, qui annonçaient le retour d'un Roi perdu, « l'Encoberto » (l'Être occulte), chargé de sauver le Portugal. Très vite, des imposteurs cherchent à se faire passer pour le roi mort pour prendre le pouvoir. Dans la mesure où le roi disparu n'avait pas d'enfants, son oncle, le vieux cardinal Henri, dernier fils de Manuel Ier, monte sur le trône le 28 août 1578. Il est chargé de se trouver un successeur. Parmi les nombreux prétendants, son neveu Philippe II de Habsbourg, petit-fils de Manuel Ier, et roi des Espagnes, est celui qui apparaît comme le mieux à même d'assurer la conservation de l'Empire portugais en renouvelant ses infrastructures maritimes et surtout en soldant la dette portugaise. Cette solution a les faveurs de la noblesse et du clergé. Le peuple est quant à lui divisé. Le petit peuple, « l'arraia miúda », favorise plutôt un prétendant portugais issu d'une lignée bâtarde, dom Antoine, prieur de Crato. Mais contrairement à ce qui s'était passé lors de la crise de 1383-1385, la grande bourgeoisie, très influente, penche du côté de Philippe pour des raisons économiques. Elle entend profiter des marchés offerts par l'Espagne et ses colonies. Alors que les Cortes de Lisbonne (1579) et d'Almeirim (1580), minées par ces dissentions, n'arrivent pas à trancher, le vieux roi Henri Ier (1578-1580) refuse de soutenir dom Antoine, et prépare en secret l'avènement de Philippe.

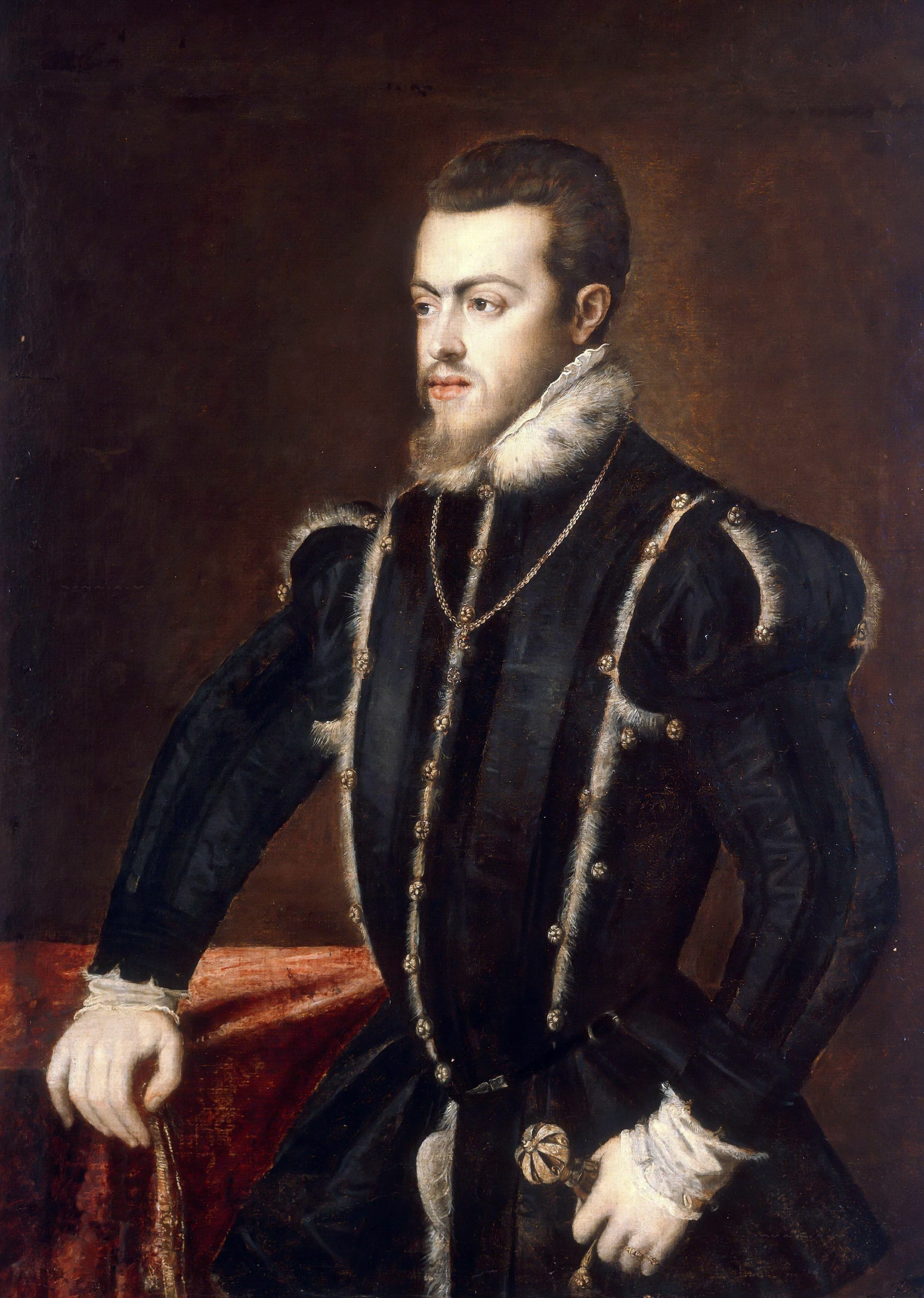
Portrait de Philippe de Habsbourg, fils de Charles Quint et d'Isabelle de Portugal, et petit-fils de Manuel Ier, qui règne au Portugal à partir de 1580 sous le nom de Philippe Ier.

À la mort d'Henri Ier sans descendance le 31 janvier 1580, Philippe envahit le pays et défait les partisans du prieur de Crato, lors de la bataille d'Alcántara, le 25 août 1580. Celle-ci marque la fin de la dynastie d'Aviz et le début de celle des Habsbourg au Portugal. À l'occasion de la tenue des Cortes à Tomar, en 1581, le roi Philippe II, intronisé sous le nom de Philippe Ier de Portugal, s'engage à respecter l'ensemble des lois et coutumes portugaises. L'exploitation des colonies et l'administration du pays restent du domaine exclusif des Portugais. Dirigé par les Habsbourg, le Portugal est désormais associé in persona regis à la Monarchie catholique espagnole. La cour portugaise est transférée de facto à Madrid, mais le royaume conserve son indépendance juridique, administrative, monétaire et militaire, ainsi que ses institutions politiques et ses Cortes, garantes de son autonomie politique. Tout au long de son règne, Philippe Ier respecte strictement les accords établis. Bilingue portugais par sa mère et grand admirateur de la culture portugaise, le nouveau roi vit pendant les trois années qui suivent son couronnement dans la capitale portugaise. Pour témoigner de son attachement au pays, il envisage même un temps d'établir sa cour à Lisbonne, avant de finir par retourner à Madrid pour des questions pratiques, historiques et de centralité géographique,. Philippe est alors à la tête d'un des plus vastes empire de l'histoire, dominant l'Atlantique, l'océan Indien et l'Amérique. Lisbonne est la capitale commerciale et le premier port atlantique de cet empire. L'Union ibérique permet au Portugal de retrouver une certaine stabilité, de rétablir ses finances et renouveler ses infrastructures militaires et navales. Mais ses positions se retrouvent menacées par les ennemis des Habsbourg, la France, et surtout l'Angleterre et les Provinces-Unies, anciennes alliées de la dynastie d'Aviz.

Carte de l'Union ibérique (1580–1640)
Empire portugais
Empire espagnol

Interpellée par les richesses immenses cumulées par le Portugal et l'Espagne, l'Angleterre investit massivement depuis le règne d'Henri VIII (1509-1547) dans la construction navale, en adaptant ses navires à la guerre de course, afin de parasiter les lignes commerciales espagnoles. Les tensions religieuses liées aux Guerres de religions accentuent la rivalité entre l'Espagne fer de lance du catholicisme, et l'Angleterre anglicane. Cette rivalité dégénère en guerre ouverte en 1585 après qu'Elisabeth Ier (1558-1603), anglicane, évince du trône d'Angleterre Marie Ier (1553-1558), catholique, mariée à Philippe II. Si le Portugal avait été relativement épargné par ces attaques grâce à son alliance anglo-portugaise, l'arrivée de Philippe II sur le trône portugais, qui suspend cette alliance, provoque la multiplication des attaques anglaises contre les navires portugais. En 1588, le conflit entre l'Union ibérique et l'Angleterre aboutit à une immense expédition ibérique mal préparée destinée à envahir l'Angleterre, qui se solde par la défaite de l'Invincible Armada, à l'occasion de laquelle le Portugal perd douze navires. Cette défaite, qui sonne comme un coup de tonnerre, met fin au mythe de l'invincibilité ibérique sur mer, et encourage toutes les puissances européennes à se tourner contre Philippe II.

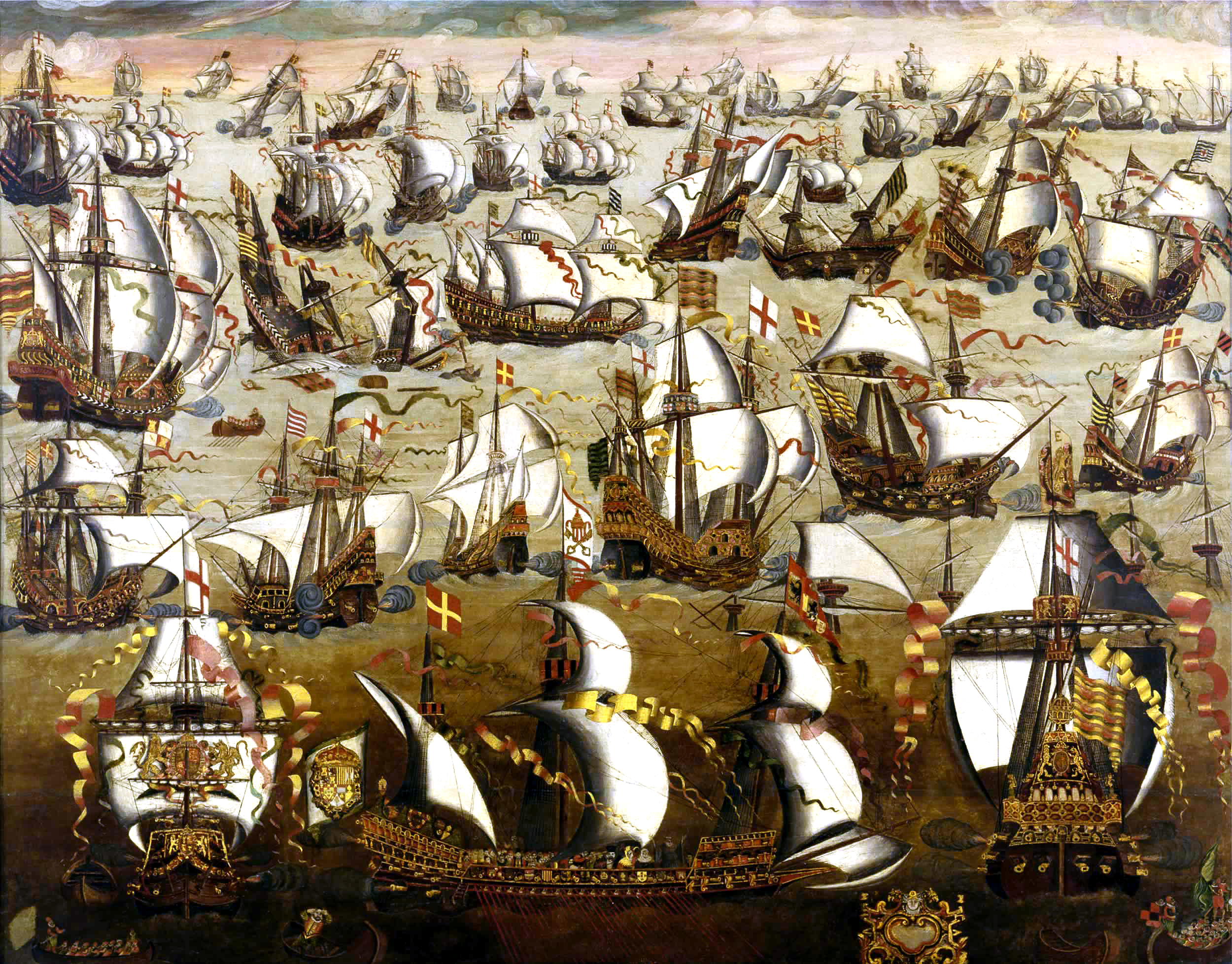
Bataille entre l'Invincible Armada espagnole et la flotte anglaise, août 1588.

Parmi les puissances ayant intérêt à l'abaissement de l'Espagne, les plus impliquées sont les Provinces-Unies des Pays-Bas, protestantes. Depuis 1568, les Pays-Bas, autrefois espagnols, sont en révolte contre le souverain ibérique. En 1588, ce dernier décide de profiter de sa montée sur le trône du Portugal pour exercer des représailles, en fermant le port de Lisbonne aux marchands néerlandais. Cette fermeture, qui prive les Pays-Bas de tout accès aux richesses de l'Orient, pousse les Néerlandais, vieux partenaires des Portugais, à se lancer eux-mêmes sur mer, et à concurrencer les Portugais, en profitant des savoirs acquis à leur contact, en fondant la Compagnie néerlandaise des Indes orientales en 1602, puis la Compagnie néerlandaise des Indes occidentales en 1621. Très vite, alors qu'ils se contentaient de mener une guerre de course contre les Ibériques dans l'Atlantique nord, les Anglais et les Français leur emboitent le pas, et se risquent dans l'Atlantique sud et dans l'océan Indien, battant en brèche les monopoles portugais. Le Portugal, alors peuplé d'un million d'habitants, doit alors faire face à une multiplication des ennemis et concurrents, avec des adversaires féroces et déterminés. En Orient, les souverains locaux essayent de profiter de l'arrivée de ces nouveaux acteurs pour se libérer de l'emprise des Portugais. S'ensuivent plusieurs décennies de guerres navales et terrestres constantes, sur trois continents, principalement entre les différentes vice-royautés de l'Empire portugais et les Compagnies commerciales néerlandaises à capitaux privés, la VOC en Orient, et la WGC au Brésil et en Afrique.

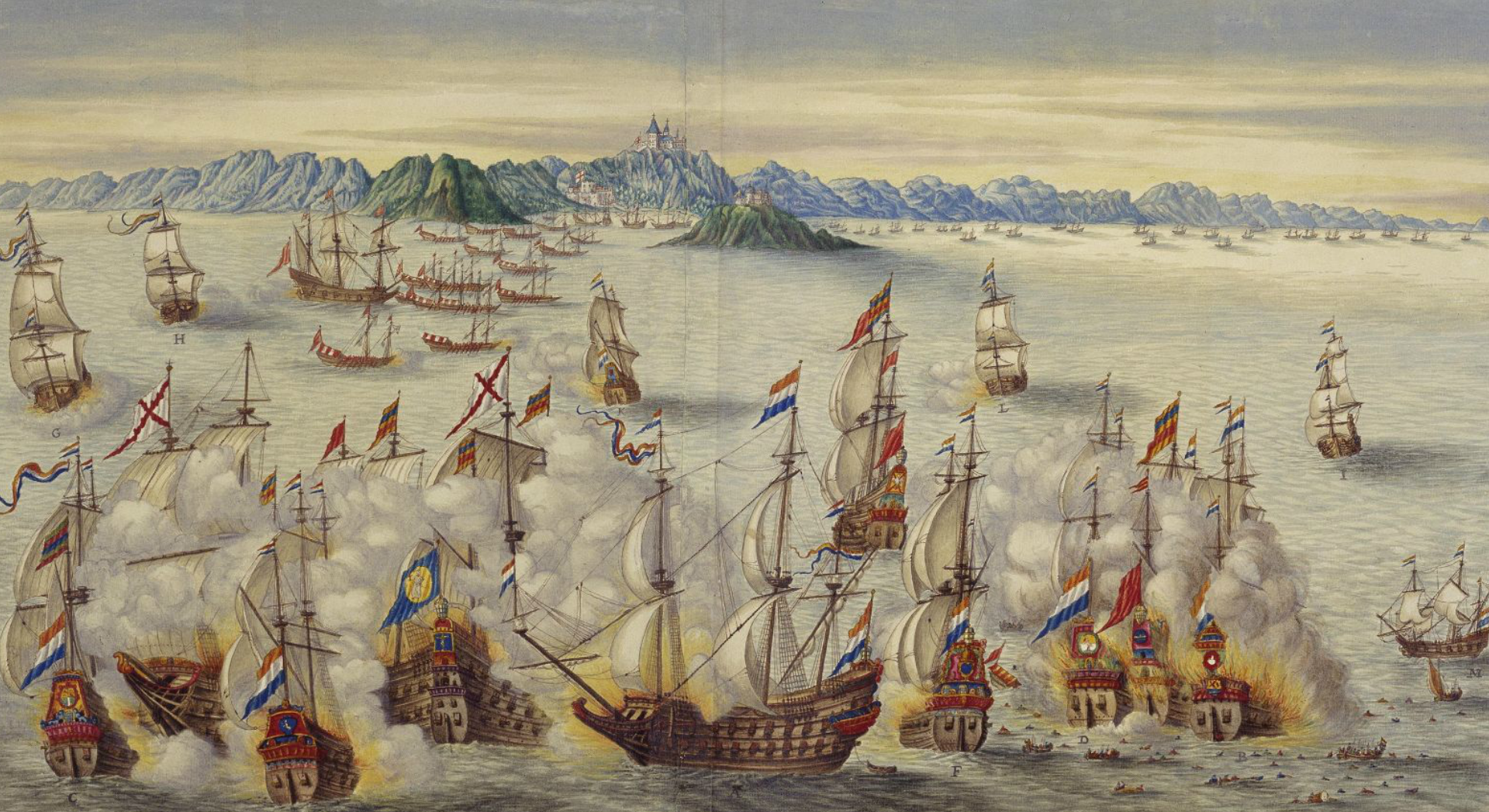
Bataille de Goa entre les flottes portugaise et néerlandaise en 1638. Peint par Johannes Vingboons en 1665. Collection bibliothèque nationale autrichienne, Vienne.

Ces guerres, connues sous le nom de guerre néerlando-portugaise, préfigurent par leur étendue, leurs implications et leur intensité les grands conflits globaux de la période contemporaine. Elles sont surtout, pour les différents belligérants, un vaste champ d'expérimentation technique et militaire, et d'apprentissage géopolitique, qui posent les bases du monde tels que nous le concevons encore aujourd'hui en Europe en termes militaires, géopolitiques et de points clés stratégiques. Après avoir dominé leurs adversaires deux décennies, les Portugais se retrouvent dans une situation particulièrement difficile dans les années 1620 et 1630. À force de multiplier les attaques, et par des jeux d'alliances habiles, les Néerlandais parviennent à établir un protectorat sur Cochin et Ceylan, à progresser en Insulinde et à prendre pied commercialement au Japon. Dans le golfe Persique, les Anglais parviennent à faire tomber Ormuz en 1622 en faisant intervenir la Perse. Goa, Macao, Malacca et le Mozambique sont alors sous pression militaire constante. Dans l'Atlantique, les Néerlandais arrivent en 1624 à prendre Bahia, au Brésil où ils fondent la Nouvelle-Hollande. En parallèle, ils s'attaquent aux places portugaises d'Afrique pour couper les routes du commerce triangulaire portugais et mettre la main sur leurs sites d'approvisionnement en esclaves. En Angola, Luanda est soumise à un siège permanent. Plus au nord, en Afrique de l'ouest, Arguin tombe en 1633, et Saint-Georges-de-la-Mine en 1637. 

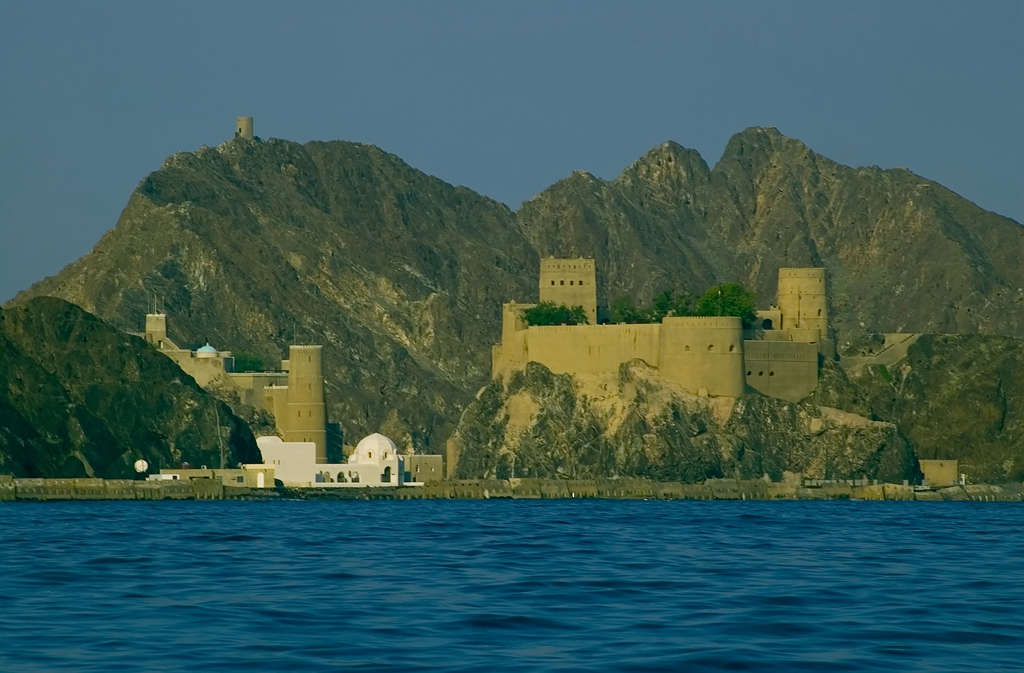
Forts jumeaux portugais sécurisant le port et la ville-forteresse de Mascate, en Oman, qui devient le centre opérationnel de l'Etat portugais des Indes dans le golfe Persique après la chute et la destruction d'Ormuz par le souverain perse séfévide Shah Abbas Ier en 1622, soutenu par les Anglais.

Dans ce contexte, le Portugal doit déployer une activité permanente pour essayer de rétablir l'intégrité de l'Empire. Les troupes sont régulièrement réorganisées et renforcées. En 1618, les Portugais dotent par exemple leurs flottes de troupes d'artillerie spécifiques détachées de l'armée de terre, en fondant leur premier régiment d'infanterie navale (Terço da Armada da Coroa de Portugal), à l'origine du corps de fusiliers navals du Portugal et du Brésil. De puissantes armadas construites à un rythme industriel sont envoyées sur tous les fronts pour reprendre le contrôle des espaces menacés par les Anglais et les Néerlandais. Après la chute d'Ormuz en 1622, le capitaine Rui Freire de Andrade rétablit la situation en 1625 à Mascate en Oman et récupère pour un temps le contrôle stratégique du détroit d'Ormuz, qui constitue un point de passage essentiel entre le Proche-Orient et le reste de l'Asie. Voyant que l'Etat portugais des Indes est trop solidement ancré dans le Konkan et dans la partie occidentale de l'océan Indien, les Néerlandais décident de concentrer leurs efforts sur l'Insulinde, où la présence portugaise est plus éparse et en butte à une résistance musulmane locale. Mais les puissantes armadas envoyées depuis Goa et les escadres stationnant sur place les empêchent de faire sauter le verrou de Malacca, qui résiste à leurs attaques tout au long des années 1620 et 1630. En parallèle à ces campagnes menées en Orient, le Portugal organise une grande expédition militaire et navale luso-espagnole en avril 1625 pour reprendre la ville de Salvador, au Brésil, aux Néerlandais qui ont conquis la ville un an auparavant. Cette expédition inaugure une série d'actions de grandes ampleur dans la région, en soutien à la résistance de la population portugaise réfugiée dans le Sud du Brésil ébranle les positions néerlandaises de plus en plus fragiles économiquement et en effectifs, sans parvenir à les briser.

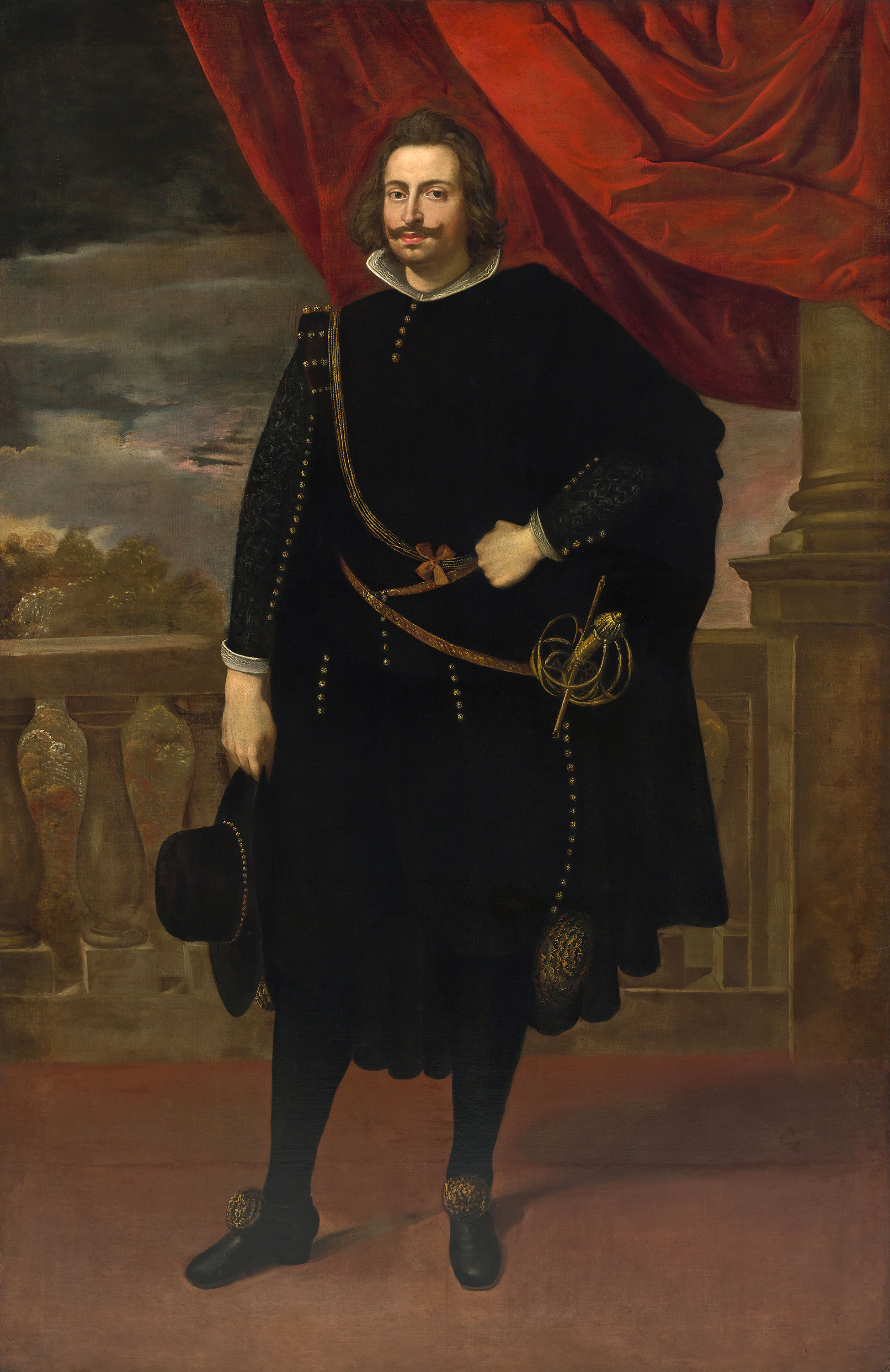
Portrait du duc Jean de Bragance, porté au pouvoir en décembre 1640 par la révolution des Quarante Conjurés, qui met fin à l'Union ibérique, et ouvre la période de la Restauration, sous le nom de Jean IV de Portugal.

La situation est alors d'autant plus difficile pour les Portugais que les relations avec Madrid se tendent. Les premiers accrocs entre Portugais et Castillans surgissent à la fin du règne de Philippe Ier et se poursuivent avec son successeur. Contrairement à son père, Philippe II de Portugal (1598-1621) se désintéresse du pays et de l'administration en général. Il délègue ses pouvoirs à ses favoris et au vice-roi qui cherche à centraliser le pouvoir et à remettre en cause l'autonomie du Portugal. Un nouveau code législatif est introduit en 1603, les Ordonnances philippines. Si ce code reprend pour l'essentiel les dispositions des Ordonnances manuélines de 1521, qu'il actualise et rationnalise, le fait qu'il soit imposé par un représentant de Madrid est mal perçu par les Portugais. Dans ce contexte, le mouvement sébastianiste gagne en vigueur. Malgré l'interdiction du Saint-Office, les stances prophétiques de Bandarra circulent sous diverses versions manuscrites clandestines, et deviennent un objet littéraire de résistance, cristallisant les aspirations nationalistes de la population, mais aussi des élites portugaises. L'année où sont promulguées les Ordonnances philippines, D. João de Castro, petit-fils homonyme du célèbre vice-roi de l'Inde portugaise, finance lui-même la première édition clandestine imprimée des stances. D'autres ouvrages comme la Pérégrination de Mendes Pinto, ou Les Lusiades de Camões, grande épopée nationaliste, sont également mobilisés et activement diffusés par les opposants aux Habsbourg. Favorisés par ce mouvement, de faux Sébastien continuent à apparaître.
Pendant les années qui suivent, Philippe II accroît son impopularité en augmentant les impôts pour mener les guerres de la Castille en Europe, en affichant une certaine tolérance envers les nouveaux chrétiens et en signant au nom de la Couronne espagnole une trêve avec les Néerlandais, qui en profitent pour conforter leur place dans l'océan Indien. À ce moment, se diffuse dans la société portugaise le sentiment que les avantages tirés de l'Union ibérique ne compensent pas les pertes et préjudices qu'elle provoque. Dans l'imaginaire populaire, l'Espagne devient la cause de tous les maux du pays. Signe que les autorités prennent la contestation au sérieux, un dernier faux Sébastien, un Italien, est exécuté en 1619. La contestation s'accroît encore sous le règne de Philippe III (1621-1640), quand son favori et Premier ministre le comte-duc d'Olivares, très centralisateur, bafoue les accords sur l'autonomie du pays, alourdit encore la pression fiscale pour mener des guerres qui ne concernent pas le Portugal, et prétend lever des troupes portugaises au service de la Castille. De grandes révoltes éclatent : la mutinerie des Maçarocas à Porto en 1628 contre l'impôt sur le lin filé, la Révolte du Manelinho de 1637 dans l'Alentejo provoquée par les hausses d'impôts et les conditions de vie difficiles. Profitant du mécontentement et des troubles, un groupe de grands nobles, connu sous le nom des « Quarante Conjurés », échafaude une conspiration visant à renverser la dynastie des Habsbourg, et à rétablir une dynastie royale nationale, issue d'une branche cadette de la dynastie d'Aviz, les Bragance. Après avoir convaincu le duc Jean IV de Bragance de s'associer à eux, les conjurés s’emparent du palais royal de Lisbonne le 1er décembre 1640. Le 15 du même mois, Jean devient roi de Portugal sous le nom de Jean IV (1640-1656).

### Restauration et nouvel Âge d'or

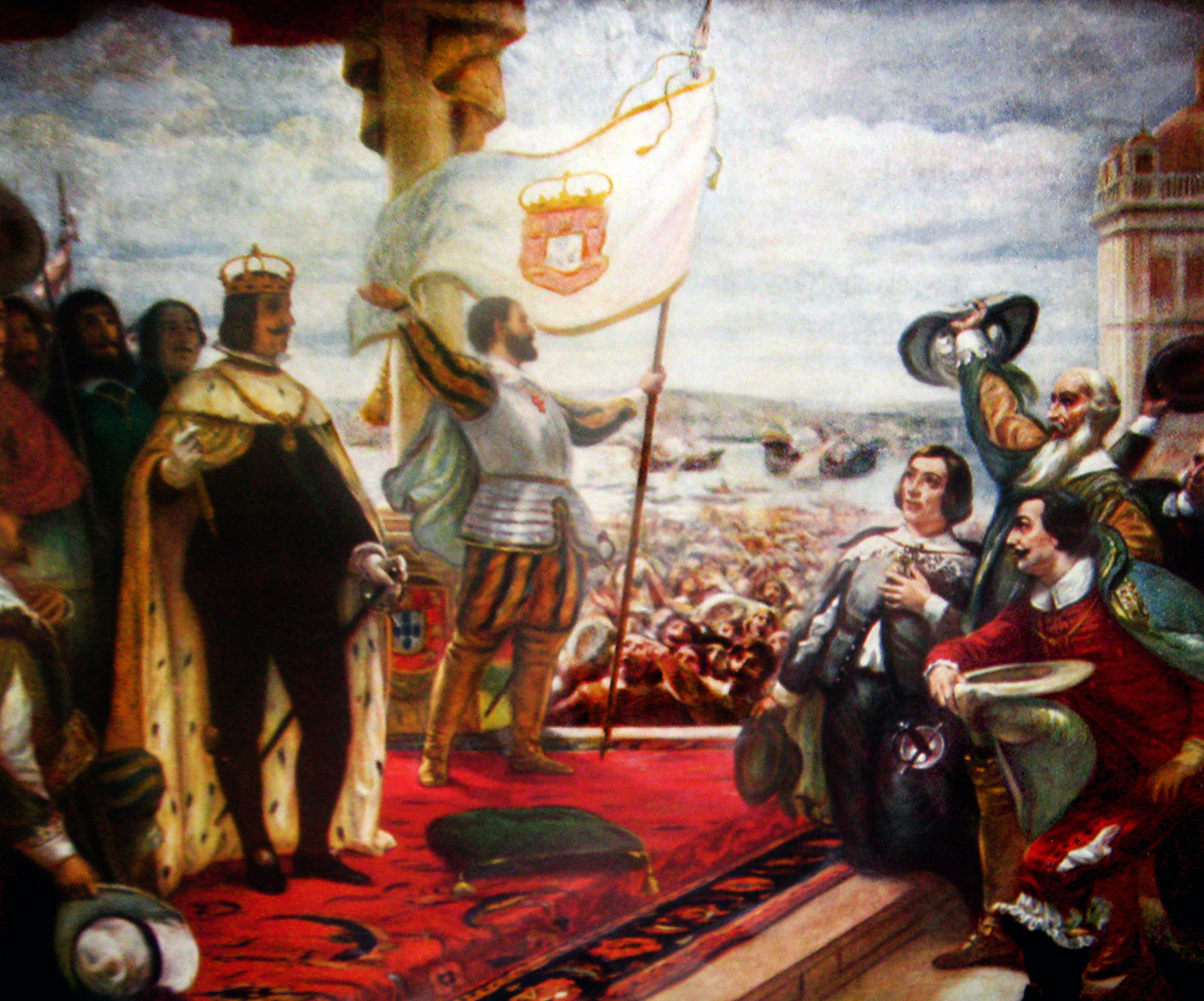
Acclamation de Jean IV (roi de Portugal), dit « le Restaurateur ».

La restauration d'une dynastie régnante nationale au Portugal est suivie d'une longue guerre de vingt-huit ans contre l'Espagne, qui dure jusqu'en 1668. Cette guerre est portée au Portugal par un mouvement d'affirmation nationaliste puissant, qui mobilise toutes les strates de la société, sur un fond messianique assumé. Tout au long du conflit, les partisans de Jean IV entretiennent l'idée que le « Roi-Restaurateur » est l'incarnation de l'Être occulte, l'Encoberto, venu guider le Portugal, prophétisé par Bandarra. L'effet d'entraînement suscité par ce mouvement permet aux Portugais d'afficher une grande cohésion, et de fortes capacités de mobilisation. Ces atouts sont habilement exploités par le nouveau souverain, qui s'avère être un très bon stratège, et sait s'entourer de cadres administratifs et de chefs militaires très compétents. Pour repousser les attaques espagnoles, dès son arrivée sur le trône, Jean IV (1640-1656) met en place en peu de temps un formidable dispositif militaire appuyé sur trois éléments : des forces armées efficaces et rapides, une logistique et des structures territoriales fixes solides, et la mise en place d'un système d'alliances anti-espagnol, en réactivant l'alliance anglo-portugaise, et en nouant des alliances avec les ennemis de l'Espagne, notamment la France en guerre contre l'Espagne depuis 1635, et les Provinces-Unies révoltées contre l'Espagne depuis 1566,.

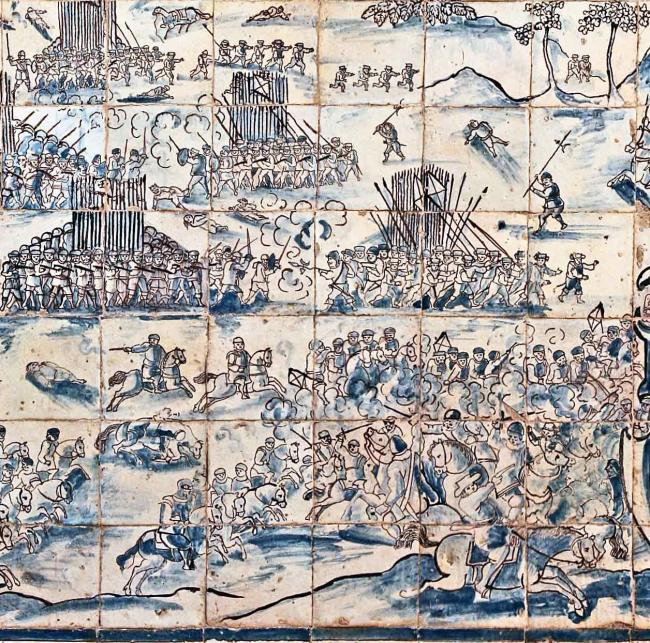
Troupes de cavalerie et d'infanterie portugaises pendant la guerre de Restauration de 1640-1668. Panneau d'azulejos, réalisé sur la base de dessins d'ingénieurs militaires.

L'armée de terre portugaise, qui prend son nom actuel d'Exército, est réorganisée et coordonnée en trois niveaux : une première ligne concentrée sur ses trois grandes armées de l'Alentejo, de la Beira, et de Trás-os-Montes, mobiles et capables d'agir de concert ; une deuxième ligne de milices régulières confiée aux fidalgos de province, plus mobile et vigilante sur l'ensemble de son territoire continental, et sur les quatre principaux points d'invasion traditionnels ; une troisième ligne de troupes d'ordonnances  (Ordenanças), armée territoriale couvrant tout le territoire portugais, avec tous ses hommes valides en armes mobilisés dans leurs municipalités, recrutée par les sergents-majeurs (sargento-mor), entraînés et conduits par les capitaines-majeurs (capitão-mor) de la haute noblesse militaire locale.
Pour armer ses troupes et assurer la logistique, le Portugal, entièrement désarmé en 1640, se fournit en urgence de tout l'équipement nécessaire, y compris la poudre, auprès des autres puissances européennes, notamment la Suède. En parallèle, le roi organise la restructuration complète des forteresses frontalières du Portugal et l'adaptation de leurs structures manuélines aux exigences de l'artillerie moderne, en se dotant des meilleurs ingénieurs de l'époque. Le but du roi portugais est de doter le Portugal d'une « ceinture de fer » lui permettant de compenser son infériorité démographique par son système de fortifications et la puissance de son artillerie.

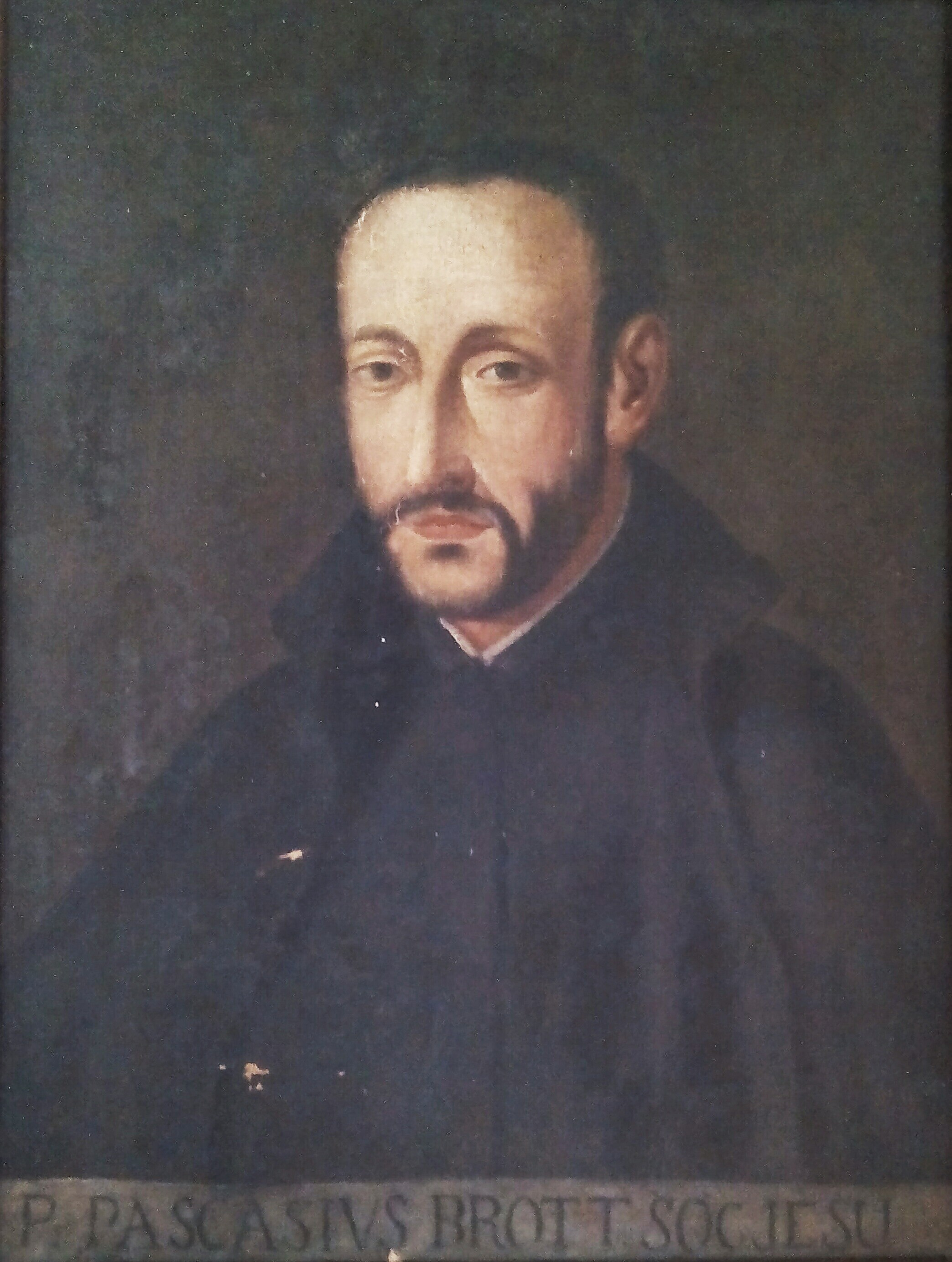
Portrait de l'ingénieur et architecte militaire jésuite Joannes Cieremans, colonel des ingénieurs et superintendant des fortifications de l'armée portugaise, qui restructure les lignes de fortifications portugaises entre 1642 et 1646. Musée militaire du fort de Santa Luzia, à Elvas.

Nommé colonel des ingénieurs de l'armée portugaise par le roi, l'ingénieur et architecte militaire jésuite Joannes Cieremans déploie pendant cinq ans une activité constante pour permettre à la Couronne de tenir ses objectifs. En 1643, il se trouve dans l'Alentejo, ingénieur de la province d'Alentejo, avec Philipe Guitau et Rui Correia Lucas, qui avaient constitué un Conseil pour assurer la défense de cette province, et dirige les travaux sur la puissante place-forte d'Elvas (pt). Considérée comme un chef-d'œuvre d'architecture militaire en Europe, et surnommée la « Reine de la Frontière » (Rainha da Fronteira), cette forteresse devient un pilier du système défensif portugais.

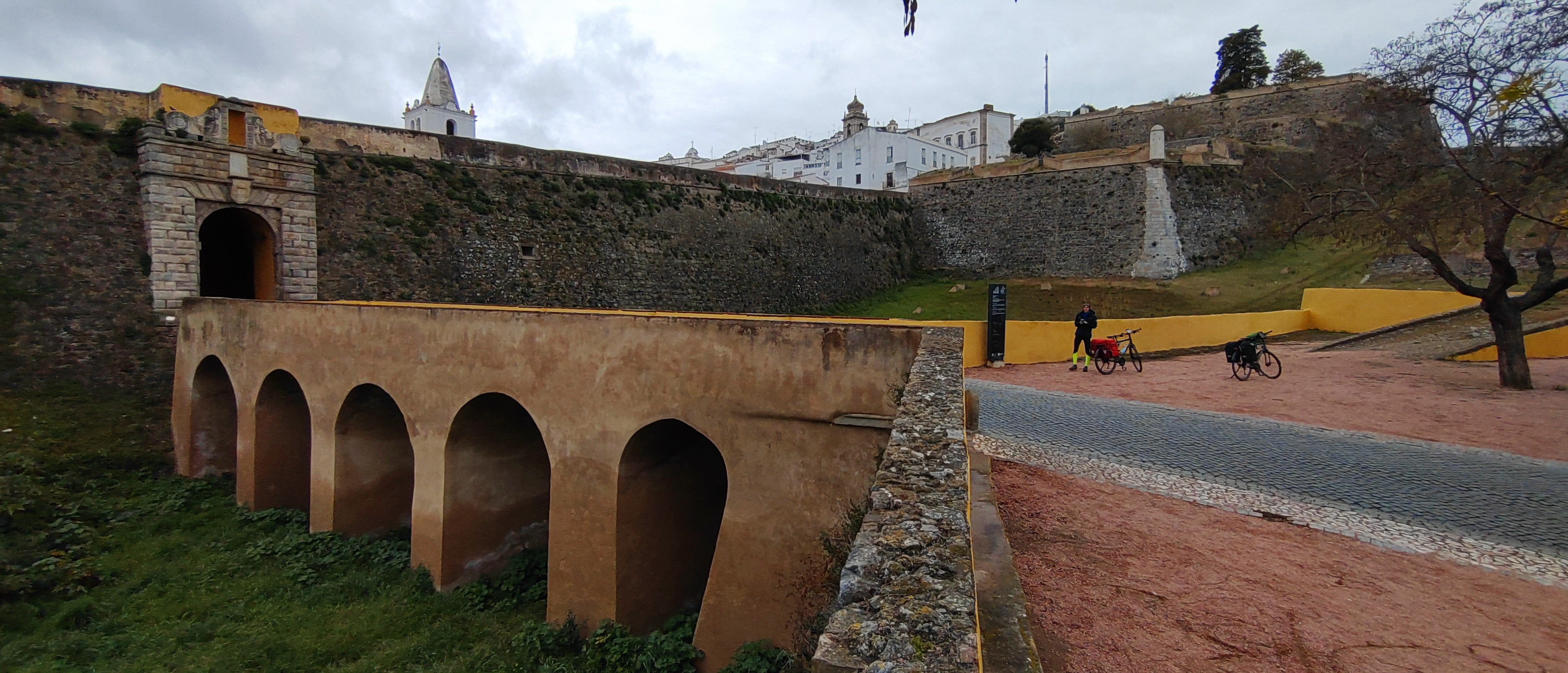
Portes de São Vincente de la place-forte d'Elvas, remaniée par Joannes Cieremans, considérée comme un bastion imprenable, pilier du système défensif portugais de l'Alentejo pendant la guerre de Restauration.

Chargé par le Conseil de guerre d'inspecter l'état des fortifications de la capitale, Cieremans supervise partir de 1644 la restructuration des fortifications de Lisbonne, Setúbal, Sesimbra et Outão. Revenu dans l'Alentejo avec le titre de superintendant des fortifications, et autorité sur les autres ingénieurs, y compris l'ingénieur en chef du royaume Charles Lassard, il travaille entre 1644 et 1647 sur les fortifications d'Évora, sur la forteresse d'Estremoz, ainsi que sur les portes et bastions de la deuxième ligne de fortifications de la ville, sur la forteresse d'Olivence, la forteresse de Campo Maior, le château de Vide, et il entame les travaux sur la forteresse de Juromenha, suspendus momentanément en raison des coûts élevés et des difficultés techniques, puis repris et achevés par Nicolas de Langres.
Cette vaste campagne de travaux, qui transforme le Portugal en réduit bastionné, permet aux Portugais de se concentrer sur leurs contre-offensives, et d'infliger des pertes élevées aux armées espagnoles. Ainsi, dès 1644, les forces portugaises sont en mesure de lancer des incursions en Castille : le général Matias de Albuquerque conquiert la ville de Montijo en Estrémadure, puis, le 26 mai 1644, remporte l'importante bataille de Montijo. La même année, le comte de Cantanhede, futur marquis de Marialva, prend l'importante place forte castillane de Valencia de Alcántara, que Lisbonne conservera tout au long de la guerre. Les troupes d'ordonnance portugaises, très avancées pour leur temps, s'avèrent très efficaces et permettent au Portugal d'avoir systématiquement le dessus dans la péninsule Ibérique et dans son Empire.

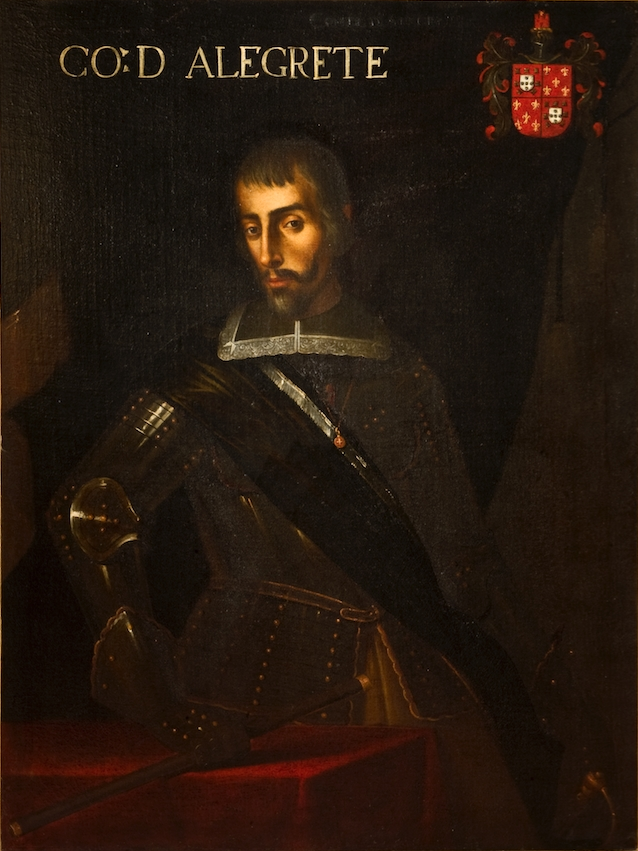
Le général Matias de Albuquerque, comte d'Alegrete, un des meneurs de la révolution de 1640 qui place sur sur le trône Jean IV de Bragance, et qui bat les Espagnols à la bataille de Montijo en 1644.

Les Espagnols réagissent par l'emploi de moyens massifs, en envoyant dans la seule Estrémadure jusqu'à plus de 20 000 soldats espagnols en 1650 (à comparer aux 27 000 qui se trouvent au même moment dans les Pays-Bas espagnols). Entre 1649 et 1654, près de 30% des dépenses militaires espagnoles (plus de six millions de ducats) sont affectées à la guerre contre le Portugal, chiffre qui monte encore pendant les grandes campagnes des années 1660, sans parvenir à faire plier les Portugais. En face, le Portugal parvient à financer son effort de guerre par d'importants impôts de guerre consentis par sa population, et par des taxes sur le commerce d'épices avec l'Asie et le commerce de sucre en provenance du Brésil, qu'il relance en rétablissant la situation de l'État des Indes à partir de 1641, en expulsant les Néerlandais d'Angola en 1648, et du Brésil en 1654. L'armée espagnole n'étant pas en mesure de faire la décision, les grandes batailles laissent place à une série d'escarmouches régulières proches de la frontière, d'invasions et pillages des villes frontalières de part et d'autre.

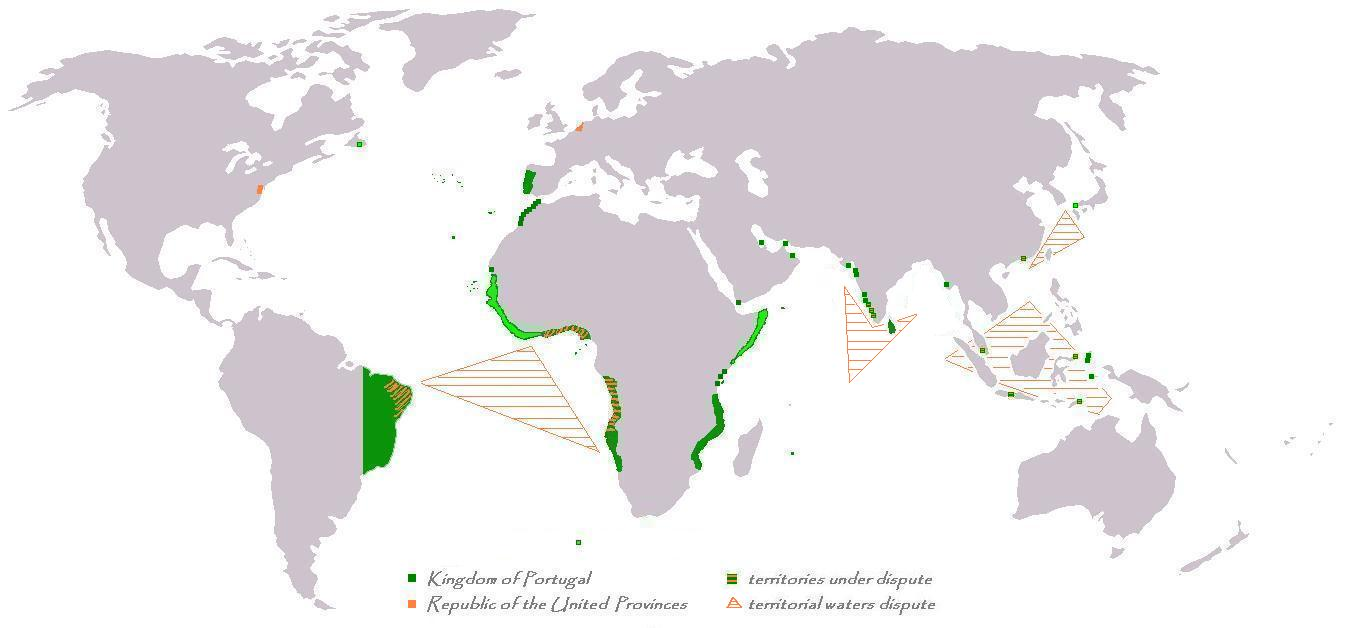
Guerre néerlando-portugaise de 1588-1654, qui oppose hors d'Europe l'Empire portugais, en vert foncé, aux Compagnies commerciales privées des Provinces-Unies (en vert clair). Les zones maritimes et terrestres disputées sont hachurées.

Le contexte international européen, de la guerre de Trente Ans, joue un rôle important, mais souvent indirect, dans le déroulement du conflit. Les années 1640 sont marquées par un relatif isolement du Portugal. Certes, au moment de sa révolte, le pays reçoit des manifestations de soutien des pays européens adversaires de l'Espagne, heureux de voir cette dernière affaiblie et Lisbonne libérée de sa tutelle. Le Portugal, qui était jusqu'alors associé à l'Espagne dans ses guerres, en profite pour conclure rapidement la paix en Europe avec la France, les Pays-Bas, l'Angleterre et la Suède, pour ne pas cumuler les ennemis. Mais cette paix signée en Europe ne s'applique pas sur les autres théâtres d'opération : en Afrique, en Amérique et en Asie, où les Portugais continuent à affronter, parfois violemment, les Français, les Néerlandais et les Anglais jusqu'à la fin des années 1650.
En Europe, l'alliance française, la seule formellement conclue, est fragile : la France n'appuie Lisbonne que mollement, et dans son propre intérêt, pour contrer le Royaume de Castille. L'Angleterre est empêtrée depuis 1640-1642 dans ses propres problèmes internes, avec sa guerre civile entre le Parlement et le roi, et à partir de mai 1649 le Commonwealth de l'Angleterre mis en place par Cromwell rejette les propositions d'alliance portugaises pour intensifier la guerre aux Indes, et même sur son littoral. Quant à la papauté, qui a toujours été l'alliée de la Castille, elle condamne la révolte du Portugal, refuse de recevoir l'ambassadeur du Portugal, et refuse de renouveler les évêques portugais à mesure qu'ils meurent. À la paix de 1668, il ne reste qu'un évêque dans tout le Portugal. Le soulagement apporté de l'extérieur est souvent indirect, notamment par la révolte des Pays-Bas en cours depuis 1566, la guerre franco-espagnole commencée en 1635 et la révolte de la Catalogne initiée en 1640, qui mobilisent une partie des forces espagnoles, et les détournent du Portugal.

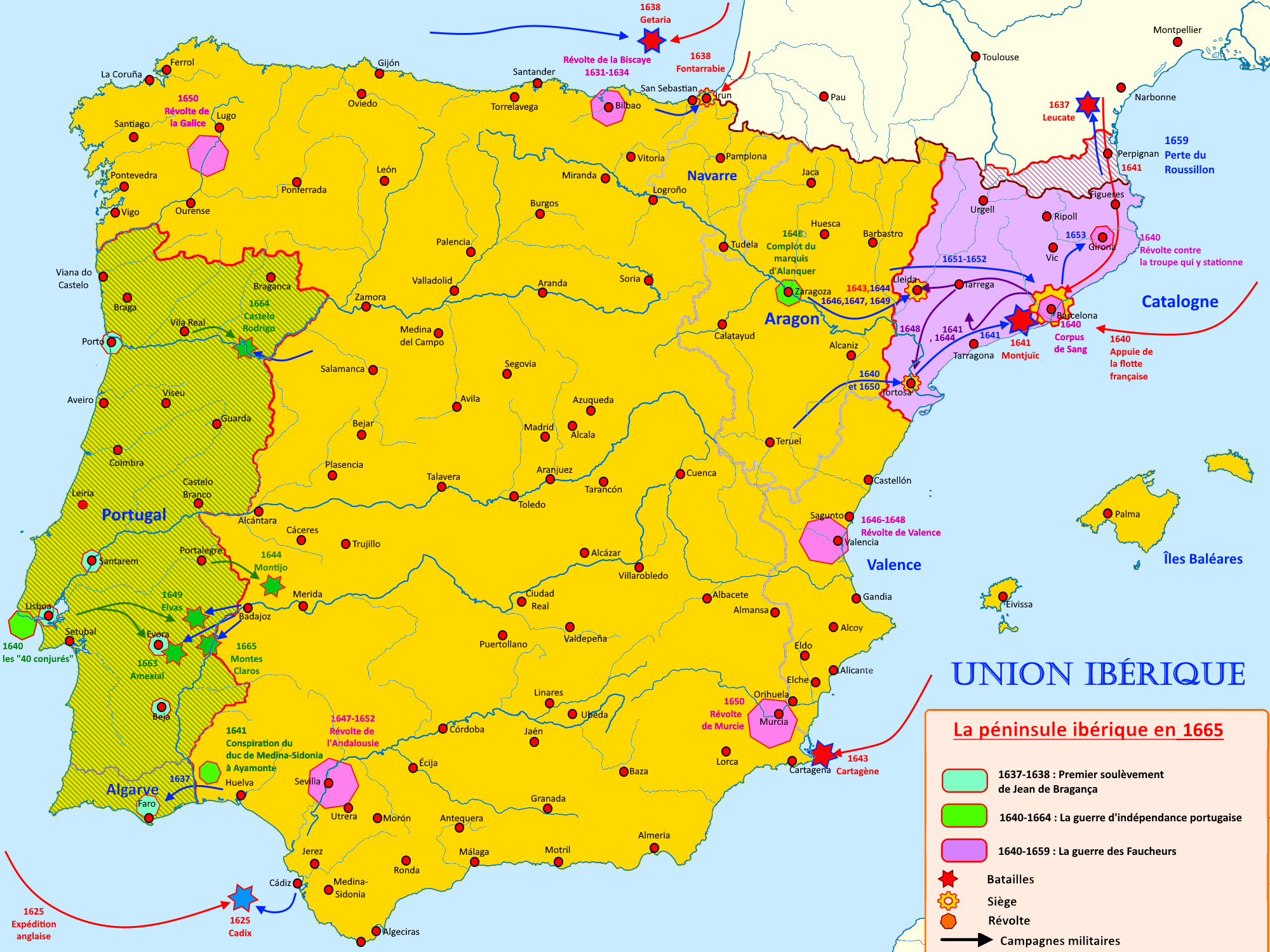
L'évolution de la situation politique et militaire dans la péninsule Ibérique de 1638 à 1665.

Les choses changent dans les années 1650, qui sont des années importantes sur les fronts politique et diplomatique, avec la remise en place les vieux systèmes d'alliance. Permise par la chute d'Oliver Cromwell, la réactivation de l'alliance avec l'Angleterre en 1654 améliore temporairement la position diplomatique et financière du Portugal et lui assure un soutien précieux pour repousser un grand raid naval espagnol sur Lisbonne. En revanche, la signature du Traité de Münster établissant la paix entre l'Espagne et les Provinces-Unies en 1648, et la signature en 1659 du traité des Pyrénées, qui met fin à la guerre entre la France et l'Espagne et à la révolte de la Catalogne, laisse l'Espagne libre de concentrer tous ses moyens contre le Portugal.

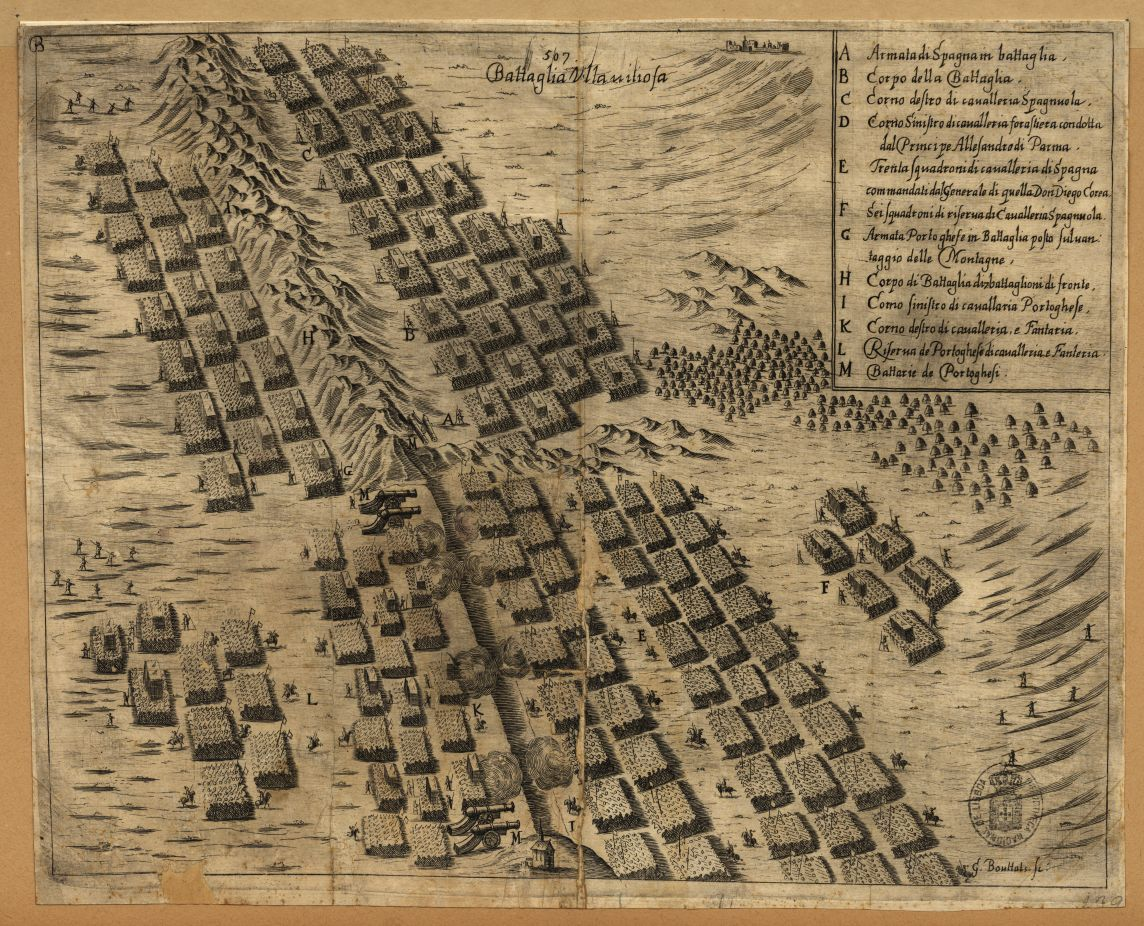
Bataille de Montes Claros du 17 juin 1665, célèbre victoire militaire du Portugal sur la Castille qui met fin à la Guerre de Restauration (1640-1668). Reconstitution basée sur les rapports militaires, gravure italienne du XVIIe siècle.

Les grandes offensives espagnoles qui suivent n'ont pourtant pas plus de succès que les précédentes, et aboutissent toutes à des victoires portugaises éclatantes, à la bataille d'Elvas le 14 janvier 1659, à la bataille d'Ameixial le 8 juin 1663, à la bataille de Castelo Rodrigo le 7 juillet 1664, et à la bataille de Montes Claros le 17 juin 1665. Cette série de quatre victoires consacre la supériorité militaire du Portugal, avec des pertes deux à quatre fois supérieures du côté espagnol, et porte un coup rude à l'image d'invincibilité de l'Espagne en Europe. La mort de Philippe IV d'Espagne en septembre 1665 et la montée sur le trône du jeune Charles II (1665-1694), âgé de quatre ans, entraînent des troubles politiques à Madrid, avec la révolte de l'oncle du roi, le bâtard Juan José d'Autriche, contre la régente Marie-Anne d'Autriche. Ces circonstances rendent plus difficile la tenue des opérations espagnoles. Comprenant que la guerre est une impasse et qu'elle ne parviendra pas à faire plier son voisin, l'Espagne se résout à arrêter ses offensives et entrer en négociations. Avec le traité de Lisbonne de 1668, négocié entre les deux parties par l'ambassadeur d'Angleterre Lord Sandwich, Madrid reconnaît définitivement l'indépendance du Portugal.
La longue guerre de Restauration du Portugal, qui a forcé le pays à une réorganisation en profondeur et l'a doté de forces armées efficaces, lui permet de se lancer dans une nouvelle expansion à partir du dernier quart du XVIIe siècle. Tout en s'appuyant sur les acquis de la période précédente, cette nouvelle expansion développe des logiques très différentes des Découvertes des xve siècle et xvıe siècles. Constatant la fin leurs monopoles maritimes orientaux, et prolongeant un mouvement initié dès la fin du xvıe siècle, les Portugais décident de verrouiller leurs littoraux par un renforcement de leur système de forteresses, de se rabattre sur leurs positions continentales, et de se lancer dans de vastes campagnes d'expansion terrestres, qui aboutissent à un agrandissement de leurs possessions coloniales au Brésil, qui multiplie sa superficie par deux, dans la vallée du Zambèze, dans le bassin du Congo et en Inde. Dans le même mouvement, ayant abandonné leurs projets de croisades, les Portugais décident de liquider leurs positions inutiles et trop coûteuses du Maroc : Ceuta est abandonnée à l'Espagne en 1640, Tanger offerte en dot à l'Angleterre en 1661, Mazagan restituée au Maroc en 1779, avec un transfert de sa population vers l'Amérique, dans la ville brésilienne de Mazagão, dans l'Amapá, près de Belém.
Du fait de son emplacement au cœur de l'Atlantique, de ses dimensions, et de son potentiel, le Portugal se concentre particulièrement sur le Brésil, qui devient l'épicentre de son Empire. L'Union ibérique, qui a rendu caduques pendant soixante ans les limites du traité de Tordesillas, a permis aux Portugais d'entamer leur progression vers l'intérieur du continent américain. Dès la fin du XVIe siècle, des aventuriers chasseurs d'esclaves appelés Bandeirantes partent de la côte, notamment de São Paulo et Rio, et pénètrent l'Amazonie, étendant progressivement l'aire de souveraineté du Portugal. La ville de Belém, fondée en 1621 par les Habsbourg pour verrouiller l'embouchure du fleuve Amazone, est depuis sa fondation un autre des pôles des expéditions vers l'intérieur. En 1637 l'expédition de Pedro Teixeira parvient à relier Belém à la ville de Quito, dans les Andes, puis à revenir à Belém en 1639. Au fil de ces expéditions, les Portugais fondent des villes, servant de relais aux explorateurs et commerçants, comme la ville de Manaus, fondée en 1669 sur les rives du Rio Negro, à proximité de son confluent avec l'Amazone. En moins d'un siècle, l'expansion portugaise au Brésil porte les limites de l'Empire aux marges du Rio Javari, à plus de 2 500 km de l'estuaire de l'Amazone. Avec plus de 8 millions de km2 au milieu du XVIIIe siècle, le Brésil constitue à lui seul l'un des plus vastes empires de la planète.
Les autres provinces de l'Empire ne sont pas négligées pour autant. En Angola, en Afrique orientale et en Inde, les Portugais restructurent leurs fortifications et construisent de puissantes fortetesses côtières, comme fort Jesus de Mombasa, ou la forteresse de l'île de Mozambique. Pour favoriser son expansion dans la vallée du Zambèze et en Inde du Nord, le Portugal établit un système habile de baux emphytéotiques, assimilés à des fiefs féodaux modernisés, les Prazos da Coroa, les « Concessions de la Couronne », attribuées à des Seigneurs de guerre chargés de leur défense et de leur exploitation, et ayant droit de les agrandir. Ce système, qui délègue l'expansion à des aventuriers privés, les Prazeiros, et est assis sur un système esclavagiste de masse, permet au Portugal de démultiplier sa zone d'influence dans la vallée du Zambèze, et de poser les fondations continentales du Mozambique colonial et actuel.
Tout en étant très indépendantes les unes des autres, les différentes provinces de l'Empire sont très complémentaires. Dans l'Atlantique, l'Angola est un pourvoyeur vital d'esclaves pour les plantations eu Brésil, de São Tomé et du Cap-Vert. Au Brésil, les plantations de sucre et de tabac assurent à Lisbonne des revenus colossaux, nécessaires à l'entretien, à la défense et à la logistique de l'Empire. Le commerce du tabac est placé sous monopole d'État en 1674. À la culture du sucre et du tabac, s'ajoute à partir de 1729 celle du café, dont la production atteint 1,2 tonne en 1779. Le Brésil fournit en outre le bois et les métaux nécessaires a la construction navale. Dans l'océan Indien, les possessions d'Inde fournissent à la fois des épices indiennes (poivre, gingembre, cannelle), des tissus, des métaux, et le thé destinés à l'Europe, mais aussi les cotonnades, artefacts, armes et munitions destinés aux établissements de la côte du Mozambique, qui les vendent aux seigneurs de guerre portugais de la vallée du Zambèze, pourvoyeurs d'ivoire et d'or. En mer de Chine méridionale, Macao sert d'emporium aux marchandises chinoises et d'Extrême-Orient : porcelaines, soieries, thé, tandis que Timor a le même rôle pour les épices d'Insulinde, poivre et clou-de-girofle.
Placée au cœur de l'océan Indien, Goa reste le centre administratif, politique et logistique de l'Empire en Orient, notamment avec son arsenal et son chantier naval. La capitale de l’État des Indes est elle-même reliée par la Carrière des Indes au Brésil, relai et cœur dans l'Atlantique de tout le réseau maritime de l'Empire, qui débouche à Lisbonne, sous régime de strict monopole. Au milieu des années 1690, débute l'exploration minière du Brésil, où sont découverts de l'or et des pierres précieuses. Immédiatement, des quantités colossales d'or et de diamants, prélevées par le système du quinto do ouro (prélèvement royal de 20% sur tout or extrait des mines brésiliennes), sont acheminées du Brésil vers Lisbonne. En 1697, Rouillé, l'ambassadeur français à Lisbonne, mentionne l'arrivée de 115,2 kg d'or brésilien. Cette quantité monte à 725 kg en 1699, puis a 1,775 tonnes en 1701, pour se maintenir pendant plusieurs décennies au-dessus d'une tonne d'or annuelle. Commence alors le cycle de l'or brésilien, qui permet à la monarchie portugaise d'entrer dans un nouvel Âge d'or.

### Absolutisme et réformes «pombalines»

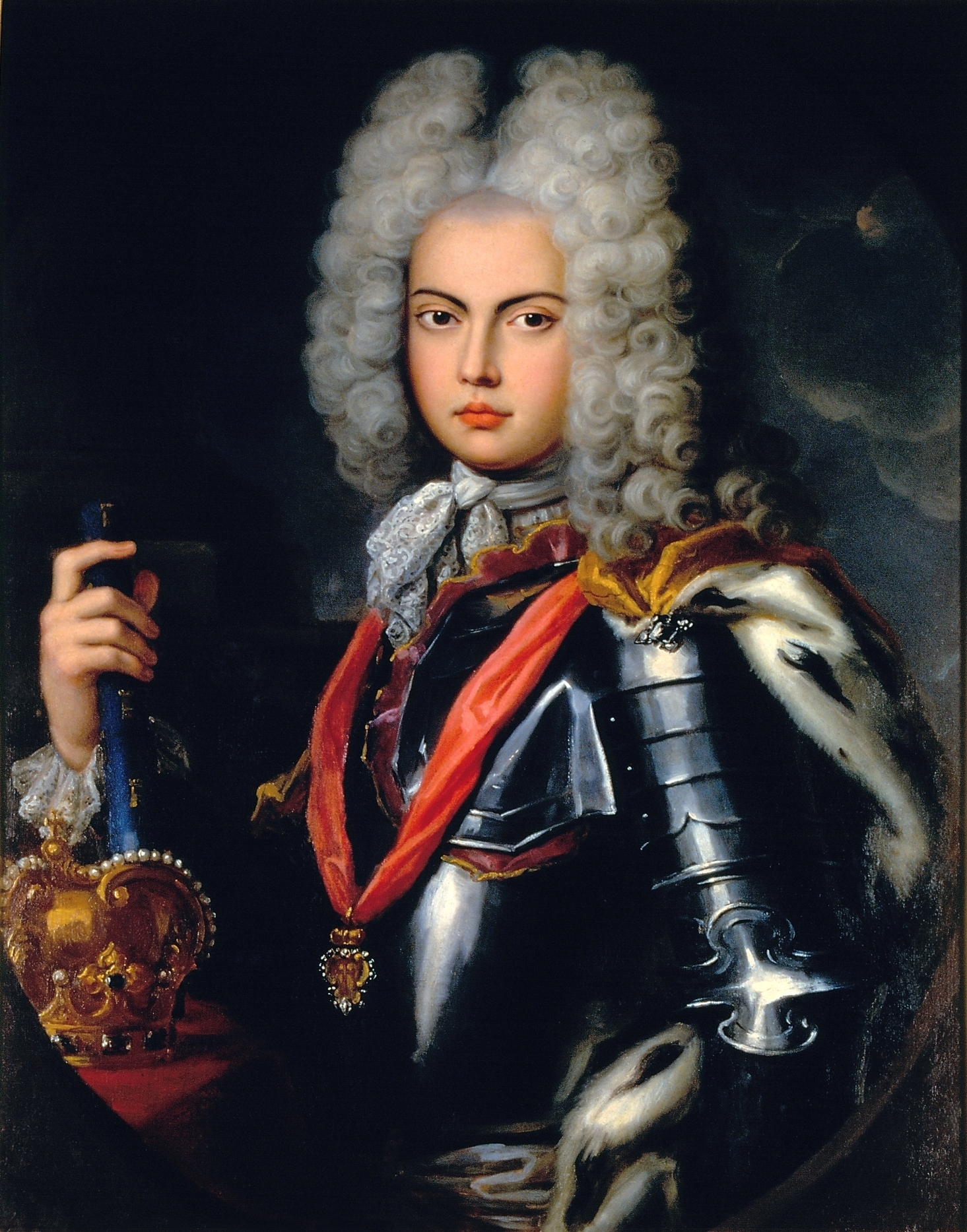
Le roi Jean V de Portugal (1706-1750), fondateur au Portugal de l'absolutisme. Par Pompeo Batoni, Palais National d'Ajuda.

Alors que les rois de la dynastie restaurée de Bragance avaient eu le soin depuis 1640 d'associer les différents éléments de la société à leur gouvernance pour asseoir leur légitimité, le roi Jean V  (1706-1750) peut, grâce à cette nouvelle expansion de l'Empire et cet afflux de richesses, régner avec un degré d'indépendance, de puissance et de faste inédits depuis le XVIe siècle. D'un point de vue politique, cette situation se traduit par une révolution absolutiste qui bouleverse le fonctionnement des institutions et les équilibres du pouvoir portugais. Solidement établi dans sa légitimité par les victoires de ses prédécesseurs, et n'étant plus tenu à négocier avec sa population par les besoins de l'impôt ou de la guerre, le roi ne convoque jamais les Cortes  portugaises, l'équivalent portugais des états généraux français, et ignore systématiquement les réunions du Conseil d'État, le plus grand organe consultatif du royaume, composé de nombreux évêques, nobles et bureaucrates.

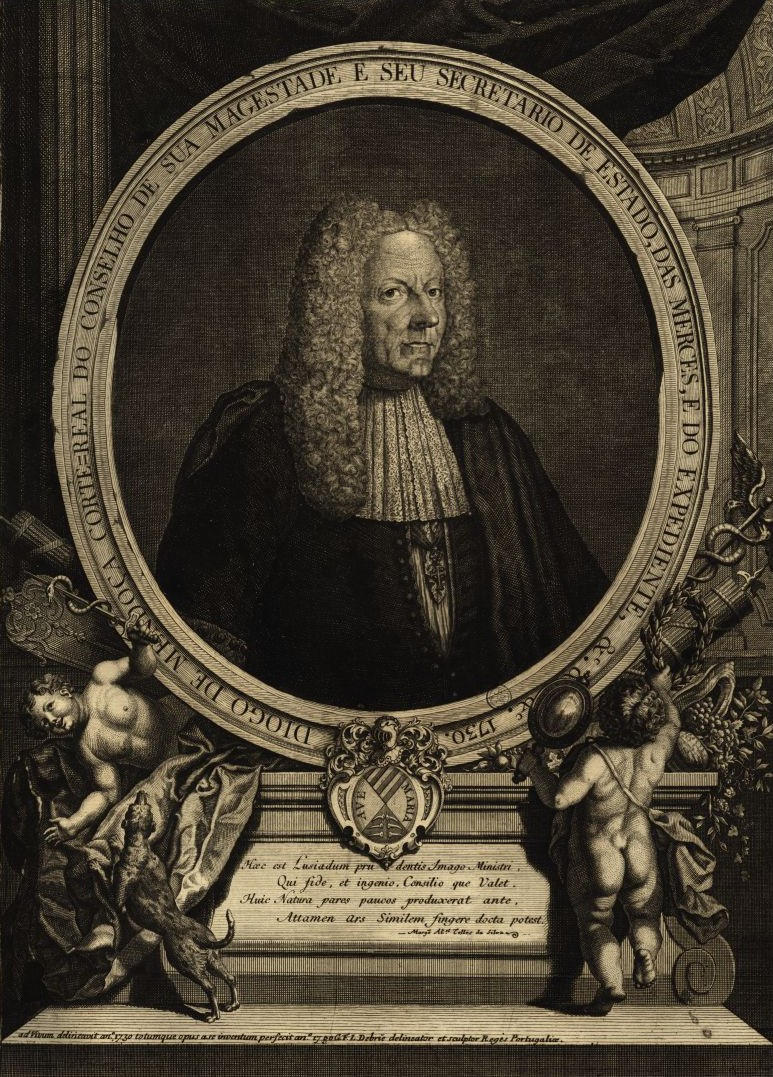
Diogo de Mendonça Corte Real, favori du roi Jean V, membre du Conseil Royal et Secrétaire d'État du Royaume jusqu'à sa mort en 1736, sorte de ministre plénipotentiaire, faisant fonction de Premier Ministre.

Le roi ne gouverne pas seul pour autant. Aux grandes institutions s'imposant à lui de l'extérieur, qu'il considère incompétentes et pléthoriques, le roi préfère s'entourer d'un cercle restreint de conseillers bien informés pour être conseillé, et il tient des audiences hebdomadaires intimes avec les membres des trois ordres. Pour faire appliquer ses décisions et pour administrer son royaume, il s'appuie sur une administration complexe, animée par la figure du Secrétaire d'État du Royaume, l'équivalent de Premier ministre, poste attribué systématiquement à ses favoris, notamment Diogo de Mendonça Corte-Real,, que le roi consulte sur chaque question.
Les grandes institutions conservées sont des institutions de gestion importantes, mais sans rôle politique, qui ne risquent pas de s'opposer à lui. Ainsi, Jean V maintient le Conseil des Trois États, un conseil gouvernementale créé par son grand-père Jean IV (1640-1656) pour gérer les finances, l'entretien des installations militaires, la levée de troupes et la fiscalité liée à la défense. En revanche, il en choisi soigneusement les membres, ne sélectionnant que ceux jugés les plus compétents et les mieux informés . De la même façon, il maintient le Conseil du Trésor, qui gère les finances du Portugal et de son empire, la collecte des impôts, la comptabilité budgétaire de la majorité des organisations du Royaume (à l'exception de l'armée dévolue au Conseil des Trois Ordres), et qui exerce son autorité sur la Casa da Índia, la Monnaie royale ainsi que les douanes sur tout le territoire portugais .
Derrière cette pratique personnelle du pouvoir, se posent de vraies questions de philosophie politique. Qualifié par le diplomate Luís da Cunha de « despote » pratiquant un « gouvernement d'absolutiste », le monarque portugais est un absolutiste par conviction. Profondément croyant, habité par sa fonction, et imprégné des devoirs attachés à la fonction de roi, qu'il conçoit comme un métier, il croit que le pouvoir, le droit, la Justice et l'autorité, expressions de la volonté divine, émanent uniquement de la personne du souverain, incarnation de toutes les souverainetés, à laquelle toutes les autres personnes et juridictions doivent être complètement subordonnées. Il considère également les revenus tirés de l'Empire comme un don divin visant à lui donner les moyens de mener sa politique et renforcer la foi catholique, au Portugal et dans le cadre du padroado.
Cette puissance politique accrue de la monarchie et ce système de croyances se traduisent par une politique d'affirmation internationale. Dans la péninsule Ibérique, le Portugal s'implique activement dans la Guerre de Succession d'Espagne. À partir du traité de Methuen de 1703, le pays devient le principal centre opérationnel de la grande coalition opposée aux Bourbons. En 1704, Lisbonne rapatrie une partie des troupes affectées à la colonia del Sacramento brésilienne en vue d'opérations de grande ampleur dans la péninsule. En 1706, l'armée portugaise menée par le marquis des Minas envahit l'Espagne, et conquiert Madrid le 25 juin, et y fait proclamé roi Charles de Habsbourg. Seule l'intervention énergique de la France, et la défaite des coalisés le 25 avril 1707 à la bataille d'Almansa, permet de rétablir Philippe V sur son trône. À l'issue du conflit, qui se prolonge encore six ans, Lisbonne rétablit ses relations avec la France et l'Espagne de Philippe V, mais le Portugal est désormais un allié indissociable de l'Angleterre, par l'alliance anglo-portugaise, et un adversaire déterminé et presque systématique du Pacte de Famille bourbonien associant la France et l'Espagne. 

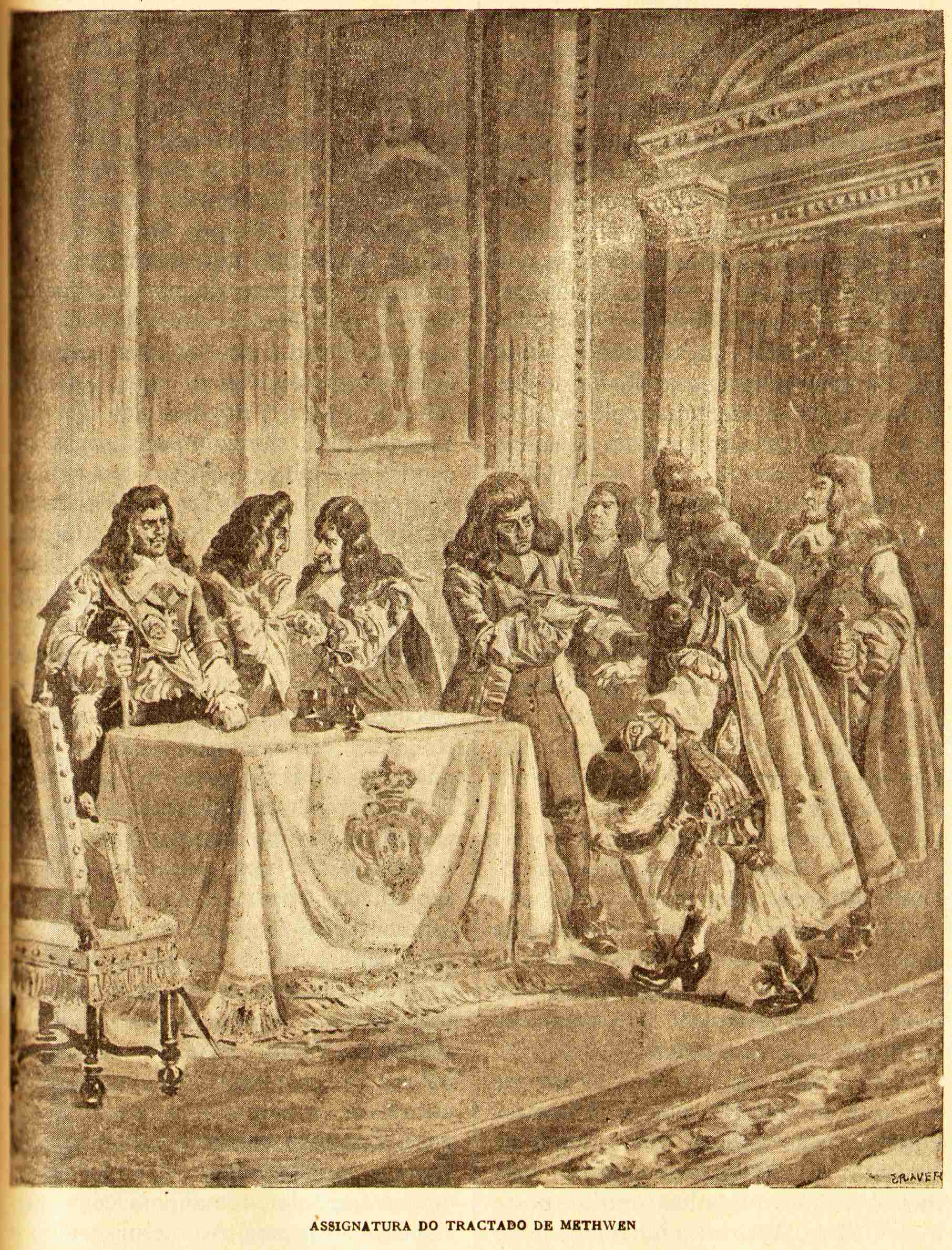
Signature du Traité de Methuen, en 1703, par Alfredo Roque Gameiro dans le livre História de Portugal, Popular e Ilustrada.

Alors que le Portugal se couvre de monuments somptueux, et que la monarchie déploie une politique de faste, paradoxalement, cette nouvelle expansion de l'Empire et cet afflux de richesses amènent progressivement le pouvoir portugais à négliger le développement et l'économie du pays, qui est placé dans un système de rente coloniale, et devient profondément dépendant de ses possessions impériales et des autres pays européens. Alors que le Portugal avait des niveaux de production manufacturière similaires ou supérieurs à ceux de l'Angleterre dans les domaines textile et viticole à la fin du XVIIe, le gouvernement portugais tend à délaisser son industrie textile pour se concentrer prioritairement sur les industries minières et sucrières coloniales, sur le commerce de l'Empire, à plus forte plus-value, et sur l'écoulement de sa production viticole en Europe. Ces richesses servent pour payer des produits importés, majoritairement d'Angleterre. Le volet économique du traité de Methuen, signé en 1703, qui délègue les fournitures industrielles à l'Angleterre, en échange de facilités pour les vins portugais, place le Portugal sous quasi tutelle manufacturière de Londres pour les produits manufacturés courants, notamment le tissu, et constitue un coup dur pour le secteur textile portugais. Cette tutelle économique, qui s'accompagne d'une imbrication des deux économies, est le pendant d'une protection militaire assurée par l'allié britannique, première puissance navale du monde, qui assure au Portugal son soutien pour maintenir l'intégrité territoriale de son empire.
Les conséquences de ce système économique sont très vite perçues par les élites portugaises. Dès le règne de Jean V (1706-1750), le philosophe et diplomate Luís da Cunha alerte la Couronne sur le fait que l'afflux de lainages anglais conduit au déclin de l'industrie lainière portugaise. L'accent mis sur la production vinicole, tout en apportant la prospérité à certaines régions, laisse le Portugal fortement dépendant de l'Angleterre comme principal acheteur de vin, et se fait au détriment d'autres secteurs agricoles. Il détourne en outre le pays de sa voie vers l'industrialisation,,. Au milieu du xvıııe siècle, il n'existe presque plus d'industrie textile dans le royaume. La majorité des tissus sont importés d'Angleterre, et le commerce externe se base prioritairement sur l'industrie du vin. La nécessité de revoir le modèle de développement économique du royaume est patente au milieu du xvıııe siècle. Une nouvelle politique est impulsée sous le règne de Joseph Ier, qui succède à Jean V. S'ouvre alors une période de grandes réformes, destinées à pérenniser l'affirmation de l'autorité royale et la pratique absolutiste du pouvoir.
Plus que par le roi Joseph Ier lui-même, pourtant surnommé "Le Reformateur", cette période est dominée par la figure de Sebastião José de Carvalho e Melo, plus connu sous le nom de marquis de Pombal, Premier ministre entre 1750 et 1777. Cet homme d'État de confiance, auquel le roi choisit de déléguer la conduite des affaires, est considéré par l'historiographie contemporaine comme un modèle de despote éclairé, et l'incarnation politique du siècle des Lumières portugaises. Il est aussi considéré comme un précurseur de la construction de l’État moderne au Portugal, et du système de dictature administrative qui s'imposera à plusieurs reprises dans l'histoire du pays.
Pour inverser la situation économique dans laquelle il trouve le pays, le Premier Ministre portugais établit de grandes réformes mercantilistes, connues sous le nom de « réformes pombalines », destinées à rendre le Portugal économiquement autonome au moyen de l'expansion du territoire brésilien, de la rationalisation de l'administration du Brésil ainsi que de réformes fiscales et économiques en métropole et dans l'empire ,. Pour rationaliser et optimiser les finances, une série de monopoles et de mesures de régulation de l'économie sont établis ou renforcés, notamment sur les secteurs stratégiques du vin, de la pêche, du commerce du tabac et du sucre. Ces mesures ne sont pas sans soulever de contestations. En 1757, une révolte populaire contre la « Compagnie Générale d'Agriculture des Vins du Haut Douro », qui a augmenté le prix du vin dans les tavernes dont elle a le monopole, est réprimée impitoyablement  par le marquis. La ville de Porto est occupée par des milliers de soldats, des procès sommaires sont organisés et plusieurs personnes sont pendues ,. La nécessité d'imposer ces réformes et de développer un secteur manufacturier puissant au Portugal est rendue encore plus impérative par les dépenses excessives de la couronne portugaise, le tremblement de terre de Lisbonne de 1755, les dépenses liées aux guerres avec l'Espagne pour les territoires sud-américains ainsi que l'épuisement des mines d'or et de diamants au Brésil.

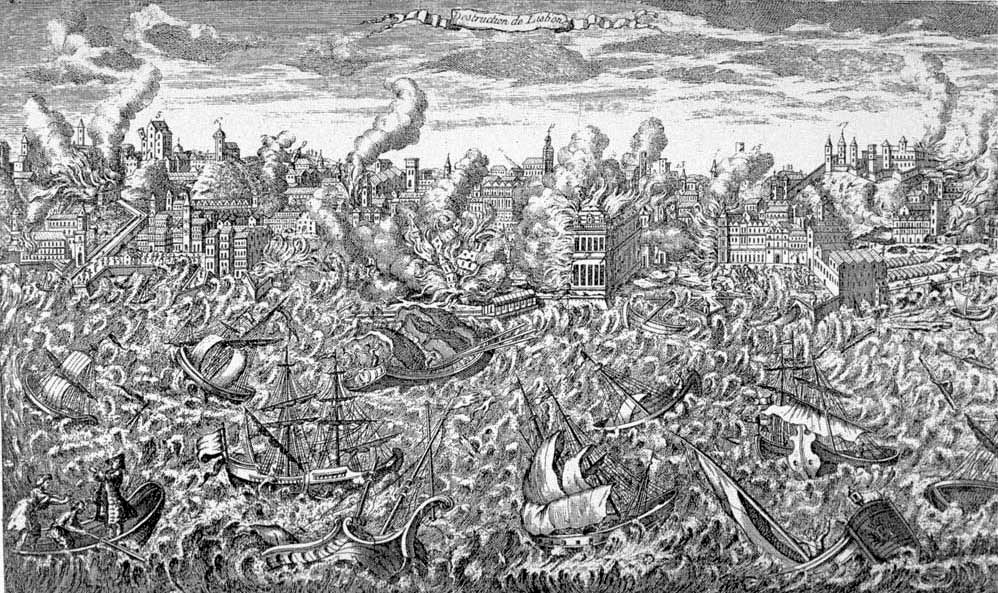
Cette gravure de 1755 montre les ruines de Lisbonne en flammes et le raz-de-marée submergeant les navires du port.

Le 1er novembre 1755, un tremblement de terre de magnitude de 8,75 sur l'échelle de Richter ravage Lisbonne, provoquant incendies, raz-de-marée et scènes de paniques. On compte environ 60 000 morts et 85 % des habitations sont détruites, dont le palais royal, avec la bibliothèque et ses archives. Alors que la famille royale fuit la capitale en ruines pour se refugier à Ajuda, et que nombre de grands prédicateurs comme le jésuite Gabriel Malagrida voient dans ce cataclysme une punition divine contre le Portugal, Pombal décide de tirer parti de la catastrophe et d'en faire l'occasion d'affirmer l'autorité royale et de démontrer ses compétences.
Par une action publique vigoureuse, le Premier Ministre s'attache d'abord à ramener l'ordre, assainir la ville, rassurer la population et conserver les habitants sur place, en muselant les mauvais prophètes. En parallèle, il lance une action de soins et salubrité publique de grande ampleur qu'il résume dans sa célèbre citation : « Enterrer les morts et guérir les vivants. ». Des mesures d'hygiène drastiques sont imposées à la population en urgence, des distributions alimentaire organisées régulièrement, des moyens prioritaires affectés aux hôpitaux, les morts enterrés rapidement. Grâce à ces mesures, malgré la calamité, Lisbonne ne souffre pas d'épidémies, et la situation est stabilisée rapidement.

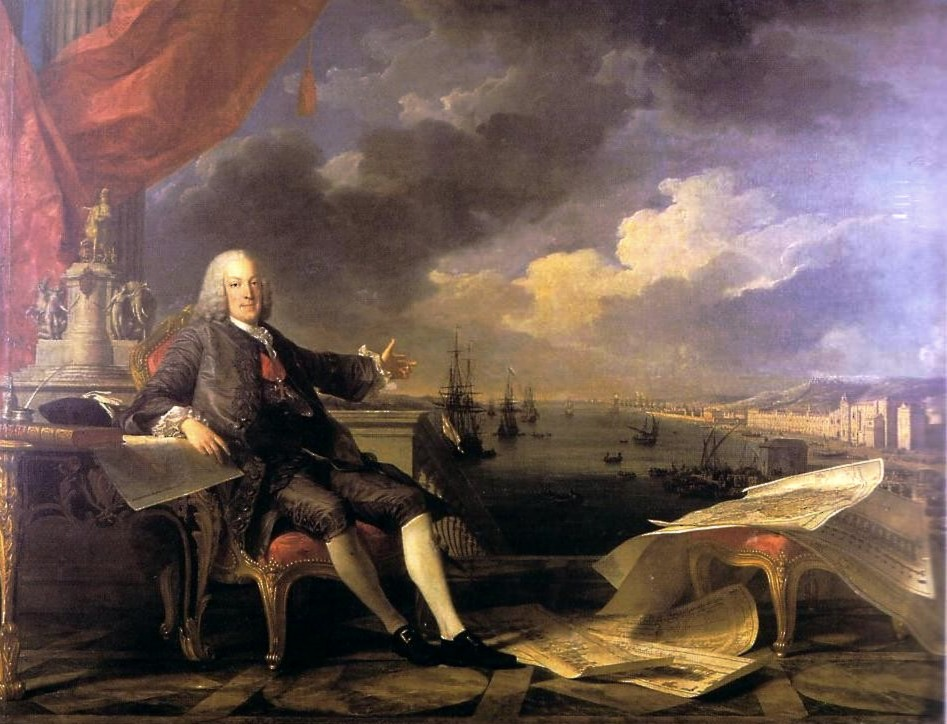
Le Marquis de Pombal dévoilant Lisbonne reconstruite suivant un schéma moderne et rationnel, par Louis-Michel van Loo et Claude-Joseph Vernet, 1766.

Profitant des destructions occasionnées par le tremblement de terre et le tsunami, le Ministre décide de reconstruire la partie basse de ville où siégeait le pouvoir royal sur un plan rationnel, très novateur pour l'époque, associant rues pavées très larges et tracé urbain à angles droite. L'effort et les moyens déployés sont tels qu'en moins d'un an, la capitale portugaise est partiellement reconstruite et peut reprendre l'ensemble de ses activités économiques et politiques. Le nouveau quartier royal, la célèbre Baixa pombalina, devient un symbole du renouveau de la monarchie et de l'affirmation du pouvoir royal. Ce qui était une catastrophe est devenu l'occasion de manifester une renaissance du pays.
Pendant les cinq années qui suivent, l'action de Pombal pour affirmer la prééminence politique de la Couronne se déploie sur tous les fronts. Profitant d'une tentative d'assassinat perpétrée sur le roi le 3 septembre 1758, Pombal lance une série de grands procès destinés à à briser et soumettre la haute noblesse portugaise. Pour cela, il crée le 9 décembre 1758 un « Tribunal d'enquête spécial », dont lui-même et les autres secrétaires d'État sont membres. À l'issue des procès, environ soixante personnes sont condamnées par le tribunal le 12 janvier 1759. Plusieurs grands nobles, dont des membres de la puissante famille Távora et le duc d'Aveiro sont condamnés à mort, tandis que d'autres nobles sont condamnés à une peine d'emprisonnement à durée indéterminée. La brutalité des exécutions publiques suscite à l'époque la controverse en Europe.
Dans la foulée de ces procès, le marquis s'attaque aux ordres religieux, et en particulier au puissant ordre jésuite. Considérant les Jésuites comme un État dans l’État, ayant une emprise excessive sur la Science, l'opinion publique, l'éducation,, et responsables de désordres dans l'Empire, notamment de la Guerre des Guaranis, Pombal décide de nommer son frère, Paulo António de Carvalho e Mendonça, inquisiteur en chef, et d'utiliser la puissante Inquisition contre les jésuites. Au fil des procès, l'ordre est décimé au Portugal et dans son Empire. Prenant prétexte de la multiplication des condamnations, Pombal décrète l'expulsion pure et simple de la Compagnie de Jésus du Portugal le 19 janvier 1759. Tenace dans ses haines, en décembre 1760, il dénonce lui-même à l'Inquisition et fait brûler le prédicateur jésuite Gabriel Malagrida en place publique pour hérésie et fausses prophéties. En s'attaquant aux jésuites, Pombal devient un précurseur dans toute l'Europe et ses colonies. Après avoir été bannie du Portugal la Compagnie est expulsée de France en 1763, d’Espagne et de ses colonies et du royaume de Naples en 1767, de Parme en 1768, et finalement supprimée universellement par le bref apostolique Dominus ac Redemptor du pape Clément XIV, le 21 juillet 1773.
Ayant résolu la situation de Lisbonne, rationalisé les revenus de l'Empire, réorganisé les finances du pays, et ayant établi la prééminence politique de la Couronne au Portugal, Pombal s'attaque aux questions géostratégiques extérieures. En février 1761, il interdit l'importation d'esclaves vers le Portugal continental et l'Inde pour rediriger les flux vers le Brésil, et stimuler le commerce d'esclaves noirs vers la colonie. Dans la foulée, il organise la fondation de deux compagnies à capitaux privés, auxquelles il participe directement, la Compagnie de Grão-Pará et Maranhão ainsi que la Compagnie générale de Pernambuco et Paraíba, ayant pour activité principale est précisément le trafic d'esclaves. La liste des actionnaires des deux compagnies comprend, outre le marquis, de nombreux nobles et ecclésiastiques proches du pouvoir,. Portés par ces mesures, les revenus liés au trafic négrier explosent. Entre 1757 et 1777, un total de 25 365 esclaves noirs sont importés au Pará et au Maranhão, au Brésil, depuis des ports d'Afrique occidentale.
Les innovations géostratégiques touchent aussi au domaine militaire. À l'occasion de l'invasion espagnole de 1762-1763, et de la guerre Fantastique qui s'en suit, le Portugal a recours à l'aide des Britanniques. Tout en reconnaissant l'importance de l'alliance anglaise, le Pombal décide de s'attaquer à l'influence excessive de ces derniers,. Pour rendre le Portugal plus indépendant d'eux militairement, il nomme Frédéric-Guillaume Ernest zu Schaumburg-Lippe, un grand stratège et théoricien militaire allemand, commandant des forces anglo-portugaises, avec la charge d'organiser une grande réforme de l'armée et des places fortes portugaises. Sous l'autorité de ce dernier, les forces anglo-portugaises associent deux méthodes de combat innovantes, qui connaîtront un développement important un demi-siècle plus tard en Europe, à partir des guerres napoléoniennes, et plus largement partout dans le monde aux XIXe et XXe siècles :la guerre de guérilla menée avec une grande efficacité par les milices portugaises contre les troupes franco-espagnoles, et la politique de la terre brûlée pratiquée par le comte de Schaumbourg-Lippe qui commande l'armée régulière anglo-portugaise. Par l'association de ces deux tactiques, sans livrer de grande bataille frontale, l'alliance anglo-portugaise parvient à mettre totalement en déroute l'armée franco-espagnol, pourtant cinq fois supérieure en nombre, en lui infligeant des pertes immenses, avec la moitié de ses hommes tués, blessés ou prisonniers. Ce conflit, qui se solde par une victoire décisive de l'Alliance anglo-portugaise, force la France et l'Espagne à signer le traité de Paris en 1763, qui met un terme à la guerre de Sept Ans, consacre la suprématie britannique sur le continent et dans le monde, et entraîne la perte du Canada français. 

### Le XIXe siècle, entre libéralisme et absolutisme
Le XIXe siècle portugais commence, comme pour le reste du continent, avec la Révolution française, qui abolit l'Ancien Régime dans le plus grand pays d'Europe, et voit l'exécution du roi Louis XVI en janvier 1793. Pour ne pas briser l'alliance avec l'Angleterre, le Portugal refuse d'adhérer au blocus continental décrété par Napoléon.  En conséquence il fut esvahi par les armées napoléoniennes en 1807. La cour et la famille royale portugaise se réfugient au Brésil. Lisbonne n'est plus la capitale du Royaume-Uni portugais, celle-ci étant transférée à Rio de Janeiro, où il reste jusqu'en 1821, quand Jean VI est rappelé par les Cortes à Lisbonne pour la première Constitution. Dans l'année suivante, le 7 septembre 1822, son fils Pedro, futur roi Pedro IV, se proclame empereur du Brésil indépendant.
Pendant le XIXe siècle, le Portugal vit des perturbations politiques et sociales (une guerre civile et des révoltes ainsi que des soulèvements militaires, comme la révolution de septembre 1836, la révolution du Minho, celle de Patuleia…). À la fin du XIXe siècle, les ambitions coloniales portugaises se distinguent de celles des Anglais, différence qui est à l'origine de l'ultimatum britannique de 1890. Les concessions aux exigences britanniques et les problèmes nationaux discréditent la monarchie. Charles Ier et le prince héritier Louis Philippe de Bragance sont assassinés le 1er février 1908. La monarchie se maintient pendant deux ans, sous le règne de Manuel II, mais une révolution l'abolit le 5 octobre 1910 à la suite de laquelle le Portugal devient une république.

### Première République, Estado Novo et retour à la démocratie parlementaire

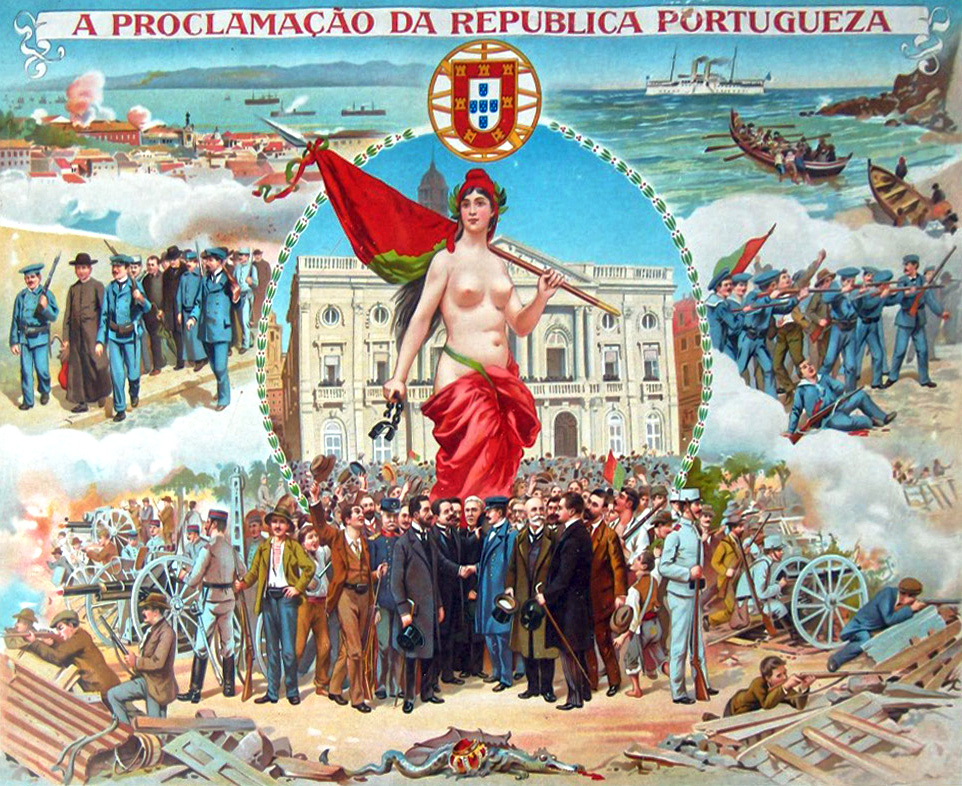
Allégorie de la proclamation de la República Portuguêsa en 1910.

Le 5 octobre 1910, peu après la proclamation de la République, le jeune roi Manuel II s'exile en Angleterre. À peine arrivés au pouvoir, les Républicains engagent une série de réformes autoritaires qui bouleversent l'ordre social et économique du pays, et qui ruinent ses finances publiques. Parmi les mesures les plus controversées, figure la Loi de séparation de l'Église et de l'État de 1911, qui prive l'Église catholique de son statut de religion officielle, et la dépouille de tous ses droits et prérogatives spéciaux, alors que son rôle culturel et social est central dans la société portugaise. Cette mesure, qui choque l'opinion, laisse un vide institutionnel que le nouveau pouvoir n'a pas les moyens financiers et humains de combler. Elle entraîne une rupture immédiate des relations entre le Portugal et le Saint-Siège, et une condamnation du régime, qui pèsera considérablement sur ce dernier.

Pendant la Première Guerre mondiale, le nouveau régime envoie un corps expéditionnaire portugais combattre aux côtés de la Triple-Entente, afin de se positionner sur la scène internationale et de préserver la situation des colonies. Mais faute de moyens, et du fait de l'instabilité interne, ce corps expéditionnaire est en partie abandonné à son sort, alors qu'il fait face à des pertes importantes lors de la bataille de La Lys en 1918. Après plusieurs années de réformes controversées et d'instabilité politique marquées par des luttes internes, comme la nuit sanglante de 1921, la Première République portugaise est renversée le 28 mai 1926, par le coup d'État militaire conduit par le maréchal Gomes da Costa, un ancien général de la Première Guerre mondiale. La République, qui a été incapable de maintenir l'ordre, de mettre fin aux pénuries alimentaires, et qui laisse une situation budgétaire catastrophique, est renversée dans l'indifférence générale, tandis qu'une large partie de la population soutient le coup d'État.

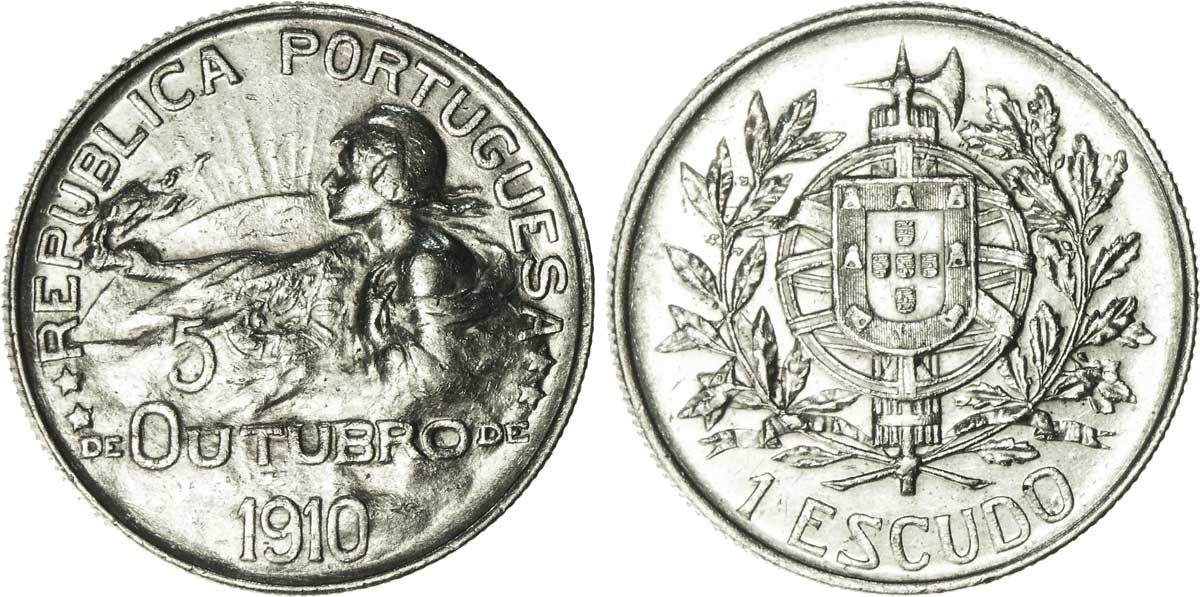
Pièce d'un escudo commémorant la naissance de la République proclamée le 5 octobre, frappée en 1914. L'instabilité monétaire et l'inflation endémique font partie des principaux problèmes auxquels est confrontée la Première République portugaise.

Le régime issu du coup d'État du 28 mai 1926 se transforme en Dictature militaire en suspendant la Constitution de 1911, et en mettant fin au régime parlementaire, considéré comme le principal responsable des désordres. Toutefois, aux yeux des militaires, cette situation est transitoire, et une dictature militaire ne faisant pas un régime, il est nécessaire d'instituer un nouveau régime républicain ayant une assise populaire, doté d'une nouvelle constitution. Après avoir rétabli l'ordre et purgé les anciennes élites républicaines, la transition vers un régime civil est engagée en 1928, avec l'organisation d'élections au suffrage universel du président de la République. La victoire du général Óscar Carmona offre aux militaires une légitimité nationale pour élaborer un nouveau régime.
Par les élections de 1928, la dictature militaire, en vigueur depuis 1926, laisse officiellement place au régime de la « Dictature nationale » (Ditadura Nacional), un régime présidentiel autoritaire, centralisé, de type bonapartiste. À présent que la vie politique du pays est stabilisée, le nouveau pouvoir sait qu'il doit résoudre rapidement la crise économique grave dans laquelle il a trouvé le Portugal en 1926, sous peine de voir les contestations reprendre.

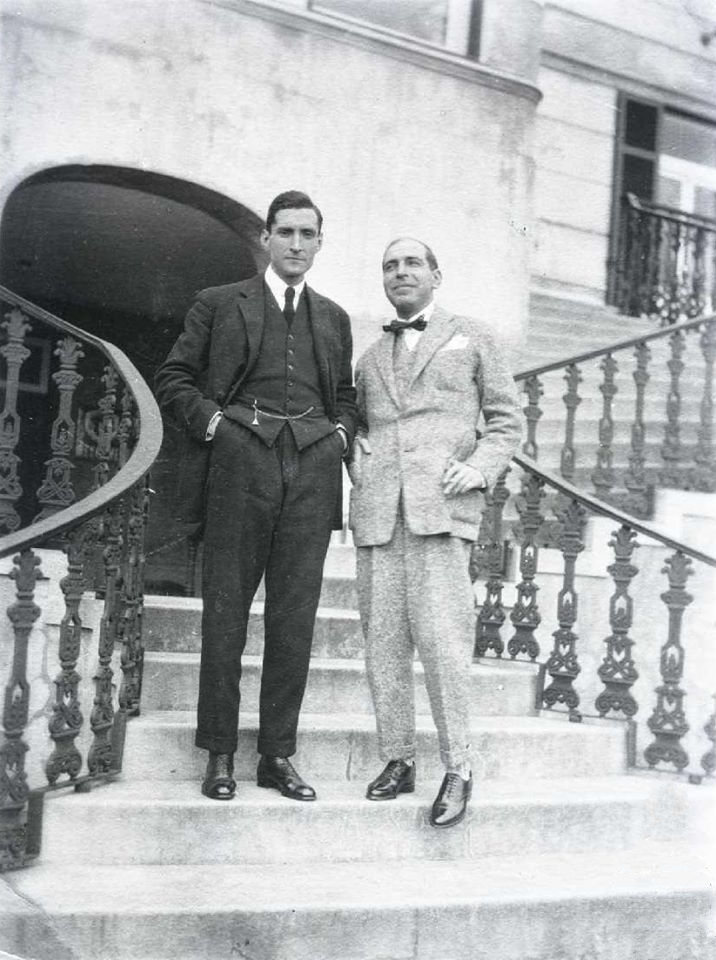
António de Oliveira Salazar (à gauche), futur ministre des Finances de la Dictature nationale, et Mário de Figueiredo, au Monte Palace Hotel, à Madeira, en avril 1925.

Pour rétablir l'équilibre du budget et redresser l'économie du pays, le pouvoir nomme en 1928 António de Oliveira Salazar, un professeur d'économie renommé de l'université de Coimbra, au poste de ministre des Finances. Pour pouvoir mener à bien sa mission, ce dernier exige de prendre un rôle central au sein du Conseil des ministres, avec un droit de véto sur les décisions de l'ensemble des ministères, et un contrôle de toutes les administrations. Sous son autorité, le redressement économique du pays est spectaculaire. L'inflation, endémique depuis des décennies, est maîtrisée au prix d'une fixation des prix (tabelas) et d'une forte contraction du marché intérieur. La liberté d'entreprise, réelle, mais soigneusement encadrée par l’État, s'inscrit dans une société organisée en corporations, qui rendent des comptes au pouvoir. La grande propriété foncière (latifundium) est favorisée dans le Nord et surtout l'Alentejo, qui est largement déboisé pour les besoins de l'agriculture. Ces réformes permettent de démultiplier la production agricole et de mettre rapidement fin aux pénuries. L'assainissement de l'économie, la stabilisation de la monnaie, et la gestion rigoureuse du budget, qui redevient excédentaire, permettent au Portugal d'échapper aux pires effets de la crise mondiale de 1929. Fort de ces bons résultats, Salazar est nommé Président du Conseil en 1932 par le président de la République, le général Óscar Carmona.

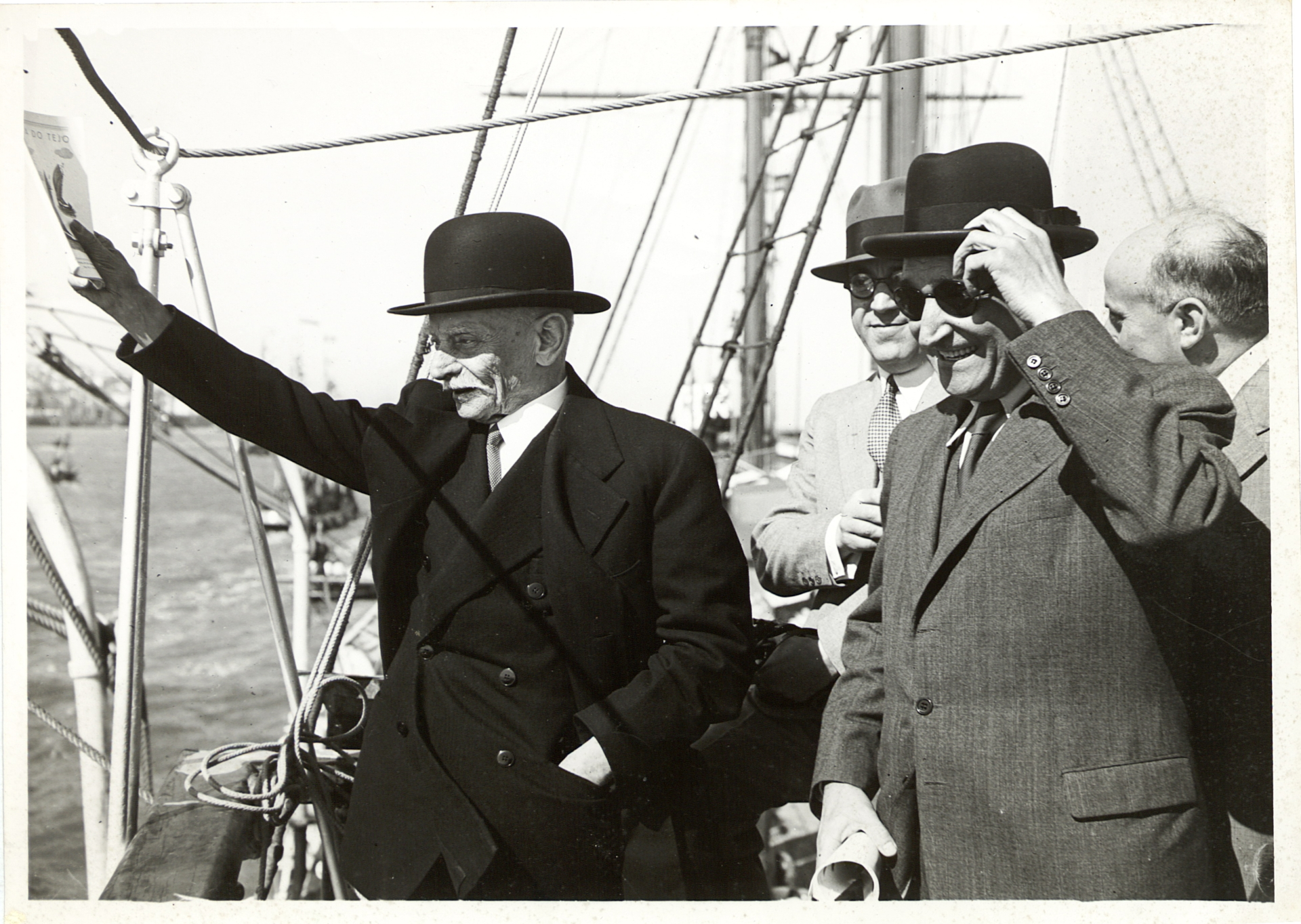
Le général et président de la République Óscar Carmona avec le président du Conseil des ministres António de Oliveira Salazar en 1947, à bord du navire D. Fernando.

Devenu l'éminence grise de la Dictature nationale, et l'homme de confiance de Carmona, Salazar consolide alors le pouvoir autoritaire et introduit en 1933 une nouvelle Constitution qui lui donne les pleins pouvoirs, et fonde l'Estado Novo, « l'État Nouveau ». Ensemble, la Dictature nationale et l’Estado Novo sont reconnus par les historiens comme la Deuxième République portugaise (Segunda República Portuguesa),. Habile homme d'État, Salazar met en place un équilibre de pouvoir avec les généraux du coup d'État de 1926, et définit dans un discours l'orientation du régime : « tout pour la nation, rien contre la nation ». En vertu d'un accord tacite, la présidence de la République est systématiquement occupée par un haut gradé militaire, tandis que les affaires courantes sont prises en charge par l'autorité civile, incarnée par le Président du Conseil. Tout en maintenant une Assemblée nationale, Salazar y impose un parti unique, l'Union nationale (União nacional). Partis, syndicats et grèves sont interdits. La société et l'économie, organisées en régime corporatiste, sont placées sous l'autorité d'une administration centralisée toute puissante. L'ordre est assuré par une police politique spéciale, la PVDE. La censure médiatique et littéraire est omniprésente et omnipotente, le pouvoir judiciaire aux ordres. Alors qu'elle avait été particulièrement maltraitée par la Première République (pt), par le concordat de 1940, l'Église catholique retrouve une place centrale au sein de la société, en tant que « religion traditionnelle de la nation portugaise », en association étroite avec le régime, avec un ensemble significatif de bénéfices et privilèges au Portugal et dans son Empire et la charge de l'encadrement moral de la population. Placée dans l'ombre du régime, l'armée a un rôle de gardienne des institutions, et de défense du territoire.

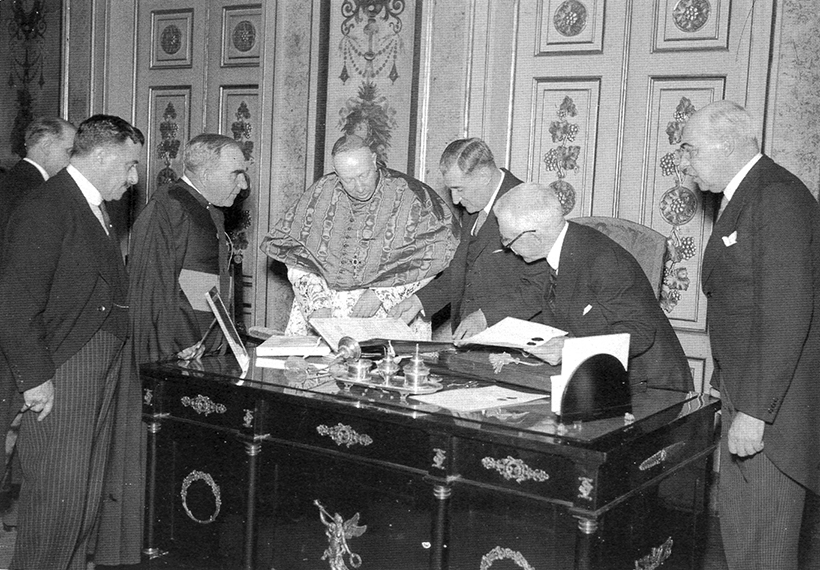
Le Président du Conseil António de Oliveira Salazar et le Nonce Apostolique pendant la ratification le 1er juin 1940 du Concordat entre l'Estado Novo et le Saint-Siège, qui rétablit et encadre l'influence de l'Église au Portugal, après la loi de séparation de l'Église et de l'État de 1911, qui avait provoqué la rupture des relations entre la Papauté et Lisbonne jusqu'en 1918. Fonds documentaire du Journal O Século - CPF-AFL.

Bien qu'il soit souvent qualifié de fascisme par ses opposants, l'Estado Novo, régime à parti unique, se distingue idéologiquement des régimes fasciste et nazi par son lien politique étroit à l'Église catholique, son ruralisme, sa sobriété, sa stabilité institutionnelle et administrative, sa structure corporatiste, son absence de lois raciales, sa géopolitique neutre et son strict respect du droit international. Parmi ses spécificités, on peut aussi mentionner son respect de l'identité portugaise traditionnelle qu'il cherche à préserver, rejetant toute idée d'homme nouveau, chère au fascisme et au nazisme, ainsi que sa faible propension au militarisme ou au modernisme. D'une façon générale, la recherche scientifique et la presse spécialisée s'accordent à qualifier l'Estado Novo de « dictature administrative », et de régime autoritaire, nationaliste, corporatiste et traditionnaliste,,. Tous s'accordent également sur son anticommunisme viscéral. Incarné par un homme sobre et d'apparence humble, à la communication paternaliste, le régime parvient à établir un large consensus populaire, avec un modèle de société articulé autour des Trois F : « Football, Fado et Fatima »,.

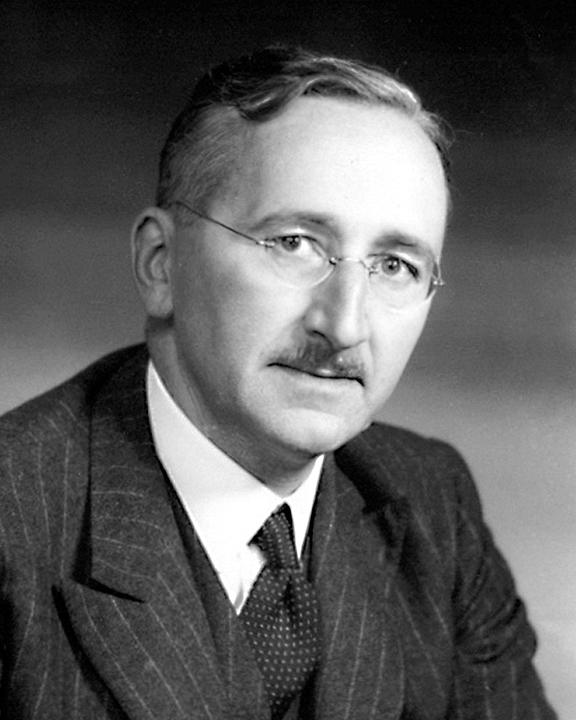
Après lui avoir adressé au début des années 1960 un exemplaire de The Constitution of Liberty, Friedrich Hayek, l'un des penseurs les plus importants du libéralisme au XXe siècle, écrit à Salazar le 8 juillet 1962, pour saluer ses efforts pour « concevoir une constitution protégée des abus de la démocratie ».

Bénéficiant d'une remarquable stabilité, le régime reste en place pendant plus de quarante ans, et reçoit tout au long de son existence de nombreux soutiens parmi des hommes politiques et intellectuels libéraux et conservateurs britanniques et américains de premier plan, comme Winston Churchill ou Friedrich Hayek. Après lui avoir adressé au début des années 1960 un exemplaire de The Constitution of Liberty, Friedrich Hayek, l'un des penseurs les plus importants du libéralisme au XXe siècle, écrit par exemple à Salazar le 8 juillet 1962 pour saluer ses efforts pour « concevoir une constitution protégée des abus de la démocratie ». Quant à Winston Churchill, il voit en Salazar plusieurs atouts essentiels : son anticommunisme, son pragmatisme politique, son absence de volonté de prédation sur tout ce qui ne touche pas au Portugal ou à ses colonies, et son respect de l'alliance anglo-portugaise, qui permet au Royaume-Uni de pouvoir s'appuyer sur les possessions maritimes du Portugal en cas de besoin, notamment les Açores. L'Estado Novo inspire en outre de nombreux partis et régimes dans le monde, comme l'Estado Novo brésilien de Getúlio Vargas fondé en 1937, ou l'État français de Philippe Pétain fondé en 1940. Ces derniers y voient une façon de gouverner autoritaire et efficace, mais bien plus modérée et acceptable que la violence exercée par Franco en Espagne,. La devise nationale du régime de Vichy, « Travail, Famille, Patrie », est par exemple directement inspirée de la devise salazariste, « Deus, Pátria, Família ».

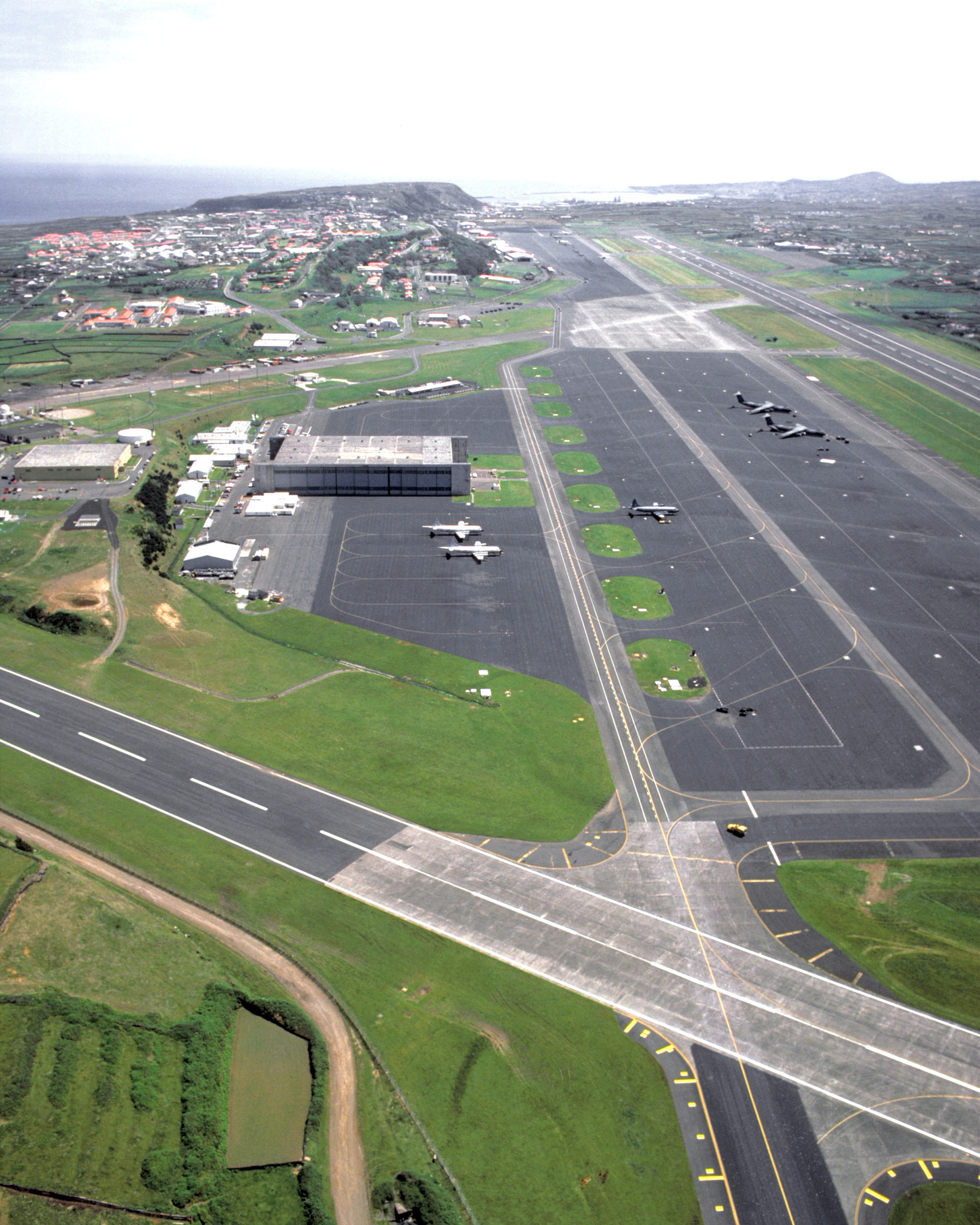
La base aérienne de Lajes, ou base aérienne No. 4 de l'armée de l'air portugaise, créée en 1941 durant la Seconde Guerre mondiale pour dissuader toute tentative d'occupation des Açores, mise à disposition du gouvernement britannique en 1943 en vertu du traité de Windsor de 1386, utilisée également par la suite par l'US Air Force et l'OTAN.

Bien que très proche historiquement du Royaume-Uni, le Portugal de l'Estado Novo est officiellement neutre pendant la Seconde Guerre mondiale, et pousse l'Espagne franquiste à adopter la même posture par la conclusion du Pacte Ibérique. En 1940, alors que le monde est en plein conflit, le gouvernement portugais organise l'Exposition du monde portugais. Tout au long du conflit, le pays maintient un équilibre habile entre les différents belligérants. Tout en continuant à faire des affaires avec les pays de l'Axe, il ne cesse de favoriser la stratégie britannique et américaine, notamment mettant à la disposition des Alliés une base militaire dans les Açores en août 1943, il offre l'asile à de nombreux juifs venus de France cherchant à fuir les persécutions nazies, et il reçoit des membres de la Résistance gaulliste. Cette neutralité bienveillante vis-à-vis des Alliés permet à l'Estado Novo d'être étroitement associé à la reconstruction du monde occidental à la fin de la guerre, par exemple en faisant partie des membres fondateurs de l'OTAN, de l'OCDE et de l'AELE,,.

Le Portugal et ses provinces ultramarines en Afrique, pendant la guerre coloniale (1961–1974).

Alors que le régime semble stabilisé, c'est de l'Empire que part la principale contestation de l'ordre établi. Présentant le pays comme une nation une et indivisible et pluricontinentale, le régime dictatorial refuse d'enclencher une décolonisation, comme le Royaume-Uni, considérant que les colonies n'existeraient pas. En 1951, il renomme celles-ci « provinces ultramarines », calmant ainsi les critiques de la communauté internationale. Il abandonne également la dénomination d'« Empire colonial portugais »,. Ce refus de tout retrait des territoires africains et asiatiques entraîne une série de conflits coloniaux. La première colonie à se révolter est l'Angola en 1961, suivie par la Guinée-Bissau en 1963 et, enfin, par le Mozambique en 1964. Entretemps, l'Inde a profité des désordres au Mozambique pour annexer Goa, Daman, Diu et les îles Anjidiv, lors de l'opération Vijay en décembre 1961.
Rompant avec le reste du bloc occidental, la France gaulliste apporte son soutien au régime de Salazar et à sa politique africaine du début des guerres coloniales portugaises à la fin des années 1960. À ce moment, la France est également confrontée à un conflit colonialiste, avec la Guerre d’Algérie, et aucun des deux pays n’accepte de perdre ce qu’ils considèrent comme étant des parties intégrantes de leurs territoires nationaux. À l’ONU, par la force des choses, le Portugal et la France se soutiennent mutuellement. L’appui français au Portugal est discret, mais concret et militaire. Les services d’espionnage français renseignent la PIDE (police politique portugaise) sur les activités françaises des opposants de l'Estado Novo. De son côté, le Portugal livre sans état d’âme à la France les opposants au président français, le plus souvent des membres de l’extrême-droite, défenseurs de « l’Algérie française », qu’ils soient intellectuels ou militaires.

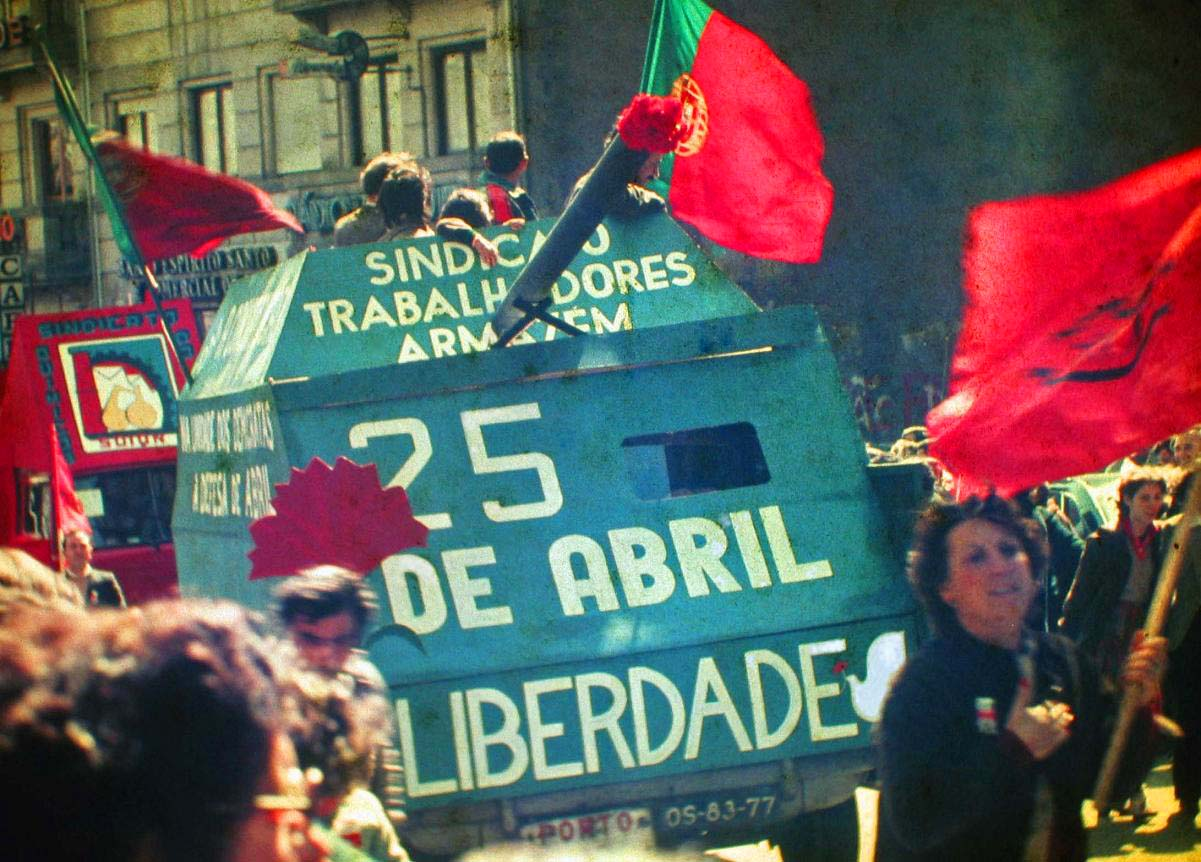
Manifestation du 25 avril 1983 à Porto.

Le 25 avril 1974, un coup d'État militaire renverse le gouvernement de l'Estado Novo instauré par Salazar et dirigé par Marcelo Caetano depuis 1968 (Salazar ayant quitté le pouvoir à la suite d'un accident cérébral, dont il meurt deux ans plus tard). La foule manifeste dans la capitale portugaise pour soutenir les militaires dirigés par le général António de Spínola. Les jours suivants, les prisonniers politiques sont libérés, la censure de la presse est levée et le secrétaire général du Parti Socialiste (PS), Mário Soares, rentre de son exil en France. En septembre 1974, le général de Spinola démissionne de la présidence de la République pour protester contre une orientation trop à gauche du gouvernement et du MFA (Mouvement des Forces Armées), très largement pénétré par le PCP (Parti Communiste Portugais) ; il s'ensuit une compétition très forte entre le PCP et le MFA, d'une part, et le PS et la Droite modérée, d'autre part, pour le contrôle du pouvoir. Le Parti Social-Démocrate allemand, par le biais de la Fondation Friedrich-Ebert, apporte une aide financière importante au PS portugais. Le 25 avril 1975, le PS et la Droite modérée remportent les élections pour l'Assemblée constituante, mais le MFA refuse de modifier son orientation politique favorable au PCP. L'Église catholique, sous la direction du Patriarche de Lisbonne, mobilise alors la société civile pour soutenir les adversaires du PCP et du MFA et pour permettre à Mário Soares de devenir Premier ministre et de poursuivre la transition démocratique.
Entretemps, en 1974 et 1975, avec le changement de régime, le Portugal décide de donner leur indépendance à toutes ses colonies. Seules deux régions ultramarines ne sont pas concernées par ce processus, les îles adjacentes Madère et les Açores, peuplées intégralement depuis le XVe siècle par des colons européens, dans leur presque totalité portugais. Le 10 septembre 1974, les deux premières colonies à s'émanciper du Portugal sont le Cap-Vert et Guinée-Bissau. Le Mozambique suit le mouvement et devient indépendant le 25 juin 1975, suivi de l'Angola le 11 novembre de la même année. Alors que le Portugal voudrait procéder au transfert immédiat de Macao à la Chine, Pékin rejette ce transfert et appelle à la mise en place de négociations visant à permettre un transfert bien organisé, afin de récupérer le territoire sans heurts. Le Timor-Oriental reste une colonie portugaise jusqu'au 28 novembre 1975, lorsqu'il essaye de proclamer son indépendance. Cependant, neuf jours plus tard, l'Indonésie l'annexe militairement. Ce coup de force amène le Portugal à maintenir son rôle de « puissance administrante » officielle à l'ONU pour pouvoir engager un bras de fer diplomatique et juridique avec Jakarta, et faire accéder son ancienne colonie à l'independance. Ce combat se maintient tout au long des années 1980 et 1990, soutenu par la résistance populaire timoraise, les efforts du Portugal et la pression de l'ONU.
Le processus révolutionnaire en cours aboutit à l'adoption de la Constitution portugaise de 1976, issue d'un compromis entre tous les acteurs de la Révolution, qui fonde la Troisième République portugaise. Cette Constitution de 1976, fortement marquée par la défense des libertés fondamentales et les idéaux socialistes qui ont porté la révolution,, instaure un régime semi-présidentiel proche de la Ve République française, mais avec un rôle plus indépendant du gouvernement . Étant à l'origine de la révolution de 1974, les Forces Armées, qui siègent au Conseil de la Révolution, sont chargées de conseiller le Président de la République et de garantir le bon fonctionnement des institutions et le respect de l'esprit de la Révolution. Au gré des élections et des lois votées par les élus, le régime évolue et se normalise. Les grandes nationalisations laissent place à une politique de marché libre semblable à celle qui est pratiquée sur le reste du continent. En septembre 1982, le Conseil de la Révolution dominé par l'armée est remplace par le Conseil d'État lors de la première révision constitutionnelle. Dès lors, les Forces Armées sont affectées à leurs missions de défense du territoire et de services publics telles que definies dans le titre X de la partie 3 de la Constitution.

Après avoir mené la transition démocratique du pays comme Premier ministre jusqu'en 1985, Mário Soares est élu deux fois président de la République, la première fois en 1986 et la seconde en 1991. En 1986, le Portugal quitte l'AELE pour entrer dans la Communauté économique européenne, avec l'Espagne,,. Le 13 avril 1987, le Portugal et la Chine s'accordent sur la Déclaration conjointe sino-portugaise sur la question de Macao, prevoyant la rétrocession de la ville à la Chine le 20 décembre 1999. Ce projet bilatéral et international établit une série d'engagements et de garanties qui accorde à Macao un haut degré d'autonomie au sein de la Chine, et la conservation de ses caractéristiques uniques, y compris son mode de vie et son système économique capitaliste jusqu'en 2049. Déterminé à accentuer son ancrage européen, le Portugal adhère en 1999 à la zone euro. Le 20 décembre de la même année, il rend le territoire de Macao à la Chine. En 2002, Lisbonne obtient une importante victoire diplomatique en contribuant de façon décisive à faire aboutir le processus d'indépendance du Timor oriental, occupé depuis 1975 par l'Indonésie. Depuis son entrée dans l'Union européenne, le Portugal a présidé le Conseil européen trois fois et en 2007, la capitale du pays voit la signature du traité de Lisbonne.

## Spécificités géopolitiques du Portugal

### Frontières terrestres internationales actuelles

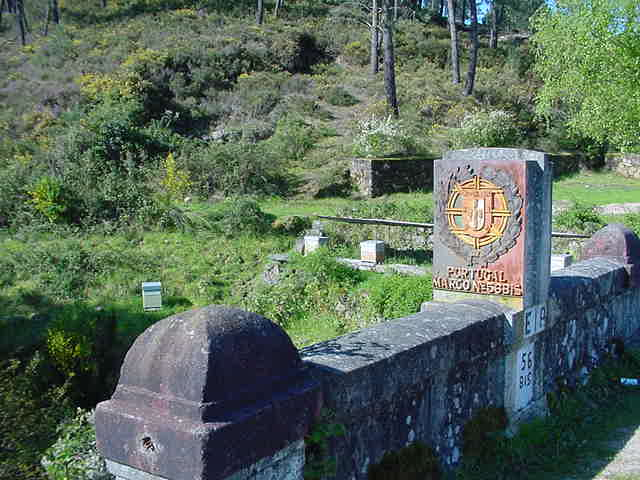
Borne frontalière portugaise de la Madalena numéro 56 BIS, marquée du blason du Portugal, marquant la « Raia sèche » du côté gauche du chemin frontalier allant de Libios à Lindoso.

D'un point de vue juridique, le Portugal est le pays ayant les plus anciennes frontières terrestres internationales d'Europe et du monde encore en vigueur. La Raia, frontière entre le Portugal continental et la Castille (fondue dans l'Espagne actuelle), date de 1297, avec le Traité d'Alcanizes, plus ancien traité international définissant des frontières encore en vigueur. Elle est répartie entre la « Raia sèche » (Raia seca), terrestre, articulée autour de bornes frontalières, et la « Raia humide » (Raia húmida), assise sur des cours d'eau. Plus qu'une ligne étroite, cette frontière embrasse en réalité une vaste zone frontalière de culture mixte, à part, qui déborde sur les deux pays, et qui les unit plus qu'elle ne les sépare,,.

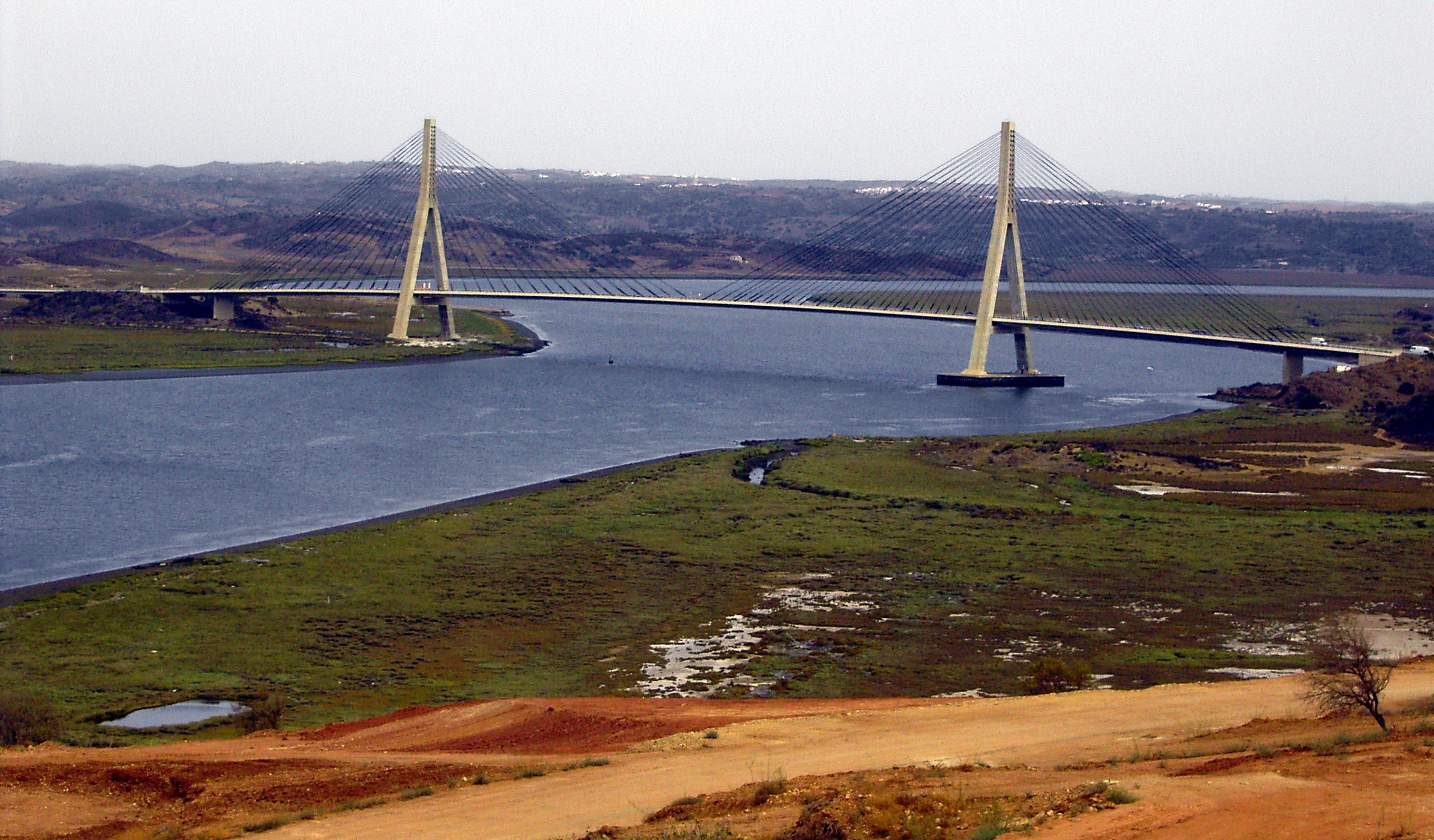
Le Pont international sur le Guadiana, important point de passage de la « Raia humide », édifié par le Portugal en 1982, reliant l'Algarve à l'Andalousie.

Cette zone frontalière est caractérisée par des particularismes linguistiques, culturels ou politiques : constitution de dialectes mixtes, survivance de langues archaïques, prévalence de l'économie de contrebande, présence d'entités féodales autonomes ou indépendantes, phénomènes de solidarité transfrontaliers locaux contre les pouvoirs centraux. Parmi les exemples les plus connus de ces particularismes, on peut citer la survivance du mirandais à Miranda do Douro, le dialecte barranquenho de Barrancos, les exceptions culturelles de Barrancos, Aldeia da Luz ou Reguengos de Monsaraz, notamment en matière de tauromachie, ou le statut politique passé du Couto Misto,.
La Raia est particulièrement autonome, dynamique et poreuse au niveau de la Galice du fait des liens historiques, familiaux, linguistiques et culturels qui unissent Portugais et Galiciens, et de la géographie très accidentée de région,. Elle l'est aussi au niveau de l'Alentejo, face à l'Andalousie et à l'Estrémadure espagnole, zone rattachée administrativement pendant l'Antiquité et le Haut Moyen Âge à la Lusitanie, et disputée jusqu'au XIXe siècle entre les deux pays. Les habitants de cet espace à part sont communément qualifiés de Raianos.

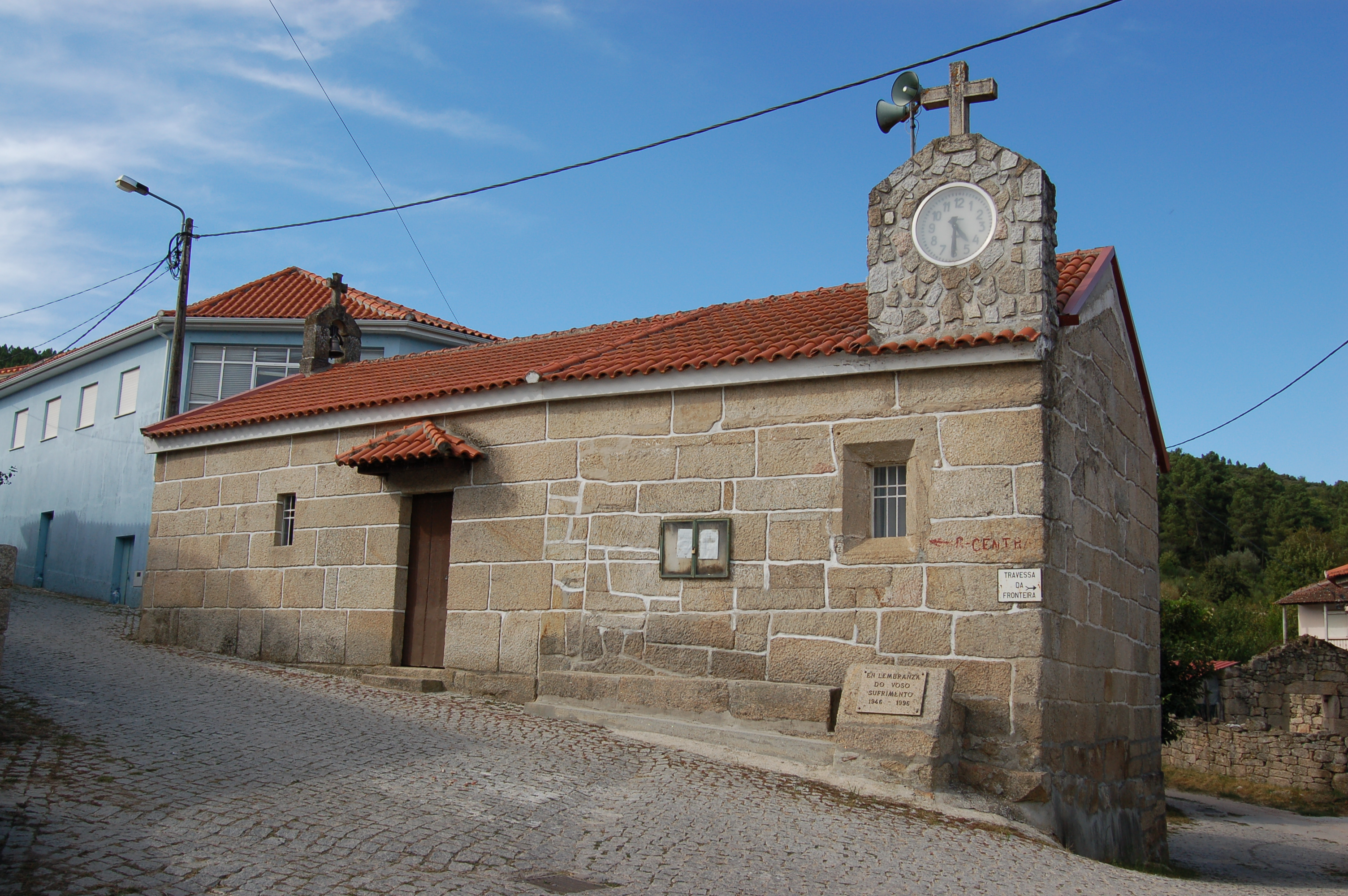
Église de Cambedo, l'un des trois « Peuples promiscus » (Povos promiscuos) incrustés à l'intérieur de la Raia, indépendants de facto jusqu'en 1868, avant d'être annexé par le Portugal.

Dans les siècles suivant l'établissement de la Raia, les accords de démarcation entre les souverains portugais et castillans, puis espagnols, concernent essentiellement l'organisation de communautés locales autonomes ou de petites entités féodales indépendantes dites « transraianas » au statut particulier, situées sur la Raia, notamment le Couto Misto, constitué des villages de Santiago, Rubiás et Meaus, et  les « Peuples promiscus » (Povos promiscuos), Soutelinho da Raia (gl), Lama de Arcos (gl) et Cambedo (gl) (Vilarelho da Raia). Ils affinent sans le modifier le tracé de la Raia.
L'Union des couronnes ibériques (1580-1640) n'a pas d'incidence sur le tracé de la frontière luso-castillane, puisque le Portugal maintient son existence en tant qu’État souverain. En effet, l'union n'est pas politique mais personnelle, in persona regis (en la personne du roi) : les souverains castillans de Habsbourg, affiliés à la Maison royale portugaise d'Avis, règnent au Portugal en tant que rois portugais, sous un nom de règne portugais, avec stricte séparation des administrations, monnaies, armées et empires, et avec le devoir de respecter et protéger l'intégrité du royaume.
Au fil des siècles, quatre petites localités frontalières de la Raia basculent au gré des conflits d'un pays à l'autre, São Félix dos Galegos (en 1327, 1370 et 1476), Salvaterra do Minho (en 1643), Ermesende (en 1640-1668). Ces basculements, entérinés par les deux États, ne remettre pas en cause les dispositions fondamentales du traité d'Alcanizes, confirmées par le Traité des Limites de 1864, avant-dernier accord frontalier établi par le Portugal et l'Espagne, qui démantèle les derniers États féodaux de la Raia, affine et précise le tracé de la frontière, et fixe les bornes frontalière de l'embouchure du Minho au Guadiana. Ce traité est complété en 1926 par l'Accord des Limites, qui reprend ce qui a été fait au nord pour le prolonger au sud en délimitant la frontière depuis le confluent de la Ribeira de Cuncos avec le Guadiana, juste au sud d'Olivence, jusqu'à l'estuaire du Guadiana, à l'extrême sud.

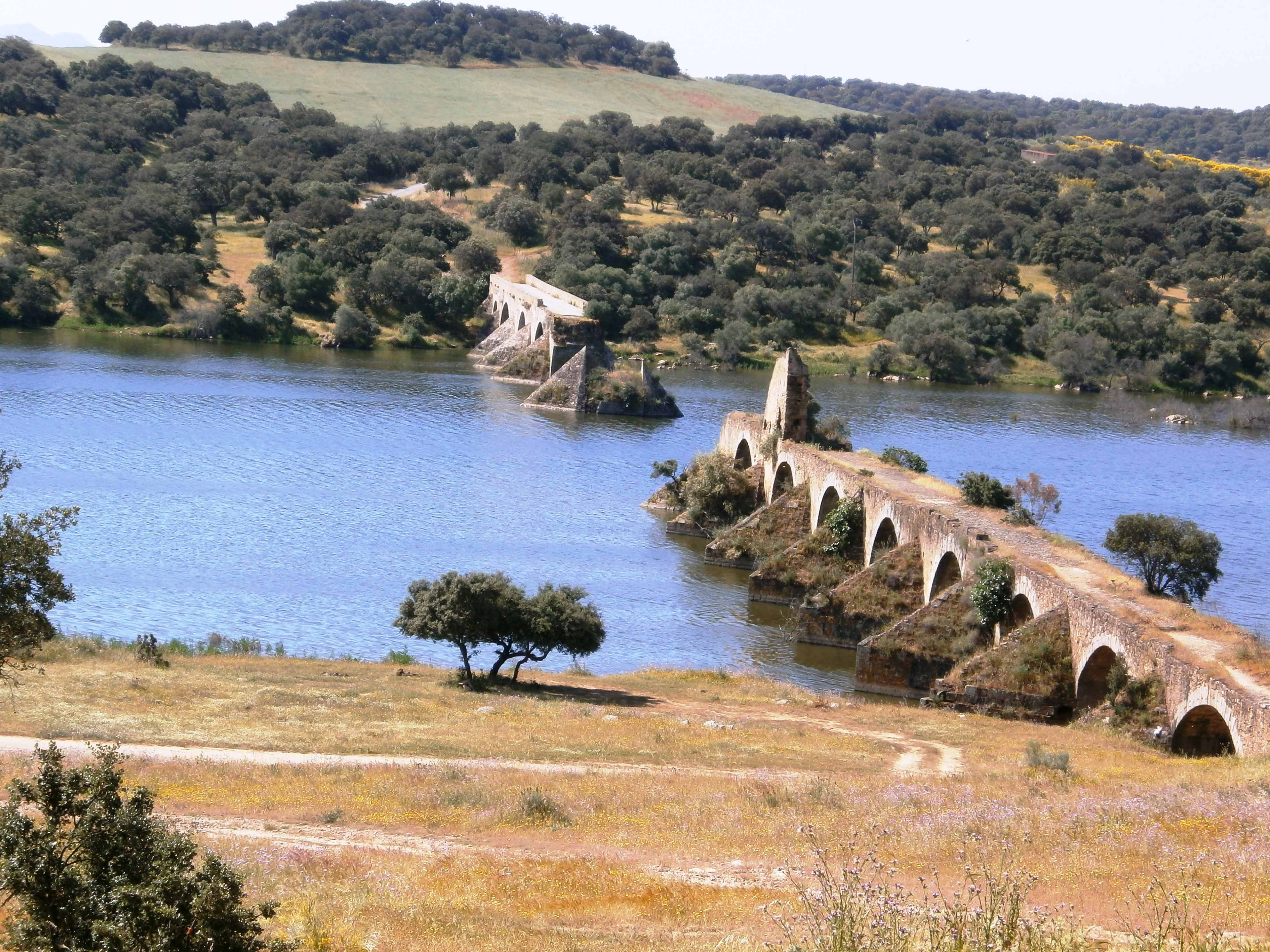
Le pont de Ajuda (ponte da Ajuda), dans le district de la ville d'Olivence, détruit lors de la guerre des Oranges en 1801, symbole du litige frontalier opposant depuis le Portugal et l'Espagne autour du statut de la ville, restauré par le Portugal entre 1994 et 2000.

Seul reste alors en suspens le cas d'Olivence, qui constitue un cas typique de possession mixte sur vieux fond litigieux. Cette ville frontalière portugaise, occupée et administrée par l’État espagnol depuis 1801, et violemment castillanisée sous le franquisme, reste un territoire juridiquement portugais, reconnu comme tel par l'Espagne depuis les traités de Cadix (1810) et de Vienne (1817), et soumis à rétrocession, bien que celle-ci soit sans cesse repoussée par Madrid. Une partie des travaux publics dans la région est prise en charge par le Portugal, comme la restauration du pont da Ajuda entre 1994 et 2000. Et un nombre important d'habitants d'Olivença possèdent la nationalité portugaise, à laquelle ils peuvent prétendre au même titre que les Lisboètes, sans que celle-ci puisse leur être légalement refusée. En 2008, Olivence, les villes frontalières portugaises d'Arronches, Campo Maior, Estremoz, Portalegre et Elvas d'un côté, et les villes frontalières espagnoles de La Codosera, Alburquerque et Badajoz de l'autre, sont arrivées à un accord en vue de la création d'une eurorégion mixte incluant Olivence, afin de trouver une solution innovante au problème. Cette collaboration est facilitée par le fait que toutes ces villes partagent la culture raiana.

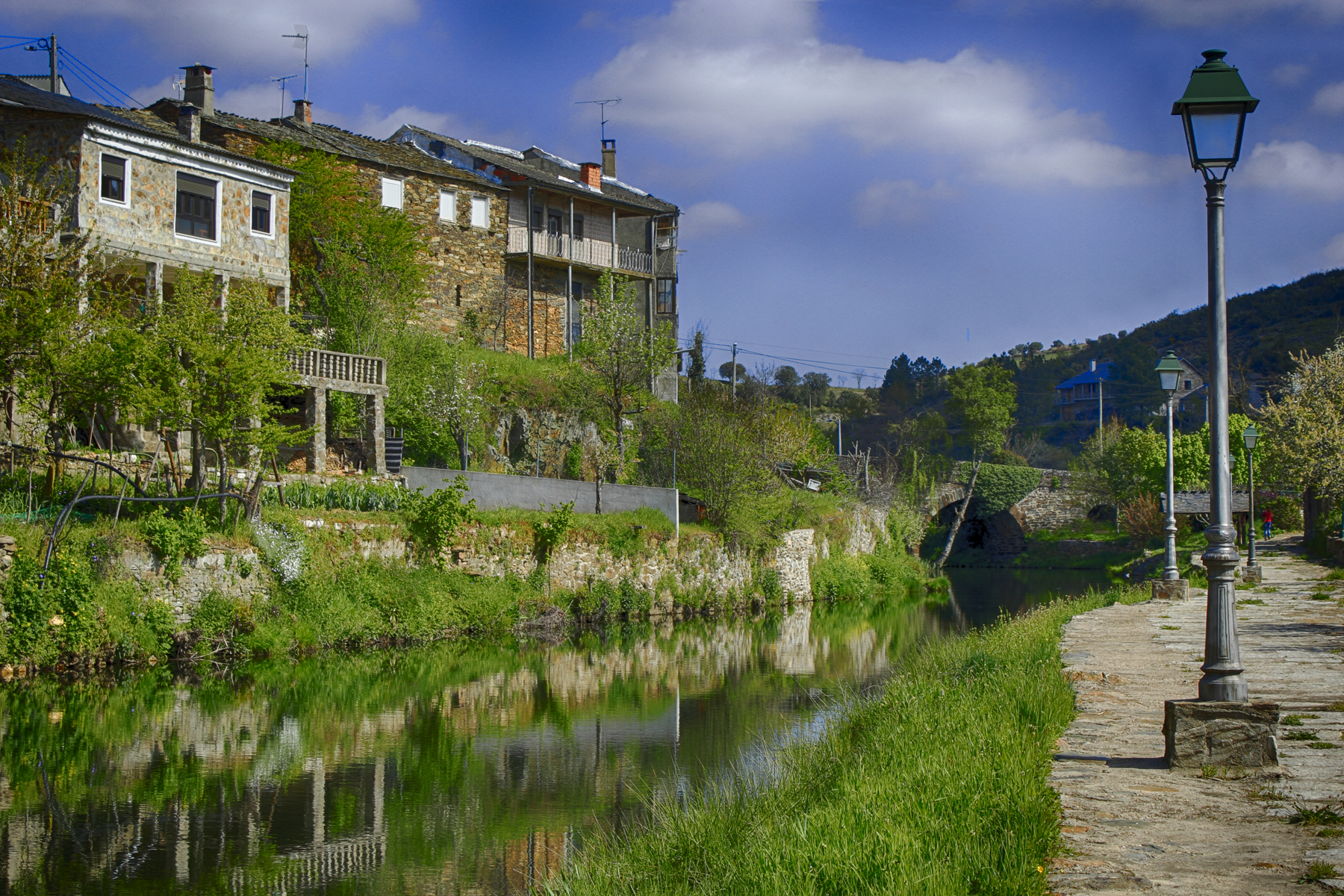
La commune transfrontalière de Rio de Onor, dans le conseil de Bragance, vue depuis sa moitié espagnole Rihonor de Castilla.

Au début du XXIe siècle, plusieurs communes portugaises, appelées Povoações transraianas, s'étendent des deux côtés de la frontière : Rio de Onor, Soutelinho da Raia, Cambedo et Lama de Arcos, dans la province de Trás-os-Montes ; Castro Laboreiro, dans le Haut Minho ; et enfin Marco  et Caia (Elvas), dans le Haut Alentejo. Les parties espagnoles de ces localités ont un nom espagnol et un régime juridique et administratif espagnol. Plusieurs de ces communes, comme Rio de Onor ou Marco, conservent une organisation et une culture communautaires à part, avec le partage et l'entretien d'infrastructures, terrains et troupeaux collectifs.
Depuis quelques décennies, les cultures de la Raia font l'objet d'une attention particulière de la part des autorités portugaises. En 1999, le gouvernement portugais a fait du mirandais, une langue de la Raia, la seconde langue officielle du Portugal, et il a fondé l'Institut de la langue mirandaise (Anstituto de la Lhéngua Mirandesa), créé le 1er janvier 2003. En 2021, l'Assemblée de la République portugaise a proclamé officiellement la reconnaissance et la protection de l'identité de Barrancos, et du dialecte barranquenho, un dialecte mixte de la Raia. Depuis l'entrée en vigueur de l'accord de Schengen, le 26 mars 1995, hors de quelques moments exceptionnels, les passages de la frontière sont libres de tout contrôle. La constitution d'eurorégions favorise l'institutionnalisation et l'affirmation des identités et organisations transfrontalières très anciennes des populations de la Raia.
Les frontières insulaires du Portugal (anciennes Ilhas Adjacentes (pt)) datent quant à elles du milieu du XVe siècle : 1419 pour Madère, 1427-1432 pour les Açores, et 1438 pour les îles Selvagens. Après avoir étendu ses frontières océaniques pendant quatre siècles et demi jusqu'en Extrême-Orient, depuis la rétrocession de Macao à la Chine en 1999, le Portugal est redevenu un État strictement atlantique. En 2025, l'espace de souveraineté maritime du pays est délimité au sud par sa frontière maritime avec le Maroc, et les Canaries espagnoles, au niveau de la mer des Juments (pt) et de Madère, et à l'ouest par l'océan Atlantique au niveau de l'archipel des Açores.

### Le Portugal dans le cadre ibérique
Dans le cadre ibérique, l’État portugais est un reliquat historique, dans le sens où il est le dernier État chrétien né de la Reconquista, et le seul héritier actuel des Espagnes médiévales, les autres nations et royaumes ibériques ayant été absorbés, démembrés et castillanisés sous l'autorité de Madrid depuis les décrets de Nueva Planta (1707-1716).

### État-nation portugais
Le Portugal est communément considéré comme le plus vieil État-nation d'Europe.
Indépendant de facto depuis la fin des années 1120 (bataille de São Mamede), disposant d'un roi reconnu dans ses frontières dès 1139, l’État portugais, obtient la reconnaissance formelle de son indépendance de jure avec le traité de Zamora le 5 octobre 1143.

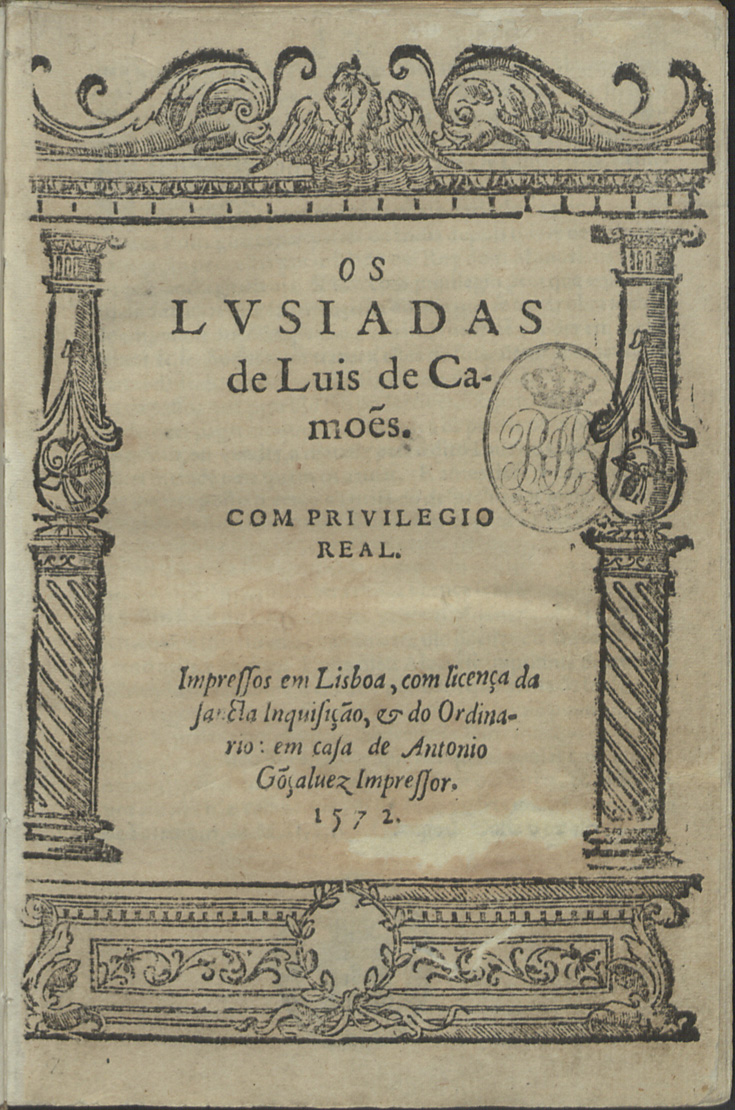
Couverture de la première édition des Lusiades (1572), chef-d'œuvre littéraire qui raconte et glorifie la naissance et le destin de la nation portugaise.

La langue portugaise, marqueur fondamental de la nationalité, apparaît comme langue littéraire différenciée du latin dès 1198, avec la Cantiga da Ribeirinha, écrite par le troubadour Paio Soares de Taveirós (pt). Une quinzaine d'années plus tard, le testament du roi Alphonse II, daté de 1214, est rédigé dans un portugais compréhensible pour un lusophone du XXIe siècle. Ce texte est communément considéré comme le plus ancien document littéraire long en prose rédigé en langue portugaise. À partir de 1255, le portugais est adopté comme langue de registre (língua de registo) dans la chancellerie royale (Chancelaria Régia), sous le règne du roi Alphonse III. Enfin, en 1385, avec l'arrivée de la dynastie d'Avis, le portugais devient la seule langue officielle du royaume pour les actes juridiques et administratifs (cinquante ans avant les normes de la Chancellerie anglaises et plus de 150 ans avant l'Ordonnance de Villers-Cotterêts). La précocité et l'homogénéité linguistique du Portugal permettent le développement rapide d'une littérature très riche, qui contribue à l'émergence d'un sentiment national (comme l'attestent les chansonniers médiévaux, ou cancioneiros, encore étudiés de nos jours dans les lycées portugais, avec les cantigas de amigo, les cantigas de amor et les cantigas de escárnio e maldizer).
La nation portugaise, quant à elle, émerge dès le XIIe siècle et se manifeste en tant qu'entité politique autonome de ses souverains vers le milieu du XVe siècle. Dès 1254, les trois ordres du royaume sont associés à la gestion du pouvoir, avec la convocation de la noblesse, du clergé et du peuple aux Cortes de Leiria par le roi Alphonse III. En 1372, le petit peuple, surnommé « arraia-miúda », intervient violemment sur la scène politique pour s'opposer au mariage du roi Ferdinand Ier et Éléonore Teles de Menezes, avec des tumultes et une rébellion populaire. Lors de la crise de Succession au Trône de 1383-1385, les trois ordres prennent parti pour Jean Ier et défendent l'indépendance du pays face aux prétentions du roi Jean Ier de Castille. Le peuple (artisans, bourgeoisie et population de Lisbonne), sur-représenté dans le « partido nacionalista », prend une part active dans les Cortes de Coimbra de 1385 (pt) et est le grand bénéficiaire du changement de dynastie.
Du point de vue des sources écrites, alors que le concept moderne de nation émerge en Europe occidentale fin XVIIIe-début XIXe siècle, avec la Révolution française, la Déclaration des droits de l'homme de 1789 et les guerres napoléoniennes, les chroniques et les textes littéraires portugais mentionnent dès la Renaissance une « nation portugaise », entité collective cohérente politiquement et culturellement, dont l'occurrence est fréquente dans tous les textes classiques du XVIe siècle, par exemple dans les épîtres de Diogo do Couto (« Só a esta nossa nação portuguesa faltou esta glória »), les chroniques de João de Barros (« a nação portuguesa […], que mais se apressa de fazer que dizer »), les textes de Luís de Camões (dans Les Lusiades notamment, Chant V, strophe 97, où Vasco de Gama est l'incarnation de la nation conquérante), et partout dans la Pérégrination de Mendes Pinto. Les bases de la culture portugaise actuelle sont d'ailleurs fixées pour l'essentiel aux XVe et XVIe siècles (bases de la culture culinaire, musicale, littéraire, religieuse, architecturale, de la mythologie nationale, de l'imaginaire collectif...), pendant l'âge d'or du Portugal et son expansion outre-mer.
La précocité de l'État-nation portugais et ses conséquences sont l'objet de nombreuses études historiques,,,,

### Le Portugal et l'océan Atlantique
Reliquat de son immense empire colonial et de sa domination passée des océans, le Portugal, pays aux dimensions modestes, possède aujourd'hui une gigantesque zone économique exclusive, puisqu'il exerce sa souveraineté sur un espace maritime de plus de 1 720 000 km2 (soit plus de 18 fois sa superficie terrestre). Le Portugal, qui occupe la 111e place en superficie terrestre, possède la 11e plus grande zone d'exclusivité maritime du monde, devant l'Inde et la Chine. Celle-ci est en voie d'être agrandie au-delà des 350 milles actuels, ce qui accroîtrait considérablement ses dimensions et créerait une ZEE continue entre le Portugal continental, les Açores et Madère. Dans le cadre de l'Union européenne, le Portugal est le pays qui possède la plus grande juridiction maritime située dans l'UE (c'est-à-dire en excluant les lointains territoires britanniques d'outre-mer et les territoires français d'outre-mer, situés hors-Union européenne).
Conséquence de cet état de fait, 53 % du commerce extérieur de l'Union européenne transite par les eaux portugaises, 60 % du commerce extérieur portugais se fait par voie maritime, et 70 % des importations nationales sont acheminées par la même voie (dont la totalité du pétrole et les 2/3 du gaz portugais). Acteur important dans l'océan Atlantique, l’État portugais s'est compromis à assurer les recherches et sauvetages maritimes (search and rescue) sur un espace de responsabilité de presque 6 millions de kilomètres carrés (soit plus de 63 fois sa surface terrestre). D'un point de vue militaire, l’État portugais affecte une part importante de ses forces navales et aériennes au service des missions de l'OTAN dans l'Atlantique nord, assurant la protection des voies maritimes et aériennes pour le renforcement de la sécurité européenne. D'un point de vue économique, le pays continue à tirer une part importante de ses richesses de la mer, puisque 11 % de son PIB, 12 % de ses emplois, 17 % de ses recettes fiscales et 90 % de ses recettes touristiques sont liés aux océans.
La vocation océanique traditionnelle du Portugal est l'objet de nombreuses études dans les milieux universitaires, en histoire, en géographie, en géopolitique et en économie. D'après l'historien Virgilio de Carvalho, une des étapes essentielles de la viabilisation de l’État-nation portugais a été son « atlantisation », aux XIVe et XVe siècles. Son prédécesseur, l'historien Jaime Cortesão a résumé l'histoire du Portugal dans la formule : « L'histoire portugaise peut se résumer en une série d'efforts pour la mise à profit des possibilités atlantiques du territoire », la réalisation de ces efforts ayant « forgé l'individualité » du Portugal et « influé sur l'histoire de l'humanité ».

### Quelques données géopolitiques et historiques

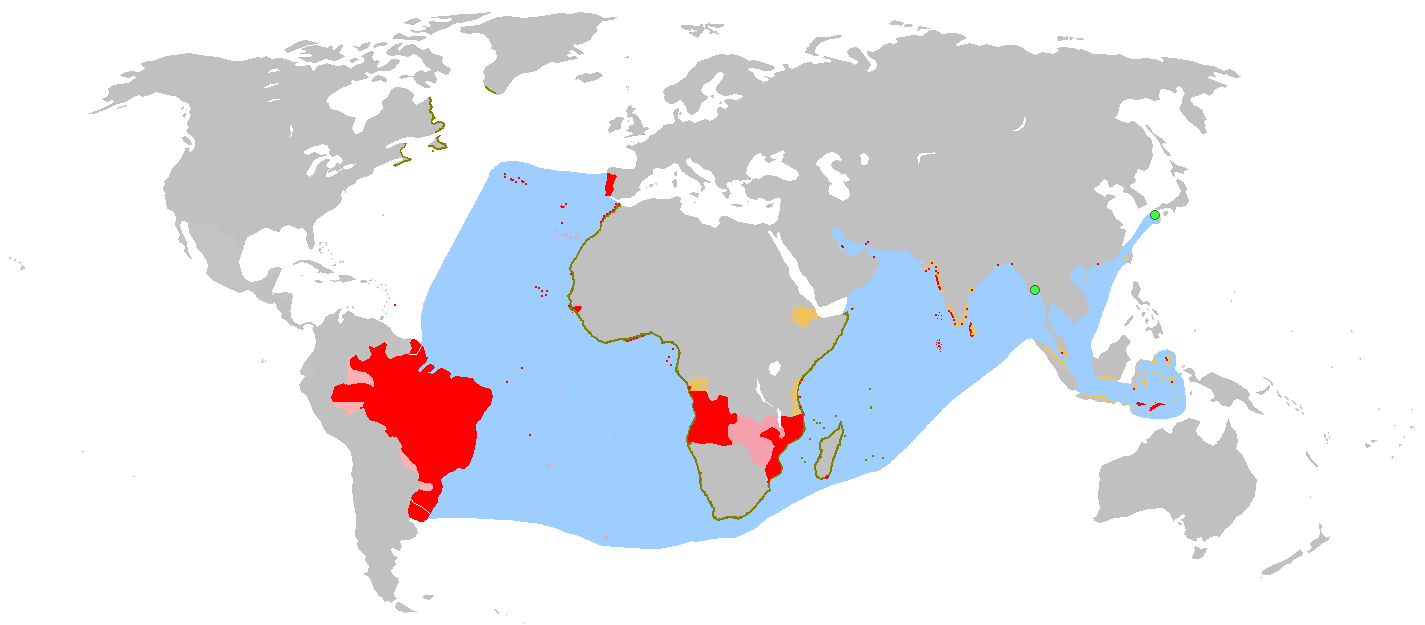
Carte anachronique de l'Empire portugais (1415–1999).

- Le Portugal est le premier grand État européen et le cinquième territoire au monde à abolir la peine de mort (après le Tibet, le grand-duché de Toscane, la république de Saint-Marin et le Venezuela). La peine de mort pour délits politiques est abolie constitutionnellement en 1852, durant le règne de Marie II. La peine de mort pour délits civils est abolie en 1867, sous le règne du roi Louis Ier[467]. Maintenue à titre exceptionnel dans l'armée jusqu'en 1911[n 20], son abolition définitive est indiquée dans la nouvelle Constitution de la Première République portugaise (1911), et réitérée dans la Constitution républicaine de 1976[468] : «Em caso algum haverá pena de morte» (en français : «En aucun cas il n'y aura la peine de mort»). La dernière exécution pour délits politiques date de 1834, et de 1846 pour des délits civils (à Lagos, dans l'Algarve)[réf. souhaitée]. Selon les registres officiels, la dernière exécution d'une femme au Portugal date du 1er juillet 1772[réf. souhaitée].
- L'alliance anglo-portugaise entre le Portugal et l'Angleterre (puis la Grande-Bretagne et le Royaume-Uni) est la plus ancienne alliance militaire au monde encore en vigueur. Conclue en 1373, elle est activée de facto pendant la guerre de succession au Trône de 1383-1385 contre la Castille. Un pacte d'assistance et d'entraide entre le Portugal et l'Angleterre est scellé à l'issue de cette guerre, en mai 1386, avec le traité de Windsor. Invoquée sans cesse depuis cette époque, notamment lors des invasions françaises du Portugal, cette alliance militaire a encore été réactivée tout au long du XXe siècle.Carte anachronique de l'Empire portugais (1415–1999).
- Le Portugal est le premier État européen ayant fondé un empire mondial, avec un ensemble de territoires répartis sur cinq continents. L’empire portugais, qui dure six siècles, est par ailleurs considéré comme le plus long des empires coloniaux européens modernes (1415-1999). Le Portugal est le dernier grand État européen à clore son processus de décolonisation, en Afrique avec les indépendances de l'Angola, du Mozambique, de la Guinée-Bissau du Cap-Vert et de Sao Tomé-et-Principe au milieu des années 1970, et en Asie avec la rétrocession de Macao à la Chine en 1999 et le référendum d'autodétermination du Timor oriental en 2002.
- Le Portugal est le premier État européen ayant fondé une ville européenne en Asie après la fin de l'Antiquité, avec la conquête et la refondation de Goa en 1510[469]. Devenue capitale de l'Empire portugais d'Orient en 1530, Goa est considérée comme l'une des plus grandes villes mondiales de la période moderne, avec une population de 200 000 habitants[470]. L’État portugais est par ailleurs la principale puissance maritime dans l'océan Indien et le plus grand vendeur d'armes à feu en Asie du XVIe au XVIIIe siècle, permettant notamment l'armement et l'unification politique du Japon, la mise à mal de l'hégémonie ottomane dans l'ouest de l'océan Indien et l'arrêt de l'expansion musulmane en Éthiopie.
- Le Portugal est le seul État européen dont la capitale a été située hors d'Europe, avec le transfert de la cour en 1807 à Rio de Janeiro et la constitution du Royaume-Uni du Portugal, du Brésil et de l'Algarve. Rio de Janeiro a été la capitale du Portugal de facto entre 1807 et 1815, et de jure entre 1815 et 1822. Pendant cette période, les principales institutions du royaume, la banque du Portugal, l'état-major portugais, l'ensemble de la haute noblesse et de la famille royale résidaient sur le continent américain. Le roi de Portugal est par ailleurs le seul souverain régnant européen à s'être déplacé personnellement dans sa colonie américaine, et à y avoir régné durablement, légiférant pour le Portugal depuis l'autre côté de l'océan Atlantique (la reine Marie Ire et le roi Jean VI).
- Le Portugal est le premier État européen à se lancer dans la traite négrière dans l'Atlantique, avec l'arrivée d'un premier lot d'esclaves noirs à Lisbonne dès 1441, amené par le navigateur Antão Gonçalves (esclaves achetés sur la côte de l'Argüim la même année)[réf. souhaitée]. Le Portugal est le premier État européen à dévier massivement les circuits de la traite négrière africaine vers les îles de l'Atlantique puis vers les Amériques. Les Portugais sont le seul peuple européen à pratiquer massivement et systématiquement la chasse aux esclaves dans l'Atlantique (avec les pombeiros en Angola, les bandeirantes au Brésil, l'achat et la capture d'esclaves dans le Golfe de Guinée), l'océan Indien et le Pacifique (avec les prazeiros au Mozambique, les Ferengis dans golfe du Bengale et les Fu-lang-chi en Chine)[471]. Le Portugal est la principale puissance esclavagiste européenne de la période moderne. Il fonde le système des plantations dès le XVe siècle à Madère, transposé le siècle suivant au Brésil, qui devient le plus grand Empire esclavagiste d'Amérique (et le dernier à abolir l'esclavage le 13 mai 1888)[472].
- Le Portugal est le premier grand État européen à abolir l'esclavage sur son territoire métropolitain et dans ses possessions de l'océan Indien[473]. Le 12 février 1761, sous le règne du roi Joseph Ier, le Marquis de Pombal abolit l'esclavage dans le royaume de Portugal et dans les Indes portugaises (partie asiatique de l'Empire portugais). Le Brésil lui-même n'échappe pas à cette première vague d'abolitions pombalines, lancées sur son sol. En 1755, le marquis de Pombal avait libéré les Indiens du Brésil et promulgué des mesures en faveur de leur intégration dans la société coloniale (Diretório dos Índios (pt)), sans toutefois toucher à la condition servile des Noirs ou à la traite négrière (en raison de leur importance capitale pour l'économie brésilienne). Le congrès de Vienne et l'opposition des Anglais font de l'abolition de la traite et de l'esclavage au Brésil et en Afrique une question à résoudre d'urgence pour Lisbonne. Le trafic et le commerce d'esclaves sont abolis dans tout l'Empire colonial portugais en 1836. Les esclaves de l'État sont libérés par décret en 1854 et ceux de l’Église par décret en 1856. La loi du 25 février 1869[474] proclame l'abolition de l'esclavage dans tout l'Empire colonial portugais, jusqu'à son terme définitif de 1878[475].
- Le canyon de Nazaré, canyon sous-marin situé au large de la ville de Nazaré, est un milieu reconnu mondialement par les amateurs de surf en raison des immenses vagues déferlant de novembre à février. Ce spot de surf fait environ 5 000 m de profondeur[476].
- La marine de guerre portugaise est la plus ancienne branche des forces armées du monde encore active[n 21]. Elle est en activité de facto au moins depuis 1180, sous le règne d'Afonso Henriques, lorsqu'elle remporte une victoire face à une escadre musulmane au large du cap Espichel. D'un point de vue strictement juridique, la fondation de la marine de guerre portugaise (en tant qu'institution) date du début du XIVe siècle. En 1312, le roi Denis Ier donne une organisation permanente à la Marine Royale portugaise, dont le Génois Manuel Pessanha est nommé premier amiral en 1317.
- Le Portugal est l'un des premiers États européens modernes à s'être doté d'un arsenal de marine, avec la fondation des Tercenas Navais de Lisbonne, dont les structures apparaissent sous le règne du roi Denis Ier (1279-1325), et qui sont fondées formellement et organisées en 1377, sous le règne du roi Ferdinand Ier[477]. L'arsenal des Tercenas est rebaptisé Arsenal da Ribeira das Naus sous le règne du roi Manuel Ier, puis Arsenal Real da Marinha au XVIIIe siècle et enfin Arsenal da Marinha de Lisboa en 1910. Il est désactivé et remplacé par l'Arsenal do Alfeite en 1938. L'arsenal de Lisbonne permet l'émergence d'une flotte de guerre très tôt dans l'histoire du pays, et sert à équiper les armadas portugaise tout au long de l'expansion outre-mer du Portugal.
- Conséquence de ses innombrables campagnes militaires menées un peu partout dans le monde pendant six siècles, le Portugal est traditionnellement considéré comme un pays novateur dans le domaine de la médecine. Dès le XVIe siècle, le pays se dote d'un réseau d'hôpitaux royaux et de maisons d'assistance publiques, les Saintes Maisons de la Miséricorde (Santa Casa de Misericórdia), qui visent à remettre les soldats sur pied, et qui s'étendent rapidement dans tout l'empire. L'hôpital royal de Goa, dans l'Orient portugais, est notamment considéré comme un modèle du genre aux XVIe et XVIIe siècles. Organisé suivant un règlement précis, avec des hiérarchies médicales de personnel qualifié et non-qualifié, on y impose des mesures d'hygiène telles que le lavage de mains et des ustensiles médicaux, la désinfection des vêtements et des chambres des malades, une nourriture saine et équilibrée[478]. Pendant toute la période moderne le travail de consignation systématique de la flore et de ses propriétés curatives, effectué tantôt par des intellectuels comme l'apothicaire Tomé Pires dans sa Soma Oriental, tantôt par de simples aventuriers ou soldats, tantôt par des jésuites, notamment en Inde, en Malaisie et au Brésil, permet des progrès décisifs pour la pharmacologie[n 22]. Aux XVIIIe et XIXe siècles, l'abbé José Custódio de Faria, un Portugais de Goa dont Alexandre Dumas fera un personnage-clé du roman Le Comte de Monte-Cristo, marque fortement de son empreinte la pratique du magnétisme animal et de l'hypnose en Europe[479]. Cette tradition d'excellence se poursuit jusqu'au XXe siècle. En 1883, le médecin et chercheur à l'École médico-chirurgicale de Porto António Teixeira de Sousa est récompensé du prix Macedo Pinto pour sa thèse « Enervação do coração »[480].En 1949, le médecin, neurologue et chercheur Egas Moniz reçoit le prix Nobel de médecine pour ses travaux déterminants sur le cerveau humain et la chirurgie cérébrale. Et aujourd'hui encore, en dépit d'un grand nombre de défaillances dans son système médical, le Portugal est considéré comme un pays précurseur dans la recherche scientifique et dans des domaines précis, imposant de nouveaux modèles, notamment dans sa lutte contre la toxico-dépendance[481].

## Division historique et culturelle

11 provinces établies en 1936

En tant que provinces du Portugal, il s'agit d'une ancienne division administrative et d'une division historique et culturelle actuelle du territoire national des régions.
En réalité, étant donné que les régions naturelles ou les provinces historiques ne peuvent avoir aucun sens administratif, elles continuent d'être reconnues comme étant une des divisions du pays comme la majeure partie des personnes les plus identifiées.
La division de 1936 des provinces ayant servi l'éducation de base pendant des décennies dans le système éducatif national du XXe siècle et, dans certains cas (sobretudo dans l'enseignement primaire), a été au début de la siècle XXI.
Les 11 provinces du Portugal Continental:
- Alentejo
- Algarve
- Beira
- Douro Litoral
- Estrémadure
- Minho
- Ribatejo
- Tras-os-Montes

## Division administrative
Les principales divisions administratives portugaises sont les 18 districts du continent et de ses régions autonomes des Açores et de Madère, qui se subdivisent en 308 municipalités et 4 257 paroisses (pt). Les districts constituent la plus importante subdivision du pays. Ils servent de base pour diverses divisions administratives, comme les cercles électoraux.
Avant 1976, les deux archipels étaient aussi intégrés dans la structure générale des districts portugais avec toutefois des spécificités administratives tenant compte de leur statut de districts indépendants des îles adjacentes, décret-loi no 36453, du 4 août 1947 qui se traduit par l’existence de trois districts indépendants aux Açores et un pour Madère :
- Açores : le district de Angra do Heroísmo, le district da Horta et le district de Ponta Delgada ;
- Madère : le district du Funchal.

Depuis 1976, les Açores et Madère sont devenues des régions autonomes, avec un statut politico-administratif et des agences du gouvernement propres (article 6.º, paragraphe 2, de la Constitution de la République portugaise). Actuellement[C'est-à-dire ?], la division administrative se résume par le tableau suivant :
| Districts | Districts      | Districts        | Districts  | Districts                                  | Districts | Districts        | Districts        | Districts  |
|           | District       | Superficie (km2) | Population | Carte numérotée des districts du Portugal. |           | District         | Superficie (km2) | Population |
| --------- | -------------- | ---------------- | ---------- | ------------------------------------------ | --------- | ---------------- | ---------------- | ---------- |
| 01        | Lisbonne       | 02,761           | 2 124 426  | Carte numérotée des districts du Portugal. | 10        | Guarda           | 05,518           | 0173 831   |
| 02        | Leiria         | 03,517           | 0477 967   | Carte numérotée des districts du Portugal. | 11        | Coimbra          | 03,947           | 0436 056   |
| 03        | Santarém       | 06,747           | 0445 599   | Carte numérotée des districts du Portugal. | 12        | Aveiro           | 02,808           | 0752 867   |
| 04        | Setúbal        | 05,064           | 0815 858   | Carte numérotée des districts du Portugal. | 13        | Viseu            | 05,007           | 0394 844   |
| 05        | Beja           | 10,225           | 0154 325   | Carte numérotée des districts du Portugal. | 14        | Bragança         | 06,608           | 0148 808   |
| 06        | Faro           | 04,960           | 0421 528   | Carte numérotée des districts du Portugal. | 15        | Vila Real        | 04,328           | 0218 935   |
| 07        | Évora          | 07,393           | 0170 535   | Carte numérotée des districts du Portugal. | 16        | Porto            | 02,395           | 1 867 986  |
| 08        | Portalegre     | 06,065           | 0119 543   | Carte numérotée des districts du Portugal. | 17        | Braga            | 02,673           | 0879 918   |
| 09        | Castelo Branco | 06,675           | 0208 069   | Carte numérotée des districts du Portugal. | 18        | Viana do Castelo | 02,255           | 0252 011   |

| Régions autonomes | Régions autonomes | Régions autonomes | Régions autonomes | Régions autonomes               |
|                   | Région autonome   | Superficie        | Population        | Gentilés                        |
| ----------------- | ----------------- | ----------------- | ----------------- | ------------------------------- |
| 19                | Açores            | 02,333            | 0243 101          | açoréen(ne)(s)                  |
| 20                | Madère            | 00,801            | 0244 098          | madérien(ne)(s), madérois(e(s)) |

L'ensemble du territoire continental du Portugal et des îles autonomes des Açores e Madère constitue une région NUTS-1 de premier niveau. Le second niveau NUTS-2 est constitué par les 7 régions de la métropole, mais ne subdivise pas les anciens districts des Açores qui constituent une seule région NUTS-2 comme aussi Madère : il y a donc 9 régions NUTS de niveau 2, de population relativement équilibrée (à l’exception des régions du Nord (Porto) et Grand Lisbonne qui sont 5 à 20 fois plus grands que les autres). La troisième division NUT-3 est composée de 24 sous-régions, des zones métropolitaines de Porto et de Lisbonne et de 22 communautés intercommunales, à l'exception des îles autonomes des Açores et de Madère.
Cette division, élaborée à des fins statistiques, est entrée en vigueur dans tous les pays de l’Union européenne.[réf. nécessaire]

Carte des régions et sous-régions du Portugal depuis 2024.

En 2024, les contours des régions et sous-régions sont à nouveau modifiés. Le nombre de sous-régions passe de 25 à 26.
| Région                  | Sous-région                                                | Nombre de municipalités | Pop. (2023) |
| ----------------------- | ---------------------------------------------------------- | ----------------------- | ----------- |
| Nord                    | Haut Minho (Alto Minho)                                    | 10                      | 234 215     |
| Nord                    | Cávado (Cávado)                                            | 6                       | 429 833     |
| Nord                    | Ave (Ave)                                                  | 8                       | 422 464     |
| Nord                    | Aire métropolitaine de Porto (Área Metropolitana do Porto) | 17                      | 1 802 664   |
| Nord                    | Haut Tâmega et Barroso (Alto Tâmega e Barroso)             | 6                       | 83 669      |
| Nord                    | Tâmega et Sousa (Tâmega e Sousa)                           | 11                      | 409 348     |
| Nord                    | Douro (Douro)                                              | 19                      | 184 195     |
| Nord                    | Terras de Trás-os-Montes (Terras de Trás-os-Montes)        | 9                       | 107 473     |
| Centre                  | Région d'Aveiro (Região de Aveiro)                         | 11                      | 384 689     |
| Centre                  | Région de Coimbra (Região de Coimbra)                      | 19                      | 446 982     |
| Centre                  | Région de Leiria (Região de Leiria)                        | 10                      | 297 222     |
| Centre                  | Viseu Dão Lafões (Viseu Dão Lafões)                        | 14                      | 256 810     |
| Centre                  | Beira Baixa (Beira Baixa)                                  | 8                       | 100 036     |
| Centre                  | Beiras et Serra da Estrela (Beiras e Serra da Estrela)     | 15                      | 209 896     |
| Grand Lisbonne          | Grand Lisbonne (Grande Lisboa)                             | 9                       | 2 126 578   |
| Ouest et Vallée du Tage | Ouest (Oeste)                                              | 12                      | 388 396     |
| Ouest et Vallée du Tage | Moyen Tage (Médio Tejo)                                    | 11                      | 216 423     |
| Ouest et Vallée du Tage | Lisière du Tage (Lezíria do Tejo)                          | 11                      | 247 764     |
| Péninsule de Setúbal    | Péninsule de Setúbal (Península de Setúbal)                | 9                       | 834 599     |
| Alentejo                | Alentejo littoral (Alentejo Litoral)                       | 5                       | 101 388     |
| Alentejo                | Bas Alentejo (Baixo Alentejo)                              | 13                      | 115 757     |
| Alentejo                | Haut Alentejo (Alto Alentejo)                              | 15                      | 104 081     |
| Alentejo                | Alentejo central (Alentejo Central)                        | 14                      | 153 475     |
| Algarve                 | Algarve (Algarve)                                          | 16                      | 484 122     |
| Açores                  | Açores (Região Autónoma dos Açores)                        | 19                      | 241 025     |
| Madère                  | Madère (Região Autónoma da Madeira)                        | 11                      | 256 622     |

## Politique et administration

### Organisation des pouvoirs

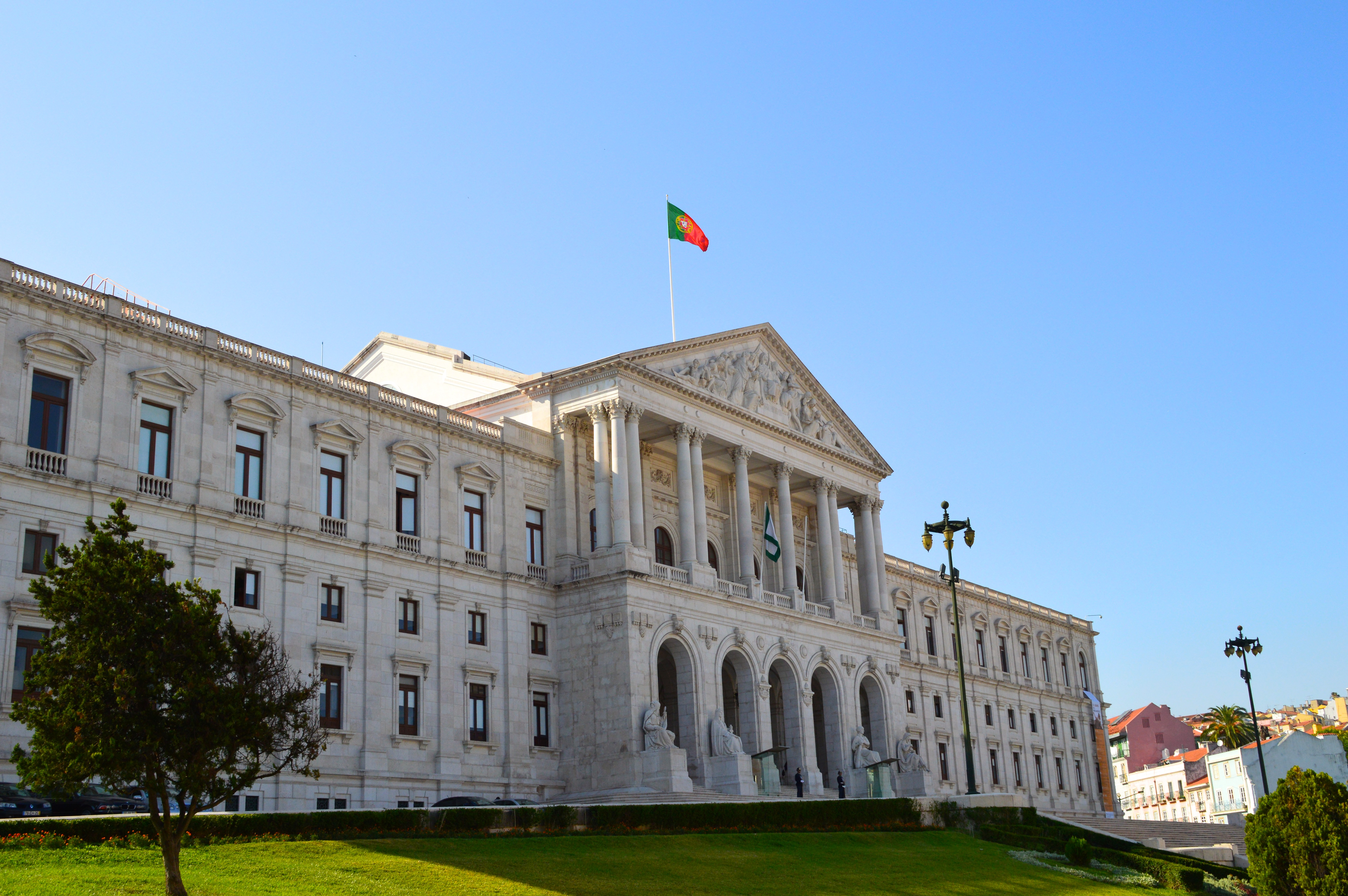
Palais de São Bento siège de l'Assemblée de la République.

Le Portugal est un État unitaire à régime semi-présidentiel unicaméral fondé sur la Constitution portugaise du 2 avril 1976 (constitution modifiée en 1982, 1989, 1992, 1997, 2001, 2004 et 2005),.
Les trois principales composantes du pouvoir sont le président de la République et le gouvernement, l'Assemblée de la République, et la justice. La Constitution accorde la division ou la séparation des pouvoirs entre les branches législative, exécutive, et judiciaire. La République portugaise est un État laïc. Le président de la République, élu pour cinq ans, assume un rôle exécutif, qu'il partage avec le Premier ministre. L'actuel président est Marcelo Rebelo de Sousa, élu en février 2016. Le pouvoir législatif est détenu par l'Assemblée de la République (Assembleia da República), parlement unicaméral composé de 230 députés élus pour quatre ans (dont quatre représentent les Portugais de l'étranger).
Le gouvernement est dirigé par le Premier ministre, qui, depuis les élections du 4 octobre 2015, est António Costa, secrétaire-général du PS. Le Premier ministre nommé par le président désigne les membres de son gouvernement, qu'il propose au chef de l'État. L'actuel gouvernement est entré en fonction le 26 novembre 2015. Antonio Costa a conservé son poste de Premier Ministre à la suite des élections législatives de début octobre 2019, où son parti, le PS, a obtenu le plus grand nombre de suffrages (36,65%), permettant au pays de disposer ainsi d'une stabilité parlementaire et gouvernementale.
Le pouvoir judiciaire est divisé en trois ordres: judiciaire, administratif, et financier. Le Tribunal suprême de justice constitue la plus haute juridiction judiciaire du pays, le Tribunal administratif suprême étant la plus haute juridiction administrative. Tous deux statuent en cassation. Par ailleurs, le Tribunal constitutionnel veille à la conformité des lois avec la Constitution.
Le Portugal est membre de l'UE depuis 1986. Cette appartenance impacte sa structure gouvernementale : Participation aux institutions européennes (Parlement européen, Conseil de l'UE), transposition des directives européennes dans le droit national, coordination des politiques économiques avec les autres États membres
L'âge minimum requis pour voter est fixé à 18 ans. Les femmes ont obtenu le droit de vote en 1931 par un décret-loi (Decreto-lei 19694 de 5 de Maio de 1931), mais seulement les femmes ayant un diplôme de l'enseignement supérieur; enfin toutes les femmes obtiennent le droit de vote en 1945. La peine de mort a été abolie en 1867, la dernière exécution eut lieu en 1849.
Les partis majeurs dans le système politique portugais incluent : Parti socialiste (PS), Parti social-démocrate (PSD), Bloc de gauche (BE), Parti communiste portugais (PCP), CDS – Parti populaire (CDS-PP)
La structure du gouvernement local au Portugal comprend 18 districts administratifs sur le continent, 308 municipalités (concelhos), plus de 3000 paroisses civiles (freguesias). Les maires et les conseils municipaux sont élus directement par les citoyens.
La Cour des comptes (Tribunal de Contas) est l'institution suprême de contrôle des finances publiques au Portugal. Ses principales fonctions sont de contrôler la légalité et la régularité des recettes et des dépenses publiques, évaluer la gestion financière, déterminer les responsabilités financières

### Dirigeants actuels
| |  |  |
| Le président de la République portugaise, Marcelo Rebelo de Sousa (à gauche) et le Premier ministre portugais, Luís Montenegro (à droite). |  |  |

Marcelo Rebelo de Sousa, candidat PSD des présidentielles de janvier 2016 est élu au premier tour avec près de 52 % des suffrages exprimés. C'est le 9 mars 2016 qu'il a pris ses fonctions à la suite d'une prestation de serment devant le parlement portugais. Marcelo Rebelo de Sousa succède ainsi au président Aníbal Cavaco Silva élu en 2006 puis réélu en 2011. Dès son arrivée à la tête de l'État portugais, Rebelo de Sousa se retrouve dans une situation de cohabitation avec un chef du gouvernement socialiste soutenu par les communistes et la gauche radicale à la suite des élections du 4 octobre 2015. Son principal rôle sera donc d'assurer la stabilité du gouvernement socialiste en fonction afin d'éviter toutes éventuelles crises politiques ainsi que le respect des engagements économiques et financiers du pays face à l'Union européenne, la Banque centrale européenne, et le Fonds monétaire international.
Le 4 octobre 2015, le Parti social-démocrate (PPD/PSD) quatre ans après son retour au pouvoir semble emporter les élections législatives mais sa première place n'est due qu'à l'existence de listes communes avec le CDS (les listes communes perdent plus de 12 % des voix par rapport à 2011- 40,1 % contre 52,5 % pour le total des deux partis) et perd donc la majorité absolue. Pour la première fois en quarante ans, un accord est conclu entre le Parti socialiste (PS) et deux autres formations se réclamant de la gauche radicale, le Bloc de gauche (BE) et la Coalition démocratique unitaire (CDU), majoritaires en nombre de sièges à l'Assemblée de la République. Le 24 novembre suivant, malgré les réticences du chef de l'État, le secrétaire général du PS, António Costa, est désigné Premier ministre.
À la suite de l'émergence d'une majorité de gauche au parlement portugais, le socialiste Eduardo Ferro Rodrigues est élu président de l'Assemblée de la République le 23 octobre 2015 grâce aux voix des députés socialistes, communistes, écologistes et de la gauche radicale.
Le chef de file de la droite, Luís Montenegro, devient premier ministre après les élections de 2024, sans toutefois que sa coalition n'ait pu remporter la majorité des siéges. Le scrutin a surtout été marqué par la percée du parti d'extrême droite Chega, dans un pays où l'extreme droite était marginale depuis la chute de la dictature de l'Estado Novo en 1974.

### Conflits territoriaux

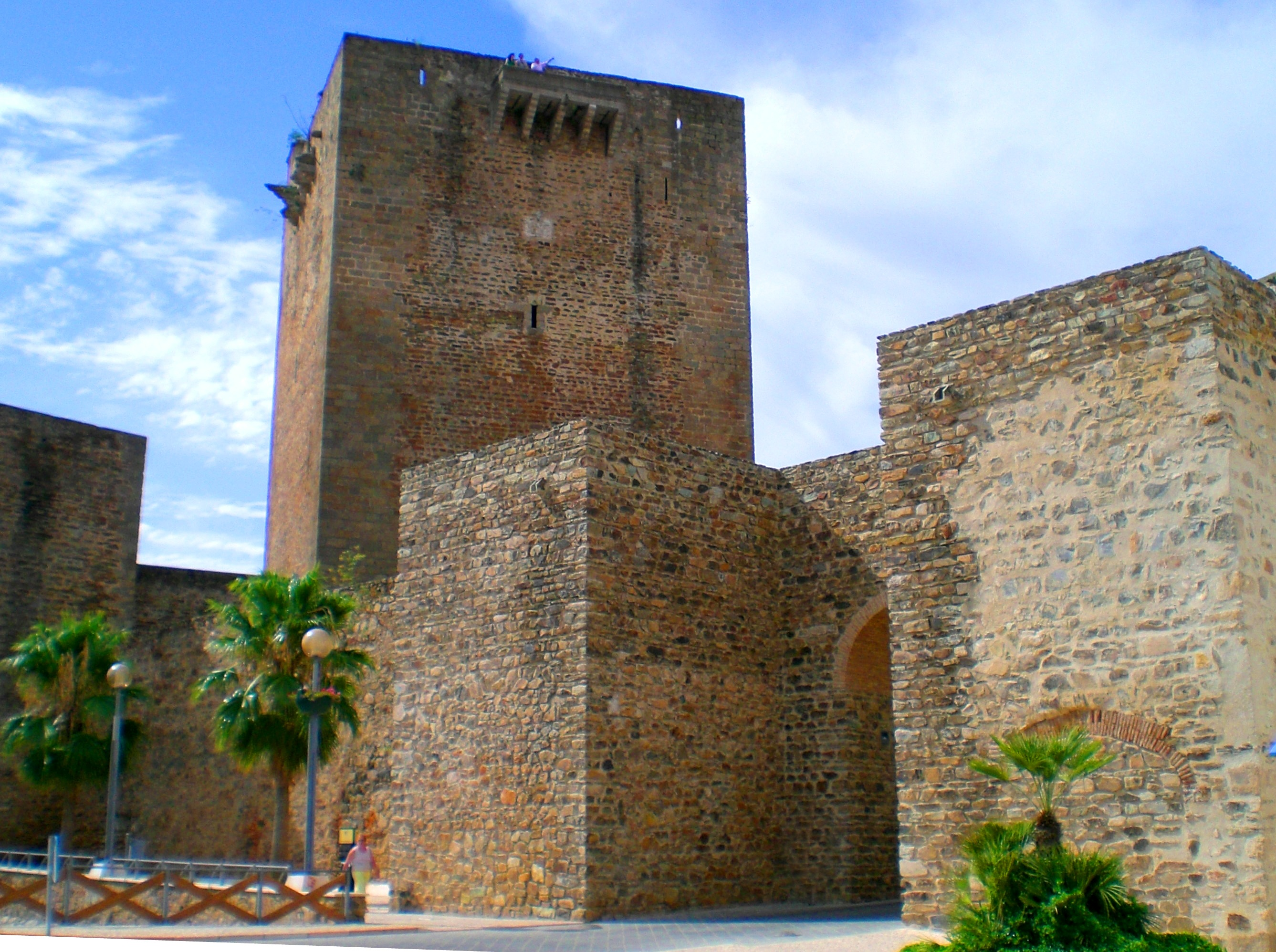
Château d'Olivence.

Deux conflits territoriaux opposent encore actuellement[C'est-à-dire ?] le Portugal et l'Espagne ; en effet, le Portugal ne reconnaît pas la municipalité d'Olivença comme territoire espagnol. À la suite du traité de Vienne, l'Espagne a manifesté la volonté de faire rétrocession de ses territoires occupés. La constitution portugaise dans son article 5, alinéa 3, rend impossible que ce territoire soit reconnu comme espagnol.
Il existe également un conflit non clarifié au sujet de la zone économique exclusive du Portugal dans les eaux territoriales des îles Selvagens (un petit archipel au nord des îles Canaries), sous autorité portugaise. L'Espagne les réclame au motif qu'elles ne se trouvent pas sur une plaque continentale distincte, en accord avec l'article 121 de la Convention des Nations unies sur le droit de la mer. Le statut des îles Salvagens en tant que simples rochers ou au contraire en tant qu'îles est donc au cœur du débat. Ces îles constituent aujourd'hui une réserve naturelle dont les seuls résidents sont deux gardes du Parc naturel de Madère. Année après année, les autorités portugaises ont saisi des bateaux de pêche espagnols naviguant dans ces zones pour cause de pêche illégale et plusieurs survols non autorisés des forces aériennes espagnoles ont été dénoncés aux gouvernements concernés.[réf. nécessaire]

### Indépendance et fusion

Proposition pour le drapeau de l'État Fédéraliste Ibérien, 1854.

D'éphémères mouvements indépendantistes, très minoritaires, ont existé entre 1975 et 1978 aux Açores et à Madère, jusqu'à ce que ces deux archipels obtiennent le statut de région autonome. Ils sont depuis inexistants. D'autres mouvements réclament la fusion de l'Espagne et du Portugal[réf. nécessaire] [Lesquels ?] ou encore celle de la Galice (région espagnole) et du Portugal.
Pour la fusion entre l'Espagne et le Portugal, ce sont surtout les Espagnols qui, plus que les Portugais, sont favorables à une éventuelle union entre les deux pays. Presque la moitié des Espagnols se déclarent favorable au rapprochement des deux nations alors que les Portugais sont eux un peu plus d'un quart à y être bienveillant.[réf. nécessaire] Un sondage public effectué en 2006 a révélé que 45,6 % des Espagnols sont pour la fusion ; parmi ceux-ci, 43,4 % défendent le nom d’Espanha pour l’hypothétique entité mais 39,4 % sont pour le nom Ibéria. Pour 80 % des partisans de l’union, ils souhaitent que la capitale soit Madrid, contre à peine 3,3 % pour Lisbonne.
Certains mouvements galiciens minoritaires et dits réintégrationnistes tels l'AGAL, revendiquent une union entre les peuples du Portugal et de Galice en militant pour ré-introduire le galicien comme dialecte de la lusophonie. D'autant que le Portugal et la Galice ont des langues issues de l'ancien galicien, le galaïco-portugais qui de fait a deux variétés modernes : le portugais et le galicien. Quelques projets transfrontaliers existent entre la Galice et le Nord du Portugal, en particulier dans le cadre de l'euro-région de Galice/Nord-Portugal (Galicia - Norte de Portugal, communidade de trabalho). Il est envisagé d'autoriser la réception des chaines de télévision portugaises en Galice, parmi les six présentes, cinq sont en langue castillane ou espagnol et une seule en galicien,. Le 10 juillet 2008, le secrétaire exécutif de la CPLP a fait une déclaration dans laquelle il garantit que la Galice, n'étant pas un pays, peut toutefois prétendre à être membre associé de la CPLP, grâce à l'accord du gouvernement espagnol, et qu'il en a informé les autorités galiciennes.

## Géographie
Dans le nord du pays, le paysage est montagneux ; au centre et au sud s'étendent des plateaux propices à l'agriculture.[réf. nécessaire]

L'archipel de Madère.

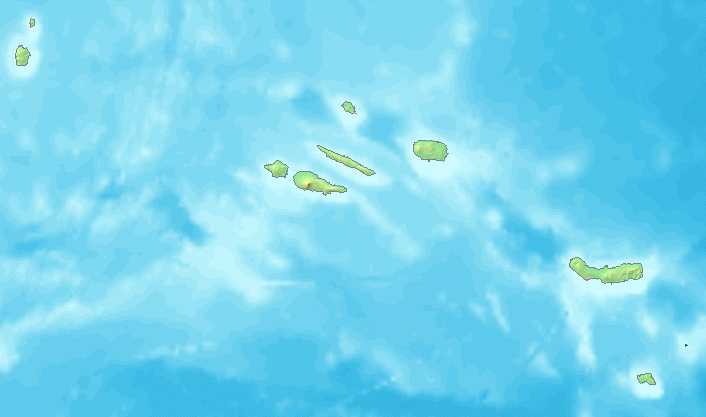
L'archipel des Açores.

L'île principale de l'archipel des Berlengas.

De Lisbonne, jusqu'à l'Alentejo, le relief est plutôt caractérisé par des plaines. Le Portugal est traversé par plusieurs fleuves, certains prenant leurs sources en Espagne comme le Douro, le Minho, Guadiana et le plus célèbre, le Tage. D'autres fleuves importants naissent, eux, au Portugal comme le Mondego, le Sado et Mira. Le pays compte plusieurs écorégions dont la forêt sclérophylle et semi-caduque ibérique.
Les îles des Açores sont localisées sur un rift au milieu de l'océan Atlantique. Quelques-unes de ses îles sont entrées dans une réaction volcanique récemment comme à São Miguel en 1563 et Capelinhos en 1957, ce qui a permis un agrandissement de la superficie de l'île de Faial. Avec toutes ces éruptions volcaniques, une nouvelle île pourrait surgir dans un futur proche.[réf. nécessaire]
Le point culminant du Portugal est le Ponta do Pico dans l'île du Pico, c'est un ancien volcan qui est entré trois fois en éruption depuis le XVIe siècle, et une incertaine en 1963, la plus probable serait en 1720, il s'élève à 2 351 m. Mais, sur le Portugal continental, le plus haut sommet, la Serra da Estrela, est situé dans le district de Guarda et culmine à 1 993 m.
L'archipel des Berlengas est situé à 10 kilomètres des côtes portugaises, dans l'océan Atlantique. Cet archipel est composé de Berlenga Grande, des îles Estelas et Grande Farilhão. Il est situé à exactement 5,7 milles de Cabo Carvoeiro.
Les îles de Madère, au contraire des Açores qui sont localisées sur un rift au milieu de l'océan Atlantique, sont situées sur une plaque africaine.
Le Portugal continental possède 1 230 kilomètres de côtes, les Açores en comptent 667 kilomètres, et Madère 250 kilomètres (incluant les îles Desertas, Selvagens et celle de Porto Santo). Une caractéristique importante de la côte portugaise est l'existence de la Ria de Aveiro, l'estuaire du fleuve Vouga, près de la ville d'Aveiro, avec environ 45 kilomètres de longueur et un maximum de 11 kilomètres de largeur, qui contient une grande richesse de poissons et d'oiseaux marins.[réf. nécessaire]
Le pays présente une superficie de 88 889 km2 pour le Portugal continental, 2 355 km2 pour la région des Açores, 741 km2 pour la région de Madère et le Portugal possède une des plus grandes zones économiques exclusives (ZEE) d'Europe, qui recouvre une surface d'environ 1 683 000 km2[réf. nécessaire].

### Écologie
Par sa position à l'ouest de la péninsule Ibérique, et à l'extrême sud-ouest de l'Europe, le Portugal possède un écosystème spécifique à cheval entre la Méditerranée et l'Atlantique, qui fait l'objet d'un soin particulier depuis la période médiévale de la part de sa population et de ses autorités,. Au début du XXIe siècle, les régions protégées au Portugal englobent un parc national, douze parcs naturels, neuf réserves naturelles, cinq monuments naturels et sept paysages protégés, s'étendant du Parc National de Peneda-Gerês jusqu'au Parc naturel de la Serra da Estrela et à la Réserve naturelle de Paul de Arzila. En ce qui concerne les forêts portugaises, le pin (plus particulièrement le Pinus pinaster et le Pinus pinea), le châtaignier, le chêne-liège, le chêne vert, le chêne du Portugal, et l'eucalyptus sont très répandus. Le Portugal possède en outre la troisième plus grande zone exclusive maritime de l'Union européenne et la dix-septième à l'échelle mondiale. 
Le Portugal est une escale importante pour les oiseaux migrateurs, sur les sites du cap Saint-Vincent et de la Serra do Monchique, où des milliers d'oiseaux qui volent de l'Europe vers l'Afrique en automne ou sur la direction opposée peuvent être vus au printemps. Il est également possible d'observer des phénomènes de remontée, particulièrement sur la côte Ouest, qui fait la richesse de la gastronomie portugaise et de la biodiversité. Les eaux marines portugaises sont en effet parmi les plus riches en biodiversité au niveau mondial.
Le Portugal mène actuellement un programme de réintroduction et protection du lynx ibérique, ou lynx pardelle, espèce considérée comme hautement menacée. En 2008, le pays s'est doté d'un centre national d'élevage du lynx ibérique à Silves, dans l'Algarve, région la plus au sud du Portugal. Ce centre prépare les lynx à vivre en liberté, en évitant tout contact humain direct pour favoriser leur réintroduction. Il prepare également les populations de la région à la cohabitation avec le lynx par des aménagements des voies de circulation, une securiation des élevages, un renforcement des clôtures de poulaillers, et des programmes d'éducation populaire. Le lynx ibérique se distingue par son petit gabarit, par le fait qu'il n'a 28 dents au lieu des 30 pour les autres autres lynx. Grâce aux programmes de protection portugais et espagnols, la population du lynx ibérique est passée de 100 à 2000 individus dans la nature entre 2000 et 2025. On estime en 2025 que le Portugal abrite 20% de la population du lynx ibérique.
En juin 2017, des incendies provoquent la mort de soixante-six personnes, ce qui entraine de vives critiques contre les autorités, accusées de négligence. Conséquence de l'austérité et du faible niveau d'investissement public, le démantèlement des services forestiers, la privatisation des moyens aériens de lutte contre les incendies et l'amputation des budgets de la politique forestière ont été poursuivis durant des années, tant par des gouvernements conservateurs que sociaux-démocrates. Entre 2006 et 2016, les effectifs des gardes forestiers ont été réduits de près d'un tiers. Après la tragédie, le gouvernement entreprend de racheter au secteur privé pour sept millions d'euros le réseau Siresp (système de communication entre secours), jugé largement défaillant. 
Les plantations d'eucalyptus, essence hautement inflammable, sont montrées du doigt. Cet arbre d’origine australienne constitue l’espèce la plus présente au Portugal, indique la Ligue pour la protection de la nature (LPN). Le pays compte la plus grande densité d’eucalyptus du monde. Ces plantations servent notamment de matière première à l’industrie papetière, en particulier The Navigator Company, l'une des plus puissantes entreprises du pays. D'après la présidente de l’Association des victimes de l’incendie de Pedrógão Grande : « En 2002-2004, le gouvernement de José Manuel Barroso a négocié avec l’entreprise afin d’intensifier son développement économique. Dès lors, les pouvoirs locaux ont délivré les autorisations de planter de l’eucalyptus aux micropropriétaires les yeux fermés. La politique forestière étant fondée sur le profit à court terme, l’arbre a très vite proliféré dans les zones rurales les plus défavorisées. »

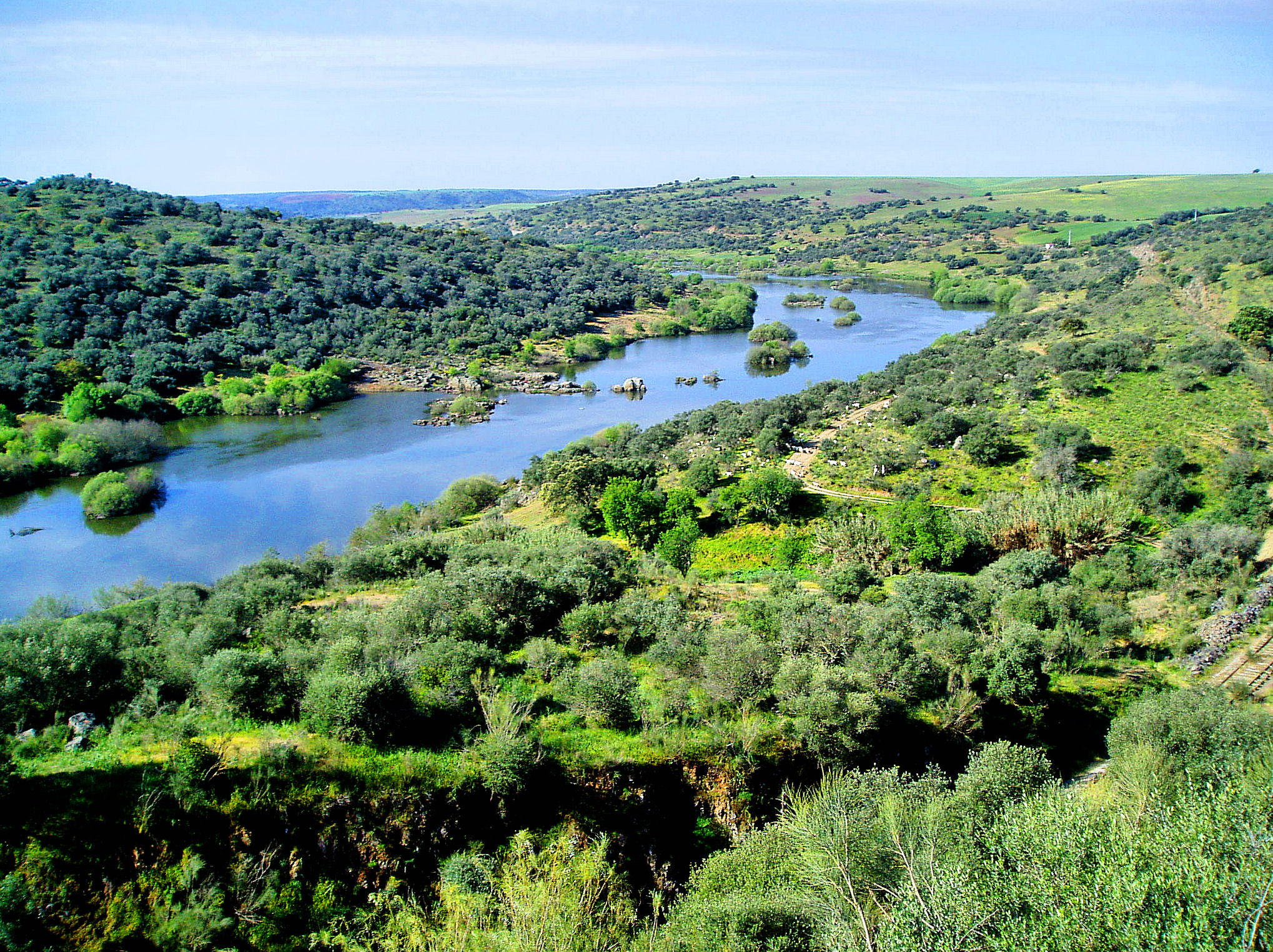
Le fleuve Guadiana à hauteur de Serpa, Alentejo.
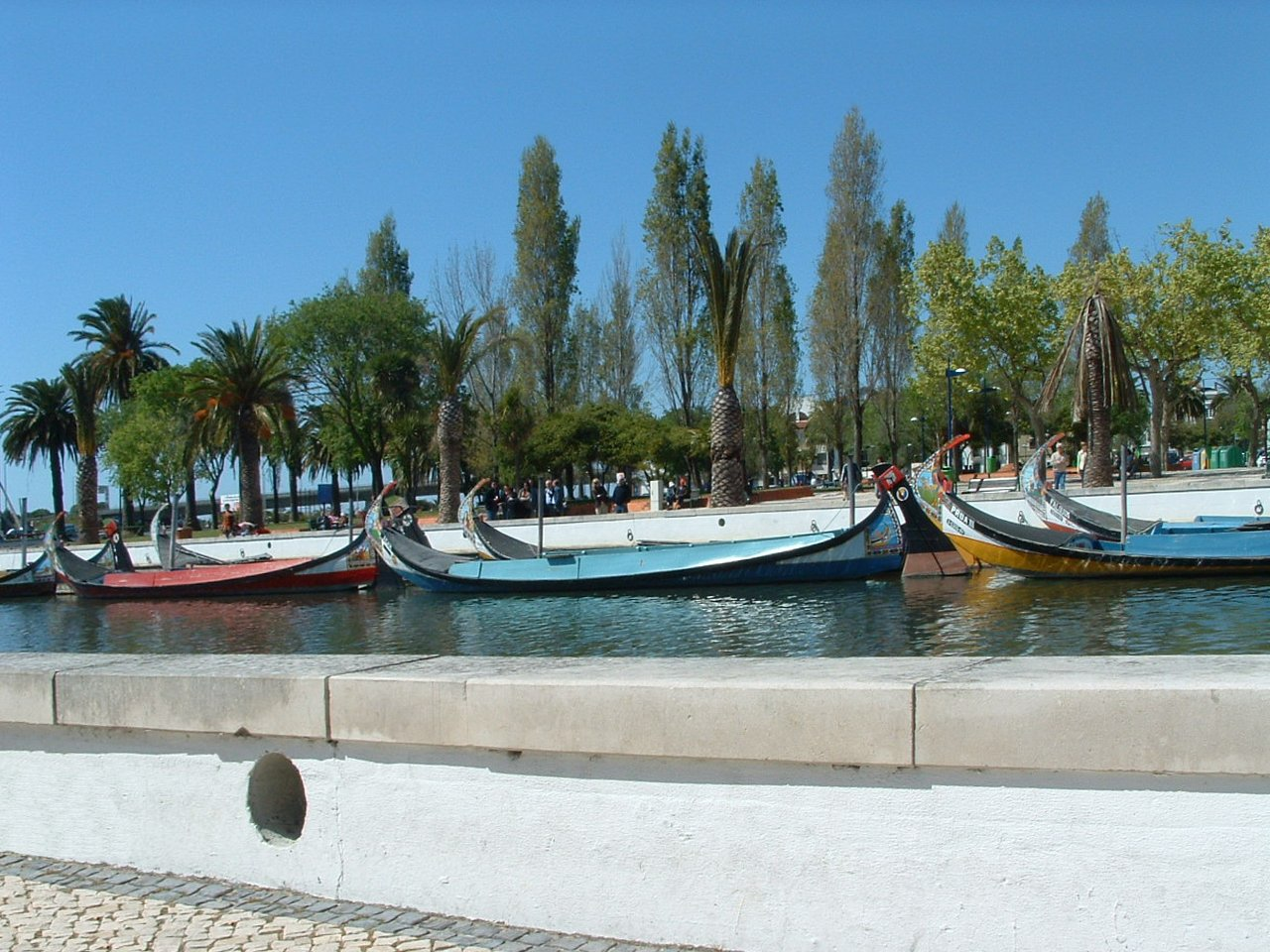
Le Ria de Aveiro.
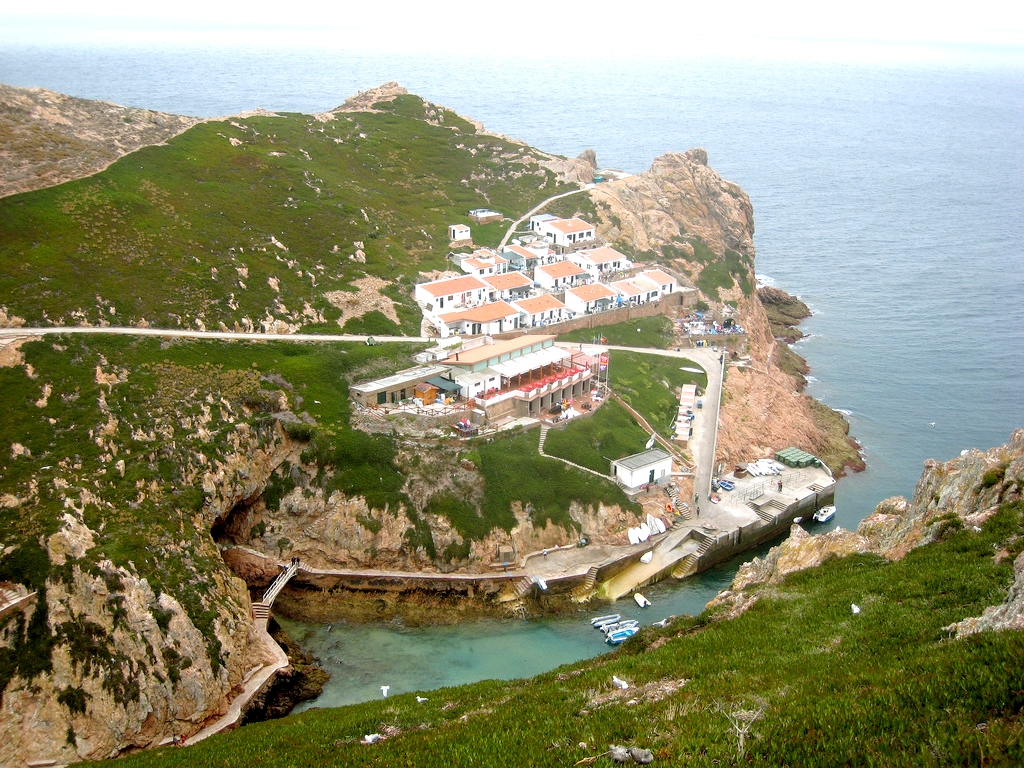
Le quartier des pêcheurs sur l'archipel des Berlengas.
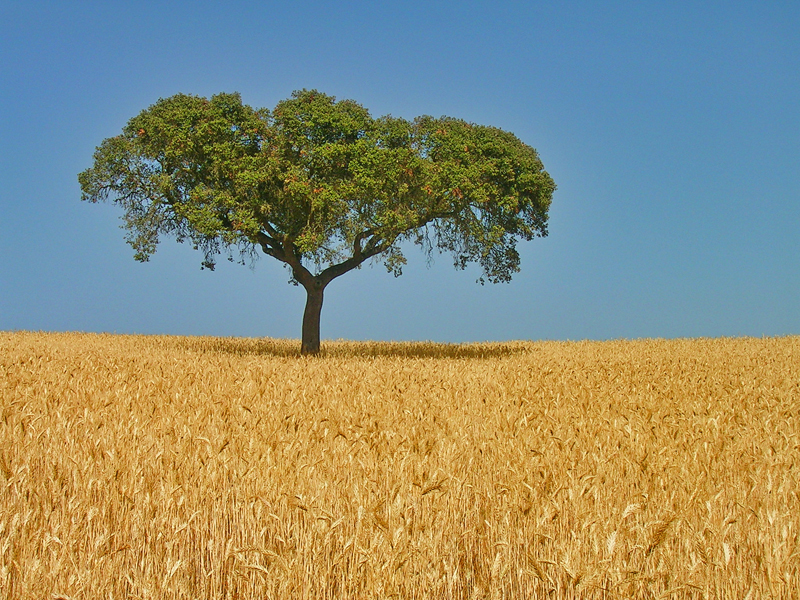
Champs typiques de l'Alentejo.

### Principales villes
Lisbonne (qui compte en 2011 547 733 habitants pour la ville, 2 042 477 pour le Grand Lisbonne et 2 821 876 pour la région métropolitaine de Lisbonne) est la capitale du Portugal depuis le XIVe siècle, car jusqu'en 1385 la capitale du Portugal fut Coimbra. Lisbonne est la plus grande ville du pays, le principal pôle économique, possédant les principaux port maritime et aéroport du pays. C'est aussi la ville la plus riche du Portugal avec un PIB supérieur à la moyenne européenne.[réf. nécessaire]
Porto (237 591 habitants et 1 762 564 dans l'Aire métropolitaine de Porto en 2011) est la seconde agglomération du Portugal. Il y a aussi d'autres grandes villes comme Aveiro (considérée comme la Venise portugaise), Braga (la ville des archevêques), Chaves (ville historique et millénaire), Coimbra (avec son université, la plus vieille du pays et l'une des premières en Europe), Guimarães (Ville Berceau), Évora (Ville musée), Faro, Setúbal ou encore Viseu.

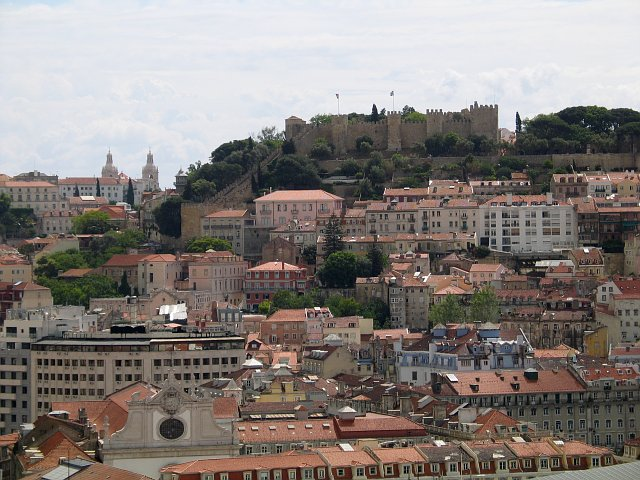
Lisbonne.

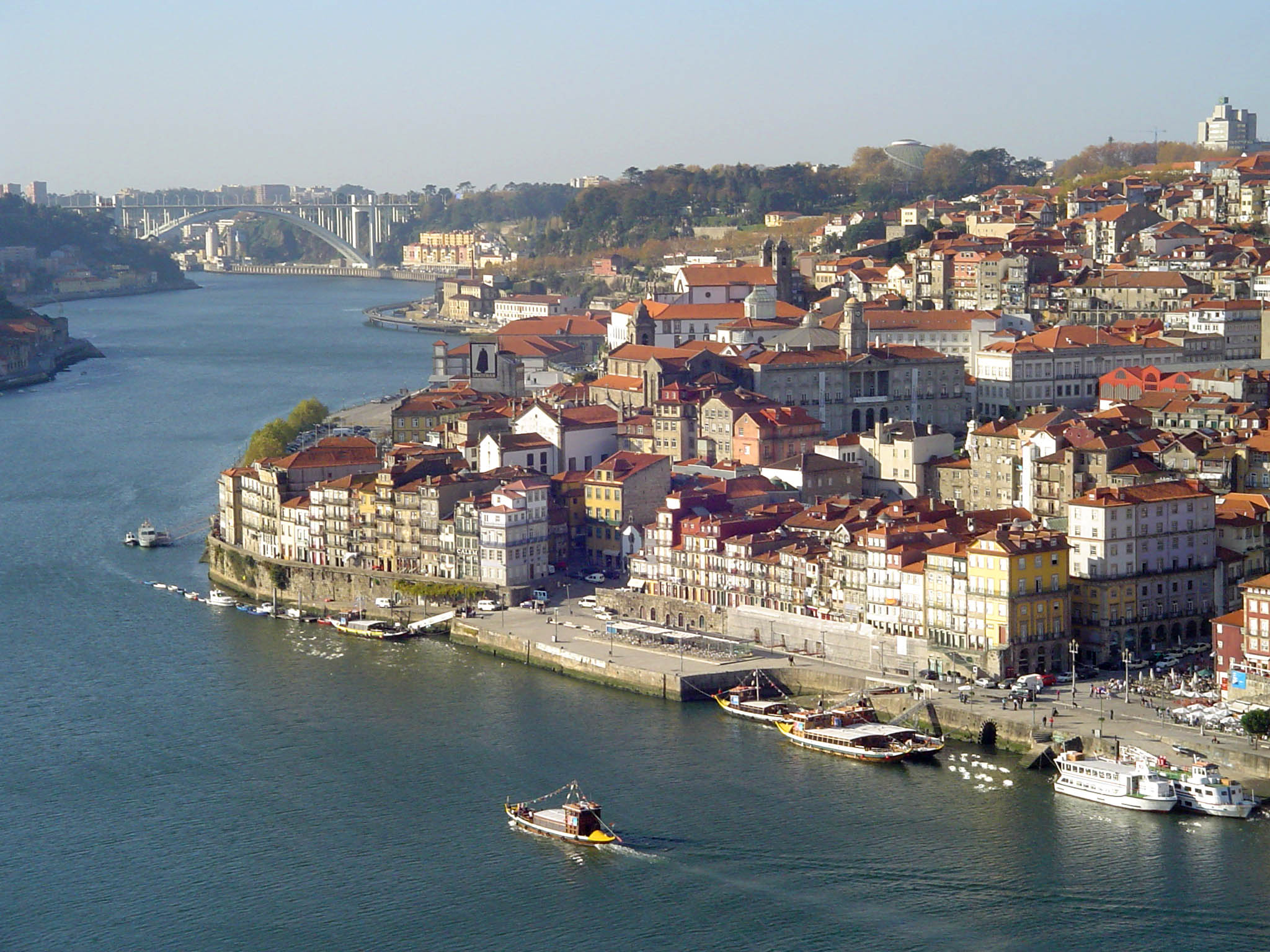
Porto.

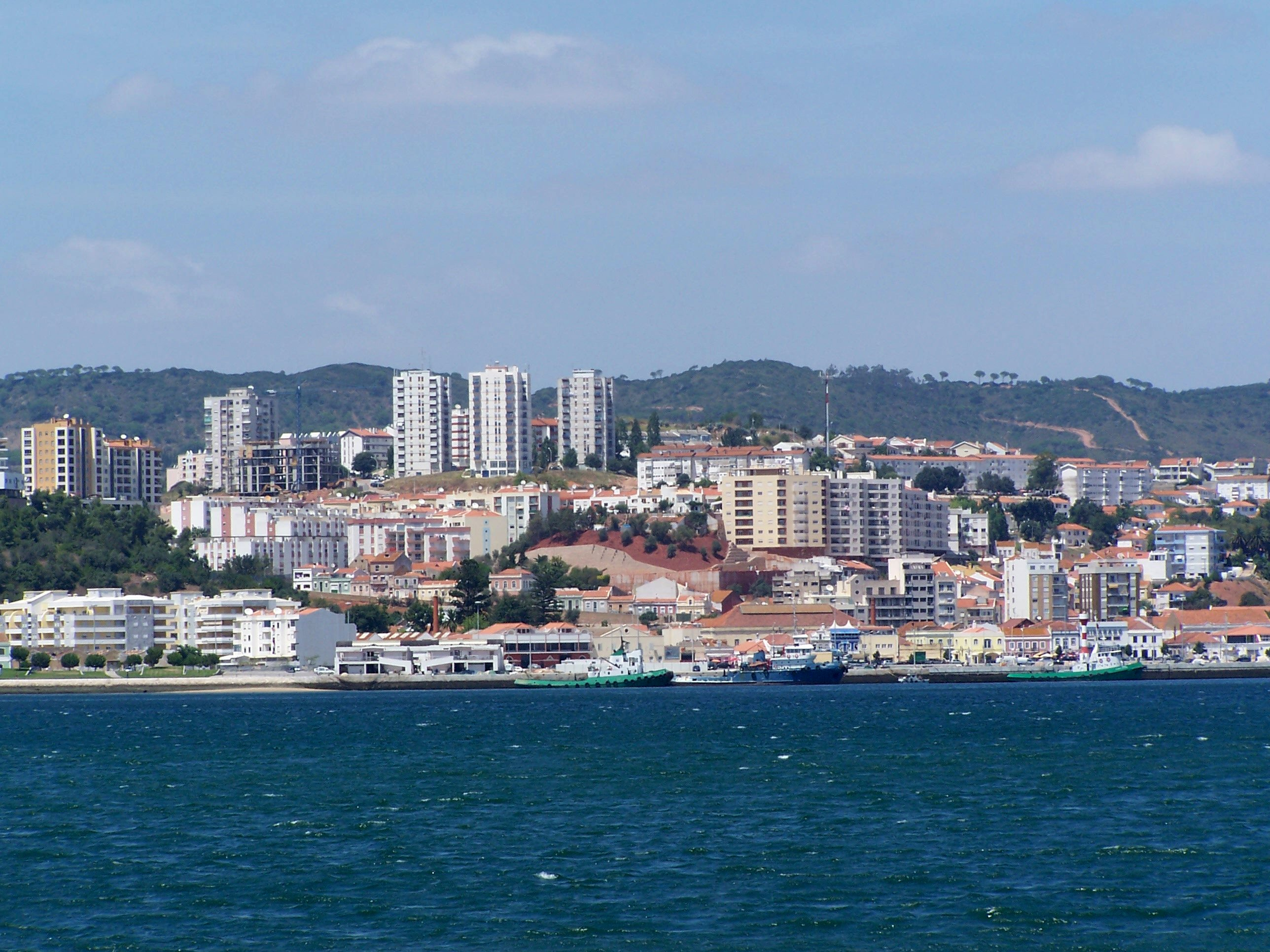
Setúbal.

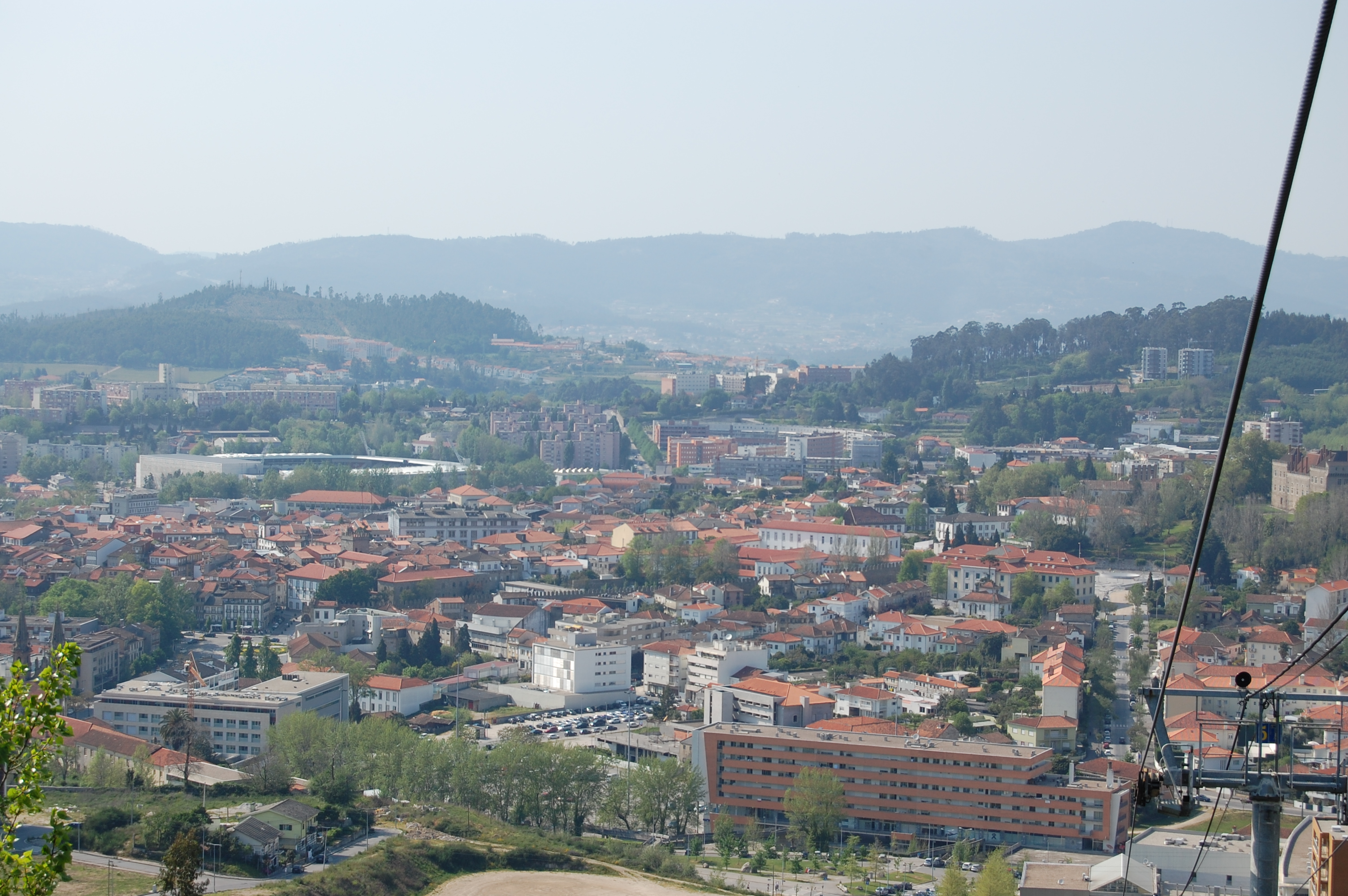
Guimarães.

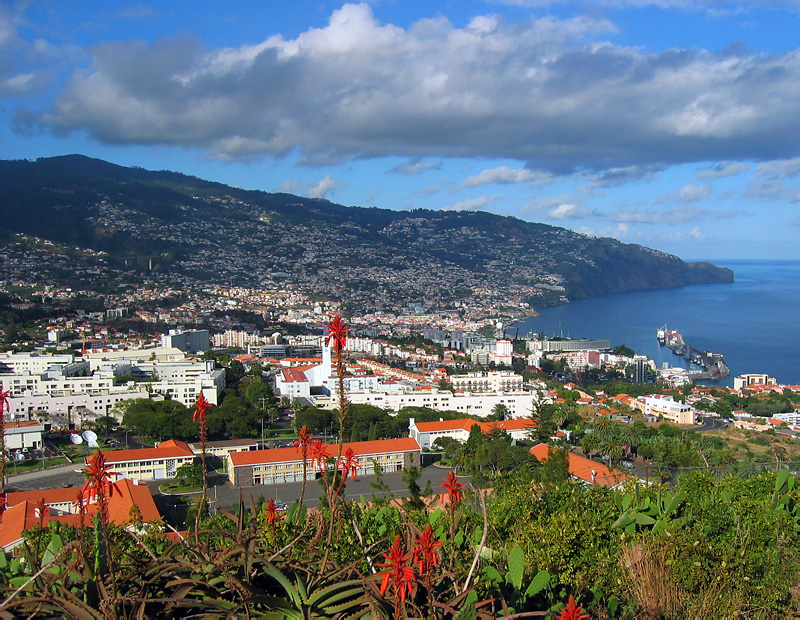
Funchal.

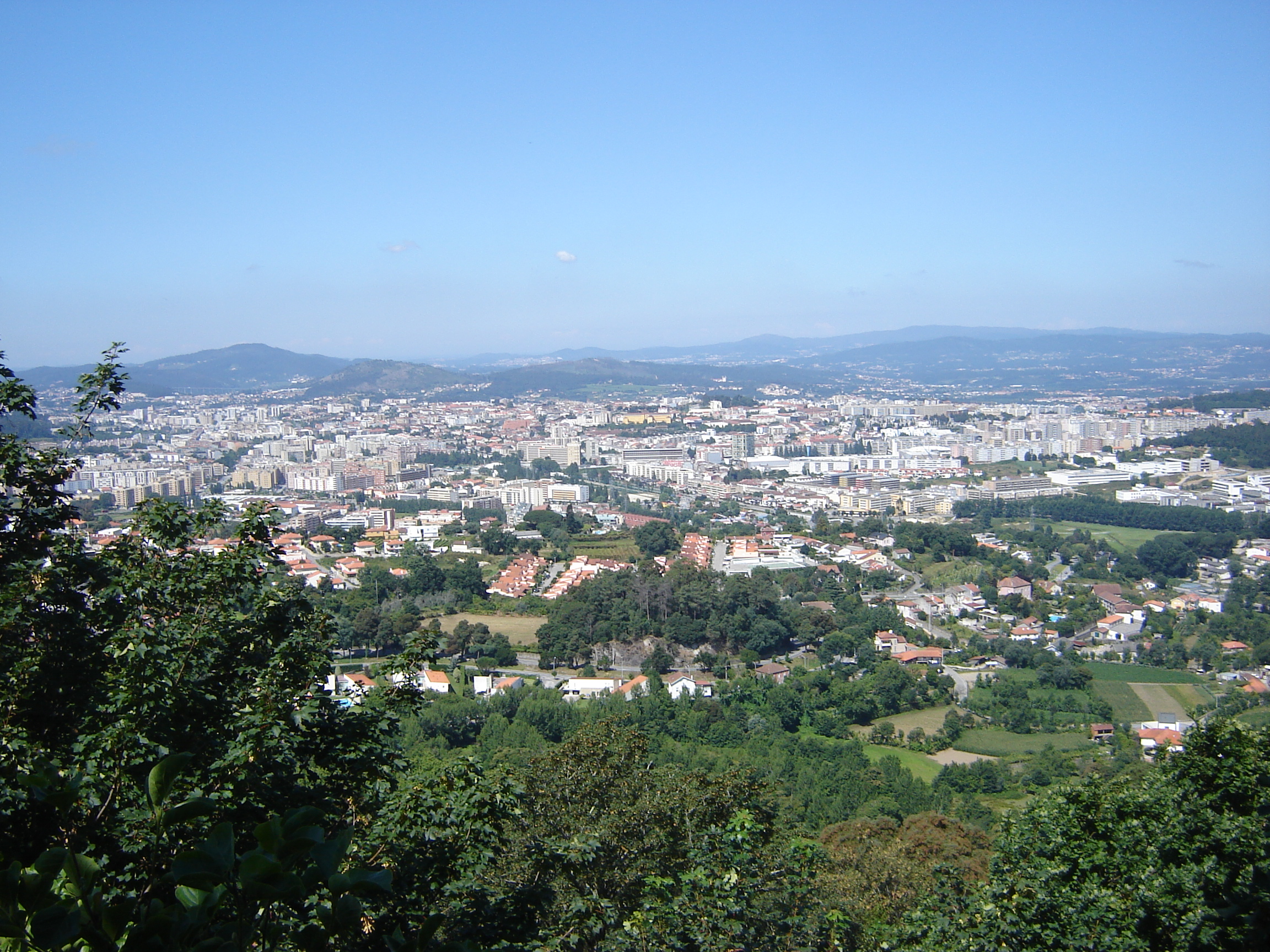
Braga.

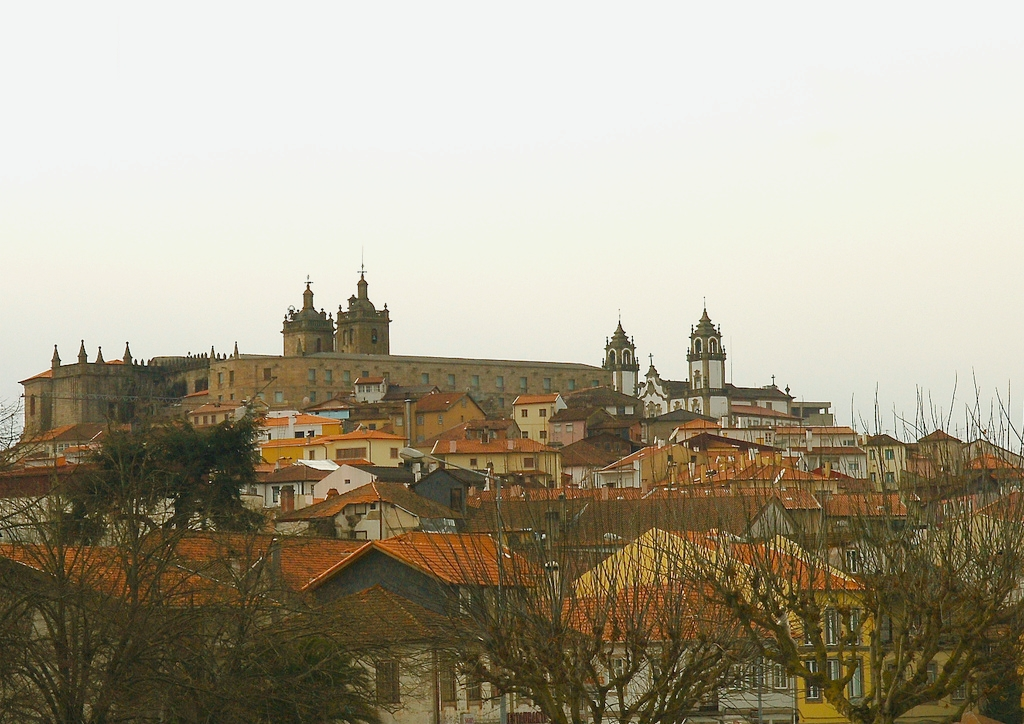
Viseu.

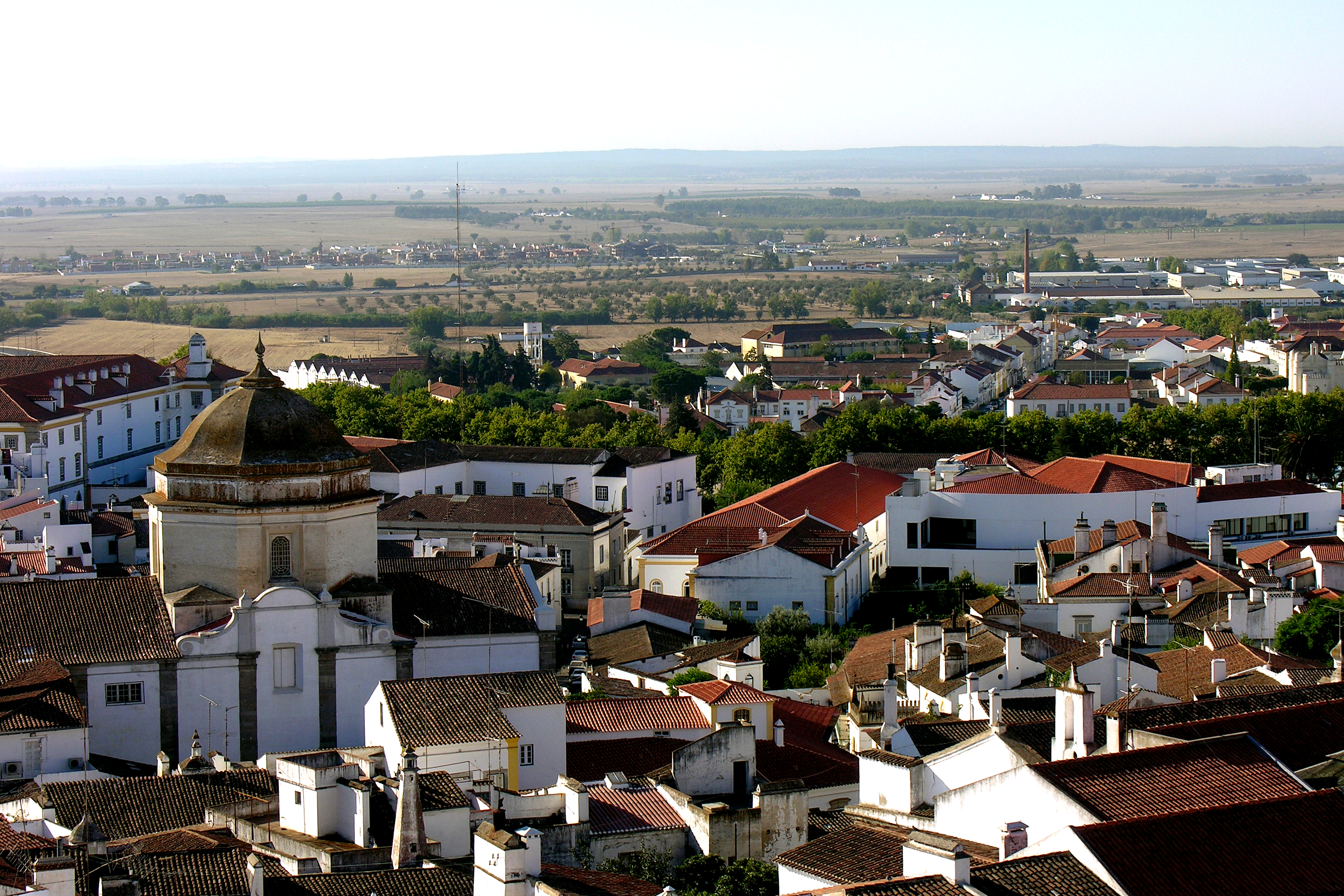
Évora.

| Classement | Ville                | Population |
| ---------- | -------------------- | ---------- |
| 1          | Lisbonne             | 552 700    |
| 2          | Sintra               | 377 835    |
| 3          | Vila Nova de Gaia    | 302 295    |
| 4          | Porto                | 237 591    |
| 5          | Cascais              | 209 869    |
| 6          | Loures               | 205 054    |
| 7          | Braga                | 192 494    |
| 8          | Amadora              | 184 106    |
| 9          | Matosinhos           | 175 478    |
| 10         | Oeiras               | 172 120    |
| 11         | Almada               | 169 914    |
| 12         | Gondomar             | 168 027    |
| 13         | Seixal               | 158 268    |
| 14         | Guimarães            | 158 124    |
| 15         | Odivelas             | 144 159    |
| 16         | Santa Maria Da Feira | 139 313    |
| 18         | Vila Franca De Xira  | 136 886    |
| 19         | Maia                 | 135 306    |
| 20         | Coimbra              | 134 463    |
| 21         | Famalicão            | 133 832    |
| 22         | Leiria               | 125 267    |
| 23         | Setúbal              | 121 185    |
| 24         | Funchal              | 112 000    |
| 25         | Valongo              | 93 858     |
| 26         | Viana do Castelo     | 88 725     |
| 27         | Paredes              | 86 854     |
| 28         | Vila Do Conde        | 79 533     |
| 29         | Aveiro               | 78 450     |
| 30         | Mafra                | 76 685     |

Dans l'aire métropolitaine de Lisbonne, il existe des villes avec de grandes densités comme celles de Agualva-Cacém et Queluz (municipalité de Sintra), Amadora, Almada, Amora, Seixal, Barreiro, Montijo et Odivelas. Dans l'aire métropolitaine de Porto les plus grandes municipalités sont Vila Nova de Gaia, Maia, Matosinhos et Gondomar. Dans la région autonome de Madère, la principale ville est Funchal, c'est la capitale de l'île. Dans la région autonome des Açores il existe trois grandes villes Ponta Delgada, dans l'île de São Miguel, Angra do Heroísmo dans l'île Terceira et Horta dans l'île de Faial.[réf. nécessaire]

### Climat

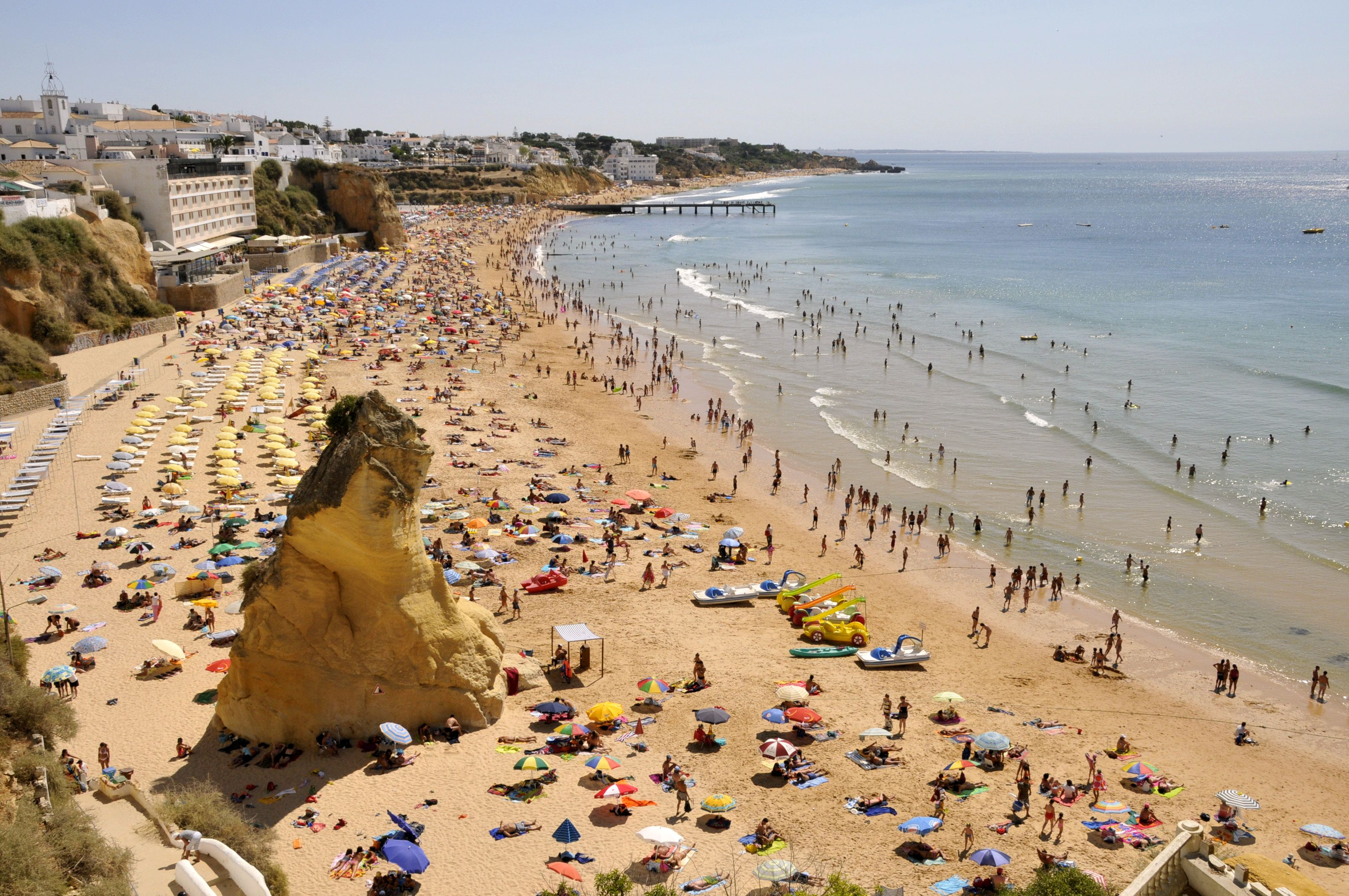
Albufeira, en Algarve.

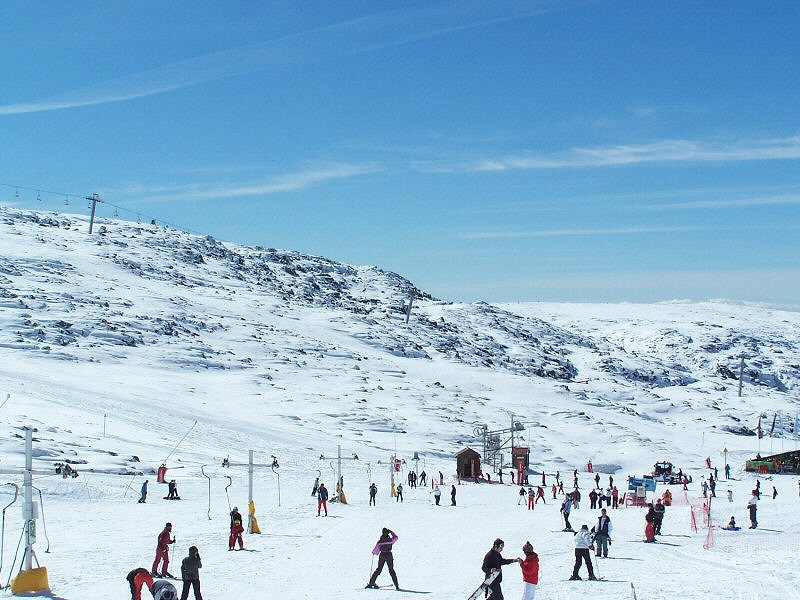
Station de ski dans la Serra da Estrela.

Le climat du Portugal est de type méditerranéen selon la classification de Köppen. D'après cette classification, le climat est caractérisé essentiellement par des étés chauds et secs et des hivers plus ou moins doux. En hiver, les mois les plus « froids » sont janvier et février, mais les températures restent douces.
En moyennes, sur la côte océanique portugaise, les températures varient de 18 °C à 27 °C l'été et de 5 °C à 16 °C l'hiver influencé directement par l'océan Atlantique. L'intérieur des terres possède des variations thermiques plus fortes, avec des températures qui varient de 16 °C à 33 °C l'été et de 0 °C à 12 °C l'hiver. La neige tombe sur les sommets du pays en hiver. L'aridité est plus marquée dans l'intérieur du pays.
Ainsi, pourtant située à 700 mètres d'altitude, la ville de Bragance dans le nord-est du pays présente une moyenne de 4,5 °C en janvier, valeur comparable à la basse vallée du Rhône. Cela n'exclut toutefois pas des vagues de froid périodiquement comme dans toutes les régions méditerranéennes. En été, les mois les plus chauds et les plus secs sont juillet et août, avec une température moyenne supérieure à 20 °C presque partout au mois de juillet, atteignant des pics de plus de 45 °C dans certaines régions.[réf. nécessaire]
Le record de chaleur est de 47,4 °C.
Toujours selon Köppen, le pays connaît deux nuances :
- La zone Csa qui s'étend sur la moitié sud du pays. C'est le climat méditerranéen-type, caractérisé par des étés très chauds et secs, et des hivers doux. La neige et les gelées sont rares et l'ensoleillement annuel est souvent supérieur à 2 500 heures ;
- La zone Csb s'étend sur la moitié nord du pays. C'est la variante « galicienne » du climat méditerranéen. Les étés demeurent secs (d'où la classification de Köppen), mais sont moins caniculaires qu'au sud, tout en restant assez chauds. La moyenne de juillet est de 20 °C à Porto[525], ce qui est assez élevé (comparable à la moyenne vallée du Rhône ou au sud-ouest français). Le cumul des précipitations annuelles y est toutefois plus élevé qu'au sud du pays, surtout sur les reliefs. L'ensoleillement est moindre, mais encore élevé (souvent entre 2 000 et 2 500 heures).

## Économie

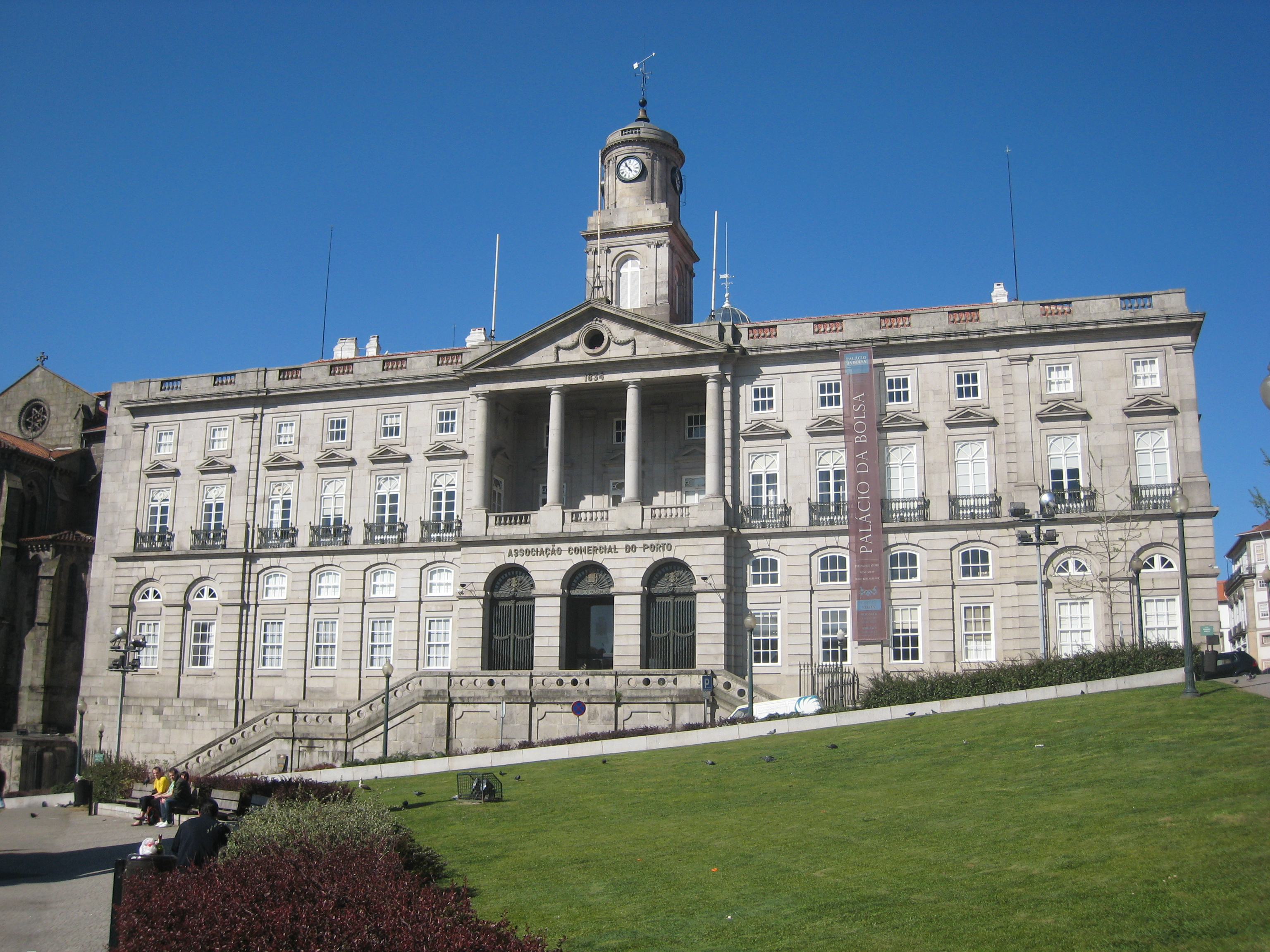
Le palais de la Bourse à Porto.

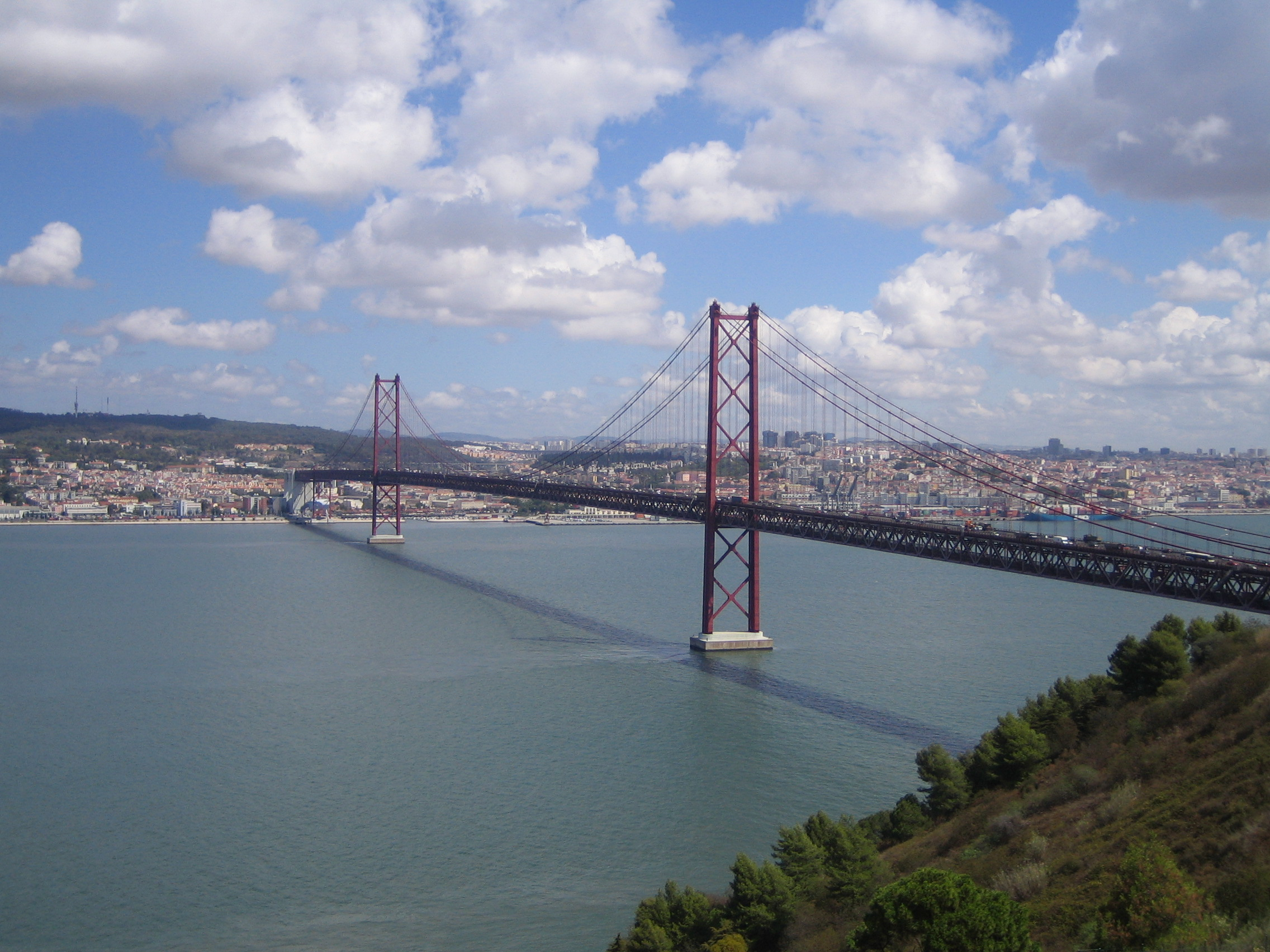
Le pont du 25 Avril.

La Constitution portugaise de 1976, élaborée sous influences socialistes, garantissait les acquis de la révolution des Œillets, comme l'irréversibilité des nationalisations ou la gratuité d'accès aux soins. Le Portugal s'oriente ensuite dès le milieu des années 1980 vers un système économique libéral. Après deux interventions du FMI (1977 et 1983) et l'adhésion à la Communauté économique européenne (CEE) en 1986, la Constitution a été révisée en 1989 dans le but de libéraliser le système économique, de faciliter les privatisations, de réduire le poids de l'économie planifiée par l'État, d'éliminer la référence constitutionnelle à la réforme agraire et d'ouvrir la porte à la privatisation des services publics. Les gouvernements successifs ont réalisé plusieurs réformes, ont privatisé de nombreuses sociétés contrôlées par l'État et ont libéralisé les espaces-clefs de l'économie, y compris les secteurs des télécommunications et financier. Le pays a développé une économie de type capitaliste de plus en plus fondée sur les services. Le Portugal fait partie des onze États de l'UE fondateurs de l'euro, en 1999.
Le pays fait ainsi disparaître l'ancienne monnaie nationale, l'escudo, avec l'application d'une parité de 200,482 escudos pour un euro. Pendant la majeure partie des années 1990, la croissance économique portugaise est supérieure à la moyenne de celle des pays de l'Union européenne.
En partie avec des fonds de l'Union européenne, le pays réalise dans les années 1990 et 2000 d'importants investissements lui permettant de moderniser certains secteurs (télécommunications, infrastructures routières, finance). D'autres cependant, comme l'industrie textile, ont été durement atteints par l'ouverture à la concurrence. L'intégration du Portugal dans la zone euro a généré une affluence de capitaux, mais le nouveau modèle de spécialisation productive, façonné par la libéralisation puis par la crise de 2008, a essentiellement profité aux secteurs du tourisme et de l'immobilier.
Début 2006, le Portugal souffre d'un taux de chômage de 7,7 %, qui atteint 8,7 % chez les femmes et 16,2 % chez les jeunes de moins de 25 ans. Néanmoins, deux des régions européennes les moins touchées par le chômage sont portugaises : les Açores et Madère avec un taux de 2,5 %.

Exportations de produits portugais dans le monde (2006).

Les principales exportations portugaises sont le textile, les voitures, les cycles, les chaussures, les produits manufacturés, des composants informatiques et électroniques et des matériaux de construction.
Depuis 1962, l'usine PSA de Mangualde produit des véhicules. En 2010, 47 369 véhicules y ont été produits et elle a la particularité d'être en production majoritairement manuelle. Renault-Nissan y ont débuté au second trimestre de 2011 la construction de véhicules électriques,
Le commerce extérieur du Portugal se concentre essentiellement dans l'Union européenne. Aujourd'hui, 80 % des exportations portugaises sont à destination des pays de l'Union européenne, 5 % pour l'Amérique du Nord, les pays lusophones représentant 4 % des exportations.
Les exportations de biens manufacturés comme le textile, les vêtements, les chaussures, le liège, les machines-outils, les équipements de transports, la pâte à papier, les dérivés du papier et les produits chimiques représentent 70 % des exportations totales.
L'Union européenne et le Fonds monétaire international sont venus en aide au Portugal, à hauteur d'un prêt de 78 Milliards d'euros. La crise économique de 2011 a eu pour conséquences :
- la diminution du salaire des fonctionnaires de 14,29 % ;
- la diminution des pensions de retraite également de 14,29 % ;
- un taux de TVA fixé à 23 % ;
- une diminution du PIB de 1,5 % en 2011, et une prévision, selon le FMI, de 3,3 % en 2012 ;
- 36,4 % des jeunes sont sans emploi.

Sous le gouvernement conservateur de Pedro Passos Coelho (2011-2015), le Portugal s'engage dans une « politique d'austérité » visant à réduire le déficit public et redynamiser le secteur privé : réduction du salaire minimum et des pensions de retraites, augmentation les impôts et réduction des aides publiques. Le déficit se maintient néanmoins à 4,4 % du PIB, entrainant des menaces de sanctions de l'Union européenne, tandis que la dette passe de 96,2 % du PIB en 2010 à 128,9 % en 2014. La précarité et la pauvreté augmentent dans le pays. Entre 2006 et 2012, le nombre de salariés percevant le salaire minimum est passé de 133 000 à 400 000, sur une population active d’environ cinq millions de personnes, du fait d'une politique visant à réduire le coût du travail.
Après les élections législatives de 2015, le nouveau gouvernement conduit par Antonio Costa (Parti socialiste, Parti communiste et Bloc de gauche) déclare rompre avec la politique menée par le gouvernement précédent : « La politique d’austérité suivie ces dernières années a eu pour conséquence une augmentation sans précédent du chômage avec des effets sociaux dévastateurs sur les jeunes et les citoyens les moins qualifiés, ainsi que les familles et les milliers de Portugais au chômage. Elle a été aussi associée à une dévalorisation de la dignité du travail et des droits des travailleurs ».
Le salaire minimum a été augmenté en 2016 puis de nouveau en 2017, en échange de baisses de cotisations pour les employeurs, de 23 % à 22 %. Les retraites et les allocations familiales ont été augmentées, le droit du travail renforcé, les impôts sur les bas salaires réduits, arrêt des privatisations de services et d'infrastructures publics. Il est aussi prévu de supprimer les coupes dans les revenus des fonctionnaires et de ramener leur temps de travail à 35 heures par semaine. Les projections actuelles des instituts tablent sur un chômage portugais à 7 % en 2019, le plus bas depuis 2004. la croissance du PIB est évaluée à 2,5 % pour 2017.
Afin de respecter l’orthodoxie budgétaire imposée par les traités européens, les dépenses publiques ont atteint un niveau extrêmement faible (1,97 % du PIB en 2018). Le redressement économique a ainsi servi prioritairement à combler le déficit et la dette. Cette politique de rigueur budgétaire est mise en œuvre par le ministre des Finances Mário Centeno, économiste formé à Harvard et de sensibilité libérale. Plutôt que d’investir dans le secteur public, le gouvernement décide de renflouer les banques privées avec de l'argent public (Novo Banco reçoit 1,9 milliard en 2019). Cette décision a de nouveau provoqué une contestation de la gauche radicale et des communistes, qui ont accusé le ministre de préférer « assainir » les banques privées plutôt que d’effectuer les investissements nécessaires au pays. En 2019, les universités sont proches de la faillite et le système de santé pâtit du manque de moyens matériels et de personnel. Le gestionnaire public des infrastructures ferroviaires considère que 60 % des lignes de train sont dans un état « mauvais » ou « médiocre ». Le logement social ne représente que 2 % du parc immobilier. La pauvreté repart à la hausse en 2020, avec 18,4 % de la population vivant sous le seuil de pauvreté. La chute de l'activité touristique du fait de la pandémie de Covid-19 et la faiblesse du système de protection sociale en sont les causes.
Les entreprises privées sont généralement très endettées. Leurs dettes représentent en 2017 145 % du PIB.
En 2024, le Portugal est classé en 31e position pour l'indice mondial de l'innovation.

### Agriculture

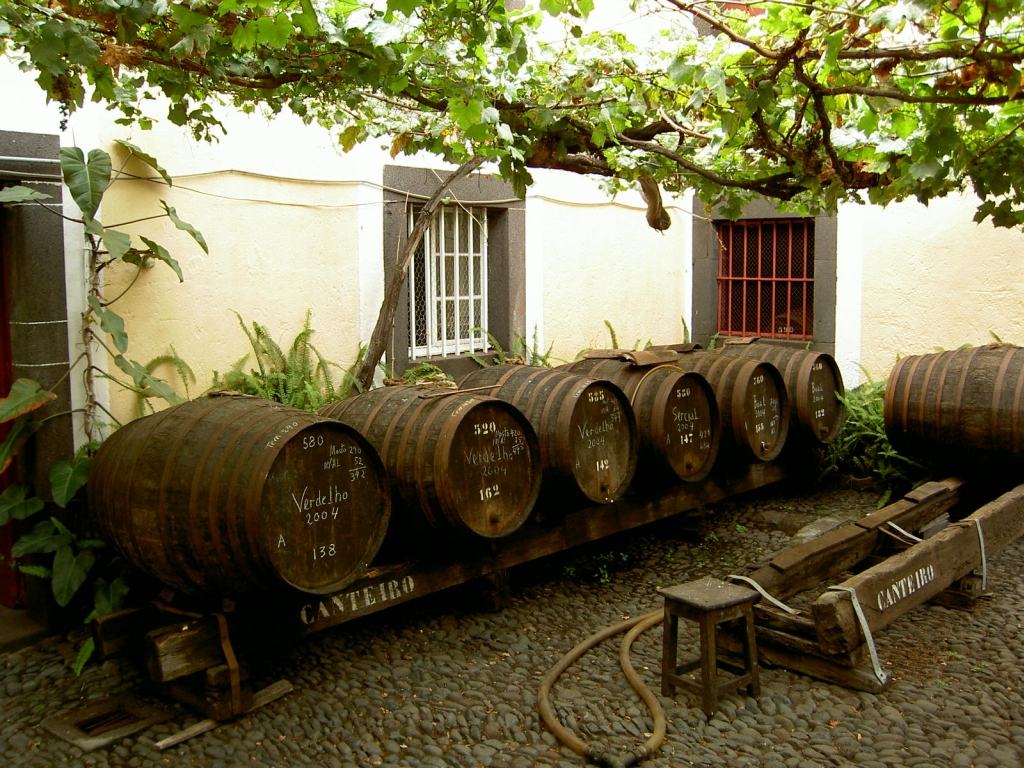
Tonneau de vin de Madère.

Avec un passé majoritairement agricole, et après les évolutions de ces dernières années, l'économie est fondée actuellement[C'est-à-dire ?] sur les services et sur l'industrie, qui représentent respectivement 67,8 % et 28,2 % du secteur économique portugais. L'agriculture portugaise bénéficie d'un climat et d'un relief favorables et de sols fertiles.

Les dernières décennies ont permis d'intensifier la modernisation de l'agriculture et de la pêche, bien qu'encore 13 % de la population active y travaille toujours. Les oliviers (qui s'étendent sur 4 000 km2), les vignobles (qui occupent 3 750 km2), le blé (sur 3 000 km2) et le maïs (qui représentent 2 680 km2) sont les principales cultures par la surface cultivée.

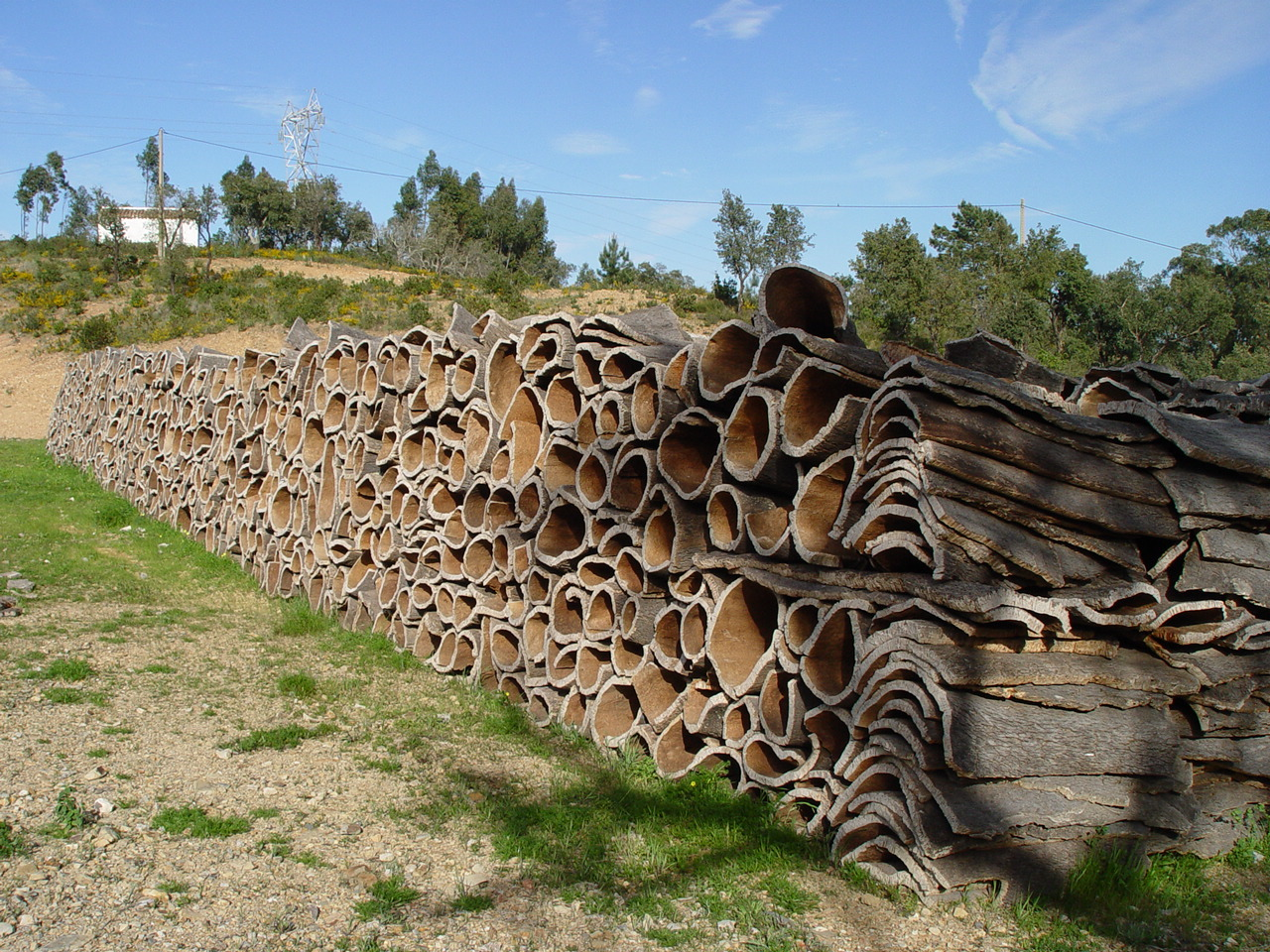
Liège en Algarve.

Les vins (les plus célèbres étant le vin de Porto, le vin de Madère et le vinho verde) et les huiles portugaises sont appréciés grâce à leur qualité. Le Portugal est également un pays producteur de fruits, notamment les oranges algarviennes, la pêra-rocha de l'Ouest, la cerise du Gardunha et la banane de Madère. Il existe aussi d'autres productions comme l'horticulture, la fromagerie et la floriculture, comme la betterave rouge, le fromage da Serra, l'huile de tournesol et le tabac. Le Portugal produit 52,5 % de la production mondiale de liège, des eucalyptus, du vin, du cuivre… C'est aussi un important importateur de produits alimentaires. Les importations proviennent de l'Union européenne à 76 %, 4 % de l'Amérique du Nord et 1 % des pays lusophones. Le secteur primaire (agriculture) représente 2,8 %, du PIB portugais, le secteur secondaire (industrie) 24,8 % et le secteur tertiaire (services) 72,4 %.

### Énergie
Le Portugal est certes fortement dépendant de ses importations en matière d'énergie, en particulier pour les combustibles fossiles, mais il a une vision claire à propos des prévisions de ses besoins énergétiques sur plusieurs décennies, traduite par un modèle MARKAL commun avec l'Espagne.

#### Énergies renouvelables
En 2017, le Portugal a consommé 28,1 % d'énergie issue de sources renouvelables contre 28,4 % en 2016, selon des données d'Eurostat publiées en février 2019, soit à 2,9 points de l'objectif national de 31 %. Le Portugal est au deuxième rang des six pays européens dont la consommation d'énergie renouvelable se situe entre 20 et 30 % derrière l'Estonie.
Le gouvernement portugais affirmait qu'en 2010 45 % de l'électricité serait produite à partir des sources renouvelables.
- L'hydroélectricité est la principale source d'énergie renouvelables ; le Portugal estime qu'il n'exploite à l'heure actuelle que 46 % de son potentiel hydroélectrique.

Le barrage d'Alqueva, dans l'Alentejo (servant à l'irrigation des champs et à produire de l'énergie hydroélectrique) a créé le plus grand lac artificiel d'Europe de l'Ouest et a représenté un des plus grands investissements du pays.
- En 2007 fut inaugurée une des plus grandes centrales solaires photovoltaïques du monde[547], située à Brinches, municipalité de Serpa. Mais de nos jours la plus grande centrale solaire photovoltaïque est située dans le village d'Amareleja[548], commune de Moura, elle devrait être complètement achevée en 2010.
- En matière d'énergie éolienne, le Portugal affichait fin 2013 une puissance installée de 4 724 MW[549], une des plus importantes puissance éoliennes par habitant installée au monde.

Le pays compte de nombreux parcs éoliens, dont le plus grand d'Europe depuis 2008.
- Parallèlement, la première exploration commerciale du monde des énergies des vagues de la mer est entrée en fonctionnement en septembre 2008, à cinq kilomètres au bord d'Aguçadoura, commune de Póvoa de Varzim[551].

### Tourisme
Le tourisme est un secteur très important, comptant pour 16,6 % du PIB en 2017 contre 14,1 en 1995. L'Algarve, dans le sud du pays, est la principale destination avec de nombreux complexes, clubs et hôtels bordant la côte aux environs d'Albufeira et de Faro. Des milliers de vacanciers convergent toute l'année vers cette région du Portugal, principalement entre avril et septembre. Les Espagnols (49 %) constituent la principale origine des touristes, suivis des Britanniques (14 %).
En juin 2020, le Portugal devient le premier pays d'Europe à recevoir le label mondial sur la sécurité et l’hygiène Safe Travels délivré par World Travel & Tourism Council (en),.

### Transports
Les transports ont constitué une priorité dans les années 1990 en parallèle avec l'utilisation croissante des véhicules automobiles et le processus d'industrialisation.
La première autoroute portugaise date de 1944 et reliait Lisbonne au Stade national du Jamor (l'actuelle ). Malgré la construction de nouveaux tronçons dans les années 1960 et 1970, c'est véritablement à la fin des années 1980 que fut commencée la construction d'autoroutes à grande échelle. De nos jours, le réseau d'autoroutes portugaises couvre la presque totalité du territoire, reliant tout le littoral et les principales villes.
Le pays compte également les réseaux des Itinerários Principais (IP) et des Itinerários Complementares (IC) qui peuvent être constitués d'autoroutes, de voies rapides et de routes nationales. Le pays possède 68 732 km de réseaux routiers, dont 2 600 km forment le réseau d'autoroutes du pays. En 2012, le réseau atteint un total de 3 187 km.

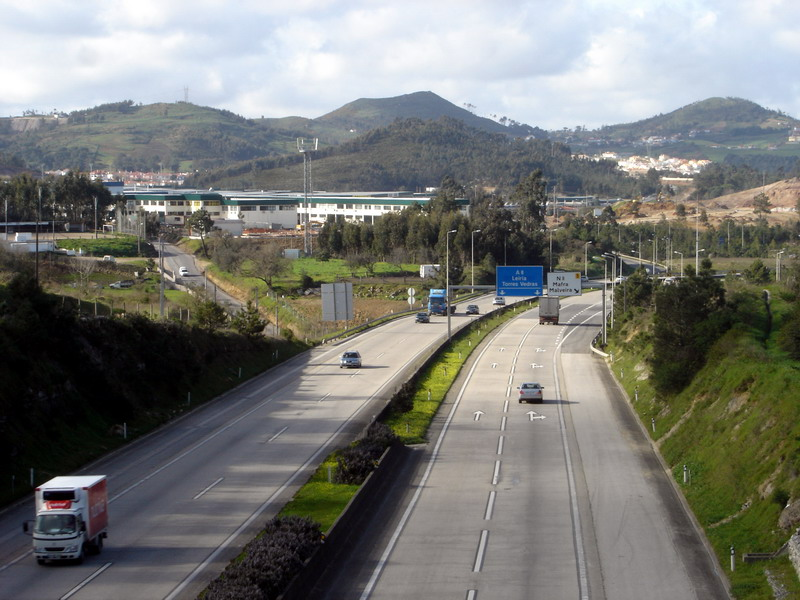
près de Malveira.
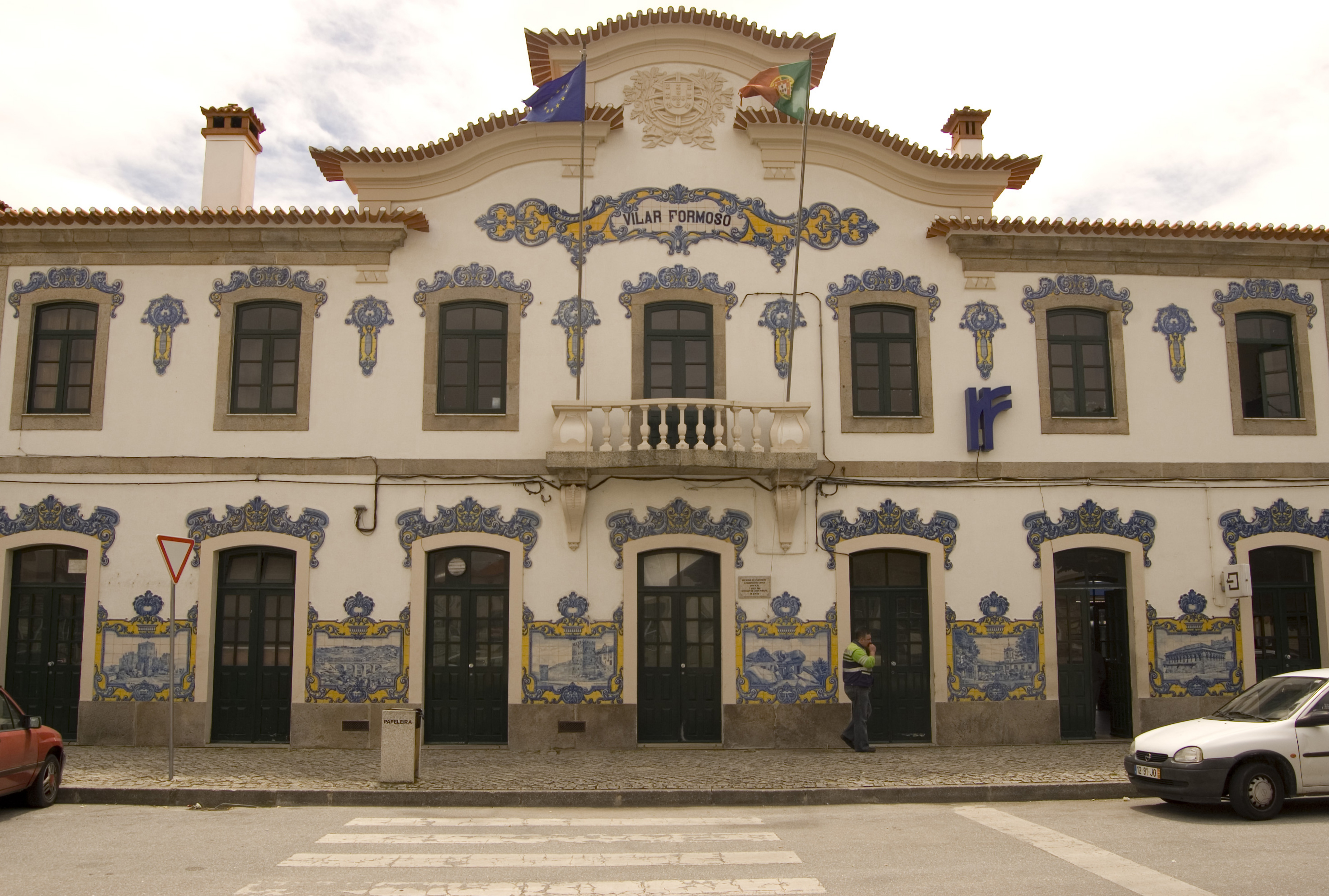
Gare de Vilar Formoso.
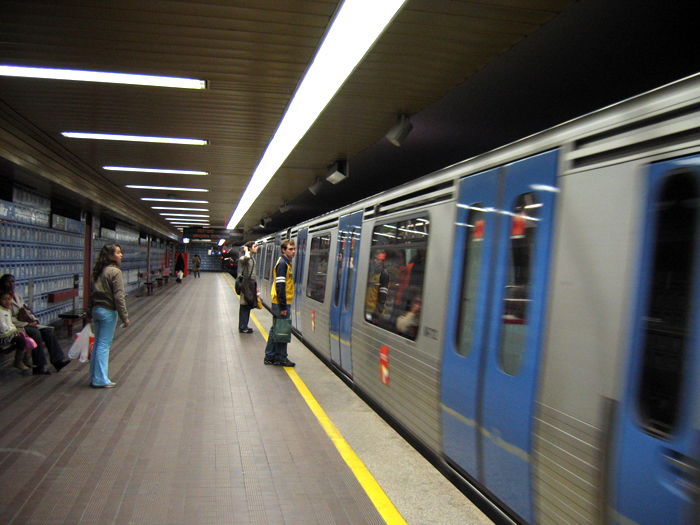
Linha Azul.
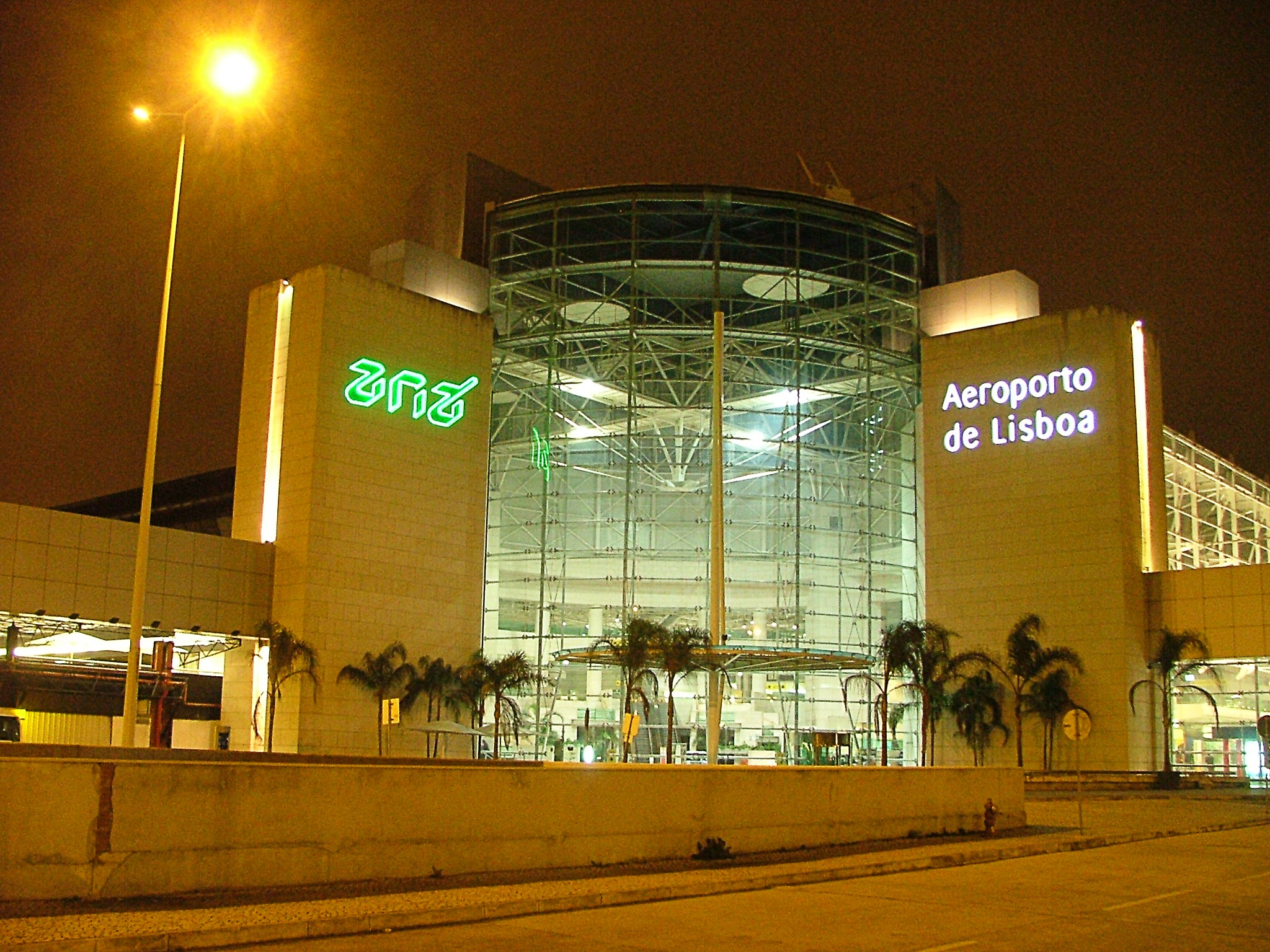
Aéroport Humberto Delgado de Lisbonne.

Les deux principaux noyaux urbains possèdent des systèmes de métro : le métro de Lisbonne et le Metro Transportes do Sul pour Lisbonne et le métro de Porto.
Le transport ferroviaire de passagers et de marchandises s'effectue sur les 2 791 km de lignes actuellement[C'est-à-dire ?] en service, dont 1 430 sont électrifiés et environ 900 permettent des vitesses de circulation supérieures à 120 km/h. Le réseau ferroviaire est géré par la REFER (Rede Ferroviária Nacional, Réseau ferroviaire national), tandis que les transports de passagers et de marchandises relèvent de la responsabilité des Comboios de Portugal (Chemins de fer portugais), devenus Comboios de Portugal (CP) en 2004. Il s'agit de deux entreprises publiques. En 2006, la CP a transporté 133 millions de passagers et 9,75 millions de tonnes de marchandises. La première ligne de chemin de fer a été créée en 1856 et fut construite avec un écartement des rails de 1,674 m, comme en Espagne.
Les appels d'offres pour la construction et l'exploitation d'un réseau ferroviaire à grande vitesse, avec les liaisons Lisbonne-Madrid, Lisbonne-Porto et Porto-Vigo, devaient débuter en 2008 pour la première, et en 2009 pour les deux autres. Les travaux devraient commencer en 2013 pour les liaisons Lisbonne-Madrid et Porto-Vigo et en 2015 pour la liaison Lisbonne-Porto. L'investissement prévu pour ces trois liaisons est de 7 790 millions d'euros. Deux autres lignes à grande vitesse sont encore à l’étude : Aveiro-Salamanque et Évora-Faro.
Lisbonne occupe une position géographique qui fait d’elle une escale pour de nombreuses compagnies aériennes étrangères. Un nouvel aéroport, l'aéroport Luís de Camões, a été annoncé en 2024 et devrait remplacer l'actuel aéroport Humberto Delgado de Lisbonne, à l'horizon 2037. Les principaux aéroports sont ceux de Lisbonne, de Faro, de Porto, de Funchal (île de Madère) et de Ponta Delgada (archipel des Açores).
Les ports industriels représentent un enjeu majeur pour l’économie. Cependant, leur compétitivité repose sur l’exploitation d’une main-d’œuvre flexible et sur l’amputation du salaire des travailleurs. D'après le Syndicat des dockers et de l’activité logistique : « Au tournant de l’année 2013, le pouvoir a fait voter une loi sur la libéralisation de l’activité portuaire qui visait à fragiliser nos conditions de travail. Cela a provoqué un recours énorme à la sous-traitance. En août 2018, les syndicats ancent un mouvement de grève en solidarité avec les travailleurs du port de Setúbal, à une cinquantaine de kilomètres de Lisbonne, où 90 % des dockers et des logisticiens sont alors recrutés en contrat journalier. Selon eux : « Ces travailleurs précaires n’ont ni congés ni droit à la protection sociale en cas de maladie ou d’accident du travail. Certains peuvent être contractualisés et licenciés deux fois dans une même journée afin d’enchaîner seize heures de travail ».

### Logement
À la suite de la crise économique de 2008, le Portugal accepte certaines exigences du Fonds monétaire international, de la Banque centrale européenne et de la Commission européenne, telles que la dérégulation du marché immobilier et le développement de l'offre touristique en échange d'une aide économique. En 2012, le gouvernement conservateur de Pedro Passos Coelho modifie la loi sur les locations en faveur des propriétaires, facilitant l’augmentation du loyer à la fin d’un bail et l’expulsion des occupants en cas de rénovation des lieux. Des « visas en or » sont créés en 2012 en faveur des étrangers qui achèteraient des biens immobiliers pour plus de 500 000 euros et un statut de résident non habituel offre un régime fiscal avantageux pour les retraités européens qui viendraient s’installer dans le pays et y acquièrent un logement. Pour les Portugais, ces réformes ont rendu l'accès au logement plus difficile qu'avant. En conséquence, 56 % des Portugais entre 25 et 34 ans vivent encore chez leurs parents et le nombre de sans-abri a augmenté de 78 % entre 2018 et 2022,.
Depuis fin 2018, Lisbonne est la ville européenne qui compte le plus de résidences Airbnb par habitant. Cette libéralisation du marché locatif a cependant conduit à une augmentation du nombre d'expulsions. Des bâtiments historiques, tels que le palais Santa Helena, ont été vendus à des groupes privés afin d’être transformés en appartements de luxe. D'après la Fédération Internationale de l’Immobilier, « le pays propose de plus en plus de programmes immobiliers de luxe. Il fonde tout sur le golf. Ce qui appelle une clientèle aisée ».
Selon les chiffres d’Energias de Portugal (EDP), 75 % des 1,5 million de bâtiments que recense le Portugal, dont plus des deux tiers des habitations, ne répondent pas aux normes minimales en matière d’isolation thermique. En conséquence, 16,4 % des ménages ne sont pas en mesure de se chauffer correctement et 25,2 % souffrent de problèmes préoccupants d’infiltration et d’humidité en raison des problèmes d’isolation chez eux. L'été peut également être particulièrement pénible à supporter pour de nombreuses personnes, leur logement ne pouvant les protéger des fortes chaleurs.

## Démographie
Les Portugais sont à l’origine des Lusitaniens, un peuple indo-européen distinct des Celtes. Les Gallaeci sont très probablement également un peuple indo-européen ayant plus ou moins subi l'influence des Celtibères. Autres influences importantes : les Romains (la langue portugaise dérive du latin), les Wisigoths, les Suèves et les Arabo-Berbères ; tous ont peuplé ce qui constitue aujourd'hui le territoire portugais. De moindre influence, citons aussi les Grecs et les Phéniciens-Carthaginois dans le sud du pays, les Vandales (Sillings et Hasdings), les Alains (tous deux expulsés ou partiellement laissant la place aux Wisigoths).
La population portugaise est composée de 16,3 % de personnes ayant entre 0 et 14 ans, 66,1 % entre 15 et 64 ans et 17,6 % pour les plus de 65 ans. L'espérance de vie moyenne est de 78,21 ans, 81,69 ans pour les femmes et 74,95 ans pour les hommes. 93,3 % des Portugais, 95,5 % pour les hommes et 91,3 % pour les femmes, savent lire et écrire, le taux d'analphabétisme diminuant au fil des années. La croissance démographique se situe dans les 0,305 %. On compte 10,45 naissances pour 1 000 habitants et 10,62 décès pour 1 000 habitants. La population du pays n'est pas donc renouvelée, le taux de fécondité au Portugal n'étant que de 1,49 enfant/femme. Le Portugal est l'un des pays où le taux de mortalité infantile est le plus bas du monde (5 pour mille). Selon l'ONU, en 2010, 60 % des Portugais résident en milieu urbain et 40 % résident dans le milieu rural.
Même si le Portugal est un pays développé, l'assainissement de base n'inclut encore pas tout le territoire, il est particulièrement développé dans les régions de l'Alentejo et de Lisbonne, ainsi que la vallée du Tage où se concentre la plus grande partie de la population bénéficiant d'un accès. À l'heure actuelle, il existe encore un grand nombre d'habitations non reliées à un réseau public d'assainissement (tout-à-l'égout), quelques-unes étant même dépourvues de tout système d'assainissement. L'accès à la santé est garanti pour toute la population, l'accès aux médicaments étant garanti à la quasi-totalité de la population.

Évolution de la population portugaise entre 1960–2017 (nombre d'habitants en millions; Source ONU, 2020).

### Immigration
Près de 550 000 immigrés vivent au Portugal, représentant environ 5 % de la population portugaise, une grande partie en provenance du Brésil (66 700). Vient ensuite l'Ukraine (65 800) puis le Cap-Vert (64 300). On trouve aussi d'autres nationalités, venant par exemple de Moldavie, de Roumanie, de Guinée-Bissau, d'Angola, du Timor oriental, de Mozambique, de Sao Tomé-et-Principe et enfin de Russie.

### Émigration
L’émigration est une constante structurelle de l'histoire du Portugal, essentiellement pour des raisons économiques. Du XVe siècle au XXe siècle, beaucoup d'habitants partent vers les colonies portugaises, comme le Brésil ou l’Angola, car le pays ne pouvait pas toujours nourrir l'ensemble de sa population. Durant la dictature de Salazar (1933-1974), jusqu’à 100 000 Portugais fuient tous les ans la pauvreté rurale ou le régime politique. Beaucoup viennent en France travailler dans les usines. Après la révolution des œillets et la démocratisation du pays, en 1974, les départs diminuent. Les années de fortes récessions qui suivent la crise financière de 2008 et les plans d'austérité conduisent à une accélération de l'émigration ; plus de 80 000 personnes partent chaque année pendant une décennie. En juillet 2012, le premier ministre appelle lui-même les jeunes à émigrer pour tenter leur chance ailleurs. Alors que les vagues d'émigration précédentes concernaient surtout les classes populaires, les diplômés et les classes moyennes sont aussi contraints de partir.
Selon les Nations unies, le Portugal est le pays Europe de l'Ouest qui recense le plus d’émigrés (deux millions de personnes au total) en proportion de sa population résidente. Parmi eux, près de 600 000 vivent en France, 257 000 en Suisse, 165 000 au Royaume-Uni ou encore 93 000 au Luxembourg – soit près de 15 % de la population totale de ce pays.

## Culture

### Historique

#### Premières cultures et civilisations
Si les plus anciennes traces d'expression artistique au Portugal datent du Paléolithique, avec les peintures et gravures rupestres des grottes d'Escoural (Alentejo), de Mazouco (Tras-os-Montes) et surtout de Vale de Côa, datées entre 22000 et 10000 av. J.-C., c'est entre 4000 et 2000 av. J.-C. que le Portugal et la Galice voient se développer une culture mégalithique originale par rapport au reste de la péninsule, scientifiquement identifiée, caractérisée par son architecture funéraire et rituelle particulière, et par la pratique de l'inhumation collective. On peut encore trouver dans le pays de nombreuses traces monumentales, la plupart dans l'Alentejo : le cromlech d'Almendres près d'Évora, ceux de Vale Maria do Meio ou de Portela de Mogos, ainsi que le dolmen de Zambujeiro.

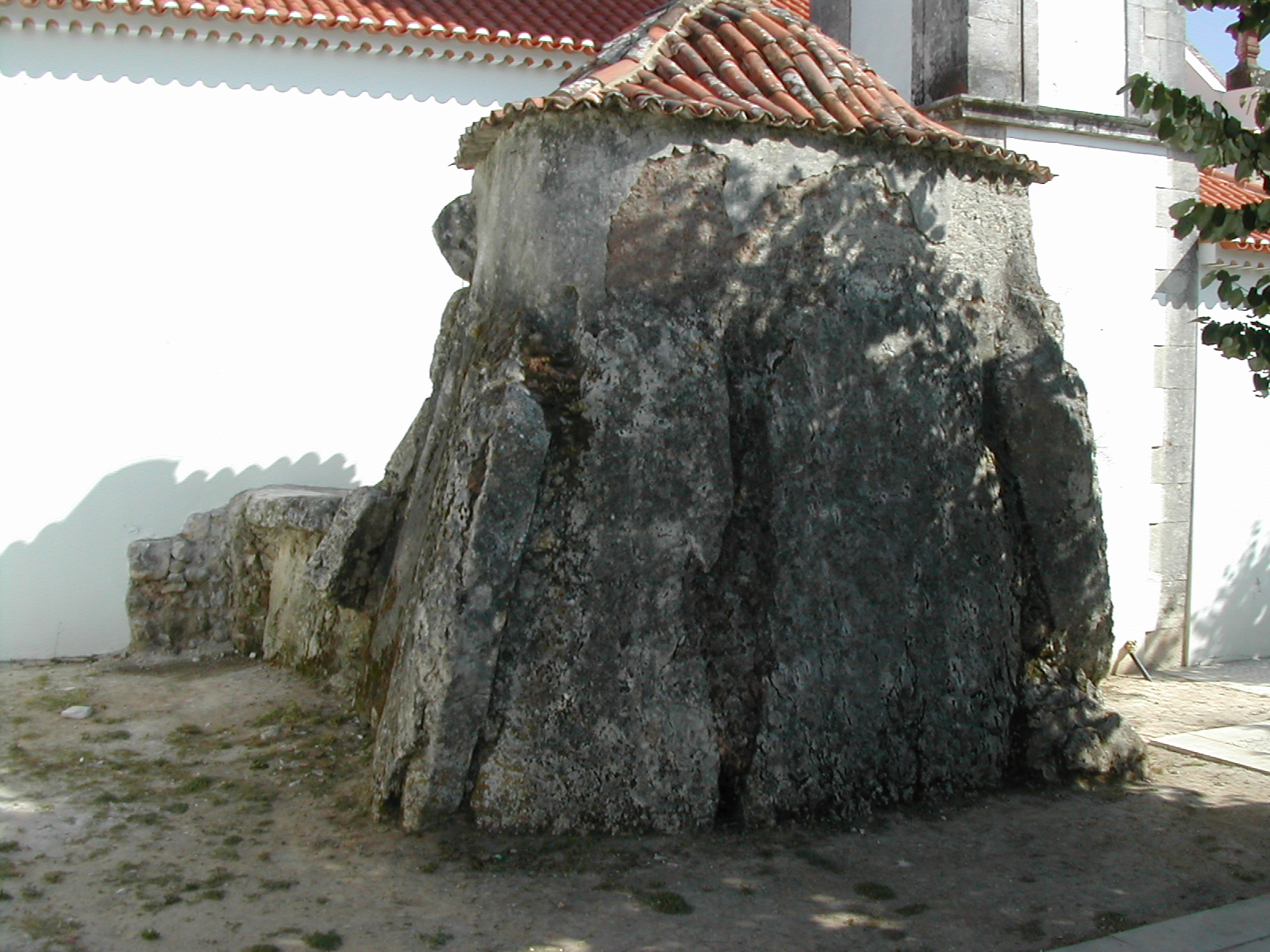
Chapelle-dolmen (anta capela) de Santa Maria Madelena, à Alcobertas, dolmen du néolithique christianisé, typique des phénomènes de continuité ayant forgé la culture portugaise. Municipalité de Rio Maior, district de Santarém. Classé immeuble d'intérêt public depuis 1957.

Lors des invasions indo-européennes, qui mettent un terme à la période mégalithique, les nouveaux venus, minoritaires, se mêlent aux populations locales, et s'approprient une partie de leurs cultures. Plusieurs des sanctuaires mégalithiques du Portugal ont continué à servir de lieux pour des cérémonies rituelles populaires de fertilité au fil des siècles, et certains de leurs vestiges ont été intégrés à des édifices religieux postérieurs, jusqu'à la période chrétienne, avec les antas capelas disséminées dans tout le pays. Ces phénomènes syncrétiques, fréquents dans l'histoire portugaise, illustrent bien les lignes de continuité qui caractérisent l'histoire culturelle du pays, au-delà des ruptures apparentes. Plus que par tables rases, la culture portugaise se construit au fil des siècles par strates successives, en associant innovations intérieures et apports extérieurs, souvent à partir du quotidien pratique des populations.

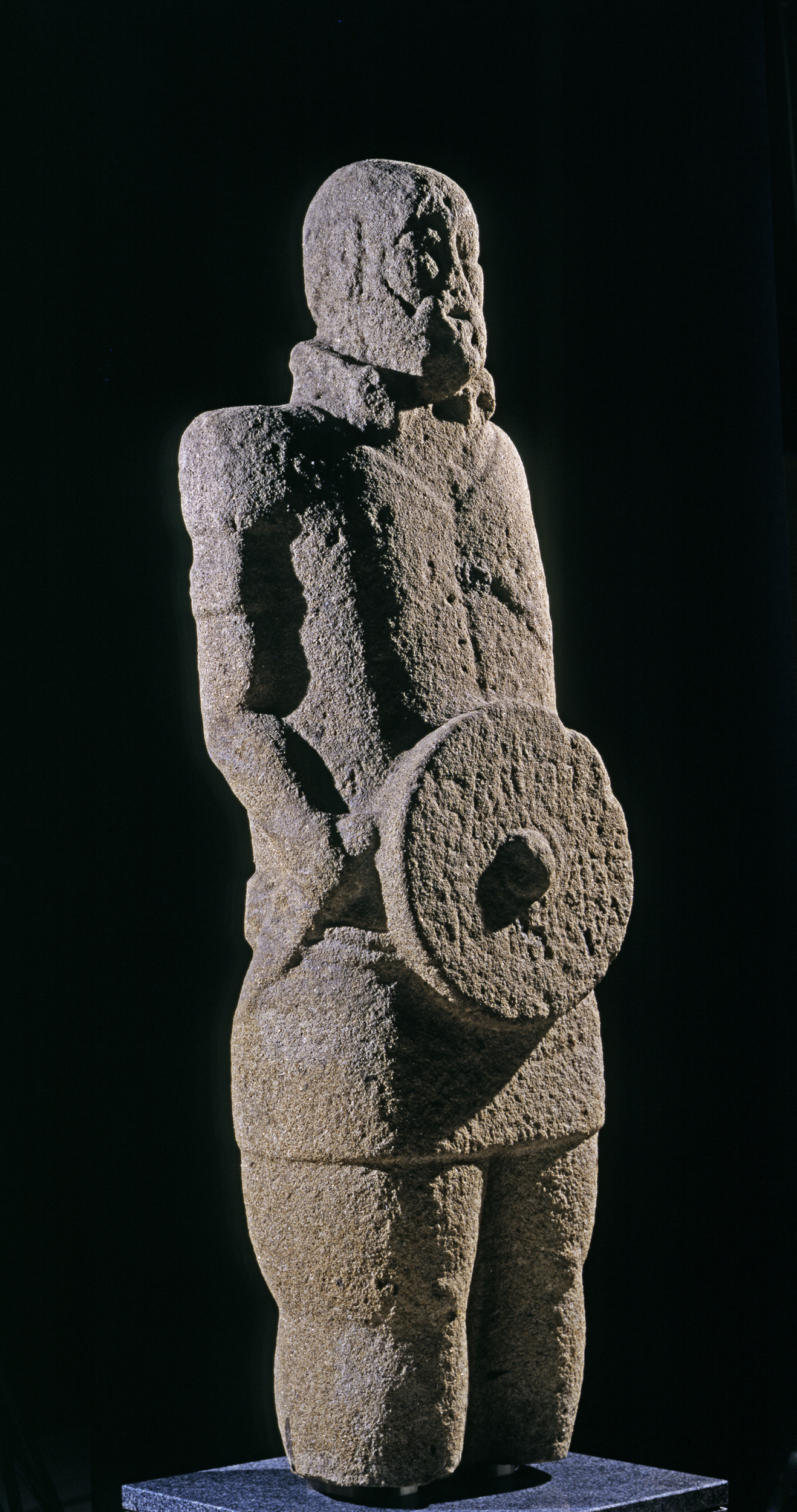
Statue en granit de guerrier lusitanien,, armé de son bouclier rond avec son omphalos central ("caetra"), sa dague triangulaire, sa "viria" à trois tiges sur le bras droit, sa torque à boucle ouverte épaissie aux extrémités, et son "sagum" à décolleté en V et manches courtes fermées par une ceinture. Sa chevelure courte libère les oreilles, la barbe et la moustache dans l'optique des combats. Musée national d'archéologie, Lisbonne.

L'arrivée des Celtes dans la péninsule Ibérique, qui met un terme à une période de gestation protohistorique de mille ans, achève de poser le substrat de peuplement du pays entre les VIIIe et IIIe siècles av. J.-C., et inaugure le second âge du fer en Lusitanie. S'ouvre alors la période antique de l'histoire du Portugal, dans laquelle la culture actuelle du pays plonge ses racines, étayée par des sources écrites grecques puis romaines, et par des sources écrites et archéologiques locales. Cet héritage antique riche et complexe trouve son fondement dans un triple substrat gallaïque au nord du pays, lusitanien au centre, et tartessien au sud. Quoi qu'ils constituent trois groupes politiquement distincts, nous savons par les sources écrites et archéologiques antiques que ces trois peuples de l'ouest péninsulaire sont inextricablement liés dès l'Antiquité, avec des échanges commerciaux et socio-culturels constants. Nous savons également que leurs cultures sont largement mâtinées de culture celtibère (mélange de culture celtique pré-romaine et ibérique), ainsi que d'influences phéniciennes, grecques et puniques, liées au échanges commerciaux et au mercenariat dans la Méditerranée.

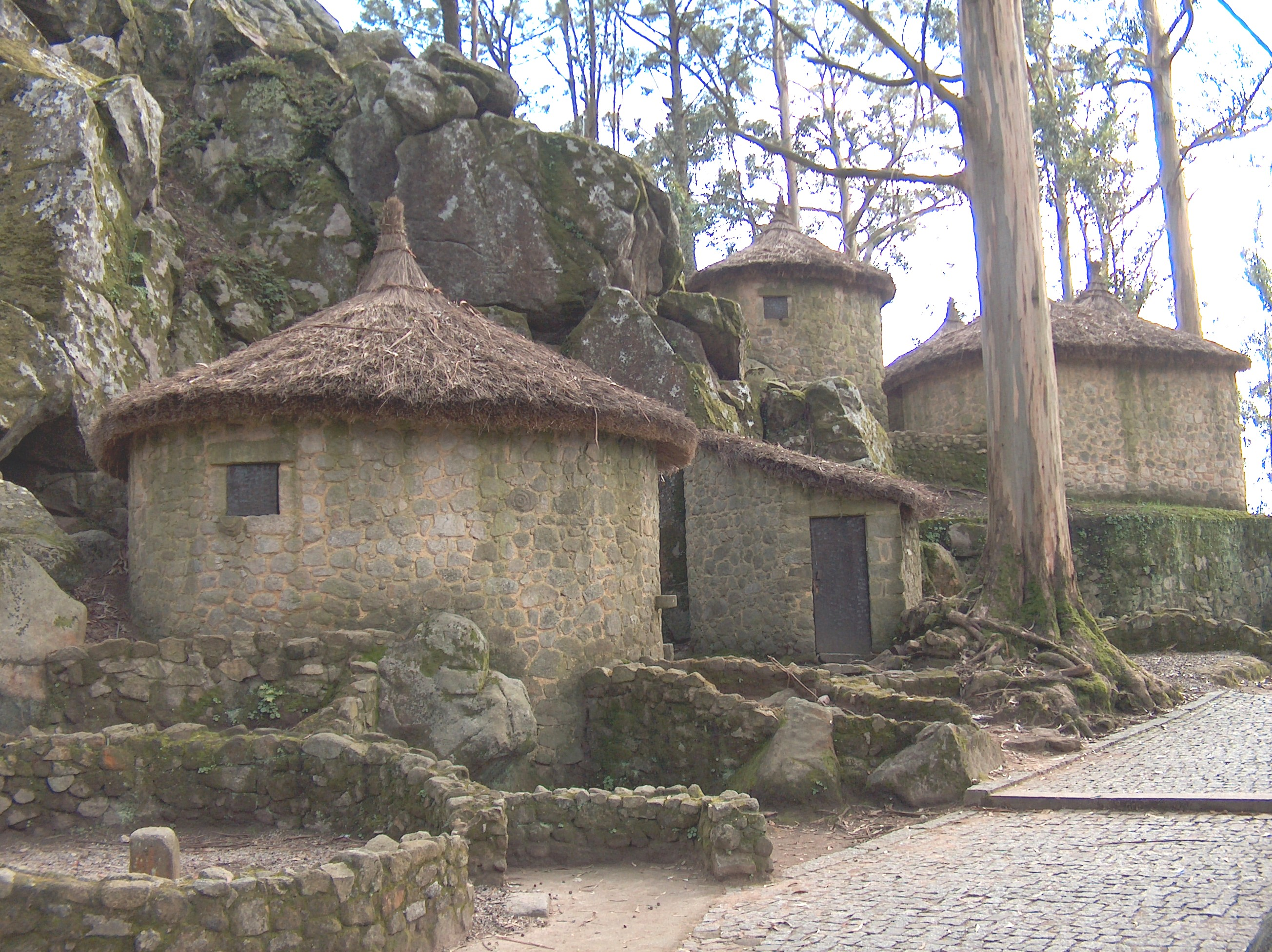
Le castro de São Lourenço, situé à 200 mètres d'altitude, sur un éperon granitique, village fortifié typique des peuples gallaïques, lusitaniens et tartessiens de l'ouest péninsulaire pré-romain. Paroisse de Vila Chã, municipalité d'Esposende, district de Braga.

Entre les VIe et Ier siècles av. J.-C., le croisement de ces trois cultures et de ces différentes influences élève l'ouest de la péninsule Ibérique au rang de grand foyer de civilisation. Dans le sud du pays, les Tartessiens développent une civilisation commerciale brillante tournée vers la Méditerranée, le Tartessos, disposant d'un système d'écriture propre, l'écriture du Sud-Ouest. Au centre du pays, les Lusitaniens considérés comme des combattants hors-normes deviennent à partir du IVe siècle av. J.-C. un des premiers foyers de recrutement du mercenariat en Méditerranée. Présents en grand nombre dans les armées d'Hannibal, ils contribuent activement aux victoires puniques au IIIe siècle av. J.-C. Aux IIe et Ier siècles, ils sont en mesure de tenir tête eux-mêmes plusieurs décennies aux légions de Rome, qui est forcée d'user de soudoiements et d'assassinats ciblés de leurs chefs pour obtenir leur reddition. Enfin, dans les massifs et plateaux du nord du pays, les Gallaiques développent une civilisation castrale originale, assise sur les castros, des villages fortifiés soutenus par une économie agricole, pastorale et minière, d'une remarquable efficacité militaire, qui imprègne les cultures lusitanienne et basque voisines.

#### Apports extérieurs romains, germains et islamiques
Ce triple substrat fondateur de la nationalité portugaise est bouleversé et enrichi à partir du IIe siècle av. J.-C. par l'introduction de la culture latine amenée par les Romains, qui conquièrent le pays dans la continuité des Guerres puniques. De ce bouleversement, émergent des cultures lusitano-romaine et gallaïco-romaine très spécifiques, plus unifiées, qui adoptent d'innombrables marqueurs de la civilisation romaine : langue latine, organisation urbaine, institutions, religion, infrastructures, et qui refondent et fixent l'organisation tribale locale dans le système des civitas. Toutefois, malgré cette romanisation, la Gallaecia et la Lusitanie ne cessent de manifester leurs particularismes et leur esprit d'indépendance, par exemple lors de la Révolte de Sertorius, dans des pratiques chrétiennes souvent hétérodoxes distinctes de celles reste de l'Empire, ou dans le développement rapide d'un latin vulgaire spécifique, ancêtre du portugais, imprégné de la syntaxe et de la phonétique des langues autochtones.

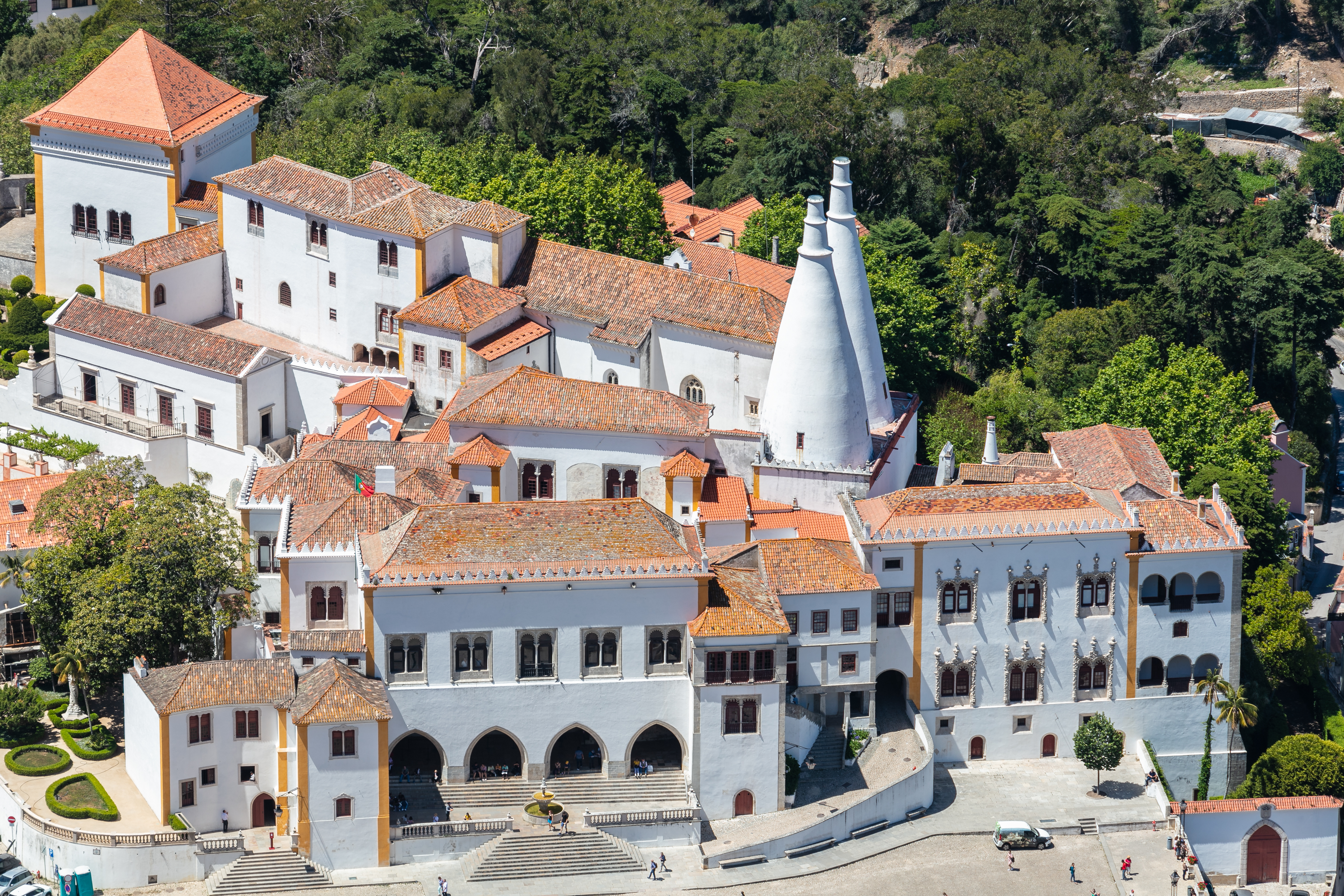
Le palais national de Sintra, construit à partir du palais du wali andalou d'al-Ushbuna (Lisbonne), emblématique d'une culture architecturale portugaise originale, constituée par strates successives, en intégrant de nombreux apports extérieurs.

Ces particularismes sont mis à profit et renforcés au début du Ve siècle par les Suèves, un peuple germanique, qui fonde en 411 le Royaume suève, premier royaume romano-barbare indépendant d'Occident. Ce Royaume, qui domine tout l'ouest péninsulaire pendant près d'un siècle et demi, donne à la Gallaecia et à la Lusitanie leur première forme étatique souveraine indépendante commune, assure la sauvegarde de l'héritage antique romain, opère la conversion des populations au catholicisme, propulse sa capitale Braga au rang de grande métropole ibérique et d'archevêché, Porto au rang de grande métropole portuaire et commerciale, intègre Lisbonne à son réseau urbain et économique, faisant sauter la frontière provinciale du Douro, ajoute des apports politiques, maritimes et agricoles germaniques essentiels aux savoir-faire locaux, pose les bases de la société médiévale portugaise organisée en trois ordres, et permet au pays de produire ses premiers grands textes religieux et littéraires. Affaibli militairement par une guerre civile au milieu du Ve siècle, le Royaume suève atteint son apogée en termes politiques, littéraires et religieux au milieu du siècle suivant, avant d'être annexé et intégré comme province autonome au Royaume wisigoth à la toute fin du VIe siècle, en 585.
À la période wisigothe, qui préserve et prolonge les apports suèves pendant un siècle, succède la longue période de domination islamique de la péninsule Ibérique, de 711 et 1242, qui révolutionne à nouveau la culture de la région. Parce qu'elle a accepté de négocier sa reddition, la Lusitanie est érigée en comté autonome d'Al-Andalus, et conserve une partie de ses élites, dont un certain nombre se convertissent à l'islam. Très vite, l'invasion arabe et berbère transforme le pays par ses apports déterminants dans les domaines culturel, linguistique, scientifique, nautique, militaire, agricole, médical, juridique, philosophique, foncier, manufacturier, urbanistique, architectural, vestimentaire, artistique, littéraire et politique, en abolissant le servage naissant, en consacrant la petite propriété libre et l'autonomie communale, en imposant son modèle administratif efficient, et en projetant les Lusitaniens dans une économie-monde centrée sur l'Orient, objectif à atteindre des futures Grandes Découvertes, donnant naissance à l'identité et à la culture portugaises modernes.

#### Entre culture nationale et culture diasporique

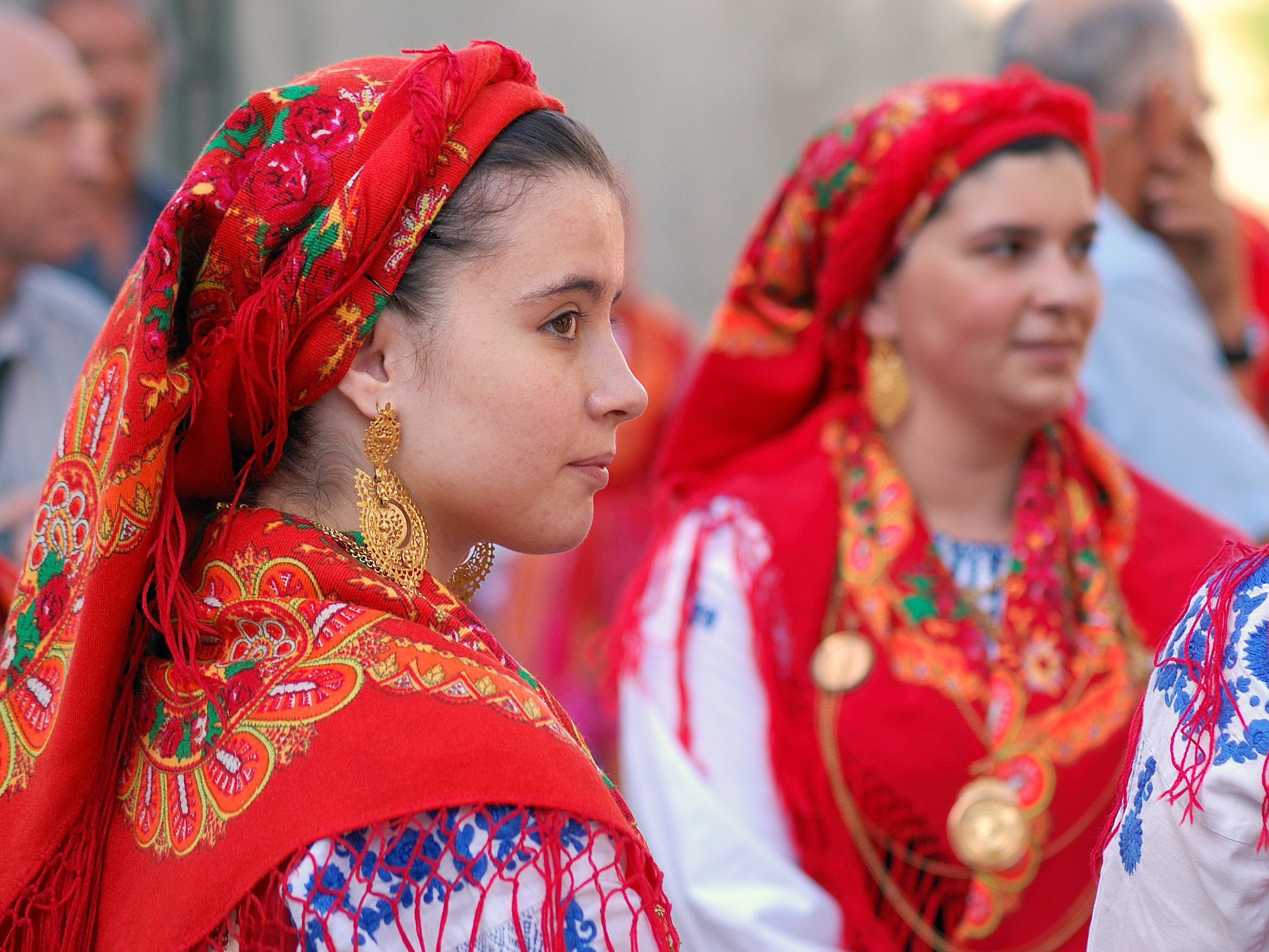
Femmes portugaises en habits traditionnels, avec leurs châles brodés, portant des bijoux en or typiques en filigrana portuguesa, associant fils d'or, médailles, corações de Viana et boucles d'oreille dites brincos à rainha

De ces nombreux apports et influences de civilisations étrangères, le Portugal conserve de nombreux édifices à l'architecture remarquable, un patrimoine dense en termes d'objets d'arts, d'ameublement, de vêtements, de joaillerie, d'ornements palatiaux, religieux et urbains (céramiques, mosaïques, bois sculptés, etc.), d'instruments de musique et de collections littéraires, auxquels s'ajoutent un patrimoine immatériel mondialement reconnu. Ces éléments sont autant de miroirs des événements qui ont forgé le Portugal et ses habitants.
Les premières manifestations de la culture portugaise sont à chercher auprès des populations elles-mêmes, notamment dans leurs spécificités vestimentaires. En termes de teintes, il faut mentionner la prééminence proverbiale dans l'ensemble du pays de la couleur noire, attestée depuis l'Antiquité pré-romaine au sein des populations lusitaniennes. Cette prééminence se manifeste toujours vivement dans le milieu estudiantin, avec les trajes académicos, dans le milieu artistique, notamment chez les chanteurs de fado, mais aussi dans les territoires ruraux du pays, et plus largement au sein de toute la population. Cette prééminence culturelle du noir a été activement mise en avant dans des campagnes de publicité internationales d'une marque de vin de Porto, Porto Cruz, dans les années 1980 et 1990 avec le slogan : « Le pays où le noir est couleur. » 
Pendant toute la période médiévale et moderne, et jusqu'au premier tiers du XXe siècle, la majorité des hommes portent une sorte de bonnet phrygien appelé barrete, décliné en modèles et en couleurs selon les régions ou les catégories socio-professionnelles. Ce couvre-chef typique est encore largement utilisé dans le milieu de la corrida portugaise, particulièrement par les forcados, dans le milieu équestre chez les campinos du Ribatejo et de l'Alentejo, dans certains milieux de la pêche traditionnelle, notamment chez les pêcheurs plus âgés des petits ports de pèche de la Région Centre, et surtout ou au sein des groupes de danses traditionnelles du pays, appelés ranchos.
Outre le barrete, chaque région possède sa tradition de chapeaux, souvent ornés d'un lacet (cinteiro), de casquettes et de bérets (boinas), essentiels dans un pays au fort ensoleillement. Le béret, très populaire jusqu'aux années 1980, a été adopté massivement au XXe siècle par les agents de terrain armés du pouvoir exécutif. En 2025, les différentes branches des Forces armées portugaises et des Forces de l'ordre au Portugal ont toutes leurs bérets spécifiques distinctifs, en modèles et couleurs, qui leur permettent d'être identifiées immédiatement par la population : chez les militaires, béret bleu pour la Police Aérienne, marron pour les Chasseurs Spéciaux et les soldats de l'Exército, noir pour les troupes de cavalerie, rouge vif pour les Commandos ; au sein des Forces civiles béret noir pour les Gardes Nocturnes, bleu marine pour le Corps d'Intervention et la Force Spéciale des Pompiers (canarinhos), vert pour le Groupe d'Opérations Spéciales, bleu clair pour le Corps de Sécurité Personnelle, noir pour le Corps des Gardiens de Prison, cramoisi pour les Unités de Secours de la Croix-Rouge portugaise.
Jusqu'au dernier quart du XXe siècle, les femmes portugaises, majoritairement rurales, s'habillent quant à elles majoritairement avec des jupes ou des robes repliées (saias), portant parfois plusieurs jupes superposées, jusqu'aux sept jupes des femmes de Nazaré. Le haut du corps est protégé par une cape (capa), une capuche (capucha), un chaperon (capoteiro) ou un manteau léger (mantéu), déclinés en formes et en couleurs selon les régions et les activités socio-professionnelles. Le plus connu de ces vêtements est sans doute aujourd'hui le biôco, que les milieux de la mode portugaise se réapproprient. Le voile, d'usage courant, se décline entre la mantille portée systématiquement pendant la messe jusqu'à la fin des années 1960 ; le voile de travail destiné à protéger les cheveux et faciliter les mouvements, souvent associé au chapeau pour protéger du soleil ; le voile ornemental utilisé en contexte formel, festif ou cérémoniel ; et le voile de décence porté par les femmes veuves ou âgées. À la fin du XVIIIe, les femmes portugaises adoptent massivement le châle (xaile) amené d'Orient, auquel elles impriment rapidement des spécificités nationales, notamment par un travail de teinte et de broderie très élaboré, déclinés régionalement.
La joaillerie portugaise présente une extraordinaire diversité, avec un haut degré de raffinement, dans le travail du diamant, des divers métaux, et notamment dans le travail de l'or, ressource abondante historiquement dans le pays du fait des immenses gisements de l'Empire portugais, d'abord en Afrique, puis au Brésil. Les bijoux en or sont une partie intégrante des costumes traditionnels ou cérémoniels au Portugal, particulièrement chez les femmes, souvent transmis d'une génération sur l'autre. Et l'on peut encore voir couramment en 2025 lors des processions, ou des noces, les femmes portugaises porter des bijoux en or typiques en filigrana portuguesa, associant fils d'or, médailles religieuses diverses, corações de Viana portant bonheur aux époux ou boucles d'oreille dites brincos à rainha, en forme de larmes. La tradition de joaillerie la plus connue du pays est celle de l'or de Viana (Ouro de Viana), établie dans la région du Minho, autour de Viana do Castelo, qui remonterait aux apports phéniciens de l'Antiquité.

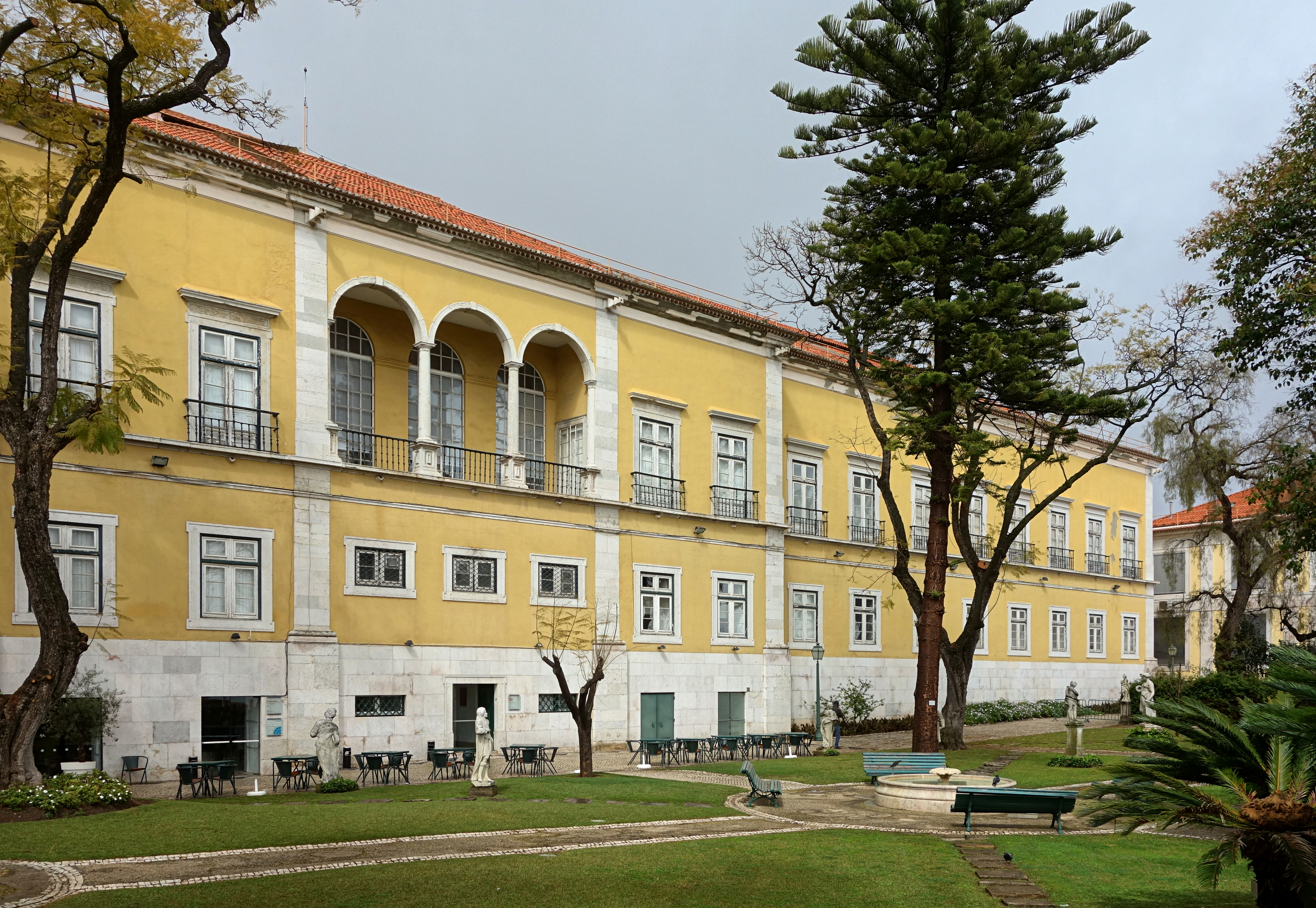
Le palais d'Alvor-Pombal, qui abrite le Musée National d'Art Ancien.

Les Portugais possèdent de nombreux sites culturels allant des musées et des théâtres, en passant par les châteaux, les palais ou les arènes taurines, jusqu'aux vieilles églises et aux monastères qui témoignent de son héritage culturel. Parmi les principaux musées du pays, on peut citer le musée national d'archéologie de Lisbonne situé depuis 1903 dans l'aile occidentale du Monastère des Hiéronymites, le musée national d'Art Ancien situé à Lisbonne dans le palais d'Alvor-Pombal, le musée national Soares dos Reis situé à Porto dans le Palácio dos Carrancas (pt), le musée national Grão Vasco situé dans l'ancien palais épiscopal de Viseu,, le musée Machado de Castro situé dans l'ancien Palais de l'évêque à Coimbra, le musée d'Art, Architecture et  technologie situé à Belém près de Lisbonne, le musée de l'électricité situé à Lisbonne dans une ancienne centrale thermique Central Tejo, ou encore le musée de la musique situé à Lisbonne.
Avec une tradition scénique musicale et dramaturgique remontant à la période médiévale, le Portugal possède de nombreux théâtres, opéras et salles de concert, dont les plus connus sont le Teatro Nacional de São Carlos à Lisbonne, le Théâtre national Dona Maria II à Lisbonne, le Campo Pequeno de Lisbonne, la Casa da Musica de Porto, la salle du Fado ao Centro dans la Casa do Fado de Coimbra, le Centre Culturel de Bélem ou le Teatro Municipal Baltazar Dias (pt) au Funchal, à Madère.

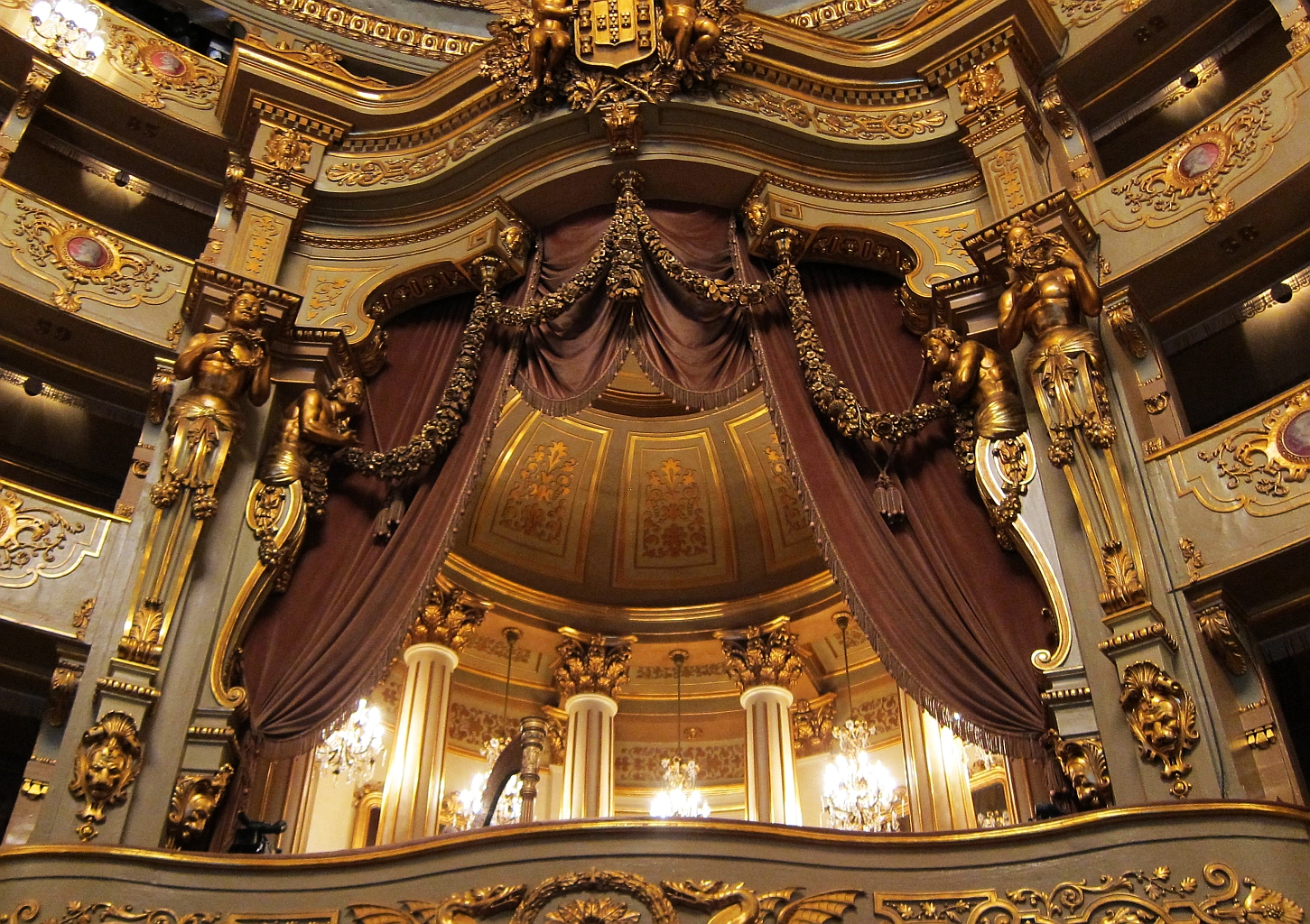
Intérieur du Teatro Nacional de São Carlos, à Lisbonne.

Le théâtre est, depuis le Moyen Âge, une activité jouissant d'une grande popularité au Portugal, pratiqué indifféremment comme art de rue, en contexte paroissial ou associatif, à la campagne comme en ville, que ce soit dans une optique comique, satirique ou moralisante. Appréhendé comme un spectacle, il constitue également, dès le plus jeune âge, une activité créative courante, tant du point de vue de l'écriture, individuelle ou collective, que de la représentation scénique. Du XVe   au   XVIIe siècles, tout au long de la Route du Cap, des pièces étaient jouées à bord des navires pendant les longues traversées afin de distraire les hommes, souvent sous l'autorité des jésuites embarqués à bord. Au XVIIIe siècle, le théâtre se jouait au Portugal avec des marionnettes à cordes élaborées de grandes dimensions, appelées bonifrates, dans une forme de théâtre connue sous le nom de « teatro de bonifrates ». C'est ainsi, par exemple, qu'ont été représentées l'ensemble des pièces classiques d'Antonio José da Silva, dans le théâtre du Bairro Alto.

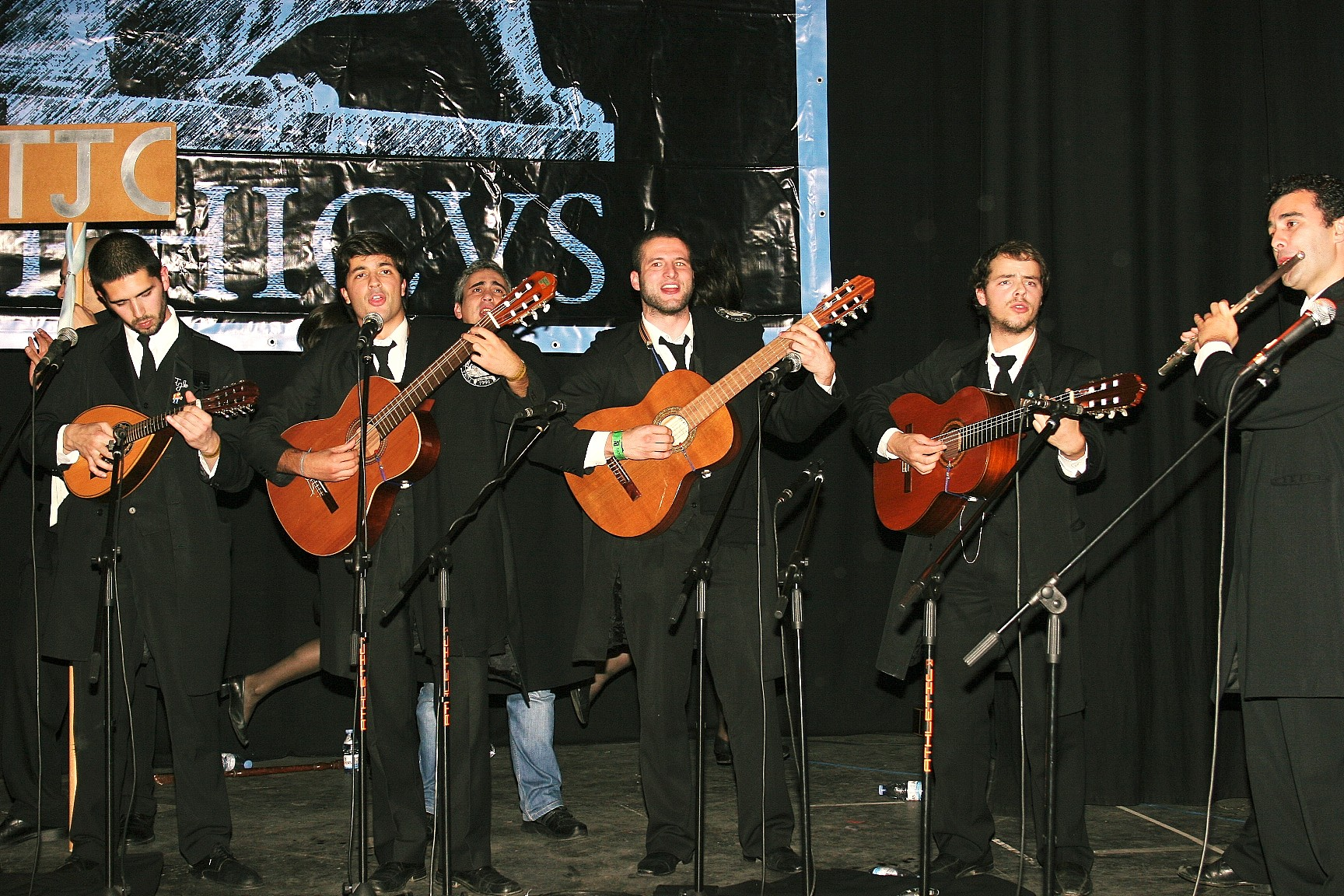
Étudiants en costume universitaire traditionnel lors d'un spectacle de la Semaine Académique.

Constituant une autre forme de mise en scène des croyances et sociabilités collectives, et d'expression culturelle et artistique, les grandes fêtes populaires, accompagnées de processions, rites de passages, pèlerinages, chants, danses, costumes et parfois même masques propres, contribuent également à singulariser le Portugal. Chaque ville et chaque village du pays possède son saint patron dédié (padroeiro), et organise de grandes célébrations en son nom au moins une fois par an : Saint Vincent et Saint Antoine pour Lisbonne, Saint Jean et Notre Dame de la Vandoma pour Porto, Saint Théoton pour Coimbra, Saint Sisenand pour Béja, Saint Pierre pour Evora, Saint Augustin pour Leiria, etc. D'autres fêtes sont communes à tout le pays, comme la fête de Saint Sébastien, réalisée en l'honneur du roi Sébastien Ier mort en pleine jeunesse au combat, qui marque le passage de l'adolescence à l'âge adulte, les fêtes des Fidèles défunts du début du mois de novembre, avec la tradition du « pain-pour-Dieu (pt) » (pão-por-Deus), ou les fêtes de la Semaine Académique (pt), qui célèbrent pendant une semaine l'ensemble des promotions universitaires du pays, et trouvent leur apogée lors de la Queima das Fitas, avec ses concerts et ses cortèges.
Aux apports culturels amenés par des envahisseurs sur le territoire national, s'ajoutent les éléments qui ont été amenés de l'extérieur par les Portugais eux-mêmes, à leur retour de leur Empire, et les éléments exportés, édifiés ou conçus à l'extérieur de leur pays lors de leur expansion. En effet, à la suite des grandes découvertes du XVe siècle, des centaines de milliers de Portugais ont été amenés à émigrer dans de nombreux pays du monde comme soldats ou colons, notamment en Inde, au Brésil et en Afrique. Ce phénomène migratoire s'est intensifié au XXe siècle en raison de l'instauration d'un régime dictatorial de 1926 à 1974, principalement pour fuir la pauvreté ainsi que les nombreuses guerres coloniales.

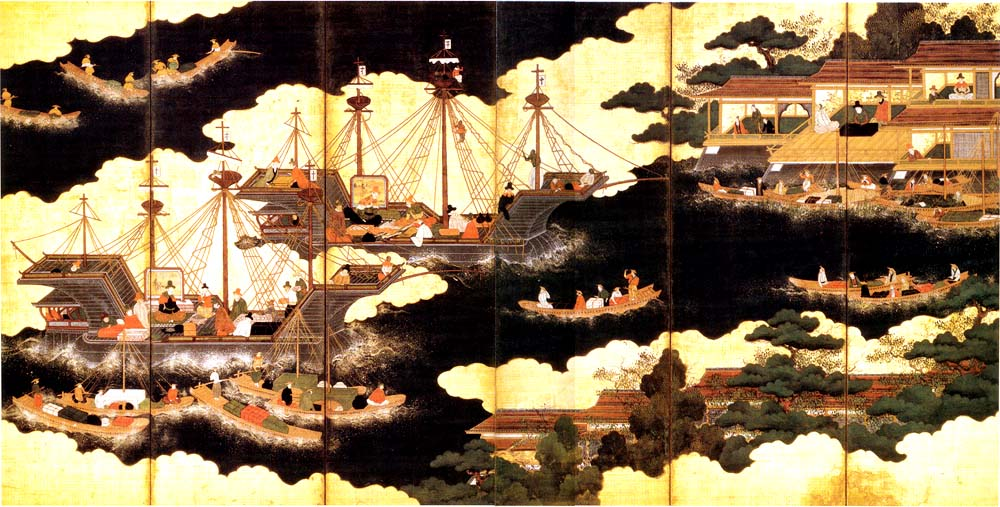
Paravent Nanban, amené du Japon, représentant des navires portugais arrivant pour commercer au Japon, exposé dans le musée d'Art Ancien de Lisbonne. Peinture du XVIe siècle, école Kanō.

Le résultat de cette expansion et de ces flux migratoires est qu'une partie considérable du patrimoine architectural et artistique portugais est éparpillée dans le monde, que le Portugal abrite lui-même des pièces d'art syncrétiques uniques amenées des quatre coins de son Empire (paravents Nanban, salières luso-africaines sculptées en ivoire, etc.), et que l'on compte aujourd'hui plus de 130 millions de descendants portugais dans le monde, principalement aux États-Unis, au Brésil, en France, au Canada, au Royaume-Uni, en Australie et en Inde, dont plusieurs millions conservent des liens actifs avec leurs familles ou milieux d'origine au Portugal.
De nombreuses personnalités artistiques, cinématographiques, musicales, sportives et politiques mondialement connues sont issues de cette diaspora, depuis le père de l'hypnose José Custódio de Faria, popularisé par Alexandre Dumas sous le nom d'Abbé Faria, en passant par les peintres Maria Helena Vieira da Silva ou Paula Rego, jusqu'à la chanteuse pop Nelly Furtado, contribuant à la diffusion d'éléments de culture portugaise dans le monde, et à l'inverse de nombreuses personnalités de la diaspora ont un impact significatif depuis l'extérieur sur la culture portugaise. De nombreux éléments typiques de certains pays, comme la tempura japonaise ou le ukulélé hawaïen, sont en réalité d'origine portugaise, et ont été introduits dans leurs pays respectifs par des aventuriers ou des émigrés portugais.

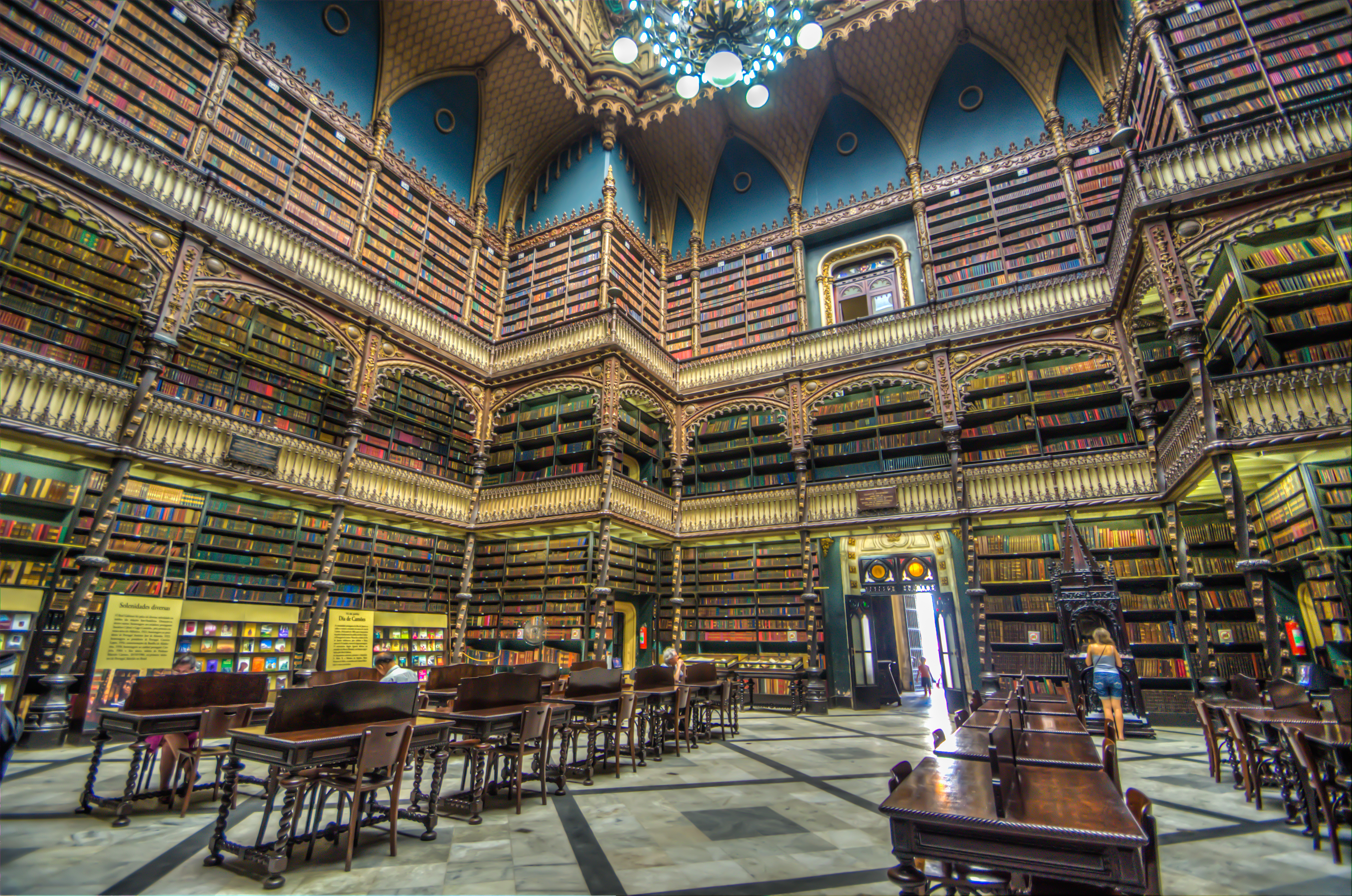
Salle de lecture du Cabinet royal portugais de lecture, fondé par des émigrés portugais à Rio de Janeiro.

Pour entretenir et valoriser le patrimoine portugais de l'étranger, et permettre aux Portugais de la diaspora d'acquérir leur culture, l’État portugais et de nombreuses institutions publiques et privées portugaises développent des partenariats et nouent des accords depuis plusieurs décennies avec les différents États concernés à travers le monde : Inde, Brésil, Kenya, Mozambique, Malaisie, Chine, Angola, Oman, États-Unis, France, etc. À titre d'exemple, de sa classification comme monument historique en 1958 jusqu'en 1971, le Fort Jesus de Mombasa, au Kenya, a fait l'objet de plusieurs campagnes d'études et de fouilles archéologiques en vue de sa restauration menées avec le soutien financier et technique de la Fondation Calouste Gulbenkian, basée à Lisbonne. Cette puissante forteresse, considérée comme l'archétype des fortifications maritimes portugaises de l'Estado da Índia, et comme un témoin essentiel de l'architecture militaire portugaise du XVIIe siècle, est aussi considérée aujourd'hui comme le plus important monument historique du Kenya. À ce titre, elle a été requalifié comme musée et placée en juin 2011 au Patrimoine Mondial de l'UNESCO.
Dans un autre registre, parmi les établissements culturels les plus connus fondés par des Portugais de la diaspora, on peut citer le très prestigieux Cabinet royal portugais de lecture de Rio de Janeiro, fondé en 1837 par un groupe de quarante-trois immigrants portugais réfugiés politiques, afin de promouvoir la culture au sein de la communauté portugaise de la capitale de l'empire du Brésil. Cet édifice, qui abrite la plus grande collection de littérature portugaise en dehors du Portugal, présente une façade en style néo-manuélin inspirée du monastère des Hiéronymites de Lisbonne, ainsi qu'un intérieur également en style néo-manuélin, constitue un apport et un hommage direct des fondateurs du lieu à la culture portugaise, tout en amenant une plus-value culturelle considérable à leur ville étrangère de résidence.

### Évolution des politiques culturelles
Les politiques publiques du Portugal en matière de culture et de patrimoine ont été soumise au XXe siècle à de nombreux aléas, liés à l'histoire politique du pays. Prenant le contre-pied de la Première république portugaise, et cassant le mouvement foisonnant de la régénération culturelle (pt) en cours dans le premier tiers du XXe siècle synonyme à ses yeux de désordres, l'Estado Novo a largement négligé la récupération, l'organisation et la diffusion de son patrimoine culturel auprès du grand public. Le régime, ruraliste et traditionnaliste, prétendait réduire l'éducation des masses à une éducation morale, dont il déléguait le soin à l'Église. L'instruction publique était limitée volontairement à l'enseignement primaire, afin de limiter possibilités d'élévation intellectuelle et socio-économique de la population, et d'empêcher son exode massif vers les villes.
Si la production culturelle, littéraire et artistique du pays est restée très abondante pendant cette période, que ce soit par les commandes d'État, les concours littéraires primés ou en opposition au régime, l'accès à la culture classique était limité à une élite urbaine bourgeoise établie, fournissant les cadres du régime, selon des termes convenus définis par les autorités ; les débats intellectuels, synonymes de désordres, découragés au maximum ; la propagande d'État omniprésente. Les écrivains, journalistes et artistes de l'époque étaient soumis à un régime de surveillance et de censure strict, forçant beaucoup d'entre eux à s'exiler. Même des ouvrages classiques, tels que les Lusiades, étaient amputés ou censurés des passages jugés immoraux. Si les peintres et les sculpteurs jouissaient d'une grande liberté esthétique, les avant-gardes n'ayant jamais été inquiétées pour des questions de forme, le fond en revanche faisait l'objet d'une surveillance étroite, et tous les artistes étaient invités à participer à l'exaltation du régime et de la nation.
Une part considérable de la sauvegarde, de l'organisation et de la diffusion du patrimoine culturel portugais était alors menée par la Fondation Gulbenkian, un organisme à fonds propres dédié mis en place par le multi-milliardaire philanthrope d'origine arménienne Calouste Gulbenkian, établi à Lisbonne, et naturalisé portugais, qui s'était pris de passion pour le Portugal et son peuple. Parmi les initiatives prises par la Fondation Gulbenkian, figurait le passage de fourgons-bibliothèques mobiles dans les villages du Portugal ne disposant pas de bibliothèques, afin que les jeunes portugais puissent accéder à leur patrimoine littéraire. Depuis sa création, la Fondation Gulbenkian accorde également des bourses d'études sur dossier aux étudiants prometteurs, afin qu'ils puissent mener leurs études ou leurs travaux de recherches au Portugal et à l'étranger.
Si elle a mis fin au régime de censure, la fin du régime salazariste n'a pas entraîné immédiatement la mise en place d'une politique culturelle de masse de grande envergure. Le processus de démocratisation, d'urbanisation et de modernisation du pays engagé par la Révolution des Œillets en 1974 s'est d'abord concentré sur des aspects économiques et sociaux, soutenus par le système éducatif. Avec la massification de l'enseignement, l'intensification des échanges internationaux, du tourisme culturel, et l'arrivée dans les années 1990 et 2000 d'une nouvelle génération d'étudiants, de cadres et de chercheurs universitaires plus instruits scolairement, curieux et demandeurs, les autorités portugaises ont engagé progressivement des politiques publiques plus ambitieuses en matière culturelle, qui sont à présent au centre de leurs préoccupations.
Pour compenser un budget modeste, l'État portugais déploie depuis quelques années des procédés de récupération, d'appréhension et de gestion de son patrimoine culturel originaux. Pour mettre fin à l'éparpillement des œuvres des grands peintres ou sculpteurs portugais, souvent disséminées au fil du temps auprès d'acteurs privés ou dans des pays étrangers, ou pour restaurer des œuvres abîmées, le Portugal fait régulièrement appel à des institutions locales ou des fondations, qui se positionnent en acheteuses, ou prennent en charge les travaux, recourant à des levées de fond publics dédiées, en expliquant au grand public l'histoire et l'intérêt des œuvres, à travers des campagnes de communication et pédagogiques, menées dans l'ensemble des médias. À l'occasion de ces campagnes, des mises en perspectives historiques et des explications sur le travail des chercheurs, des conservateurs et divers métiers de la culture, permettent de faire des campagnes d'éducation populaire sur la culture portugaise auprès de toutes les générations.
Parallèlement, pour favoriser l'entretien ou la réhabilitation de ses bâtiments historiques, l’État portugais s'efforce de leur attribuer un usage fonctionnel, soit sous gestion publique, comme musées ou théâtres ouverts au public, afin d'en permettre la découverte au fil des visites ou des événements, soit loués sous forme de concessions à des entités privées, que ce soit à des entreprises ou des fondations désirant disposer d'un siège ou de locaux prestigieux, soit à des entreprises d'hôtellerie ou restauration, en général de luxe, en les soumettant à un cahier des charges et un encadrement architectural strict. Une part considérable du centre historique de villes telles que Lisbonne, Porto, Faro, Leiria ou Coimbra a été restaurée selon ces modalités ces dernières années, ou est encore en cours de restauration.

### Architecture
L'architecture du Portugal englobe l'architecture qui a existé et se pratique depuis l'Antiquité sur le territoire du Portugal. Elle inclut les bâtiments et les techniques établis dans le pays avant la fondation du Portugal en tant qu'État indépendant et souverain au XIIe siècle, qui appartiennent néanmoins à sa tradition et son patrimoine architecturaux. Elle englobe aussi les bâtiments construits par les Portugais ou créés sous l'influence de la culture architecturale portugaise ou par des architectes portugais hors du Portugal, du temps de l'Empire portugais.
À l'instar de tous les aspects de la culture portugaise, l'architecture portugaise est marquée par l'histoire du pays et des peuples qui s'y sont installés, implantant des éléments leur cultures architecturales respectives sur le territoire portugais actuel. Parmi eux, les Celtes, les Romains, les Germains, les Arabes et les Berbères. Elle est également marquée par l'influence des principaux centres artistiques européens, qui ont inspiré les Portugais et les ont amenés à contribuer avec leurs spécificités aux différents styles architecturaux dominant le continent, aussi bien roman, gothique, Renaissance, baroque que classique. On peut citer comme principales manifestations de l'architecture portugaise, le style manuélin, declinaison nationale du gothique flamboyant, ou gothique tardif, qui introduit la Renaissance, et le style pombalin, mélange de baroque tardif et de néoclassicisme qui s'est développé après le tremblement de terre de Lisbonne en 1755.

#### Architecture des premiers temps

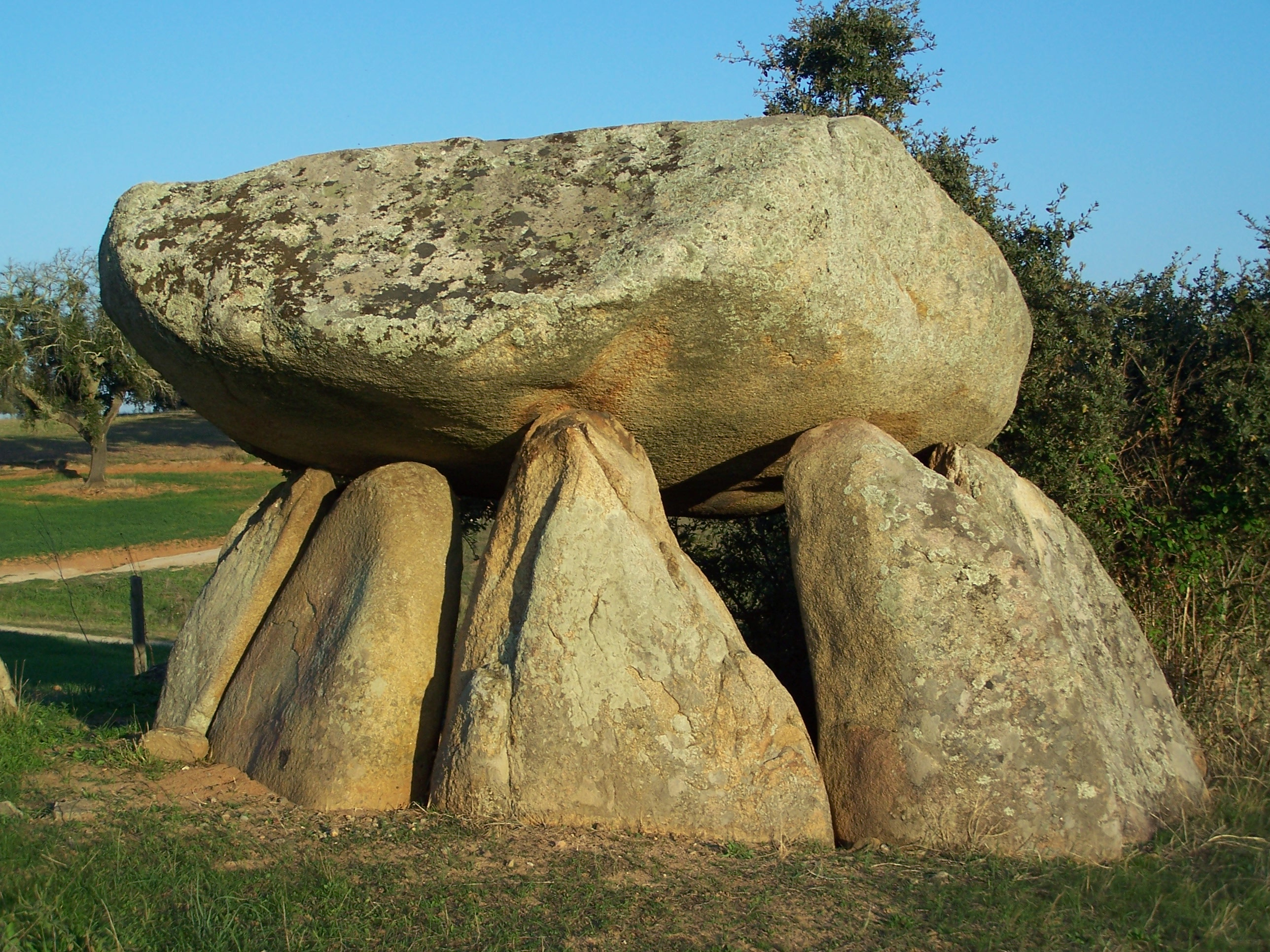
Anta (dolmen) à Cabeção près de Mora dans l'Alentejo.

Les manifestations les plus précoces d'activités de bâtisseurs au Portugal datent du Néolithique et sont des sites associés à la culture des mégalithes. L'intérieur du pays comporte un grand nombre de dolmens (appelés antas ou dólmens), de tumulus (mamoas) et de menhirs. La région de l'Alentejo est particulièrement riche en monuments mégalithiques comme l'Anta Grande do Zambujeiro situé non loin d'Évora. On trouve des pierres levées, soit isolées, soit disposées en cercle (cromlechs). Le cromlech des Almendres, lui aussi près d'Évora, est le site le plus étendu de la péninsule ibérique, avec près de cent menhirs formant deux ellipses orientées est-ouest.
Des villages fortifiés préhistoriques datant du Chalcolithique se trouvent le long du Tage telle le site de Vila Nova de São Pedro près de Cartaxo et le Castro do Zambujal près de Torres Vedras. Ces sites furent occupés environ de 2500 à 1700 av. J.-C. et étaient ceints de murs et de tours en pierre, signe d'hostilités à cette époque.
À partir du VIe siècle av. J.-C., le Nord-Ouest du Portugal, tout comme la région voisine de la Galice en Espagne, connut le développement de la culture des castros (cultura castreja). Cette région était couverte d'habitations fortifiées (appelées citânias ou cividades) qui, pour une grande part, continueront d'exister sous la domination romaine quand la région sera annexée à la province de Gallaecia. Citânia de Sanfins près de Paços de Ferreira, Citânia de Briteiros près de Guimarães ou Cividade de Terroso près de Póvoa de Varzim sont des sites archéologiques notables.

#### Période romaine

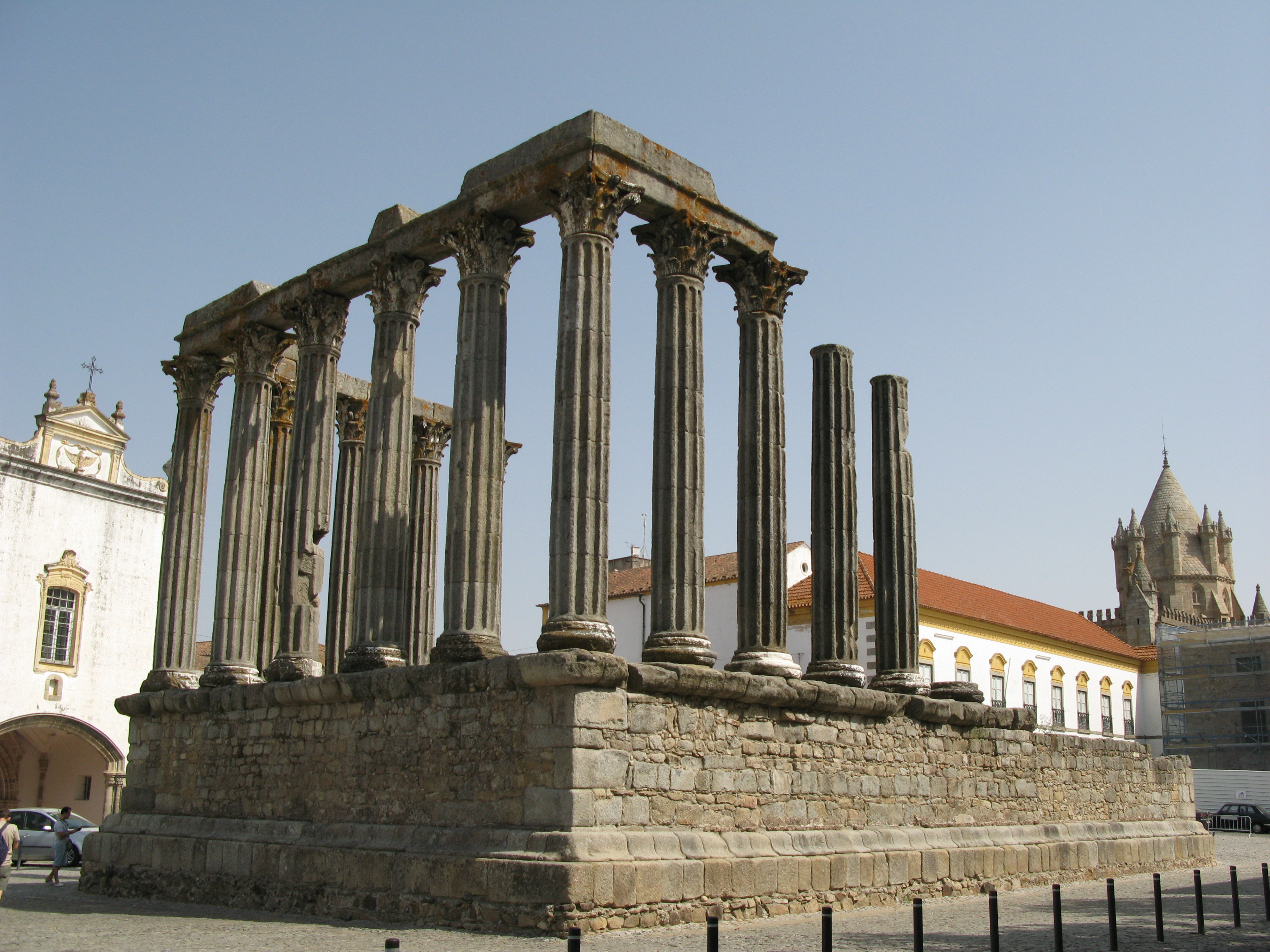
Temple romain d'Évora.

L'architecture en pierre de taille s'est développée de façon significative avec l'arrivée des Romains au IIe siècle av. J.-C. qui appelèrent Hispanie la péninsule Ibérique. Les villages et lieux d'implantation conquis furent souvent modernisés selon les modèles romains, avec l'adoption du schéma urbain latin, la construction de forum, de rues, de théâtres, de temples, de bains, d'aqueducs et d'autres bâtiments publics. Un réseau efficace de routes pavées et de ponts en pierre fut créé, souvent superposé sur le tracé des chemins, gués et ponts en bois préexistants, pour mettre en relation les villes et les autres zones colonisées. La plupart des villes romaines sont des villes refondees sur les sites de villages fortifiés préexistants. Il en va ainsi de Braga, refondée sur le territoire du peuple des Bracares.
Située entre les fleuves Cávado et Este, sur une zone de transition entre les montagnes et la plaine côtière fertile, Braga (Bracara Augusta) fut érigée en capitale de la province de Gallaecia, qui englobait le quart nord de l'actuel Portugal, tandis que le Sud du pays était englobé dans la province de Lusitanie, ayant Mérida pour capitale. L'ensemble du pays conserve des vestiges de la romanisation qu'il connut à l'époque. Braga possède encore des vestiges de bains publics, une fontaine publique (appelée la fontaine de l'Idole) et un théâtre. Plus au sud dans l'Alentejo, Évora a la particularité de posséder un temple romain très bien conservé, probablement dédié au culte de l'empereur Auguste. Un pont romain traverse la rivière Tâmega à Chaves (Aquae Flaviae), au Nord-est du pays. On trouve aussi les vestiges d'un théâtre aux environs d'Alfama à Lisbonne (Olissipo).
Les vestiges les mieux conservés de villages romains sont ceux de Conimbriga situés près de Coimbra, dans le Centre du pays, sur le fleuve Mondego. Les fouilles ont révélé des murs d'enceinte, des bains, un forum, un aqueduc, un amphithéâtre, des logements pour la classe moyenne (insulae) de même que des villas luxueuses (domus) avec une cour centrale décorée de mosaïques. Un autre site de fouilles important de village romain est Miróbriga près de Santiago do Cacém possédant un temple romain bien préservé, des bains, un pont et les vestiges du seul hippodrome romain connu au Portugal.

#### Période post-romaine
La domination romaine sur l'Hispanie laisse progressivement place à partir du Ve siècle à la domination des Suèves et des Wisigoths. L'architecture wisigothe associe des éléments lusitaniens, romains, paléochrétiens, germaniques, byzantins, avec une prédominance des éléments ibéro-chrétiens indigènes. L'influence des Germains se ressent surtout sur les effets d'association des différents styles architecturaux cités, sur la joaillerie et l'artisanat ornementaux des édifices, et sur les arts dits mineurs. L'importance des traditions régionales indigènes sur les édifices germaniques augmente dès le Ve siècle. Ce nouvel art germanique atteint son apogée dans la seconde moitié du VIIe siècle. Un certain nombre de bâtiments ou d'éléments architecturaux ont été conservés de cette période de domination germanique, de 411 à 770. Plusieurs de ces monuments, ou de ces éléments, ont subi des modifications ultérieures, ou ont été intégrés aux édifices modifiés et agrandis pendant les périodes suivantes.
Parmi les monuments conservés dans leur intégrité, figure la chapelle de São Frutuoso de Montélios près de Braga qui faisait partie d'un monastère wisigoth construit au VIIe siècle. Ce monument présente un plan en forme de croix grecque avec des branches rectangulaires et une coupole centrale ; coupole et branches sont décorées d'arcs en relief. La chapelle révèle une nette influence de l'architecture byzantine comme le mausolée de Galla Placidia à Ravenne.

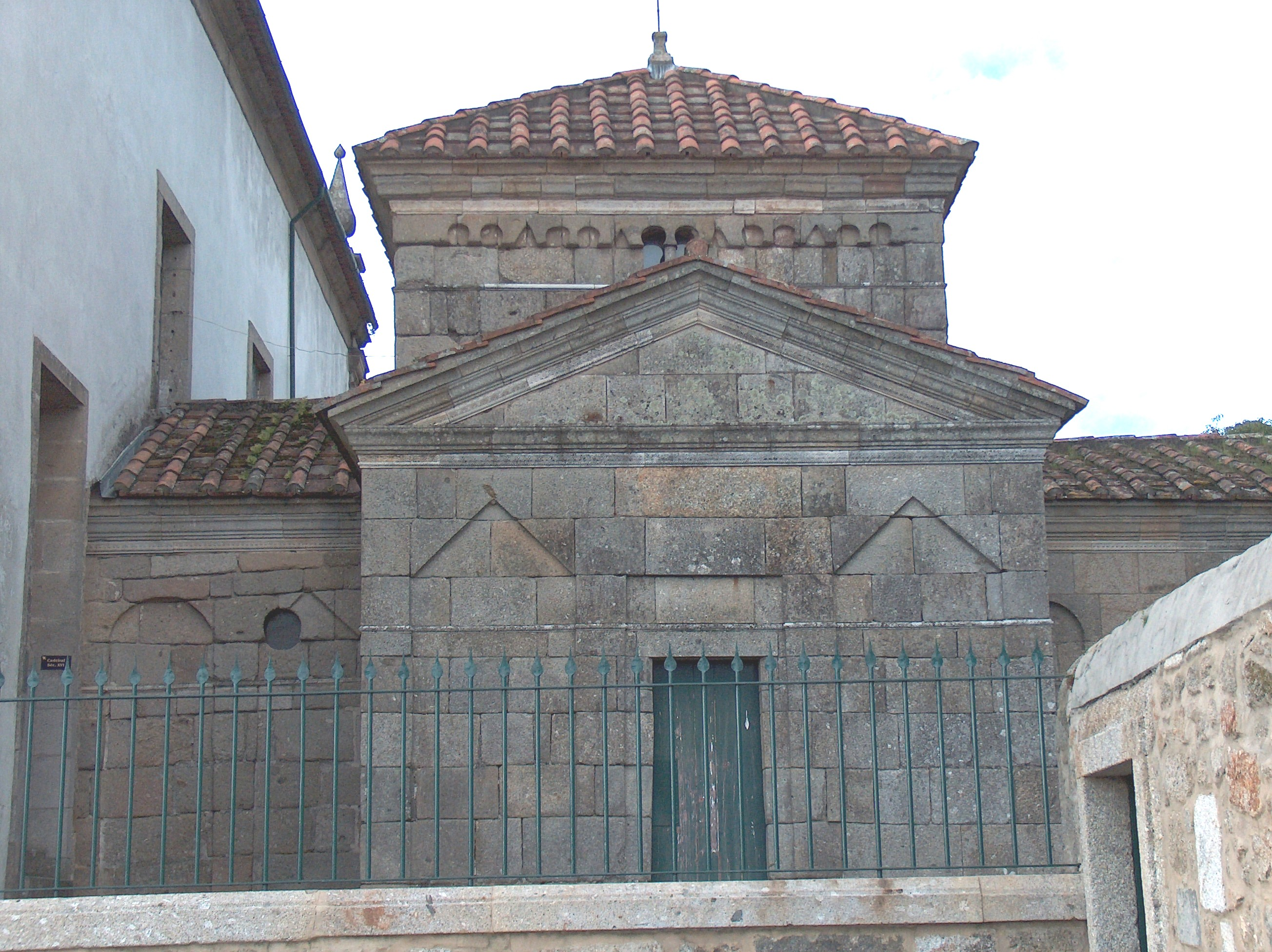
Chapelle wisigothique de São Frutuoso de Montélios, près de Braga.
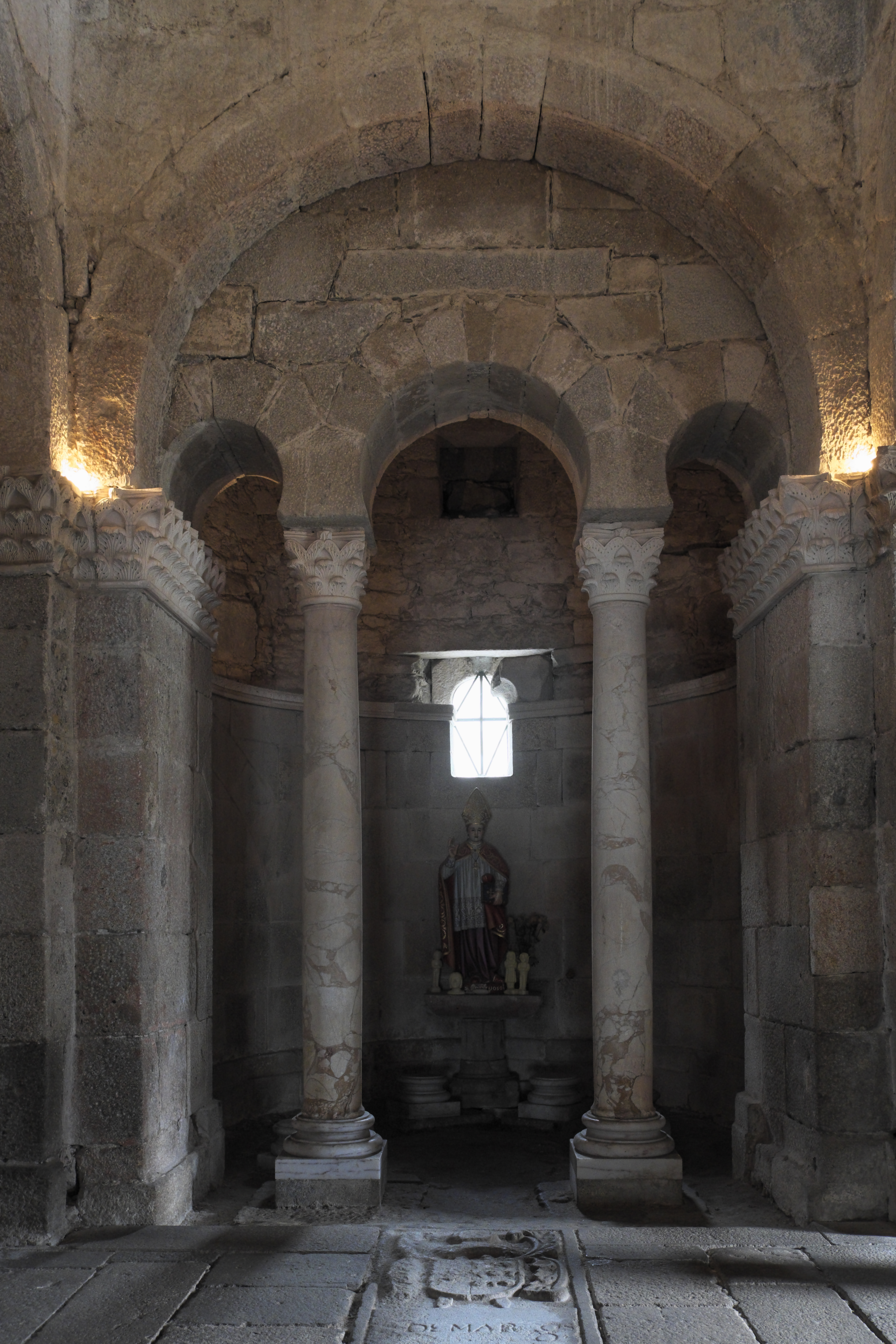
Intérieur en forme de demi-cercle de l'un des croisillons de la chapelle de São Frutuoso.
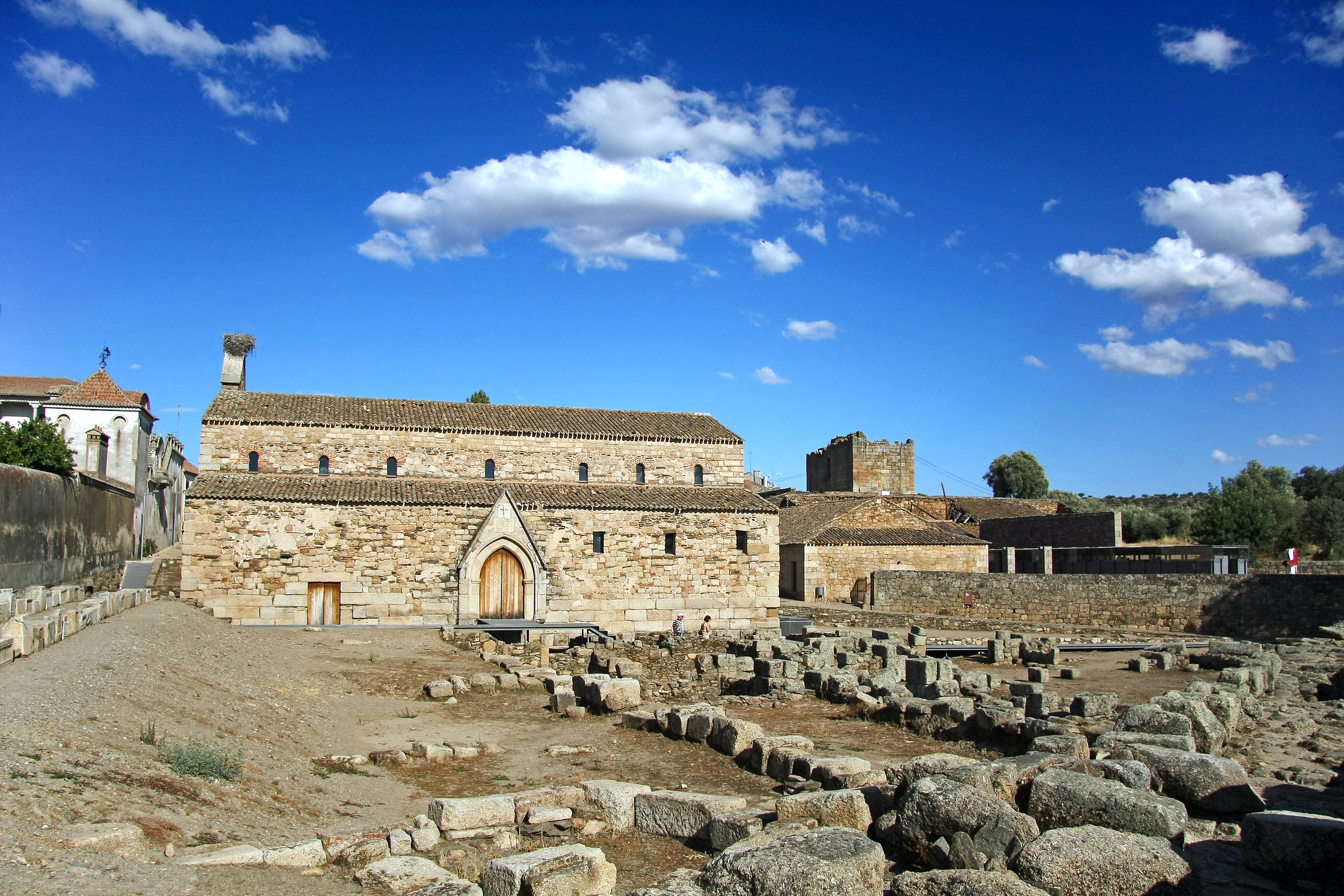
Ancienne catédrale suévo-wisigothique d'Idanha-a-Velha, édifiée autour de 585.
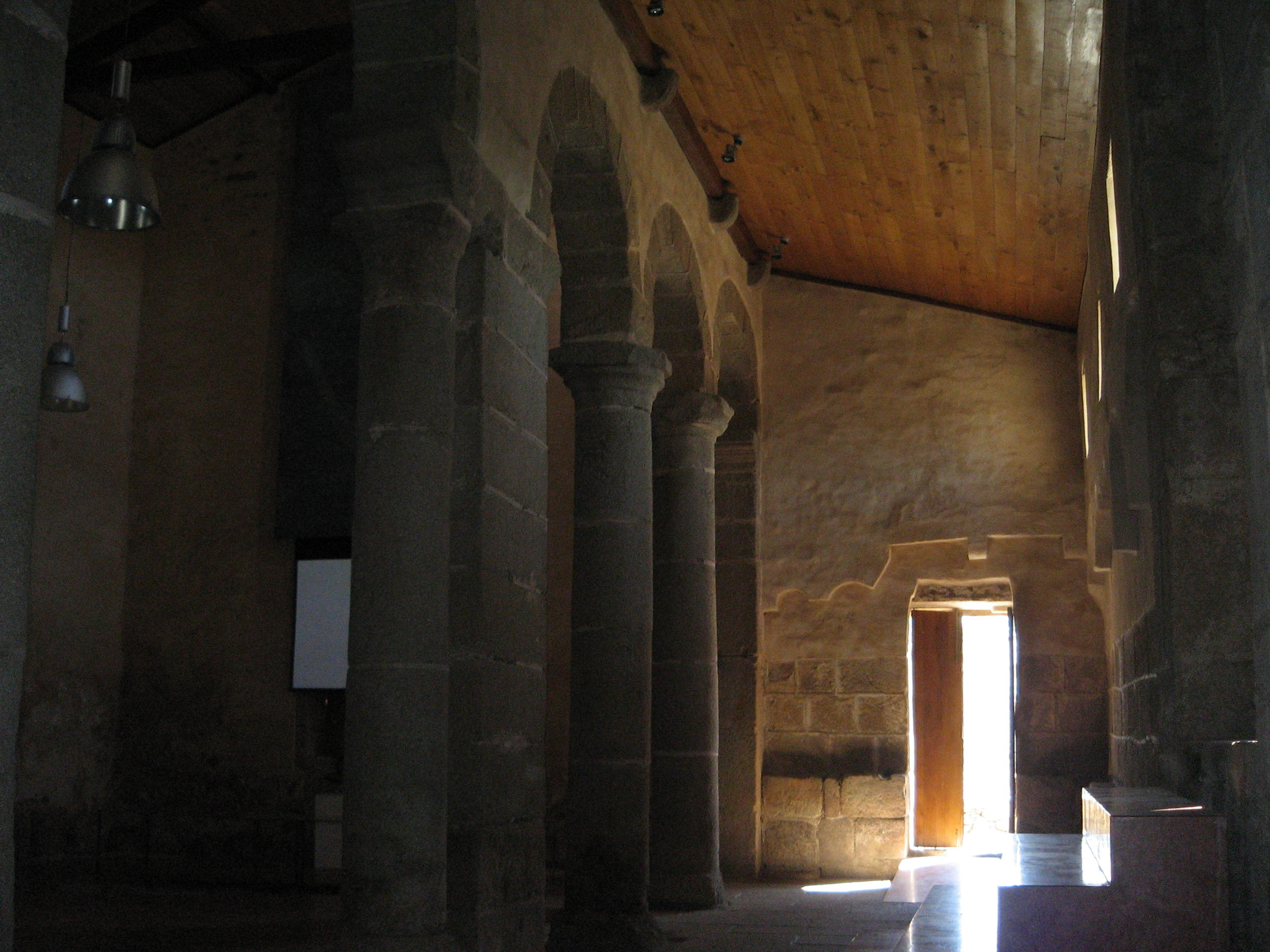
Intérieur de l'ancienne cathédrale suévo-wisigothique d'Idanha-a-Velha, seconde moitié du VIe siècle.
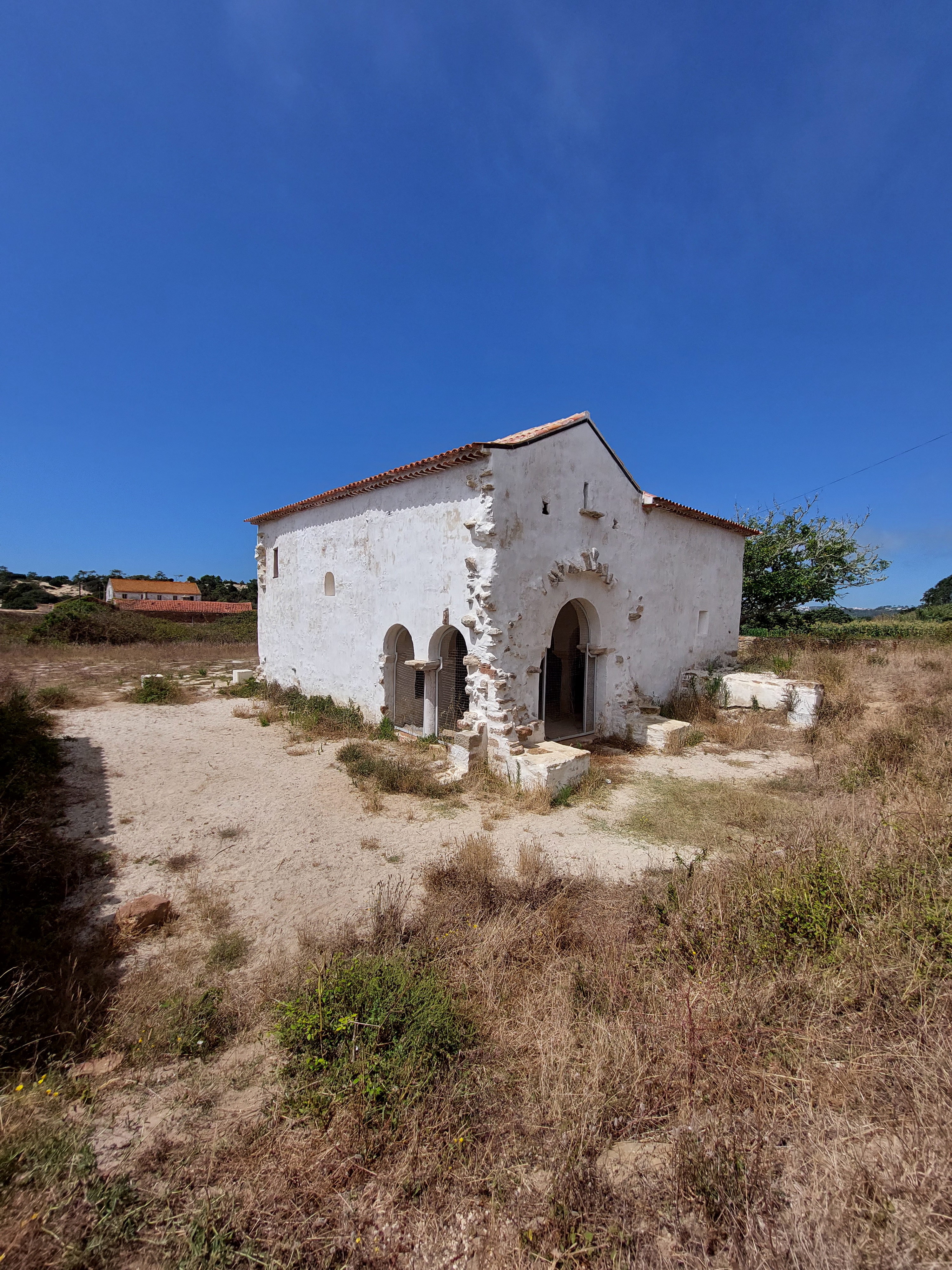
Eglise de São Gião, à Nazaré, édifiée au VIIe siècle, avec modifications avant le Xe siècle sous influence mozarabe.
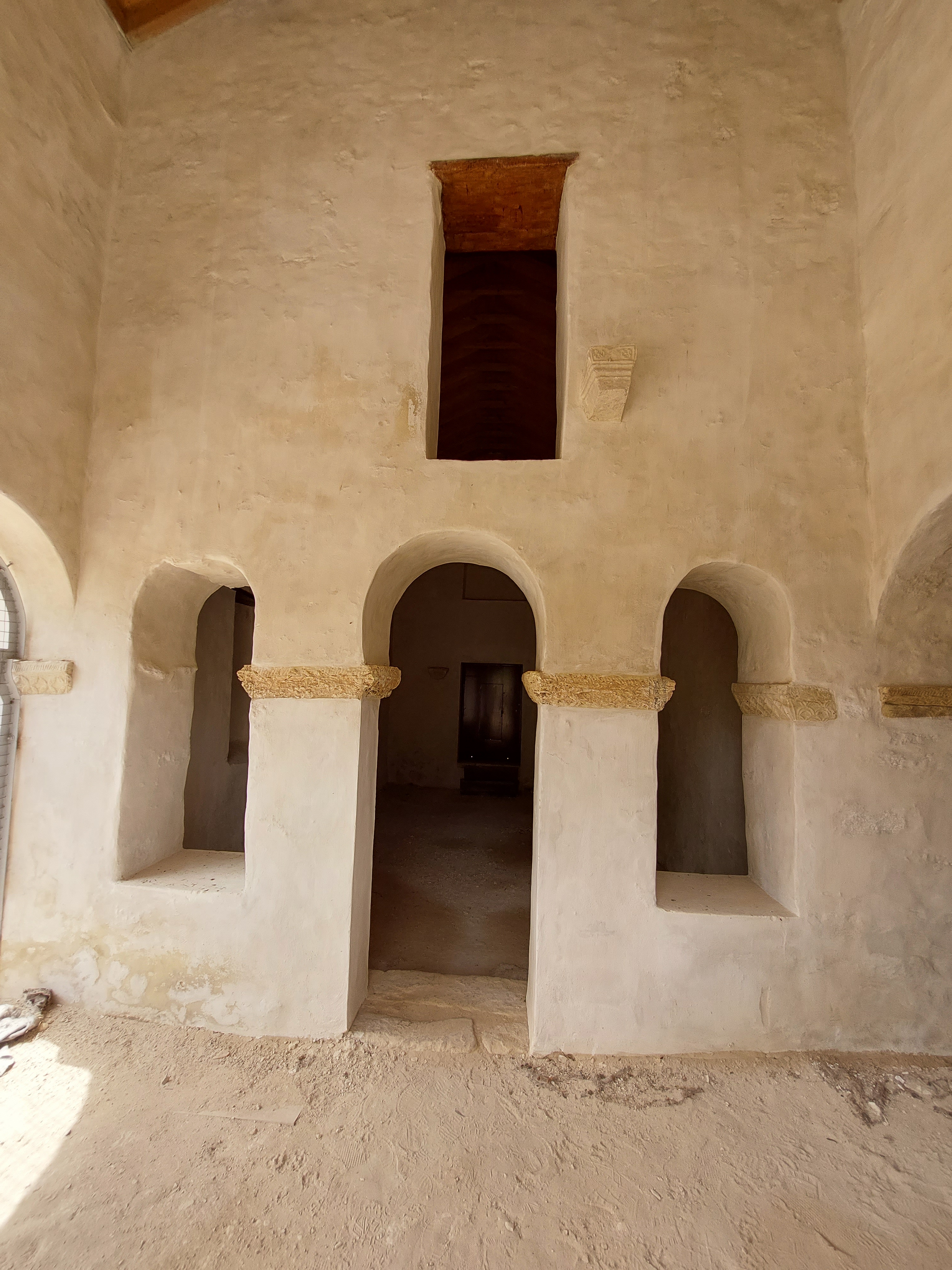
Intérieur de l'église de São Gião.
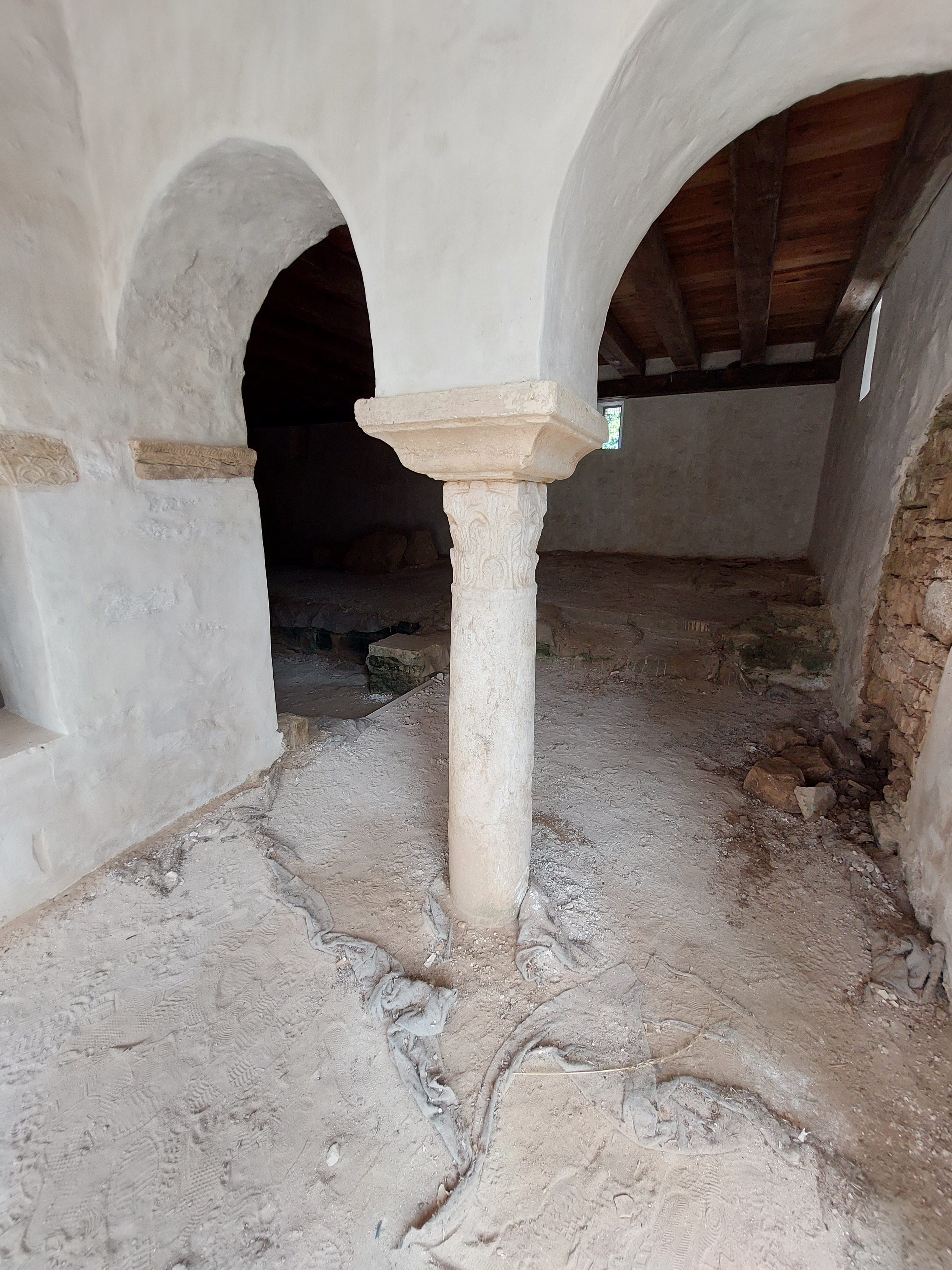
Pilier sculpté du côté nord de l'église de São Gião.

Après 711, lors de la période de domination de la péninsule ibérique par les Maures, beaucoup de chrétiens (les Mozarabes) vivaient sur les territoires maures et avaient le droit de pratiquer leur religion et de construire des églises. Le royaume resté chrétien des Asturies (de 711 à 910), situé au nord de la péninsule, sera le point de départ de la Reconquista. L'architecture asturienne et l'art mozarabe vont influencer les monuments chrétiens du futur Portugal. Le plus important est sans doute l'église de São Pedro de Lourosa, située près d'Oliveira do Hospital, qui porte gravée l'inscription de 912 comme année de sa construction. Cette église est une basilique avec trois nefs séparées par des arcs outrepassés, un narthex en façade et des fenêtres à meneaux et à arc outrepassé d'influence asturienne sur l'aile centrale.

#### Période mauresque

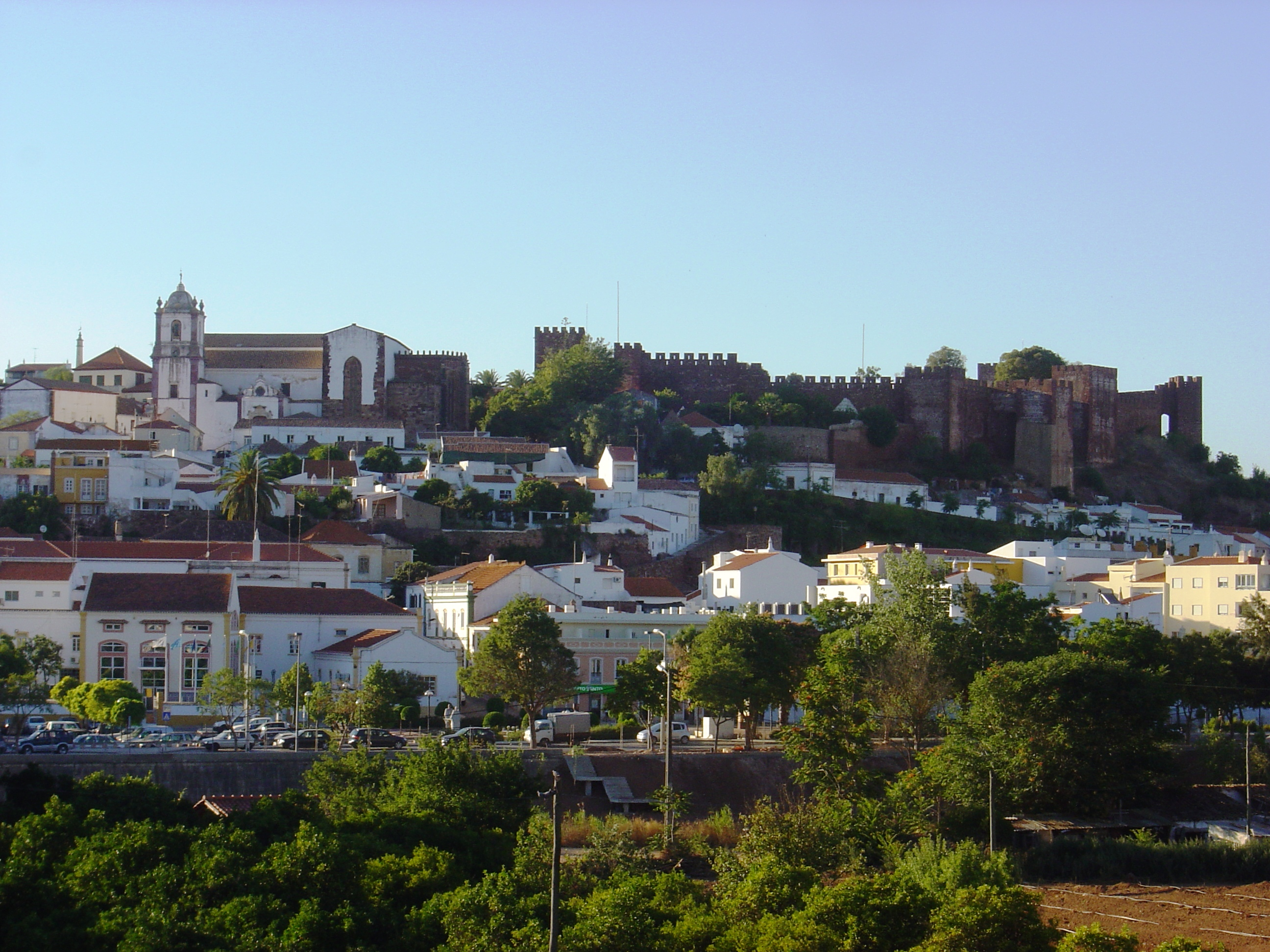
Vue de Silves et son château mauresque.

La conquête de la péninsule Ibérique par les Maures venus du Maghreb en 711 mit fin à la domination wisigothe en Hispanie, renommée Al-Andalus par les nouveaux arrivants. La présence mauresque va profondément influencer l'art et l'architecture sur le territoire portugais, surtout au sud où la Reconquista ne s'achève qu'en 1249. Cependant au Portugal, contrairement à l'Espagne voisine, peu de bâtiments mauresques sont parvenus intacts jusqu'à nos jours. L'habitat traditionnel dans beaucoup de villes et de villages du Portugal a de simples façades blanches qui donnent à l'ensemble une allure du type des villages d'Afrique du Nord. De nombreux villages et quartiers de ville ont gardé le réseau viaire de la période islamique, comme le quartier de l'Alfama à Lisbonne avec ses rues étroites et ses petites maisons et immeubles, qui sont trace du Coran. Les bâtiments mauresques étaient souvent construits en pisé (taipa) et adobe, et blanchis à la chaux.
Les Maures ont construit des châteaux forts et des fortifications en de nombreuses villes, mais, bien que beaucoup des châteaux médiévaux du Portugal soient originaires de cette période, dans la plupart des cas, ils ont été profondément remaniés après la reconquête chrétienne. Cependant un des mieux préservés est le château de Silves, ancienne capitale de l'Al-Gharb, l'Algarve d'aujourd'hui. Bâti entre les VIIIe et XIIIe siècles, le château de Silves a conservé ses murailles et ses tours carrées de la période mauresque, ainsi que ses citernes du XIe siècle qui servaient à ravitailler la ville en eau en cas de siège. Le vieux centre de la ville – l'Almedina – était défendu par des murailles, des tours fortifiées et des portails dont certaines parties existent toujours.

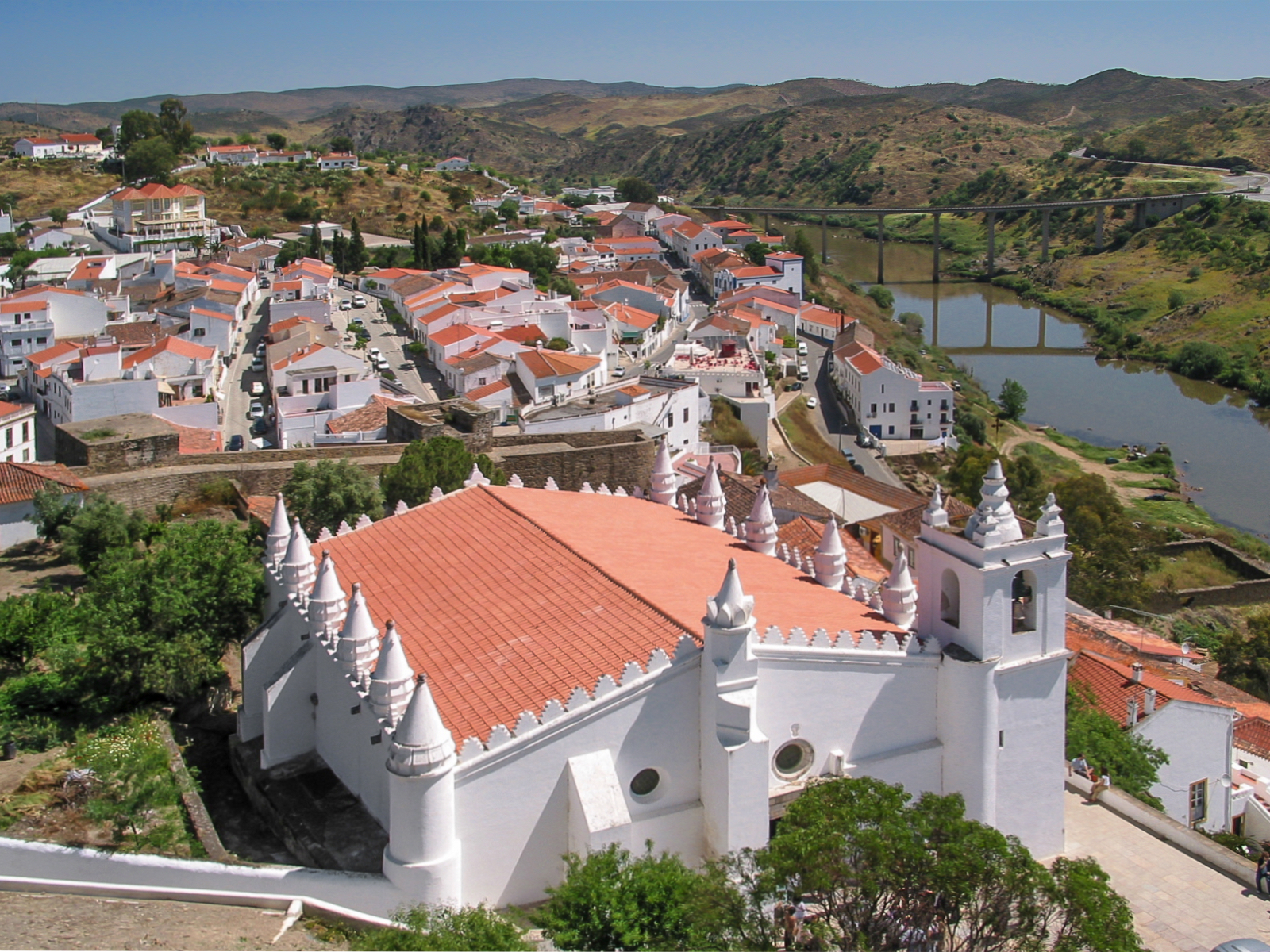
Vue de Mértola et de son église.

Beaucoup de mosquées furent construites sur le territoire portugais durant la période de domination musulmane, mais elles ont toutes été transformées en églises ou cathédrales, et les caractéristiques de l'art islamique sont difficilement identifiables maintenant. Ainsi les cathédrales de Lisbonne, Silves et Faro, par exemple, ont certainement été construites à l'emplacement d'une grande mosquée après la Reconquista.
L'église principale de Mértola dans l'Alentejo constitue la seule exception. La mosquée de Mértola a été construite durant la seconde moitié du XIIe siècle et reste, même si elle a connu de sévères modifications, la mosquée médiévale portugaise la mieux conservée.
À l'intérieur son plan est pratiquement carré avec quatre branches et un total de 12 colonnes supportant des croisées d'ogives manuélines du XVIe siècle.
Même si le toit a été modifié et quelques ailes supprimées au XVIe siècle, l'espace intérieur labyrinthique avec sa forêt de piliers est clairement affilié aux autres mosquées d'Espagne et du Maghreb qui lui sont contemporaines. Les murs intérieurs portent encore un mihrab, la niche décorée indiquant la direction de La Mecque.

#### Style manuélin
L'architecture gothique tardive du Portugal se caractérise par l'émergence d'un style somptueux appelé manuélin en l'honneur du roi Manuel Ier, sous le règne duquel ce style atteint son apogée, et qui en construit ou commence la plupart des bâtiments. Le style manuélin combine des aspects du gothique tardif avec des éléments de la Renaissance et de la civilisation islamique. La décoration montre notamment l'influence des Renaissances espagnole (plateresques, isabellines), italienne et flamande, mais aussi des emprunts nombreux à la tradition islamique, par la tradition andalouse, par l'influence des mudéjares portugais (très présents dans l'artisanat et la construction), et par l'expansion du Portugal au Maroc et en Orient.

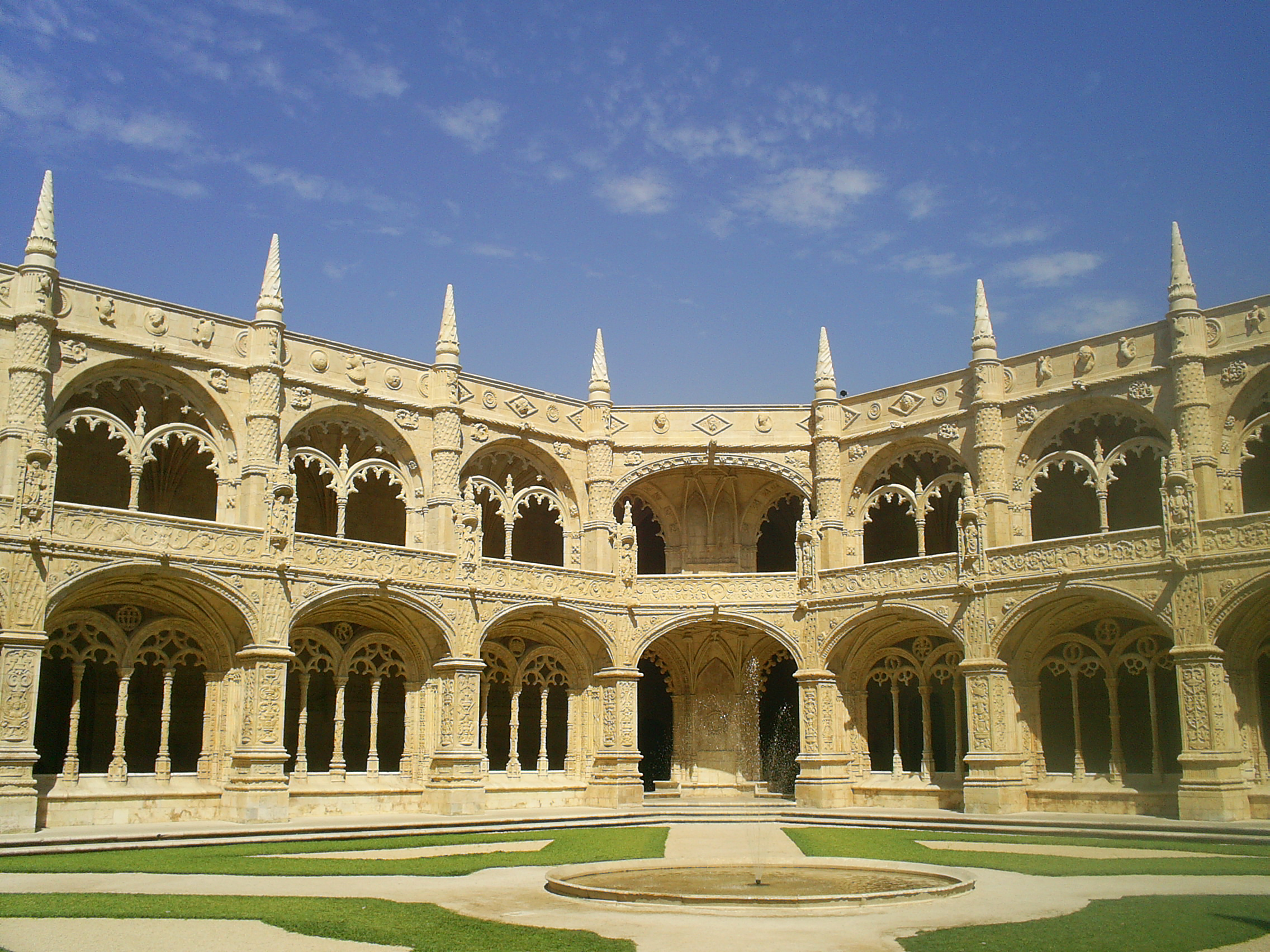
Cloître du monastère des Hiéronymites à Lisbonne.
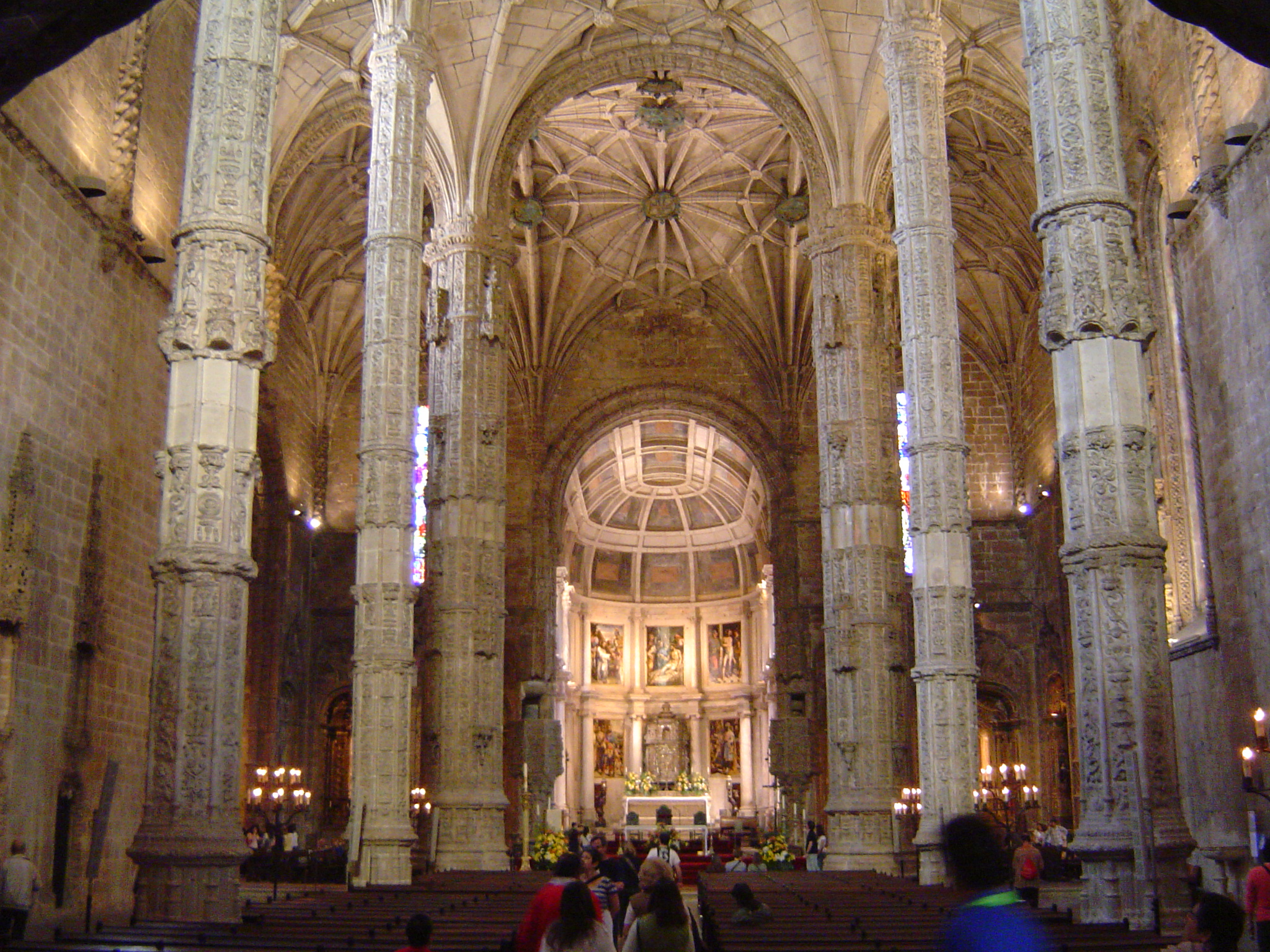
Nef manuéline de l'église Santa Maria qui jouxte le monastère des Hiéronymites à Lisbonne.
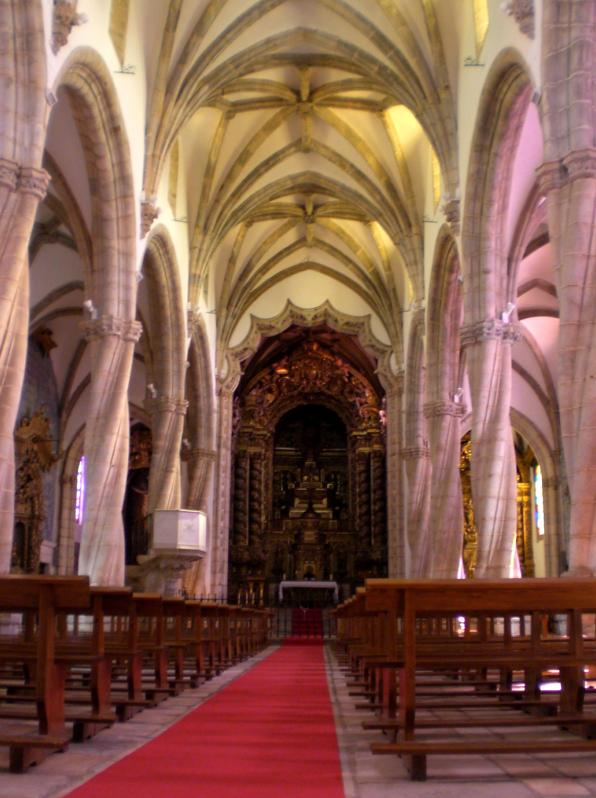
Intérieur de l'église de Marie-Madeleine d'Olivença (administrée par l'Espagne).

Les édifices de style manuélin sont aussi souvent décorés de motifs naturalistes typiques de l'époque des Grandes découvertes, tels les motifs en spirale rappelant les cordes utilisées dans la navigation, et aussi les compositions opulentes faites de motifs animaux et végétaux.
Le premier bâtiment connu de style manuélin est le monastère de Jésus de Setúbal. L'église du monastère fut construite entre 1490 et 1510 par l'architecte Diogo Boitaca considéré comme l'un des principaux créateurs de ce style. La nef tripartite de cette église conserve la même hauteur sur toute sa largeur, comme une tentative d'unification de l'espace intérieur qui atteindra son apogée dans la nef de l'église santa Maria du monastère des Hiéronymites à Lisbonne, terminée dans les années 1520 par l'architecte João de Castilho. La nef du monastère de Setúbal est supportée par des colonnes torsadées, ce qui est une des caractéristiques du style manuélin et qu'on retrouve d'ailleurs dans la cathédrale de Guarda et les églises paroissiales d'Olivenza, de Freixo de Espada à Cinta et de Montemor-o-Velho entre autres. Les bâtiments manuélins ont aussi habituellement des portails élaborés avec des colonnes torsadées, des niches et des motifs décoratifs empruntant à la Renaissance et au gothique, comme le monastère des Hiéronymites ou le monastère de Santa Cruz à Coimbra.

#### Style pombalin

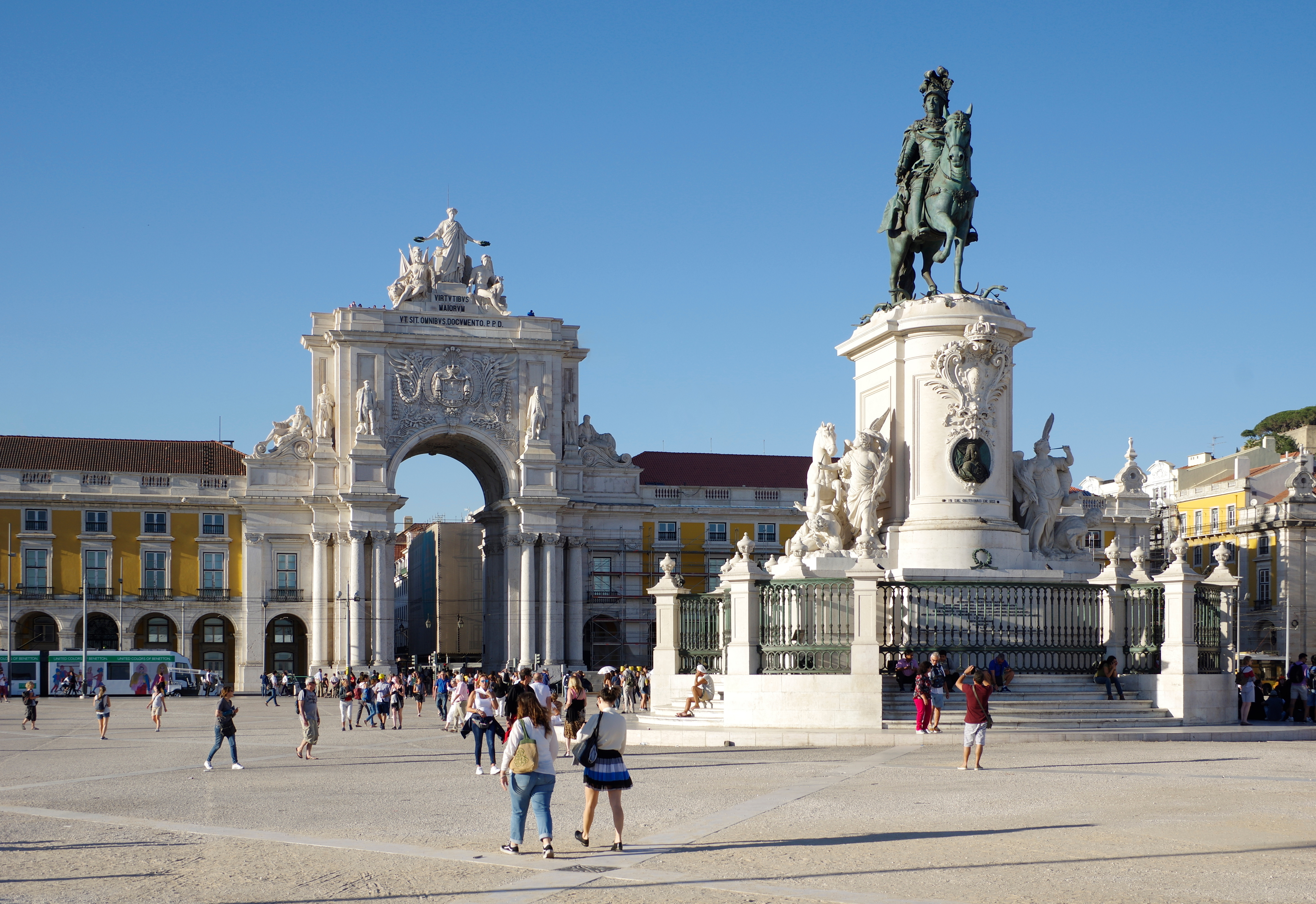
Praça do Comércio avec l'arc marquant l'entrée dans la rua Augusta à Lisbonne.

Le tremblement de terre de Lisbonne de 1755, suivi d'un raz-de-marée et d'un incendie, détruisit en grande partie la ville. Joseph Ier et son premier ministre Sebastião José de Carvalho e Melo, marquis de Pombal, demandèrent à des architectes et des ingénieurs de reconstruire les parties endommagées de Lisbonne, dont le quartier de Baixa.

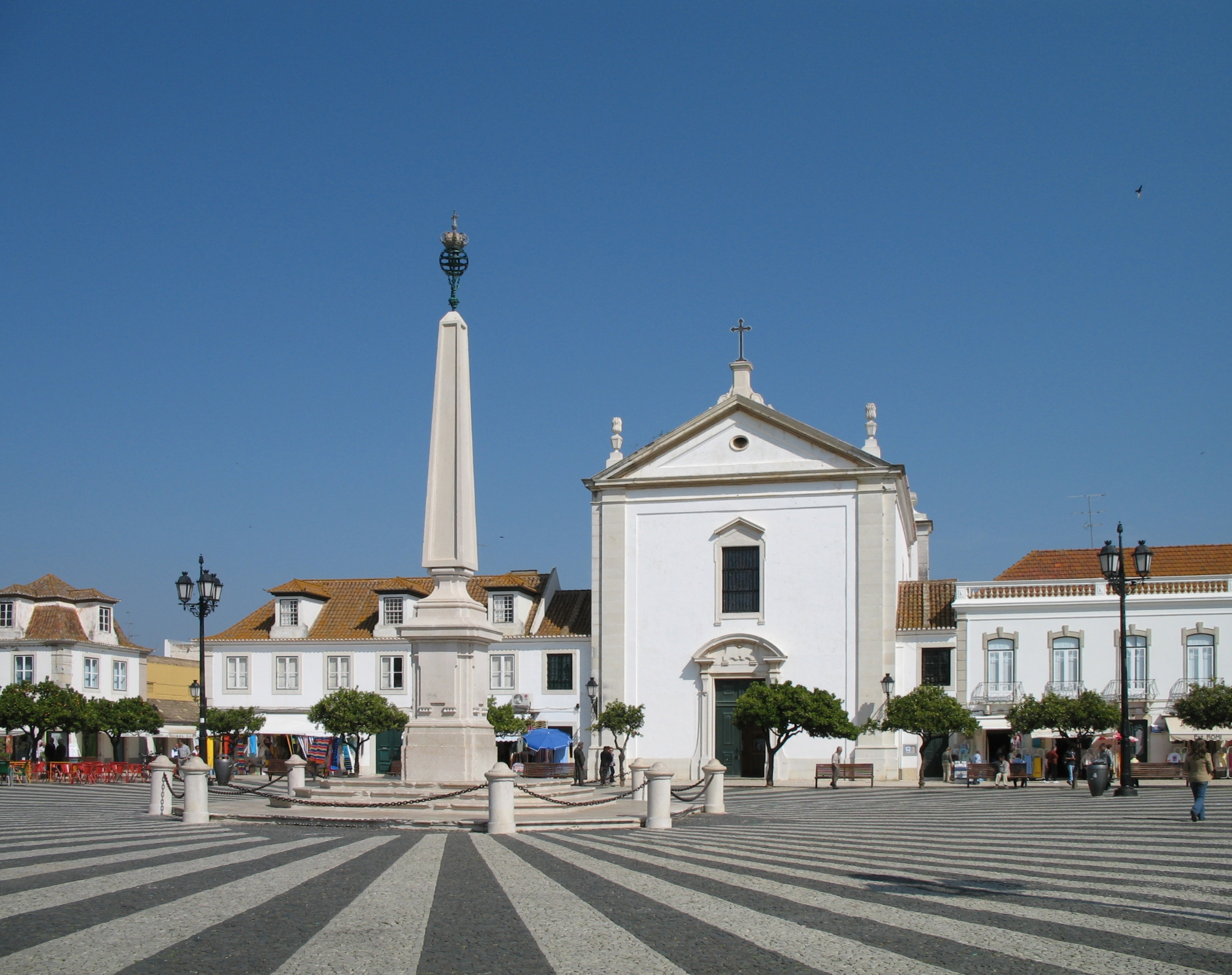
Place Marquês de Pombal à Vila Real de Santo António.

Le style pombalin est une architecture utilitaire et laïque marquée par le pragmatisme. Il suit le style dépouillé des ingénieurs militaires avec ses arrangements réguliers et rationnels, mélangé à des détails rococo et une approche néoclassique pour la composition générale. Baixa fut reconstruit par Eugénio dos Santos et Carlos Mardel. Le marquis de Pombal imposa des règles de reconstruction. Des maquettes architecturales servirent de test en simulant autour d'elles un tremblement de terre en faisant juste à côté marcher au pas des troupes, faisant des bâtiments pombalins les premiers exemples de constructions antisismiques. La praça do Comércio, la rue Augusta et l'avenida da Liberdade sont les exemples par excellence de ce style. La praça do Comércio a une composition régulière et rationnelle en accord avec la reconstruction de Baixa.
Le style pombalin se retrouve aussi à Vila Real de Santo António, une ville nouvelle dans l'Algarve construite par Reinaldo Manuel dos Santos. Le style est bien visible dans la composition urbaine et surtout dans la place principale.
À Porto, sous l'impulsion du gouverneur de la prison João de Almada e Melo, la rue de São João fut reconstruite, de même que la cour des lois Relação, la cour d'appel Gaol et la prison. Les commerçants britanniques introduisirent l'architecture palladienne avec la praça da Ribeira, la fabrique (1785-1790) et l'hôpital São Antonio (1770).

### Littérature

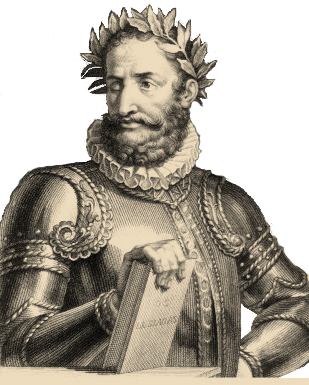
Luís de Camões.

Écrite en portugais ou dans d'autres langues, la littérature portugaise est remarquable par la douceur de sa poésie lyrique et l'esprit mordant de sa prose satirique.
Du fait de l'expansion maritime du Portugal et de l'émigration massive qui s'est ensuivie, la littérature portugaise comprend l'ensemble des œuvres écrites par des auteurs de nationalité portugaise et affiliés au Portugal, quel que soit leur lieu de naissance en métropole ou dans l'Empire, leur confession ou le lieu où a été rédigée leur œuvre. L'histoire de la littérature portugaise peut être divisée en différentes périodes, :
- de 711 à 1249, poésie arabo-musulmane du Gharb al-Ândalus[n 24] ;
- de 1198 à 1415, l'âge des troubadours et des chansonniers, fort rayonnement de la langue portugaise dans la péninsule Ibérique ;
- de 1415 à 1580, Renaissance portugaise, floraison de l'humanisme portugais, rivalisant avec la Castille ;
- de 1580 à 1640, Union ibérique, transfert de la cour à Madrid, période peu productive ;
- de 1640 à 1750, retour de la cour à Lisbonne, renouveau de la prose portugaise, historiographie, biographie, éloquence et roman épistolaire[595] ;
- de 1750 à 1820, renouveau de la poésie, époque des Académies, Néo-classicisme et pré-Romantisme ;
- de 1820 à 1912, renouveau romantique puis Réalisme ;
- de 1912 à 1933, la Renascença Portuguesa (1912 à 1932) et le Modernisme ;
- de 1933 à 1975, l’État Nouveau, période productive en dépit de la censure officielle, littérature clandestine et d'exil ;
- Depuis 1975, littérature de l'après révolution des Œillets ;

La littérature portugaise est l'une des littératures occidentales qui se développent le plus tôt, avec des textes en prose et des chansons. Jusqu'en 1350, les troubadours galaïco-portugais étendent leur influence littéraire à la majeure partie de la péninsule Ibérique. Gil Vicente est l'un des fondateurs des traditions dramatiques portugaise et espagnole. Au fil de leur expansion, partout où ils vont, les Portugais emportent avec eux leur langue et leur patrimoine culturel, qu'ils enrichissent de leurs découvertes. Le résultat de ce phénomène est double. D'une part, la littérature portugaise de la période moderne est une littérature d'envergure mondiale. Elle présente une richesse exceptionnelle. D'autre part, une partie importante de la littérature du Portugal sert aujourd'hui de facto de base aux littératures des autres pays lusophones.
Incarnation littéraire de la nation conquérante, soldat, poète et homme de théâtre, Luís de Camões laisse une œuvre considérable qui comprend d'innombrables poésies lyriques et l'une des plus importantes œuvres épiques d'Europe occidentale. Son livre le plus connu, Les Lusiades (Os Lusíadas), publié en 1572, raconte la genèse et l'épopée collective de la nation portugaise, ainsi que la constitution de son Empire. L'importance de ce poète et de son œuvre sont considérables pour le pays et l'ensemble de la sphère lusophone. La fête nationale portugaise est fixée à la date anniversaire de sa mort. La langue portugaise est couramment appelée « Langue de Camões ».
La poésie portugaise des XIXe et XXe siècles présente un visage singulier, qui alterne entre modèles néoclassiques et contemporains, à l'exemple de l'œuvre de Fernando Pessoa. La littérature portugaise moderne est représentée par les auteurs tels que Camilo Castelo Branco, Almeida Garrett, Eça de Queirós, Sophia de Mello Breyner Andresen et António Lobo Antunes. Particulièrement populaire et distingué, José Saramago s'est vu remettre le prix Nobel de littérature en 1998,.

### Musique

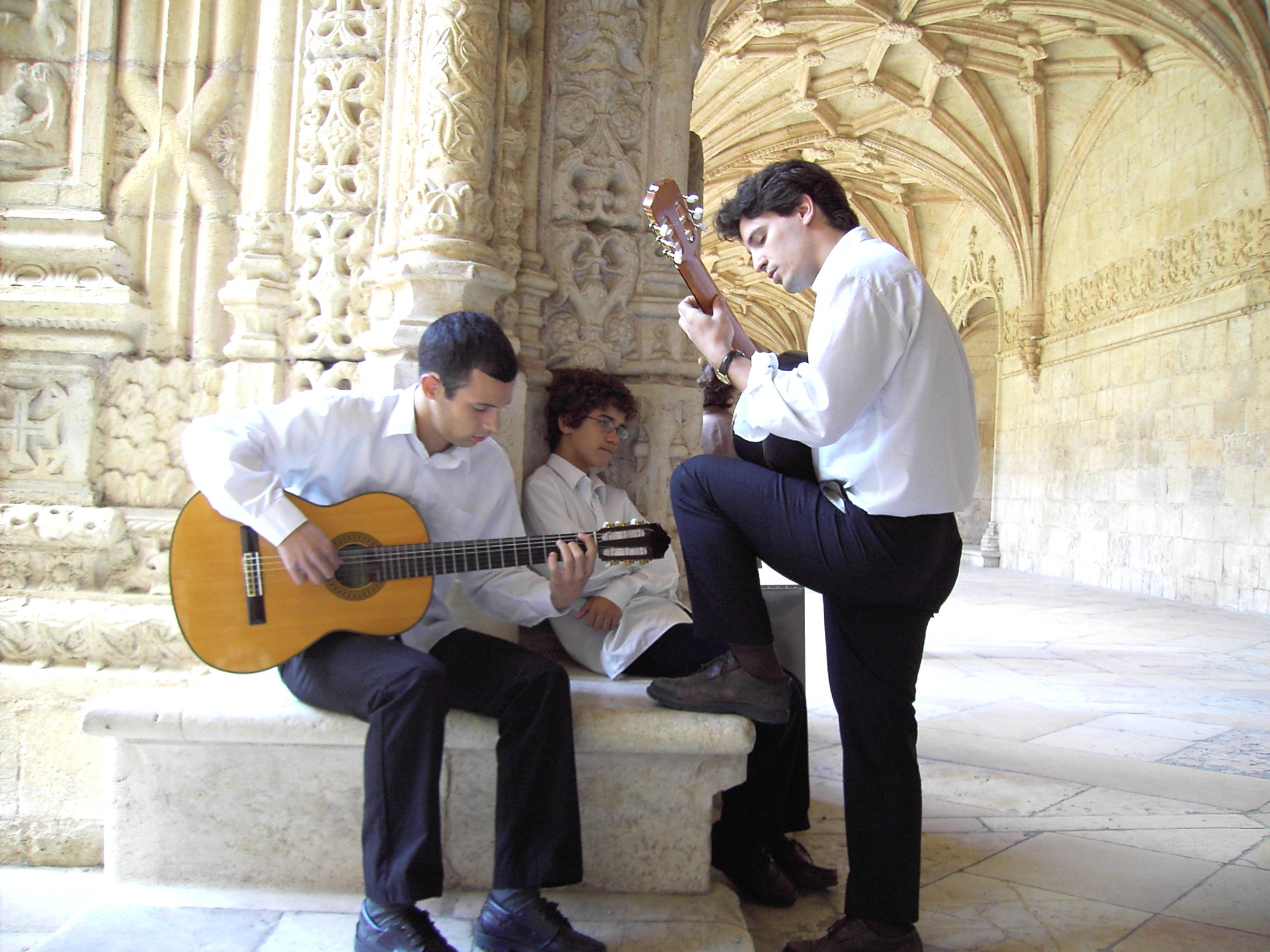
Chanteurs de fado.

La musique traditionnelle portugaise est variée et très riche. Du folklore avec les danses du vira (région du Minho), du pauliteiros de Miranda (région Mirandaise), du corridinho de l'Algarve ou encore du bailinho de Madère. Les instruments typiques sont le cavaquinho, la cornemuse, l'accordéon, le violon, les tambours, la guitare portugaise (instrument caractéristique du fado) et toute une variété d'instruments à vent et de percussion. Dans la culture populaire existent encore les groupes philharmoniques qui représentent chaque localité et jouent des styles de musique différents, du populaire au classique.
Le style de musique portugais le plus connu est le fado, dont l'interprète la plus célèbre fut Amália Rodrigues,. D'autres chanteurs comme Alfredo Duarte Marceneiro, Vicente da Câmara, Nuno da Câmara Pereira, Frei Hermano da Câmara, António Pinto Basto et Hermínia Silva se sont distingués en tant que fadistes. Ces dernières années, le fado a vu apparaître de jeunes chanteurs qui ont connu un grand succès, comme Camané, Mariza, Ana Moura, Mafalda Arnauth et Mísia entre autres, ainsi que de jeunes guitaristes comme Bernardo Couto.
Récemment, grâce aux Madredeus et à des chanteurs comme Mariza, Cristina Branco ou Dulce Pontes, la musique portugaise a atteint un niveau de reconnaissance international, contribuant à diffuser la langue portugaise dans le monde entier. Citons également Paulo Alexandre et sa chanson Verde Vinho, vendue à 200 000 exemplaires au Portugal, dont paroles et refrain ont fait le tour du monde ainsi que Linda de Suza, Lio et Helena Noguerra qui firent carrière notamment en France et en Belgique.

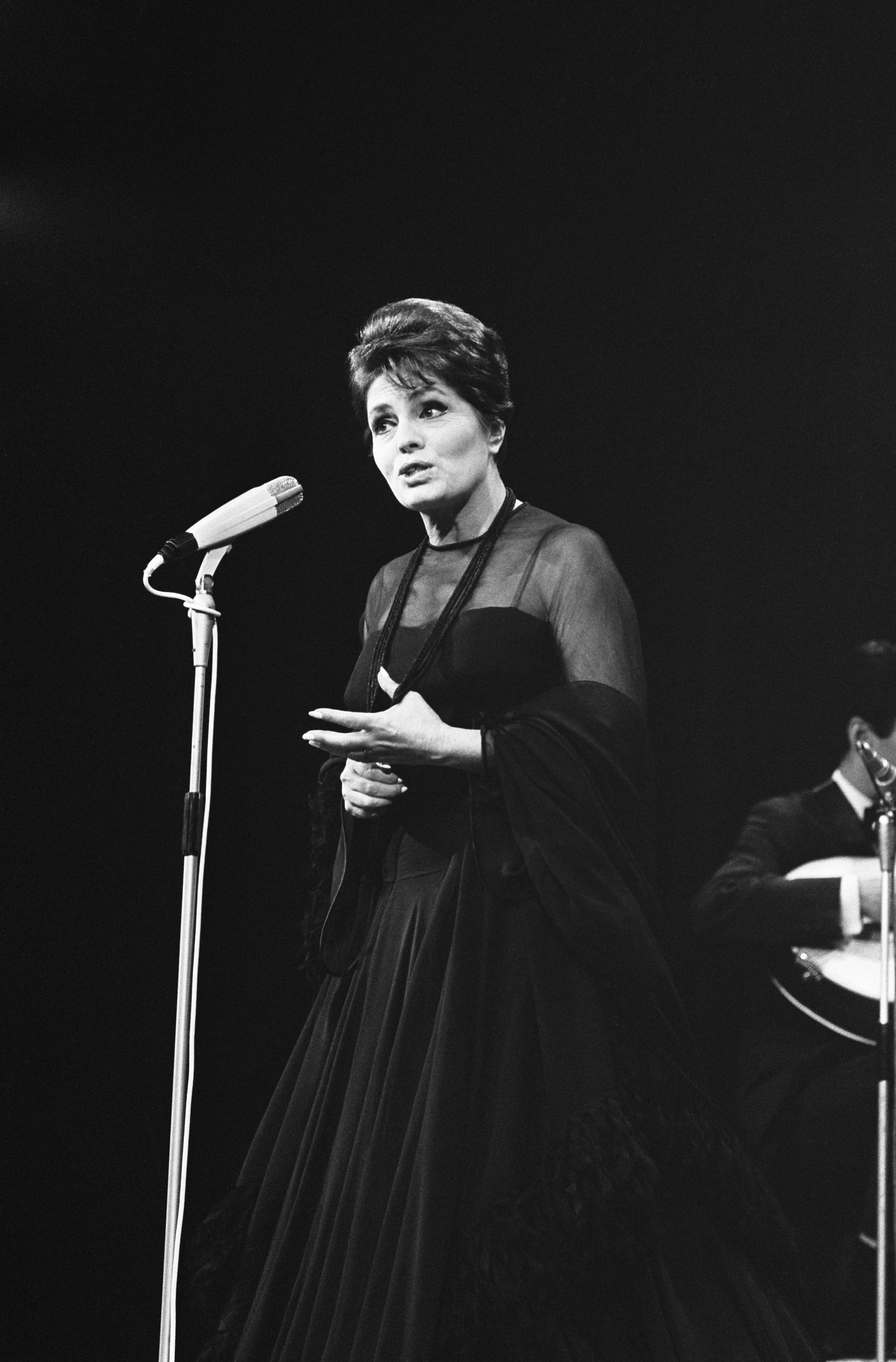
Amália Rodrigues, Reine du Fado.

Chez les instrumentistes, on remarque la carrière et les compositions du guitariste Carlos Paredes, le plus connu des maîtres de la guitare portugaise. Comme référence à la chanson de la fin du XXe siècle (surtout de la période pré- et post-révolutionnaire), on trouve entre autres Zeca Alfonso, Sérgio Godinho, Os Trovante. Même si le fado reste le genre le plus connu au-delà des frontières, la « nouvelle » musique portugaise a aussi un rôle important et fait preuve d'une grande originalité. Mafalda Veiga, Pedro Abrunhosa, David Fonseca, Lúcia Moniz, Jorge Palma, Rui Veloso, Aurea, Clã, GNR, Ornatos Violeta, Xutos & Pontapés, Amor Electro, Moonspell, The Gift, Da Weasel, Tiago Bettencourt, Fingertips, Per7ume, Mão Morta, Diogo Piçarra et Primitive Reason font partie des plus connus.

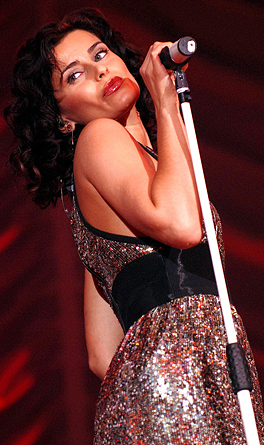
Nelly Furtado à Manchester

D'autres styles de musiques existent au Portugal, comme le Pimba, ce genre musical créé au milieu des années 1990 par le chanteur Emanuel avec sa chanson Pimba en 1995 ; pour d'autres, Quim Barreiros serait à l'origine de ce genre musical. Ce style musical emprunte beaucoup à la variété, la pop et avec l'accompagnement de l'accordéon, du synthétiseur et des trompettes. Les plus grands de cette catégorie sont Emanuel, Quim Barreiros, José Malhoa, Luis Manuel et Ruth Marlene.
Les styles dance, electro, house et techno apparaissent tout à la fin du XXe siècle. La dance fait son apparition en 1998 au Portugal, avec le groupe Santamaria qui rencontre un franc succès. La house et la techno sont très présents au Portugal avec des DJ tels que Rui da Silva, Mastiksoul, DJ Vibe, Pete Tha Zouk, Pedro Cazanova, Diego Miranda, Robert S (PT), Xinobi, Moullinex, Branko…
Depuis une dizaine d'années, les sons Afro et Latino, comme le kuduro, le reggaeton, le kizomba et la zumba sont à la mode. En 2010, le chanteur portugais Lucenzo devient numéro un dans plusieurs pays dans le monde avec son titre Danza Kuduro.
Le grand phénomène portugais de l'électro actuelle est le groupe Buraka Som Sistema qui a réussi un mélange de hip-hop, de kuduro et d'electro/dance.
Le Portugal participe au concours Eurovision de la chanson depuis 1964 et remporte pour la première fois le festival en 2017 à Kiev, avec Salvador Sobral, qui interprète la chanson Amar pelos dois, écrite et composée par sa sœur Luísa Sobral. À la suite de cette victoire, le pays organise alors pour la première fois, le Concours Eurovision de la chanson 2018 à Lisbonne, ville choisie pour recevoir le festival.

### Gastronomie

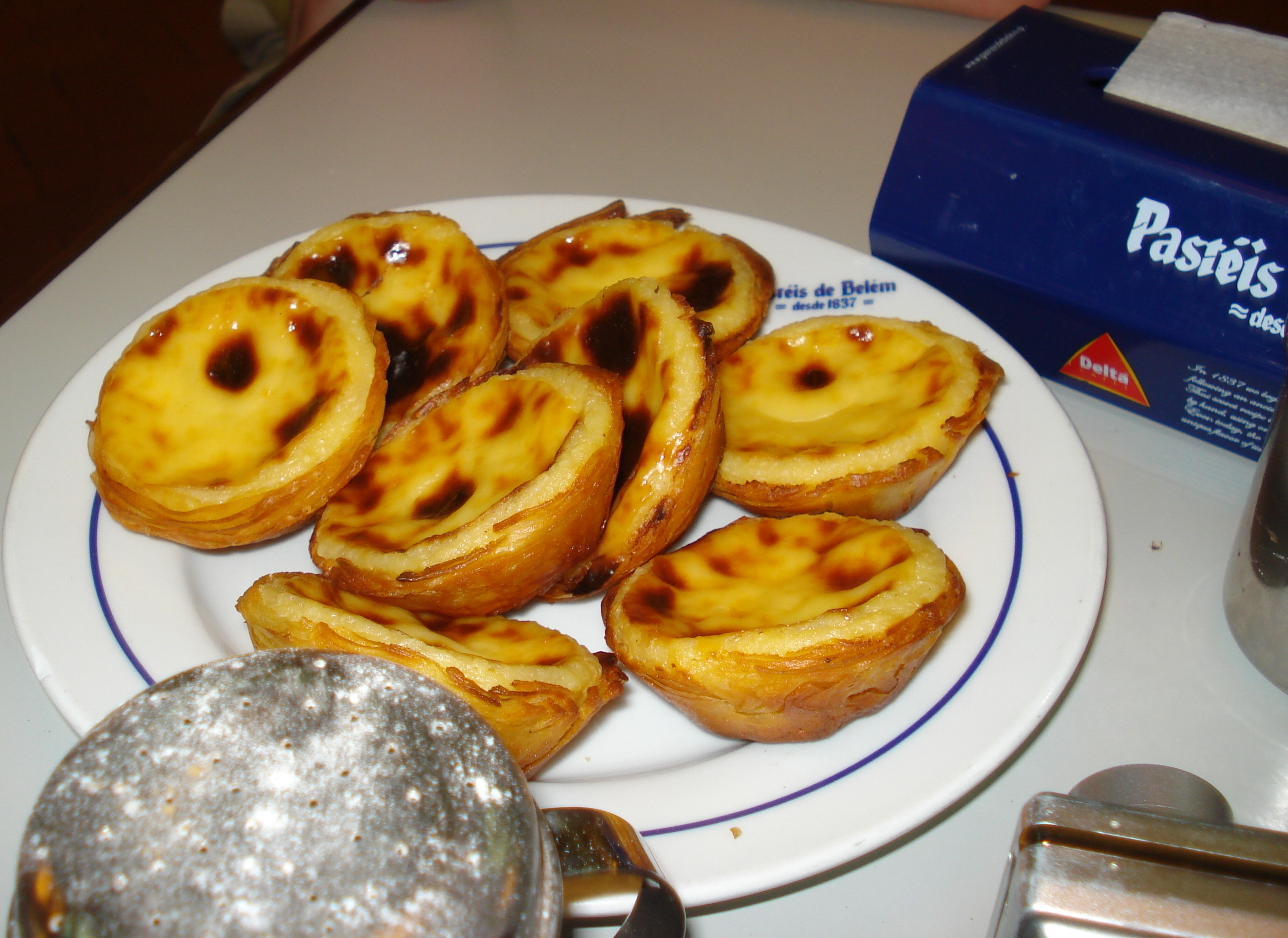
Pastéis de nata.

Chaque région du Portugal possède ses spécialités culinaires spécifiques, s'inspirant souvent des produits locaux. Les aliments de base dans cette cuisine sont la viande (de mouton, de porc et de volaille), diverses espèces de poissons et de coquillages (grande variété d'assiettes de morue — il existe 365 variantes de recettes pour la morue). La caldeirada (une sorte de bouillabaisse) est un plat typique de la municipalité de Peniche : il est composé de poissons, patate, oignons, tomates et de piments. Les fromages les plus populaires sont le fromage da Serra da Estrela et le fromage de Azeitão. Bien sûr, il y a d'autres fromages populaires portugais sous l'appellation d'origine protégée.
Le Portugal est un pays fortement vinicole, les vins les plus célèbres sont les vins du Douro, de l'Alentejo et du Dão, les vins verts du Minho, et les liquoreux de Porto, Lourinhã et Madère. Dans les pâtisseries il existe une liste énorme de variétés de recettes traditionnelles, les plus célèbres étant les pastéis de nata (le secret de la recette est toujours bien gardé), les ovos moles d'Aveiro, les pastéis de Tentúgal, le pão-de-ló, et encore beaucoup d'autres.
Parmi les plats typiques du pays, les plus populaires et qui font partie intégrante de la cuisine portugaise sont le cozido à portuguesa, le bacalhau à Brás ainsi que le bacalhau à Gomes de Sá ou encore le cochon de lait cuit à la mode du Bairrada rojões d'Aveiro et du Minho.
La cuisine portugaise a également influencé d'autres gastronomies, comme celle du Japon, avec l'introduction de la friture qui a donné plus tard le tempura.

### Sport

#### Football
Le football est le sport le plus connu, aimé et pratiqué au Portugal. Eusébio est un grand symbole du football portugais et les plus récents phénomènes de popularité sont Cristiano Ronaldo, Luís Figo, Rui Costa, João Vieira Pinto, Pauleta, João Félix, Diogo Jota et Bruno Fernandes, qui font partie des nombreux footballeurs portugais de réputation mondiale.

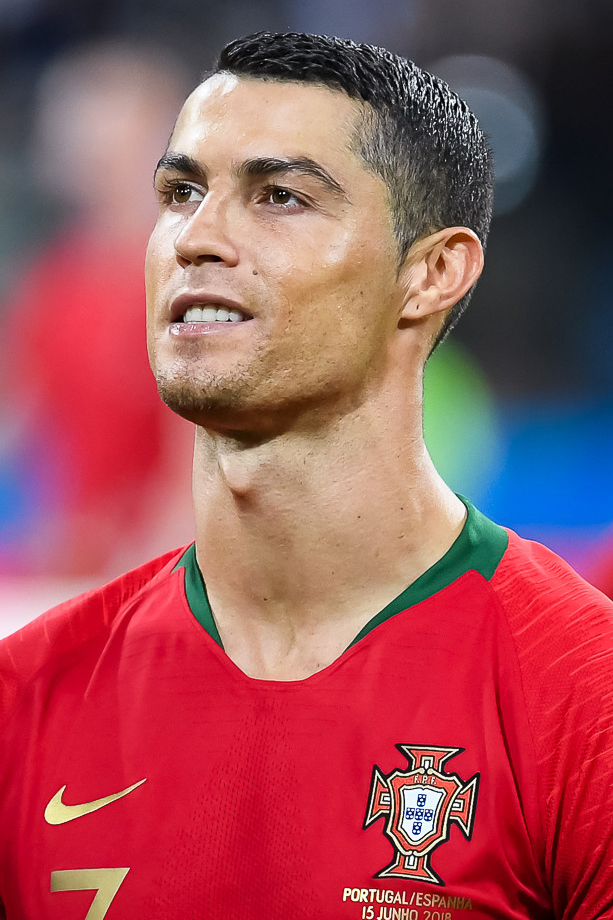
Cristiano Ronaldo au mondial 2018.

Le Sporting, Porto et Benfica sont les trois plus grands clubs de sport par leur popularité et le nombre de trophées gagnés. Ils ont gagné 12 titres européens, ils étaient présents dans beaucoup de finales et ont été les compétiteurs réguliers aux dernières étapes de presque chaque saison.
| Équipe                           | Sport    | Ligue                               | Création          | Stade                     | Capacité |
| -------------------------------- | -------- | ----------------------------------- | ----------------- | ------------------------- | -------- |
| Sport Lisboa e Benfica (SLB)     | Football | Championnat du Portugal de football | 28 février 1904   | Estádio da Luz            | 65.200   |
| Futebol Clube do Porto (FCP)     | Football | Championnat du Portugal de football | 28 septembre 1893 | Stade du Dragon           | 50.431   |
| Sporting Clube de Portugal (SCP) | Football | Championnat du Portugal de football | 1er juillet 1906  | Estádio José Alvalade XXI | 50.095   |

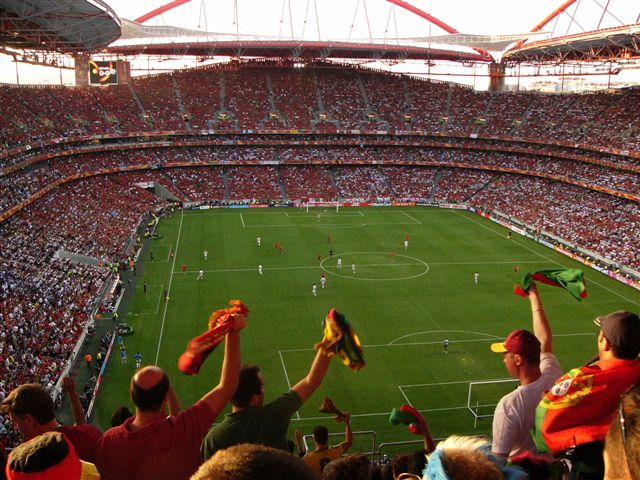
Supporters Portugais lors de la finale de l'Euro 2004 face à la Grèce à Lisbonne.

La « Seleção » a terminé finaliste de l'Euro 2004 à domicile, le Portugal étant le pays hôte du tournoi européen de football cette année-là. L'équipe a perdu cette année-là en finale 0-1 face à la Grèce. L'équipe a également réussi à atteindre la troisième place lors de la coupe du monde de football 1966 et atteint la quatrième place de la coupe du monde de football 2006. Le Portugal remporte son premier titre majeur lors de l'Euro 2016 face à la France, le pays hôte, grâce à un but de l'attaquant Eder lors des prolongations.
Le Portugal est également une grande nation du beach soccer puisque l'équipe du Portugal de beach soccer compte 19 titres au total dont deux coupes du monde (en 2001 et 2015), cinq Euro BS League et six Euro BS Cup. Madjer étant l'artisan principal de ces différents titres.
L'équipe du Portugal de futsal est également l'une des meilleures équipes mondiales de ce sport. Le Portugal a remporté l’Euro Futsal 2018, en battant en finale l'Espagne. Ricardinho, sacré meilleur joueur du monde à cinq reprises, est le capitaine portugais lors de ce titre.

Principales personnalités du football portugais
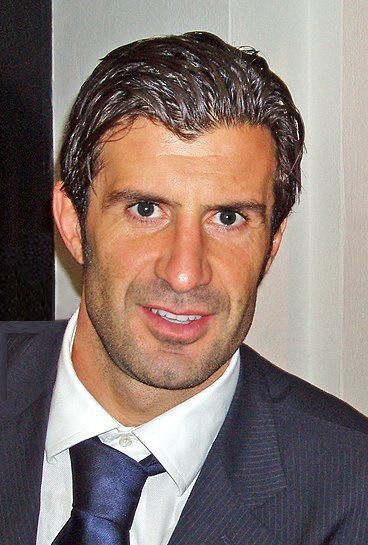
Luís Figo Ballon d'Or 2000.
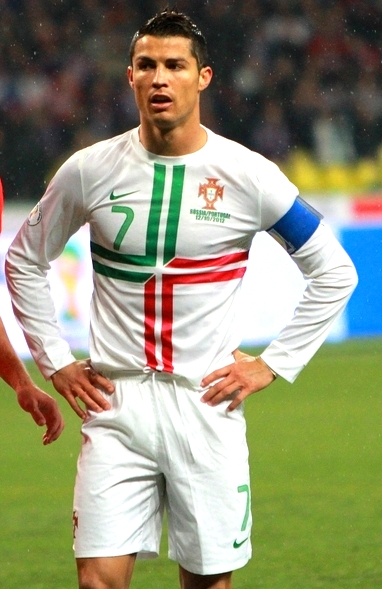
Cristiano Ronaldo Ballon d'Or 2008, 2013, 2014, 2016, 2017 Meilleur buteur de la Selecção portugaise.
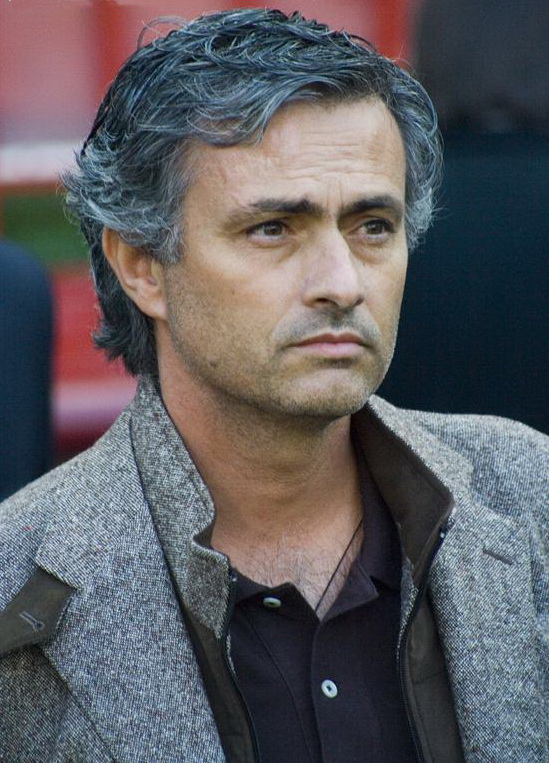
José Mourinho Meilleur entraîneur du monde 2004, 2005, 2010 et 2012.
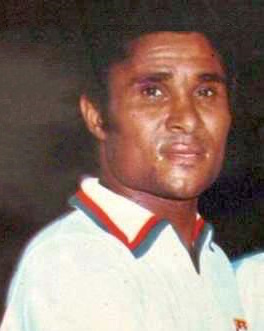
Eusébio Ballon d'Or 1965.
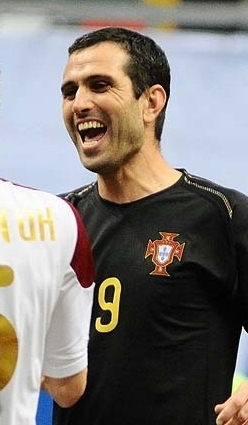
Pedro Miguel Pauleta.
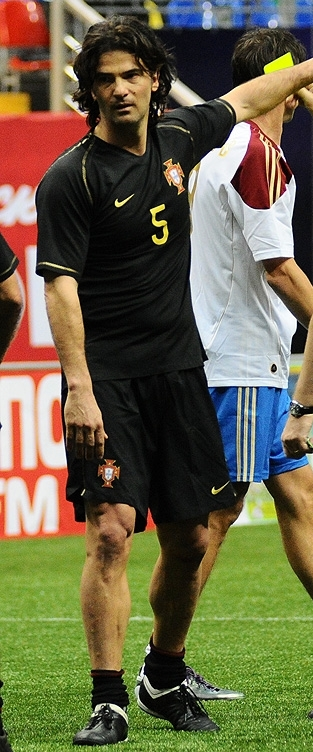
Fernando Couto.
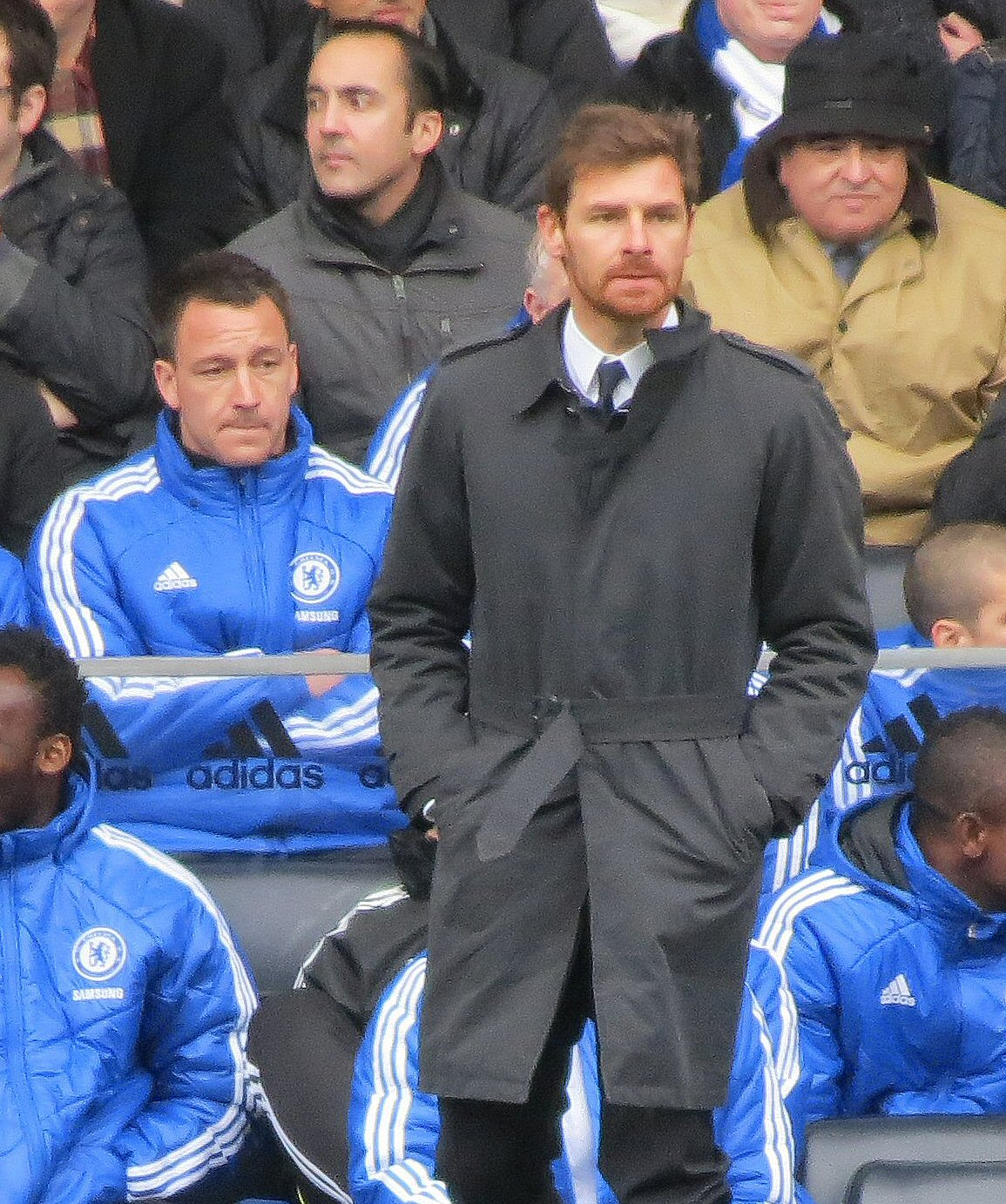
André Villas-Boas.

#### Cyclisme
Le cyclisme portugais a été marqué par plusieurs grands coureurs, à l'image de Joaquim Agostinho qui termina à huit reprises dans les dix meilleurs du Tour de France entre 1969 et 1980 ou Rui Costa, champion du monde en 2013 et triple vainqueur du Tour de Suisse en 2012, 2013 et 2014. Chaque année a lieu le Tour du Portugal. C'est la plus longue épreuve en nombre d'étapes (11) après les trois Grands Tours.

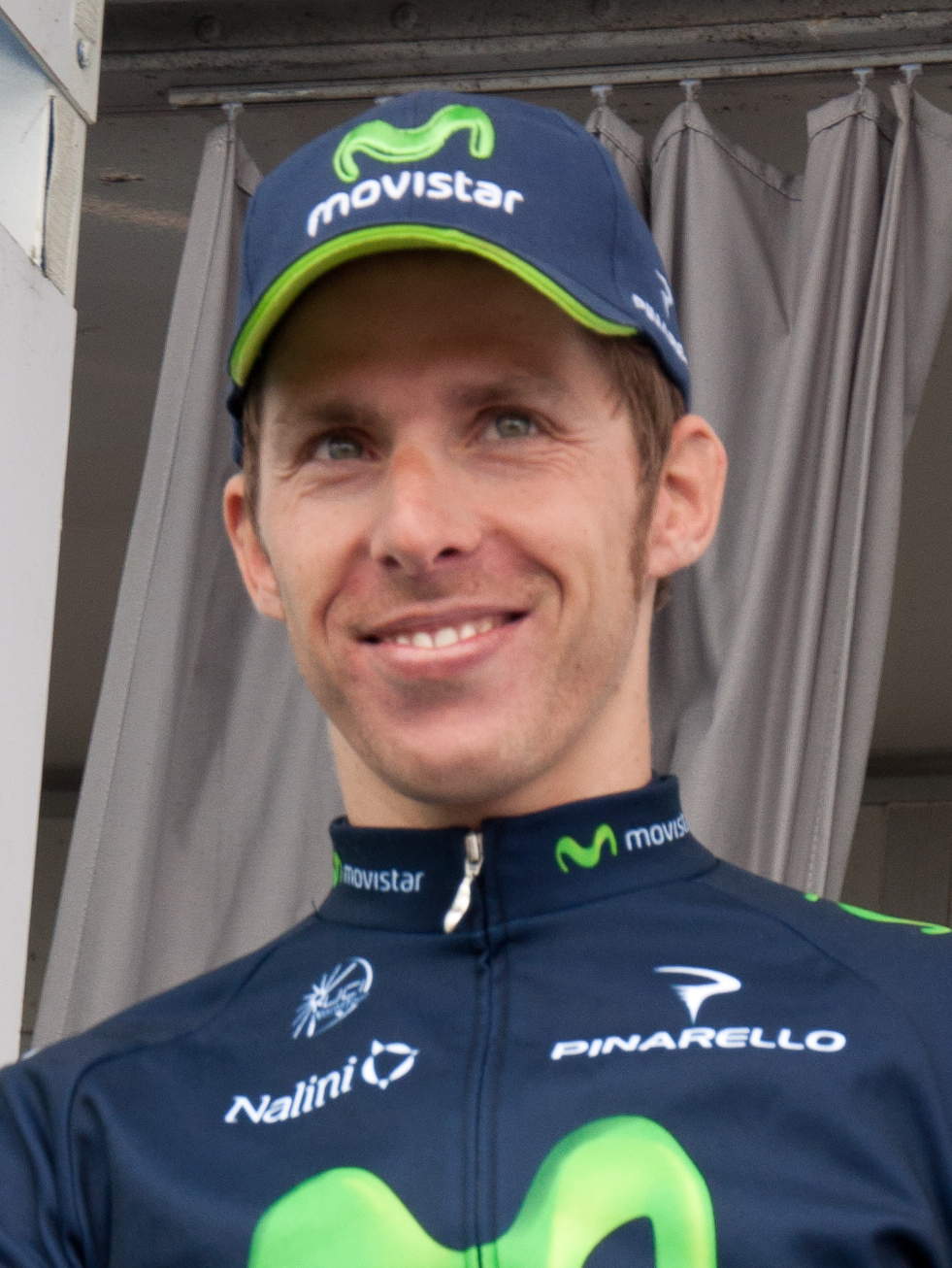
Rui Costa.

#### Formule 1
Le Portugal a aussi accueilli le Grand Prix automobile. Le Grand Prix automobile du Portugal fut une épreuve du championnat du monde de Formule 1 entre 1958 et 1960, puis de 1984 à 1996 où il se disputa sur le circuit d'Estoril, situé au nord de Lisbonne. Aussi en 2020 et 2021 disputées sur le circuit de l'Autódromo Internacional do Algarve. Ce circuit a également accueilli un temps le Grand prix moto du Portugal. Plusieurs épreuves d'endurance automobile ou des courses de Superbike sont également disputées sur l'Autódromo Internacional do Algarve.

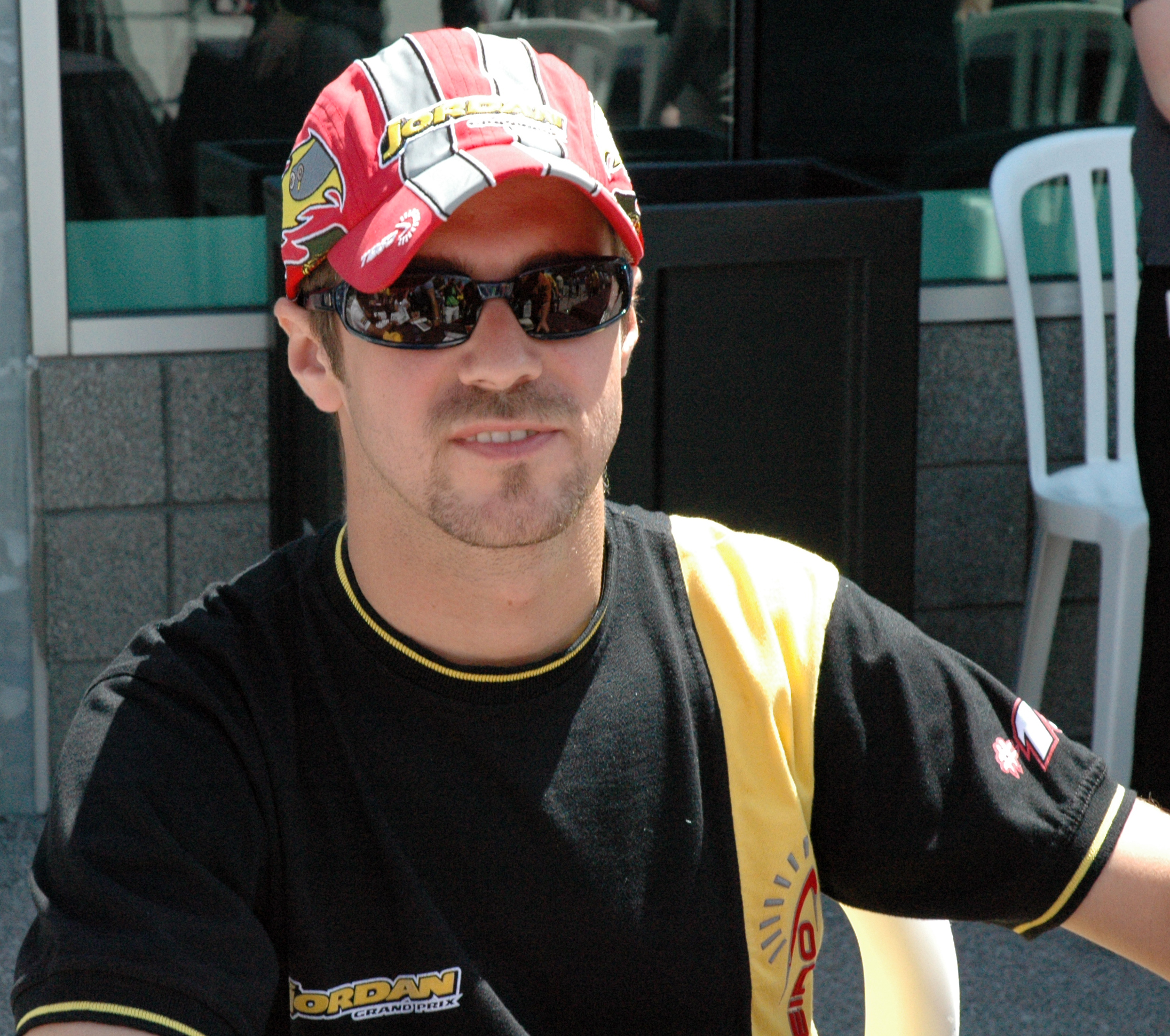
Tiago Monteiro.

#### Rink hockey
En rink hockey, l'équipe du Portugal est la plus titrée au Monde. C'est un sport très populaire et pratiqué dans tout le pays. Ils sont avec l'Italie et l'Espagne les trois uniques pays à posséder un championnat professionnel dans ce sport.

#### Jeux olympiques
Le Portugal a participé à toutes les éditions des Jeux olympiques d'été depuis 1912 mais n'a participé que huit fois aux Jeux olympiques d'hiver depuis 1952.
Les athlètes portugais ont remporté au total 24 médailles aux Jeux olympiques d'été et aucune médaille aux Jeux olympiques d'hiver. Ils ont remporté la plupart de leurs médailles en athlétisme, en voile et en équitation.

Principales personnalités des Jeux Olympiques portugais
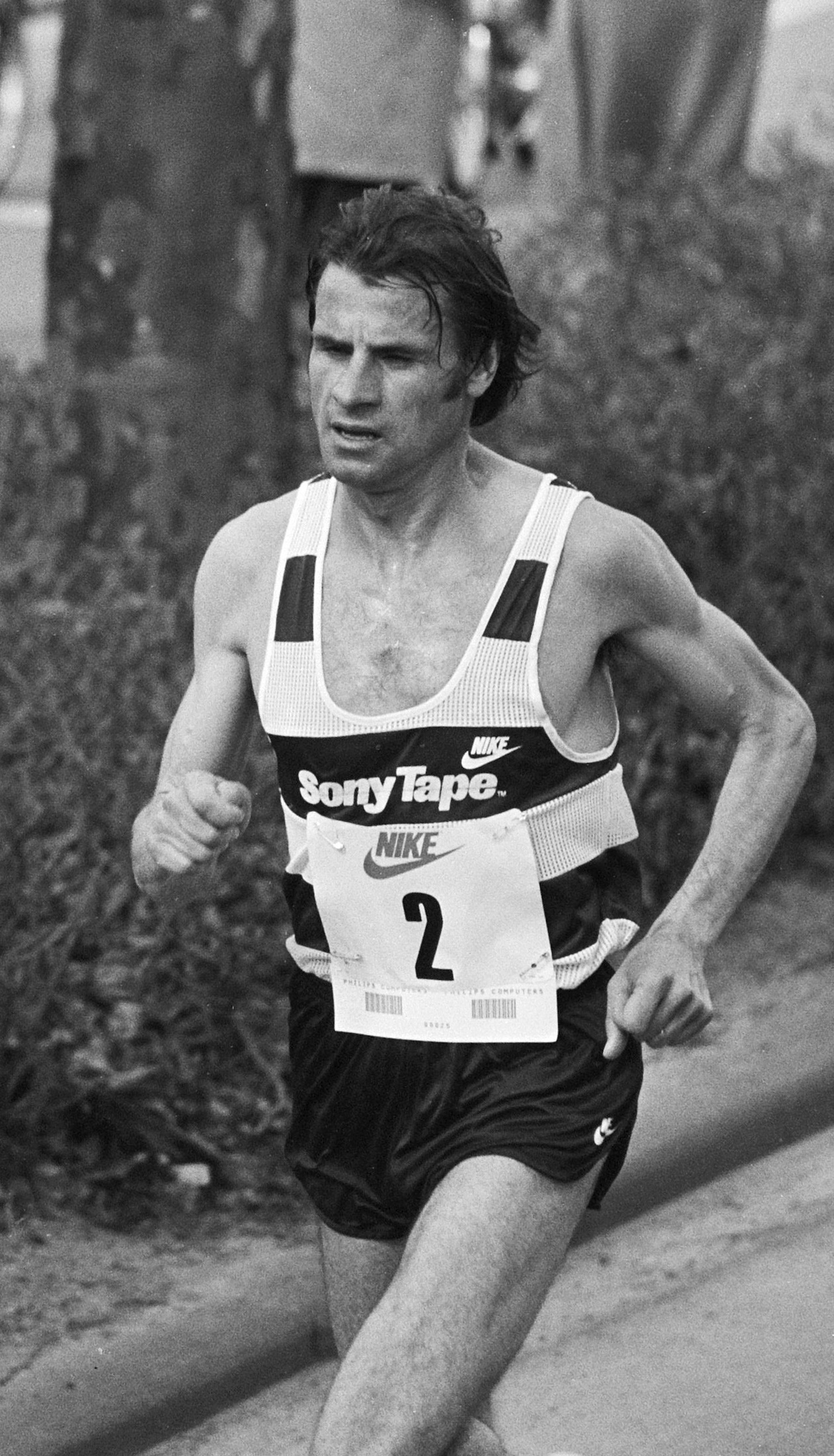
Carlos Lopes.
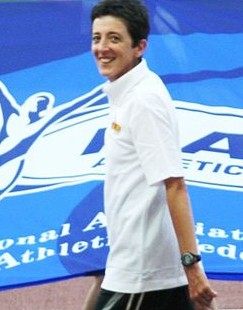
Rosa Mota.
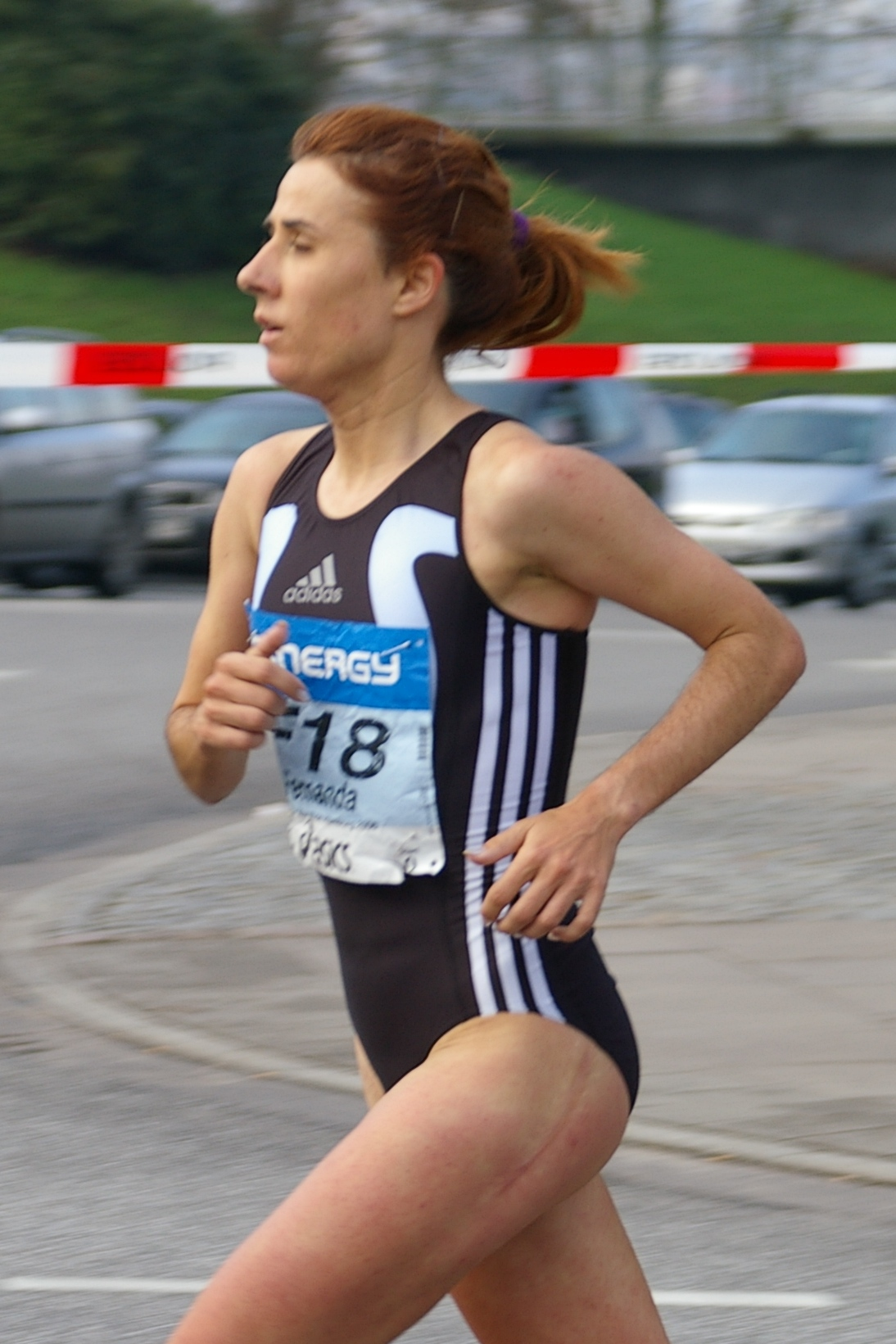
Fernanda Ribeiro.
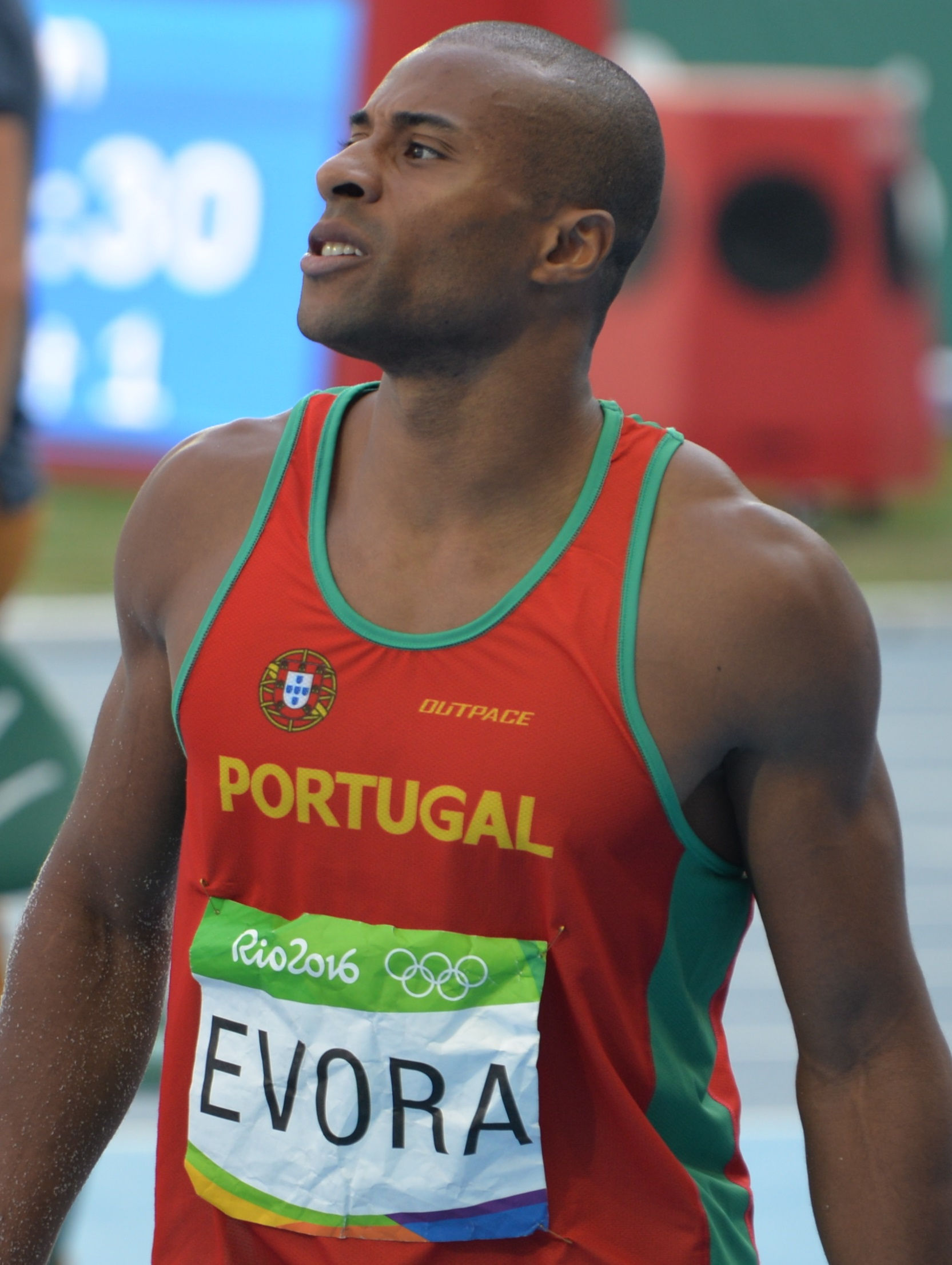
Nelson Evora.
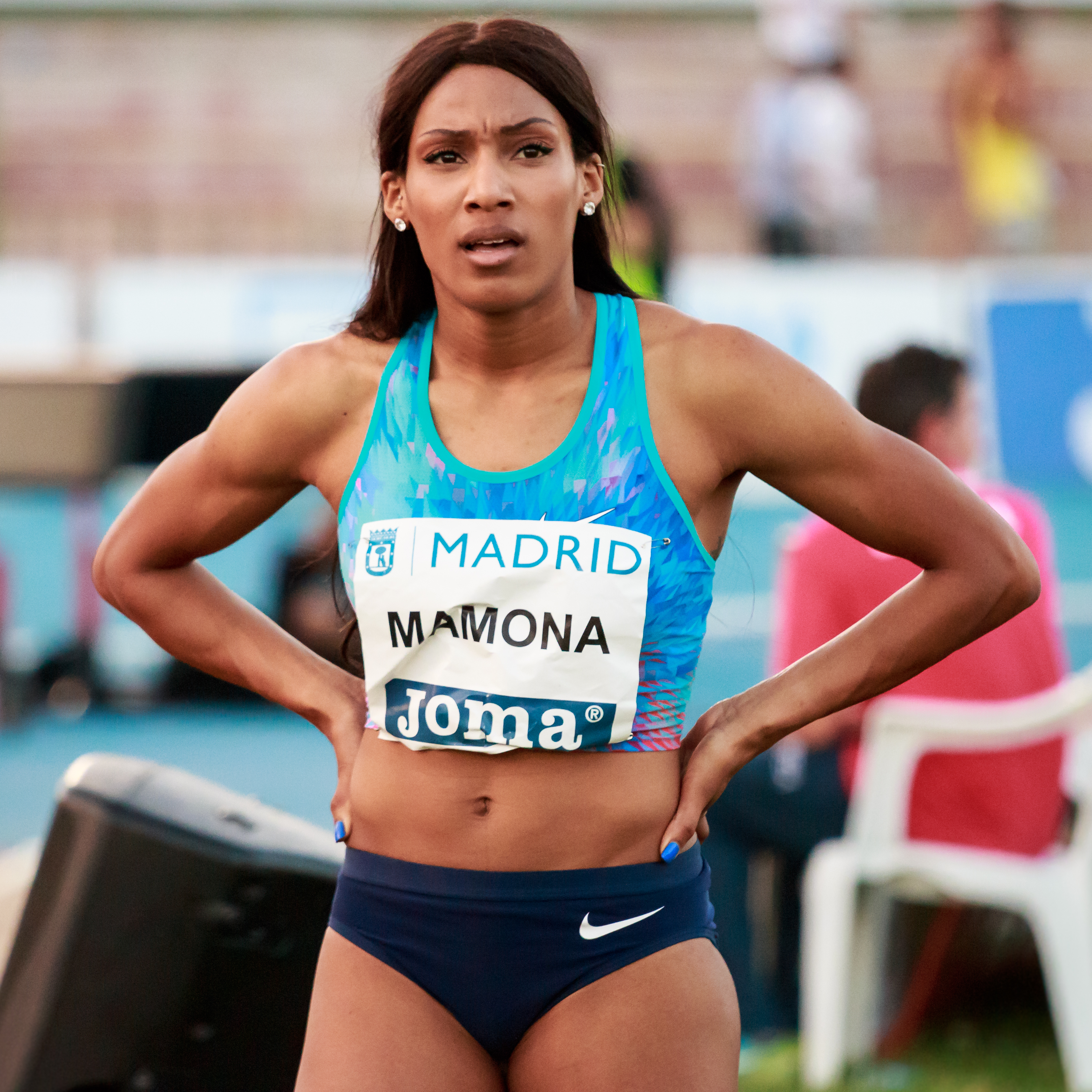
Patricia Mamona.

Principales personnalités des Jeux Olympiques portugais
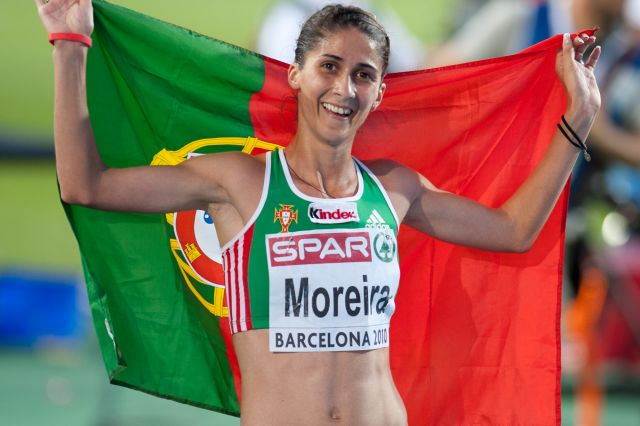
Sara Moreira.
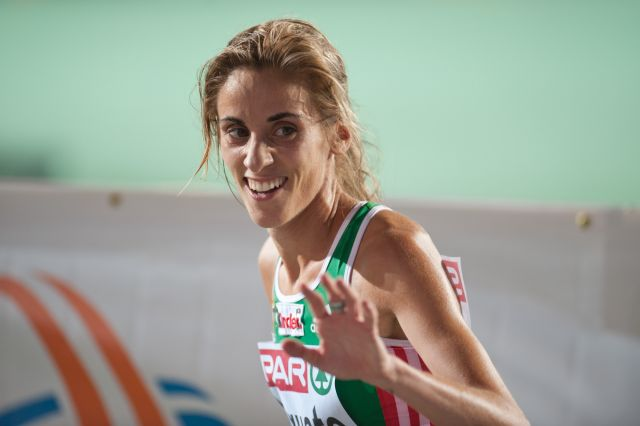
Jéssica Augusto.
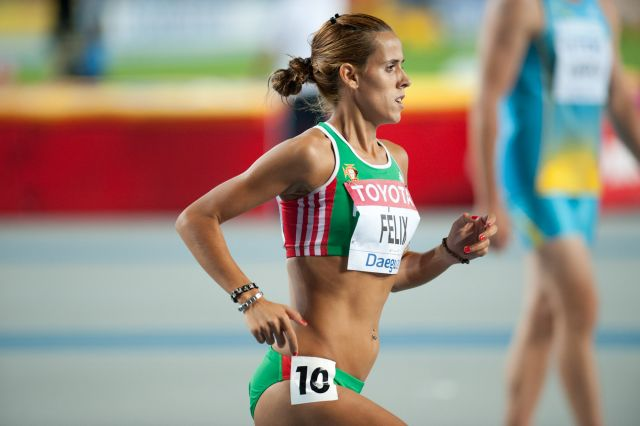
Ana Dulce Félix.
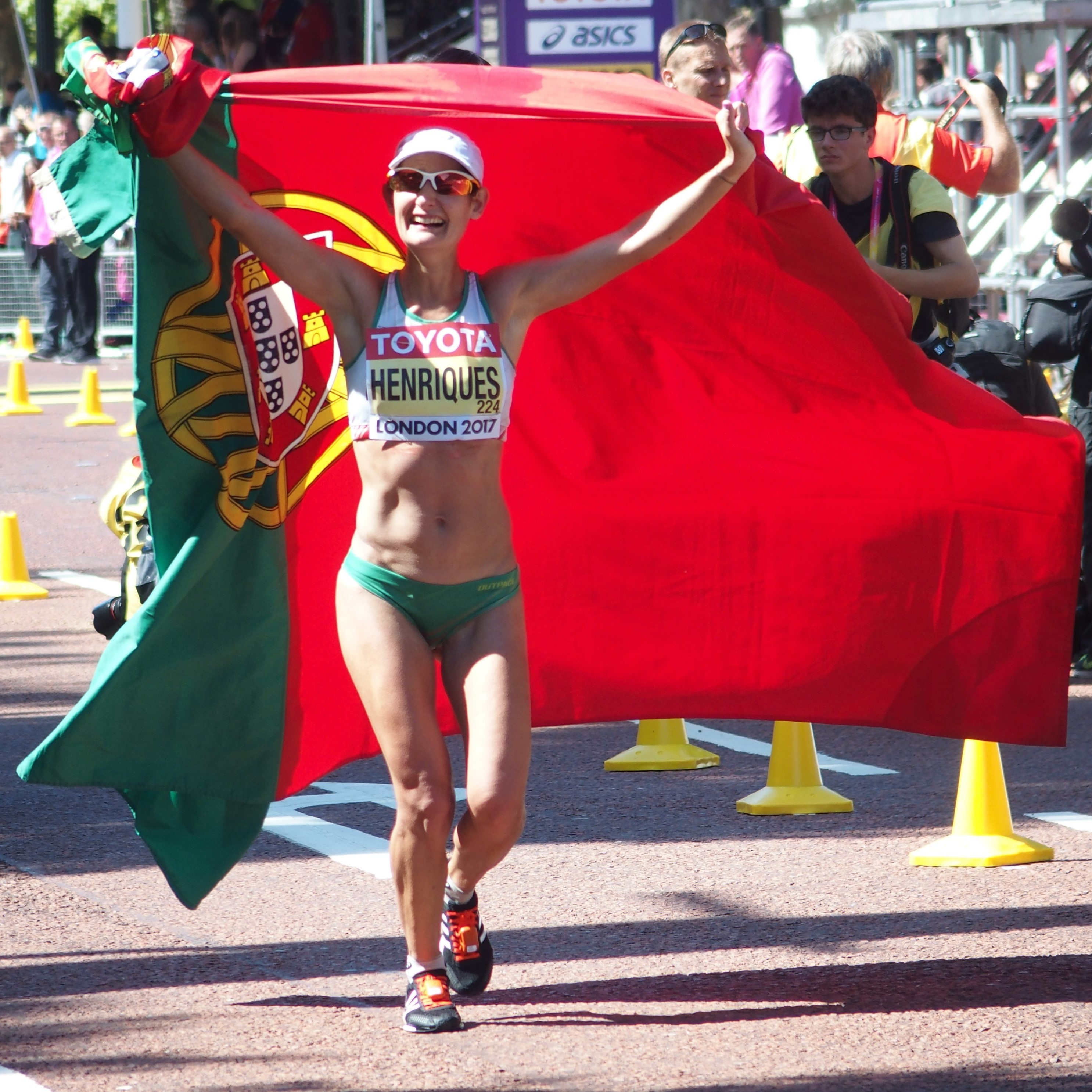
Inês Henriques.

### Religion

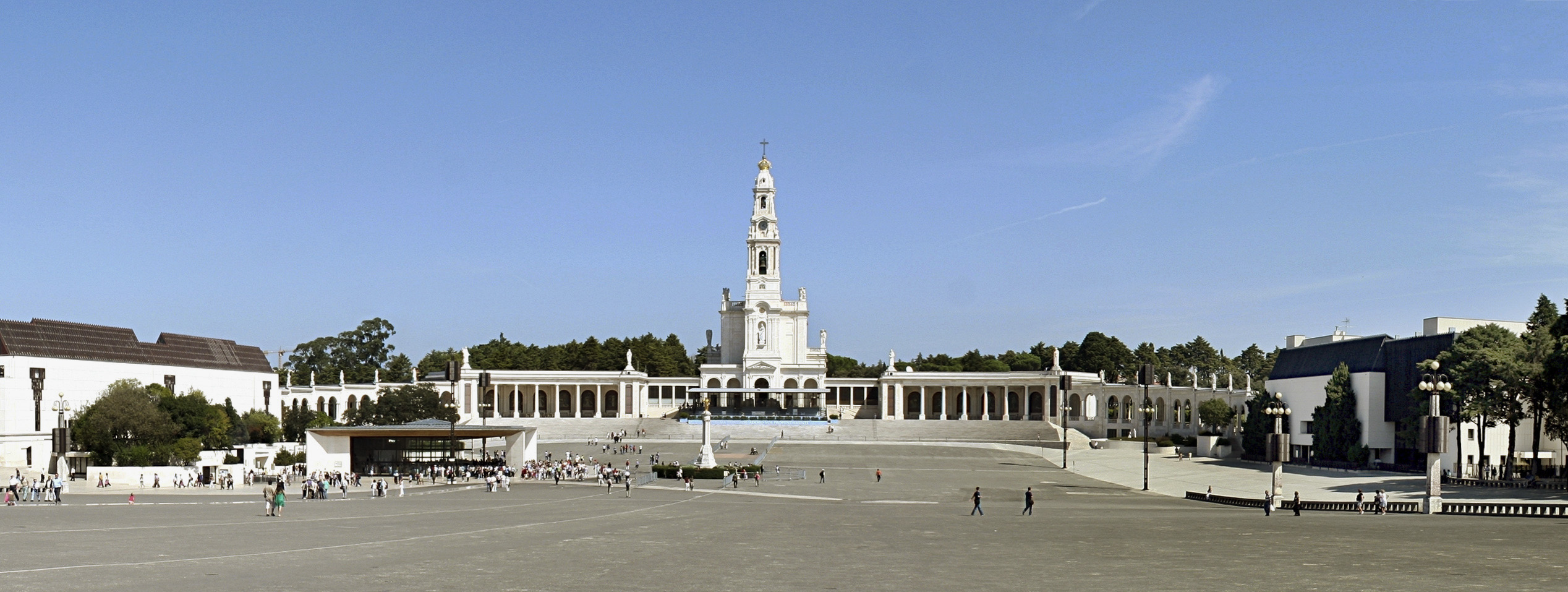
Le sanctuaire de Notre-Dame de Fátima (avec sa chapelle des apparitions).

L'Église et l'État sont formellement séparés pendant la première République portugaise (1910 à 1926), séparation réitérée dans la constitution portugaise de 1976. Le Portugal est un État séculier. En dehors de la constitution, les deux documents les plus importants concernant la liberté religieuse sont le Concordat du 18 mai 2004 (succédant à ceux de 1940 et de 1886) entre le Portugal et le Saint-Siège et la « Loi de liberté religieuse » de 2001.

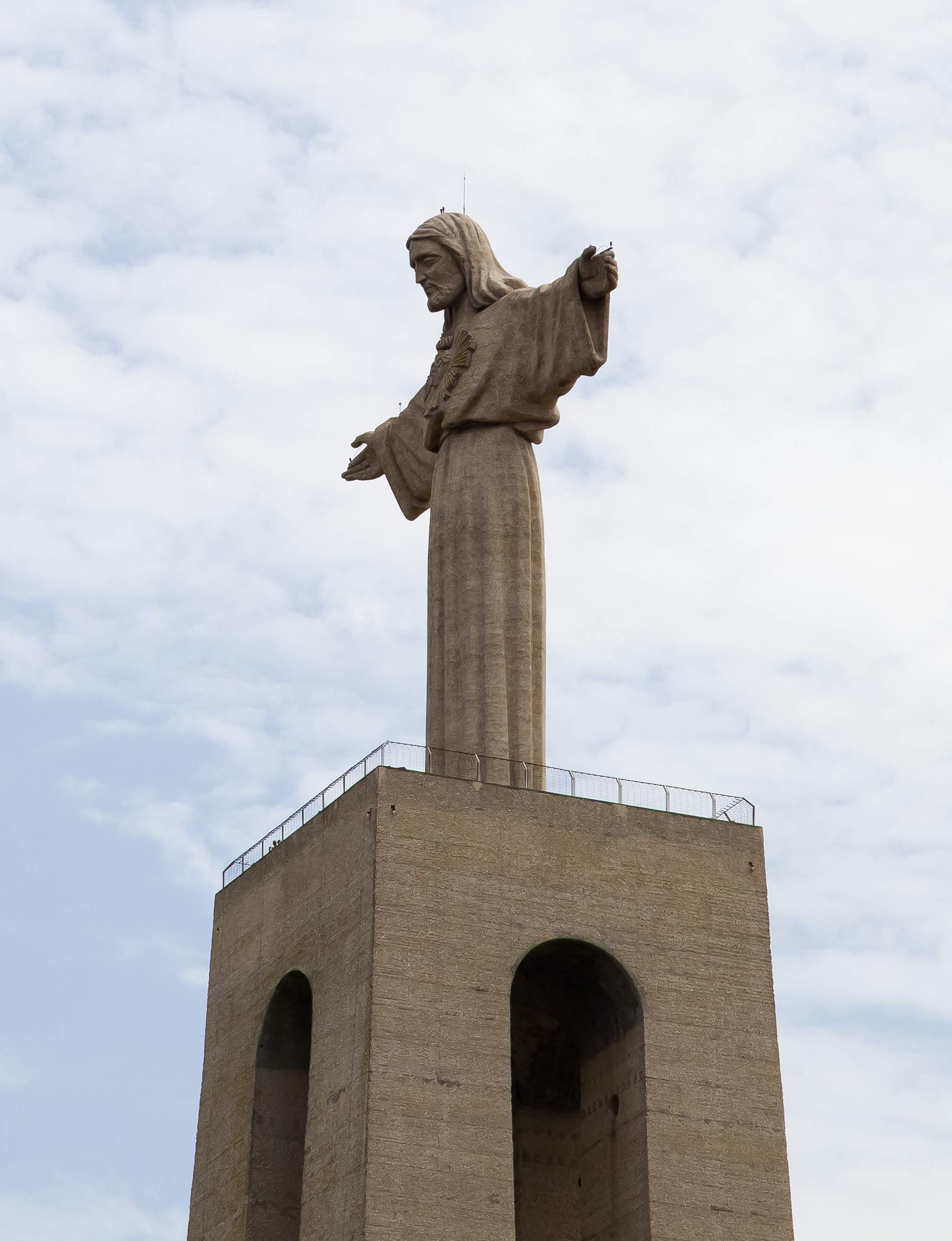
Le sanctuaire national du Christ Roi en Almada.

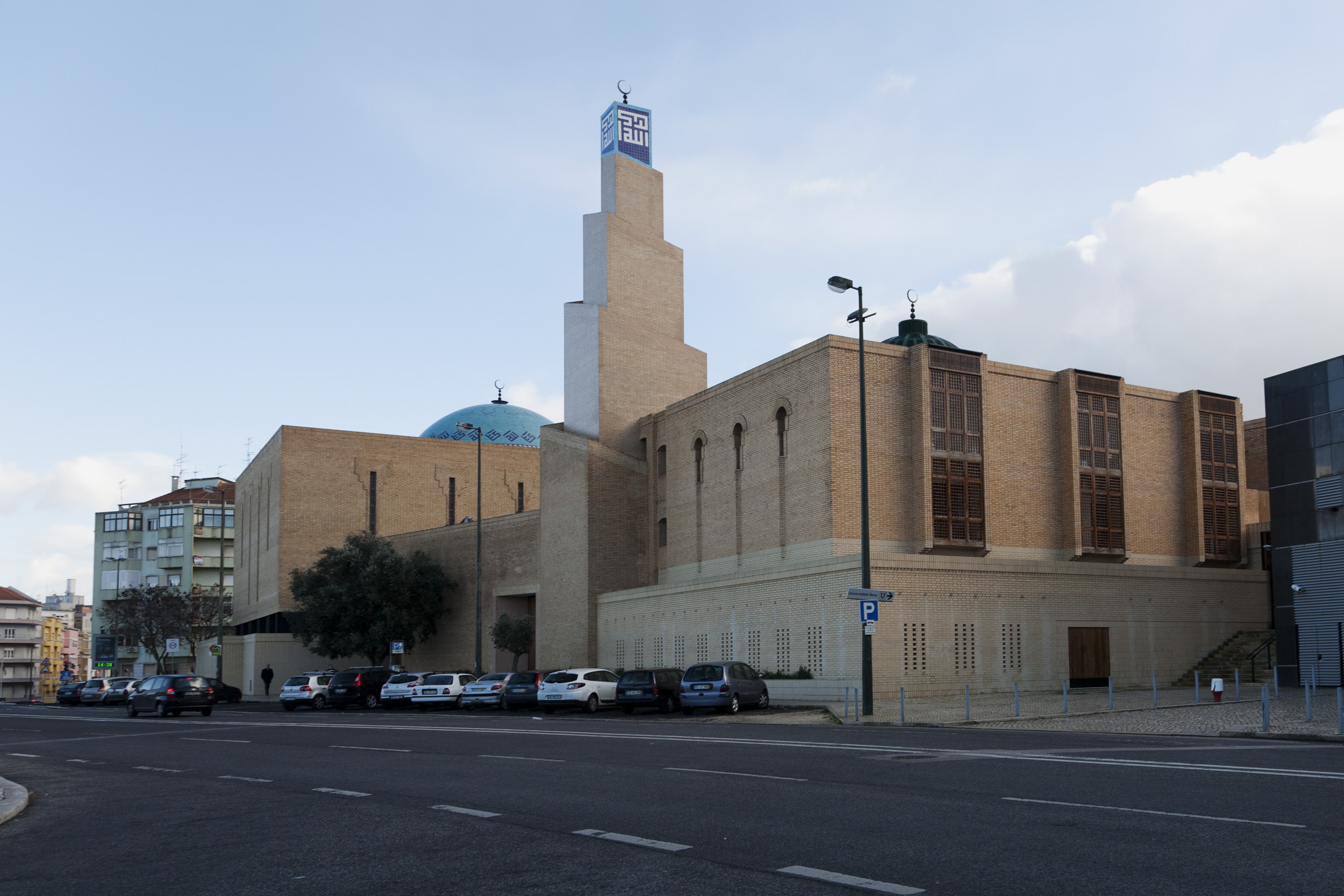
Mosquée centrale de Lisbonne.

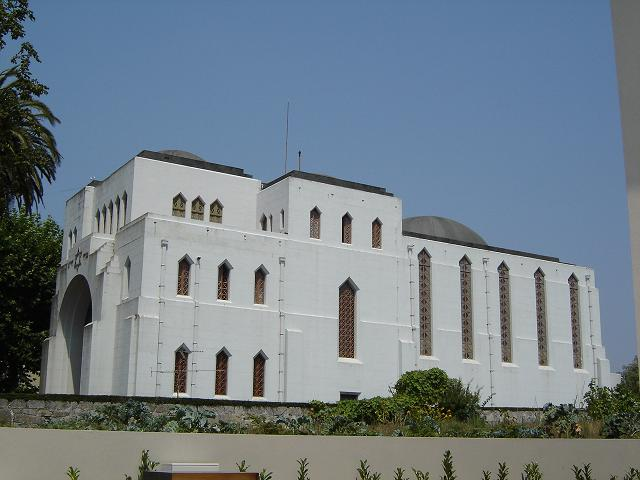
Synagogue à Porto.

La majorité des Portugais (environ 84,5 %) est de confession catholique.
Le Portugal est divisé en vingt diocèses, regroupés en trois provinces: Braga, Lisbonne et Évora. Ses principales sanctuaires sont le sanctuaire de Notre-Dame de Fátima (avec sa chapelle des apparitions) et le sanctuaire du Christ Roi.
Environ la moitié des mariages au Portugal sont des mariages catholiques. Le divorce est autorisé par le Code civil portugais, par consentement mutuel ou sur demande auprès d'un tribunal par un des conjoints.
Au Portugal sont également pratiquées d'autres religions issues du christianisme. Il existe actuellement[C'est-à-dire ?] une communauté de 100 000 évangéliques et les Témoins de Jéhovah y comptent près de 50 000 fidèles. De plus, en 2009, environ 100 000 personnes ont assisté à leur célébration annuelle de la Commémoration de la mort du Christ.
Les anglicans sont organisés en Église catholique apostolique évangélique lusitanienne, fondée en 1880.
La communauté juive reste présente au Portugal malgré le décret du 5 décembre 1496 de Manuel Ier qui obligea la communauté juive à choisir entre la conversion ou l'expulsion du pays et le massacre de 1506. La culture juive s'est développée dans la ville de Belmonte où il y a encore une communauté juive et où un musée juif a été ouvert en 2005. En 2006, il existe au Portugal une communauté d'environ 8 000 Juifs.
L'islam est présent au Portugal. Selon l’Instituto Nacional de Estatística, en 1991, il y avait une communauté de 9 134 musulmans dans le pays. La majorité de cette population provient des anciennes régions ultramarine, comme le Maroc, la Guinée-Bissau et le Mozambique.
La principale mosquée du pays est la mosquée centrale de Lisbonne. À Mértola, il existe encore une mosquée, mais elle fut convertie en église catholique après la Reconquista.

#### Les saints du Portugal
- Antoine de Padoue. Il naît à Lisbonne et très jeune il entre chez les chanoines réguliers de Saint Augustin à Coimbra. Il y est ordonné prêtre. En 1220 la vue des restes de martyrs revenus du Maroc lui fait prendre la décision de s'y rendre mais la maladie le ramène en Europe. En 1221 il passe par Assise puis enseigne à Bologne. En 1229, il est élu provincial de l'Italie du Nord. Il termine sa vie à Padoue où il prêche le carême ; il y meurt d'épuisement à 36 ans[620],[621].
- Béatrice de Silva. Elle naît à Campo Maior, dans la province de l'Alentejo, fille de Rui Gomes da Silva, maire de la ville frontalière de Campo Maior, et d'Isabel de Menezes, comtesse de Portalegre, laquelle est apparentée aux familles royales de Portugal et de Castille. Elle était aussi la sœur du bienheureux Amadeo de Silva. Béatrice a fondé l'ordre de l'Immaculée Conception : ses membres religieuses cloîtrées sont appelés Moniales Conceptionnistes.
- Élisabeth de Portugal, épouse du roi Denis Ier.
- Jean de Britto. Il naît à Lisbonne (Portugal) et meurt exécuté le 4 février 1693, à Oriyur, Tamil Nadu (Inde). Prêtre jésuite, missionnaire dans l’Inde du Sud, il y est à mort en haine de la foi chrétienne. Considéré comme martyr il est canonisé en 1947.
- Francisco Marto et Jacinthe Marto, les deux bergers qui disent avoir vu la Vierge Marie à Fátima.

### Langues

#### Langue portugaise

Le Monde lusophone.

La langue officielle de la République portugaise est le portugais, avec plus de 240 millions de personnes qui la parlent dans le monde entier en 2008. C'est alors la sixième langue la plus parlée au monde et la troisième langue européenne la plus parlée dans le monde. Elle est officielle au Portugal, au Brésil, en Angola, au Cap-Vert, en Guinée-Bissau, à Macao, au Mozambique, à Sao Tomé-et-Principe et au Timor oriental, mais elle est aussi parlée dans l'ancienne Inde portugaise (Goa, Daman et Diu et Dadra et Nagar Haveli) et dans certains territoires contestés (comme Olivença, en Espagne) ou limitrophes de pays lusophones (comme l'Uruguay avec le Brésil). 

La langue portugaise dans le monde.

Le portugais possède aussi un statut officiel dans l'Union européenne, dans l'Union des nations sud-américaines, dans l'Union latine, dans le Mercosur, dans la Communauté de développement d'Afrique australe et dans l'Union africaine. Le portugais est parfois désigné comme la « langue de Camões » (Luís de Camões, auteur de Os Lusíadas).

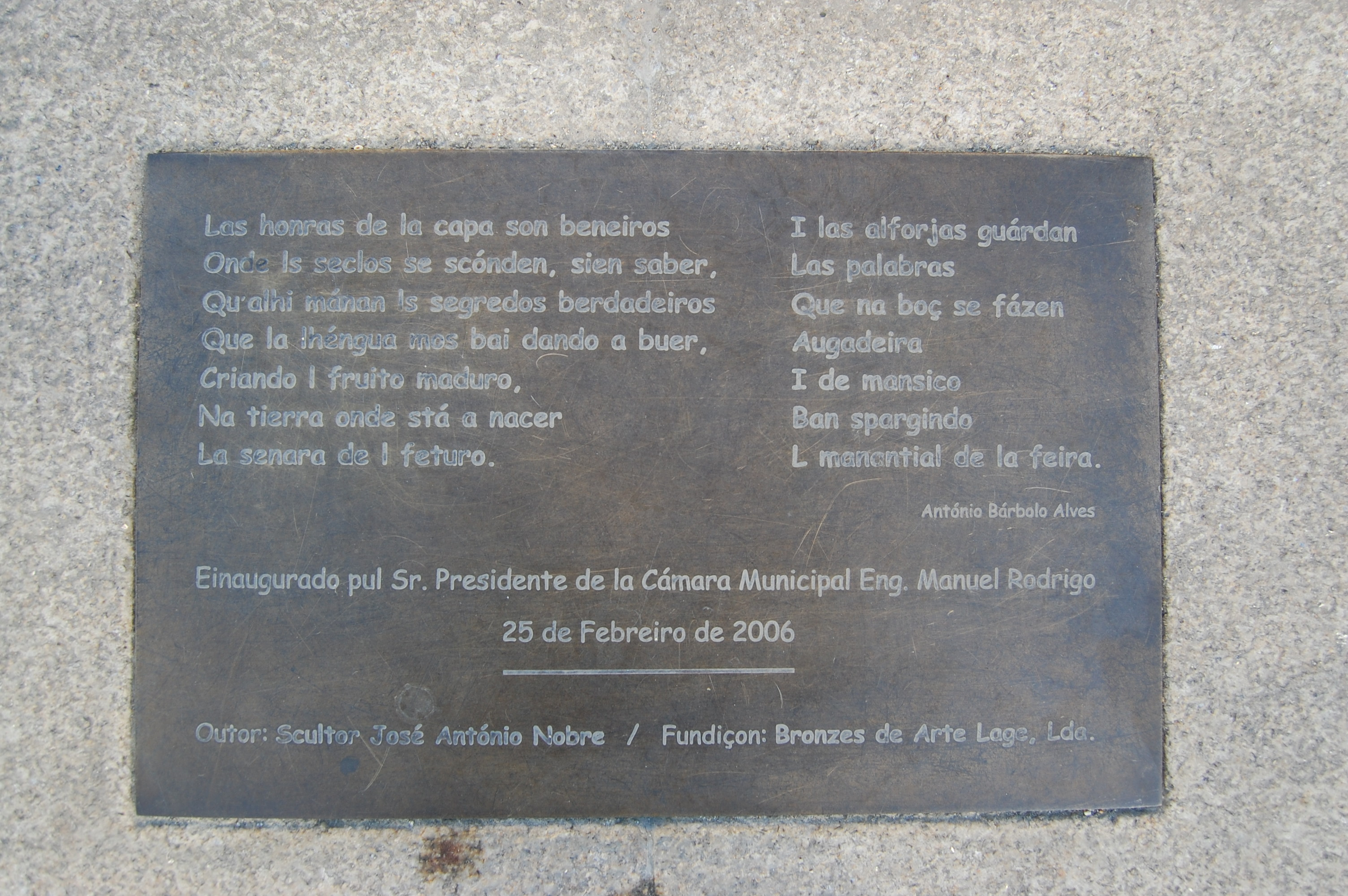
Plaque rédigé en mirandais.

D'autres langues du Portugal sont aussi reconnues officiellement :
- la langue des signes portugaise[627] ;
- le mirandais, qui est la seconde langue officielle du Portugal. Elle est surtout parlée dans la région de Miranda do Douro (la « Terre de Miranda ») ; cette langue est enseignée comme seconde langue facultative dans les écoles de cette ville et de Vimioso.

Le Portugal apparaît homogène sur le plan linguistique, car 96 % des habitants ont comme langue maternelle le portugais ; mais il en existe aussi plusieurs variétés dialectales, notamment l'açorien, l'algarvio, l'alentejano, le Minhoto, le beirão, le madérien, le dialecte de la Beira Alta et du Mondego, le dialecte de Castelo Branco et de Portalegre et enfin le dialecte de Trás-os-Montes.

### Fêtes et jours fériés

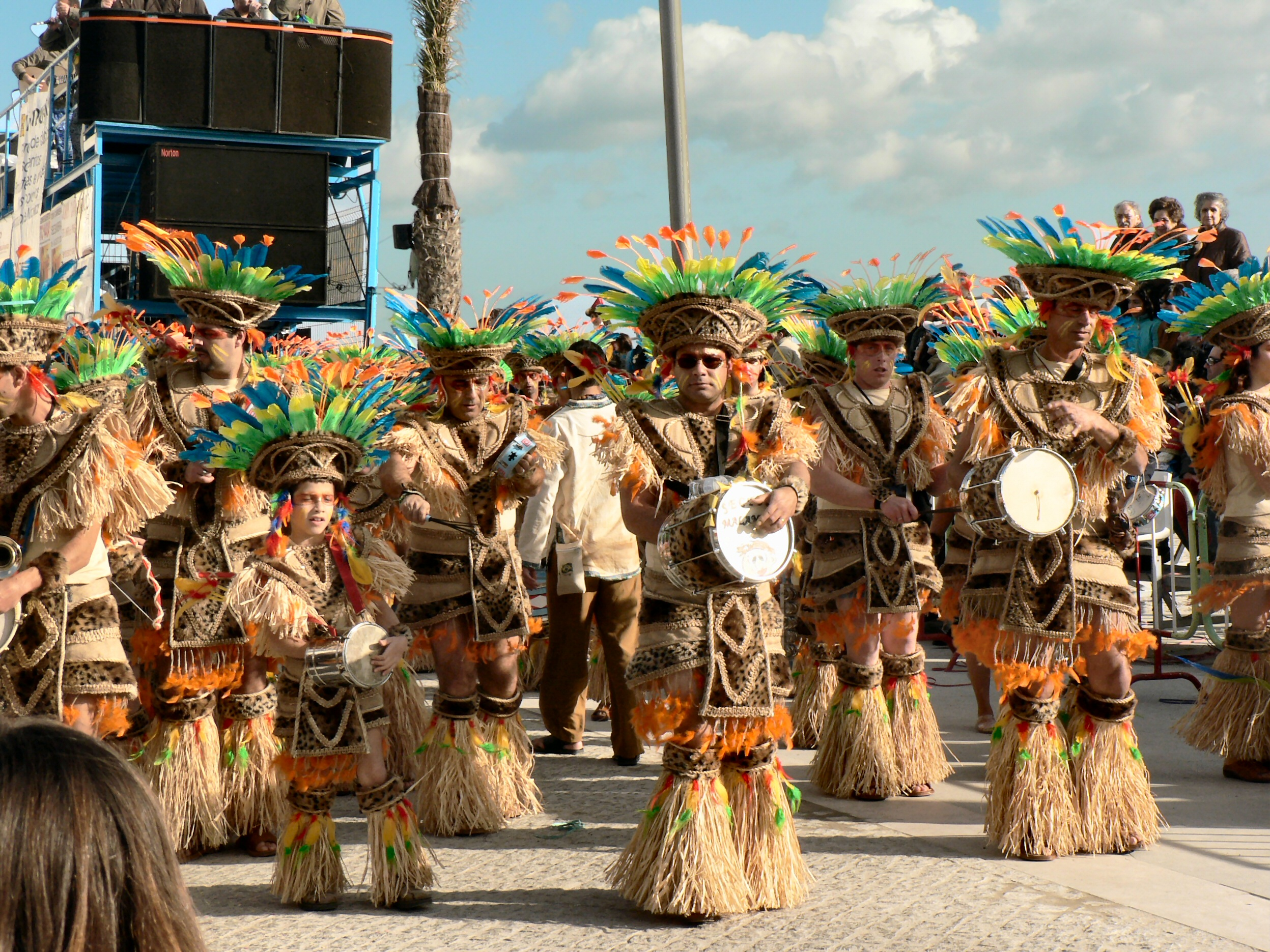
Carnaval de Sesimbra, 2007.

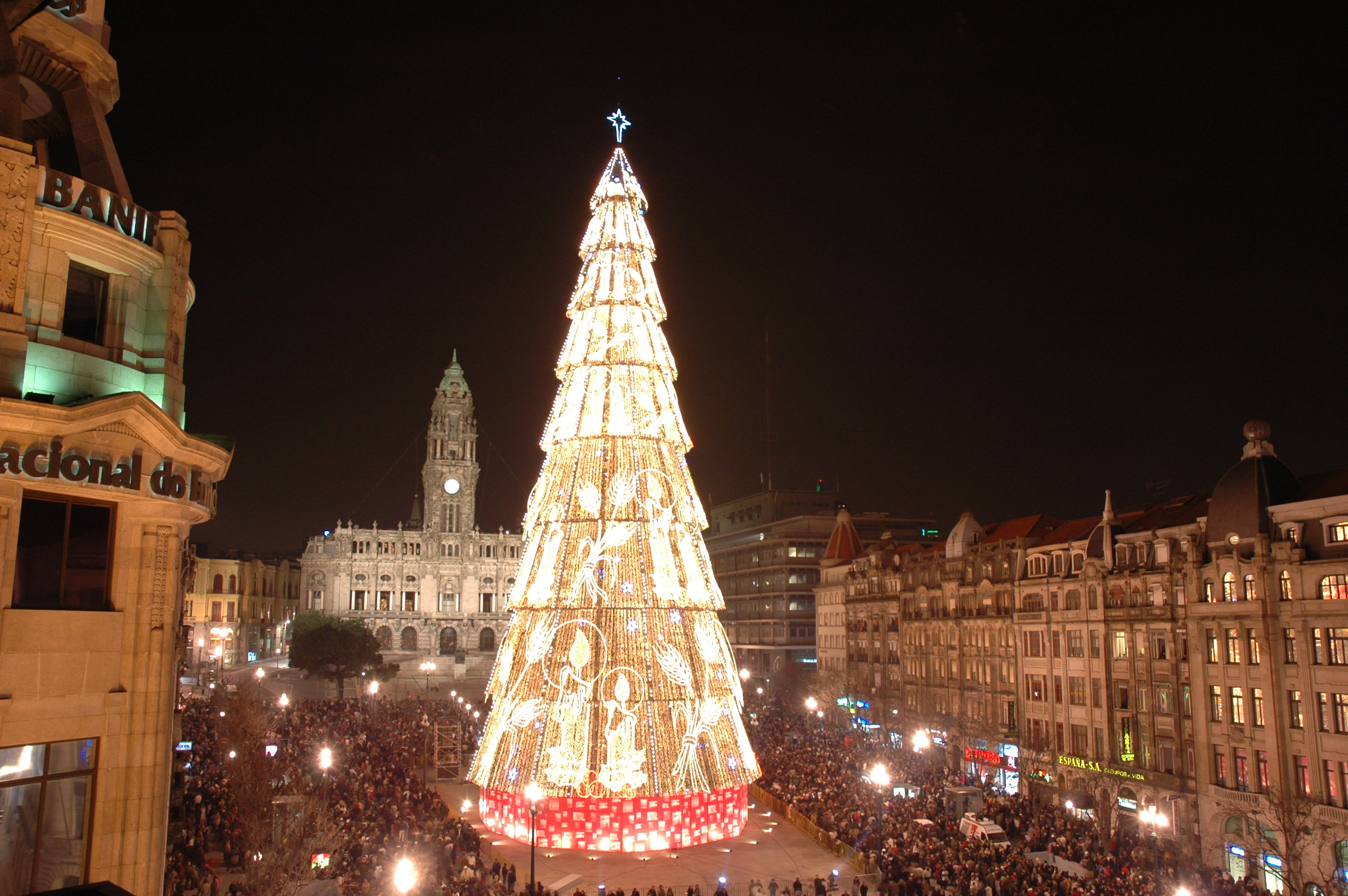
Plus grand arbre de Noël d’Europe, Porto, 2007.

| Date         | Nom                            | Observations                                                                                          |
| ------------ | ------------------------------ | --- |
| 1er janvier  | Sainte Marie, Mère de Dieu     | Jour de l'an, célébration chrétienne de la fête de Marie (mère de Jésus)                              |
| Février      | Carnaval                       | Mardi-gras.                                                                                           |
| Mars - Avril | Vendredi saint                 | Célébration chrétienne de la passion et de la mort du Christ.                                         |
| Mars - Avril | Pâques                         | Célébration chrétienne de la résurrection du Christ.                                                  |
| 25 avril     | Révolution des Œillets         | Fête de la liberté (anniversaire de la fin de la dictature le 25 avril 1974).                         |
| 1er mai      | Fête du Travail                | Fête des travailleurs.                                                                                |
| Mai - Juin   | Fête-Dieu                      | Célébration catholique du corps et du sang du Christ.                                                 |
| 10 juin      | Fête nationale                 | Anniversaire de la mort du poète Camões en 1580.                                                      |
| 15 août      | Assomption                     | Célébration catholique de la montée au paradis de la Vierge Marie.                                    |
| 5 octobre    | Instauration de la République  | Fête de la République (instaurée en 1910).                                                            |
| 1er novembre | Toussaint                      | Fête catholique de tous les saints.                                                                   |
| 1er décembre | Restauration de l’indépendance | Fête de l’indépendance (restaurée en 1640 après 60 ans d’union avec l’Espagne dans l’Union ibérique). |
| 8 décembre   | Immaculée Conception           | Fête catholique de la conception de la Vierge Marie, patronne du Portugal depuis 1646.                |
| 25 décembre  | Noël                           | Célébration chrétienne de la naissance du Christ Fête de la famille.                                  |

## Médias

### Radio

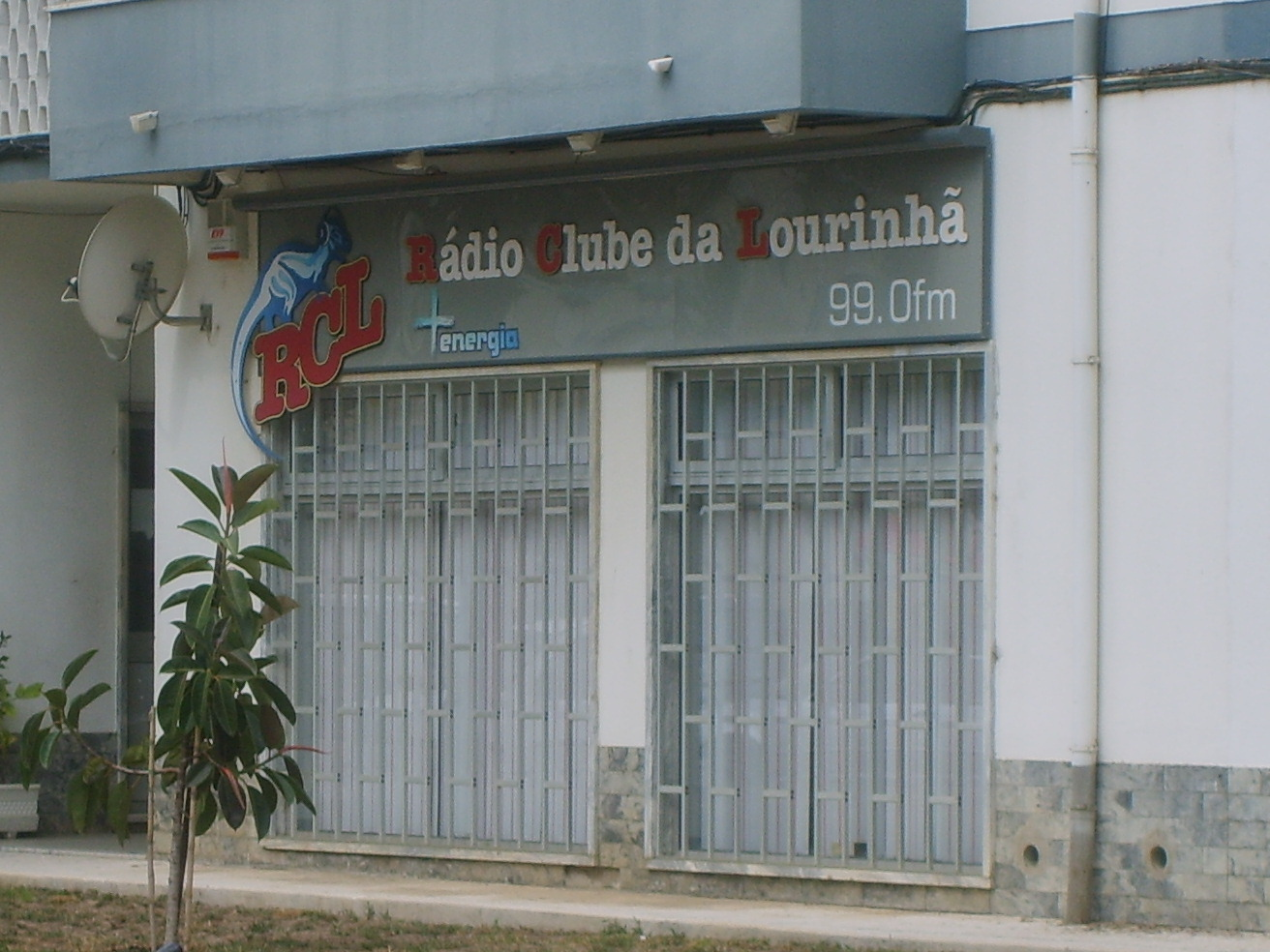
Station de radio locale de Lourinhã.

La radio apparait au tournant du XIXe siècle et du XXe siècle. Les premières expériences de radiodiffusion sont réalisées par Marconi en 1894. Ce dernier est contacté par le gouvernement portugais en 1912. En 1914, Fernando Gardelho Medeiros crée la Rádio Hertz, à Lisbonne, qui constuitue la première expérience de diffusion radiophonique dans le pays. En 1923, le gouvernement fonde la Sociedade Portuguesa de Amadores de Telefonia sem Fio. Les premières émissions de radio privée régulières commencent à Lisbonne le 25 octobre 1925, avec la station CTI AA de Nunes dos Santos, tandis que les premières émissions publiques sont réalisées en 1932, par l'Emissora Nacional (Émetteur national), fondée officiellement en 1935, mais existante depuis 1930, par un décret qui a créé la Direcção dos Serviços Radio eléctricos (direction des Services Radio électriques), autorisant, en simultané, l'acquisition des premiers expéditeurs de Moyenne fréquence et la haute fréquence au Portugal. En 1934, sont réalisées les premières émissions en haute fréquence. Conçue dans un cadre politique interne et externe où les radios nationales jouaient surtout un rôle de véhicule des intérêts du Gouvernement, cette caractéristique s'est accentuée davantage dans le cas portugais en fonction du régime totalitaire qui a perduré jusqu'en 1974.
Après la chute du régime, les postes radiophoniques sont nationalisés et fut ensuite créée la RDP (Radiotelevisão Portuguesa). Son évolution a continué, avec des réorganisations internes et des réformes, en 2004, elle fut appelée la RTP (Radio-télévision du Portugal). Actuellement[C'est-à-dire ?], la RTP, entreprise publique d'État, comporte trois émetteurs : Antena 1, Antena 2 et Antena 3. Outre celles-ci, il existe d'autres stations de radios privées comme la Radio Renascença, la Rádio Comercial, RFM, MEGA FM, Best Rock FM, Cidade et la Rádio Clube Português. Il existe aussi une centaine de stations locales et régionales.

### Télévision

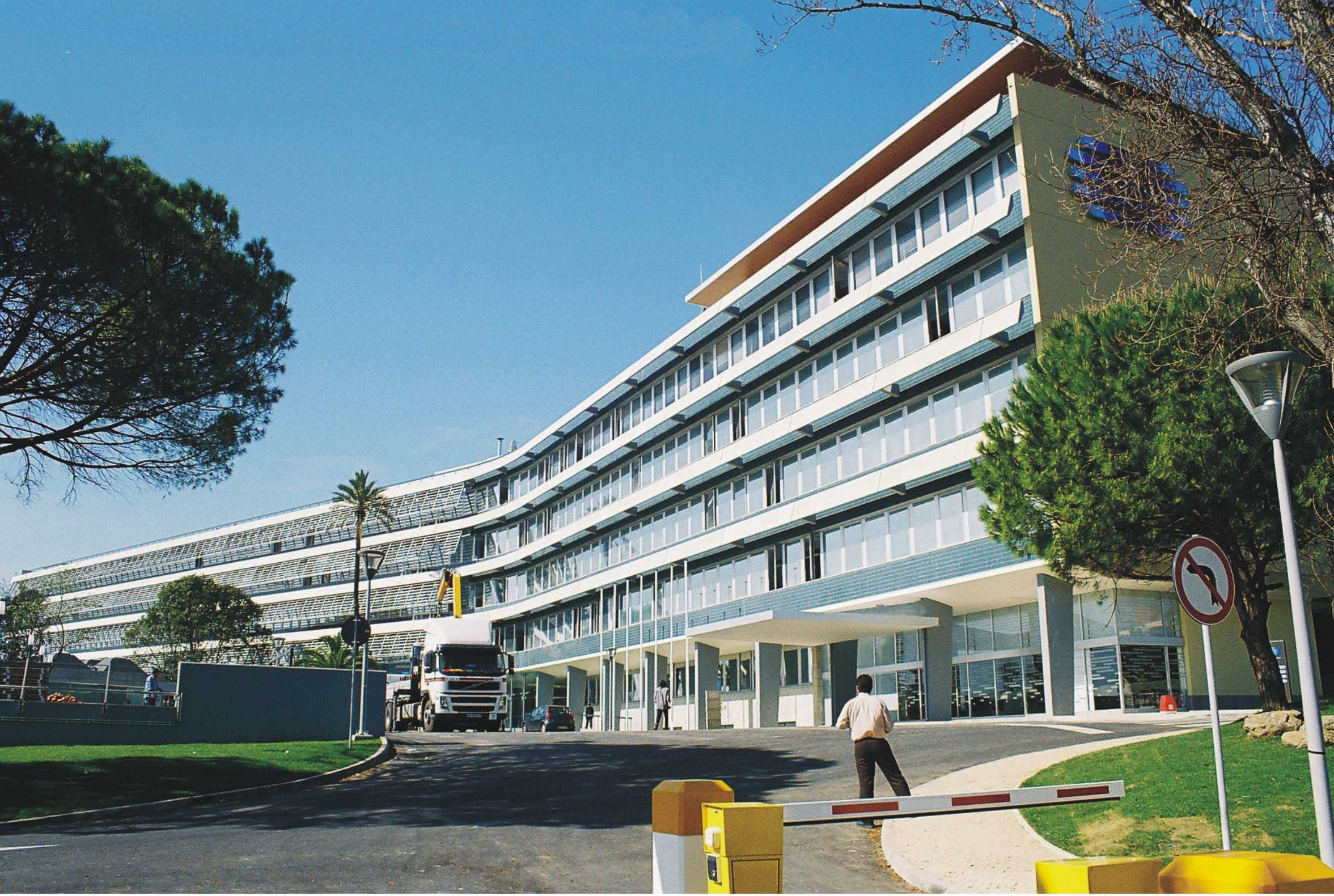
Siège de la Radio-télévision du Portugal à Lisbonne.

La télévision est apparue au Portugal pendant les années 1950. À l'initiative du gouvernement portugais, la RTP SARL est créée le 15 décembre 1955. Les émissions expérimentales de la RTP (ultérieurement, connue comme la RTP1) ont commencé en 1956, à partir de la Feira popular, à Lisbonne. Néanmoins, les émissions ne seront effectives qu'à partir de 1957. Devant la nécessité d'organiser la programmation de manière à satisfaire les téléspectateurs, RTP créa en 1968 une nouvelle chaîne : RTP2.
En 1975, la RTP fut nationalisée, en la transformant en une société publique. À la fin du XXe siècle, l'État a accordé une licence pour la création de deux chaînes de télévision indépendantes : la SIC en 1992 et la TVI en 1993.
À l'heure actuelle RTP1, RTP2, RTP Memoria, SIC et TVI sont les chaînes nationales existantes au Portugal. En effet, à partir de 2016 la chaîne « RTP Memoria » peut être visionnée par toute la population portugaise sans câble. Outre les chaînes nationales, il existe aussi deux chaînes régionales, celle de RTP Açores qui fut créée en 1975 et RTP Madeira qui, quant à elle, fut créée en 1972. RTP, SIC et TVI possèdent des chaînes internationales et aussi par satellite, les chaînes internationales sont TVIi, RTPi et SICi. Au Portugal il est aussi possible de capter d'autres chaînes par câble et via satellite. Avec les évolutions technologiques, il est désormais possible de voir la télévision à travers internet et par téléphone. Dans le cas de la TVI, on peut voir la télévision en direct sur TVI PLAYER
Le réseau principal du câble portugais est NOS qui propose de nombreuses chaines thématiques (MTV Portugal, SIC Radical, Sport TV…).

### Presse

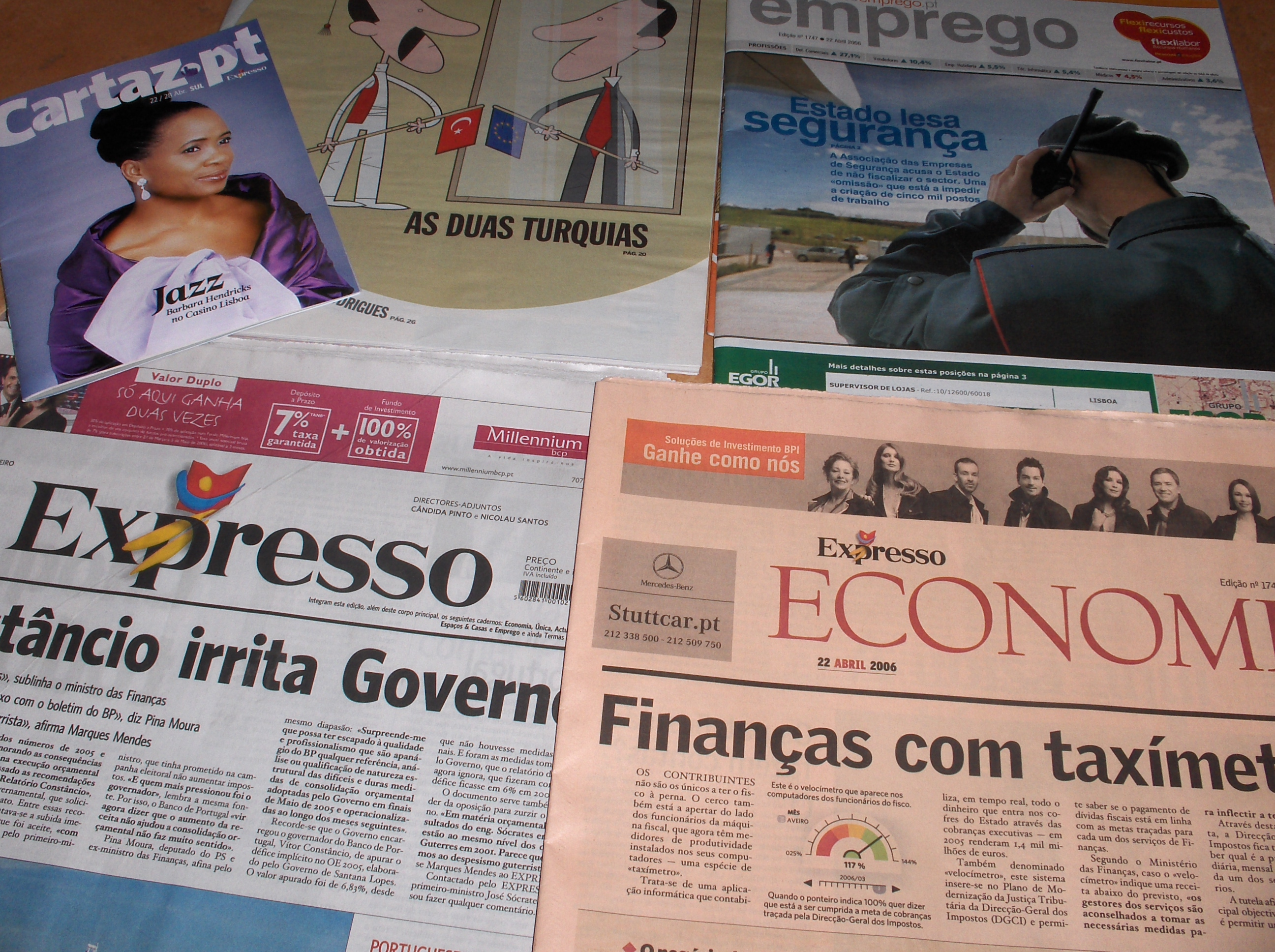
Quelques parutions de lExpresso.

L'Açoriano Oriental est le journal le plus ancien du Portugal. C'est aussi l'un des dix plus vieux du monde. Il fut fondé le 18 avril 1835, dans une période qui correspond à un âge d'or du journalisme aux niveaux national et international.
Quatre mois avant l'apparition de cette première publication, fut promulguée la première loi de liberté de la presse au Portugal. Depuis cette loi, plusieurs journaux sont apparus au long des années, dont les plus connus sont O Século, le Diário de Notícias et le Jornal de Notícias.
Au Portugal, il existe plusieurs revues, aux sujets variés ; les principaux périodiques portugais sont :
- pour l'information : Público, Diário de Notícias, Correio da Manhã, Diário de Notícias, Expresso, Focus et le Jornal de Notícias ;
- pour le sport : A Bola, O Jogo et Record ;
- pour les magazines people et sur la mode : Caras, Mariana, Lux, VIP, Gente, Maria, TV7 Dias, TV mais, Ana et Vogue ;
- pour la musique : Blitz.